# Шахматна задача
Шахматна задача се нарича изкуствено създадена позиция, в която едната от страните трябва да постигне мат в определен брой ходове. Ако не е указано коя страна, се подразбира за белите фигури. За да бъде задачата коректна се изисква:
- Само един първи ход за белите да води до целта.
- След първия ход белите да стигат до мат в зададения брой ходове, независимо от играта на черните.

Шахматната задача е един от двата основни вида шахматна композиция. Композиторът, който съставя шахматни задачи и етюди, се нарича проблемист (на английски: problem – задача).

## Видове и принципи на съставяне
Задачите се делят на видове според жанра:
- ортодоксални (класически): двуходова, триходова и многоходова;
- неортодоксални: кооперативен мат и обратен мат;
- приказни: сериен мат и феерични.

Решението на задачата се състои в намирането на единствения път, предвиден от автора, който води до изпълнението на задачата. Естетическият ефект на задачата се постига чрез неочаквано (прикрито) отваряне и красива комбинация. По правило задачата не трябва да започва с шах, решението трябва да е трудно за намиране и на противника трябва да се дават възможности за активна контраигра.
Задачите трябва да отговарят на основните принципи на шахматната композиция – законност на изходната позиция, разрешимост във всички варианти и уникалност на решението, както и на художествените изисквания – изразителност на замисъла, икономичност на формата, красота на решението.
В процеса на развитие на задачите техните принципи претърпяват значителни промени: съдържанието се обогатява, темата се разширява, изискванията за форма се променят, различни стилове и посоки се появяват и изчезват.

## Примери

### Мат в два хода
|   | a | b | c | d | e | f | g | h |   |
| 8 | черен офицер на бяло поле a8 · бял офицер на черно поле f8 · черен кон на черно поле a7 · бяла пешка на черно поле e7 · черен топ на бяло поле a6 · черен кон на бяло поле c6 · бял кон на черно поле d6 · бял цар на черно поле h6 · черна пешка на черно поле a5 · бяла пешка на черно поле e5 · бял топ на бяло поле h5 · черен топ на бяло поле a4 · черен цар на черно поле d4 · черна пешка на бяло поле g4 · бял топ на черно поле c3 · бяла пешка на черно поле b2 · бял офицер на бяло поле h1 | черен офицер на бяло поле a8 · бял офицер на черно поле f8 · черен кон на черно поле a7 · бяла пешка на черно поле e7 · черен топ на бяло поле a6 · черен кон на бяло поле c6 · бял кон на черно поле d6 · бял цар на черно поле h6 · черна пешка на черно поле a5 · бяла пешка на черно поле e5 · бял топ на бяло поле h5 · черен топ на бяло поле a4 · черен цар на черно поле d4 · черна пешка на бяло поле g4 · бял топ на черно поле c3 · бяла пешка на черно поле b2 · бял офицер на бяло поле h1 | черен офицер на бяло поле a8 · бял офицер на черно поле f8 · черен кон на черно поле a7 · бяла пешка на черно поле e7 · черен топ на бяло поле a6 · черен кон на бяло поле c6 · бял кон на черно поле d6 · бял цар на черно поле h6 · черна пешка на черно поле a5 · бяла пешка на черно поле e5 · бял топ на бяло поле h5 · черен топ на бяло поле a4 · черен цар на черно поле d4 · черна пешка на бяло поле g4 · бял топ на черно поле c3 · бяла пешка на черно поле b2 · бял офицер на бяло поле h1 | черен офицер на бяло поле a8 · бял офицер на черно поле f8 · черен кон на черно поле a7 · бяла пешка на черно поле e7 · черен топ на бяло поле a6 · черен кон на бяло поле c6 · бял кон на черно поле d6 · бял цар на черно поле h6 · черна пешка на черно поле a5 · бяла пешка на черно поле e5 · бял топ на бяло поле h5 · черен топ на бяло поле a4 · черен цар на черно поле d4 · черна пешка на бяло поле g4 · бял топ на черно поле c3 · бяла пешка на черно поле b2 · бял офицер на бяло поле h1 | черен офицер на бяло поле a8 · бял офицер на черно поле f8 · черен кон на черно поле a7 · бяла пешка на черно поле e7 · черен топ на бяло поле a6 · черен кон на бяло поле c6 · бял кон на черно поле d6 · бял цар на черно поле h6 · черна пешка на черно поле a5 · бяла пешка на черно поле e5 · бял топ на бяло поле h5 · черен топ на бяло поле a4 · черен цар на черно поле d4 · черна пешка на бяло поле g4 · бял топ на черно поле c3 · бяла пешка на черно поле b2 · бял офицер на бяло поле h1 | черен офицер на бяло поле a8 · бял офицер на черно поле f8 · черен кон на черно поле a7 · бяла пешка на черно поле e7 · черен топ на бяло поле a6 · черен кон на бяло поле c6 · бял кон на черно поле d6 · бял цар на черно поле h6 · черна пешка на черно поле a5 · бяла пешка на черно поле e5 · бял топ на бяло поле h5 · черен топ на бяло поле a4 · черен цар на черно поле d4 · черна пешка на бяло поле g4 · бял топ на черно поле c3 · бяла пешка на черно поле b2 · бял офицер на бяло поле h1 | черен офицер на бяло поле a8 · бял офицер на черно поле f8 · черен кон на черно поле a7 · бяла пешка на черно поле e7 · черен топ на бяло поле a6 · черен кон на бяло поле c6 · бял кон на черно поле d6 · бял цар на черно поле h6 · черна пешка на черно поле a5 · бяла пешка на черно поле e5 · бял топ на бяло поле h5 · черен топ на бяло поле a4 · черен цар на черно поле d4 · черна пешка на бяло поле g4 · бял топ на черно поле c3 · бяла пешка на черно поле b2 · бял офицер на бяло поле h1 | черен офицер на бяло поле a8 · бял офицер на черно поле f8 · черен кон на черно поле a7 · бяла пешка на черно поле e7 · черен топ на бяло поле a6 · черен кон на бяло поле c6 · бял кон на черно поле d6 · бял цар на черно поле h6 · черна пешка на черно поле a5 · бяла пешка на черно поле e5 · бял топ на бяло поле h5 · черен топ на бяло поле a4 · черен цар на черно поле d4 · черна пешка на бяло поле g4 · бял топ на черно поле c3 · бяла пешка на черно поле b2 · бял офицер на бяло поле h1 | 8 |
| 7 | черен офицер на бяло поле a8 · бял офицер на черно поле f8 · черен кон на черно поле a7 · бяла пешка на черно поле e7 · черен топ на бяло поле a6 · черен кон на бяло поле c6 · бял кон на черно поле d6 · бял цар на черно поле h6 · черна пешка на черно поле a5 · бяла пешка на черно поле e5 · бял топ на бяло поле h5 · черен топ на бяло поле a4 · черен цар на черно поле d4 · черна пешка на бяло поле g4 · бял топ на черно поле c3 · бяла пешка на черно поле b2 · бял офицер на бяло поле h1 | черен офицер на бяло поле a8 · бял офицер на черно поле f8 · черен кон на черно поле a7 · бяла пешка на черно поле e7 · черен топ на бяло поле a6 · черен кон на бяло поле c6 · бял кон на черно поле d6 · бял цар на черно поле h6 · черна пешка на черно поле a5 · бяла пешка на черно поле e5 · бял топ на бяло поле h5 · черен топ на бяло поле a4 · черен цар на черно поле d4 · черна пешка на бяло поле g4 · бял топ на черно поле c3 · бяла пешка на черно поле b2 · бял офицер на бяло поле h1 | черен офицер на бяло поле a8 · бял офицер на черно поле f8 · черен кон на черно поле a7 · бяла пешка на черно поле e7 · черен топ на бяло поле a6 · черен кон на бяло поле c6 · бял кон на черно поле d6 · бял цар на черно поле h6 · черна пешка на черно поле a5 · бяла пешка на черно поле e5 · бял топ на бяло поле h5 · черен топ на бяло поле a4 · черен цар на черно поле d4 · черна пешка на бяло поле g4 · бял топ на черно поле c3 · бяла пешка на черно поле b2 · бял офицер на бяло поле h1 | черен офицер на бяло поле a8 · бял офицер на черно поле f8 · черен кон на черно поле a7 · бяла пешка на черно поле e7 · черен топ на бяло поле a6 · черен кон на бяло поле c6 · бял кон на черно поле d6 · бял цар на черно поле h6 · черна пешка на черно поле a5 · бяла пешка на черно поле e5 · бял топ на бяло поле h5 · черен топ на бяло поле a4 · черен цар на черно поле d4 · черна пешка на бяло поле g4 · бял топ на черно поле c3 · бяла пешка на черно поле b2 · бял офицер на бяло поле h1 | черен офицер на бяло поле a8 · бял офицер на черно поле f8 · черен кон на черно поле a7 · бяла пешка на черно поле e7 · черен топ на бяло поле a6 · черен кон на бяло поле c6 · бял кон на черно поле d6 · бял цар на черно поле h6 · черна пешка на черно поле a5 · бяла пешка на черно поле e5 · бял топ на бяло поле h5 · черен топ на бяло поле a4 · черен цар на черно поле d4 · черна пешка на бяло поле g4 · бял топ на черно поле c3 · бяла пешка на черно поле b2 · бял офицер на бяло поле h1 | черен офицер на бяло поле a8 · бял офицер на черно поле f8 · черен кон на черно поле a7 · бяла пешка на черно поле e7 · черен топ на бяло поле a6 · черен кон на бяло поле c6 · бял кон на черно поле d6 · бял цар на черно поле h6 · черна пешка на черно поле a5 · бяла пешка на черно поле e5 · бял топ на бяло поле h5 · черен топ на бяло поле a4 · черен цар на черно поле d4 · черна пешка на бяло поле g4 · бял топ на черно поле c3 · бяла пешка на черно поле b2 · бял офицер на бяло поле h1 | черен офицер на бяло поле a8 · бял офицер на черно поле f8 · черен кон на черно поле a7 · бяла пешка на черно поле e7 · черен топ на бяло поле a6 · черен кон на бяло поле c6 · бял кон на черно поле d6 · бял цар на черно поле h6 · черна пешка на черно поле a5 · бяла пешка на черно поле e5 · бял топ на бяло поле h5 · черен топ на бяло поле a4 · черен цар на черно поле d4 · черна пешка на бяло поле g4 · бял топ на черно поле c3 · бяла пешка на черно поле b2 · бял офицер на бяло поле h1 | черен офицер на бяло поле a8 · бял офицер на черно поле f8 · черен кон на черно поле a7 · бяла пешка на черно поле e7 · черен топ на бяло поле a6 · черен кон на бяло поле c6 · бял кон на черно поле d6 · бял цар на черно поле h6 · черна пешка на черно поле a5 · бяла пешка на черно поле e5 · бял топ на бяло поле h5 · черен топ на бяло поле a4 · черен цар на черно поле d4 · черна пешка на бяло поле g4 · бял топ на черно поле c3 · бяла пешка на черно поле b2 · бял офицер на бяло поле h1 | 7 |
| 6 | черен офицер на бяло поле a8 · бял офицер на черно поле f8 · черен кон на черно поле a7 · бяла пешка на черно поле e7 · черен топ на бяло поле a6 · черен кон на бяло поле c6 · бял кон на черно поле d6 · бял цар на черно поле h6 · черна пешка на черно поле a5 · бяла пешка на черно поле e5 · бял топ на бяло поле h5 · черен топ на бяло поле a4 · черен цар на черно поле d4 · черна пешка на бяло поле g4 · бял топ на черно поле c3 · бяла пешка на черно поле b2 · бял офицер на бяло поле h1 | черен офицер на бяло поле a8 · бял офицер на черно поле f8 · черен кон на черно поле a7 · бяла пешка на черно поле e7 · черен топ на бяло поле a6 · черен кон на бяло поле c6 · бял кон на черно поле d6 · бял цар на черно поле h6 · черна пешка на черно поле a5 · бяла пешка на черно поле e5 · бял топ на бяло поле h5 · черен топ на бяло поле a4 · черен цар на черно поле d4 · черна пешка на бяло поле g4 · бял топ на черно поле c3 · бяла пешка на черно поле b2 · бял офицер на бяло поле h1 | черен офицер на бяло поле a8 · бял офицер на черно поле f8 · черен кон на черно поле a7 · бяла пешка на черно поле e7 · черен топ на бяло поле a6 · черен кон на бяло поле c6 · бял кон на черно поле d6 · бял цар на черно поле h6 · черна пешка на черно поле a5 · бяла пешка на черно поле e5 · бял топ на бяло поле h5 · черен топ на бяло поле a4 · черен цар на черно поле d4 · черна пешка на бяло поле g4 · бял топ на черно поле c3 · бяла пешка на черно поле b2 · бял офицер на бяло поле h1 | черен офицер на бяло поле a8 · бял офицер на черно поле f8 · черен кон на черно поле a7 · бяла пешка на черно поле e7 · черен топ на бяло поле a6 · черен кон на бяло поле c6 · бял кон на черно поле d6 · бял цар на черно поле h6 · черна пешка на черно поле a5 · бяла пешка на черно поле e5 · бял топ на бяло поле h5 · черен топ на бяло поле a4 · черен цар на черно поле d4 · черна пешка на бяло поле g4 · бял топ на черно поле c3 · бяла пешка на черно поле b2 · бял офицер на бяло поле h1 | черен офицер на бяло поле a8 · бял офицер на черно поле f8 · черен кон на черно поле a7 · бяла пешка на черно поле e7 · черен топ на бяло поле a6 · черен кон на бяло поле c6 · бял кон на черно поле d6 · бял цар на черно поле h6 · черна пешка на черно поле a5 · бяла пешка на черно поле e5 · бял топ на бяло поле h5 · черен топ на бяло поле a4 · черен цар на черно поле d4 · черна пешка на бяло поле g4 · бял топ на черно поле c3 · бяла пешка на черно поле b2 · бял офицер на бяло поле h1 | черен офицер на бяло поле a8 · бял офицер на черно поле f8 · черен кон на черно поле a7 · бяла пешка на черно поле e7 · черен топ на бяло поле a6 · черен кон на бяло поле c6 · бял кон на черно поле d6 · бял цар на черно поле h6 · черна пешка на черно поле a5 · бяла пешка на черно поле e5 · бял топ на бяло поле h5 · черен топ на бяло поле a4 · черен цар на черно поле d4 · черна пешка на бяло поле g4 · бял топ на черно поле c3 · бяла пешка на черно поле b2 · бял офицер на бяло поле h1 | черен офицер на бяло поле a8 · бял офицер на черно поле f8 · черен кон на черно поле a7 · бяла пешка на черно поле e7 · черен топ на бяло поле a6 · черен кон на бяло поле c6 · бял кон на черно поле d6 · бял цар на черно поле h6 · черна пешка на черно поле a5 · бяла пешка на черно поле e5 · бял топ на бяло поле h5 · черен топ на бяло поле a4 · черен цар на черно поле d4 · черна пешка на бяло поле g4 · бял топ на черно поле c3 · бяла пешка на черно поле b2 · бял офицер на бяло поле h1 | черен офицер на бяло поле a8 · бял офицер на черно поле f8 · черен кон на черно поле a7 · бяла пешка на черно поле e7 · черен топ на бяло поле a6 · черен кон на бяло поле c6 · бял кон на черно поле d6 · бял цар на черно поле h6 · черна пешка на черно поле a5 · бяла пешка на черно поле e5 · бял топ на бяло поле h5 · черен топ на бяло поле a4 · черен цар на черно поле d4 · черна пешка на бяло поле g4 · бял топ на черно поле c3 · бяла пешка на черно поле b2 · бял офицер на бяло поле h1 | 6 |
| 5 | черен офицер на бяло поле a8 · бял офицер на черно поле f8 · черен кон на черно поле a7 · бяла пешка на черно поле e7 · черен топ на бяло поле a6 · черен кон на бяло поле c6 · бял кон на черно поле d6 · бял цар на черно поле h6 · черна пешка на черно поле a5 · бяла пешка на черно поле e5 · бял топ на бяло поле h5 · черен топ на бяло поле a4 · черен цар на черно поле d4 · черна пешка на бяло поле g4 · бял топ на черно поле c3 · бяла пешка на черно поле b2 · бял офицер на бяло поле h1 | черен офицер на бяло поле a8 · бял офицер на черно поле f8 · черен кон на черно поле a7 · бяла пешка на черно поле e7 · черен топ на бяло поле a6 · черен кон на бяло поле c6 · бял кон на черно поле d6 · бял цар на черно поле h6 · черна пешка на черно поле a5 · бяла пешка на черно поле e5 · бял топ на бяло поле h5 · черен топ на бяло поле a4 · черен цар на черно поле d4 · черна пешка на бяло поле g4 · бял топ на черно поле c3 · бяла пешка на черно поле b2 · бял офицер на бяло поле h1 | черен офицер на бяло поле a8 · бял офицер на черно поле f8 · черен кон на черно поле a7 · бяла пешка на черно поле e7 · черен топ на бяло поле a6 · черен кон на бяло поле c6 · бял кон на черно поле d6 · бял цар на черно поле h6 · черна пешка на черно поле a5 · бяла пешка на черно поле e5 · бял топ на бяло поле h5 · черен топ на бяло поле a4 · черен цар на черно поле d4 · черна пешка на бяло поле g4 · бял топ на черно поле c3 · бяла пешка на черно поле b2 · бял офицер на бяло поле h1 | черен офицер на бяло поле a8 · бял офицер на черно поле f8 · черен кон на черно поле a7 · бяла пешка на черно поле e7 · черен топ на бяло поле a6 · черен кон на бяло поле c6 · бял кон на черно поле d6 · бял цар на черно поле h6 · черна пешка на черно поле a5 · бяла пешка на черно поле e5 · бял топ на бяло поле h5 · черен топ на бяло поле a4 · черен цар на черно поле d4 · черна пешка на бяло поле g4 · бял топ на черно поле c3 · бяла пешка на черно поле b2 · бял офицер на бяло поле h1 | черен офицер на бяло поле a8 · бял офицер на черно поле f8 · черен кон на черно поле a7 · бяла пешка на черно поле e7 · черен топ на бяло поле a6 · черен кон на бяло поле c6 · бял кон на черно поле d6 · бял цар на черно поле h6 · черна пешка на черно поле a5 · бяла пешка на черно поле e5 · бял топ на бяло поле h5 · черен топ на бяло поле a4 · черен цар на черно поле d4 · черна пешка на бяло поле g4 · бял топ на черно поле c3 · бяла пешка на черно поле b2 · бял офицер на бяло поле h1 | черен офицер на бяло поле a8 · бял офицер на черно поле f8 · черен кон на черно поле a7 · бяла пешка на черно поле e7 · черен топ на бяло поле a6 · черен кон на бяло поле c6 · бял кон на черно поле d6 · бял цар на черно поле h6 · черна пешка на черно поле a5 · бяла пешка на черно поле e5 · бял топ на бяло поле h5 · черен топ на бяло поле a4 · черен цар на черно поле d4 · черна пешка на бяло поле g4 · бял топ на черно поле c3 · бяла пешка на черно поле b2 · бял офицер на бяло поле h1 | черен офицер на бяло поле a8 · бял офицер на черно поле f8 · черен кон на черно поле a7 · бяла пешка на черно поле e7 · черен топ на бяло поле a6 · черен кон на бяло поле c6 · бял кон на черно поле d6 · бял цар на черно поле h6 · черна пешка на черно поле a5 · бяла пешка на черно поле e5 · бял топ на бяло поле h5 · черен топ на бяло поле a4 · черен цар на черно поле d4 · черна пешка на бяло поле g4 · бял топ на черно поле c3 · бяла пешка на черно поле b2 · бял офицер на бяло поле h1 | черен офицер на бяло поле a8 · бял офицер на черно поле f8 · черен кон на черно поле a7 · бяла пешка на черно поле e7 · черен топ на бяло поле a6 · черен кон на бяло поле c6 · бял кон на черно поле d6 · бял цар на черно поле h6 · черна пешка на черно поле a5 · бяла пешка на черно поле e5 · бял топ на бяло поле h5 · черен топ на бяло поле a4 · черен цар на черно поле d4 · черна пешка на бяло поле g4 · бял топ на черно поле c3 · бяла пешка на черно поле b2 · бял офицер на бяло поле h1 | 5 |
| 4 | черен офицер на бяло поле a8 · бял офицер на черно поле f8 · черен кон на черно поле a7 · бяла пешка на черно поле e7 · черен топ на бяло поле a6 · черен кон на бяло поле c6 · бял кон на черно поле d6 · бял цар на черно поле h6 · черна пешка на черно поле a5 · бяла пешка на черно поле e5 · бял топ на бяло поле h5 · черен топ на бяло поле a4 · черен цар на черно поле d4 · черна пешка на бяло поле g4 · бял топ на черно поле c3 · бяла пешка на черно поле b2 · бял офицер на бяло поле h1 | черен офицер на бяло поле a8 · бял офицер на черно поле f8 · черен кон на черно поле a7 · бяла пешка на черно поле e7 · черен топ на бяло поле a6 · черен кон на бяло поле c6 · бял кон на черно поле d6 · бял цар на черно поле h6 · черна пешка на черно поле a5 · бяла пешка на черно поле e5 · бял топ на бяло поле h5 · черен топ на бяло поле a4 · черен цар на черно поле d4 · черна пешка на бяло поле g4 · бял топ на черно поле c3 · бяла пешка на черно поле b2 · бял офицер на бяло поле h1 | черен офицер на бяло поле a8 · бял офицер на черно поле f8 · черен кон на черно поле a7 · бяла пешка на черно поле e7 · черен топ на бяло поле a6 · черен кон на бяло поле c6 · бял кон на черно поле d6 · бял цар на черно поле h6 · черна пешка на черно поле a5 · бяла пешка на черно поле e5 · бял топ на бяло поле h5 · черен топ на бяло поле a4 · черен цар на черно поле d4 · черна пешка на бяло поле g4 · бял топ на черно поле c3 · бяла пешка на черно поле b2 · бял офицер на бяло поле h1 | черен офицер на бяло поле a8 · бял офицер на черно поле f8 · черен кон на черно поле a7 · бяла пешка на черно поле e7 · черен топ на бяло поле a6 · черен кон на бяло поле c6 · бял кон на черно поле d6 · бял цар на черно поле h6 · черна пешка на черно поле a5 · бяла пешка на черно поле e5 · бял топ на бяло поле h5 · черен топ на бяло поле a4 · черен цар на черно поле d4 · черна пешка на бяло поле g4 · бял топ на черно поле c3 · бяла пешка на черно поле b2 · бял офицер на бяло поле h1 | черен офицер на бяло поле a8 · бял офицер на черно поле f8 · черен кон на черно поле a7 · бяла пешка на черно поле e7 · черен топ на бяло поле a6 · черен кон на бяло поле c6 · бял кон на черно поле d6 · бял цар на черно поле h6 · черна пешка на черно поле a5 · бяла пешка на черно поле e5 · бял топ на бяло поле h5 · черен топ на бяло поле a4 · черен цар на черно поле d4 · черна пешка на бяло поле g4 · бял топ на черно поле c3 · бяла пешка на черно поле b2 · бял офицер на бяло поле h1 | черен офицер на бяло поле a8 · бял офицер на черно поле f8 · черен кон на черно поле a7 · бяла пешка на черно поле e7 · черен топ на бяло поле a6 · черен кон на бяло поле c6 · бял кон на черно поле d6 · бял цар на черно поле h6 · черна пешка на черно поле a5 · бяла пешка на черно поле e5 · бял топ на бяло поле h5 · черен топ на бяло поле a4 · черен цар на черно поле d4 · черна пешка на бяло поле g4 · бял топ на черно поле c3 · бяла пешка на черно поле b2 · бял офицер на бяло поле h1 | черен офицер на бяло поле a8 · бял офицер на черно поле f8 · черен кон на черно поле a7 · бяла пешка на черно поле e7 · черен топ на бяло поле a6 · черен кон на бяло поле c6 · бял кон на черно поле d6 · бял цар на черно поле h6 · черна пешка на черно поле a5 · бяла пешка на черно поле e5 · бял топ на бяло поле h5 · черен топ на бяло поле a4 · черен цар на черно поле d4 · черна пешка на бяло поле g4 · бял топ на черно поле c3 · бяла пешка на черно поле b2 · бял офицер на бяло поле h1 | черен офицер на бяло поле a8 · бял офицер на черно поле f8 · черен кон на черно поле a7 · бяла пешка на черно поле e7 · черен топ на бяло поле a6 · черен кон на бяло поле c6 · бял кон на черно поле d6 · бял цар на черно поле h6 · черна пешка на черно поле a5 · бяла пешка на черно поле e5 · бял топ на бяло поле h5 · черен топ на бяло поле a4 · черен цар на черно поле d4 · черна пешка на бяло поле g4 · бял топ на черно поле c3 · бяла пешка на черно поле b2 · бял офицер на бяло поле h1 | 4 |
| 3 | черен офицер на бяло поле a8 · бял офицер на черно поле f8 · черен кон на черно поле a7 · бяла пешка на черно поле e7 · черен топ на бяло поле a6 · черен кон на бяло поле c6 · бял кон на черно поле d6 · бял цар на черно поле h6 · черна пешка на черно поле a5 · бяла пешка на черно поле e5 · бял топ на бяло поле h5 · черен топ на бяло поле a4 · черен цар на черно поле d4 · черна пешка на бяло поле g4 · бял топ на черно поле c3 · бяла пешка на черно поле b2 · бял офицер на бяло поле h1 | черен офицер на бяло поле a8 · бял офицер на черно поле f8 · черен кон на черно поле a7 · бяла пешка на черно поле e7 · черен топ на бяло поле a6 · черен кон на бяло поле c6 · бял кон на черно поле d6 · бял цар на черно поле h6 · черна пешка на черно поле a5 · бяла пешка на черно поле e5 · бял топ на бяло поле h5 · черен топ на бяло поле a4 · черен цар на черно поле d4 · черна пешка на бяло поле g4 · бял топ на черно поле c3 · бяла пешка на черно поле b2 · бял офицер на бяло поле h1 | черен офицер на бяло поле a8 · бял офицер на черно поле f8 · черен кон на черно поле a7 · бяла пешка на черно поле e7 · черен топ на бяло поле a6 · черен кон на бяло поле c6 · бял кон на черно поле d6 · бял цар на черно поле h6 · черна пешка на черно поле a5 · бяла пешка на черно поле e5 · бял топ на бяло поле h5 · черен топ на бяло поле a4 · черен цар на черно поле d4 · черна пешка на бяло поле g4 · бял топ на черно поле c3 · бяла пешка на черно поле b2 · бял офицер на бяло поле h1 | черен офицер на бяло поле a8 · бял офицер на черно поле f8 · черен кон на черно поле a7 · бяла пешка на черно поле e7 · черен топ на бяло поле a6 · черен кон на бяло поле c6 · бял кон на черно поле d6 · бял цар на черно поле h6 · черна пешка на черно поле a5 · бяла пешка на черно поле e5 · бял топ на бяло поле h5 · черен топ на бяло поле a4 · черен цар на черно поле d4 · черна пешка на бяло поле g4 · бял топ на черно поле c3 · бяла пешка на черно поле b2 · бял офицер на бяло поле h1 | черен офицер на бяло поле a8 · бял офицер на черно поле f8 · черен кон на черно поле a7 · бяла пешка на черно поле e7 · черен топ на бяло поле a6 · черен кон на бяло поле c6 · бял кон на черно поле d6 · бял цар на черно поле h6 · черна пешка на черно поле a5 · бяла пешка на черно поле e5 · бял топ на бяло поле h5 · черен топ на бяло поле a4 · черен цар на черно поле d4 · черна пешка на бяло поле g4 · бял топ на черно поле c3 · бяла пешка на черно поле b2 · бял офицер на бяло поле h1 | черен офицер на бяло поле a8 · бял офицер на черно поле f8 · черен кон на черно поле a7 · бяла пешка на черно поле e7 · черен топ на бяло поле a6 · черен кон на бяло поле c6 · бял кон на черно поле d6 · бял цар на черно поле h6 · черна пешка на черно поле a5 · бяла пешка на черно поле e5 · бял топ на бяло поле h5 · черен топ на бяло поле a4 · черен цар на черно поле d4 · черна пешка на бяло поле g4 · бял топ на черно поле c3 · бяла пешка на черно поле b2 · бял офицер на бяло поле h1 | черен офицер на бяло поле a8 · бял офицер на черно поле f8 · черен кон на черно поле a7 · бяла пешка на черно поле e7 · черен топ на бяло поле a6 · черен кон на бяло поле c6 · бял кон на черно поле d6 · бял цар на черно поле h6 · черна пешка на черно поле a5 · бяла пешка на черно поле e5 · бял топ на бяло поле h5 · черен топ на бяло поле a4 · черен цар на черно поле d4 · черна пешка на бяло поле g4 · бял топ на черно поле c3 · бяла пешка на черно поле b2 · бял офицер на бяло поле h1 | черен офицер на бяло поле a8 · бял офицер на черно поле f8 · черен кон на черно поле a7 · бяла пешка на черно поле e7 · черен топ на бяло поле a6 · черен кон на бяло поле c6 · бял кон на черно поле d6 · бял цар на черно поле h6 · черна пешка на черно поле a5 · бяла пешка на черно поле e5 · бял топ на бяло поле h5 · черен топ на бяло поле a4 · черен цар на черно поле d4 · черна пешка на бяло поле g4 · бял топ на черно поле c3 · бяла пешка на черно поле b2 · бял офицер на бяло поле h1 | 3 |
| 2 | черен офицер на бяло поле a8 · бял офицер на черно поле f8 · черен кон на черно поле a7 · бяла пешка на черно поле e7 · черен топ на бяло поле a6 · черен кон на бяло поле c6 · бял кон на черно поле d6 · бял цар на черно поле h6 · черна пешка на черно поле a5 · бяла пешка на черно поле e5 · бял топ на бяло поле h5 · черен топ на бяло поле a4 · черен цар на черно поле d4 · черна пешка на бяло поле g4 · бял топ на черно поле c3 · бяла пешка на черно поле b2 · бял офицер на бяло поле h1 | черен офицер на бяло поле a8 · бял офицер на черно поле f8 · черен кон на черно поле a7 · бяла пешка на черно поле e7 · черен топ на бяло поле a6 · черен кон на бяло поле c6 · бял кон на черно поле d6 · бял цар на черно поле h6 · черна пешка на черно поле a5 · бяла пешка на черно поле e5 · бял топ на бяло поле h5 · черен топ на бяло поле a4 · черен цар на черно поле d4 · черна пешка на бяло поле g4 · бял топ на черно поле c3 · бяла пешка на черно поле b2 · бял офицер на бяло поле h1 | черен офицер на бяло поле a8 · бял офицер на черно поле f8 · черен кон на черно поле a7 · бяла пешка на черно поле e7 · черен топ на бяло поле a6 · черен кон на бяло поле c6 · бял кон на черно поле d6 · бял цар на черно поле h6 · черна пешка на черно поле a5 · бяла пешка на черно поле e5 · бял топ на бяло поле h5 · черен топ на бяло поле a4 · черен цар на черно поле d4 · черна пешка на бяло поле g4 · бял топ на черно поле c3 · бяла пешка на черно поле b2 · бял офицер на бяло поле h1 | черен офицер на бяло поле a8 · бял офицер на черно поле f8 · черен кон на черно поле a7 · бяла пешка на черно поле e7 · черен топ на бяло поле a6 · черен кон на бяло поле c6 · бял кон на черно поле d6 · бял цар на черно поле h6 · черна пешка на черно поле a5 · бяла пешка на черно поле e5 · бял топ на бяло поле h5 · черен топ на бяло поле a4 · черен цар на черно поле d4 · черна пешка на бяло поле g4 · бял топ на черно поле c3 · бяла пешка на черно поле b2 · бял офицер на бяло поле h1 | черен офицер на бяло поле a8 · бял офицер на черно поле f8 · черен кон на черно поле a7 · бяла пешка на черно поле e7 · черен топ на бяло поле a6 · черен кон на бяло поле c6 · бял кон на черно поле d6 · бял цар на черно поле h6 · черна пешка на черно поле a5 · бяла пешка на черно поле e5 · бял топ на бяло поле h5 · черен топ на бяло поле a4 · черен цар на черно поле d4 · черна пешка на бяло поле g4 · бял топ на черно поле c3 · бяла пешка на черно поле b2 · бял офицер на бяло поле h1 | черен офицер на бяло поле a8 · бял офицер на черно поле f8 · черен кон на черно поле a7 · бяла пешка на черно поле e7 · черен топ на бяло поле a6 · черен кон на бяло поле c6 · бял кон на черно поле d6 · бял цар на черно поле h6 · черна пешка на черно поле a5 · бяла пешка на черно поле e5 · бял топ на бяло поле h5 · черен топ на бяло поле a4 · черен цар на черно поле d4 · черна пешка на бяло поле g4 · бял топ на черно поле c3 · бяла пешка на черно поле b2 · бял офицер на бяло поле h1 | черен офицер на бяло поле a8 · бял офицер на черно поле f8 · черен кон на черно поле a7 · бяла пешка на черно поле e7 · черен топ на бяло поле a6 · черен кон на бяло поле c6 · бял кон на черно поле d6 · бял цар на черно поле h6 · черна пешка на черно поле a5 · бяла пешка на черно поле e5 · бял топ на бяло поле h5 · черен топ на бяло поле a4 · черен цар на черно поле d4 · черна пешка на бяло поле g4 · бял топ на черно поле c3 · бяла пешка на черно поле b2 · бял офицер на бяло поле h1 | черен офицер на бяло поле a8 · бял офицер на черно поле f8 · черен кон на черно поле a7 · бяла пешка на черно поле e7 · черен топ на бяло поле a6 · черен кон на бяло поле c6 · бял кон на черно поле d6 · бял цар на черно поле h6 · черна пешка на черно поле a5 · бяла пешка на черно поле e5 · бял топ на бяло поле h5 · черен топ на бяло поле a4 · черен цар на черно поле d4 · черна пешка на бяло поле g4 · бял топ на черно поле c3 · бяла пешка на черно поле b2 · бял офицер на бяло поле h1 | 2 |
| 1 | черен офицер на бяло поле a8 · бял офицер на черно поле f8 · черен кон на черно поле a7 · бяла пешка на черно поле e7 · черен топ на бяло поле a6 · черен кон на бяло поле c6 · бял кон на черно поле d6 · бял цар на черно поле h6 · черна пешка на черно поле a5 · бяла пешка на черно поле e5 · бял топ на бяло поле h5 · черен топ на бяло поле a4 · черен цар на черно поле d4 · черна пешка на бяло поле g4 · бял топ на черно поле c3 · бяла пешка на черно поле b2 · бял офицер на бяло поле h1 | черен офицер на бяло поле a8 · бял офицер на черно поле f8 · черен кон на черно поле a7 · бяла пешка на черно поле e7 · черен топ на бяло поле a6 · черен кон на бяло поле c6 · бял кон на черно поле d6 · бял цар на черно поле h6 · черна пешка на черно поле a5 · бяла пешка на черно поле e5 · бял топ на бяло поле h5 · черен топ на бяло поле a4 · черен цар на черно поле d4 · черна пешка на бяло поле g4 · бял топ на черно поле c3 · бяла пешка на черно поле b2 · бял офицер на бяло поле h1 | черен офицер на бяло поле a8 · бял офицер на черно поле f8 · черен кон на черно поле a7 · бяла пешка на черно поле e7 · черен топ на бяло поле a6 · черен кон на бяло поле c6 · бял кон на черно поле d6 · бял цар на черно поле h6 · черна пешка на черно поле a5 · бяла пешка на черно поле e5 · бял топ на бяло поле h5 · черен топ на бяло поле a4 · черен цар на черно поле d4 · черна пешка на бяло поле g4 · бял топ на черно поле c3 · бяла пешка на черно поле b2 · бял офицер на бяло поле h1 | черен офицер на бяло поле a8 · бял офицер на черно поле f8 · черен кон на черно поле a7 · бяла пешка на черно поле e7 · черен топ на бяло поле a6 · черен кон на бяло поле c6 · бял кон на черно поле d6 · бял цар на черно поле h6 · черна пешка на черно поле a5 · бяла пешка на черно поле e5 · бял топ на бяло поле h5 · черен топ на бяло поле a4 · черен цар на черно поле d4 · черна пешка на бяло поле g4 · бял топ на черно поле c3 · бяла пешка на черно поле b2 · бял офицер на бяло поле h1 | черен офицер на бяло поле a8 · бял офицер на черно поле f8 · черен кон на черно поле a7 · бяла пешка на черно поле e7 · черен топ на бяло поле a6 · черен кон на бяло поле c6 · бял кон на черно поле d6 · бял цар на черно поле h6 · черна пешка на черно поле a5 · бяла пешка на черно поле e5 · бял топ на бяло поле h5 · черен топ на бяло поле a4 · черен цар на черно поле d4 · черна пешка на бяло поле g4 · бял топ на черно поле c3 · бяла пешка на черно поле b2 · бял офицер на бяло поле h1 | черен офицер на бяло поле a8 · бял офицер на черно поле f8 · черен кон на черно поле a7 · бяла пешка на черно поле e7 · черен топ на бяло поле a6 · черен кон на бяло поле c6 · бял кон на черно поле d6 · бял цар на черно поле h6 · черна пешка на черно поле a5 · бяла пешка на черно поле e5 · бял топ на бяло поле h5 · черен топ на бяло поле a4 · черен цар на черно поле d4 · черна пешка на бяло поле g4 · бял топ на черно поле c3 · бяла пешка на черно поле b2 · бял офицер на бяло поле h1 | черен офицер на бяло поле a8 · бял офицер на черно поле f8 · черен кон на черно поле a7 · бяла пешка на черно поле e7 · черен топ на бяло поле a6 · черен кон на бяло поле c6 · бял кон на черно поле d6 · бял цар на черно поле h6 · черна пешка на черно поле a5 · бяла пешка на черно поле e5 · бял топ на бяло поле h5 · черен топ на бяло поле a4 · черен цар на черно поле d4 · черна пешка на бяло поле g4 · бял топ на черно поле c3 · бяла пешка на черно поле b2 · бял офицер на бяло поле h1 | черен офицер на бяло поле a8 · бял офицер на черно поле f8 · черен кон на черно поле a7 · бяла пешка на черно поле e7 · черен топ на бяло поле a6 · черен кон на бяло поле c6 · бял кон на черно поле d6 · бял цар на черно поле h6 · черна пешка на черно поле a5 · бяла пешка на черно поле e5 · бял топ на бяло поле h5 · черен топ на бяло поле a4 · черен цар на черно поле d4 · черна пешка на бяло поле g4 · бял топ на черно поле c3 · бяла пешка на черно поле b2 · бял офицер на бяло поле h1 | 1 |
|   | a | b | c | d | e | f | g | h |   |

Лъжлива следа 1.Оg7? заплаха 2.Кf5Х,
1…Кc~ 2.e6Х, 1…К:e5 2.О:e5Х,
но 1…Тc4!
|   | a | b | c | d | e | f | g | h |   |
| 8 | черен цар на черно поле d8 · бяла пешка на бяло поле d7 · бяла дама на черно поле d6 · бял цар на черно поле e1 | черен цар на черно поле d8 · бяла пешка на бяло поле d7 · бяла дама на черно поле d6 · бял цар на черно поле e1 | черен цар на черно поле d8 · бяла пешка на бяло поле d7 · бяла дама на черно поле d6 · бял цар на черно поле e1 | черен цар на черно поле d8 · бяла пешка на бяло поле d7 · бяла дама на черно поле d6 · бял цар на черно поле e1 | черен цар на черно поле d8 · бяла пешка на бяло поле d7 · бяла дама на черно поле d6 · бял цар на черно поле e1 | черен цар на черно поле d8 · бяла пешка на бяло поле d7 · бяла дама на черно поле d6 · бял цар на черно поле e1 | черен цар на черно поле d8 · бяла пешка на бяло поле d7 · бяла дама на черно поле d6 · бял цар на черно поле e1 | черен цар на черно поле d8 · бяла пешка на бяло поле d7 · бяла дама на черно поле d6 · бял цар на черно поле e1 | 8 |
| 7 | черен цар на черно поле d8 · бяла пешка на бяло поле d7 · бяла дама на черно поле d6 · бял цар на черно поле e1 | черен цар на черно поле d8 · бяла пешка на бяло поле d7 · бяла дама на черно поле d6 · бял цар на черно поле e1 | черен цар на черно поле d8 · бяла пешка на бяло поле d7 · бяла дама на черно поле d6 · бял цар на черно поле e1 | черен цар на черно поле d8 · бяла пешка на бяло поле d7 · бяла дама на черно поле d6 · бял цар на черно поле e1 | черен цар на черно поле d8 · бяла пешка на бяло поле d7 · бяла дама на черно поле d6 · бял цар на черно поле e1 | черен цар на черно поле d8 · бяла пешка на бяло поле d7 · бяла дама на черно поле d6 · бял цар на черно поле e1 | черен цар на черно поле d8 · бяла пешка на бяло поле d7 · бяла дама на черно поле d6 · бял цар на черно поле e1 | черен цар на черно поле d8 · бяла пешка на бяло поле d7 · бяла дама на черно поле d6 · бял цар на черно поле e1 | 7 |
| 6 | черен цар на черно поле d8 · бяла пешка на бяло поле d7 · бяла дама на черно поле d6 · бял цар на черно поле e1 | черен цар на черно поле d8 · бяла пешка на бяло поле d7 · бяла дама на черно поле d6 · бял цар на черно поле e1 | черен цар на черно поле d8 · бяла пешка на бяло поле d7 · бяла дама на черно поле d6 · бял цар на черно поле e1 | черен цар на черно поле d8 · бяла пешка на бяло поле d7 · бяла дама на черно поле d6 · бял цар на черно поле e1 | черен цар на черно поле d8 · бяла пешка на бяло поле d7 · бяла дама на черно поле d6 · бял цар на черно поле e1 | черен цар на черно поле d8 · бяла пешка на бяло поле d7 · бяла дама на черно поле d6 · бял цар на черно поле e1 | черен цар на черно поле d8 · бяла пешка на бяло поле d7 · бяла дама на черно поле d6 · бял цар на черно поле e1 | черен цар на черно поле d8 · бяла пешка на бяло поле d7 · бяла дама на черно поле d6 · бял цар на черно поле e1 | 6 |
| 5 | черен цар на черно поле d8 · бяла пешка на бяло поле d7 · бяла дама на черно поле d6 · бял цар на черно поле e1 | черен цар на черно поле d8 · бяла пешка на бяло поле d7 · бяла дама на черно поле d6 · бял цар на черно поле e1 | черен цар на черно поле d8 · бяла пешка на бяло поле d7 · бяла дама на черно поле d6 · бял цар на черно поле e1 | черен цар на черно поле d8 · бяла пешка на бяло поле d7 · бяла дама на черно поле d6 · бял цар на черно поле e1 | черен цар на черно поле d8 · бяла пешка на бяло поле d7 · бяла дама на черно поле d6 · бял цар на черно поле e1 | черен цар на черно поле d8 · бяла пешка на бяло поле d7 · бяла дама на черно поле d6 · бял цар на черно поле e1 | черен цар на черно поле d8 · бяла пешка на бяло поле d7 · бяла дама на черно поле d6 · бял цар на черно поле e1 | черен цар на черно поле d8 · бяла пешка на бяло поле d7 · бяла дама на черно поле d6 · бял цар на черно поле e1 | 5 |
| 4 | черен цар на черно поле d8 · бяла пешка на бяло поле d7 · бяла дама на черно поле d6 · бял цар на черно поле e1 | черен цар на черно поле d8 · бяла пешка на бяло поле d7 · бяла дама на черно поле d6 · бял цар на черно поле e1 | черен цар на черно поле d8 · бяла пешка на бяло поле d7 · бяла дама на черно поле d6 · бял цар на черно поле e1 | черен цар на черно поле d8 · бяла пешка на бяло поле d7 · бяла дама на черно поле d6 · бял цар на черно поле e1 | черен цар на черно поле d8 · бяла пешка на бяло поле d7 · бяла дама на черно поле d6 · бял цар на черно поле e1 | черен цар на черно поле d8 · бяла пешка на бяло поле d7 · бяла дама на черно поле d6 · бял цар на черно поле e1 | черен цар на черно поле d8 · бяла пешка на бяло поле d7 · бяла дама на черно поле d6 · бял цар на черно поле e1 | черен цар на черно поле d8 · бяла пешка на бяло поле d7 · бяла дама на черно поле d6 · бял цар на черно поле e1 | 4 |
| 3 | черен цар на черно поле d8 · бяла пешка на бяло поле d7 · бяла дама на черно поле d6 · бял цар на черно поле e1 | черен цар на черно поле d8 · бяла пешка на бяло поле d7 · бяла дама на черно поле d6 · бял цар на черно поле e1 | черен цар на черно поле d8 · бяла пешка на бяло поле d7 · бяла дама на черно поле d6 · бял цар на черно поле e1 | черен цар на черно поле d8 · бяла пешка на бяло поле d7 · бяла дама на черно поле d6 · бял цар на черно поле e1 | черен цар на черно поле d8 · бяла пешка на бяло поле d7 · бяла дама на черно поле d6 · бял цар на черно поле e1 | черен цар на черно поле d8 · бяла пешка на бяло поле d7 · бяла дама на черно поле d6 · бял цар на черно поле e1 | черен цар на черно поле d8 · бяла пешка на бяло поле d7 · бяла дама на черно поле d6 · бял цар на черно поле e1 | черен цар на черно поле d8 · бяла пешка на бяло поле d7 · бяла дама на черно поле d6 · бял цар на черно поле e1 | 3 |
| 2 | черен цар на черно поле d8 · бяла пешка на бяло поле d7 · бяла дама на черно поле d6 · бял цар на черно поле e1 | черен цар на черно поле d8 · бяла пешка на бяло поле d7 · бяла дама на черно поле d6 · бял цар на черно поле e1 | черен цар на черно поле d8 · бяла пешка на бяло поле d7 · бяла дама на черно поле d6 · бял цар на черно поле e1 | черен цар на черно поле d8 · бяла пешка на бяло поле d7 · бяла дама на черно поле d6 · бял цар на черно поле e1 | черен цар на черно поле d8 · бяла пешка на бяло поле d7 · бяла дама на черно поле d6 · бял цар на черно поле e1 | черен цар на черно поле d8 · бяла пешка на бяло поле d7 · бяла дама на черно поле d6 · бял цар на черно поле e1 | черен цар на черно поле d8 · бяла пешка на бяло поле d7 · бяла дама на черно поле d6 · бял цар на черно поле e1 | черен цар на черно поле d8 · бяла пешка на бяло поле d7 · бяла дама на черно поле d6 · бял цар на черно поле e1 | 2 |
| 1 | черен цар на черно поле d8 · бяла пешка на бяло поле d7 · бяла дама на черно поле d6 · бял цар на черно поле e1 | черен цар на черно поле d8 · бяла пешка на бяло поле d7 · бяла дама на черно поле d6 · бял цар на черно поле e1 | черен цар на черно поле d8 · бяла пешка на бяло поле d7 · бяла дама на черно поле d6 · бял цар на черно поле e1 | черен цар на черно поле d8 · бяла пешка на бяло поле d7 · бяла дама на черно поле d6 · бял цар на черно поле e1 | черен цар на черно поле d8 · бяла пешка на бяло поле d7 · бяла дама на черно поле d6 · бял цар на черно поле e1 | черен цар на черно поле d8 · бяла пешка на бяло поле d7 · бяла дама на черно поле d6 · бял цар на черно поле e1 | черен цар на черно поле d8 · бяла пешка на бяло поле d7 · бяла дама на черно поле d6 · бял цар на черно поле e1 | черен цар на черно поле d8 · бяла пешка на бяло поле d7 · бяла дама на черно поле d6 · бял цар на черно поле e1 | 1 |
|   | a | b | c | d | e | f | g | h |   |

|   | a | b | c | d | e | f | g | h |   |
| 8 | бял кон на бяло поле c8 · черен цар на черно поле c7 · бял цар на бяло поле f7 · бяла пешка на бяло поле c6 · бял кон на черно поле e3 · бяла дама на бяло поле a2 · бял топ на черно поле c1 | бял кон на бяло поле c8 · черен цар на черно поле c7 · бял цар на бяло поле f7 · бяла пешка на бяло поле c6 · бял кон на черно поле e3 · бяла дама на бяло поле a2 · бял топ на черно поле c1 | бял кон на бяло поле c8 · черен цар на черно поле c7 · бял цар на бяло поле f7 · бяла пешка на бяло поле c6 · бял кон на черно поле e3 · бяла дама на бяло поле a2 · бял топ на черно поле c1 | бял кон на бяло поле c8 · черен цар на черно поле c7 · бял цар на бяло поле f7 · бяла пешка на бяло поле c6 · бял кон на черно поле e3 · бяла дама на бяло поле a2 · бял топ на черно поле c1 | бял кон на бяло поле c8 · черен цар на черно поле c7 · бял цар на бяло поле f7 · бяла пешка на бяло поле c6 · бял кон на черно поле e3 · бяла дама на бяло поле a2 · бял топ на черно поле c1 | бял кон на бяло поле c8 · черен цар на черно поле c7 · бял цар на бяло поле f7 · бяла пешка на бяло поле c6 · бял кон на черно поле e3 · бяла дама на бяло поле a2 · бял топ на черно поле c1 | бял кон на бяло поле c8 · черен цар на черно поле c7 · бял цар на бяло поле f7 · бяла пешка на бяло поле c6 · бял кон на черно поле e3 · бяла дама на бяло поле a2 · бял топ на черно поле c1 | бял кон на бяло поле c8 · черен цар на черно поле c7 · бял цар на бяло поле f7 · бяла пешка на бяло поле c6 · бял кон на черно поле e3 · бяла дама на бяло поле a2 · бял топ на черно поле c1 | 8 |
| 7 | бял кон на бяло поле c8 · черен цар на черно поле c7 · бял цар на бяло поле f7 · бяла пешка на бяло поле c6 · бял кон на черно поле e3 · бяла дама на бяло поле a2 · бял топ на черно поле c1 | бял кон на бяло поле c8 · черен цар на черно поле c7 · бял цар на бяло поле f7 · бяла пешка на бяло поле c6 · бял кон на черно поле e3 · бяла дама на бяло поле a2 · бял топ на черно поле c1 | бял кон на бяло поле c8 · черен цар на черно поле c7 · бял цар на бяло поле f7 · бяла пешка на бяло поле c6 · бял кон на черно поле e3 · бяла дама на бяло поле a2 · бял топ на черно поле c1 | бял кон на бяло поле c8 · черен цар на черно поле c7 · бял цар на бяло поле f7 · бяла пешка на бяло поле c6 · бял кон на черно поле e3 · бяла дама на бяло поле a2 · бял топ на черно поле c1 | бял кон на бяло поле c8 · черен цар на черно поле c7 · бял цар на бяло поле f7 · бяла пешка на бяло поле c6 · бял кон на черно поле e3 · бяла дама на бяло поле a2 · бял топ на черно поле c1 | бял кон на бяло поле c8 · черен цар на черно поле c7 · бял цар на бяло поле f7 · бяла пешка на бяло поле c6 · бял кон на черно поле e3 · бяла дама на бяло поле a2 · бял топ на черно поле c1 | бял кон на бяло поле c8 · черен цар на черно поле c7 · бял цар на бяло поле f7 · бяла пешка на бяло поле c6 · бял кон на черно поле e3 · бяла дама на бяло поле a2 · бял топ на черно поле c1 | бял кон на бяло поле c8 · черен цар на черно поле c7 · бял цар на бяло поле f7 · бяла пешка на бяло поле c6 · бял кон на черно поле e3 · бяла дама на бяло поле a2 · бял топ на черно поле c1 | 7 |
| 6 | бял кон на бяло поле c8 · черен цар на черно поле c7 · бял цар на бяло поле f7 · бяла пешка на бяло поле c6 · бял кон на черно поле e3 · бяла дама на бяло поле a2 · бял топ на черно поле c1 | бял кон на бяло поле c8 · черен цар на черно поле c7 · бял цар на бяло поле f7 · бяла пешка на бяло поле c6 · бял кон на черно поле e3 · бяла дама на бяло поле a2 · бял топ на черно поле c1 | бял кон на бяло поле c8 · черен цар на черно поле c7 · бял цар на бяло поле f7 · бяла пешка на бяло поле c6 · бял кон на черно поле e3 · бяла дама на бяло поле a2 · бял топ на черно поле c1 | бял кон на бяло поле c8 · черен цар на черно поле c7 · бял цар на бяло поле f7 · бяла пешка на бяло поле c6 · бял кон на черно поле e3 · бяла дама на бяло поле a2 · бял топ на черно поле c1 | бял кон на бяло поле c8 · черен цар на черно поле c7 · бял цар на бяло поле f7 · бяла пешка на бяло поле c6 · бял кон на черно поле e3 · бяла дама на бяло поле a2 · бял топ на черно поле c1 | бял кон на бяло поле c8 · черен цар на черно поле c7 · бял цар на бяло поле f7 · бяла пешка на бяло поле c6 · бял кон на черно поле e3 · бяла дама на бяло поле a2 · бял топ на черно поле c1 | бял кон на бяло поле c8 · черен цар на черно поле c7 · бял цар на бяло поле f7 · бяла пешка на бяло поле c6 · бял кон на черно поле e3 · бяла дама на бяло поле a2 · бял топ на черно поле c1 | бял кон на бяло поле c8 · черен цар на черно поле c7 · бял цар на бяло поле f7 · бяла пешка на бяло поле c6 · бял кон на черно поле e3 · бяла дама на бяло поле a2 · бял топ на черно поле c1 | 6 |
| 5 | бял кон на бяло поле c8 · черен цар на черно поле c7 · бял цар на бяло поле f7 · бяла пешка на бяло поле c6 · бял кон на черно поле e3 · бяла дама на бяло поле a2 · бял топ на черно поле c1 | бял кон на бяло поле c8 · черен цар на черно поле c7 · бял цар на бяло поле f7 · бяла пешка на бяло поле c6 · бял кон на черно поле e3 · бяла дама на бяло поле a2 · бял топ на черно поле c1 | бял кон на бяло поле c8 · черен цар на черно поле c7 · бял цар на бяло поле f7 · бяла пешка на бяло поле c6 · бял кон на черно поле e3 · бяла дама на бяло поле a2 · бял топ на черно поле c1 | бял кон на бяло поле c8 · черен цар на черно поле c7 · бял цар на бяло поле f7 · бяла пешка на бяло поле c6 · бял кон на черно поле e3 · бяла дама на бяло поле a2 · бял топ на черно поле c1 | бял кон на бяло поле c8 · черен цар на черно поле c7 · бял цар на бяло поле f7 · бяла пешка на бяло поле c6 · бял кон на черно поле e3 · бяла дама на бяло поле a2 · бял топ на черно поле c1 | бял кон на бяло поле c8 · черен цар на черно поле c7 · бял цар на бяло поле f7 · бяла пешка на бяло поле c6 · бял кон на черно поле e3 · бяла дама на бяло поле a2 · бял топ на черно поле c1 | бял кон на бяло поле c8 · черен цар на черно поле c7 · бял цар на бяло поле f7 · бяла пешка на бяло поле c6 · бял кон на черно поле e3 · бяла дама на бяло поле a2 · бял топ на черно поле c1 | бял кон на бяло поле c8 · черен цар на черно поле c7 · бял цар на бяло поле f7 · бяла пешка на бяло поле c6 · бял кон на черно поле e3 · бяла дама на бяло поле a2 · бял топ на черно поле c1 | 5 |
| 4 | бял кон на бяло поле c8 · черен цар на черно поле c7 · бял цар на бяло поле f7 · бяла пешка на бяло поле c6 · бял кон на черно поле e3 · бяла дама на бяло поле a2 · бял топ на черно поле c1 | бял кон на бяло поле c8 · черен цар на черно поле c7 · бял цар на бяло поле f7 · бяла пешка на бяло поле c6 · бял кон на черно поле e3 · бяла дама на бяло поле a2 · бял топ на черно поле c1 | бял кон на бяло поле c8 · черен цар на черно поле c7 · бял цар на бяло поле f7 · бяла пешка на бяло поле c6 · бял кон на черно поле e3 · бяла дама на бяло поле a2 · бял топ на черно поле c1 | бял кон на бяло поле c8 · черен цар на черно поле c7 · бял цар на бяло поле f7 · бяла пешка на бяло поле c6 · бял кон на черно поле e3 · бяла дама на бяло поле a2 · бял топ на черно поле c1 | бял кон на бяло поле c8 · черен цар на черно поле c7 · бял цар на бяло поле f7 · бяла пешка на бяло поле c6 · бял кон на черно поле e3 · бяла дама на бяло поле a2 · бял топ на черно поле c1 | бял кон на бяло поле c8 · черен цар на черно поле c7 · бял цар на бяло поле f7 · бяла пешка на бяло поле c6 · бял кон на черно поле e3 · бяла дама на бяло поле a2 · бял топ на черно поле c1 | бял кон на бяло поле c8 · черен цар на черно поле c7 · бял цар на бяло поле f7 · бяла пешка на бяло поле c6 · бял кон на черно поле e3 · бяла дама на бяло поле a2 · бял топ на черно поле c1 | бял кон на бяло поле c8 · черен цар на черно поле c7 · бял цар на бяло поле f7 · бяла пешка на бяло поле c6 · бял кон на черно поле e3 · бяла дама на бяло поле a2 · бял топ на черно поле c1 | 4 |
| 3 | бял кон на бяло поле c8 · черен цар на черно поле c7 · бял цар на бяло поле f7 · бяла пешка на бяло поле c6 · бял кон на черно поле e3 · бяла дама на бяло поле a2 · бял топ на черно поле c1 | бял кон на бяло поле c8 · черен цар на черно поле c7 · бял цар на бяло поле f7 · бяла пешка на бяло поле c6 · бял кон на черно поле e3 · бяла дама на бяло поле a2 · бял топ на черно поле c1 | бял кон на бяло поле c8 · черен цар на черно поле c7 · бял цар на бяло поле f7 · бяла пешка на бяло поле c6 · бял кон на черно поле e3 · бяла дама на бяло поле a2 · бял топ на черно поле c1 | бял кон на бяло поле c8 · черен цар на черно поле c7 · бял цар на бяло поле f7 · бяла пешка на бяло поле c6 · бял кон на черно поле e3 · бяла дама на бяло поле a2 · бял топ на черно поле c1 | бял кон на бяло поле c8 · черен цар на черно поле c7 · бял цар на бяло поле f7 · бяла пешка на бяло поле c6 · бял кон на черно поле e3 · бяла дама на бяло поле a2 · бял топ на черно поле c1 | бял кон на бяло поле c8 · черен цар на черно поле c7 · бял цар на бяло поле f7 · бяла пешка на бяло поле c6 · бял кон на черно поле e3 · бяла дама на бяло поле a2 · бял топ на черно поле c1 | бял кон на бяло поле c8 · черен цар на черно поле c7 · бял цар на бяло поле f7 · бяла пешка на бяло поле c6 · бял кон на черно поле e3 · бяла дама на бяло поле a2 · бял топ на черно поле c1 | бял кон на бяло поле c8 · черен цар на черно поле c7 · бял цар на бяло поле f7 · бяла пешка на бяло поле c6 · бял кон на черно поле e3 · бяла дама на бяло поле a2 · бял топ на черно поле c1 | 3 |
| 2 | бял кон на бяло поле c8 · черен цар на черно поле c7 · бял цар на бяло поле f7 · бяла пешка на бяло поле c6 · бял кон на черно поле e3 · бяла дама на бяло поле a2 · бял топ на черно поле c1 | бял кон на бяло поле c8 · черен цар на черно поле c7 · бял цар на бяло поле f7 · бяла пешка на бяло поле c6 · бял кон на черно поле e3 · бяла дама на бяло поле a2 · бял топ на черно поле c1 | бял кон на бяло поле c8 · черен цар на черно поле c7 · бял цар на бяло поле f7 · бяла пешка на бяло поле c6 · бял кон на черно поле e3 · бяла дама на бяло поле a2 · бял топ на черно поле c1 | бял кон на бяло поле c8 · черен цар на черно поле c7 · бял цар на бяло поле f7 · бяла пешка на бяло поле c6 · бял кон на черно поле e3 · бяла дама на бяло поле a2 · бял топ на черно поле c1 | бял кон на бяло поле c8 · черен цар на черно поле c7 · бял цар на бяло поле f7 · бяла пешка на бяло поле c6 · бял кон на черно поле e3 · бяла дама на бяло поле a2 · бял топ на черно поле c1 | бял кон на бяло поле c8 · черен цар на черно поле c7 · бял цар на бяло поле f7 · бяла пешка на бяло поле c6 · бял кон на черно поле e3 · бяла дама на бяло поле a2 · бял топ на черно поле c1 | бял кон на бяло поле c8 · черен цар на черно поле c7 · бял цар на бяло поле f7 · бяла пешка на бяло поле c6 · бял кон на черно поле e3 · бяла дама на бяло поле a2 · бял топ на черно поле c1 | бял кон на бяло поле c8 · черен цар на черно поле c7 · бял цар на бяло поле f7 · бяла пешка на бяло поле c6 · бял кон на черно поле e3 · бяла дама на бяло поле a2 · бял топ на черно поле c1 | 2 |
| 1 | бял кон на бяло поле c8 · черен цар на черно поле c7 · бял цар на бяло поле f7 · бяла пешка на бяло поле c6 · бял кон на черно поле e3 · бяла дама на бяло поле a2 · бял топ на черно поле c1 | бял кон на бяло поле c8 · черен цар на черно поле c7 · бял цар на бяло поле f7 · бяла пешка на бяло поле c6 · бял кон на черно поле e3 · бяла дама на бяло поле a2 · бял топ на черно поле c1 | бял кон на бяло поле c8 · черен цар на черно поле c7 · бял цар на бяло поле f7 · бяла пешка на бяло поле c6 · бял кон на черно поле e3 · бяла дама на бяло поле a2 · бял топ на черно поле c1 | бял кон на бяло поле c8 · черен цар на черно поле c7 · бял цар на бяло поле f7 · бяла пешка на бяло поле c6 · бял кон на черно поле e3 · бяла дама на бяло поле a2 · бял топ на черно поле c1 | бял кон на бяло поле c8 · черен цар на черно поле c7 · бял цар на бяло поле f7 · бяла пешка на бяло поле c6 · бял кон на черно поле e3 · бяла дама на бяло поле a2 · бял топ на черно поле c1 | бял кон на бяло поле c8 · черен цар на черно поле c7 · бял цар на бяло поле f7 · бяла пешка на бяло поле c6 · бял кон на черно поле e3 · бяла дама на бяло поле a2 · бял топ на черно поле c1 | бял кон на бяло поле c8 · черен цар на черно поле c7 · бял цар на бяло поле f7 · бяла пешка на бяло поле c6 · бял кон на черно поле e3 · бяла дама на бяло поле a2 · бял топ на черно поле c1 | бял кон на бяло поле c8 · черен цар на черно поле c7 · бял цар на бяло поле f7 · бяла пешка на бяло поле c6 · бял кон на черно поле e3 · бяла дама на бяло поле a2 · бял топ на черно поле c1 | 1 |
|   | a | b | c | d | e | f | g | h |   |

|   | a | b | c | d | e | f | g | h |   |
| 8 | бял цар на бяло поле a8 · черен кон на бяло поле e8 · бял офицер на бяло поле g8 · бял кон на черно поле a7 · черна пешка на черно поле c7 · черен цар на бяло поле d7 · бяла пешка на черно поле e7 · бяла дама на бяло поле f7 · бял кон на бяло поле c6 · черен кон на черно поле d4 | бял цар на бяло поле a8 · черен кон на бяло поле e8 · бял офицер на бяло поле g8 · бял кон на черно поле a7 · черна пешка на черно поле c7 · черен цар на бяло поле d7 · бяла пешка на черно поле e7 · бяла дама на бяло поле f7 · бял кон на бяло поле c6 · черен кон на черно поле d4 | бял цар на бяло поле a8 · черен кон на бяло поле e8 · бял офицер на бяло поле g8 · бял кон на черно поле a7 · черна пешка на черно поле c7 · черен цар на бяло поле d7 · бяла пешка на черно поле e7 · бяла дама на бяло поле f7 · бял кон на бяло поле c6 · черен кон на черно поле d4 | бял цар на бяло поле a8 · черен кон на бяло поле e8 · бял офицер на бяло поле g8 · бял кон на черно поле a7 · черна пешка на черно поле c7 · черен цар на бяло поле d7 · бяла пешка на черно поле e7 · бяла дама на бяло поле f7 · бял кон на бяло поле c6 · черен кон на черно поле d4 | бял цар на бяло поле a8 · черен кон на бяло поле e8 · бял офицер на бяло поле g8 · бял кон на черно поле a7 · черна пешка на черно поле c7 · черен цар на бяло поле d7 · бяла пешка на черно поле e7 · бяла дама на бяло поле f7 · бял кон на бяло поле c6 · черен кон на черно поле d4 | бял цар на бяло поле a8 · черен кон на бяло поле e8 · бял офицер на бяло поле g8 · бял кон на черно поле a7 · черна пешка на черно поле c7 · черен цар на бяло поле d7 · бяла пешка на черно поле e7 · бяла дама на бяло поле f7 · бял кон на бяло поле c6 · черен кон на черно поле d4 | бял цар на бяло поле a8 · черен кон на бяло поле e8 · бял офицер на бяло поле g8 · бял кон на черно поле a7 · черна пешка на черно поле c7 · черен цар на бяло поле d7 · бяла пешка на черно поле e7 · бяла дама на бяло поле f7 · бял кон на бяло поле c6 · черен кон на черно поле d4 | бял цар на бяло поле a8 · черен кон на бяло поле e8 · бял офицер на бяло поле g8 · бял кон на черно поле a7 · черна пешка на черно поле c7 · черен цар на бяло поле d7 · бяла пешка на черно поле e7 · бяла дама на бяло поле f7 · бял кон на бяло поле c6 · черен кон на черно поле d4 | 8 |
| 7 | бял цар на бяло поле a8 · черен кон на бяло поле e8 · бял офицер на бяло поле g8 · бял кон на черно поле a7 · черна пешка на черно поле c7 · черен цар на бяло поле d7 · бяла пешка на черно поле e7 · бяла дама на бяло поле f7 · бял кон на бяло поле c6 · черен кон на черно поле d4 | бял цар на бяло поле a8 · черен кон на бяло поле e8 · бял офицер на бяло поле g8 · бял кон на черно поле a7 · черна пешка на черно поле c7 · черен цар на бяло поле d7 · бяла пешка на черно поле e7 · бяла дама на бяло поле f7 · бял кон на бяло поле c6 · черен кон на черно поле d4 | бял цар на бяло поле a8 · черен кон на бяло поле e8 · бял офицер на бяло поле g8 · бял кон на черно поле a7 · черна пешка на черно поле c7 · черен цар на бяло поле d7 · бяла пешка на черно поле e7 · бяла дама на бяло поле f7 · бял кон на бяло поле c6 · черен кон на черно поле d4 | бял цар на бяло поле a8 · черен кон на бяло поле e8 · бял офицер на бяло поле g8 · бял кон на черно поле a7 · черна пешка на черно поле c7 · черен цар на бяло поле d7 · бяла пешка на черно поле e7 · бяла дама на бяло поле f7 · бял кон на бяло поле c6 · черен кон на черно поле d4 | бял цар на бяло поле a8 · черен кон на бяло поле e8 · бял офицер на бяло поле g8 · бял кон на черно поле a7 · черна пешка на черно поле c7 · черен цар на бяло поле d7 · бяла пешка на черно поле e7 · бяла дама на бяло поле f7 · бял кон на бяло поле c6 · черен кон на черно поле d4 | бял цар на бяло поле a8 · черен кон на бяло поле e8 · бял офицер на бяло поле g8 · бял кон на черно поле a7 · черна пешка на черно поле c7 · черен цар на бяло поле d7 · бяла пешка на черно поле e7 · бяла дама на бяло поле f7 · бял кон на бяло поле c6 · черен кон на черно поле d4 | бял цар на бяло поле a8 · черен кон на бяло поле e8 · бял офицер на бяло поле g8 · бял кон на черно поле a7 · черна пешка на черно поле c7 · черен цар на бяло поле d7 · бяла пешка на черно поле e7 · бяла дама на бяло поле f7 · бял кон на бяло поле c6 · черен кон на черно поле d4 | бял цар на бяло поле a8 · черен кон на бяло поле e8 · бял офицер на бяло поле g8 · бял кон на черно поле a7 · черна пешка на черно поле c7 · черен цар на бяло поле d7 · бяла пешка на черно поле e7 · бяла дама на бяло поле f7 · бял кон на бяло поле c6 · черен кон на черно поле d4 | 7 |
| 6 | бял цар на бяло поле a8 · черен кон на бяло поле e8 · бял офицер на бяло поле g8 · бял кон на черно поле a7 · черна пешка на черно поле c7 · черен цар на бяло поле d7 · бяла пешка на черно поле e7 · бяла дама на бяло поле f7 · бял кон на бяло поле c6 · черен кон на черно поле d4 | бял цар на бяло поле a8 · черен кон на бяло поле e8 · бял офицер на бяло поле g8 · бял кон на черно поле a7 · черна пешка на черно поле c7 · черен цар на бяло поле d7 · бяла пешка на черно поле e7 · бяла дама на бяло поле f7 · бял кон на бяло поле c6 · черен кон на черно поле d4 | бял цар на бяло поле a8 · черен кон на бяло поле e8 · бял офицер на бяло поле g8 · бял кон на черно поле a7 · черна пешка на черно поле c7 · черен цар на бяло поле d7 · бяла пешка на черно поле e7 · бяла дама на бяло поле f7 · бял кон на бяло поле c6 · черен кон на черно поле d4 | бял цар на бяло поле a8 · черен кон на бяло поле e8 · бял офицер на бяло поле g8 · бял кон на черно поле a7 · черна пешка на черно поле c7 · черен цар на бяло поле d7 · бяла пешка на черно поле e7 · бяла дама на бяло поле f7 · бял кон на бяло поле c6 · черен кон на черно поле d4 | бял цар на бяло поле a8 · черен кон на бяло поле e8 · бял офицер на бяло поле g8 · бял кон на черно поле a7 · черна пешка на черно поле c7 · черен цар на бяло поле d7 · бяла пешка на черно поле e7 · бяла дама на бяло поле f7 · бял кон на бяло поле c6 · черен кон на черно поле d4 | бял цар на бяло поле a8 · черен кон на бяло поле e8 · бял офицер на бяло поле g8 · бял кон на черно поле a7 · черна пешка на черно поле c7 · черен цар на бяло поле d7 · бяла пешка на черно поле e7 · бяла дама на бяло поле f7 · бял кон на бяло поле c6 · черен кон на черно поле d4 | бял цар на бяло поле a8 · черен кон на бяло поле e8 · бял офицер на бяло поле g8 · бял кон на черно поле a7 · черна пешка на черно поле c7 · черен цар на бяло поле d7 · бяла пешка на черно поле e7 · бяла дама на бяло поле f7 · бял кон на бяло поле c6 · черен кон на черно поле d4 | бял цар на бяло поле a8 · черен кон на бяло поле e8 · бял офицер на бяло поле g8 · бял кон на черно поле a7 · черна пешка на черно поле c7 · черен цар на бяло поле d7 · бяла пешка на черно поле e7 · бяла дама на бяло поле f7 · бял кон на бяло поле c6 · черен кон на черно поле d4 | 6 |
| 5 | бял цар на бяло поле a8 · черен кон на бяло поле e8 · бял офицер на бяло поле g8 · бял кон на черно поле a7 · черна пешка на черно поле c7 · черен цар на бяло поле d7 · бяла пешка на черно поле e7 · бяла дама на бяло поле f7 · бял кон на бяло поле c6 · черен кон на черно поле d4 | бял цар на бяло поле a8 · черен кон на бяло поле e8 · бял офицер на бяло поле g8 · бял кон на черно поле a7 · черна пешка на черно поле c7 · черен цар на бяло поле d7 · бяла пешка на черно поле e7 · бяла дама на бяло поле f7 · бял кон на бяло поле c6 · черен кон на черно поле d4 | бял цар на бяло поле a8 · черен кон на бяло поле e8 · бял офицер на бяло поле g8 · бял кон на черно поле a7 · черна пешка на черно поле c7 · черен цар на бяло поле d7 · бяла пешка на черно поле e7 · бяла дама на бяло поле f7 · бял кон на бяло поле c6 · черен кон на черно поле d4 | бял цар на бяло поле a8 · черен кон на бяло поле e8 · бял офицер на бяло поле g8 · бял кон на черно поле a7 · черна пешка на черно поле c7 · черен цар на бяло поле d7 · бяла пешка на черно поле e7 · бяла дама на бяло поле f7 · бял кон на бяло поле c6 · черен кон на черно поле d4 | бял цар на бяло поле a8 · черен кон на бяло поле e8 · бял офицер на бяло поле g8 · бял кон на черно поле a7 · черна пешка на черно поле c7 · черен цар на бяло поле d7 · бяла пешка на черно поле e7 · бяла дама на бяло поле f7 · бял кон на бяло поле c6 · черен кон на черно поле d4 | бял цар на бяло поле a8 · черен кон на бяло поле e8 · бял офицер на бяло поле g8 · бял кон на черно поле a7 · черна пешка на черно поле c7 · черен цар на бяло поле d7 · бяла пешка на черно поле e7 · бяла дама на бяло поле f7 · бял кон на бяло поле c6 · черен кон на черно поле d4 | бял цар на бяло поле a8 · черен кон на бяло поле e8 · бял офицер на бяло поле g8 · бял кон на черно поле a7 · черна пешка на черно поле c7 · черен цар на бяло поле d7 · бяла пешка на черно поле e7 · бяла дама на бяло поле f7 · бял кон на бяло поле c6 · черен кон на черно поле d4 | бял цар на бяло поле a8 · черен кон на бяло поле e8 · бял офицер на бяло поле g8 · бял кон на черно поле a7 · черна пешка на черно поле c7 · черен цар на бяло поле d7 · бяла пешка на черно поле e7 · бяла дама на бяло поле f7 · бял кон на бяло поле c6 · черен кон на черно поле d4 | 5 |
| 4 | бял цар на бяло поле a8 · черен кон на бяло поле e8 · бял офицер на бяло поле g8 · бял кон на черно поле a7 · черна пешка на черно поле c7 · черен цар на бяло поле d7 · бяла пешка на черно поле e7 · бяла дама на бяло поле f7 · бял кон на бяло поле c6 · черен кон на черно поле d4 | бял цар на бяло поле a8 · черен кон на бяло поле e8 · бял офицер на бяло поле g8 · бял кон на черно поле a7 · черна пешка на черно поле c7 · черен цар на бяло поле d7 · бяла пешка на черно поле e7 · бяла дама на бяло поле f7 · бял кон на бяло поле c6 · черен кон на черно поле d4 | бял цар на бяло поле a8 · черен кон на бяло поле e8 · бял офицер на бяло поле g8 · бял кон на черно поле a7 · черна пешка на черно поле c7 · черен цар на бяло поле d7 · бяла пешка на черно поле e7 · бяла дама на бяло поле f7 · бял кон на бяло поле c6 · черен кон на черно поле d4 | бял цар на бяло поле a8 · черен кон на бяло поле e8 · бял офицер на бяло поле g8 · бял кон на черно поле a7 · черна пешка на черно поле c7 · черен цар на бяло поле d7 · бяла пешка на черно поле e7 · бяла дама на бяло поле f7 · бял кон на бяло поле c6 · черен кон на черно поле d4 | бял цар на бяло поле a8 · черен кон на бяло поле e8 · бял офицер на бяло поле g8 · бял кон на черно поле a7 · черна пешка на черно поле c7 · черен цар на бяло поле d7 · бяла пешка на черно поле e7 · бяла дама на бяло поле f7 · бял кон на бяло поле c6 · черен кон на черно поле d4 | бял цар на бяло поле a8 · черен кон на бяло поле e8 · бял офицер на бяло поле g8 · бял кон на черно поле a7 · черна пешка на черно поле c7 · черен цар на бяло поле d7 · бяла пешка на черно поле e7 · бяла дама на бяло поле f7 · бял кон на бяло поле c6 · черен кон на черно поле d4 | бял цар на бяло поле a8 · черен кон на бяло поле e8 · бял офицер на бяло поле g8 · бял кон на черно поле a7 · черна пешка на черно поле c7 · черен цар на бяло поле d7 · бяла пешка на черно поле e7 · бяла дама на бяло поле f7 · бял кон на бяло поле c6 · черен кон на черно поле d4 | бял цар на бяло поле a8 · черен кон на бяло поле e8 · бял офицер на бяло поле g8 · бял кон на черно поле a7 · черна пешка на черно поле c7 · черен цар на бяло поле d7 · бяла пешка на черно поле e7 · бяла дама на бяло поле f7 · бял кон на бяло поле c6 · черен кон на черно поле d4 | 4 |
| 3 | бял цар на бяло поле a8 · черен кон на бяло поле e8 · бял офицер на бяло поле g8 · бял кон на черно поле a7 · черна пешка на черно поле c7 · черен цар на бяло поле d7 · бяла пешка на черно поле e7 · бяла дама на бяло поле f7 · бял кон на бяло поле c6 · черен кон на черно поле d4 | бял цар на бяло поле a8 · черен кон на бяло поле e8 · бял офицер на бяло поле g8 · бял кон на черно поле a7 · черна пешка на черно поле c7 · черен цар на бяло поле d7 · бяла пешка на черно поле e7 · бяла дама на бяло поле f7 · бял кон на бяло поле c6 · черен кон на черно поле d4 | бял цар на бяло поле a8 · черен кон на бяло поле e8 · бял офицер на бяло поле g8 · бял кон на черно поле a7 · черна пешка на черно поле c7 · черен цар на бяло поле d7 · бяла пешка на черно поле e7 · бяла дама на бяло поле f7 · бял кон на бяло поле c6 · черен кон на черно поле d4 | бял цар на бяло поле a8 · черен кон на бяло поле e8 · бял офицер на бяло поле g8 · бял кон на черно поле a7 · черна пешка на черно поле c7 · черен цар на бяло поле d7 · бяла пешка на черно поле e7 · бяла дама на бяло поле f7 · бял кон на бяло поле c6 · черен кон на черно поле d4 | бял цар на бяло поле a8 · черен кон на бяло поле e8 · бял офицер на бяло поле g8 · бял кон на черно поле a7 · черна пешка на черно поле c7 · черен цар на бяло поле d7 · бяла пешка на черно поле e7 · бяла дама на бяло поле f7 · бял кон на бяло поле c6 · черен кон на черно поле d4 | бял цар на бяло поле a8 · черен кон на бяло поле e8 · бял офицер на бяло поле g8 · бял кон на черно поле a7 · черна пешка на черно поле c7 · черен цар на бяло поле d7 · бяла пешка на черно поле e7 · бяла дама на бяло поле f7 · бял кон на бяло поле c6 · черен кон на черно поле d4 | бял цар на бяло поле a8 · черен кон на бяло поле e8 · бял офицер на бяло поле g8 · бял кон на черно поле a7 · черна пешка на черно поле c7 · черен цар на бяло поле d7 · бяла пешка на черно поле e7 · бяла дама на бяло поле f7 · бял кон на бяло поле c6 · черен кон на черно поле d4 | бял цар на бяло поле a8 · черен кон на бяло поле e8 · бял офицер на бяло поле g8 · бял кон на черно поле a7 · черна пешка на черно поле c7 · черен цар на бяло поле d7 · бяла пешка на черно поле e7 · бяла дама на бяло поле f7 · бял кон на бяло поле c6 · черен кон на черно поле d4 | 3 |
| 2 | бял цар на бяло поле a8 · черен кон на бяло поле e8 · бял офицер на бяло поле g8 · бял кон на черно поле a7 · черна пешка на черно поле c7 · черен цар на бяло поле d7 · бяла пешка на черно поле e7 · бяла дама на бяло поле f7 · бял кон на бяло поле c6 · черен кон на черно поле d4 | бял цар на бяло поле a8 · черен кон на бяло поле e8 · бял офицер на бяло поле g8 · бял кон на черно поле a7 · черна пешка на черно поле c7 · черен цар на бяло поле d7 · бяла пешка на черно поле e7 · бяла дама на бяло поле f7 · бял кон на бяло поле c6 · черен кон на черно поле d4 | бял цар на бяло поле a8 · черен кон на бяло поле e8 · бял офицер на бяло поле g8 · бял кон на черно поле a7 · черна пешка на черно поле c7 · черен цар на бяло поле d7 · бяла пешка на черно поле e7 · бяла дама на бяло поле f7 · бял кон на бяло поле c6 · черен кон на черно поле d4 | бял цар на бяло поле a8 · черен кон на бяло поле e8 · бял офицер на бяло поле g8 · бял кон на черно поле a7 · черна пешка на черно поле c7 · черен цар на бяло поле d7 · бяла пешка на черно поле e7 · бяла дама на бяло поле f7 · бял кон на бяло поле c6 · черен кон на черно поле d4 | бял цар на бяло поле a8 · черен кон на бяло поле e8 · бял офицер на бяло поле g8 · бял кон на черно поле a7 · черна пешка на черно поле c7 · черен цар на бяло поле d7 · бяла пешка на черно поле e7 · бяла дама на бяло поле f7 · бял кон на бяло поле c6 · черен кон на черно поле d4 | бял цар на бяло поле a8 · черен кон на бяло поле e8 · бял офицер на бяло поле g8 · бял кон на черно поле a7 · черна пешка на черно поле c7 · черен цар на бяло поле d7 · бяла пешка на черно поле e7 · бяла дама на бяло поле f7 · бял кон на бяло поле c6 · черен кон на черно поле d4 | бял цар на бяло поле a8 · черен кон на бяло поле e8 · бял офицер на бяло поле g8 · бял кон на черно поле a7 · черна пешка на черно поле c7 · черен цар на бяло поле d7 · бяла пешка на черно поле e7 · бяла дама на бяло поле f7 · бял кон на бяло поле c6 · черен кон на черно поле d4 | бял цар на бяло поле a8 · черен кон на бяло поле e8 · бял офицер на бяло поле g8 · бял кон на черно поле a7 · черна пешка на черно поле c7 · черен цар на бяло поле d7 · бяла пешка на черно поле e7 · бяла дама на бяло поле f7 · бял кон на бяло поле c6 · черен кон на черно поле d4 | 2 |
| 1 | бял цар на бяло поле a8 · черен кон на бяло поле e8 · бял офицер на бяло поле g8 · бял кон на черно поле a7 · черна пешка на черно поле c7 · черен цар на бяло поле d7 · бяла пешка на черно поле e7 · бяла дама на бяло поле f7 · бял кон на бяло поле c6 · черен кон на черно поле d4 | бял цар на бяло поле a8 · черен кон на бяло поле e8 · бял офицер на бяло поле g8 · бял кон на черно поле a7 · черна пешка на черно поле c7 · черен цар на бяло поле d7 · бяла пешка на черно поле e7 · бяла дама на бяло поле f7 · бял кон на бяло поле c6 · черен кон на черно поле d4 | бял цар на бяло поле a8 · черен кон на бяло поле e8 · бял офицер на бяло поле g8 · бял кон на черно поле a7 · черна пешка на черно поле c7 · черен цар на бяло поле d7 · бяла пешка на черно поле e7 · бяла дама на бяло поле f7 · бял кон на бяло поле c6 · черен кон на черно поле d4 | бял цар на бяло поле a8 · черен кон на бяло поле e8 · бял офицер на бяло поле g8 · бял кон на черно поле a7 · черна пешка на черно поле c7 · черен цар на бяло поле d7 · бяла пешка на черно поле e7 · бяла дама на бяло поле f7 · бял кон на бяло поле c6 · черен кон на черно поле d4 | бял цар на бяло поле a8 · черен кон на бяло поле e8 · бял офицер на бяло поле g8 · бял кон на черно поле a7 · черна пешка на черно поле c7 · черен цар на бяло поле d7 · бяла пешка на черно поле e7 · бяла дама на бяло поле f7 · бял кон на бяло поле c6 · черен кон на черно поле d4 | бял цар на бяло поле a8 · черен кон на бяло поле e8 · бял офицер на бяло поле g8 · бял кон на черно поле a7 · черна пешка на черно поле c7 · черен цар на бяло поле d7 · бяла пешка на черно поле e7 · бяла дама на бяло поле f7 · бял кон на бяло поле c6 · черен кон на черно поле d4 | бял цар на бяло поле a8 · черен кон на бяло поле e8 · бял офицер на бяло поле g8 · бял кон на черно поле a7 · черна пешка на черно поле c7 · черен цар на бяло поле d7 · бяла пешка на черно поле e7 · бяла дама на бяло поле f7 · бял кон на бяло поле c6 · черен кон на черно поле d4 | бял цар на бяло поле a8 · черен кон на бяло поле e8 · бял офицер на бяло поле g8 · бял кон на черно поле a7 · черна пешка на черно поле c7 · черен цар на бяло поле d7 · бяла пешка на черно поле e7 · бяла дама на бяло поле f7 · бял кон на бяло поле c6 · черен кон на черно поле d4 | 1 |
|   | a | b | c | d | e | f | g | h |   |

Илюзорна игра: 1…Кe~ 2.e8КХ, 
1…Кd6 2.e8ДХ. 

Решение: 1.Кc8!☉, 

1…Кe~ 2.e8ДХ, 

1…Ц:c6(d6) 2.Дd5Х, 

1…Ц:c8 2.Д:e8Х, 

1…Кd~ 2.Дe6Х. 

|   | a | b | c | d | e | f | g | h |   |
| 8 | бял офицер на черно поле f8 · черен топ на черно поле a7 · черен офицер на черно поле c7 · черна пешка на бяло поле f7 · бял офицер на бяло поле h7 · черна пешка на бяло поле c6 · черен цар на бяло поле e6 · черен кон на черно поле f6 · бял топ на черно поле h6 · бял кон на черно поле e5 · черен топ на бяло поле h5 · бяла дама на черно поле d4 · бяла пешка на бяло поле g4 · черен кон на бяло поле b1 · бял цар на черно поле c1 · бял топ на бяло поле d1 | бял офицер на черно поле f8 · черен топ на черно поле a7 · черен офицер на черно поле c7 · черна пешка на бяло поле f7 · бял офицер на бяло поле h7 · черна пешка на бяло поле c6 · черен цар на бяло поле e6 · черен кон на черно поле f6 · бял топ на черно поле h6 · бял кон на черно поле e5 · черен топ на бяло поле h5 · бяла дама на черно поле d4 · бяла пешка на бяло поле g4 · черен кон на бяло поле b1 · бял цар на черно поле c1 · бял топ на бяло поле d1 | бял офицер на черно поле f8 · черен топ на черно поле a7 · черен офицер на черно поле c7 · черна пешка на бяло поле f7 · бял офицер на бяло поле h7 · черна пешка на бяло поле c6 · черен цар на бяло поле e6 · черен кон на черно поле f6 · бял топ на черно поле h6 · бял кон на черно поле e5 · черен топ на бяло поле h5 · бяла дама на черно поле d4 · бяла пешка на бяло поле g4 · черен кон на бяло поле b1 · бял цар на черно поле c1 · бял топ на бяло поле d1 | бял офицер на черно поле f8 · черен топ на черно поле a7 · черен офицер на черно поле c7 · черна пешка на бяло поле f7 · бял офицер на бяло поле h7 · черна пешка на бяло поле c6 · черен цар на бяло поле e6 · черен кон на черно поле f6 · бял топ на черно поле h6 · бял кон на черно поле e5 · черен топ на бяло поле h5 · бяла дама на черно поле d4 · бяла пешка на бяло поле g4 · черен кон на бяло поле b1 · бял цар на черно поле c1 · бял топ на бяло поле d1 | бял офицер на черно поле f8 · черен топ на черно поле a7 · черен офицер на черно поле c7 · черна пешка на бяло поле f7 · бял офицер на бяло поле h7 · черна пешка на бяло поле c6 · черен цар на бяло поле e6 · черен кон на черно поле f6 · бял топ на черно поле h6 · бял кон на черно поле e5 · черен топ на бяло поле h5 · бяла дама на черно поле d4 · бяла пешка на бяло поле g4 · черен кон на бяло поле b1 · бял цар на черно поле c1 · бял топ на бяло поле d1 | бял офицер на черно поле f8 · черен топ на черно поле a7 · черен офицер на черно поле c7 · черна пешка на бяло поле f7 · бял офицер на бяло поле h7 · черна пешка на бяло поле c6 · черен цар на бяло поле e6 · черен кон на черно поле f6 · бял топ на черно поле h6 · бял кон на черно поле e5 · черен топ на бяло поле h5 · бяла дама на черно поле d4 · бяла пешка на бяло поле g4 · черен кон на бяло поле b1 · бял цар на черно поле c1 · бял топ на бяло поле d1 | бял офицер на черно поле f8 · черен топ на черно поле a7 · черен офицер на черно поле c7 · черна пешка на бяло поле f7 · бял офицер на бяло поле h7 · черна пешка на бяло поле c6 · черен цар на бяло поле e6 · черен кон на черно поле f6 · бял топ на черно поле h6 · бял кон на черно поле e5 · черен топ на бяло поле h5 · бяла дама на черно поле d4 · бяла пешка на бяло поле g4 · черен кон на бяло поле b1 · бял цар на черно поле c1 · бял топ на бяло поле d1 | бял офицер на черно поле f8 · черен топ на черно поле a7 · черен офицер на черно поле c7 · черна пешка на бяло поле f7 · бял офицер на бяло поле h7 · черна пешка на бяло поле c6 · черен цар на бяло поле e6 · черен кон на черно поле f6 · бял топ на черно поле h6 · бял кон на черно поле e5 · черен топ на бяло поле h5 · бяла дама на черно поле d4 · бяла пешка на бяло поле g4 · черен кон на бяло поле b1 · бял цар на черно поле c1 · бял топ на бяло поле d1 | 8 |
| 7 | бял офицер на черно поле f8 · черен топ на черно поле a7 · черен офицер на черно поле c7 · черна пешка на бяло поле f7 · бял офицер на бяло поле h7 · черна пешка на бяло поле c6 · черен цар на бяло поле e6 · черен кон на черно поле f6 · бял топ на черно поле h6 · бял кон на черно поле e5 · черен топ на бяло поле h5 · бяла дама на черно поле d4 · бяла пешка на бяло поле g4 · черен кон на бяло поле b1 · бял цар на черно поле c1 · бял топ на бяло поле d1 | бял офицер на черно поле f8 · черен топ на черно поле a7 · черен офицер на черно поле c7 · черна пешка на бяло поле f7 · бял офицер на бяло поле h7 · черна пешка на бяло поле c6 · черен цар на бяло поле e6 · черен кон на черно поле f6 · бял топ на черно поле h6 · бял кон на черно поле e5 · черен топ на бяло поле h5 · бяла дама на черно поле d4 · бяла пешка на бяло поле g4 · черен кон на бяло поле b1 · бял цар на черно поле c1 · бял топ на бяло поле d1 | бял офицер на черно поле f8 · черен топ на черно поле a7 · черен офицер на черно поле c7 · черна пешка на бяло поле f7 · бял офицер на бяло поле h7 · черна пешка на бяло поле c6 · черен цар на бяло поле e6 · черен кон на черно поле f6 · бял топ на черно поле h6 · бял кон на черно поле e5 · черен топ на бяло поле h5 · бяла дама на черно поле d4 · бяла пешка на бяло поле g4 · черен кон на бяло поле b1 · бял цар на черно поле c1 · бял топ на бяло поле d1 | бял офицер на черно поле f8 · черен топ на черно поле a7 · черен офицер на черно поле c7 · черна пешка на бяло поле f7 · бял офицер на бяло поле h7 · черна пешка на бяло поле c6 · черен цар на бяло поле e6 · черен кон на черно поле f6 · бял топ на черно поле h6 · бял кон на черно поле e5 · черен топ на бяло поле h5 · бяла дама на черно поле d4 · бяла пешка на бяло поле g4 · черен кон на бяло поле b1 · бял цар на черно поле c1 · бял топ на бяло поле d1 | бял офицер на черно поле f8 · черен топ на черно поле a7 · черен офицер на черно поле c7 · черна пешка на бяло поле f7 · бял офицер на бяло поле h7 · черна пешка на бяло поле c6 · черен цар на бяло поле e6 · черен кон на черно поле f6 · бял топ на черно поле h6 · бял кон на черно поле e5 · черен топ на бяло поле h5 · бяла дама на черно поле d4 · бяла пешка на бяло поле g4 · черен кон на бяло поле b1 · бял цар на черно поле c1 · бял топ на бяло поле d1 | бял офицер на черно поле f8 · черен топ на черно поле a7 · черен офицер на черно поле c7 · черна пешка на бяло поле f7 · бял офицер на бяло поле h7 · черна пешка на бяло поле c6 · черен цар на бяло поле e6 · черен кон на черно поле f6 · бял топ на черно поле h6 · бял кон на черно поле e5 · черен топ на бяло поле h5 · бяла дама на черно поле d4 · бяла пешка на бяло поле g4 · черен кон на бяло поле b1 · бял цар на черно поле c1 · бял топ на бяло поле d1 | бял офицер на черно поле f8 · черен топ на черно поле a7 · черен офицер на черно поле c7 · черна пешка на бяло поле f7 · бял офицер на бяло поле h7 · черна пешка на бяло поле c6 · черен цар на бяло поле e6 · черен кон на черно поле f6 · бял топ на черно поле h6 · бял кон на черно поле e5 · черен топ на бяло поле h5 · бяла дама на черно поле d4 · бяла пешка на бяло поле g4 · черен кон на бяло поле b1 · бял цар на черно поле c1 · бял топ на бяло поле d1 | бял офицер на черно поле f8 · черен топ на черно поле a7 · черен офицер на черно поле c7 · черна пешка на бяло поле f7 · бял офицер на бяло поле h7 · черна пешка на бяло поле c6 · черен цар на бяло поле e6 · черен кон на черно поле f6 · бял топ на черно поле h6 · бял кон на черно поле e5 · черен топ на бяло поле h5 · бяла дама на черно поле d4 · бяла пешка на бяло поле g4 · черен кон на бяло поле b1 · бял цар на черно поле c1 · бял топ на бяло поле d1 | 7 |
| 6 | бял офицер на черно поле f8 · черен топ на черно поле a7 · черен офицер на черно поле c7 · черна пешка на бяло поле f7 · бял офицер на бяло поле h7 · черна пешка на бяло поле c6 · черен цар на бяло поле e6 · черен кон на черно поле f6 · бял топ на черно поле h6 · бял кон на черно поле e5 · черен топ на бяло поле h5 · бяла дама на черно поле d4 · бяла пешка на бяло поле g4 · черен кон на бяло поле b1 · бял цар на черно поле c1 · бял топ на бяло поле d1 | бял офицер на черно поле f8 · черен топ на черно поле a7 · черен офицер на черно поле c7 · черна пешка на бяло поле f7 · бял офицер на бяло поле h7 · черна пешка на бяло поле c6 · черен цар на бяло поле e6 · черен кон на черно поле f6 · бял топ на черно поле h6 · бял кон на черно поле e5 · черен топ на бяло поле h5 · бяла дама на черно поле d4 · бяла пешка на бяло поле g4 · черен кон на бяло поле b1 · бял цар на черно поле c1 · бял топ на бяло поле d1 | бял офицер на черно поле f8 · черен топ на черно поле a7 · черен офицер на черно поле c7 · черна пешка на бяло поле f7 · бял офицер на бяло поле h7 · черна пешка на бяло поле c6 · черен цар на бяло поле e6 · черен кон на черно поле f6 · бял топ на черно поле h6 · бял кон на черно поле e5 · черен топ на бяло поле h5 · бяла дама на черно поле d4 · бяла пешка на бяло поле g4 · черен кон на бяло поле b1 · бял цар на черно поле c1 · бял топ на бяло поле d1 | бял офицер на черно поле f8 · черен топ на черно поле a7 · черен офицер на черно поле c7 · черна пешка на бяло поле f7 · бял офицер на бяло поле h7 · черна пешка на бяло поле c6 · черен цар на бяло поле e6 · черен кон на черно поле f6 · бял топ на черно поле h6 · бял кон на черно поле e5 · черен топ на бяло поле h5 · бяла дама на черно поле d4 · бяла пешка на бяло поле g4 · черен кон на бяло поле b1 · бял цар на черно поле c1 · бял топ на бяло поле d1 | бял офицер на черно поле f8 · черен топ на черно поле a7 · черен офицер на черно поле c7 · черна пешка на бяло поле f7 · бял офицер на бяло поле h7 · черна пешка на бяло поле c6 · черен цар на бяло поле e6 · черен кон на черно поле f6 · бял топ на черно поле h6 · бял кон на черно поле e5 · черен топ на бяло поле h5 · бяла дама на черно поле d4 · бяла пешка на бяло поле g4 · черен кон на бяло поле b1 · бял цар на черно поле c1 · бял топ на бяло поле d1 | бял офицер на черно поле f8 · черен топ на черно поле a7 · черен офицер на черно поле c7 · черна пешка на бяло поле f7 · бял офицер на бяло поле h7 · черна пешка на бяло поле c6 · черен цар на бяло поле e6 · черен кон на черно поле f6 · бял топ на черно поле h6 · бял кон на черно поле e5 · черен топ на бяло поле h5 · бяла дама на черно поле d4 · бяла пешка на бяло поле g4 · черен кон на бяло поле b1 · бял цар на черно поле c1 · бял топ на бяло поле d1 | бял офицер на черно поле f8 · черен топ на черно поле a7 · черен офицер на черно поле c7 · черна пешка на бяло поле f7 · бял офицер на бяло поле h7 · черна пешка на бяло поле c6 · черен цар на бяло поле e6 · черен кон на черно поле f6 · бял топ на черно поле h6 · бял кон на черно поле e5 · черен топ на бяло поле h5 · бяла дама на черно поле d4 · бяла пешка на бяло поле g4 · черен кон на бяло поле b1 · бял цар на черно поле c1 · бял топ на бяло поле d1 | бял офицер на черно поле f8 · черен топ на черно поле a7 · черен офицер на черно поле c7 · черна пешка на бяло поле f7 · бял офицер на бяло поле h7 · черна пешка на бяло поле c6 · черен цар на бяло поле e6 · черен кон на черно поле f6 · бял топ на черно поле h6 · бял кон на черно поле e5 · черен топ на бяло поле h5 · бяла дама на черно поле d4 · бяла пешка на бяло поле g4 · черен кон на бяло поле b1 · бял цар на черно поле c1 · бял топ на бяло поле d1 | 6 |
| 5 | бял офицер на черно поле f8 · черен топ на черно поле a7 · черен офицер на черно поле c7 · черна пешка на бяло поле f7 · бял офицер на бяло поле h7 · черна пешка на бяло поле c6 · черен цар на бяло поле e6 · черен кон на черно поле f6 · бял топ на черно поле h6 · бял кон на черно поле e5 · черен топ на бяло поле h5 · бяла дама на черно поле d4 · бяла пешка на бяло поле g4 · черен кон на бяло поле b1 · бял цар на черно поле c1 · бял топ на бяло поле d1 | бял офицер на черно поле f8 · черен топ на черно поле a7 · черен офицер на черно поле c7 · черна пешка на бяло поле f7 · бял офицер на бяло поле h7 · черна пешка на бяло поле c6 · черен цар на бяло поле e6 · черен кон на черно поле f6 · бял топ на черно поле h6 · бял кон на черно поле e5 · черен топ на бяло поле h5 · бяла дама на черно поле d4 · бяла пешка на бяло поле g4 · черен кон на бяло поле b1 · бял цар на черно поле c1 · бял топ на бяло поле d1 | бял офицер на черно поле f8 · черен топ на черно поле a7 · черен офицер на черно поле c7 · черна пешка на бяло поле f7 · бял офицер на бяло поле h7 · черна пешка на бяло поле c6 · черен цар на бяло поле e6 · черен кон на черно поле f6 · бял топ на черно поле h6 · бял кон на черно поле e5 · черен топ на бяло поле h5 · бяла дама на черно поле d4 · бяла пешка на бяло поле g4 · черен кон на бяло поле b1 · бял цар на черно поле c1 · бял топ на бяло поле d1 | бял офицер на черно поле f8 · черен топ на черно поле a7 · черен офицер на черно поле c7 · черна пешка на бяло поле f7 · бял офицер на бяло поле h7 · черна пешка на бяло поле c6 · черен цар на бяло поле e6 · черен кон на черно поле f6 · бял топ на черно поле h6 · бял кон на черно поле e5 · черен топ на бяло поле h5 · бяла дама на черно поле d4 · бяла пешка на бяло поле g4 · черен кон на бяло поле b1 · бял цар на черно поле c1 · бял топ на бяло поле d1 | бял офицер на черно поле f8 · черен топ на черно поле a7 · черен офицер на черно поле c7 · черна пешка на бяло поле f7 · бял офицер на бяло поле h7 · черна пешка на бяло поле c6 · черен цар на бяло поле e6 · черен кон на черно поле f6 · бял топ на черно поле h6 · бял кон на черно поле e5 · черен топ на бяло поле h5 · бяла дама на черно поле d4 · бяла пешка на бяло поле g4 · черен кон на бяло поле b1 · бял цар на черно поле c1 · бял топ на бяло поле d1 | бял офицер на черно поле f8 · черен топ на черно поле a7 · черен офицер на черно поле c7 · черна пешка на бяло поле f7 · бял офицер на бяло поле h7 · черна пешка на бяло поле c6 · черен цар на бяло поле e6 · черен кон на черно поле f6 · бял топ на черно поле h6 · бял кон на черно поле e5 · черен топ на бяло поле h5 · бяла дама на черно поле d4 · бяла пешка на бяло поле g4 · черен кон на бяло поле b1 · бял цар на черно поле c1 · бял топ на бяло поле d1 | бял офицер на черно поле f8 · черен топ на черно поле a7 · черен офицер на черно поле c7 · черна пешка на бяло поле f7 · бял офицер на бяло поле h7 · черна пешка на бяло поле c6 · черен цар на бяло поле e6 · черен кон на черно поле f6 · бял топ на черно поле h6 · бял кон на черно поле e5 · черен топ на бяло поле h5 · бяла дама на черно поле d4 · бяла пешка на бяло поле g4 · черен кон на бяло поле b1 · бял цар на черно поле c1 · бял топ на бяло поле d1 | бял офицер на черно поле f8 · черен топ на черно поле a7 · черен офицер на черно поле c7 · черна пешка на бяло поле f7 · бял офицер на бяло поле h7 · черна пешка на бяло поле c6 · черен цар на бяло поле e6 · черен кон на черно поле f6 · бял топ на черно поле h6 · бял кон на черно поле e5 · черен топ на бяло поле h5 · бяла дама на черно поле d4 · бяла пешка на бяло поле g4 · черен кон на бяло поле b1 · бял цар на черно поле c1 · бял топ на бяло поле d1 | 5 |
| 4 | бял офицер на черно поле f8 · черен топ на черно поле a7 · черен офицер на черно поле c7 · черна пешка на бяло поле f7 · бял офицер на бяло поле h7 · черна пешка на бяло поле c6 · черен цар на бяло поле e6 · черен кон на черно поле f6 · бял топ на черно поле h6 · бял кон на черно поле e5 · черен топ на бяло поле h5 · бяла дама на черно поле d4 · бяла пешка на бяло поле g4 · черен кон на бяло поле b1 · бял цар на черно поле c1 · бял топ на бяло поле d1 | бял офицер на черно поле f8 · черен топ на черно поле a7 · черен офицер на черно поле c7 · черна пешка на бяло поле f7 · бял офицер на бяло поле h7 · черна пешка на бяло поле c6 · черен цар на бяло поле e6 · черен кон на черно поле f6 · бял топ на черно поле h6 · бял кон на черно поле e5 · черен топ на бяло поле h5 · бяла дама на черно поле d4 · бяла пешка на бяло поле g4 · черен кон на бяло поле b1 · бял цар на черно поле c1 · бял топ на бяло поле d1 | бял офицер на черно поле f8 · черен топ на черно поле a7 · черен офицер на черно поле c7 · черна пешка на бяло поле f7 · бял офицер на бяло поле h7 · черна пешка на бяло поле c6 · черен цар на бяло поле e6 · черен кон на черно поле f6 · бял топ на черно поле h6 · бял кон на черно поле e5 · черен топ на бяло поле h5 · бяла дама на черно поле d4 · бяла пешка на бяло поле g4 · черен кон на бяло поле b1 · бял цар на черно поле c1 · бял топ на бяло поле d1 | бял офицер на черно поле f8 · черен топ на черно поле a7 · черен офицер на черно поле c7 · черна пешка на бяло поле f7 · бял офицер на бяло поле h7 · черна пешка на бяло поле c6 · черен цар на бяло поле e6 · черен кон на черно поле f6 · бял топ на черно поле h6 · бял кон на черно поле e5 · черен топ на бяло поле h5 · бяла дама на черно поле d4 · бяла пешка на бяло поле g4 · черен кон на бяло поле b1 · бял цар на черно поле c1 · бял топ на бяло поле d1 | бял офицер на черно поле f8 · черен топ на черно поле a7 · черен офицер на черно поле c7 · черна пешка на бяло поле f7 · бял офицер на бяло поле h7 · черна пешка на бяло поле c6 · черен цар на бяло поле e6 · черен кон на черно поле f6 · бял топ на черно поле h6 · бял кон на черно поле e5 · черен топ на бяло поле h5 · бяла дама на черно поле d4 · бяла пешка на бяло поле g4 · черен кон на бяло поле b1 · бял цар на черно поле c1 · бял топ на бяло поле d1 | бял офицер на черно поле f8 · черен топ на черно поле a7 · черен офицер на черно поле c7 · черна пешка на бяло поле f7 · бял офицер на бяло поле h7 · черна пешка на бяло поле c6 · черен цар на бяло поле e6 · черен кон на черно поле f6 · бял топ на черно поле h6 · бял кон на черно поле e5 · черен топ на бяло поле h5 · бяла дама на черно поле d4 · бяла пешка на бяло поле g4 · черен кон на бяло поле b1 · бял цар на черно поле c1 · бял топ на бяло поле d1 | бял офицер на черно поле f8 · черен топ на черно поле a7 · черен офицер на черно поле c7 · черна пешка на бяло поле f7 · бял офицер на бяло поле h7 · черна пешка на бяло поле c6 · черен цар на бяло поле e6 · черен кон на черно поле f6 · бял топ на черно поле h6 · бял кон на черно поле e5 · черен топ на бяло поле h5 · бяла дама на черно поле d4 · бяла пешка на бяло поле g4 · черен кон на бяло поле b1 · бял цар на черно поле c1 · бял топ на бяло поле d1 | бял офицер на черно поле f8 · черен топ на черно поле a7 · черен офицер на черно поле c7 · черна пешка на бяло поле f7 · бял офицер на бяло поле h7 · черна пешка на бяло поле c6 · черен цар на бяло поле e6 · черен кон на черно поле f6 · бял топ на черно поле h6 · бял кон на черно поле e5 · черен топ на бяло поле h5 · бяла дама на черно поле d4 · бяла пешка на бяло поле g4 · черен кон на бяло поле b1 · бял цар на черно поле c1 · бял топ на бяло поле d1 | 4 |
| 3 | бял офицер на черно поле f8 · черен топ на черно поле a7 · черен офицер на черно поле c7 · черна пешка на бяло поле f7 · бял офицер на бяло поле h7 · черна пешка на бяло поле c6 · черен цар на бяло поле e6 · черен кон на черно поле f6 · бял топ на черно поле h6 · бял кон на черно поле e5 · черен топ на бяло поле h5 · бяла дама на черно поле d4 · бяла пешка на бяло поле g4 · черен кон на бяло поле b1 · бял цар на черно поле c1 · бял топ на бяло поле d1 | бял офицер на черно поле f8 · черен топ на черно поле a7 · черен офицер на черно поле c7 · черна пешка на бяло поле f7 · бял офицер на бяло поле h7 · черна пешка на бяло поле c6 · черен цар на бяло поле e6 · черен кон на черно поле f6 · бял топ на черно поле h6 · бял кон на черно поле e5 · черен топ на бяло поле h5 · бяла дама на черно поле d4 · бяла пешка на бяло поле g4 · черен кон на бяло поле b1 · бял цар на черно поле c1 · бял топ на бяло поле d1 | бял офицер на черно поле f8 · черен топ на черно поле a7 · черен офицер на черно поле c7 · черна пешка на бяло поле f7 · бял офицер на бяло поле h7 · черна пешка на бяло поле c6 · черен цар на бяло поле e6 · черен кон на черно поле f6 · бял топ на черно поле h6 · бял кон на черно поле e5 · черен топ на бяло поле h5 · бяла дама на черно поле d4 · бяла пешка на бяло поле g4 · черен кон на бяло поле b1 · бял цар на черно поле c1 · бял топ на бяло поле d1 | бял офицер на черно поле f8 · черен топ на черно поле a7 · черен офицер на черно поле c7 · черна пешка на бяло поле f7 · бял офицер на бяло поле h7 · черна пешка на бяло поле c6 · черен цар на бяло поле e6 · черен кон на черно поле f6 · бял топ на черно поле h6 · бял кон на черно поле e5 · черен топ на бяло поле h5 · бяла дама на черно поле d4 · бяла пешка на бяло поле g4 · черен кон на бяло поле b1 · бял цар на черно поле c1 · бял топ на бяло поле d1 | бял офицер на черно поле f8 · черен топ на черно поле a7 · черен офицер на черно поле c7 · черна пешка на бяло поле f7 · бял офицер на бяло поле h7 · черна пешка на бяло поле c6 · черен цар на бяло поле e6 · черен кон на черно поле f6 · бял топ на черно поле h6 · бял кон на черно поле e5 · черен топ на бяло поле h5 · бяла дама на черно поле d4 · бяла пешка на бяло поле g4 · черен кон на бяло поле b1 · бял цар на черно поле c1 · бял топ на бяло поле d1 | бял офицер на черно поле f8 · черен топ на черно поле a7 · черен офицер на черно поле c7 · черна пешка на бяло поле f7 · бял офицер на бяло поле h7 · черна пешка на бяло поле c6 · черен цар на бяло поле e6 · черен кон на черно поле f6 · бял топ на черно поле h6 · бял кон на черно поле e5 · черен топ на бяло поле h5 · бяла дама на черно поле d4 · бяла пешка на бяло поле g4 · черен кон на бяло поле b1 · бял цар на черно поле c1 · бял топ на бяло поле d1 | бял офицер на черно поле f8 · черен топ на черно поле a7 · черен офицер на черно поле c7 · черна пешка на бяло поле f7 · бял офицер на бяло поле h7 · черна пешка на бяло поле c6 · черен цар на бяло поле e6 · черен кон на черно поле f6 · бял топ на черно поле h6 · бял кон на черно поле e5 · черен топ на бяло поле h5 · бяла дама на черно поле d4 · бяла пешка на бяло поле g4 · черен кон на бяло поле b1 · бял цар на черно поле c1 · бял топ на бяло поле d1 | бял офицер на черно поле f8 · черен топ на черно поле a7 · черен офицер на черно поле c7 · черна пешка на бяло поле f7 · бял офицер на бяло поле h7 · черна пешка на бяло поле c6 · черен цар на бяло поле e6 · черен кон на черно поле f6 · бял топ на черно поле h6 · бял кон на черно поле e5 · черен топ на бяло поле h5 · бяла дама на черно поле d4 · бяла пешка на бяло поле g4 · черен кон на бяло поле b1 · бял цар на черно поле c1 · бял топ на бяло поле d1 | 3 |
| 2 | бял офицер на черно поле f8 · черен топ на черно поле a7 · черен офицер на черно поле c7 · черна пешка на бяло поле f7 · бял офицер на бяло поле h7 · черна пешка на бяло поле c6 · черен цар на бяло поле e6 · черен кон на черно поле f6 · бял топ на черно поле h6 · бял кон на черно поле e5 · черен топ на бяло поле h5 · бяла дама на черно поле d4 · бяла пешка на бяло поле g4 · черен кон на бяло поле b1 · бял цар на черно поле c1 · бял топ на бяло поле d1 | бял офицер на черно поле f8 · черен топ на черно поле a7 · черен офицер на черно поле c7 · черна пешка на бяло поле f7 · бял офицер на бяло поле h7 · черна пешка на бяло поле c6 · черен цар на бяло поле e6 · черен кон на черно поле f6 · бял топ на черно поле h6 · бял кон на черно поле e5 · черен топ на бяло поле h5 · бяла дама на черно поле d4 · бяла пешка на бяло поле g4 · черен кон на бяло поле b1 · бял цар на черно поле c1 · бял топ на бяло поле d1 | бял офицер на черно поле f8 · черен топ на черно поле a7 · черен офицер на черно поле c7 · черна пешка на бяло поле f7 · бял офицер на бяло поле h7 · черна пешка на бяло поле c6 · черен цар на бяло поле e6 · черен кон на черно поле f6 · бял топ на черно поле h6 · бял кон на черно поле e5 · черен топ на бяло поле h5 · бяла дама на черно поле d4 · бяла пешка на бяло поле g4 · черен кон на бяло поле b1 · бял цар на черно поле c1 · бял топ на бяло поле d1 | бял офицер на черно поле f8 · черен топ на черно поле a7 · черен офицер на черно поле c7 · черна пешка на бяло поле f7 · бял офицер на бяло поле h7 · черна пешка на бяло поле c6 · черен цар на бяло поле e6 · черен кон на черно поле f6 · бял топ на черно поле h6 · бял кон на черно поле e5 · черен топ на бяло поле h5 · бяла дама на черно поле d4 · бяла пешка на бяло поле g4 · черен кон на бяло поле b1 · бял цар на черно поле c1 · бял топ на бяло поле d1 | бял офицер на черно поле f8 · черен топ на черно поле a7 · черен офицер на черно поле c7 · черна пешка на бяло поле f7 · бял офицер на бяло поле h7 · черна пешка на бяло поле c6 · черен цар на бяло поле e6 · черен кон на черно поле f6 · бял топ на черно поле h6 · бял кон на черно поле e5 · черен топ на бяло поле h5 · бяла дама на черно поле d4 · бяла пешка на бяло поле g4 · черен кон на бяло поле b1 · бял цар на черно поле c1 · бял топ на бяло поле d1 | бял офицер на черно поле f8 · черен топ на черно поле a7 · черен офицер на черно поле c7 · черна пешка на бяло поле f7 · бял офицер на бяло поле h7 · черна пешка на бяло поле c6 · черен цар на бяло поле e6 · черен кон на черно поле f6 · бял топ на черно поле h6 · бял кон на черно поле e5 · черен топ на бяло поле h5 · бяла дама на черно поле d4 · бяла пешка на бяло поле g4 · черен кон на бяло поле b1 · бял цар на черно поле c1 · бял топ на бяло поле d1 | бял офицер на черно поле f8 · черен топ на черно поле a7 · черен офицер на черно поле c7 · черна пешка на бяло поле f7 · бял офицер на бяло поле h7 · черна пешка на бяло поле c6 · черен цар на бяло поле e6 · черен кон на черно поле f6 · бял топ на черно поле h6 · бял кон на черно поле e5 · черен топ на бяло поле h5 · бяла дама на черно поле d4 · бяла пешка на бяло поле g4 · черен кон на бяло поле b1 · бял цар на черно поле c1 · бял топ на бяло поле d1 | бял офицер на черно поле f8 · черен топ на черно поле a7 · черен офицер на черно поле c7 · черна пешка на бяло поле f7 · бял офицер на бяло поле h7 · черна пешка на бяло поле c6 · черен цар на бяло поле e6 · черен кон на черно поле f6 · бял топ на черно поле h6 · бял кон на черно поле e5 · черен топ на бяло поле h5 · бяла дама на черно поле d4 · бяла пешка на бяло поле g4 · черен кон на бяло поле b1 · бял цар на черно поле c1 · бял топ на бяло поле d1 | 2 |
| 1 | бял офицер на черно поле f8 · черен топ на черно поле a7 · черен офицер на черно поле c7 · черна пешка на бяло поле f7 · бял офицер на бяло поле h7 · черна пешка на бяло поле c6 · черен цар на бяло поле e6 · черен кон на черно поле f6 · бял топ на черно поле h6 · бял кон на черно поле e5 · черен топ на бяло поле h5 · бяла дама на черно поле d4 · бяла пешка на бяло поле g4 · черен кон на бяло поле b1 · бял цар на черно поле c1 · бял топ на бяло поле d1 | бял офицер на черно поле f8 · черен топ на черно поле a7 · черен офицер на черно поле c7 · черна пешка на бяло поле f7 · бял офицер на бяло поле h7 · черна пешка на бяло поле c6 · черен цар на бяло поле e6 · черен кон на черно поле f6 · бял топ на черно поле h6 · бял кон на черно поле e5 · черен топ на бяло поле h5 · бяла дама на черно поле d4 · бяла пешка на бяло поле g4 · черен кон на бяло поле b1 · бял цар на черно поле c1 · бял топ на бяло поле d1 | бял офицер на черно поле f8 · черен топ на черно поле a7 · черен офицер на черно поле c7 · черна пешка на бяло поле f7 · бял офицер на бяло поле h7 · черна пешка на бяло поле c6 · черен цар на бяло поле e6 · черен кон на черно поле f6 · бял топ на черно поле h6 · бял кон на черно поле e5 · черен топ на бяло поле h5 · бяла дама на черно поле d4 · бяла пешка на бяло поле g4 · черен кон на бяло поле b1 · бял цар на черно поле c1 · бял топ на бяло поле d1 | бял офицер на черно поле f8 · черен топ на черно поле a7 · черен офицер на черно поле c7 · черна пешка на бяло поле f7 · бял офицер на бяло поле h7 · черна пешка на бяло поле c6 · черен цар на бяло поле e6 · черен кон на черно поле f6 · бял топ на черно поле h6 · бял кон на черно поле e5 · черен топ на бяло поле h5 · бяла дама на черно поле d4 · бяла пешка на бяло поле g4 · черен кон на бяло поле b1 · бял цар на черно поле c1 · бял топ на бяло поле d1 | бял офицер на черно поле f8 · черен топ на черно поле a7 · черен офицер на черно поле c7 · черна пешка на бяло поле f7 · бял офицер на бяло поле h7 · черна пешка на бяло поле c6 · черен цар на бяло поле e6 · черен кон на черно поле f6 · бял топ на черно поле h6 · бял кон на черно поле e5 · черен топ на бяло поле h5 · бяла дама на черно поле d4 · бяла пешка на бяло поле g4 · черен кон на бяло поле b1 · бял цар на черно поле c1 · бял топ на бяло поле d1 | бял офицер на черно поле f8 · черен топ на черно поле a7 · черен офицер на черно поле c7 · черна пешка на бяло поле f7 · бял офицер на бяло поле h7 · черна пешка на бяло поле c6 · черен цар на бяло поле e6 · черен кон на черно поле f6 · бял топ на черно поле h6 · бял кон на черно поле e5 · черен топ на бяло поле h5 · бяла дама на черно поле d4 · бяла пешка на бяло поле g4 · черен кон на бяло поле b1 · бял цар на черно поле c1 · бял топ на бяло поле d1 | бял офицер на черно поле f8 · черен топ на черно поле a7 · черен офицер на черно поле c7 · черна пешка на бяло поле f7 · бял офицер на бяло поле h7 · черна пешка на бяло поле c6 · черен цар на бяло поле e6 · черен кон на черно поле f6 · бял топ на черно поле h6 · бял кон на черно поле e5 · черен топ на бяло поле h5 · бяла дама на черно поле d4 · бяла пешка на бяло поле g4 · черен кон на бяло поле b1 · бял цар на черно поле c1 · бял топ на бяло поле d1 | бял офицер на черно поле f8 · черен топ на черно поле a7 · черен офицер на черно поле c7 · черна пешка на бяло поле f7 · бял офицер на бяло поле h7 · черна пешка на бяло поле c6 · черен цар на бяло поле e6 · черен кон на черно поле f6 · бял топ на черно поле h6 · бял кон на черно поле e5 · черен топ на бяло поле h5 · бяла дама на черно поле d4 · бяла пешка на бяло поле g4 · черен кон на бяло поле b1 · бял цар на черно поле c1 · бял топ на бяло поле d1 | 1 |
|   | a | b | c | d | e | f | g | h |   |

|   | a | b | c | d | e | f | g | h |   |
| 8 | черен топ на черно поле d8 · черен офицер на черно поле f8 · бял офицер на черно поле c7 · бял кон на черно поле b6 · черен цар на бяло поле e6 · бяла пешка на черно поле f6 · бял цар на бяло поле g6 · черна пешка на черно поле g5 · бяла пешка на бяло поле e4 · черен офицер на бяло поле h3 · бяла дама на черно поле e1 | черен топ на черно поле d8 · черен офицер на черно поле f8 · бял офицер на черно поле c7 · бял кон на черно поле b6 · черен цар на бяло поле e6 · бяла пешка на черно поле f6 · бял цар на бяло поле g6 · черна пешка на черно поле g5 · бяла пешка на бяло поле e4 · черен офицер на бяло поле h3 · бяла дама на черно поле e1 | черен топ на черно поле d8 · черен офицер на черно поле f8 · бял офицер на черно поле c7 · бял кон на черно поле b6 · черен цар на бяло поле e6 · бяла пешка на черно поле f6 · бял цар на бяло поле g6 · черна пешка на черно поле g5 · бяла пешка на бяло поле e4 · черен офицер на бяло поле h3 · бяла дама на черно поле e1 | черен топ на черно поле d8 · черен офицер на черно поле f8 · бял офицер на черно поле c7 · бял кон на черно поле b6 · черен цар на бяло поле e6 · бяла пешка на черно поле f6 · бял цар на бяло поле g6 · черна пешка на черно поле g5 · бяла пешка на бяло поле e4 · черен офицер на бяло поле h3 · бяла дама на черно поле e1 | черен топ на черно поле d8 · черен офицер на черно поле f8 · бял офицер на черно поле c7 · бял кон на черно поле b6 · черен цар на бяло поле e6 · бяла пешка на черно поле f6 · бял цар на бяло поле g6 · черна пешка на черно поле g5 · бяла пешка на бяло поле e4 · черен офицер на бяло поле h3 · бяла дама на черно поле e1 | черен топ на черно поле d8 · черен офицер на черно поле f8 · бял офицер на черно поле c7 · бял кон на черно поле b6 · черен цар на бяло поле e6 · бяла пешка на черно поле f6 · бял цар на бяло поле g6 · черна пешка на черно поле g5 · бяла пешка на бяло поле e4 · черен офицер на бяло поле h3 · бяла дама на черно поле e1 | черен топ на черно поле d8 · черен офицер на черно поле f8 · бял офицер на черно поле c7 · бял кон на черно поле b6 · черен цар на бяло поле e6 · бяла пешка на черно поле f6 · бял цар на бяло поле g6 · черна пешка на черно поле g5 · бяла пешка на бяло поле e4 · черен офицер на бяло поле h3 · бяла дама на черно поле e1 | черен топ на черно поле d8 · черен офицер на черно поле f8 · бял офицер на черно поле c7 · бял кон на черно поле b6 · черен цар на бяло поле e6 · бяла пешка на черно поле f6 · бял цар на бяло поле g6 · черна пешка на черно поле g5 · бяла пешка на бяло поле e4 · черен офицер на бяло поле h3 · бяла дама на черно поле e1 | 8 |
| 7 | черен топ на черно поле d8 · черен офицер на черно поле f8 · бял офицер на черно поле c7 · бял кон на черно поле b6 · черен цар на бяло поле e6 · бяла пешка на черно поле f6 · бял цар на бяло поле g6 · черна пешка на черно поле g5 · бяла пешка на бяло поле e4 · черен офицер на бяло поле h3 · бяла дама на черно поле e1 | черен топ на черно поле d8 · черен офицер на черно поле f8 · бял офицер на черно поле c7 · бял кон на черно поле b6 · черен цар на бяло поле e6 · бяла пешка на черно поле f6 · бял цар на бяло поле g6 · черна пешка на черно поле g5 · бяла пешка на бяло поле e4 · черен офицер на бяло поле h3 · бяла дама на черно поле e1 | черен топ на черно поле d8 · черен офицер на черно поле f8 · бял офицер на черно поле c7 · бял кон на черно поле b6 · черен цар на бяло поле e6 · бяла пешка на черно поле f6 · бял цар на бяло поле g6 · черна пешка на черно поле g5 · бяла пешка на бяло поле e4 · черен офицер на бяло поле h3 · бяла дама на черно поле e1 | черен топ на черно поле d8 · черен офицер на черно поле f8 · бял офицер на черно поле c7 · бял кон на черно поле b6 · черен цар на бяло поле e6 · бяла пешка на черно поле f6 · бял цар на бяло поле g6 · черна пешка на черно поле g5 · бяла пешка на бяло поле e4 · черен офицер на бяло поле h3 · бяла дама на черно поле e1 | черен топ на черно поле d8 · черен офицер на черно поле f8 · бял офицер на черно поле c7 · бял кон на черно поле b6 · черен цар на бяло поле e6 · бяла пешка на черно поле f6 · бял цар на бяло поле g6 · черна пешка на черно поле g5 · бяла пешка на бяло поле e4 · черен офицер на бяло поле h3 · бяла дама на черно поле e1 | черен топ на черно поле d8 · черен офицер на черно поле f8 · бял офицер на черно поле c7 · бял кон на черно поле b6 · черен цар на бяло поле e6 · бяла пешка на черно поле f6 · бял цар на бяло поле g6 · черна пешка на черно поле g5 · бяла пешка на бяло поле e4 · черен офицер на бяло поле h3 · бяла дама на черно поле e1 | черен топ на черно поле d8 · черен офицер на черно поле f8 · бял офицер на черно поле c7 · бял кон на черно поле b6 · черен цар на бяло поле e6 · бяла пешка на черно поле f6 · бял цар на бяло поле g6 · черна пешка на черно поле g5 · бяла пешка на бяло поле e4 · черен офицер на бяло поле h3 · бяла дама на черно поле e1 | черен топ на черно поле d8 · черен офицер на черно поле f8 · бял офицер на черно поле c7 · бял кон на черно поле b6 · черен цар на бяло поле e6 · бяла пешка на черно поле f6 · бял цар на бяло поле g6 · черна пешка на черно поле g5 · бяла пешка на бяло поле e4 · черен офицер на бяло поле h3 · бяла дама на черно поле e1 | 7 |
| 6 | черен топ на черно поле d8 · черен офицер на черно поле f8 · бял офицер на черно поле c7 · бял кон на черно поле b6 · черен цар на бяло поле e6 · бяла пешка на черно поле f6 · бял цар на бяло поле g6 · черна пешка на черно поле g5 · бяла пешка на бяло поле e4 · черен офицер на бяло поле h3 · бяла дама на черно поле e1 | черен топ на черно поле d8 · черен офицер на черно поле f8 · бял офицер на черно поле c7 · бял кон на черно поле b6 · черен цар на бяло поле e6 · бяла пешка на черно поле f6 · бял цар на бяло поле g6 · черна пешка на черно поле g5 · бяла пешка на бяло поле e4 · черен офицер на бяло поле h3 · бяла дама на черно поле e1 | черен топ на черно поле d8 · черен офицер на черно поле f8 · бял офицер на черно поле c7 · бял кон на черно поле b6 · черен цар на бяло поле e6 · бяла пешка на черно поле f6 · бял цар на бяло поле g6 · черна пешка на черно поле g5 · бяла пешка на бяло поле e4 · черен офицер на бяло поле h3 · бяла дама на черно поле e1 | черен топ на черно поле d8 · черен офицер на черно поле f8 · бял офицер на черно поле c7 · бял кон на черно поле b6 · черен цар на бяло поле e6 · бяла пешка на черно поле f6 · бял цар на бяло поле g6 · черна пешка на черно поле g5 · бяла пешка на бяло поле e4 · черен офицер на бяло поле h3 · бяла дама на черно поле e1 | черен топ на черно поле d8 · черен офицер на черно поле f8 · бял офицер на черно поле c7 · бял кон на черно поле b6 · черен цар на бяло поле e6 · бяла пешка на черно поле f6 · бял цар на бяло поле g6 · черна пешка на черно поле g5 · бяла пешка на бяло поле e4 · черен офицер на бяло поле h3 · бяла дама на черно поле e1 | черен топ на черно поле d8 · черен офицер на черно поле f8 · бял офицер на черно поле c7 · бял кон на черно поле b6 · черен цар на бяло поле e6 · бяла пешка на черно поле f6 · бял цар на бяло поле g6 · черна пешка на черно поле g5 · бяла пешка на бяло поле e4 · черен офицер на бяло поле h3 · бяла дама на черно поле e1 | черен топ на черно поле d8 · черен офицер на черно поле f8 · бял офицер на черно поле c7 · бял кон на черно поле b6 · черен цар на бяло поле e6 · бяла пешка на черно поле f6 · бял цар на бяло поле g6 · черна пешка на черно поле g5 · бяла пешка на бяло поле e4 · черен офицер на бяло поле h3 · бяла дама на черно поле e1 | черен топ на черно поле d8 · черен офицер на черно поле f8 · бял офицер на черно поле c7 · бял кон на черно поле b6 · черен цар на бяло поле e6 · бяла пешка на черно поле f6 · бял цар на бяло поле g6 · черна пешка на черно поле g5 · бяла пешка на бяло поле e4 · черен офицер на бяло поле h3 · бяла дама на черно поле e1 | 6 |
| 5 | черен топ на черно поле d8 · черен офицер на черно поле f8 · бял офицер на черно поле c7 · бял кон на черно поле b6 · черен цар на бяло поле e6 · бяла пешка на черно поле f6 · бял цар на бяло поле g6 · черна пешка на черно поле g5 · бяла пешка на бяло поле e4 · черен офицер на бяло поле h3 · бяла дама на черно поле e1 | черен топ на черно поле d8 · черен офицер на черно поле f8 · бял офицер на черно поле c7 · бял кон на черно поле b6 · черен цар на бяло поле e6 · бяла пешка на черно поле f6 · бял цар на бяло поле g6 · черна пешка на черно поле g5 · бяла пешка на бяло поле e4 · черен офицер на бяло поле h3 · бяла дама на черно поле e1 | черен топ на черно поле d8 · черен офицер на черно поле f8 · бял офицер на черно поле c7 · бял кон на черно поле b6 · черен цар на бяло поле e6 · бяла пешка на черно поле f6 · бял цар на бяло поле g6 · черна пешка на черно поле g5 · бяла пешка на бяло поле e4 · черен офицер на бяло поле h3 · бяла дама на черно поле e1 | черен топ на черно поле d8 · черен офицер на черно поле f8 · бял офицер на черно поле c7 · бял кон на черно поле b6 · черен цар на бяло поле e6 · бяла пешка на черно поле f6 · бял цар на бяло поле g6 · черна пешка на черно поле g5 · бяла пешка на бяло поле e4 · черен офицер на бяло поле h3 · бяла дама на черно поле e1 | черен топ на черно поле d8 · черен офицер на черно поле f8 · бял офицер на черно поле c7 · бял кон на черно поле b6 · черен цар на бяло поле e6 · бяла пешка на черно поле f6 · бял цар на бяло поле g6 · черна пешка на черно поле g5 · бяла пешка на бяло поле e4 · черен офицер на бяло поле h3 · бяла дама на черно поле e1 | черен топ на черно поле d8 · черен офицер на черно поле f8 · бял офицер на черно поле c7 · бял кон на черно поле b6 · черен цар на бяло поле e6 · бяла пешка на черно поле f6 · бял цар на бяло поле g6 · черна пешка на черно поле g5 · бяла пешка на бяло поле e4 · черен офицер на бяло поле h3 · бяла дама на черно поле e1 | черен топ на черно поле d8 · черен офицер на черно поле f8 · бял офицер на черно поле c7 · бял кон на черно поле b6 · черен цар на бяло поле e6 · бяла пешка на черно поле f6 · бял цар на бяло поле g6 · черна пешка на черно поле g5 · бяла пешка на бяло поле e4 · черен офицер на бяло поле h3 · бяла дама на черно поле e1 | черен топ на черно поле d8 · черен офицер на черно поле f8 · бял офицер на черно поле c7 · бял кон на черно поле b6 · черен цар на бяло поле e6 · бяла пешка на черно поле f6 · бял цар на бяло поле g6 · черна пешка на черно поле g5 · бяла пешка на бяло поле e4 · черен офицер на бяло поле h3 · бяла дама на черно поле e1 | 5 |
| 4 | черен топ на черно поле d8 · черен офицер на черно поле f8 · бял офицер на черно поле c7 · бял кон на черно поле b6 · черен цар на бяло поле e6 · бяла пешка на черно поле f6 · бял цар на бяло поле g6 · черна пешка на черно поле g5 · бяла пешка на бяло поле e4 · черен офицер на бяло поле h3 · бяла дама на черно поле e1 | черен топ на черно поле d8 · черен офицер на черно поле f8 · бял офицер на черно поле c7 · бял кон на черно поле b6 · черен цар на бяло поле e6 · бяла пешка на черно поле f6 · бял цар на бяло поле g6 · черна пешка на черно поле g5 · бяла пешка на бяло поле e4 · черен офицер на бяло поле h3 · бяла дама на черно поле e1 | черен топ на черно поле d8 · черен офицер на черно поле f8 · бял офицер на черно поле c7 · бял кон на черно поле b6 · черен цар на бяло поле e6 · бяла пешка на черно поле f6 · бял цар на бяло поле g6 · черна пешка на черно поле g5 · бяла пешка на бяло поле e4 · черен офицер на бяло поле h3 · бяла дама на черно поле e1 | черен топ на черно поле d8 · черен офицер на черно поле f8 · бял офицер на черно поле c7 · бял кон на черно поле b6 · черен цар на бяло поле e6 · бяла пешка на черно поле f6 · бял цар на бяло поле g6 · черна пешка на черно поле g5 · бяла пешка на бяло поле e4 · черен офицер на бяло поле h3 · бяла дама на черно поле e1 | черен топ на черно поле d8 · черен офицер на черно поле f8 · бял офицер на черно поле c7 · бял кон на черно поле b6 · черен цар на бяло поле e6 · бяла пешка на черно поле f6 · бял цар на бяло поле g6 · черна пешка на черно поле g5 · бяла пешка на бяло поле e4 · черен офицер на бяло поле h3 · бяла дама на черно поле e1 | черен топ на черно поле d8 · черен офицер на черно поле f8 · бял офицер на черно поле c7 · бял кон на черно поле b6 · черен цар на бяло поле e6 · бяла пешка на черно поле f6 · бял цар на бяло поле g6 · черна пешка на черно поле g5 · бяла пешка на бяло поле e4 · черен офицер на бяло поле h3 · бяла дама на черно поле e1 | черен топ на черно поле d8 · черен офицер на черно поле f8 · бял офицер на черно поле c7 · бял кон на черно поле b6 · черен цар на бяло поле e6 · бяла пешка на черно поле f6 · бял цар на бяло поле g6 · черна пешка на черно поле g5 · бяла пешка на бяло поле e4 · черен офицер на бяло поле h3 · бяла дама на черно поле e1 | черен топ на черно поле d8 · черен офицер на черно поле f8 · бял офицер на черно поле c7 · бял кон на черно поле b6 · черен цар на бяло поле e6 · бяла пешка на черно поле f6 · бял цар на бяло поле g6 · черна пешка на черно поле g5 · бяла пешка на бяло поле e4 · черен офицер на бяло поле h3 · бяла дама на черно поле e1 | 4 |
| 3 | черен топ на черно поле d8 · черен офицер на черно поле f8 · бял офицер на черно поле c7 · бял кон на черно поле b6 · черен цар на бяло поле e6 · бяла пешка на черно поле f6 · бял цар на бяло поле g6 · черна пешка на черно поле g5 · бяла пешка на бяло поле e4 · черен офицер на бяло поле h3 · бяла дама на черно поле e1 | черен топ на черно поле d8 · черен офицер на черно поле f8 · бял офицер на черно поле c7 · бял кон на черно поле b6 · черен цар на бяло поле e6 · бяла пешка на черно поле f6 · бял цар на бяло поле g6 · черна пешка на черно поле g5 · бяла пешка на бяло поле e4 · черен офицер на бяло поле h3 · бяла дама на черно поле e1 | черен топ на черно поле d8 · черен офицер на черно поле f8 · бял офицер на черно поле c7 · бял кон на черно поле b6 · черен цар на бяло поле e6 · бяла пешка на черно поле f6 · бял цар на бяло поле g6 · черна пешка на черно поле g5 · бяла пешка на бяло поле e4 · черен офицер на бяло поле h3 · бяла дама на черно поле e1 | черен топ на черно поле d8 · черен офицер на черно поле f8 · бял офицер на черно поле c7 · бял кон на черно поле b6 · черен цар на бяло поле e6 · бяла пешка на черно поле f6 · бял цар на бяло поле g6 · черна пешка на черно поле g5 · бяла пешка на бяло поле e4 · черен офицер на бяло поле h3 · бяла дама на черно поле e1 | черен топ на черно поле d8 · черен офицер на черно поле f8 · бял офицер на черно поле c7 · бял кон на черно поле b6 · черен цар на бяло поле e6 · бяла пешка на черно поле f6 · бял цар на бяло поле g6 · черна пешка на черно поле g5 · бяла пешка на бяло поле e4 · черен офицер на бяло поле h3 · бяла дама на черно поле e1 | черен топ на черно поле d8 · черен офицер на черно поле f8 · бял офицер на черно поле c7 · бял кон на черно поле b6 · черен цар на бяло поле e6 · бяла пешка на черно поле f6 · бял цар на бяло поле g6 · черна пешка на черно поле g5 · бяла пешка на бяло поле e4 · черен офицер на бяло поле h3 · бяла дама на черно поле e1 | черен топ на черно поле d8 · черен офицер на черно поле f8 · бял офицер на черно поле c7 · бял кон на черно поле b6 · черен цар на бяло поле e6 · бяла пешка на черно поле f6 · бял цар на бяло поле g6 · черна пешка на черно поле g5 · бяла пешка на бяло поле e4 · черен офицер на бяло поле h3 · бяла дама на черно поле e1 | черен топ на черно поле d8 · черен офицер на черно поле f8 · бял офицер на черно поле c7 · бял кон на черно поле b6 · черен цар на бяло поле e6 · бяла пешка на черно поле f6 · бял цар на бяло поле g6 · черна пешка на черно поле g5 · бяла пешка на бяло поле e4 · черен офицер на бяло поле h3 · бяла дама на черно поле e1 | 3 |
| 2 | черен топ на черно поле d8 · черен офицер на черно поле f8 · бял офицер на черно поле c7 · бял кон на черно поле b6 · черен цар на бяло поле e6 · бяла пешка на черно поле f6 · бял цар на бяло поле g6 · черна пешка на черно поле g5 · бяла пешка на бяло поле e4 · черен офицер на бяло поле h3 · бяла дама на черно поле e1 | черен топ на черно поле d8 · черен офицер на черно поле f8 · бял офицер на черно поле c7 · бял кон на черно поле b6 · черен цар на бяло поле e6 · бяла пешка на черно поле f6 · бял цар на бяло поле g6 · черна пешка на черно поле g5 · бяла пешка на бяло поле e4 · черен офицер на бяло поле h3 · бяла дама на черно поле e1 | черен топ на черно поле d8 · черен офицер на черно поле f8 · бял офицер на черно поле c7 · бял кон на черно поле b6 · черен цар на бяло поле e6 · бяла пешка на черно поле f6 · бял цар на бяло поле g6 · черна пешка на черно поле g5 · бяла пешка на бяло поле e4 · черен офицер на бяло поле h3 · бяла дама на черно поле e1 | черен топ на черно поле d8 · черен офицер на черно поле f8 · бял офицер на черно поле c7 · бял кон на черно поле b6 · черен цар на бяло поле e6 · бяла пешка на черно поле f6 · бял цар на бяло поле g6 · черна пешка на черно поле g5 · бяла пешка на бяло поле e4 · черен офицер на бяло поле h3 · бяла дама на черно поле e1 | черен топ на черно поле d8 · черен офицер на черно поле f8 · бял офицер на черно поле c7 · бял кон на черно поле b6 · черен цар на бяло поле e6 · бяла пешка на черно поле f6 · бял цар на бяло поле g6 · черна пешка на черно поле g5 · бяла пешка на бяло поле e4 · черен офицер на бяло поле h3 · бяла дама на черно поле e1 | черен топ на черно поле d8 · черен офицер на черно поле f8 · бял офицер на черно поле c7 · бял кон на черно поле b6 · черен цар на бяло поле e6 · бяла пешка на черно поле f6 · бял цар на бяло поле g6 · черна пешка на черно поле g5 · бяла пешка на бяло поле e4 · черен офицер на бяло поле h3 · бяла дама на черно поле e1 | черен топ на черно поле d8 · черен офицер на черно поле f8 · бял офицер на черно поле c7 · бял кон на черно поле b6 · черен цар на бяло поле e6 · бяла пешка на черно поле f6 · бял цар на бяло поле g6 · черна пешка на черно поле g5 · бяла пешка на бяло поле e4 · черен офицер на бяло поле h3 · бяла дама на черно поле e1 | черен топ на черно поле d8 · черен офицер на черно поле f8 · бял офицер на черно поле c7 · бял кон на черно поле b6 · черен цар на бяло поле e6 · бяла пешка на черно поле f6 · бял цар на бяло поле g6 · черна пешка на черно поле g5 · бяла пешка на бяло поле e4 · черен офицер на бяло поле h3 · бяла дама на черно поле e1 | 2 |
| 1 | черен топ на черно поле d8 · черен офицер на черно поле f8 · бял офицер на черно поле c7 · бял кон на черно поле b6 · черен цар на бяло поле e6 · бяла пешка на черно поле f6 · бял цар на бяло поле g6 · черна пешка на черно поле g5 · бяла пешка на бяло поле e4 · черен офицер на бяло поле h3 · бяла дама на черно поле e1 | черен топ на черно поле d8 · черен офицер на черно поле f8 · бял офицер на черно поле c7 · бял кон на черно поле b6 · черен цар на бяло поле e6 · бяла пешка на черно поле f6 · бял цар на бяло поле g6 · черна пешка на черно поле g5 · бяла пешка на бяло поле e4 · черен офицер на бяло поле h3 · бяла дама на черно поле e1 | черен топ на черно поле d8 · черен офицер на черно поле f8 · бял офицер на черно поле c7 · бял кон на черно поле b6 · черен цар на бяло поле e6 · бяла пешка на черно поле f6 · бял цар на бяло поле g6 · черна пешка на черно поле g5 · бяла пешка на бяло поле e4 · черен офицер на бяло поле h3 · бяла дама на черно поле e1 | черен топ на черно поле d8 · черен офицер на черно поле f8 · бял офицер на черно поле c7 · бял кон на черно поле b6 · черен цар на бяло поле e6 · бяла пешка на черно поле f6 · бял цар на бяло поле g6 · черна пешка на черно поле g5 · бяла пешка на бяло поле e4 · черен офицер на бяло поле h3 · бяла дама на черно поле e1 | черен топ на черно поле d8 · черен офицер на черно поле f8 · бял офицер на черно поле c7 · бял кон на черно поле b6 · черен цар на бяло поле e6 · бяла пешка на черно поле f6 · бял цар на бяло поле g6 · черна пешка на черно поле g5 · бяла пешка на бяло поле e4 · черен офицер на бяло поле h3 · бяла дама на черно поле e1 | черен топ на черно поле d8 · черен офицер на черно поле f8 · бял офицер на черно поле c7 · бял кон на черно поле b6 · черен цар на бяло поле e6 · бяла пешка на черно поле f6 · бял цар на бяло поле g6 · черна пешка на черно поле g5 · бяла пешка на бяло поле e4 · черен офицер на бяло поле h3 · бяла дама на черно поле e1 | черен топ на черно поле d8 · черен офицер на черно поле f8 · бял офицер на черно поле c7 · бял кон на черно поле b6 · черен цар на бяло поле e6 · бяла пешка на черно поле f6 · бял цар на бяло поле g6 · черна пешка на черно поле g5 · бяла пешка на бяло поле e4 · черен офицер на бяло поле h3 · бяла дама на черно поле e1 | черен топ на черно поле d8 · черен офицер на черно поле f8 · бял офицер на черно поле c7 · бял кон на черно поле b6 · черен цар на бяло поле e6 · бяла пешка на черно поле f6 · бял цар на бяло поле g6 · черна пешка на черно поле g5 · бяла пешка на бяло поле e4 · черен офицер на бяло поле h3 · бяла дама на черно поле e1 | 1 |
|   | a | b | c | d | e | f | g | h |   |

|   | a | b | c | d | e | f | g | h |   |
| 8 | черна пешка на черно поле c7 · бял цар на бяло поле c6 · черен цар на бяло поле c4 · черна пешка на бяло поле e4 · бял кон на черно поле c3 · бяла пешка на черно поле e3 · черна пешка на бяло поле a2 · черна пешка на черно поле b2 · бяла пешка на бяло поле c2 · бял офицер на черно поле d2 · бял топ на черно поле a1 | черна пешка на черно поле c7 · бял цар на бяло поле c6 · черен цар на бяло поле c4 · черна пешка на бяло поле e4 · бял кон на черно поле c3 · бяла пешка на черно поле e3 · черна пешка на бяло поле a2 · черна пешка на черно поле b2 · бяла пешка на бяло поле c2 · бял офицер на черно поле d2 · бял топ на черно поле a1 | черна пешка на черно поле c7 · бял цар на бяло поле c6 · черен цар на бяло поле c4 · черна пешка на бяло поле e4 · бял кон на черно поле c3 · бяла пешка на черно поле e3 · черна пешка на бяло поле a2 · черна пешка на черно поле b2 · бяла пешка на бяло поле c2 · бял офицер на черно поле d2 · бял топ на черно поле a1 | черна пешка на черно поле c7 · бял цар на бяло поле c6 · черен цар на бяло поле c4 · черна пешка на бяло поле e4 · бял кон на черно поле c3 · бяла пешка на черно поле e3 · черна пешка на бяло поле a2 · черна пешка на черно поле b2 · бяла пешка на бяло поле c2 · бял офицер на черно поле d2 · бял топ на черно поле a1 | черна пешка на черно поле c7 · бял цар на бяло поле c6 · черен цар на бяло поле c4 · черна пешка на бяло поле e4 · бял кон на черно поле c3 · бяла пешка на черно поле e3 · черна пешка на бяло поле a2 · черна пешка на черно поле b2 · бяла пешка на бяло поле c2 · бял офицер на черно поле d2 · бял топ на черно поле a1 | черна пешка на черно поле c7 · бял цар на бяло поле c6 · черен цар на бяло поле c4 · черна пешка на бяло поле e4 · бял кон на черно поле c3 · бяла пешка на черно поле e3 · черна пешка на бяло поле a2 · черна пешка на черно поле b2 · бяла пешка на бяло поле c2 · бял офицер на черно поле d2 · бял топ на черно поле a1 | черна пешка на черно поле c7 · бял цар на бяло поле c6 · черен цар на бяло поле c4 · черна пешка на бяло поле e4 · бял кон на черно поле c3 · бяла пешка на черно поле e3 · черна пешка на бяло поле a2 · черна пешка на черно поле b2 · бяла пешка на бяло поле c2 · бял офицер на черно поле d2 · бял топ на черно поле a1 | черна пешка на черно поле c7 · бял цар на бяло поле c6 · черен цар на бяло поле c4 · черна пешка на бяло поле e4 · бял кон на черно поле c3 · бяла пешка на черно поле e3 · черна пешка на бяло поле a2 · черна пешка на черно поле b2 · бяла пешка на бяло поле c2 · бял офицер на черно поле d2 · бял топ на черно поле a1 | 8 |
| 7 | черна пешка на черно поле c7 · бял цар на бяло поле c6 · черен цар на бяло поле c4 · черна пешка на бяло поле e4 · бял кон на черно поле c3 · бяла пешка на черно поле e3 · черна пешка на бяло поле a2 · черна пешка на черно поле b2 · бяла пешка на бяло поле c2 · бял офицер на черно поле d2 · бял топ на черно поле a1 | черна пешка на черно поле c7 · бял цар на бяло поле c6 · черен цар на бяло поле c4 · черна пешка на бяло поле e4 · бял кон на черно поле c3 · бяла пешка на черно поле e3 · черна пешка на бяло поле a2 · черна пешка на черно поле b2 · бяла пешка на бяло поле c2 · бял офицер на черно поле d2 · бял топ на черно поле a1 | черна пешка на черно поле c7 · бял цар на бяло поле c6 · черен цар на бяло поле c4 · черна пешка на бяло поле e4 · бял кон на черно поле c3 · бяла пешка на черно поле e3 · черна пешка на бяло поле a2 · черна пешка на черно поле b2 · бяла пешка на бяло поле c2 · бял офицер на черно поле d2 · бял топ на черно поле a1 | черна пешка на черно поле c7 · бял цар на бяло поле c6 · черен цар на бяло поле c4 · черна пешка на бяло поле e4 · бял кон на черно поле c3 · бяла пешка на черно поле e3 · черна пешка на бяло поле a2 · черна пешка на черно поле b2 · бяла пешка на бяло поле c2 · бял офицер на черно поле d2 · бял топ на черно поле a1 | черна пешка на черно поле c7 · бял цар на бяло поле c6 · черен цар на бяло поле c4 · черна пешка на бяло поле e4 · бял кон на черно поле c3 · бяла пешка на черно поле e3 · черна пешка на бяло поле a2 · черна пешка на черно поле b2 · бяла пешка на бяло поле c2 · бял офицер на черно поле d2 · бял топ на черно поле a1 | черна пешка на черно поле c7 · бял цар на бяло поле c6 · черен цар на бяло поле c4 · черна пешка на бяло поле e4 · бял кон на черно поле c3 · бяла пешка на черно поле e3 · черна пешка на бяло поле a2 · черна пешка на черно поле b2 · бяла пешка на бяло поле c2 · бял офицер на черно поле d2 · бял топ на черно поле a1 | черна пешка на черно поле c7 · бял цар на бяло поле c6 · черен цар на бяло поле c4 · черна пешка на бяло поле e4 · бял кон на черно поле c3 · бяла пешка на черно поле e3 · черна пешка на бяло поле a2 · черна пешка на черно поле b2 · бяла пешка на бяло поле c2 · бял офицер на черно поле d2 · бял топ на черно поле a1 | черна пешка на черно поле c7 · бял цар на бяло поле c6 · черен цар на бяло поле c4 · черна пешка на бяло поле e4 · бял кон на черно поле c3 · бяла пешка на черно поле e3 · черна пешка на бяло поле a2 · черна пешка на черно поле b2 · бяла пешка на бяло поле c2 · бял офицер на черно поле d2 · бял топ на черно поле a1 | 7 |
| 6 | черна пешка на черно поле c7 · бял цар на бяло поле c6 · черен цар на бяло поле c4 · черна пешка на бяло поле e4 · бял кон на черно поле c3 · бяла пешка на черно поле e3 · черна пешка на бяло поле a2 · черна пешка на черно поле b2 · бяла пешка на бяло поле c2 · бял офицер на черно поле d2 · бял топ на черно поле a1 | черна пешка на черно поле c7 · бял цар на бяло поле c6 · черен цар на бяло поле c4 · черна пешка на бяло поле e4 · бял кон на черно поле c3 · бяла пешка на черно поле e3 · черна пешка на бяло поле a2 · черна пешка на черно поле b2 · бяла пешка на бяло поле c2 · бял офицер на черно поле d2 · бял топ на черно поле a1 | черна пешка на черно поле c7 · бял цар на бяло поле c6 · черен цар на бяло поле c4 · черна пешка на бяло поле e4 · бял кон на черно поле c3 · бяла пешка на черно поле e3 · черна пешка на бяло поле a2 · черна пешка на черно поле b2 · бяла пешка на бяло поле c2 · бял офицер на черно поле d2 · бял топ на черно поле a1 | черна пешка на черно поле c7 · бял цар на бяло поле c6 · черен цар на бяло поле c4 · черна пешка на бяло поле e4 · бял кон на черно поле c3 · бяла пешка на черно поле e3 · черна пешка на бяло поле a2 · черна пешка на черно поле b2 · бяла пешка на бяло поле c2 · бял офицер на черно поле d2 · бял топ на черно поле a1 | черна пешка на черно поле c7 · бял цар на бяло поле c6 · черен цар на бяло поле c4 · черна пешка на бяло поле e4 · бял кон на черно поле c3 · бяла пешка на черно поле e3 · черна пешка на бяло поле a2 · черна пешка на черно поле b2 · бяла пешка на бяло поле c2 · бял офицер на черно поле d2 · бял топ на черно поле a1 | черна пешка на черно поле c7 · бял цар на бяло поле c6 · черен цар на бяло поле c4 · черна пешка на бяло поле e4 · бял кон на черно поле c3 · бяла пешка на черно поле e3 · черна пешка на бяло поле a2 · черна пешка на черно поле b2 · бяла пешка на бяло поле c2 · бял офицер на черно поле d2 · бял топ на черно поле a1 | черна пешка на черно поле c7 · бял цар на бяло поле c6 · черен цар на бяло поле c4 · черна пешка на бяло поле e4 · бял кон на черно поле c3 · бяла пешка на черно поле e3 · черна пешка на бяло поле a2 · черна пешка на черно поле b2 · бяла пешка на бяло поле c2 · бял офицер на черно поле d2 · бял топ на черно поле a1 | черна пешка на черно поле c7 · бял цар на бяло поле c6 · черен цар на бяло поле c4 · черна пешка на бяло поле e4 · бял кон на черно поле c3 · бяла пешка на черно поле e3 · черна пешка на бяло поле a2 · черна пешка на черно поле b2 · бяла пешка на бяло поле c2 · бял офицер на черно поле d2 · бял топ на черно поле a1 | 6 |
| 5 | черна пешка на черно поле c7 · бял цар на бяло поле c6 · черен цар на бяло поле c4 · черна пешка на бяло поле e4 · бял кон на черно поле c3 · бяла пешка на черно поле e3 · черна пешка на бяло поле a2 · черна пешка на черно поле b2 · бяла пешка на бяло поле c2 · бял офицер на черно поле d2 · бял топ на черно поле a1 | черна пешка на черно поле c7 · бял цар на бяло поле c6 · черен цар на бяло поле c4 · черна пешка на бяло поле e4 · бял кон на черно поле c3 · бяла пешка на черно поле e3 · черна пешка на бяло поле a2 · черна пешка на черно поле b2 · бяла пешка на бяло поле c2 · бял офицер на черно поле d2 · бял топ на черно поле a1 | черна пешка на черно поле c7 · бял цар на бяло поле c6 · черен цар на бяло поле c4 · черна пешка на бяло поле e4 · бял кон на черно поле c3 · бяла пешка на черно поле e3 · черна пешка на бяло поле a2 · черна пешка на черно поле b2 · бяла пешка на бяло поле c2 · бял офицер на черно поле d2 · бял топ на черно поле a1 | черна пешка на черно поле c7 · бял цар на бяло поле c6 · черен цар на бяло поле c4 · черна пешка на бяло поле e4 · бял кон на черно поле c3 · бяла пешка на черно поле e3 · черна пешка на бяло поле a2 · черна пешка на черно поле b2 · бяла пешка на бяло поле c2 · бял офицер на черно поле d2 · бял топ на черно поле a1 | черна пешка на черно поле c7 · бял цар на бяло поле c6 · черен цар на бяло поле c4 · черна пешка на бяло поле e4 · бял кон на черно поле c3 · бяла пешка на черно поле e3 · черна пешка на бяло поле a2 · черна пешка на черно поле b2 · бяла пешка на бяло поле c2 · бял офицер на черно поле d2 · бял топ на черно поле a1 | черна пешка на черно поле c7 · бял цар на бяло поле c6 · черен цар на бяло поле c4 · черна пешка на бяло поле e4 · бял кон на черно поле c3 · бяла пешка на черно поле e3 · черна пешка на бяло поле a2 · черна пешка на черно поле b2 · бяла пешка на бяло поле c2 · бял офицер на черно поле d2 · бял топ на черно поле a1 | черна пешка на черно поле c7 · бял цар на бяло поле c6 · черен цар на бяло поле c4 · черна пешка на бяло поле e4 · бял кон на черно поле c3 · бяла пешка на черно поле e3 · черна пешка на бяло поле a2 · черна пешка на черно поле b2 · бяла пешка на бяло поле c2 · бял офицер на черно поле d2 · бял топ на черно поле a1 | черна пешка на черно поле c7 · бял цар на бяло поле c6 · черен цар на бяло поле c4 · черна пешка на бяло поле e4 · бял кон на черно поле c3 · бяла пешка на черно поле e3 · черна пешка на бяло поле a2 · черна пешка на черно поле b2 · бяла пешка на бяло поле c2 · бял офицер на черно поле d2 · бял топ на черно поле a1 | 5 |
| 4 | черна пешка на черно поле c7 · бял цар на бяло поле c6 · черен цар на бяло поле c4 · черна пешка на бяло поле e4 · бял кон на черно поле c3 · бяла пешка на черно поле e3 · черна пешка на бяло поле a2 · черна пешка на черно поле b2 · бяла пешка на бяло поле c2 · бял офицер на черно поле d2 · бял топ на черно поле a1 | черна пешка на черно поле c7 · бял цар на бяло поле c6 · черен цар на бяло поле c4 · черна пешка на бяло поле e4 · бял кон на черно поле c3 · бяла пешка на черно поле e3 · черна пешка на бяло поле a2 · черна пешка на черно поле b2 · бяла пешка на бяло поле c2 · бял офицер на черно поле d2 · бял топ на черно поле a1 | черна пешка на черно поле c7 · бял цар на бяло поле c6 · черен цар на бяло поле c4 · черна пешка на бяло поле e4 · бял кон на черно поле c3 · бяла пешка на черно поле e3 · черна пешка на бяло поле a2 · черна пешка на черно поле b2 · бяла пешка на бяло поле c2 · бял офицер на черно поле d2 · бял топ на черно поле a1 | черна пешка на черно поле c7 · бял цар на бяло поле c6 · черен цар на бяло поле c4 · черна пешка на бяло поле e4 · бял кон на черно поле c3 · бяла пешка на черно поле e3 · черна пешка на бяло поле a2 · черна пешка на черно поле b2 · бяла пешка на бяло поле c2 · бял офицер на черно поле d2 · бял топ на черно поле a1 | черна пешка на черно поле c7 · бял цар на бяло поле c6 · черен цар на бяло поле c4 · черна пешка на бяло поле e4 · бял кон на черно поле c3 · бяла пешка на черно поле e3 · черна пешка на бяло поле a2 · черна пешка на черно поле b2 · бяла пешка на бяло поле c2 · бял офицер на черно поле d2 · бял топ на черно поле a1 | черна пешка на черно поле c7 · бял цар на бяло поле c6 · черен цар на бяло поле c4 · черна пешка на бяло поле e4 · бял кон на черно поле c3 · бяла пешка на черно поле e3 · черна пешка на бяло поле a2 · черна пешка на черно поле b2 · бяла пешка на бяло поле c2 · бял офицер на черно поле d2 · бял топ на черно поле a1 | черна пешка на черно поле c7 · бял цар на бяло поле c6 · черен цар на бяло поле c4 · черна пешка на бяло поле e4 · бял кон на черно поле c3 · бяла пешка на черно поле e3 · черна пешка на бяло поле a2 · черна пешка на черно поле b2 · бяла пешка на бяло поле c2 · бял офицер на черно поле d2 · бял топ на черно поле a1 | черна пешка на черно поле c7 · бял цар на бяло поле c6 · черен цар на бяло поле c4 · черна пешка на бяло поле e4 · бял кон на черно поле c3 · бяла пешка на черно поле e3 · черна пешка на бяло поле a2 · черна пешка на черно поле b2 · бяла пешка на бяло поле c2 · бял офицер на черно поле d2 · бял топ на черно поле a1 | 4 |
| 3 | черна пешка на черно поле c7 · бял цар на бяло поле c6 · черен цар на бяло поле c4 · черна пешка на бяло поле e4 · бял кон на черно поле c3 · бяла пешка на черно поле e3 · черна пешка на бяло поле a2 · черна пешка на черно поле b2 · бяла пешка на бяло поле c2 · бял офицер на черно поле d2 · бял топ на черно поле a1 | черна пешка на черно поле c7 · бял цар на бяло поле c6 · черен цар на бяло поле c4 · черна пешка на бяло поле e4 · бял кон на черно поле c3 · бяла пешка на черно поле e3 · черна пешка на бяло поле a2 · черна пешка на черно поле b2 · бяла пешка на бяло поле c2 · бял офицер на черно поле d2 · бял топ на черно поле a1 | черна пешка на черно поле c7 · бял цар на бяло поле c6 · черен цар на бяло поле c4 · черна пешка на бяло поле e4 · бял кон на черно поле c3 · бяла пешка на черно поле e3 · черна пешка на бяло поле a2 · черна пешка на черно поле b2 · бяла пешка на бяло поле c2 · бял офицер на черно поле d2 · бял топ на черно поле a1 | черна пешка на черно поле c7 · бял цар на бяло поле c6 · черен цар на бяло поле c4 · черна пешка на бяло поле e4 · бял кон на черно поле c3 · бяла пешка на черно поле e3 · черна пешка на бяло поле a2 · черна пешка на черно поле b2 · бяла пешка на бяло поле c2 · бял офицер на черно поле d2 · бял топ на черно поле a1 | черна пешка на черно поле c7 · бял цар на бяло поле c6 · черен цар на бяло поле c4 · черна пешка на бяло поле e4 · бял кон на черно поле c3 · бяла пешка на черно поле e3 · черна пешка на бяло поле a2 · черна пешка на черно поле b2 · бяла пешка на бяло поле c2 · бял офицер на черно поле d2 · бял топ на черно поле a1 | черна пешка на черно поле c7 · бял цар на бяло поле c6 · черен цар на бяло поле c4 · черна пешка на бяло поле e4 · бял кон на черно поле c3 · бяла пешка на черно поле e3 · черна пешка на бяло поле a2 · черна пешка на черно поле b2 · бяла пешка на бяло поле c2 · бял офицер на черно поле d2 · бял топ на черно поле a1 | черна пешка на черно поле c7 · бял цар на бяло поле c6 · черен цар на бяло поле c4 · черна пешка на бяло поле e4 · бял кон на черно поле c3 · бяла пешка на черно поле e3 · черна пешка на бяло поле a2 · черна пешка на черно поле b2 · бяла пешка на бяло поле c2 · бял офицер на черно поле d2 · бял топ на черно поле a1 | черна пешка на черно поле c7 · бял цар на бяло поле c6 · черен цар на бяло поле c4 · черна пешка на бяло поле e4 · бял кон на черно поле c3 · бяла пешка на черно поле e3 · черна пешка на бяло поле a2 · черна пешка на черно поле b2 · бяла пешка на бяло поле c2 · бял офицер на черно поле d2 · бял топ на черно поле a1 | 3 |
| 2 | черна пешка на черно поле c7 · бял цар на бяло поле c6 · черен цар на бяло поле c4 · черна пешка на бяло поле e4 · бял кон на черно поле c3 · бяла пешка на черно поле e3 · черна пешка на бяло поле a2 · черна пешка на черно поле b2 · бяла пешка на бяло поле c2 · бял офицер на черно поле d2 · бял топ на черно поле a1 | черна пешка на черно поле c7 · бял цар на бяло поле c6 · черен цар на бяло поле c4 · черна пешка на бяло поле e4 · бял кон на черно поле c3 · бяла пешка на черно поле e3 · черна пешка на бяло поле a2 · черна пешка на черно поле b2 · бяла пешка на бяло поле c2 · бял офицер на черно поле d2 · бял топ на черно поле a1 | черна пешка на черно поле c7 · бял цар на бяло поле c6 · черен цар на бяло поле c4 · черна пешка на бяло поле e4 · бял кон на черно поле c3 · бяла пешка на черно поле e3 · черна пешка на бяло поле a2 · черна пешка на черно поле b2 · бяла пешка на бяло поле c2 · бял офицер на черно поле d2 · бял топ на черно поле a1 | черна пешка на черно поле c7 · бял цар на бяло поле c6 · черен цар на бяло поле c4 · черна пешка на бяло поле e4 · бял кон на черно поле c3 · бяла пешка на черно поле e3 · черна пешка на бяло поле a2 · черна пешка на черно поле b2 · бяла пешка на бяло поле c2 · бял офицер на черно поле d2 · бял топ на черно поле a1 | черна пешка на черно поле c7 · бял цар на бяло поле c6 · черен цар на бяло поле c4 · черна пешка на бяло поле e4 · бял кон на черно поле c3 · бяла пешка на черно поле e3 · черна пешка на бяло поле a2 · черна пешка на черно поле b2 · бяла пешка на бяло поле c2 · бял офицер на черно поле d2 · бял топ на черно поле a1 | черна пешка на черно поле c7 · бял цар на бяло поле c6 · черен цар на бяло поле c4 · черна пешка на бяло поле e4 · бял кон на черно поле c3 · бяла пешка на черно поле e3 · черна пешка на бяло поле a2 · черна пешка на черно поле b2 · бяла пешка на бяло поле c2 · бял офицер на черно поле d2 · бял топ на черно поле a1 | черна пешка на черно поле c7 · бял цар на бяло поле c6 · черен цар на бяло поле c4 · черна пешка на бяло поле e4 · бял кон на черно поле c3 · бяла пешка на черно поле e3 · черна пешка на бяло поле a2 · черна пешка на черно поле b2 · бяла пешка на бяло поле c2 · бял офицер на черно поле d2 · бял топ на черно поле a1 | черна пешка на черно поле c7 · бял цар на бяло поле c6 · черен цар на бяло поле c4 · черна пешка на бяло поле e4 · бял кон на черно поле c3 · бяла пешка на черно поле e3 · черна пешка на бяло поле a2 · черна пешка на черно поле b2 · бяла пешка на бяло поле c2 · бял офицер на черно поле d2 · бял топ на черно поле a1 | 2 |
| 1 | черна пешка на черно поле c7 · бял цар на бяло поле c6 · черен цар на бяло поле c4 · черна пешка на бяло поле e4 · бял кон на черно поле c3 · бяла пешка на черно поле e3 · черна пешка на бяло поле a2 · черна пешка на черно поле b2 · бяла пешка на бяло поле c2 · бял офицер на черно поле d2 · бял топ на черно поле a1 | черна пешка на черно поле c7 · бял цар на бяло поле c6 · черен цар на бяло поле c4 · черна пешка на бяло поле e4 · бял кон на черно поле c3 · бяла пешка на черно поле e3 · черна пешка на бяло поле a2 · черна пешка на черно поле b2 · бяла пешка на бяло поле c2 · бял офицер на черно поле d2 · бял топ на черно поле a1 | черна пешка на черно поле c7 · бял цар на бяло поле c6 · черен цар на бяло поле c4 · черна пешка на бяло поле e4 · бял кон на черно поле c3 · бяла пешка на черно поле e3 · черна пешка на бяло поле a2 · черна пешка на черно поле b2 · бяла пешка на бяло поле c2 · бял офицер на черно поле d2 · бял топ на черно поле a1 | черна пешка на черно поле c7 · бял цар на бяло поле c6 · черен цар на бяло поле c4 · черна пешка на бяло поле e4 · бял кон на черно поле c3 · бяла пешка на черно поле e3 · черна пешка на бяло поле a2 · черна пешка на черно поле b2 · бяла пешка на бяло поле c2 · бял офицер на черно поле d2 · бял топ на черно поле a1 | черна пешка на черно поле c7 · бял цар на бяло поле c6 · черен цар на бяло поле c4 · черна пешка на бяло поле e4 · бял кон на черно поле c3 · бяла пешка на черно поле e3 · черна пешка на бяло поле a2 · черна пешка на черно поле b2 · бяла пешка на бяло поле c2 · бял офицер на черно поле d2 · бял топ на черно поле a1 | черна пешка на черно поле c7 · бял цар на бяло поле c6 · черен цар на бяло поле c4 · черна пешка на бяло поле e4 · бял кон на черно поле c3 · бяла пешка на черно поле e3 · черна пешка на бяло поле a2 · черна пешка на черно поле b2 · бяла пешка на бяло поле c2 · бял офицер на черно поле d2 · бял топ на черно поле a1 | черна пешка на черно поле c7 · бял цар на бяло поле c6 · черен цар на бяло поле c4 · черна пешка на бяло поле e4 · бял кон на черно поле c3 · бяла пешка на черно поле e3 · черна пешка на бяло поле a2 · черна пешка на черно поле b2 · бяла пешка на бяло поле c2 · бял офицер на черно поле d2 · бял топ на черно поле a1 | черна пешка на черно поле c7 · бял цар на бяло поле c6 · черен цар на бяло поле c4 · черна пешка на бяло поле e4 · бял кон на черно поле c3 · бяла пешка на черно поле e3 · черна пешка на бяло поле a2 · черна пешка на черно поле b2 · бяла пешка на бяло поле c2 · бял офицер на черно поле d2 · бял топ на черно поле a1 | 1 |
|   | a | b | c | d | e | f | g | h |   |

|   | a | b | c | d | e | f | g | h |   |
| 8 | черен цар на бяло поле a8 · черен офицер на черно поле b8 · черен топ на черно поле d8 · бял цар на бяло поле a6 · бял топ на бяло поле c6 · бял топ на бяло поле d5 · бял офицер на бяло поле e4 | черен цар на бяло поле a8 · черен офицер на черно поле b8 · черен топ на черно поле d8 · бял цар на бяло поле a6 · бял топ на бяло поле c6 · бял топ на бяло поле d5 · бял офицер на бяло поле e4 | черен цар на бяло поле a8 · черен офицер на черно поле b8 · черен топ на черно поле d8 · бял цар на бяло поле a6 · бял топ на бяло поле c6 · бял топ на бяло поле d5 · бял офицер на бяло поле e4 | черен цар на бяло поле a8 · черен офицер на черно поле b8 · черен топ на черно поле d8 · бял цар на бяло поле a6 · бял топ на бяло поле c6 · бял топ на бяло поле d5 · бял офицер на бяло поле e4 | черен цар на бяло поле a8 · черен офицер на черно поле b8 · черен топ на черно поле d8 · бял цар на бяло поле a6 · бял топ на бяло поле c6 · бял топ на бяло поле d5 · бял офицер на бяло поле e4 | черен цар на бяло поле a8 · черен офицер на черно поле b8 · черен топ на черно поле d8 · бял цар на бяло поле a6 · бял топ на бяло поле c6 · бял топ на бяло поле d5 · бял офицер на бяло поле e4 | черен цар на бяло поле a8 · черен офицер на черно поле b8 · черен топ на черно поле d8 · бял цар на бяло поле a6 · бял топ на бяло поле c6 · бял топ на бяло поле d5 · бял офицер на бяло поле e4 | черен цар на бяло поле a8 · черен офицер на черно поле b8 · черен топ на черно поле d8 · бял цар на бяло поле a6 · бял топ на бяло поле c6 · бял топ на бяло поле d5 · бял офицер на бяло поле e4 | 8 |
| 7 | черен цар на бяло поле a8 · черен офицер на черно поле b8 · черен топ на черно поле d8 · бял цар на бяло поле a6 · бял топ на бяло поле c6 · бял топ на бяло поле d5 · бял офицер на бяло поле e4 | черен цар на бяло поле a8 · черен офицер на черно поле b8 · черен топ на черно поле d8 · бял цар на бяло поле a6 · бял топ на бяло поле c6 · бял топ на бяло поле d5 · бял офицер на бяло поле e4 | черен цар на бяло поле a8 · черен офицер на черно поле b8 · черен топ на черно поле d8 · бял цар на бяло поле a6 · бял топ на бяло поле c6 · бял топ на бяло поле d5 · бял офицер на бяло поле e4 | черен цар на бяло поле a8 · черен офицер на черно поле b8 · черен топ на черно поле d8 · бял цар на бяло поле a6 · бял топ на бяло поле c6 · бял топ на бяло поле d5 · бял офицер на бяло поле e4 | черен цар на бяло поле a8 · черен офицер на черно поле b8 · черен топ на черно поле d8 · бял цар на бяло поле a6 · бял топ на бяло поле c6 · бял топ на бяло поле d5 · бял офицер на бяло поле e4 | черен цар на бяло поле a8 · черен офицер на черно поле b8 · черен топ на черно поле d8 · бял цар на бяло поле a6 · бял топ на бяло поле c6 · бял топ на бяло поле d5 · бял офицер на бяло поле e4 | черен цар на бяло поле a8 · черен офицер на черно поле b8 · черен топ на черно поле d8 · бял цар на бяло поле a6 · бял топ на бяло поле c6 · бял топ на бяло поле d5 · бял офицер на бяло поле e4 | черен цар на бяло поле a8 · черен офицер на черно поле b8 · черен топ на черно поле d8 · бял цар на бяло поле a6 · бял топ на бяло поле c6 · бял топ на бяло поле d5 · бял офицер на бяло поле e4 | 7 |
| 6 | черен цар на бяло поле a8 · черен офицер на черно поле b8 · черен топ на черно поле d8 · бял цар на бяло поле a6 · бял топ на бяло поле c6 · бял топ на бяло поле d5 · бял офицер на бяло поле e4 | черен цар на бяло поле a8 · черен офицер на черно поле b8 · черен топ на черно поле d8 · бял цар на бяло поле a6 · бял топ на бяло поле c6 · бял топ на бяло поле d5 · бял офицер на бяло поле e4 | черен цар на бяло поле a8 · черен офицер на черно поле b8 · черен топ на черно поле d8 · бял цар на бяло поле a6 · бял топ на бяло поле c6 · бял топ на бяло поле d5 · бял офицер на бяло поле e4 | черен цар на бяло поле a8 · черен офицер на черно поле b8 · черен топ на черно поле d8 · бял цар на бяло поле a6 · бял топ на бяло поле c6 · бял топ на бяло поле d5 · бял офицер на бяло поле e4 | черен цар на бяло поле a8 · черен офицер на черно поле b8 · черен топ на черно поле d8 · бял цар на бяло поле a6 · бял топ на бяло поле c6 · бял топ на бяло поле d5 · бял офицер на бяло поле e4 | черен цар на бяло поле a8 · черен офицер на черно поле b8 · черен топ на черно поле d8 · бял цар на бяло поле a6 · бял топ на бяло поле c6 · бял топ на бяло поле d5 · бял офицер на бяло поле e4 | черен цар на бяло поле a8 · черен офицер на черно поле b8 · черен топ на черно поле d8 · бял цар на бяло поле a6 · бял топ на бяло поле c6 · бял топ на бяло поле d5 · бял офицер на бяло поле e4 | черен цар на бяло поле a8 · черен офицер на черно поле b8 · черен топ на черно поле d8 · бял цар на бяло поле a6 · бял топ на бяло поле c6 · бял топ на бяло поле d5 · бял офицер на бяло поле e4 | 6 |
| 5 | черен цар на бяло поле a8 · черен офицер на черно поле b8 · черен топ на черно поле d8 · бял цар на бяло поле a6 · бял топ на бяло поле c6 · бял топ на бяло поле d5 · бял офицер на бяло поле e4 | черен цар на бяло поле a8 · черен офицер на черно поле b8 · черен топ на черно поле d8 · бял цар на бяло поле a6 · бял топ на бяло поле c6 · бял топ на бяло поле d5 · бял офицер на бяло поле e4 | черен цар на бяло поле a8 · черен офицер на черно поле b8 · черен топ на черно поле d8 · бял цар на бяло поле a6 · бял топ на бяло поле c6 · бял топ на бяло поле d5 · бял офицер на бяло поле e4 | черен цар на бяло поле a8 · черен офицер на черно поле b8 · черен топ на черно поле d8 · бял цар на бяло поле a6 · бял топ на бяло поле c6 · бял топ на бяло поле d5 · бял офицер на бяло поле e4 | черен цар на бяло поле a8 · черен офицер на черно поле b8 · черен топ на черно поле d8 · бял цар на бяло поле a6 · бял топ на бяло поле c6 · бял топ на бяло поле d5 · бял офицер на бяло поле e4 | черен цар на бяло поле a8 · черен офицер на черно поле b8 · черен топ на черно поле d8 · бял цар на бяло поле a6 · бял топ на бяло поле c6 · бял топ на бяло поле d5 · бял офицер на бяло поле e4 | черен цар на бяло поле a8 · черен офицер на черно поле b8 · черен топ на черно поле d8 · бял цар на бяло поле a6 · бял топ на бяло поле c6 · бял топ на бяло поле d5 · бял офицер на бяло поле e4 | черен цар на бяло поле a8 · черен офицер на черно поле b8 · черен топ на черно поле d8 · бял цар на бяло поле a6 · бял топ на бяло поле c6 · бял топ на бяло поле d5 · бял офицер на бяло поле e4 | 5 |
| 4 | черен цар на бяло поле a8 · черен офицер на черно поле b8 · черен топ на черно поле d8 · бял цар на бяло поле a6 · бял топ на бяло поле c6 · бял топ на бяло поле d5 · бял офицер на бяло поле e4 | черен цар на бяло поле a8 · черен офицер на черно поле b8 · черен топ на черно поле d8 · бял цар на бяло поле a6 · бял топ на бяло поле c6 · бял топ на бяло поле d5 · бял офицер на бяло поле e4 | черен цар на бяло поле a8 · черен офицер на черно поле b8 · черен топ на черно поле d8 · бял цар на бяло поле a6 · бял топ на бяло поле c6 · бял топ на бяло поле d5 · бял офицер на бяло поле e4 | черен цар на бяло поле a8 · черен офицер на черно поле b8 · черен топ на черно поле d8 · бял цар на бяло поле a6 · бял топ на бяло поле c6 · бял топ на бяло поле d5 · бял офицер на бяло поле e4 | черен цар на бяло поле a8 · черен офицер на черно поле b8 · черен топ на черно поле d8 · бял цар на бяло поле a6 · бял топ на бяло поле c6 · бял топ на бяло поле d5 · бял офицер на бяло поле e4 | черен цар на бяло поле a8 · черен офицер на черно поле b8 · черен топ на черно поле d8 · бял цар на бяло поле a6 · бял топ на бяло поле c6 · бял топ на бяло поле d5 · бял офицер на бяло поле e4 | черен цар на бяло поле a8 · черен офицер на черно поле b8 · черен топ на черно поле d8 · бял цар на бяло поле a6 · бял топ на бяло поле c6 · бял топ на бяло поле d5 · бял офицер на бяло поле e4 | черен цар на бяло поле a8 · черен офицер на черно поле b8 · черен топ на черно поле d8 · бял цар на бяло поле a6 · бял топ на бяло поле c6 · бял топ на бяло поле d5 · бял офицер на бяло поле e4 | 4 |
| 3 | черен цар на бяло поле a8 · черен офицер на черно поле b8 · черен топ на черно поле d8 · бял цар на бяло поле a6 · бял топ на бяло поле c6 · бял топ на бяло поле d5 · бял офицер на бяло поле e4 | черен цар на бяло поле a8 · черен офицер на черно поле b8 · черен топ на черно поле d8 · бял цар на бяло поле a6 · бял топ на бяло поле c6 · бял топ на бяло поле d5 · бял офицер на бяло поле e4 | черен цар на бяло поле a8 · черен офицер на черно поле b8 · черен топ на черно поле d8 · бял цар на бяло поле a6 · бял топ на бяло поле c6 · бял топ на бяло поле d5 · бял офицер на бяло поле e4 | черен цар на бяло поле a8 · черен офицер на черно поле b8 · черен топ на черно поле d8 · бял цар на бяло поле a6 · бял топ на бяло поле c6 · бял топ на бяло поле d5 · бял офицер на бяло поле e4 | черен цар на бяло поле a8 · черен офицер на черно поле b8 · черен топ на черно поле d8 · бял цар на бяло поле a6 · бял топ на бяло поле c6 · бял топ на бяло поле d5 · бял офицер на бяло поле e4 | черен цар на бяло поле a8 · черен офицер на черно поле b8 · черен топ на черно поле d8 · бял цар на бяло поле a6 · бял топ на бяло поле c6 · бял топ на бяло поле d5 · бял офицер на бяло поле e4 | черен цар на бяло поле a8 · черен офицер на черно поле b8 · черен топ на черно поле d8 · бял цар на бяло поле a6 · бял топ на бяло поле c6 · бял топ на бяло поле d5 · бял офицер на бяло поле e4 | черен цар на бяло поле a8 · черен офицер на черно поле b8 · черен топ на черно поле d8 · бял цар на бяло поле a6 · бял топ на бяло поле c6 · бял топ на бяло поле d5 · бял офицер на бяло поле e4 | 3 |
| 2 | черен цар на бяло поле a8 · черен офицер на черно поле b8 · черен топ на черно поле d8 · бял цар на бяло поле a6 · бял топ на бяло поле c6 · бял топ на бяло поле d5 · бял офицер на бяло поле e4 | черен цар на бяло поле a8 · черен офицер на черно поле b8 · черен топ на черно поле d8 · бял цар на бяло поле a6 · бял топ на бяло поле c6 · бял топ на бяло поле d5 · бял офицер на бяло поле e4 | черен цар на бяло поле a8 · черен офицер на черно поле b8 · черен топ на черно поле d8 · бял цар на бяло поле a6 · бял топ на бяло поле c6 · бял топ на бяло поле d5 · бял офицер на бяло поле e4 | черен цар на бяло поле a8 · черен офицер на черно поле b8 · черен топ на черно поле d8 · бял цар на бяло поле a6 · бял топ на бяло поле c6 · бял топ на бяло поле d5 · бял офицер на бяло поле e4 | черен цар на бяло поле a8 · черен офицер на черно поле b8 · черен топ на черно поле d8 · бял цар на бяло поле a6 · бял топ на бяло поле c6 · бял топ на бяло поле d5 · бял офицер на бяло поле e4 | черен цар на бяло поле a8 · черен офицер на черно поле b8 · черен топ на черно поле d8 · бял цар на бяло поле a6 · бял топ на бяло поле c6 · бял топ на бяло поле d5 · бял офицер на бяло поле e4 | черен цар на бяло поле a8 · черен офицер на черно поле b8 · черен топ на черно поле d8 · бял цар на бяло поле a6 · бял топ на бяло поле c6 · бял топ на бяло поле d5 · бял офицер на бяло поле e4 | черен цар на бяло поле a8 · черен офицер на черно поле b8 · черен топ на черно поле d8 · бял цар на бяло поле a6 · бял топ на бяло поле c6 · бял топ на бяло поле d5 · бял офицер на бяло поле e4 | 2 |
| 1 | черен цар на бяло поле a8 · черен офицер на черно поле b8 · черен топ на черно поле d8 · бял цар на бяло поле a6 · бял топ на бяло поле c6 · бял топ на бяло поле d5 · бял офицер на бяло поле e4 | черен цар на бяло поле a8 · черен офицер на черно поле b8 · черен топ на черно поле d8 · бял цар на бяло поле a6 · бял топ на бяло поле c6 · бял топ на бяло поле d5 · бял офицер на бяло поле e4 | черен цар на бяло поле a8 · черен офицер на черно поле b8 · черен топ на черно поле d8 · бял цар на бяло поле a6 · бял топ на бяло поле c6 · бял топ на бяло поле d5 · бял офицер на бяло поле e4 | черен цар на бяло поле a8 · черен офицер на черно поле b8 · черен топ на черно поле d8 · бял цар на бяло поле a6 · бял топ на бяло поле c6 · бял топ на бяло поле d5 · бял офицер на бяло поле e4 | черен цар на бяло поле a8 · черен офицер на черно поле b8 · черен топ на черно поле d8 · бял цар на бяло поле a6 · бял топ на бяло поле c6 · бял топ на бяло поле d5 · бял офицер на бяло поле e4 | черен цар на бяло поле a8 · черен офицер на черно поле b8 · черен топ на черно поле d8 · бял цар на бяло поле a6 · бял топ на бяло поле c6 · бял топ на бяло поле d5 · бял офицер на бяло поле e4 | черен цар на бяло поле a8 · черен офицер на черно поле b8 · черен топ на черно поле d8 · бял цар на бяло поле a6 · бял топ на бяло поле c6 · бял топ на бяло поле d5 · бял офицер на бяло поле e4 | черен цар на бяло поле a8 · черен офицер на черно поле b8 · черен топ на черно поле d8 · бял цар на бяло поле a6 · бял топ на бяло поле c6 · бял топ на бяло поле d5 · бял офицер на бяло поле e4 | 1 |
|   | a | b | c | d | e | f | g | h |   |

|   | a | b | c | d | e | f | g | h |   |
| 8 | бяла дама на черно поле d4 · бял топ на черно поле a3 · черен кон на бяло поле a2 · черна пешка на черно поле b2 · бял цар на черно поле d2 · черен цар на бяло поле b1 | бяла дама на черно поле d4 · бял топ на черно поле a3 · черен кон на бяло поле a2 · черна пешка на черно поле b2 · бял цар на черно поле d2 · черен цар на бяло поле b1 | бяла дама на черно поле d4 · бял топ на черно поле a3 · черен кон на бяло поле a2 · черна пешка на черно поле b2 · бял цар на черно поле d2 · черен цар на бяло поле b1 | бяла дама на черно поле d4 · бял топ на черно поле a3 · черен кон на бяло поле a2 · черна пешка на черно поле b2 · бял цар на черно поле d2 · черен цар на бяло поле b1 | бяла дама на черно поле d4 · бял топ на черно поле a3 · черен кон на бяло поле a2 · черна пешка на черно поле b2 · бял цар на черно поле d2 · черен цар на бяло поле b1 | бяла дама на черно поле d4 · бял топ на черно поле a3 · черен кон на бяло поле a2 · черна пешка на черно поле b2 · бял цар на черно поле d2 · черен цар на бяло поле b1 | бяла дама на черно поле d4 · бял топ на черно поле a3 · черен кон на бяло поле a2 · черна пешка на черно поле b2 · бял цар на черно поле d2 · черен цар на бяло поле b1 | бяла дама на черно поле d4 · бял топ на черно поле a3 · черен кон на бяло поле a2 · черна пешка на черно поле b2 · бял цар на черно поле d2 · черен цар на бяло поле b1 | 8 |
| 7 | бяла дама на черно поле d4 · бял топ на черно поле a3 · черен кон на бяло поле a2 · черна пешка на черно поле b2 · бял цар на черно поле d2 · черен цар на бяло поле b1 | бяла дама на черно поле d4 · бял топ на черно поле a3 · черен кон на бяло поле a2 · черна пешка на черно поле b2 · бял цар на черно поле d2 · черен цар на бяло поле b1 | бяла дама на черно поле d4 · бял топ на черно поле a3 · черен кон на бяло поле a2 · черна пешка на черно поле b2 · бял цар на черно поле d2 · черен цар на бяло поле b1 | бяла дама на черно поле d4 · бял топ на черно поле a3 · черен кон на бяло поле a2 · черна пешка на черно поле b2 · бял цар на черно поле d2 · черен цар на бяло поле b1 | бяла дама на черно поле d4 · бял топ на черно поле a3 · черен кон на бяло поле a2 · черна пешка на черно поле b2 · бял цар на черно поле d2 · черен цар на бяло поле b1 | бяла дама на черно поле d4 · бял топ на черно поле a3 · черен кон на бяло поле a2 · черна пешка на черно поле b2 · бял цар на черно поле d2 · черен цар на бяло поле b1 | бяла дама на черно поле d4 · бял топ на черно поле a3 · черен кон на бяло поле a2 · черна пешка на черно поле b2 · бял цар на черно поле d2 · черен цар на бяло поле b1 | бяла дама на черно поле d4 · бял топ на черно поле a3 · черен кон на бяло поле a2 · черна пешка на черно поле b2 · бял цар на черно поле d2 · черен цар на бяло поле b1 | 7 |
| 6 | бяла дама на черно поле d4 · бял топ на черно поле a3 · черен кон на бяло поле a2 · черна пешка на черно поле b2 · бял цар на черно поле d2 · черен цар на бяло поле b1 | бяла дама на черно поле d4 · бял топ на черно поле a3 · черен кон на бяло поле a2 · черна пешка на черно поле b2 · бял цар на черно поле d2 · черен цар на бяло поле b1 | бяла дама на черно поле d4 · бял топ на черно поле a3 · черен кон на бяло поле a2 · черна пешка на черно поле b2 · бял цар на черно поле d2 · черен цар на бяло поле b1 | бяла дама на черно поле d4 · бял топ на черно поле a3 · черен кон на бяло поле a2 · черна пешка на черно поле b2 · бял цар на черно поле d2 · черен цар на бяло поле b1 | бяла дама на черно поле d4 · бял топ на черно поле a3 · черен кон на бяло поле a2 · черна пешка на черно поле b2 · бял цар на черно поле d2 · черен цар на бяло поле b1 | бяла дама на черно поле d4 · бял топ на черно поле a3 · черен кон на бяло поле a2 · черна пешка на черно поле b2 · бял цар на черно поле d2 · черен цар на бяло поле b1 | бяла дама на черно поле d4 · бял топ на черно поле a3 · черен кон на бяло поле a2 · черна пешка на черно поле b2 · бял цар на черно поле d2 · черен цар на бяло поле b1 | бяла дама на черно поле d4 · бял топ на черно поле a3 · черен кон на бяло поле a2 · черна пешка на черно поле b2 · бял цар на черно поле d2 · черен цар на бяло поле b1 | 6 |
| 5 | бяла дама на черно поле d4 · бял топ на черно поле a3 · черен кон на бяло поле a2 · черна пешка на черно поле b2 · бял цар на черно поле d2 · черен цар на бяло поле b1 | бяла дама на черно поле d4 · бял топ на черно поле a3 · черен кон на бяло поле a2 · черна пешка на черно поле b2 · бял цар на черно поле d2 · черен цар на бяло поле b1 | бяла дама на черно поле d4 · бял топ на черно поле a3 · черен кон на бяло поле a2 · черна пешка на черно поле b2 · бял цар на черно поле d2 · черен цар на бяло поле b1 | бяла дама на черно поле d4 · бял топ на черно поле a3 · черен кон на бяло поле a2 · черна пешка на черно поле b2 · бял цар на черно поле d2 · черен цар на бяло поле b1 | бяла дама на черно поле d4 · бял топ на черно поле a3 · черен кон на бяло поле a2 · черна пешка на черно поле b2 · бял цар на черно поле d2 · черен цар на бяло поле b1 | бяла дама на черно поле d4 · бял топ на черно поле a3 · черен кон на бяло поле a2 · черна пешка на черно поле b2 · бял цар на черно поле d2 · черен цар на бяло поле b1 | бяла дама на черно поле d4 · бял топ на черно поле a3 · черен кон на бяло поле a2 · черна пешка на черно поле b2 · бял цар на черно поле d2 · черен цар на бяло поле b1 | бяла дама на черно поле d4 · бял топ на черно поле a3 · черен кон на бяло поле a2 · черна пешка на черно поле b2 · бял цар на черно поле d2 · черен цар на бяло поле b1 | 5 |
| 4 | бяла дама на черно поле d4 · бял топ на черно поле a3 · черен кон на бяло поле a2 · черна пешка на черно поле b2 · бял цар на черно поле d2 · черен цар на бяло поле b1 | бяла дама на черно поле d4 · бял топ на черно поле a3 · черен кон на бяло поле a2 · черна пешка на черно поле b2 · бял цар на черно поле d2 · черен цар на бяло поле b1 | бяла дама на черно поле d4 · бял топ на черно поле a3 · черен кон на бяло поле a2 · черна пешка на черно поле b2 · бял цар на черно поле d2 · черен цар на бяло поле b1 | бяла дама на черно поле d4 · бял топ на черно поле a3 · черен кон на бяло поле a2 · черна пешка на черно поле b2 · бял цар на черно поле d2 · черен цар на бяло поле b1 | бяла дама на черно поле d4 · бял топ на черно поле a3 · черен кон на бяло поле a2 · черна пешка на черно поле b2 · бял цар на черно поле d2 · черен цар на бяло поле b1 | бяла дама на черно поле d4 · бял топ на черно поле a3 · черен кон на бяло поле a2 · черна пешка на черно поле b2 · бял цар на черно поле d2 · черен цар на бяло поле b1 | бяла дама на черно поле d4 · бял топ на черно поле a3 · черен кон на бяло поле a2 · черна пешка на черно поле b2 · бял цар на черно поле d2 · черен цар на бяло поле b1 | бяла дама на черно поле d4 · бял топ на черно поле a3 · черен кон на бяло поле a2 · черна пешка на черно поле b2 · бял цар на черно поле d2 · черен цар на бяло поле b1 | 4 |
| 3 | бяла дама на черно поле d4 · бял топ на черно поле a3 · черен кон на бяло поле a2 · черна пешка на черно поле b2 · бял цар на черно поле d2 · черен цар на бяло поле b1 | бяла дама на черно поле d4 · бял топ на черно поле a3 · черен кон на бяло поле a2 · черна пешка на черно поле b2 · бял цар на черно поле d2 · черен цар на бяло поле b1 | бяла дама на черно поле d4 · бял топ на черно поле a3 · черен кон на бяло поле a2 · черна пешка на черно поле b2 · бял цар на черно поле d2 · черен цар на бяло поле b1 | бяла дама на черно поле d4 · бял топ на черно поле a3 · черен кон на бяло поле a2 · черна пешка на черно поле b2 · бял цар на черно поле d2 · черен цар на бяло поле b1 | бяла дама на черно поле d4 · бял топ на черно поле a3 · черен кон на бяло поле a2 · черна пешка на черно поле b2 · бял цар на черно поле d2 · черен цар на бяло поле b1 | бяла дама на черно поле d4 · бял топ на черно поле a3 · черен кон на бяло поле a2 · черна пешка на черно поле b2 · бял цар на черно поле d2 · черен цар на бяло поле b1 | бяла дама на черно поле d4 · бял топ на черно поле a3 · черен кон на бяло поле a2 · черна пешка на черно поле b2 · бял цар на черно поле d2 · черен цар на бяло поле b1 | бяла дама на черно поле d4 · бял топ на черно поле a3 · черен кон на бяло поле a2 · черна пешка на черно поле b2 · бял цар на черно поле d2 · черен цар на бяло поле b1 | 3 |
| 2 | бяла дама на черно поле d4 · бял топ на черно поле a3 · черен кон на бяло поле a2 · черна пешка на черно поле b2 · бял цар на черно поле d2 · черен цар на бяло поле b1 | бяла дама на черно поле d4 · бял топ на черно поле a3 · черен кон на бяло поле a2 · черна пешка на черно поле b2 · бял цар на черно поле d2 · черен цар на бяло поле b1 | бяла дама на черно поле d4 · бял топ на черно поле a3 · черен кон на бяло поле a2 · черна пешка на черно поле b2 · бял цар на черно поле d2 · черен цар на бяло поле b1 | бяла дама на черно поле d4 · бял топ на черно поле a3 · черен кон на бяло поле a2 · черна пешка на черно поле b2 · бял цар на черно поле d2 · черен цар на бяло поле b1 | бяла дама на черно поле d4 · бял топ на черно поле a3 · черен кон на бяло поле a2 · черна пешка на черно поле b2 · бял цар на черно поле d2 · черен цар на бяло поле b1 | бяла дама на черно поле d4 · бял топ на черно поле a3 · черен кон на бяло поле a2 · черна пешка на черно поле b2 · бял цар на черно поле d2 · черен цар на бяло поле b1 | бяла дама на черно поле d4 · бял топ на черно поле a3 · черен кон на бяло поле a2 · черна пешка на черно поле b2 · бял цар на черно поле d2 · черен цар на бяло поле b1 | бяла дама на черно поле d4 · бял топ на черно поле a3 · черен кон на бяло поле a2 · черна пешка на черно поле b2 · бял цар на черно поле d2 · черен цар на бяло поле b1 | 2 |
| 1 | бяла дама на черно поле d4 · бял топ на черно поле a3 · черен кон на бяло поле a2 · черна пешка на черно поле b2 · бял цар на черно поле d2 · черен цар на бяло поле b1 | бяла дама на черно поле d4 · бял топ на черно поле a3 · черен кон на бяло поле a2 · черна пешка на черно поле b2 · бял цар на черно поле d2 · черен цар на бяло поле b1 | бяла дама на черно поле d4 · бял топ на черно поле a3 · черен кон на бяло поле a2 · черна пешка на черно поле b2 · бял цар на черно поле d2 · черен цар на бяло поле b1 | бяла дама на черно поле d4 · бял топ на черно поле a3 · черен кон на бяло поле a2 · черна пешка на черно поле b2 · бял цар на черно поле d2 · черен цар на бяло поле b1 | бяла дама на черно поле d4 · бял топ на черно поле a3 · черен кон на бяло поле a2 · черна пешка на черно поле b2 · бял цар на черно поле d2 · черен цар на бяло поле b1 | бяла дама на черно поле d4 · бял топ на черно поле a3 · черен кон на бяло поле a2 · черна пешка на черно поле b2 · бял цар на черно поле d2 · черен цар на бяло поле b1 | бяла дама на черно поле d4 · бял топ на черно поле a3 · черен кон на бяло поле a2 · черна пешка на черно поле b2 · бял цар на черно поле d2 · черен цар на бяло поле b1 | бяла дама на черно поле d4 · бял топ на черно поле a3 · черен кон на бяло поле a2 · черна пешка на черно поле b2 · бял цар на черно поле d2 · черен цар на бяло поле b1 | 1 |
|   | a | b | c | d | e | f | g | h |   |

|   | a | b | c | d | e | f | g | h |   |
| 8 | черен цар на черно поле h8 · бяла пешка на бяло поле h7 · бял цар на бяло поле g6 · черна пешка на бяло поле e2 · черна пешка на черно поле f2 · бял топ на черно поле e1 · бяла дама на черно поле g1 | черен цар на черно поле h8 · бяла пешка на бяло поле h7 · бял цар на бяло поле g6 · черна пешка на бяло поле e2 · черна пешка на черно поле f2 · бял топ на черно поле e1 · бяла дама на черно поле g1 | черен цар на черно поле h8 · бяла пешка на бяло поле h7 · бял цар на бяло поле g6 · черна пешка на бяло поле e2 · черна пешка на черно поле f2 · бял топ на черно поле e1 · бяла дама на черно поле g1 | черен цар на черно поле h8 · бяла пешка на бяло поле h7 · бял цар на бяло поле g6 · черна пешка на бяло поле e2 · черна пешка на черно поле f2 · бял топ на черно поле e1 · бяла дама на черно поле g1 | черен цар на черно поле h8 · бяла пешка на бяло поле h7 · бял цар на бяло поле g6 · черна пешка на бяло поле e2 · черна пешка на черно поле f2 · бял топ на черно поле e1 · бяла дама на черно поле g1 | черен цар на черно поле h8 · бяла пешка на бяло поле h7 · бял цар на бяло поле g6 · черна пешка на бяло поле e2 · черна пешка на черно поле f2 · бял топ на черно поле e1 · бяла дама на черно поле g1 | черен цар на черно поле h8 · бяла пешка на бяло поле h7 · бял цар на бяло поле g6 · черна пешка на бяло поле e2 · черна пешка на черно поле f2 · бял топ на черно поле e1 · бяла дама на черно поле g1 | черен цар на черно поле h8 · бяла пешка на бяло поле h7 · бял цар на бяло поле g6 · черна пешка на бяло поле e2 · черна пешка на черно поле f2 · бял топ на черно поле e1 · бяла дама на черно поле g1 | 8 |
| 7 | черен цар на черно поле h8 · бяла пешка на бяло поле h7 · бял цар на бяло поле g6 · черна пешка на бяло поле e2 · черна пешка на черно поле f2 · бял топ на черно поле e1 · бяла дама на черно поле g1 | черен цар на черно поле h8 · бяла пешка на бяло поле h7 · бял цар на бяло поле g6 · черна пешка на бяло поле e2 · черна пешка на черно поле f2 · бял топ на черно поле e1 · бяла дама на черно поле g1 | черен цар на черно поле h8 · бяла пешка на бяло поле h7 · бял цар на бяло поле g6 · черна пешка на бяло поле e2 · черна пешка на черно поле f2 · бял топ на черно поле e1 · бяла дама на черно поле g1 | черен цар на черно поле h8 · бяла пешка на бяло поле h7 · бял цар на бяло поле g6 · черна пешка на бяло поле e2 · черна пешка на черно поле f2 · бял топ на черно поле e1 · бяла дама на черно поле g1 | черен цар на черно поле h8 · бяла пешка на бяло поле h7 · бял цар на бяло поле g6 · черна пешка на бяло поле e2 · черна пешка на черно поле f2 · бял топ на черно поле e1 · бяла дама на черно поле g1 | черен цар на черно поле h8 · бяла пешка на бяло поле h7 · бял цар на бяло поле g6 · черна пешка на бяло поле e2 · черна пешка на черно поле f2 · бял топ на черно поле e1 · бяла дама на черно поле g1 | черен цар на черно поле h8 · бяла пешка на бяло поле h7 · бял цар на бяло поле g6 · черна пешка на бяло поле e2 · черна пешка на черно поле f2 · бял топ на черно поле e1 · бяла дама на черно поле g1 | черен цар на черно поле h8 · бяла пешка на бяло поле h7 · бял цар на бяло поле g6 · черна пешка на бяло поле e2 · черна пешка на черно поле f2 · бял топ на черно поле e1 · бяла дама на черно поле g1 | 7 |
| 6 | черен цар на черно поле h8 · бяла пешка на бяло поле h7 · бял цар на бяло поле g6 · черна пешка на бяло поле e2 · черна пешка на черно поле f2 · бял топ на черно поле e1 · бяла дама на черно поле g1 | черен цар на черно поле h8 · бяла пешка на бяло поле h7 · бял цар на бяло поле g6 · черна пешка на бяло поле e2 · черна пешка на черно поле f2 · бял топ на черно поле e1 · бяла дама на черно поле g1 | черен цар на черно поле h8 · бяла пешка на бяло поле h7 · бял цар на бяло поле g6 · черна пешка на бяло поле e2 · черна пешка на черно поле f2 · бял топ на черно поле e1 · бяла дама на черно поле g1 | черен цар на черно поле h8 · бяла пешка на бяло поле h7 · бял цар на бяло поле g6 · черна пешка на бяло поле e2 · черна пешка на черно поле f2 · бял топ на черно поле e1 · бяла дама на черно поле g1 | черен цар на черно поле h8 · бяла пешка на бяло поле h7 · бял цар на бяло поле g6 · черна пешка на бяло поле e2 · черна пешка на черно поле f2 · бял топ на черно поле e1 · бяла дама на черно поле g1 | черен цар на черно поле h8 · бяла пешка на бяло поле h7 · бял цар на бяло поле g6 · черна пешка на бяло поле e2 · черна пешка на черно поле f2 · бял топ на черно поле e1 · бяла дама на черно поле g1 | черен цар на черно поле h8 · бяла пешка на бяло поле h7 · бял цар на бяло поле g6 · черна пешка на бяло поле e2 · черна пешка на черно поле f2 · бял топ на черно поле e1 · бяла дама на черно поле g1 | черен цар на черно поле h8 · бяла пешка на бяло поле h7 · бял цар на бяло поле g6 · черна пешка на бяло поле e2 · черна пешка на черно поле f2 · бял топ на черно поле e1 · бяла дама на черно поле g1 | 6 |
| 5 | черен цар на черно поле h8 · бяла пешка на бяло поле h7 · бял цар на бяло поле g6 · черна пешка на бяло поле e2 · черна пешка на черно поле f2 · бял топ на черно поле e1 · бяла дама на черно поле g1 | черен цар на черно поле h8 · бяла пешка на бяло поле h7 · бял цар на бяло поле g6 · черна пешка на бяло поле e2 · черна пешка на черно поле f2 · бял топ на черно поле e1 · бяла дама на черно поле g1 | черен цар на черно поле h8 · бяла пешка на бяло поле h7 · бял цар на бяло поле g6 · черна пешка на бяло поле e2 · черна пешка на черно поле f2 · бял топ на черно поле e1 · бяла дама на черно поле g1 | черен цар на черно поле h8 · бяла пешка на бяло поле h7 · бял цар на бяло поле g6 · черна пешка на бяло поле e2 · черна пешка на черно поле f2 · бял топ на черно поле e1 · бяла дама на черно поле g1 | черен цар на черно поле h8 · бяла пешка на бяло поле h7 · бял цар на бяло поле g6 · черна пешка на бяло поле e2 · черна пешка на черно поле f2 · бял топ на черно поле e1 · бяла дама на черно поле g1 | черен цар на черно поле h8 · бяла пешка на бяло поле h7 · бял цар на бяло поле g6 · черна пешка на бяло поле e2 · черна пешка на черно поле f2 · бял топ на черно поле e1 · бяла дама на черно поле g1 | черен цар на черно поле h8 · бяла пешка на бяло поле h7 · бял цар на бяло поле g6 · черна пешка на бяло поле e2 · черна пешка на черно поле f2 · бял топ на черно поле e1 · бяла дама на черно поле g1 | черен цар на черно поле h8 · бяла пешка на бяло поле h7 · бял цар на бяло поле g6 · черна пешка на бяло поле e2 · черна пешка на черно поле f2 · бял топ на черно поле e1 · бяла дама на черно поле g1 | 5 |
| 4 | черен цар на черно поле h8 · бяла пешка на бяло поле h7 · бял цар на бяло поле g6 · черна пешка на бяло поле e2 · черна пешка на черно поле f2 · бял топ на черно поле e1 · бяла дама на черно поле g1 | черен цар на черно поле h8 · бяла пешка на бяло поле h7 · бял цар на бяло поле g6 · черна пешка на бяло поле e2 · черна пешка на черно поле f2 · бял топ на черно поле e1 · бяла дама на черно поле g1 | черен цар на черно поле h8 · бяла пешка на бяло поле h7 · бял цар на бяло поле g6 · черна пешка на бяло поле e2 · черна пешка на черно поле f2 · бял топ на черно поле e1 · бяла дама на черно поле g1 | черен цар на черно поле h8 · бяла пешка на бяло поле h7 · бял цар на бяло поле g6 · черна пешка на бяло поле e2 · черна пешка на черно поле f2 · бял топ на черно поле e1 · бяла дама на черно поле g1 | черен цар на черно поле h8 · бяла пешка на бяло поле h7 · бял цар на бяло поле g6 · черна пешка на бяло поле e2 · черна пешка на черно поле f2 · бял топ на черно поле e1 · бяла дама на черно поле g1 | черен цар на черно поле h8 · бяла пешка на бяло поле h7 · бял цар на бяло поле g6 · черна пешка на бяло поле e2 · черна пешка на черно поле f2 · бял топ на черно поле e1 · бяла дама на черно поле g1 | черен цар на черно поле h8 · бяла пешка на бяло поле h7 · бял цар на бяло поле g6 · черна пешка на бяло поле e2 · черна пешка на черно поле f2 · бял топ на черно поле e1 · бяла дама на черно поле g1 | черен цар на черно поле h8 · бяла пешка на бяло поле h7 · бял цар на бяло поле g6 · черна пешка на бяло поле e2 · черна пешка на черно поле f2 · бял топ на черно поле e1 · бяла дама на черно поле g1 | 4 |
| 3 | черен цар на черно поле h8 · бяла пешка на бяло поле h7 · бял цар на бяло поле g6 · черна пешка на бяло поле e2 · черна пешка на черно поле f2 · бял топ на черно поле e1 · бяла дама на черно поле g1 | черен цар на черно поле h8 · бяла пешка на бяло поле h7 · бял цар на бяло поле g6 · черна пешка на бяло поле e2 · черна пешка на черно поле f2 · бял топ на черно поле e1 · бяла дама на черно поле g1 | черен цар на черно поле h8 · бяла пешка на бяло поле h7 · бял цар на бяло поле g6 · черна пешка на бяло поле e2 · черна пешка на черно поле f2 · бял топ на черно поле e1 · бяла дама на черно поле g1 | черен цар на черно поле h8 · бяла пешка на бяло поле h7 · бял цар на бяло поле g6 · черна пешка на бяло поле e2 · черна пешка на черно поле f2 · бял топ на черно поле e1 · бяла дама на черно поле g1 | черен цар на черно поле h8 · бяла пешка на бяло поле h7 · бял цар на бяло поле g6 · черна пешка на бяло поле e2 · черна пешка на черно поле f2 · бял топ на черно поле e1 · бяла дама на черно поле g1 | черен цар на черно поле h8 · бяла пешка на бяло поле h7 · бял цар на бяло поле g6 · черна пешка на бяло поле e2 · черна пешка на черно поле f2 · бял топ на черно поле e1 · бяла дама на черно поле g1 | черен цар на черно поле h8 · бяла пешка на бяло поле h7 · бял цар на бяло поле g6 · черна пешка на бяло поле e2 · черна пешка на черно поле f2 · бял топ на черно поле e1 · бяла дама на черно поле g1 | черен цар на черно поле h8 · бяла пешка на бяло поле h7 · бял цар на бяло поле g6 · черна пешка на бяло поле e2 · черна пешка на черно поле f2 · бял топ на черно поле e1 · бяла дама на черно поле g1 | 3 |
| 2 | черен цар на черно поле h8 · бяла пешка на бяло поле h7 · бял цар на бяло поле g6 · черна пешка на бяло поле e2 · черна пешка на черно поле f2 · бял топ на черно поле e1 · бяла дама на черно поле g1 | черен цар на черно поле h8 · бяла пешка на бяло поле h7 · бял цар на бяло поле g6 · черна пешка на бяло поле e2 · черна пешка на черно поле f2 · бял топ на черно поле e1 · бяла дама на черно поле g1 | черен цар на черно поле h8 · бяла пешка на бяло поле h7 · бял цар на бяло поле g6 · черна пешка на бяло поле e2 · черна пешка на черно поле f2 · бял топ на черно поле e1 · бяла дама на черно поле g1 | черен цар на черно поле h8 · бяла пешка на бяло поле h7 · бял цар на бяло поле g6 · черна пешка на бяло поле e2 · черна пешка на черно поле f2 · бял топ на черно поле e1 · бяла дама на черно поле g1 | черен цар на черно поле h8 · бяла пешка на бяло поле h7 · бял цар на бяло поле g6 · черна пешка на бяло поле e2 · черна пешка на черно поле f2 · бял топ на черно поле e1 · бяла дама на черно поле g1 | черен цар на черно поле h8 · бяла пешка на бяло поле h7 · бял цар на бяло поле g6 · черна пешка на бяло поле e2 · черна пешка на черно поле f2 · бял топ на черно поле e1 · бяла дама на черно поле g1 | черен цар на черно поле h8 · бяла пешка на бяло поле h7 · бял цар на бяло поле g6 · черна пешка на бяло поле e2 · черна пешка на черно поле f2 · бял топ на черно поле e1 · бяла дама на черно поле g1 | черен цар на черно поле h8 · бяла пешка на бяло поле h7 · бял цар на бяло поле g6 · черна пешка на бяло поле e2 · черна пешка на черно поле f2 · бял топ на черно поле e1 · бяла дама на черно поле g1 | 2 |
| 1 | черен цар на черно поле h8 · бяла пешка на бяло поле h7 · бял цар на бяло поле g6 · черна пешка на бяло поле e2 · черна пешка на черно поле f2 · бял топ на черно поле e1 · бяла дама на черно поле g1 | черен цар на черно поле h8 · бяла пешка на бяло поле h7 · бял цар на бяло поле g6 · черна пешка на бяло поле e2 · черна пешка на черно поле f2 · бял топ на черно поле e1 · бяла дама на черно поле g1 | черен цар на черно поле h8 · бяла пешка на бяло поле h7 · бял цар на бяло поле g6 · черна пешка на бяло поле e2 · черна пешка на черно поле f2 · бял топ на черно поле e1 · бяла дама на черно поле g1 | черен цар на черно поле h8 · бяла пешка на бяло поле h7 · бял цар на бяло поле g6 · черна пешка на бяло поле e2 · черна пешка на черно поле f2 · бял топ на черно поле e1 · бяла дама на черно поле g1 | черен цар на черно поле h8 · бяла пешка на бяло поле h7 · бял цар на бяло поле g6 · черна пешка на бяло поле e2 · черна пешка на черно поле f2 · бял топ на черно поле e1 · бяла дама на черно поле g1 | черен цар на черно поле h8 · бяла пешка на бяло поле h7 · бял цар на бяло поле g6 · черна пешка на бяло поле e2 · черна пешка на черно поле f2 · бял топ на черно поле e1 · бяла дама на черно поле g1 | черен цар на черно поле h8 · бяла пешка на бяло поле h7 · бял цар на бяло поле g6 · черна пешка на бяло поле e2 · черна пешка на черно поле f2 · бял топ на черно поле e1 · бяла дама на черно поле g1 | черен цар на черно поле h8 · бяла пешка на бяло поле h7 · бял цар на бяло поле g6 · черна пешка на бяло поле e2 · черна пешка на черно поле f2 · бял топ на черно поле e1 · бяла дама на черно поле g1 | 1 |
|   | a | b | c | d | e | f | g | h |   |

|   | a | b | c | d | e | f | g | h |   |
| 8 | черен цар на бяло поле a8 · бял цар на черно поле d8 · бяла пешка на черно поле a7 · черна пешка на бяло поле b7 · бяла дама на черно поле g7 · черен кон на бяло поле a6 · бял кон на бяло поле b5 | черен цар на бяло поле a8 · бял цар на черно поле d8 · бяла пешка на черно поле a7 · черна пешка на бяло поле b7 · бяла дама на черно поле g7 · черен кон на бяло поле a6 · бял кон на бяло поле b5 | черен цар на бяло поле a8 · бял цар на черно поле d8 · бяла пешка на черно поле a7 · черна пешка на бяло поле b7 · бяла дама на черно поле g7 · черен кон на бяло поле a6 · бял кон на бяло поле b5 | черен цар на бяло поле a8 · бял цар на черно поле d8 · бяла пешка на черно поле a7 · черна пешка на бяло поле b7 · бяла дама на черно поле g7 · черен кон на бяло поле a6 · бял кон на бяло поле b5 | черен цар на бяло поле a8 · бял цар на черно поле d8 · бяла пешка на черно поле a7 · черна пешка на бяло поле b7 · бяла дама на черно поле g7 · черен кон на бяло поле a6 · бял кон на бяло поле b5 | черен цар на бяло поле a8 · бял цар на черно поле d8 · бяла пешка на черно поле a7 · черна пешка на бяло поле b7 · бяла дама на черно поле g7 · черен кон на бяло поле a6 · бял кон на бяло поле b5 | черен цар на бяло поле a8 · бял цар на черно поле d8 · бяла пешка на черно поле a7 · черна пешка на бяло поле b7 · бяла дама на черно поле g7 · черен кон на бяло поле a6 · бял кон на бяло поле b5 | черен цар на бяло поле a8 · бял цар на черно поле d8 · бяла пешка на черно поле a7 · черна пешка на бяло поле b7 · бяла дама на черно поле g7 · черен кон на бяло поле a6 · бял кон на бяло поле b5 | 8 |
| 7 | черен цар на бяло поле a8 · бял цар на черно поле d8 · бяла пешка на черно поле a7 · черна пешка на бяло поле b7 · бяла дама на черно поле g7 · черен кон на бяло поле a6 · бял кон на бяло поле b5 | черен цар на бяло поле a8 · бял цар на черно поле d8 · бяла пешка на черно поле a7 · черна пешка на бяло поле b7 · бяла дама на черно поле g7 · черен кон на бяло поле a6 · бял кон на бяло поле b5 | черен цар на бяло поле a8 · бял цар на черно поле d8 · бяла пешка на черно поле a7 · черна пешка на бяло поле b7 · бяла дама на черно поле g7 · черен кон на бяло поле a6 · бял кон на бяло поле b5 | черен цар на бяло поле a8 · бял цар на черно поле d8 · бяла пешка на черно поле a7 · черна пешка на бяло поле b7 · бяла дама на черно поле g7 · черен кон на бяло поле a6 · бял кон на бяло поле b5 | черен цар на бяло поле a8 · бял цар на черно поле d8 · бяла пешка на черно поле a7 · черна пешка на бяло поле b7 · бяла дама на черно поле g7 · черен кон на бяло поле a6 · бял кон на бяло поле b5 | черен цар на бяло поле a8 · бял цар на черно поле d8 · бяла пешка на черно поле a7 · черна пешка на бяло поле b7 · бяла дама на черно поле g7 · черен кон на бяло поле a6 · бял кон на бяло поле b5 | черен цар на бяло поле a8 · бял цар на черно поле d8 · бяла пешка на черно поле a7 · черна пешка на бяло поле b7 · бяла дама на черно поле g7 · черен кон на бяло поле a6 · бял кон на бяло поле b5 | черен цар на бяло поле a8 · бял цар на черно поле d8 · бяла пешка на черно поле a7 · черна пешка на бяло поле b7 · бяла дама на черно поле g7 · черен кон на бяло поле a6 · бял кон на бяло поле b5 | 7 |
| 6 | черен цар на бяло поле a8 · бял цар на черно поле d8 · бяла пешка на черно поле a7 · черна пешка на бяло поле b7 · бяла дама на черно поле g7 · черен кон на бяло поле a6 · бял кон на бяло поле b5 | черен цар на бяло поле a8 · бял цар на черно поле d8 · бяла пешка на черно поле a7 · черна пешка на бяло поле b7 · бяла дама на черно поле g7 · черен кон на бяло поле a6 · бял кон на бяло поле b5 | черен цар на бяло поле a8 · бял цар на черно поле d8 · бяла пешка на черно поле a7 · черна пешка на бяло поле b7 · бяла дама на черно поле g7 · черен кон на бяло поле a6 · бял кон на бяло поле b5 | черен цар на бяло поле a8 · бял цар на черно поле d8 · бяла пешка на черно поле a7 · черна пешка на бяло поле b7 · бяла дама на черно поле g7 · черен кон на бяло поле a6 · бял кон на бяло поле b5 | черен цар на бяло поле a8 · бял цар на черно поле d8 · бяла пешка на черно поле a7 · черна пешка на бяло поле b7 · бяла дама на черно поле g7 · черен кон на бяло поле a6 · бял кон на бяло поле b5 | черен цар на бяло поле a8 · бял цар на черно поле d8 · бяла пешка на черно поле a7 · черна пешка на бяло поле b7 · бяла дама на черно поле g7 · черен кон на бяло поле a6 · бял кон на бяло поле b5 | черен цар на бяло поле a8 · бял цар на черно поле d8 · бяла пешка на черно поле a7 · черна пешка на бяло поле b7 · бяла дама на черно поле g7 · черен кон на бяло поле a6 · бял кон на бяло поле b5 | черен цар на бяло поле a8 · бял цар на черно поле d8 · бяла пешка на черно поле a7 · черна пешка на бяло поле b7 · бяла дама на черно поле g7 · черен кон на бяло поле a6 · бял кон на бяло поле b5 | 6 |
| 5 | черен цар на бяло поле a8 · бял цар на черно поле d8 · бяла пешка на черно поле a7 · черна пешка на бяло поле b7 · бяла дама на черно поле g7 · черен кон на бяло поле a6 · бял кон на бяло поле b5 | черен цар на бяло поле a8 · бял цар на черно поле d8 · бяла пешка на черно поле a7 · черна пешка на бяло поле b7 · бяла дама на черно поле g7 · черен кон на бяло поле a6 · бял кон на бяло поле b5 | черен цар на бяло поле a8 · бял цар на черно поле d8 · бяла пешка на черно поле a7 · черна пешка на бяло поле b7 · бяла дама на черно поле g7 · черен кон на бяло поле a6 · бял кон на бяло поле b5 | черен цар на бяло поле a8 · бял цар на черно поле d8 · бяла пешка на черно поле a7 · черна пешка на бяло поле b7 · бяла дама на черно поле g7 · черен кон на бяло поле a6 · бял кон на бяло поле b5 | черен цар на бяло поле a8 · бял цар на черно поле d8 · бяла пешка на черно поле a7 · черна пешка на бяло поле b7 · бяла дама на черно поле g7 · черен кон на бяло поле a6 · бял кон на бяло поле b5 | черен цар на бяло поле a8 · бял цар на черно поле d8 · бяла пешка на черно поле a7 · черна пешка на бяло поле b7 · бяла дама на черно поле g7 · черен кон на бяло поле a6 · бял кон на бяло поле b5 | черен цар на бяло поле a8 · бял цар на черно поле d8 · бяла пешка на черно поле a7 · черна пешка на бяло поле b7 · бяла дама на черно поле g7 · черен кон на бяло поле a6 · бял кон на бяло поле b5 | черен цар на бяло поле a8 · бял цар на черно поле d8 · бяла пешка на черно поле a7 · черна пешка на бяло поле b7 · бяла дама на черно поле g7 · черен кон на бяло поле a6 · бял кон на бяло поле b5 | 5 |
| 4 | черен цар на бяло поле a8 · бял цар на черно поле d8 · бяла пешка на черно поле a7 · черна пешка на бяло поле b7 · бяла дама на черно поле g7 · черен кон на бяло поле a6 · бял кон на бяло поле b5 | черен цар на бяло поле a8 · бял цар на черно поле d8 · бяла пешка на черно поле a7 · черна пешка на бяло поле b7 · бяла дама на черно поле g7 · черен кон на бяло поле a6 · бял кон на бяло поле b5 | черен цар на бяло поле a8 · бял цар на черно поле d8 · бяла пешка на черно поле a7 · черна пешка на бяло поле b7 · бяла дама на черно поле g7 · черен кон на бяло поле a6 · бял кон на бяло поле b5 | черен цар на бяло поле a8 · бял цар на черно поле d8 · бяла пешка на черно поле a7 · черна пешка на бяло поле b7 · бяла дама на черно поле g7 · черен кон на бяло поле a6 · бял кон на бяло поле b5 | черен цар на бяло поле a8 · бял цар на черно поле d8 · бяла пешка на черно поле a7 · черна пешка на бяло поле b7 · бяла дама на черно поле g7 · черен кон на бяло поле a6 · бял кон на бяло поле b5 | черен цар на бяло поле a8 · бял цар на черно поле d8 · бяла пешка на черно поле a7 · черна пешка на бяло поле b7 · бяла дама на черно поле g7 · черен кон на бяло поле a6 · бял кон на бяло поле b5 | черен цар на бяло поле a8 · бял цар на черно поле d8 · бяла пешка на черно поле a7 · черна пешка на бяло поле b7 · бяла дама на черно поле g7 · черен кон на бяло поле a6 · бял кон на бяло поле b5 | черен цар на бяло поле a8 · бял цар на черно поле d8 · бяла пешка на черно поле a7 · черна пешка на бяло поле b7 · бяла дама на черно поле g7 · черен кон на бяло поле a6 · бял кон на бяло поле b5 | 4 |
| 3 | черен цар на бяло поле a8 · бял цар на черно поле d8 · бяла пешка на черно поле a7 · черна пешка на бяло поле b7 · бяла дама на черно поле g7 · черен кон на бяло поле a6 · бял кон на бяло поле b5 | черен цар на бяло поле a8 · бял цар на черно поле d8 · бяла пешка на черно поле a7 · черна пешка на бяло поле b7 · бяла дама на черно поле g7 · черен кон на бяло поле a6 · бял кон на бяло поле b5 | черен цар на бяло поле a8 · бял цар на черно поле d8 · бяла пешка на черно поле a7 · черна пешка на бяло поле b7 · бяла дама на черно поле g7 · черен кон на бяло поле a6 · бял кон на бяло поле b5 | черен цар на бяло поле a8 · бял цар на черно поле d8 · бяла пешка на черно поле a7 · черна пешка на бяло поле b7 · бяла дама на черно поле g7 · черен кон на бяло поле a6 · бял кон на бяло поле b5 | черен цар на бяло поле a8 · бял цар на черно поле d8 · бяла пешка на черно поле a7 · черна пешка на бяло поле b7 · бяла дама на черно поле g7 · черен кон на бяло поле a6 · бял кон на бяло поле b5 | черен цар на бяло поле a8 · бял цар на черно поле d8 · бяла пешка на черно поле a7 · черна пешка на бяло поле b7 · бяла дама на черно поле g7 · черен кон на бяло поле a6 · бял кон на бяло поле b5 | черен цар на бяло поле a8 · бял цар на черно поле d8 · бяла пешка на черно поле a7 · черна пешка на бяло поле b7 · бяла дама на черно поле g7 · черен кон на бяло поле a6 · бял кон на бяло поле b5 | черен цар на бяло поле a8 · бял цар на черно поле d8 · бяла пешка на черно поле a7 · черна пешка на бяло поле b7 · бяла дама на черно поле g7 · черен кон на бяло поле a6 · бял кон на бяло поле b5 | 3 |
| 2 | черен цар на бяло поле a8 · бял цар на черно поле d8 · бяла пешка на черно поле a7 · черна пешка на бяло поле b7 · бяла дама на черно поле g7 · черен кон на бяло поле a6 · бял кон на бяло поле b5 | черен цар на бяло поле a8 · бял цар на черно поле d8 · бяла пешка на черно поле a7 · черна пешка на бяло поле b7 · бяла дама на черно поле g7 · черен кон на бяло поле a6 · бял кон на бяло поле b5 | черен цар на бяло поле a8 · бял цар на черно поле d8 · бяла пешка на черно поле a7 · черна пешка на бяло поле b7 · бяла дама на черно поле g7 · черен кон на бяло поле a6 · бял кон на бяло поле b5 | черен цар на бяло поле a8 · бял цар на черно поле d8 · бяла пешка на черно поле a7 · черна пешка на бяло поле b7 · бяла дама на черно поле g7 · черен кон на бяло поле a6 · бял кон на бяло поле b5 | черен цар на бяло поле a8 · бял цар на черно поле d8 · бяла пешка на черно поле a7 · черна пешка на бяло поле b7 · бяла дама на черно поле g7 · черен кон на бяло поле a6 · бял кон на бяло поле b5 | черен цар на бяло поле a8 · бял цар на черно поле d8 · бяла пешка на черно поле a7 · черна пешка на бяло поле b7 · бяла дама на черно поле g7 · черен кон на бяло поле a6 · бял кон на бяло поле b5 | черен цар на бяло поле a8 · бял цар на черно поле d8 · бяла пешка на черно поле a7 · черна пешка на бяло поле b7 · бяла дама на черно поле g7 · черен кон на бяло поле a6 · бял кон на бяло поле b5 | черен цар на бяло поле a8 · бял цар на черно поле d8 · бяла пешка на черно поле a7 · черна пешка на бяло поле b7 · бяла дама на черно поле g7 · черен кон на бяло поле a6 · бял кон на бяло поле b5 | 2 |
| 1 | черен цар на бяло поле a8 · бял цар на черно поле d8 · бяла пешка на черно поле a7 · черна пешка на бяло поле b7 · бяла дама на черно поле g7 · черен кон на бяло поле a6 · бял кон на бяло поле b5 | черен цар на бяло поле a8 · бял цар на черно поле d8 · бяла пешка на черно поле a7 · черна пешка на бяло поле b7 · бяла дама на черно поле g7 · черен кон на бяло поле a6 · бял кон на бяло поле b5 | черен цар на бяло поле a8 · бял цар на черно поле d8 · бяла пешка на черно поле a7 · черна пешка на бяло поле b7 · бяла дама на черно поле g7 · черен кон на бяло поле a6 · бял кон на бяло поле b5 | черен цар на бяло поле a8 · бял цар на черно поле d8 · бяла пешка на черно поле a7 · черна пешка на бяло поле b7 · бяла дама на черно поле g7 · черен кон на бяло поле a6 · бял кон на бяло поле b5 | черен цар на бяло поле a8 · бял цар на черно поле d8 · бяла пешка на черно поле a7 · черна пешка на бяло поле b7 · бяла дама на черно поле g7 · черен кон на бяло поле a6 · бял кон на бяло поле b5 | черен цар на бяло поле a8 · бял цар на черно поле d8 · бяла пешка на черно поле a7 · черна пешка на бяло поле b7 · бяла дама на черно поле g7 · черен кон на бяло поле a6 · бял кон на бяло поле b5 | черен цар на бяло поле a8 · бял цар на черно поле d8 · бяла пешка на черно поле a7 · черна пешка на бяло поле b7 · бяла дама на черно поле g7 · черен кон на бяло поле a6 · бял кон на бяло поле b5 | черен цар на бяло поле a8 · бял цар на черно поле d8 · бяла пешка на черно поле a7 · черна пешка на бяло поле b7 · бяла дама на черно поле g7 · черен кон на бяло поле a6 · бял кон на бяло поле b5 | 1 |
|   | a | b | c | d | e | f | g | h |   |

|   | a | b | c | d | e | f | g | h |   |
| 8 | бял офицер на черно поле b8 · черен кон на черно поле f8 · черен кон на бяло поле h7 · бяла пешка на бяло поле a6 · черен цар на бяло поле c6 · бял топ на черно поле a5 · бяла пешка на черно поле c5 · бял кон на бяло поле d5 · бяла дама на бяло поле f5 · черна дама на черно поле h4 · черна пешка на черно поле b2 · бял топ на бяло поле c2 · бяла пешка на бяло поле g2 · бял цар на бяло поле b1 · бял офицер на бяло поле d1 | бял офицер на черно поле b8 · черен кон на черно поле f8 · черен кон на бяло поле h7 · бяла пешка на бяло поле a6 · черен цар на бяло поле c6 · бял топ на черно поле a5 · бяла пешка на черно поле c5 · бял кон на бяло поле d5 · бяла дама на бяло поле f5 · черна дама на черно поле h4 · черна пешка на черно поле b2 · бял топ на бяло поле c2 · бяла пешка на бяло поле g2 · бял цар на бяло поле b1 · бял офицер на бяло поле d1 | бял офицер на черно поле b8 · черен кон на черно поле f8 · черен кон на бяло поле h7 · бяла пешка на бяло поле a6 · черен цар на бяло поле c6 · бял топ на черно поле a5 · бяла пешка на черно поле c5 · бял кон на бяло поле d5 · бяла дама на бяло поле f5 · черна дама на черно поле h4 · черна пешка на черно поле b2 · бял топ на бяло поле c2 · бяла пешка на бяло поле g2 · бял цар на бяло поле b1 · бял офицер на бяло поле d1 | бял офицер на черно поле b8 · черен кон на черно поле f8 · черен кон на бяло поле h7 · бяла пешка на бяло поле a6 · черен цар на бяло поле c6 · бял топ на черно поле a5 · бяла пешка на черно поле c5 · бял кон на бяло поле d5 · бяла дама на бяло поле f5 · черна дама на черно поле h4 · черна пешка на черно поле b2 · бял топ на бяло поле c2 · бяла пешка на бяло поле g2 · бял цар на бяло поле b1 · бял офицер на бяло поле d1 | бял офицер на черно поле b8 · черен кон на черно поле f8 · черен кон на бяло поле h7 · бяла пешка на бяло поле a6 · черен цар на бяло поле c6 · бял топ на черно поле a5 · бяла пешка на черно поле c5 · бял кон на бяло поле d5 · бяла дама на бяло поле f5 · черна дама на черно поле h4 · черна пешка на черно поле b2 · бял топ на бяло поле c2 · бяла пешка на бяло поле g2 · бял цар на бяло поле b1 · бял офицер на бяло поле d1 | бял офицер на черно поле b8 · черен кон на черно поле f8 · черен кон на бяло поле h7 · бяла пешка на бяло поле a6 · черен цар на бяло поле c6 · бял топ на черно поле a5 · бяла пешка на черно поле c5 · бял кон на бяло поле d5 · бяла дама на бяло поле f5 · черна дама на черно поле h4 · черна пешка на черно поле b2 · бял топ на бяло поле c2 · бяла пешка на бяло поле g2 · бял цар на бяло поле b1 · бял офицер на бяло поле d1 | бял офицер на черно поле b8 · черен кон на черно поле f8 · черен кон на бяло поле h7 · бяла пешка на бяло поле a6 · черен цар на бяло поле c6 · бял топ на черно поле a5 · бяла пешка на черно поле c5 · бял кон на бяло поле d5 · бяла дама на бяло поле f5 · черна дама на черно поле h4 · черна пешка на черно поле b2 · бял топ на бяло поле c2 · бяла пешка на бяло поле g2 · бял цар на бяло поле b1 · бял офицер на бяло поле d1 | бял офицер на черно поле b8 · черен кон на черно поле f8 · черен кон на бяло поле h7 · бяла пешка на бяло поле a6 · черен цар на бяло поле c6 · бял топ на черно поле a5 · бяла пешка на черно поле c5 · бял кон на бяло поле d5 · бяла дама на бяло поле f5 · черна дама на черно поле h4 · черна пешка на черно поле b2 · бял топ на бяло поле c2 · бяла пешка на бяло поле g2 · бял цар на бяло поле b1 · бял офицер на бяло поле d1 | 8 |
| 7 | бял офицер на черно поле b8 · черен кон на черно поле f8 · черен кон на бяло поле h7 · бяла пешка на бяло поле a6 · черен цар на бяло поле c6 · бял топ на черно поле a5 · бяла пешка на черно поле c5 · бял кон на бяло поле d5 · бяла дама на бяло поле f5 · черна дама на черно поле h4 · черна пешка на черно поле b2 · бял топ на бяло поле c2 · бяла пешка на бяло поле g2 · бял цар на бяло поле b1 · бял офицер на бяло поле d1 | бял офицер на черно поле b8 · черен кон на черно поле f8 · черен кон на бяло поле h7 · бяла пешка на бяло поле a6 · черен цар на бяло поле c6 · бял топ на черно поле a5 · бяла пешка на черно поле c5 · бял кон на бяло поле d5 · бяла дама на бяло поле f5 · черна дама на черно поле h4 · черна пешка на черно поле b2 · бял топ на бяло поле c2 · бяла пешка на бяло поле g2 · бял цар на бяло поле b1 · бял офицер на бяло поле d1 | бял офицер на черно поле b8 · черен кон на черно поле f8 · черен кон на бяло поле h7 · бяла пешка на бяло поле a6 · черен цар на бяло поле c6 · бял топ на черно поле a5 · бяла пешка на черно поле c5 · бял кон на бяло поле d5 · бяла дама на бяло поле f5 · черна дама на черно поле h4 · черна пешка на черно поле b2 · бял топ на бяло поле c2 · бяла пешка на бяло поле g2 · бял цар на бяло поле b1 · бял офицер на бяло поле d1 | бял офицер на черно поле b8 · черен кон на черно поле f8 · черен кон на бяло поле h7 · бяла пешка на бяло поле a6 · черен цар на бяло поле c6 · бял топ на черно поле a5 · бяла пешка на черно поле c5 · бял кон на бяло поле d5 · бяла дама на бяло поле f5 · черна дама на черно поле h4 · черна пешка на черно поле b2 · бял топ на бяло поле c2 · бяла пешка на бяло поле g2 · бял цар на бяло поле b1 · бял офицер на бяло поле d1 | бял офицер на черно поле b8 · черен кон на черно поле f8 · черен кон на бяло поле h7 · бяла пешка на бяло поле a6 · черен цар на бяло поле c6 · бял топ на черно поле a5 · бяла пешка на черно поле c5 · бял кон на бяло поле d5 · бяла дама на бяло поле f5 · черна дама на черно поле h4 · черна пешка на черно поле b2 · бял топ на бяло поле c2 · бяла пешка на бяло поле g2 · бял цар на бяло поле b1 · бял офицер на бяло поле d1 | бял офицер на черно поле b8 · черен кон на черно поле f8 · черен кон на бяло поле h7 · бяла пешка на бяло поле a6 · черен цар на бяло поле c6 · бял топ на черно поле a5 · бяла пешка на черно поле c5 · бял кон на бяло поле d5 · бяла дама на бяло поле f5 · черна дама на черно поле h4 · черна пешка на черно поле b2 · бял топ на бяло поле c2 · бяла пешка на бяло поле g2 · бял цар на бяло поле b1 · бял офицер на бяло поле d1 | бял офицер на черно поле b8 · черен кон на черно поле f8 · черен кон на бяло поле h7 · бяла пешка на бяло поле a6 · черен цар на бяло поле c6 · бял топ на черно поле a5 · бяла пешка на черно поле c5 · бял кон на бяло поле d5 · бяла дама на бяло поле f5 · черна дама на черно поле h4 · черна пешка на черно поле b2 · бял топ на бяло поле c2 · бяла пешка на бяло поле g2 · бял цар на бяло поле b1 · бял офицер на бяло поле d1 | бял офицер на черно поле b8 · черен кон на черно поле f8 · черен кон на бяло поле h7 · бяла пешка на бяло поле a6 · черен цар на бяло поле c6 · бял топ на черно поле a5 · бяла пешка на черно поле c5 · бял кон на бяло поле d5 · бяла дама на бяло поле f5 · черна дама на черно поле h4 · черна пешка на черно поле b2 · бял топ на бяло поле c2 · бяла пешка на бяло поле g2 · бял цар на бяло поле b1 · бял офицер на бяло поле d1 | 7 |
| 6 | бял офицер на черно поле b8 · черен кон на черно поле f8 · черен кон на бяло поле h7 · бяла пешка на бяло поле a6 · черен цар на бяло поле c6 · бял топ на черно поле a5 · бяла пешка на черно поле c5 · бял кон на бяло поле d5 · бяла дама на бяло поле f5 · черна дама на черно поле h4 · черна пешка на черно поле b2 · бял топ на бяло поле c2 · бяла пешка на бяло поле g2 · бял цар на бяло поле b1 · бял офицер на бяло поле d1 | бял офицер на черно поле b8 · черен кон на черно поле f8 · черен кон на бяло поле h7 · бяла пешка на бяло поле a6 · черен цар на бяло поле c6 · бял топ на черно поле a5 · бяла пешка на черно поле c5 · бял кон на бяло поле d5 · бяла дама на бяло поле f5 · черна дама на черно поле h4 · черна пешка на черно поле b2 · бял топ на бяло поле c2 · бяла пешка на бяло поле g2 · бял цар на бяло поле b1 · бял офицер на бяло поле d1 | бял офицер на черно поле b8 · черен кон на черно поле f8 · черен кон на бяло поле h7 · бяла пешка на бяло поле a6 · черен цар на бяло поле c6 · бял топ на черно поле a5 · бяла пешка на черно поле c5 · бял кон на бяло поле d5 · бяла дама на бяло поле f5 · черна дама на черно поле h4 · черна пешка на черно поле b2 · бял топ на бяло поле c2 · бяла пешка на бяло поле g2 · бял цар на бяло поле b1 · бял офицер на бяло поле d1 | бял офицер на черно поле b8 · черен кон на черно поле f8 · черен кон на бяло поле h7 · бяла пешка на бяло поле a6 · черен цар на бяло поле c6 · бял топ на черно поле a5 · бяла пешка на черно поле c5 · бял кон на бяло поле d5 · бяла дама на бяло поле f5 · черна дама на черно поле h4 · черна пешка на черно поле b2 · бял топ на бяло поле c2 · бяла пешка на бяло поле g2 · бял цар на бяло поле b1 · бял офицер на бяло поле d1 | бял офицер на черно поле b8 · черен кон на черно поле f8 · черен кон на бяло поле h7 · бяла пешка на бяло поле a6 · черен цар на бяло поле c6 · бял топ на черно поле a5 · бяла пешка на черно поле c5 · бял кон на бяло поле d5 · бяла дама на бяло поле f5 · черна дама на черно поле h4 · черна пешка на черно поле b2 · бял топ на бяло поле c2 · бяла пешка на бяло поле g2 · бял цар на бяло поле b1 · бял офицер на бяло поле d1 | бял офицер на черно поле b8 · черен кон на черно поле f8 · черен кон на бяло поле h7 · бяла пешка на бяло поле a6 · черен цар на бяло поле c6 · бял топ на черно поле a5 · бяла пешка на черно поле c5 · бял кон на бяло поле d5 · бяла дама на бяло поле f5 · черна дама на черно поле h4 · черна пешка на черно поле b2 · бял топ на бяло поле c2 · бяла пешка на бяло поле g2 · бял цар на бяло поле b1 · бял офицер на бяло поле d1 | бял офицер на черно поле b8 · черен кон на черно поле f8 · черен кон на бяло поле h7 · бяла пешка на бяло поле a6 · черен цар на бяло поле c6 · бял топ на черно поле a5 · бяла пешка на черно поле c5 · бял кон на бяло поле d5 · бяла дама на бяло поле f5 · черна дама на черно поле h4 · черна пешка на черно поле b2 · бял топ на бяло поле c2 · бяла пешка на бяло поле g2 · бял цар на бяло поле b1 · бял офицер на бяло поле d1 | бял офицер на черно поле b8 · черен кон на черно поле f8 · черен кон на бяло поле h7 · бяла пешка на бяло поле a6 · черен цар на бяло поле c6 · бял топ на черно поле a5 · бяла пешка на черно поле c5 · бял кон на бяло поле d5 · бяла дама на бяло поле f5 · черна дама на черно поле h4 · черна пешка на черно поле b2 · бял топ на бяло поле c2 · бяла пешка на бяло поле g2 · бял цар на бяло поле b1 · бял офицер на бяло поле d1 | 6 |
| 5 | бял офицер на черно поле b8 · черен кон на черно поле f8 · черен кон на бяло поле h7 · бяла пешка на бяло поле a6 · черен цар на бяло поле c6 · бял топ на черно поле a5 · бяла пешка на черно поле c5 · бял кон на бяло поле d5 · бяла дама на бяло поле f5 · черна дама на черно поле h4 · черна пешка на черно поле b2 · бял топ на бяло поле c2 · бяла пешка на бяло поле g2 · бял цар на бяло поле b1 · бял офицер на бяло поле d1 | бял офицер на черно поле b8 · черен кон на черно поле f8 · черен кон на бяло поле h7 · бяла пешка на бяло поле a6 · черен цар на бяло поле c6 · бял топ на черно поле a5 · бяла пешка на черно поле c5 · бял кон на бяло поле d5 · бяла дама на бяло поле f5 · черна дама на черно поле h4 · черна пешка на черно поле b2 · бял топ на бяло поле c2 · бяла пешка на бяло поле g2 · бял цар на бяло поле b1 · бял офицер на бяло поле d1 | бял офицер на черно поле b8 · черен кон на черно поле f8 · черен кон на бяло поле h7 · бяла пешка на бяло поле a6 · черен цар на бяло поле c6 · бял топ на черно поле a5 · бяла пешка на черно поле c5 · бял кон на бяло поле d5 · бяла дама на бяло поле f5 · черна дама на черно поле h4 · черна пешка на черно поле b2 · бял топ на бяло поле c2 · бяла пешка на бяло поле g2 · бял цар на бяло поле b1 · бял офицер на бяло поле d1 | бял офицер на черно поле b8 · черен кон на черно поле f8 · черен кон на бяло поле h7 · бяла пешка на бяло поле a6 · черен цар на бяло поле c6 · бял топ на черно поле a5 · бяла пешка на черно поле c5 · бял кон на бяло поле d5 · бяла дама на бяло поле f5 · черна дама на черно поле h4 · черна пешка на черно поле b2 · бял топ на бяло поле c2 · бяла пешка на бяло поле g2 · бял цар на бяло поле b1 · бял офицер на бяло поле d1 | бял офицер на черно поле b8 · черен кон на черно поле f8 · черен кон на бяло поле h7 · бяла пешка на бяло поле a6 · черен цар на бяло поле c6 · бял топ на черно поле a5 · бяла пешка на черно поле c5 · бял кон на бяло поле d5 · бяла дама на бяло поле f5 · черна дама на черно поле h4 · черна пешка на черно поле b2 · бял топ на бяло поле c2 · бяла пешка на бяло поле g2 · бял цар на бяло поле b1 · бял офицер на бяло поле d1 | бял офицер на черно поле b8 · черен кон на черно поле f8 · черен кон на бяло поле h7 · бяла пешка на бяло поле a6 · черен цар на бяло поле c6 · бял топ на черно поле a5 · бяла пешка на черно поле c5 · бял кон на бяло поле d5 · бяла дама на бяло поле f5 · черна дама на черно поле h4 · черна пешка на черно поле b2 · бял топ на бяло поле c2 · бяла пешка на бяло поле g2 · бял цар на бяло поле b1 · бял офицер на бяло поле d1 | бял офицер на черно поле b8 · черен кон на черно поле f8 · черен кон на бяло поле h7 · бяла пешка на бяло поле a6 · черен цар на бяло поле c6 · бял топ на черно поле a5 · бяла пешка на черно поле c5 · бял кон на бяло поле d5 · бяла дама на бяло поле f5 · черна дама на черно поле h4 · черна пешка на черно поле b2 · бял топ на бяло поле c2 · бяла пешка на бяло поле g2 · бял цар на бяло поле b1 · бял офицер на бяло поле d1 | бял офицер на черно поле b8 · черен кон на черно поле f8 · черен кон на бяло поле h7 · бяла пешка на бяло поле a6 · черен цар на бяло поле c6 · бял топ на черно поле a5 · бяла пешка на черно поле c5 · бял кон на бяло поле d5 · бяла дама на бяло поле f5 · черна дама на черно поле h4 · черна пешка на черно поле b2 · бял топ на бяло поле c2 · бяла пешка на бяло поле g2 · бял цар на бяло поле b1 · бял офицер на бяло поле d1 | 5 |
| 4 | бял офицер на черно поле b8 · черен кон на черно поле f8 · черен кон на бяло поле h7 · бяла пешка на бяло поле a6 · черен цар на бяло поле c6 · бял топ на черно поле a5 · бяла пешка на черно поле c5 · бял кон на бяло поле d5 · бяла дама на бяло поле f5 · черна дама на черно поле h4 · черна пешка на черно поле b2 · бял топ на бяло поле c2 · бяла пешка на бяло поле g2 · бял цар на бяло поле b1 · бял офицер на бяло поле d1 | бял офицер на черно поле b8 · черен кон на черно поле f8 · черен кон на бяло поле h7 · бяла пешка на бяло поле a6 · черен цар на бяло поле c6 · бял топ на черно поле a5 · бяла пешка на черно поле c5 · бял кон на бяло поле d5 · бяла дама на бяло поле f5 · черна дама на черно поле h4 · черна пешка на черно поле b2 · бял топ на бяло поле c2 · бяла пешка на бяло поле g2 · бял цар на бяло поле b1 · бял офицер на бяло поле d1 | бял офицер на черно поле b8 · черен кон на черно поле f8 · черен кон на бяло поле h7 · бяла пешка на бяло поле a6 · черен цар на бяло поле c6 · бял топ на черно поле a5 · бяла пешка на черно поле c5 · бял кон на бяло поле d5 · бяла дама на бяло поле f5 · черна дама на черно поле h4 · черна пешка на черно поле b2 · бял топ на бяло поле c2 · бяла пешка на бяло поле g2 · бял цар на бяло поле b1 · бял офицер на бяло поле d1 | бял офицер на черно поле b8 · черен кон на черно поле f8 · черен кон на бяло поле h7 · бяла пешка на бяло поле a6 · черен цар на бяло поле c6 · бял топ на черно поле a5 · бяла пешка на черно поле c5 · бял кон на бяло поле d5 · бяла дама на бяло поле f5 · черна дама на черно поле h4 · черна пешка на черно поле b2 · бял топ на бяло поле c2 · бяла пешка на бяло поле g2 · бял цар на бяло поле b1 · бял офицер на бяло поле d1 | бял офицер на черно поле b8 · черен кон на черно поле f8 · черен кон на бяло поле h7 · бяла пешка на бяло поле a6 · черен цар на бяло поле c6 · бял топ на черно поле a5 · бяла пешка на черно поле c5 · бял кон на бяло поле d5 · бяла дама на бяло поле f5 · черна дама на черно поле h4 · черна пешка на черно поле b2 · бял топ на бяло поле c2 · бяла пешка на бяло поле g2 · бял цар на бяло поле b1 · бял офицер на бяло поле d1 | бял офицер на черно поле b8 · черен кон на черно поле f8 · черен кон на бяло поле h7 · бяла пешка на бяло поле a6 · черен цар на бяло поле c6 · бял топ на черно поле a5 · бяла пешка на черно поле c5 · бял кон на бяло поле d5 · бяла дама на бяло поле f5 · черна дама на черно поле h4 · черна пешка на черно поле b2 · бял топ на бяло поле c2 · бяла пешка на бяло поле g2 · бял цар на бяло поле b1 · бял офицер на бяло поле d1 | бял офицер на черно поле b8 · черен кон на черно поле f8 · черен кон на бяло поле h7 · бяла пешка на бяло поле a6 · черен цар на бяло поле c6 · бял топ на черно поле a5 · бяла пешка на черно поле c5 · бял кон на бяло поле d5 · бяла дама на бяло поле f5 · черна дама на черно поле h4 · черна пешка на черно поле b2 · бял топ на бяло поле c2 · бяла пешка на бяло поле g2 · бял цар на бяло поле b1 · бял офицер на бяло поле d1 | бял офицер на черно поле b8 · черен кон на черно поле f8 · черен кон на бяло поле h7 · бяла пешка на бяло поле a6 · черен цар на бяло поле c6 · бял топ на черно поле a5 · бяла пешка на черно поле c5 · бял кон на бяло поле d5 · бяла дама на бяло поле f5 · черна дама на черно поле h4 · черна пешка на черно поле b2 · бял топ на бяло поле c2 · бяла пешка на бяло поле g2 · бял цар на бяло поле b1 · бял офицер на бяло поле d1 | 4 |
| 3 | бял офицер на черно поле b8 · черен кон на черно поле f8 · черен кон на бяло поле h7 · бяла пешка на бяло поле a6 · черен цар на бяло поле c6 · бял топ на черно поле a5 · бяла пешка на черно поле c5 · бял кон на бяло поле d5 · бяла дама на бяло поле f5 · черна дама на черно поле h4 · черна пешка на черно поле b2 · бял топ на бяло поле c2 · бяла пешка на бяло поле g2 · бял цар на бяло поле b1 · бял офицер на бяло поле d1 | бял офицер на черно поле b8 · черен кон на черно поле f8 · черен кон на бяло поле h7 · бяла пешка на бяло поле a6 · черен цар на бяло поле c6 · бял топ на черно поле a5 · бяла пешка на черно поле c5 · бял кон на бяло поле d5 · бяла дама на бяло поле f5 · черна дама на черно поле h4 · черна пешка на черно поле b2 · бял топ на бяло поле c2 · бяла пешка на бяло поле g2 · бял цар на бяло поле b1 · бял офицер на бяло поле d1 | бял офицер на черно поле b8 · черен кон на черно поле f8 · черен кон на бяло поле h7 · бяла пешка на бяло поле a6 · черен цар на бяло поле c6 · бял топ на черно поле a5 · бяла пешка на черно поле c5 · бял кон на бяло поле d5 · бяла дама на бяло поле f5 · черна дама на черно поле h4 · черна пешка на черно поле b2 · бял топ на бяло поле c2 · бяла пешка на бяло поле g2 · бял цар на бяло поле b1 · бял офицер на бяло поле d1 | бял офицер на черно поле b8 · черен кон на черно поле f8 · черен кон на бяло поле h7 · бяла пешка на бяло поле a6 · черен цар на бяло поле c6 · бял топ на черно поле a5 · бяла пешка на черно поле c5 · бял кон на бяло поле d5 · бяла дама на бяло поле f5 · черна дама на черно поле h4 · черна пешка на черно поле b2 · бял топ на бяло поле c2 · бяла пешка на бяло поле g2 · бял цар на бяло поле b1 · бял офицер на бяло поле d1 | бял офицер на черно поле b8 · черен кон на черно поле f8 · черен кон на бяло поле h7 · бяла пешка на бяло поле a6 · черен цар на бяло поле c6 · бял топ на черно поле a5 · бяла пешка на черно поле c5 · бял кон на бяло поле d5 · бяла дама на бяло поле f5 · черна дама на черно поле h4 · черна пешка на черно поле b2 · бял топ на бяло поле c2 · бяла пешка на бяло поле g2 · бял цар на бяло поле b1 · бял офицер на бяло поле d1 | бял офицер на черно поле b8 · черен кон на черно поле f8 · черен кон на бяло поле h7 · бяла пешка на бяло поле a6 · черен цар на бяло поле c6 · бял топ на черно поле a5 · бяла пешка на черно поле c5 · бял кон на бяло поле d5 · бяла дама на бяло поле f5 · черна дама на черно поле h4 · черна пешка на черно поле b2 · бял топ на бяло поле c2 · бяла пешка на бяло поле g2 · бял цар на бяло поле b1 · бял офицер на бяло поле d1 | бял офицер на черно поле b8 · черен кон на черно поле f8 · черен кон на бяло поле h7 · бяла пешка на бяло поле a6 · черен цар на бяло поле c6 · бял топ на черно поле a5 · бяла пешка на черно поле c5 · бял кон на бяло поле d5 · бяла дама на бяло поле f5 · черна дама на черно поле h4 · черна пешка на черно поле b2 · бял топ на бяло поле c2 · бяла пешка на бяло поле g2 · бял цар на бяло поле b1 · бял офицер на бяло поле d1 | бял офицер на черно поле b8 · черен кон на черно поле f8 · черен кон на бяло поле h7 · бяла пешка на бяло поле a6 · черен цар на бяло поле c6 · бял топ на черно поле a5 · бяла пешка на черно поле c5 · бял кон на бяло поле d5 · бяла дама на бяло поле f5 · черна дама на черно поле h4 · черна пешка на черно поле b2 · бял топ на бяло поле c2 · бяла пешка на бяло поле g2 · бял цар на бяло поле b1 · бял офицер на бяло поле d1 | 3 |
| 2 | бял офицер на черно поле b8 · черен кон на черно поле f8 · черен кон на бяло поле h7 · бяла пешка на бяло поле a6 · черен цар на бяло поле c6 · бял топ на черно поле a5 · бяла пешка на черно поле c5 · бял кон на бяло поле d5 · бяла дама на бяло поле f5 · черна дама на черно поле h4 · черна пешка на черно поле b2 · бял топ на бяло поле c2 · бяла пешка на бяло поле g2 · бял цар на бяло поле b1 · бял офицер на бяло поле d1 | бял офицер на черно поле b8 · черен кон на черно поле f8 · черен кон на бяло поле h7 · бяла пешка на бяло поле a6 · черен цар на бяло поле c6 · бял топ на черно поле a5 · бяла пешка на черно поле c5 · бял кон на бяло поле d5 · бяла дама на бяло поле f5 · черна дама на черно поле h4 · черна пешка на черно поле b2 · бял топ на бяло поле c2 · бяла пешка на бяло поле g2 · бял цар на бяло поле b1 · бял офицер на бяло поле d1 | бял офицер на черно поле b8 · черен кон на черно поле f8 · черен кон на бяло поле h7 · бяла пешка на бяло поле a6 · черен цар на бяло поле c6 · бял топ на черно поле a5 · бяла пешка на черно поле c5 · бял кон на бяло поле d5 · бяла дама на бяло поле f5 · черна дама на черно поле h4 · черна пешка на черно поле b2 · бял топ на бяло поле c2 · бяла пешка на бяло поле g2 · бял цар на бяло поле b1 · бял офицер на бяло поле d1 | бял офицер на черно поле b8 · черен кон на черно поле f8 · черен кон на бяло поле h7 · бяла пешка на бяло поле a6 · черен цар на бяло поле c6 · бял топ на черно поле a5 · бяла пешка на черно поле c5 · бял кон на бяло поле d5 · бяла дама на бяло поле f5 · черна дама на черно поле h4 · черна пешка на черно поле b2 · бял топ на бяло поле c2 · бяла пешка на бяло поле g2 · бял цар на бяло поле b1 · бял офицер на бяло поле d1 | бял офицер на черно поле b8 · черен кон на черно поле f8 · черен кон на бяло поле h7 · бяла пешка на бяло поле a6 · черен цар на бяло поле c6 · бял топ на черно поле a5 · бяла пешка на черно поле c5 · бял кон на бяло поле d5 · бяла дама на бяло поле f5 · черна дама на черно поле h4 · черна пешка на черно поле b2 · бял топ на бяло поле c2 · бяла пешка на бяло поле g2 · бял цар на бяло поле b1 · бял офицер на бяло поле d1 | бял офицер на черно поле b8 · черен кон на черно поле f8 · черен кон на бяло поле h7 · бяла пешка на бяло поле a6 · черен цар на бяло поле c6 · бял топ на черно поле a5 · бяла пешка на черно поле c5 · бял кон на бяло поле d5 · бяла дама на бяло поле f5 · черна дама на черно поле h4 · черна пешка на черно поле b2 · бял топ на бяло поле c2 · бяла пешка на бяло поле g2 · бял цар на бяло поле b1 · бял офицер на бяло поле d1 | бял офицер на черно поле b8 · черен кон на черно поле f8 · черен кон на бяло поле h7 · бяла пешка на бяло поле a6 · черен цар на бяло поле c6 · бял топ на черно поле a5 · бяла пешка на черно поле c5 · бял кон на бяло поле d5 · бяла дама на бяло поле f5 · черна дама на черно поле h4 · черна пешка на черно поле b2 · бял топ на бяло поле c2 · бяла пешка на бяло поле g2 · бял цар на бяло поле b1 · бял офицер на бяло поле d1 | бял офицер на черно поле b8 · черен кон на черно поле f8 · черен кон на бяло поле h7 · бяла пешка на бяло поле a6 · черен цар на бяло поле c6 · бял топ на черно поле a5 · бяла пешка на черно поле c5 · бял кон на бяло поле d5 · бяла дама на бяло поле f5 · черна дама на черно поле h4 · черна пешка на черно поле b2 · бял топ на бяло поле c2 · бяла пешка на бяло поле g2 · бял цар на бяло поле b1 · бял офицер на бяло поле d1 | 2 |
| 1 | бял офицер на черно поле b8 · черен кон на черно поле f8 · черен кон на бяло поле h7 · бяла пешка на бяло поле a6 · черен цар на бяло поле c6 · бял топ на черно поле a5 · бяла пешка на черно поле c5 · бял кон на бяло поле d5 · бяла дама на бяло поле f5 · черна дама на черно поле h4 · черна пешка на черно поле b2 · бял топ на бяло поле c2 · бяла пешка на бяло поле g2 · бял цар на бяло поле b1 · бял офицер на бяло поле d1 | бял офицер на черно поле b8 · черен кон на черно поле f8 · черен кон на бяло поле h7 · бяла пешка на бяло поле a6 · черен цар на бяло поле c6 · бял топ на черно поле a5 · бяла пешка на черно поле c5 · бял кон на бяло поле d5 · бяла дама на бяло поле f5 · черна дама на черно поле h4 · черна пешка на черно поле b2 · бял топ на бяло поле c2 · бяла пешка на бяло поле g2 · бял цар на бяло поле b1 · бял офицер на бяло поле d1 | бял офицер на черно поле b8 · черен кон на черно поле f8 · черен кон на бяло поле h7 · бяла пешка на бяло поле a6 · черен цар на бяло поле c6 · бял топ на черно поле a5 · бяла пешка на черно поле c5 · бял кон на бяло поле d5 · бяла дама на бяло поле f5 · черна дама на черно поле h4 · черна пешка на черно поле b2 · бял топ на бяло поле c2 · бяла пешка на бяло поле g2 · бял цар на бяло поле b1 · бял офицер на бяло поле d1 | бял офицер на черно поле b8 · черен кон на черно поле f8 · черен кон на бяло поле h7 · бяла пешка на бяло поле a6 · черен цар на бяло поле c6 · бял топ на черно поле a5 · бяла пешка на черно поле c5 · бял кон на бяло поле d5 · бяла дама на бяло поле f5 · черна дама на черно поле h4 · черна пешка на черно поле b2 · бял топ на бяло поле c2 · бяла пешка на бяло поле g2 · бял цар на бяло поле b1 · бял офицер на бяло поле d1 | бял офицер на черно поле b8 · черен кон на черно поле f8 · черен кон на бяло поле h7 · бяла пешка на бяло поле a6 · черен цар на бяло поле c6 · бял топ на черно поле a5 · бяла пешка на черно поле c5 · бял кон на бяло поле d5 · бяла дама на бяло поле f5 · черна дама на черно поле h4 · черна пешка на черно поле b2 · бял топ на бяло поле c2 · бяла пешка на бяло поле g2 · бял цар на бяло поле b1 · бял офицер на бяло поле d1 | бял офицер на черно поле b8 · черен кон на черно поле f8 · черен кон на бяло поле h7 · бяла пешка на бяло поле a6 · черен цар на бяло поле c6 · бял топ на черно поле a5 · бяла пешка на черно поле c5 · бял кон на бяло поле d5 · бяла дама на бяло поле f5 · черна дама на черно поле h4 · черна пешка на черно поле b2 · бял топ на бяло поле c2 · бяла пешка на бяло поле g2 · бял цар на бяло поле b1 · бял офицер на бяло поле d1 | бял офицер на черно поле b8 · черен кон на черно поле f8 · черен кон на бяло поле h7 · бяла пешка на бяло поле a6 · черен цар на бяло поле c6 · бял топ на черно поле a5 · бяла пешка на черно поле c5 · бял кон на бяло поле d5 · бяла дама на бяло поле f5 · черна дама на черно поле h4 · черна пешка на черно поле b2 · бял топ на бяло поле c2 · бяла пешка на бяло поле g2 · бял цар на бяло поле b1 · бял офицер на бяло поле d1 | бял офицер на черно поле b8 · черен кон на черно поле f8 · черен кон на бяло поле h7 · бяла пешка на бяло поле a6 · черен цар на бяло поле c6 · бял топ на черно поле a5 · бяла пешка на черно поле c5 · бял кон на бяло поле d5 · бяла дама на бяло поле f5 · черна дама на черно поле h4 · черна пешка на черно поле b2 · бял топ на бяло поле c2 · бяла пешка на бяло поле g2 · бял цар на бяло поле b1 · бял офицер на бяло поле d1 | 1 |
|   | a | b | c | d | e | f | g | h |   |

В позицията на диаграмата вляво белите са изплели матова мрежа около черния цар и той е неподвижен. Черната дама едновременно охранява полетата b4 и е7 като защитава от 2 мата с коня: Kb4# и Ke7#. Черните не могат да преместят коня на f8, защото предпазва от Дe6#, нито коня на h7, защото ще блокират изгледа на дамата си на e7. Eдинствените спасителни ходове на черните са Де1 и Де4, за да може дамата все още да покрива b4 и e7. Белите възпрепятстват това с хода 1. Ое5!!  Цугцванг за черните, които вече нямат полезен ход и при всеки отговор получават мат:

1. ... Ц:d5 2. c6#! или
 1. ... Де1 (Д~4, Дh~, Дf2, Дg3, Kh7–~) 2. Ke7# или 
1. ... Дg5 (Дf6, Дd8) 2. Kb4# или 
1. ... Kf8–~ 2. Де6#.
|   | a | b | c | d | e | f | g | h |   |
| 8 | бял топ на бяло поле a8 · бял офицер на бяло поле c8 · черен цар на черно поле h8 · бял цар на бяло поле h5 · черна пешка на бяло поле a2 · черна пешка на бяло поле c2 · черна пешка на черно поле d2 · черна пешка на бяло поле e2 · черна пешка на черно поле f2 · черна пешка на бяло поле g2 · черна пешка на черно поле h2 · бяла дама на бяло поле b1 | бял топ на бяло поле a8 · бял офицер на бяло поле c8 · черен цар на черно поле h8 · бял цар на бяло поле h5 · черна пешка на бяло поле a2 · черна пешка на бяло поле c2 · черна пешка на черно поле d2 · черна пешка на бяло поле e2 · черна пешка на черно поле f2 · черна пешка на бяло поле g2 · черна пешка на черно поле h2 · бяла дама на бяло поле b1 | бял топ на бяло поле a8 · бял офицер на бяло поле c8 · черен цар на черно поле h8 · бял цар на бяло поле h5 · черна пешка на бяло поле a2 · черна пешка на бяло поле c2 · черна пешка на черно поле d2 · черна пешка на бяло поле e2 · черна пешка на черно поле f2 · черна пешка на бяло поле g2 · черна пешка на черно поле h2 · бяла дама на бяло поле b1 | бял топ на бяло поле a8 · бял офицер на бяло поле c8 · черен цар на черно поле h8 · бял цар на бяло поле h5 · черна пешка на бяло поле a2 · черна пешка на бяло поле c2 · черна пешка на черно поле d2 · черна пешка на бяло поле e2 · черна пешка на черно поле f2 · черна пешка на бяло поле g2 · черна пешка на черно поле h2 · бяла дама на бяло поле b1 | бял топ на бяло поле a8 · бял офицер на бяло поле c8 · черен цар на черно поле h8 · бял цар на бяло поле h5 · черна пешка на бяло поле a2 · черна пешка на бяло поле c2 · черна пешка на черно поле d2 · черна пешка на бяло поле e2 · черна пешка на черно поле f2 · черна пешка на бяло поле g2 · черна пешка на черно поле h2 · бяла дама на бяло поле b1 | бял топ на бяло поле a8 · бял офицер на бяло поле c8 · черен цар на черно поле h8 · бял цар на бяло поле h5 · черна пешка на бяло поле a2 · черна пешка на бяло поле c2 · черна пешка на черно поле d2 · черна пешка на бяло поле e2 · черна пешка на черно поле f2 · черна пешка на бяло поле g2 · черна пешка на черно поле h2 · бяла дама на бяло поле b1 | бял топ на бяло поле a8 · бял офицер на бяло поле c8 · черен цар на черно поле h8 · бял цар на бяло поле h5 · черна пешка на бяло поле a2 · черна пешка на бяло поле c2 · черна пешка на черно поле d2 · черна пешка на бяло поле e2 · черна пешка на черно поле f2 · черна пешка на бяло поле g2 · черна пешка на черно поле h2 · бяла дама на бяло поле b1 | бял топ на бяло поле a8 · бял офицер на бяло поле c8 · черен цар на черно поле h8 · бял цар на бяло поле h5 · черна пешка на бяло поле a2 · черна пешка на бяло поле c2 · черна пешка на черно поле d2 · черна пешка на бяло поле e2 · черна пешка на черно поле f2 · черна пешка на бяло поле g2 · черна пешка на черно поле h2 · бяла дама на бяло поле b1 | 8 |
| 7 | бял топ на бяло поле a8 · бял офицер на бяло поле c8 · черен цар на черно поле h8 · бял цар на бяло поле h5 · черна пешка на бяло поле a2 · черна пешка на бяло поле c2 · черна пешка на черно поле d2 · черна пешка на бяло поле e2 · черна пешка на черно поле f2 · черна пешка на бяло поле g2 · черна пешка на черно поле h2 · бяла дама на бяло поле b1 | бял топ на бяло поле a8 · бял офицер на бяло поле c8 · черен цар на черно поле h8 · бял цар на бяло поле h5 · черна пешка на бяло поле a2 · черна пешка на бяло поле c2 · черна пешка на черно поле d2 · черна пешка на бяло поле e2 · черна пешка на черно поле f2 · черна пешка на бяло поле g2 · черна пешка на черно поле h2 · бяла дама на бяло поле b1 | бял топ на бяло поле a8 · бял офицер на бяло поле c8 · черен цар на черно поле h8 · бял цар на бяло поле h5 · черна пешка на бяло поле a2 · черна пешка на бяло поле c2 · черна пешка на черно поле d2 · черна пешка на бяло поле e2 · черна пешка на черно поле f2 · черна пешка на бяло поле g2 · черна пешка на черно поле h2 · бяла дама на бяло поле b1 | бял топ на бяло поле a8 · бял офицер на бяло поле c8 · черен цар на черно поле h8 · бял цар на бяло поле h5 · черна пешка на бяло поле a2 · черна пешка на бяло поле c2 · черна пешка на черно поле d2 · черна пешка на бяло поле e2 · черна пешка на черно поле f2 · черна пешка на бяло поле g2 · черна пешка на черно поле h2 · бяла дама на бяло поле b1 | бял топ на бяло поле a8 · бял офицер на бяло поле c8 · черен цар на черно поле h8 · бял цар на бяло поле h5 · черна пешка на бяло поле a2 · черна пешка на бяло поле c2 · черна пешка на черно поле d2 · черна пешка на бяло поле e2 · черна пешка на черно поле f2 · черна пешка на бяло поле g2 · черна пешка на черно поле h2 · бяла дама на бяло поле b1 | бял топ на бяло поле a8 · бял офицер на бяло поле c8 · черен цар на черно поле h8 · бял цар на бяло поле h5 · черна пешка на бяло поле a2 · черна пешка на бяло поле c2 · черна пешка на черно поле d2 · черна пешка на бяло поле e2 · черна пешка на черно поле f2 · черна пешка на бяло поле g2 · черна пешка на черно поле h2 · бяла дама на бяло поле b1 | бял топ на бяло поле a8 · бял офицер на бяло поле c8 · черен цар на черно поле h8 · бял цар на бяло поле h5 · черна пешка на бяло поле a2 · черна пешка на бяло поле c2 · черна пешка на черно поле d2 · черна пешка на бяло поле e2 · черна пешка на черно поле f2 · черна пешка на бяло поле g2 · черна пешка на черно поле h2 · бяла дама на бяло поле b1 | бял топ на бяло поле a8 · бял офицер на бяло поле c8 · черен цар на черно поле h8 · бял цар на бяло поле h5 · черна пешка на бяло поле a2 · черна пешка на бяло поле c2 · черна пешка на черно поле d2 · черна пешка на бяло поле e2 · черна пешка на черно поле f2 · черна пешка на бяло поле g2 · черна пешка на черно поле h2 · бяла дама на бяло поле b1 | 7 |
| 6 | бял топ на бяло поле a8 · бял офицер на бяло поле c8 · черен цар на черно поле h8 · бял цар на бяло поле h5 · черна пешка на бяло поле a2 · черна пешка на бяло поле c2 · черна пешка на черно поле d2 · черна пешка на бяло поле e2 · черна пешка на черно поле f2 · черна пешка на бяло поле g2 · черна пешка на черно поле h2 · бяла дама на бяло поле b1 | бял топ на бяло поле a8 · бял офицер на бяло поле c8 · черен цар на черно поле h8 · бял цар на бяло поле h5 · черна пешка на бяло поле a2 · черна пешка на бяло поле c2 · черна пешка на черно поле d2 · черна пешка на бяло поле e2 · черна пешка на черно поле f2 · черна пешка на бяло поле g2 · черна пешка на черно поле h2 · бяла дама на бяло поле b1 | бял топ на бяло поле a8 · бял офицер на бяло поле c8 · черен цар на черно поле h8 · бял цар на бяло поле h5 · черна пешка на бяло поле a2 · черна пешка на бяло поле c2 · черна пешка на черно поле d2 · черна пешка на бяло поле e2 · черна пешка на черно поле f2 · черна пешка на бяло поле g2 · черна пешка на черно поле h2 · бяла дама на бяло поле b1 | бял топ на бяло поле a8 · бял офицер на бяло поле c8 · черен цар на черно поле h8 · бял цар на бяло поле h5 · черна пешка на бяло поле a2 · черна пешка на бяло поле c2 · черна пешка на черно поле d2 · черна пешка на бяло поле e2 · черна пешка на черно поле f2 · черна пешка на бяло поле g2 · черна пешка на черно поле h2 · бяла дама на бяло поле b1 | бял топ на бяло поле a8 · бял офицер на бяло поле c8 · черен цар на черно поле h8 · бял цар на бяло поле h5 · черна пешка на бяло поле a2 · черна пешка на бяло поле c2 · черна пешка на черно поле d2 · черна пешка на бяло поле e2 · черна пешка на черно поле f2 · черна пешка на бяло поле g2 · черна пешка на черно поле h2 · бяла дама на бяло поле b1 | бял топ на бяло поле a8 · бял офицер на бяло поле c8 · черен цар на черно поле h8 · бял цар на бяло поле h5 · черна пешка на бяло поле a2 · черна пешка на бяло поле c2 · черна пешка на черно поле d2 · черна пешка на бяло поле e2 · черна пешка на черно поле f2 · черна пешка на бяло поле g2 · черна пешка на черно поле h2 · бяла дама на бяло поле b1 | бял топ на бяло поле a8 · бял офицер на бяло поле c8 · черен цар на черно поле h8 · бял цар на бяло поле h5 · черна пешка на бяло поле a2 · черна пешка на бяло поле c2 · черна пешка на черно поле d2 · черна пешка на бяло поле e2 · черна пешка на черно поле f2 · черна пешка на бяло поле g2 · черна пешка на черно поле h2 · бяла дама на бяло поле b1 | бял топ на бяло поле a8 · бял офицер на бяло поле c8 · черен цар на черно поле h8 · бял цар на бяло поле h5 · черна пешка на бяло поле a2 · черна пешка на бяло поле c2 · черна пешка на черно поле d2 · черна пешка на бяло поле e2 · черна пешка на черно поле f2 · черна пешка на бяло поле g2 · черна пешка на черно поле h2 · бяла дама на бяло поле b1 | 6 |
| 5 | бял топ на бяло поле a8 · бял офицер на бяло поле c8 · черен цар на черно поле h8 · бял цар на бяло поле h5 · черна пешка на бяло поле a2 · черна пешка на бяло поле c2 · черна пешка на черно поле d2 · черна пешка на бяло поле e2 · черна пешка на черно поле f2 · черна пешка на бяло поле g2 · черна пешка на черно поле h2 · бяла дама на бяло поле b1 | бял топ на бяло поле a8 · бял офицер на бяло поле c8 · черен цар на черно поле h8 · бял цар на бяло поле h5 · черна пешка на бяло поле a2 · черна пешка на бяло поле c2 · черна пешка на черно поле d2 · черна пешка на бяло поле e2 · черна пешка на черно поле f2 · черна пешка на бяло поле g2 · черна пешка на черно поле h2 · бяла дама на бяло поле b1 | бял топ на бяло поле a8 · бял офицер на бяло поле c8 · черен цар на черно поле h8 · бял цар на бяло поле h5 · черна пешка на бяло поле a2 · черна пешка на бяло поле c2 · черна пешка на черно поле d2 · черна пешка на бяло поле e2 · черна пешка на черно поле f2 · черна пешка на бяло поле g2 · черна пешка на черно поле h2 · бяла дама на бяло поле b1 | бял топ на бяло поле a8 · бял офицер на бяло поле c8 · черен цар на черно поле h8 · бял цар на бяло поле h5 · черна пешка на бяло поле a2 · черна пешка на бяло поле c2 · черна пешка на черно поле d2 · черна пешка на бяло поле e2 · черна пешка на черно поле f2 · черна пешка на бяло поле g2 · черна пешка на черно поле h2 · бяла дама на бяло поле b1 | бял топ на бяло поле a8 · бял офицер на бяло поле c8 · черен цар на черно поле h8 · бял цар на бяло поле h5 · черна пешка на бяло поле a2 · черна пешка на бяло поле c2 · черна пешка на черно поле d2 · черна пешка на бяло поле e2 · черна пешка на черно поле f2 · черна пешка на бяло поле g2 · черна пешка на черно поле h2 · бяла дама на бяло поле b1 | бял топ на бяло поле a8 · бял офицер на бяло поле c8 · черен цар на черно поле h8 · бял цар на бяло поле h5 · черна пешка на бяло поле a2 · черна пешка на бяло поле c2 · черна пешка на черно поле d2 · черна пешка на бяло поле e2 · черна пешка на черно поле f2 · черна пешка на бяло поле g2 · черна пешка на черно поле h2 · бяла дама на бяло поле b1 | бял топ на бяло поле a8 · бял офицер на бяло поле c8 · черен цар на черно поле h8 · бял цар на бяло поле h5 · черна пешка на бяло поле a2 · черна пешка на бяло поле c2 · черна пешка на черно поле d2 · черна пешка на бяло поле e2 · черна пешка на черно поле f2 · черна пешка на бяло поле g2 · черна пешка на черно поле h2 · бяла дама на бяло поле b1 | бял топ на бяло поле a8 · бял офицер на бяло поле c8 · черен цар на черно поле h8 · бял цар на бяло поле h5 · черна пешка на бяло поле a2 · черна пешка на бяло поле c2 · черна пешка на черно поле d2 · черна пешка на бяло поле e2 · черна пешка на черно поле f2 · черна пешка на бяло поле g2 · черна пешка на черно поле h2 · бяла дама на бяло поле b1 | 5 |
| 4 | бял топ на бяло поле a8 · бял офицер на бяло поле c8 · черен цар на черно поле h8 · бял цар на бяло поле h5 · черна пешка на бяло поле a2 · черна пешка на бяло поле c2 · черна пешка на черно поле d2 · черна пешка на бяло поле e2 · черна пешка на черно поле f2 · черна пешка на бяло поле g2 · черна пешка на черно поле h2 · бяла дама на бяло поле b1 | бял топ на бяло поле a8 · бял офицер на бяло поле c8 · черен цар на черно поле h8 · бял цар на бяло поле h5 · черна пешка на бяло поле a2 · черна пешка на бяло поле c2 · черна пешка на черно поле d2 · черна пешка на бяло поле e2 · черна пешка на черно поле f2 · черна пешка на бяло поле g2 · черна пешка на черно поле h2 · бяла дама на бяло поле b1 | бял топ на бяло поле a8 · бял офицер на бяло поле c8 · черен цар на черно поле h8 · бял цар на бяло поле h5 · черна пешка на бяло поле a2 · черна пешка на бяло поле c2 · черна пешка на черно поле d2 · черна пешка на бяло поле e2 · черна пешка на черно поле f2 · черна пешка на бяло поле g2 · черна пешка на черно поле h2 · бяла дама на бяло поле b1 | бял топ на бяло поле a8 · бял офицер на бяло поле c8 · черен цар на черно поле h8 · бял цар на бяло поле h5 · черна пешка на бяло поле a2 · черна пешка на бяло поле c2 · черна пешка на черно поле d2 · черна пешка на бяло поле e2 · черна пешка на черно поле f2 · черна пешка на бяло поле g2 · черна пешка на черно поле h2 · бяла дама на бяло поле b1 | бял топ на бяло поле a8 · бял офицер на бяло поле c8 · черен цар на черно поле h8 · бял цар на бяло поле h5 · черна пешка на бяло поле a2 · черна пешка на бяло поле c2 · черна пешка на черно поле d2 · черна пешка на бяло поле e2 · черна пешка на черно поле f2 · черна пешка на бяло поле g2 · черна пешка на черно поле h2 · бяла дама на бяло поле b1 | бял топ на бяло поле a8 · бял офицер на бяло поле c8 · черен цар на черно поле h8 · бял цар на бяло поле h5 · черна пешка на бяло поле a2 · черна пешка на бяло поле c2 · черна пешка на черно поле d2 · черна пешка на бяло поле e2 · черна пешка на черно поле f2 · черна пешка на бяло поле g2 · черна пешка на черно поле h2 · бяла дама на бяло поле b1 | бял топ на бяло поле a8 · бял офицер на бяло поле c8 · черен цар на черно поле h8 · бял цар на бяло поле h5 · черна пешка на бяло поле a2 · черна пешка на бяло поле c2 · черна пешка на черно поле d2 · черна пешка на бяло поле e2 · черна пешка на черно поле f2 · черна пешка на бяло поле g2 · черна пешка на черно поле h2 · бяла дама на бяло поле b1 | бял топ на бяло поле a8 · бял офицер на бяло поле c8 · черен цар на черно поле h8 · бял цар на бяло поле h5 · черна пешка на бяло поле a2 · черна пешка на бяло поле c2 · черна пешка на черно поле d2 · черна пешка на бяло поле e2 · черна пешка на черно поле f2 · черна пешка на бяло поле g2 · черна пешка на черно поле h2 · бяла дама на бяло поле b1 | 4 |
| 3 | бял топ на бяло поле a8 · бял офицер на бяло поле c8 · черен цар на черно поле h8 · бял цар на бяло поле h5 · черна пешка на бяло поле a2 · черна пешка на бяло поле c2 · черна пешка на черно поле d2 · черна пешка на бяло поле e2 · черна пешка на черно поле f2 · черна пешка на бяло поле g2 · черна пешка на черно поле h2 · бяла дама на бяло поле b1 | бял топ на бяло поле a8 · бял офицер на бяло поле c8 · черен цар на черно поле h8 · бял цар на бяло поле h5 · черна пешка на бяло поле a2 · черна пешка на бяло поле c2 · черна пешка на черно поле d2 · черна пешка на бяло поле e2 · черна пешка на черно поле f2 · черна пешка на бяло поле g2 · черна пешка на черно поле h2 · бяла дама на бяло поле b1 | бял топ на бяло поле a8 · бял офицер на бяло поле c8 · черен цар на черно поле h8 · бял цар на бяло поле h5 · черна пешка на бяло поле a2 · черна пешка на бяло поле c2 · черна пешка на черно поле d2 · черна пешка на бяло поле e2 · черна пешка на черно поле f2 · черна пешка на бяло поле g2 · черна пешка на черно поле h2 · бяла дама на бяло поле b1 | бял топ на бяло поле a8 · бял офицер на бяло поле c8 · черен цар на черно поле h8 · бял цар на бяло поле h5 · черна пешка на бяло поле a2 · черна пешка на бяло поле c2 · черна пешка на черно поле d2 · черна пешка на бяло поле e2 · черна пешка на черно поле f2 · черна пешка на бяло поле g2 · черна пешка на черно поле h2 · бяла дама на бяло поле b1 | бял топ на бяло поле a8 · бял офицер на бяло поле c8 · черен цар на черно поле h8 · бял цар на бяло поле h5 · черна пешка на бяло поле a2 · черна пешка на бяло поле c2 · черна пешка на черно поле d2 · черна пешка на бяло поле e2 · черна пешка на черно поле f2 · черна пешка на бяло поле g2 · черна пешка на черно поле h2 · бяла дама на бяло поле b1 | бял топ на бяло поле a8 · бял офицер на бяло поле c8 · черен цар на черно поле h8 · бял цар на бяло поле h5 · черна пешка на бяло поле a2 · черна пешка на бяло поле c2 · черна пешка на черно поле d2 · черна пешка на бяло поле e2 · черна пешка на черно поле f2 · черна пешка на бяло поле g2 · черна пешка на черно поле h2 · бяла дама на бяло поле b1 | бял топ на бяло поле a8 · бял офицер на бяло поле c8 · черен цар на черно поле h8 · бял цар на бяло поле h5 · черна пешка на бяло поле a2 · черна пешка на бяло поле c2 · черна пешка на черно поле d2 · черна пешка на бяло поле e2 · черна пешка на черно поле f2 · черна пешка на бяло поле g2 · черна пешка на черно поле h2 · бяла дама на бяло поле b1 | бял топ на бяло поле a8 · бял офицер на бяло поле c8 · черен цар на черно поле h8 · бял цар на бяло поле h5 · черна пешка на бяло поле a2 · черна пешка на бяло поле c2 · черна пешка на черно поле d2 · черна пешка на бяло поле e2 · черна пешка на черно поле f2 · черна пешка на бяло поле g2 · черна пешка на черно поле h2 · бяла дама на бяло поле b1 | 3 |
| 2 | бял топ на бяло поле a8 · бял офицер на бяло поле c8 · черен цар на черно поле h8 · бял цар на бяло поле h5 · черна пешка на бяло поле a2 · черна пешка на бяло поле c2 · черна пешка на черно поле d2 · черна пешка на бяло поле e2 · черна пешка на черно поле f2 · черна пешка на бяло поле g2 · черна пешка на черно поле h2 · бяла дама на бяло поле b1 | бял топ на бяло поле a8 · бял офицер на бяло поле c8 · черен цар на черно поле h8 · бял цар на бяло поле h5 · черна пешка на бяло поле a2 · черна пешка на бяло поле c2 · черна пешка на черно поле d2 · черна пешка на бяло поле e2 · черна пешка на черно поле f2 · черна пешка на бяло поле g2 · черна пешка на черно поле h2 · бяла дама на бяло поле b1 | бял топ на бяло поле a8 · бял офицер на бяло поле c8 · черен цар на черно поле h8 · бял цар на бяло поле h5 · черна пешка на бяло поле a2 · черна пешка на бяло поле c2 · черна пешка на черно поле d2 · черна пешка на бяло поле e2 · черна пешка на черно поле f2 · черна пешка на бяло поле g2 · черна пешка на черно поле h2 · бяла дама на бяло поле b1 | бял топ на бяло поле a8 · бял офицер на бяло поле c8 · черен цар на черно поле h8 · бял цар на бяло поле h5 · черна пешка на бяло поле a2 · черна пешка на бяло поле c2 · черна пешка на черно поле d2 · черна пешка на бяло поле e2 · черна пешка на черно поле f2 · черна пешка на бяло поле g2 · черна пешка на черно поле h2 · бяла дама на бяло поле b1 | бял топ на бяло поле a8 · бял офицер на бяло поле c8 · черен цар на черно поле h8 · бял цар на бяло поле h5 · черна пешка на бяло поле a2 · черна пешка на бяло поле c2 · черна пешка на черно поле d2 · черна пешка на бяло поле e2 · черна пешка на черно поле f2 · черна пешка на бяло поле g2 · черна пешка на черно поле h2 · бяла дама на бяло поле b1 | бял топ на бяло поле a8 · бял офицер на бяло поле c8 · черен цар на черно поле h8 · бял цар на бяло поле h5 · черна пешка на бяло поле a2 · черна пешка на бяло поле c2 · черна пешка на черно поле d2 · черна пешка на бяло поле e2 · черна пешка на черно поле f2 · черна пешка на бяло поле g2 · черна пешка на черно поле h2 · бяла дама на бяло поле b1 | бял топ на бяло поле a8 · бял офицер на бяло поле c8 · черен цар на черно поле h8 · бял цар на бяло поле h5 · черна пешка на бяло поле a2 · черна пешка на бяло поле c2 · черна пешка на черно поле d2 · черна пешка на бяло поле e2 · черна пешка на черно поле f2 · черна пешка на бяло поле g2 · черна пешка на черно поле h2 · бяла дама на бяло поле b1 | бял топ на бяло поле a8 · бял офицер на бяло поле c8 · черен цар на черно поле h8 · бял цар на бяло поле h5 · черна пешка на бяло поле a2 · черна пешка на бяло поле c2 · черна пешка на черно поле d2 · черна пешка на бяло поле e2 · черна пешка на черно поле f2 · черна пешка на бяло поле g2 · черна пешка на черно поле h2 · бяла дама на бяло поле b1 | 2 |
| 1 | бял топ на бяло поле a8 · бял офицер на бяло поле c8 · черен цар на черно поле h8 · бял цар на бяло поле h5 · черна пешка на бяло поле a2 · черна пешка на бяло поле c2 · черна пешка на черно поле d2 · черна пешка на бяло поле e2 · черна пешка на черно поле f2 · черна пешка на бяло поле g2 · черна пешка на черно поле h2 · бяла дама на бяло поле b1 | бял топ на бяло поле a8 · бял офицер на бяло поле c8 · черен цар на черно поле h8 · бял цар на бяло поле h5 · черна пешка на бяло поле a2 · черна пешка на бяло поле c2 · черна пешка на черно поле d2 · черна пешка на бяло поле e2 · черна пешка на черно поле f2 · черна пешка на бяло поле g2 · черна пешка на черно поле h2 · бяла дама на бяло поле b1 | бял топ на бяло поле a8 · бял офицер на бяло поле c8 · черен цар на черно поле h8 · бял цар на бяло поле h5 · черна пешка на бяло поле a2 · черна пешка на бяло поле c2 · черна пешка на черно поле d2 · черна пешка на бяло поле e2 · черна пешка на черно поле f2 · черна пешка на бяло поле g2 · черна пешка на черно поле h2 · бяла дама на бяло поле b1 | бял топ на бяло поле a8 · бял офицер на бяло поле c8 · черен цар на черно поле h8 · бял цар на бяло поле h5 · черна пешка на бяло поле a2 · черна пешка на бяло поле c2 · черна пешка на черно поле d2 · черна пешка на бяло поле e2 · черна пешка на черно поле f2 · черна пешка на бяло поле g2 · черна пешка на черно поле h2 · бяла дама на бяло поле b1 | бял топ на бяло поле a8 · бял офицер на бяло поле c8 · черен цар на черно поле h8 · бял цар на бяло поле h5 · черна пешка на бяло поле a2 · черна пешка на бяло поле c2 · черна пешка на черно поле d2 · черна пешка на бяло поле e2 · черна пешка на черно поле f2 · черна пешка на бяло поле g2 · черна пешка на черно поле h2 · бяла дама на бяло поле b1 | бял топ на бяло поле a8 · бял офицер на бяло поле c8 · черен цар на черно поле h8 · бял цар на бяло поле h5 · черна пешка на бяло поле a2 · черна пешка на бяло поле c2 · черна пешка на черно поле d2 · черна пешка на бяло поле e2 · черна пешка на черно поле f2 · черна пешка на бяло поле g2 · черна пешка на черно поле h2 · бяла дама на бяло поле b1 | бял топ на бяло поле a8 · бял офицер на бяло поле c8 · черен цар на черно поле h8 · бял цар на бяло поле h5 · черна пешка на бяло поле a2 · черна пешка на бяло поле c2 · черна пешка на черно поле d2 · черна пешка на бяло поле e2 · черна пешка на черно поле f2 · черна пешка на бяло поле g2 · черна пешка на черно поле h2 · бяла дама на бяло поле b1 | бял топ на бяло поле a8 · бял офицер на бяло поле c8 · черен цар на черно поле h8 · бял цар на бяло поле h5 · черна пешка на бяло поле a2 · черна пешка на бяло поле c2 · черна пешка на черно поле d2 · черна пешка на бяло поле e2 · черна пешка на черно поле f2 · черна пешка на бяло поле g2 · черна пешка на черно поле h2 · бяла дама на бяло поле b1 | 1 |
|   | a | b | c | d | e | f | g | h |   |

Много варианти на решението има задачата на диаграмата вдясно. Дамата е за примамка, а офицерът за прикритие. Идеята е открит шах и класически мат с топ. На всяко произвеждане на черна пешка съответства различен прикриващ и матиращ ход на офицера на поле от същия вертикал или мат с дамата.
1. Цh6!! h1Д+ 2. Оh3#.
Ако 1. ... a:b1Д или с:b1Д, 2. Оb7#.
Ако 1. ... а1Д (d1Д), 2. Оа6# (Оd7#).
Ако 1. ... е1Д (f1Д, g1Д), 2. Ое6# (Оf5#, Og4#).
Ако 1. ... c1Д, 2. Дh7#.
Ако 1. ... Цg8, 2. Oe6++#.
|   | a | b | c | d | e | f | g | h |   |
| 8 | черна пешка на черно поле g7 · черна пешка на бяло поле h7 · черен цар на черно поле h6 · бял цар на бяло поле g4 · бял топ на бяло поле f3 · бял топ на бяло поле e2 | черна пешка на черно поле g7 · черна пешка на бяло поле h7 · черен цар на черно поле h6 · бял цар на бяло поле g4 · бял топ на бяло поле f3 · бял топ на бяло поле e2 | черна пешка на черно поле g7 · черна пешка на бяло поле h7 · черен цар на черно поле h6 · бял цар на бяло поле g4 · бял топ на бяло поле f3 · бял топ на бяло поле e2 | черна пешка на черно поле g7 · черна пешка на бяло поле h7 · черен цар на черно поле h6 · бял цар на бяло поле g4 · бял топ на бяло поле f3 · бял топ на бяло поле e2 | черна пешка на черно поле g7 · черна пешка на бяло поле h7 · черен цар на черно поле h6 · бял цар на бяло поле g4 · бял топ на бяло поле f3 · бял топ на бяло поле e2 | черна пешка на черно поле g7 · черна пешка на бяло поле h7 · черен цар на черно поле h6 · бял цар на бяло поле g4 · бял топ на бяло поле f3 · бял топ на бяло поле e2 | черна пешка на черно поле g7 · черна пешка на бяло поле h7 · черен цар на черно поле h6 · бял цар на бяло поле g4 · бял топ на бяло поле f3 · бял топ на бяло поле e2 | черна пешка на черно поле g7 · черна пешка на бяло поле h7 · черен цар на черно поле h6 · бял цар на бяло поле g4 · бял топ на бяло поле f3 · бял топ на бяло поле e2 | 8 |
| 7 | черна пешка на черно поле g7 · черна пешка на бяло поле h7 · черен цар на черно поле h6 · бял цар на бяло поле g4 · бял топ на бяло поле f3 · бял топ на бяло поле e2 | черна пешка на черно поле g7 · черна пешка на бяло поле h7 · черен цар на черно поле h6 · бял цар на бяло поле g4 · бял топ на бяло поле f3 · бял топ на бяло поле e2 | черна пешка на черно поле g7 · черна пешка на бяло поле h7 · черен цар на черно поле h6 · бял цар на бяло поле g4 · бял топ на бяло поле f3 · бял топ на бяло поле e2 | черна пешка на черно поле g7 · черна пешка на бяло поле h7 · черен цар на черно поле h6 · бял цар на бяло поле g4 · бял топ на бяло поле f3 · бял топ на бяло поле e2 | черна пешка на черно поле g7 · черна пешка на бяло поле h7 · черен цар на черно поле h6 · бял цар на бяло поле g4 · бял топ на бяло поле f3 · бял топ на бяло поле e2 | черна пешка на черно поле g7 · черна пешка на бяло поле h7 · черен цар на черно поле h6 · бял цар на бяло поле g4 · бял топ на бяло поле f3 · бял топ на бяло поле e2 | черна пешка на черно поле g7 · черна пешка на бяло поле h7 · черен цар на черно поле h6 · бял цар на бяло поле g4 · бял топ на бяло поле f3 · бял топ на бяло поле e2 | черна пешка на черно поле g7 · черна пешка на бяло поле h7 · черен цар на черно поле h6 · бял цар на бяло поле g4 · бял топ на бяло поле f3 · бял топ на бяло поле e2 | 7 |
| 6 | черна пешка на черно поле g7 · черна пешка на бяло поле h7 · черен цар на черно поле h6 · бял цар на бяло поле g4 · бял топ на бяло поле f3 · бял топ на бяло поле e2 | черна пешка на черно поле g7 · черна пешка на бяло поле h7 · черен цар на черно поле h6 · бял цар на бяло поле g4 · бял топ на бяло поле f3 · бял топ на бяло поле e2 | черна пешка на черно поле g7 · черна пешка на бяло поле h7 · черен цар на черно поле h6 · бял цар на бяло поле g4 · бял топ на бяло поле f3 · бял топ на бяло поле e2 | черна пешка на черно поле g7 · черна пешка на бяло поле h7 · черен цар на черно поле h6 · бял цар на бяло поле g4 · бял топ на бяло поле f3 · бял топ на бяло поле e2 | черна пешка на черно поле g7 · черна пешка на бяло поле h7 · черен цар на черно поле h6 · бял цар на бяло поле g4 · бял топ на бяло поле f3 · бял топ на бяло поле e2 | черна пешка на черно поле g7 · черна пешка на бяло поле h7 · черен цар на черно поле h6 · бял цар на бяло поле g4 · бял топ на бяло поле f3 · бял топ на бяло поле e2 | черна пешка на черно поле g7 · черна пешка на бяло поле h7 · черен цар на черно поле h6 · бял цар на бяло поле g4 · бял топ на бяло поле f3 · бял топ на бяло поле e2 | черна пешка на черно поле g7 · черна пешка на бяло поле h7 · черен цар на черно поле h6 · бял цар на бяло поле g4 · бял топ на бяло поле f3 · бял топ на бяло поле e2 | 6 |
| 5 | черна пешка на черно поле g7 · черна пешка на бяло поле h7 · черен цар на черно поле h6 · бял цар на бяло поле g4 · бял топ на бяло поле f3 · бял топ на бяло поле e2 | черна пешка на черно поле g7 · черна пешка на бяло поле h7 · черен цар на черно поле h6 · бял цар на бяло поле g4 · бял топ на бяло поле f3 · бял топ на бяло поле e2 | черна пешка на черно поле g7 · черна пешка на бяло поле h7 · черен цар на черно поле h6 · бял цар на бяло поле g4 · бял топ на бяло поле f3 · бял топ на бяло поле e2 | черна пешка на черно поле g7 · черна пешка на бяло поле h7 · черен цар на черно поле h6 · бял цар на бяло поле g4 · бял топ на бяло поле f3 · бял топ на бяло поле e2 | черна пешка на черно поле g7 · черна пешка на бяло поле h7 · черен цар на черно поле h6 · бял цар на бяло поле g4 · бял топ на бяло поле f3 · бял топ на бяло поле e2 | черна пешка на черно поле g7 · черна пешка на бяло поле h7 · черен цар на черно поле h6 · бял цар на бяло поле g4 · бял топ на бяло поле f3 · бял топ на бяло поле e2 | черна пешка на черно поле g7 · черна пешка на бяло поле h7 · черен цар на черно поле h6 · бял цар на бяло поле g4 · бял топ на бяло поле f3 · бял топ на бяло поле e2 | черна пешка на черно поле g7 · черна пешка на бяло поле h7 · черен цар на черно поле h6 · бял цар на бяло поле g4 · бял топ на бяло поле f3 · бял топ на бяло поле e2 | 5 |
| 4 | черна пешка на черно поле g7 · черна пешка на бяло поле h7 · черен цар на черно поле h6 · бял цар на бяло поле g4 · бял топ на бяло поле f3 · бял топ на бяло поле e2 | черна пешка на черно поле g7 · черна пешка на бяло поле h7 · черен цар на черно поле h6 · бял цар на бяло поле g4 · бял топ на бяло поле f3 · бял топ на бяло поле e2 | черна пешка на черно поле g7 · черна пешка на бяло поле h7 · черен цар на черно поле h6 · бял цар на бяло поле g4 · бял топ на бяло поле f3 · бял топ на бяло поле e2 | черна пешка на черно поле g7 · черна пешка на бяло поле h7 · черен цар на черно поле h6 · бял цар на бяло поле g4 · бял топ на бяло поле f3 · бял топ на бяло поле e2 | черна пешка на черно поле g7 · черна пешка на бяло поле h7 · черен цар на черно поле h6 · бял цар на бяло поле g4 · бял топ на бяло поле f3 · бял топ на бяло поле e2 | черна пешка на черно поле g7 · черна пешка на бяло поле h7 · черен цар на черно поле h6 · бял цар на бяло поле g4 · бял топ на бяло поле f3 · бял топ на бяло поле e2 | черна пешка на черно поле g7 · черна пешка на бяло поле h7 · черен цар на черно поле h6 · бял цар на бяло поле g4 · бял топ на бяло поле f3 · бял топ на бяло поле e2 | черна пешка на черно поле g7 · черна пешка на бяло поле h7 · черен цар на черно поле h6 · бял цар на бяло поле g4 · бял топ на бяло поле f3 · бял топ на бяло поле e2 | 4 |
| 3 | черна пешка на черно поле g7 · черна пешка на бяло поле h7 · черен цар на черно поле h6 · бял цар на бяло поле g4 · бял топ на бяло поле f3 · бял топ на бяло поле e2 | черна пешка на черно поле g7 · черна пешка на бяло поле h7 · черен цар на черно поле h6 · бял цар на бяло поле g4 · бял топ на бяло поле f3 · бял топ на бяло поле e2 | черна пешка на черно поле g7 · черна пешка на бяло поле h7 · черен цар на черно поле h6 · бял цар на бяло поле g4 · бял топ на бяло поле f3 · бял топ на бяло поле e2 | черна пешка на черно поле g7 · черна пешка на бяло поле h7 · черен цар на черно поле h6 · бял цар на бяло поле g4 · бял топ на бяло поле f3 · бял топ на бяло поле e2 | черна пешка на черно поле g7 · черна пешка на бяло поле h7 · черен цар на черно поле h6 · бял цар на бяло поле g4 · бял топ на бяло поле f3 · бял топ на бяло поле e2 | черна пешка на черно поле g7 · черна пешка на бяло поле h7 · черен цар на черно поле h6 · бял цар на бяло поле g4 · бял топ на бяло поле f3 · бял топ на бяло поле e2 | черна пешка на черно поле g7 · черна пешка на бяло поле h7 · черен цар на черно поле h6 · бял цар на бяло поле g4 · бял топ на бяло поле f3 · бял топ на бяло поле e2 | черна пешка на черно поле g7 · черна пешка на бяло поле h7 · черен цар на черно поле h6 · бял цар на бяло поле g4 · бял топ на бяло поле f3 · бял топ на бяло поле e2 | 3 |
| 2 | черна пешка на черно поле g7 · черна пешка на бяло поле h7 · черен цар на черно поле h6 · бял цар на бяло поле g4 · бял топ на бяло поле f3 · бял топ на бяло поле e2 | черна пешка на черно поле g7 · черна пешка на бяло поле h7 · черен цар на черно поле h6 · бял цар на бяло поле g4 · бял топ на бяло поле f3 · бял топ на бяло поле e2 | черна пешка на черно поле g7 · черна пешка на бяло поле h7 · черен цар на черно поле h6 · бял цар на бяло поле g4 · бял топ на бяло поле f3 · бял топ на бяло поле e2 | черна пешка на черно поле g7 · черна пешка на бяло поле h7 · черен цар на черно поле h6 · бял цар на бяло поле g4 · бял топ на бяло поле f3 · бял топ на бяло поле e2 | черна пешка на черно поле g7 · черна пешка на бяло поле h7 · черен цар на черно поле h6 · бял цар на бяло поле g4 · бял топ на бяло поле f3 · бял топ на бяло поле e2 | черна пешка на черно поле g7 · черна пешка на бяло поле h7 · черен цар на черно поле h6 · бял цар на бяло поле g4 · бял топ на бяло поле f3 · бял топ на бяло поле e2 | черна пешка на черно поле g7 · черна пешка на бяло поле h7 · черен цар на черно поле h6 · бял цар на бяло поле g4 · бял топ на бяло поле f3 · бял топ на бяло поле e2 | черна пешка на черно поле g7 · черна пешка на бяло поле h7 · черен цар на черно поле h6 · бял цар на бяло поле g4 · бял топ на бяло поле f3 · бял топ на бяло поле e2 | 2 |
| 1 | черна пешка на черно поле g7 · черна пешка на бяло поле h7 · черен цар на черно поле h6 · бял цар на бяло поле g4 · бял топ на бяло поле f3 · бял топ на бяло поле e2 | черна пешка на черно поле g7 · черна пешка на бяло поле h7 · черен цар на черно поле h6 · бял цар на бяло поле g4 · бял топ на бяло поле f3 · бял топ на бяло поле e2 | черна пешка на черно поле g7 · черна пешка на бяло поле h7 · черен цар на черно поле h6 · бял цар на бяло поле g4 · бял топ на бяло поле f3 · бял топ на бяло поле e2 | черна пешка на черно поле g7 · черна пешка на бяло поле h7 · черен цар на черно поле h6 · бял цар на бяло поле g4 · бял топ на бяло поле f3 · бял топ на бяло поле e2 | черна пешка на черно поле g7 · черна пешка на бяло поле h7 · черен цар на черно поле h6 · бял цар на бяло поле g4 · бял топ на бяло поле f3 · бял топ на бяло поле e2 | черна пешка на черно поле g7 · черна пешка на бяло поле h7 · черен цар на черно поле h6 · бял цар на бяло поле g4 · бял топ на бяло поле f3 · бял топ на бяло поле e2 | черна пешка на черно поле g7 · черна пешка на бяло поле h7 · черен цар на черно поле h6 · бял цар на бяло поле g4 · бял топ на бяло поле f3 · бял топ на бяло поле e2 | черна пешка на черно поле g7 · черна пешка на бяло поле h7 · черен цар на черно поле h6 · бял цар на бяло поле g4 · бял топ на бяло поле f3 · бял топ на бяло поле e2 | 1 |
|   | a | b | c | d | e | f | g | h |   |

В позицията на диаграмата вляво белите са изплели матова мрежа около черния цар и ги поставят в цугцванг с хода 
1. Те7!! Цg6  2. Te6#.
Ако 1. ... g6,  2. Th3#
или 1. ... g5,  2. Tf6#.

### Мат в три хода
|   | a | b | c | d | e | f | g | h |   |
| 8 | черна дама на черно поле h8 · бял цар на черно поле a7 · бяла дама на черно поле d6 · бяла пешка на черно поле a5 · черен топ на бяло поле h5 · бял кон на черно поле d4 · черен цар на бяло поле e4 · черен офицер на черно поле h4 · черна пешка на бяло поле b3 · черен кон на бяло поле h3 · черен офицер на бяло поле a2 · бяла пешка на черно поле b2 · бял топ на бяло поле c2 · бял топ на черно поле f2 · бял кон на бяло поле b1 · бял офицер на бяло поле d1 · черен топ на бяло поле f1 · черен кон на черно поле g1 | черна дама на черно поле h8 · бял цар на черно поле a7 · бяла дама на черно поле d6 · бяла пешка на черно поле a5 · черен топ на бяло поле h5 · бял кон на черно поле d4 · черен цар на бяло поле e4 · черен офицер на черно поле h4 · черна пешка на бяло поле b3 · черен кон на бяло поле h3 · черен офицер на бяло поле a2 · бяла пешка на черно поле b2 · бял топ на бяло поле c2 · бял топ на черно поле f2 · бял кон на бяло поле b1 · бял офицер на бяло поле d1 · черен топ на бяло поле f1 · черен кон на черно поле g1 | черна дама на черно поле h8 · бял цар на черно поле a7 · бяла дама на черно поле d6 · бяла пешка на черно поле a5 · черен топ на бяло поле h5 · бял кон на черно поле d4 · черен цар на бяло поле e4 · черен офицер на черно поле h4 · черна пешка на бяло поле b3 · черен кон на бяло поле h3 · черен офицер на бяло поле a2 · бяла пешка на черно поле b2 · бял топ на бяло поле c2 · бял топ на черно поле f2 · бял кон на бяло поле b1 · бял офицер на бяло поле d1 · черен топ на бяло поле f1 · черен кон на черно поле g1 | черна дама на черно поле h8 · бял цар на черно поле a7 · бяла дама на черно поле d6 · бяла пешка на черно поле a5 · черен топ на бяло поле h5 · бял кон на черно поле d4 · черен цар на бяло поле e4 · черен офицер на черно поле h4 · черна пешка на бяло поле b3 · черен кон на бяло поле h3 · черен офицер на бяло поле a2 · бяла пешка на черно поле b2 · бял топ на бяло поле c2 · бял топ на черно поле f2 · бял кон на бяло поле b1 · бял офицер на бяло поле d1 · черен топ на бяло поле f1 · черен кон на черно поле g1 | черна дама на черно поле h8 · бял цар на черно поле a7 · бяла дама на черно поле d6 · бяла пешка на черно поле a5 · черен топ на бяло поле h5 · бял кон на черно поле d4 · черен цар на бяло поле e4 · черен офицер на черно поле h4 · черна пешка на бяло поле b3 · черен кон на бяло поле h3 · черен офицер на бяло поле a2 · бяла пешка на черно поле b2 · бял топ на бяло поле c2 · бял топ на черно поле f2 · бял кон на бяло поле b1 · бял офицер на бяло поле d1 · черен топ на бяло поле f1 · черен кон на черно поле g1 | черна дама на черно поле h8 · бял цар на черно поле a7 · бяла дама на черно поле d6 · бяла пешка на черно поле a5 · черен топ на бяло поле h5 · бял кон на черно поле d4 · черен цар на бяло поле e4 · черен офицер на черно поле h4 · черна пешка на бяло поле b3 · черен кон на бяло поле h3 · черен офицер на бяло поле a2 · бяла пешка на черно поле b2 · бял топ на бяло поле c2 · бял топ на черно поле f2 · бял кон на бяло поле b1 · бял офицер на бяло поле d1 · черен топ на бяло поле f1 · черен кон на черно поле g1 | черна дама на черно поле h8 · бял цар на черно поле a7 · бяла дама на черно поле d6 · бяла пешка на черно поле a5 · черен топ на бяло поле h5 · бял кон на черно поле d4 · черен цар на бяло поле e4 · черен офицер на черно поле h4 · черна пешка на бяло поле b3 · черен кон на бяло поле h3 · черен офицер на бяло поле a2 · бяла пешка на черно поле b2 · бял топ на бяло поле c2 · бял топ на черно поле f2 · бял кон на бяло поле b1 · бял офицер на бяло поле d1 · черен топ на бяло поле f1 · черен кон на черно поле g1 | черна дама на черно поле h8 · бял цар на черно поле a7 · бяла дама на черно поле d6 · бяла пешка на черно поле a5 · черен топ на бяло поле h5 · бял кон на черно поле d4 · черен цар на бяло поле e4 · черен офицер на черно поле h4 · черна пешка на бяло поле b3 · черен кон на бяло поле h3 · черен офицер на бяло поле a2 · бяла пешка на черно поле b2 · бял топ на бяло поле c2 · бял топ на черно поле f2 · бял кон на бяло поле b1 · бял офицер на бяло поле d1 · черен топ на бяло поле f1 · черен кон на черно поле g1 | 8 |
| 7 | черна дама на черно поле h8 · бял цар на черно поле a7 · бяла дама на черно поле d6 · бяла пешка на черно поле a5 · черен топ на бяло поле h5 · бял кон на черно поле d4 · черен цар на бяло поле e4 · черен офицер на черно поле h4 · черна пешка на бяло поле b3 · черен кон на бяло поле h3 · черен офицер на бяло поле a2 · бяла пешка на черно поле b2 · бял топ на бяло поле c2 · бял топ на черно поле f2 · бял кон на бяло поле b1 · бял офицер на бяло поле d1 · черен топ на бяло поле f1 · черен кон на черно поле g1 | черна дама на черно поле h8 · бял цар на черно поле a7 · бяла дама на черно поле d6 · бяла пешка на черно поле a5 · черен топ на бяло поле h5 · бял кон на черно поле d4 · черен цар на бяло поле e4 · черен офицер на черно поле h4 · черна пешка на бяло поле b3 · черен кон на бяло поле h3 · черен офицер на бяло поле a2 · бяла пешка на черно поле b2 · бял топ на бяло поле c2 · бял топ на черно поле f2 · бял кон на бяло поле b1 · бял офицер на бяло поле d1 · черен топ на бяло поле f1 · черен кон на черно поле g1 | черна дама на черно поле h8 · бял цар на черно поле a7 · бяла дама на черно поле d6 · бяла пешка на черно поле a5 · черен топ на бяло поле h5 · бял кон на черно поле d4 · черен цар на бяло поле e4 · черен офицер на черно поле h4 · черна пешка на бяло поле b3 · черен кон на бяло поле h3 · черен офицер на бяло поле a2 · бяла пешка на черно поле b2 · бял топ на бяло поле c2 · бял топ на черно поле f2 · бял кон на бяло поле b1 · бял офицер на бяло поле d1 · черен топ на бяло поле f1 · черен кон на черно поле g1 | черна дама на черно поле h8 · бял цар на черно поле a7 · бяла дама на черно поле d6 · бяла пешка на черно поле a5 · черен топ на бяло поле h5 · бял кон на черно поле d4 · черен цар на бяло поле e4 · черен офицер на черно поле h4 · черна пешка на бяло поле b3 · черен кон на бяло поле h3 · черен офицер на бяло поле a2 · бяла пешка на черно поле b2 · бял топ на бяло поле c2 · бял топ на черно поле f2 · бял кон на бяло поле b1 · бял офицер на бяло поле d1 · черен топ на бяло поле f1 · черен кон на черно поле g1 | черна дама на черно поле h8 · бял цар на черно поле a7 · бяла дама на черно поле d6 · бяла пешка на черно поле a5 · черен топ на бяло поле h5 · бял кон на черно поле d4 · черен цар на бяло поле e4 · черен офицер на черно поле h4 · черна пешка на бяло поле b3 · черен кон на бяло поле h3 · черен офицер на бяло поле a2 · бяла пешка на черно поле b2 · бял топ на бяло поле c2 · бял топ на черно поле f2 · бял кон на бяло поле b1 · бял офицер на бяло поле d1 · черен топ на бяло поле f1 · черен кон на черно поле g1 | черна дама на черно поле h8 · бял цар на черно поле a7 · бяла дама на черно поле d6 · бяла пешка на черно поле a5 · черен топ на бяло поле h5 · бял кон на черно поле d4 · черен цар на бяло поле e4 · черен офицер на черно поле h4 · черна пешка на бяло поле b3 · черен кон на бяло поле h3 · черен офицер на бяло поле a2 · бяла пешка на черно поле b2 · бял топ на бяло поле c2 · бял топ на черно поле f2 · бял кон на бяло поле b1 · бял офицер на бяло поле d1 · черен топ на бяло поле f1 · черен кон на черно поле g1 | черна дама на черно поле h8 · бял цар на черно поле a7 · бяла дама на черно поле d6 · бяла пешка на черно поле a5 · черен топ на бяло поле h5 · бял кон на черно поле d4 · черен цар на бяло поле e4 · черен офицер на черно поле h4 · черна пешка на бяло поле b3 · черен кон на бяло поле h3 · черен офицер на бяло поле a2 · бяла пешка на черно поле b2 · бял топ на бяло поле c2 · бял топ на черно поле f2 · бял кон на бяло поле b1 · бял офицер на бяло поле d1 · черен топ на бяло поле f1 · черен кон на черно поле g1 | черна дама на черно поле h8 · бял цар на черно поле a7 · бяла дама на черно поле d6 · бяла пешка на черно поле a5 · черен топ на бяло поле h5 · бял кон на черно поле d4 · черен цар на бяло поле e4 · черен офицер на черно поле h4 · черна пешка на бяло поле b3 · черен кон на бяло поле h3 · черен офицер на бяло поле a2 · бяла пешка на черно поле b2 · бял топ на бяло поле c2 · бял топ на черно поле f2 · бял кон на бяло поле b1 · бял офицер на бяло поле d1 · черен топ на бяло поле f1 · черен кон на черно поле g1 | 7 |
| 6 | черна дама на черно поле h8 · бял цар на черно поле a7 · бяла дама на черно поле d6 · бяла пешка на черно поле a5 · черен топ на бяло поле h5 · бял кон на черно поле d4 · черен цар на бяло поле e4 · черен офицер на черно поле h4 · черна пешка на бяло поле b3 · черен кон на бяло поле h3 · черен офицер на бяло поле a2 · бяла пешка на черно поле b2 · бял топ на бяло поле c2 · бял топ на черно поле f2 · бял кон на бяло поле b1 · бял офицер на бяло поле d1 · черен топ на бяло поле f1 · черен кон на черно поле g1 | черна дама на черно поле h8 · бял цар на черно поле a7 · бяла дама на черно поле d6 · бяла пешка на черно поле a5 · черен топ на бяло поле h5 · бял кон на черно поле d4 · черен цар на бяло поле e4 · черен офицер на черно поле h4 · черна пешка на бяло поле b3 · черен кон на бяло поле h3 · черен офицер на бяло поле a2 · бяла пешка на черно поле b2 · бял топ на бяло поле c2 · бял топ на черно поле f2 · бял кон на бяло поле b1 · бял офицер на бяло поле d1 · черен топ на бяло поле f1 · черен кон на черно поле g1 | черна дама на черно поле h8 · бял цар на черно поле a7 · бяла дама на черно поле d6 · бяла пешка на черно поле a5 · черен топ на бяло поле h5 · бял кон на черно поле d4 · черен цар на бяло поле e4 · черен офицер на черно поле h4 · черна пешка на бяло поле b3 · черен кон на бяло поле h3 · черен офицер на бяло поле a2 · бяла пешка на черно поле b2 · бял топ на бяло поле c2 · бял топ на черно поле f2 · бял кон на бяло поле b1 · бял офицер на бяло поле d1 · черен топ на бяло поле f1 · черен кон на черно поле g1 | черна дама на черно поле h8 · бял цар на черно поле a7 · бяла дама на черно поле d6 · бяла пешка на черно поле a5 · черен топ на бяло поле h5 · бял кон на черно поле d4 · черен цар на бяло поле e4 · черен офицер на черно поле h4 · черна пешка на бяло поле b3 · черен кон на бяло поле h3 · черен офицер на бяло поле a2 · бяла пешка на черно поле b2 · бял топ на бяло поле c2 · бял топ на черно поле f2 · бял кон на бяло поле b1 · бял офицер на бяло поле d1 · черен топ на бяло поле f1 · черен кон на черно поле g1 | черна дама на черно поле h8 · бял цар на черно поле a7 · бяла дама на черно поле d6 · бяла пешка на черно поле a5 · черен топ на бяло поле h5 · бял кон на черно поле d4 · черен цар на бяло поле e4 · черен офицер на черно поле h4 · черна пешка на бяло поле b3 · черен кон на бяло поле h3 · черен офицер на бяло поле a2 · бяла пешка на черно поле b2 · бял топ на бяло поле c2 · бял топ на черно поле f2 · бял кон на бяло поле b1 · бял офицер на бяло поле d1 · черен топ на бяло поле f1 · черен кон на черно поле g1 | черна дама на черно поле h8 · бял цар на черно поле a7 · бяла дама на черно поле d6 · бяла пешка на черно поле a5 · черен топ на бяло поле h5 · бял кон на черно поле d4 · черен цар на бяло поле e4 · черен офицер на черно поле h4 · черна пешка на бяло поле b3 · черен кон на бяло поле h3 · черен офицер на бяло поле a2 · бяла пешка на черно поле b2 · бял топ на бяло поле c2 · бял топ на черно поле f2 · бял кон на бяло поле b1 · бял офицер на бяло поле d1 · черен топ на бяло поле f1 · черен кон на черно поле g1 | черна дама на черно поле h8 · бял цар на черно поле a7 · бяла дама на черно поле d6 · бяла пешка на черно поле a5 · черен топ на бяло поле h5 · бял кон на черно поле d4 · черен цар на бяло поле e4 · черен офицер на черно поле h4 · черна пешка на бяло поле b3 · черен кон на бяло поле h3 · черен офицер на бяло поле a2 · бяла пешка на черно поле b2 · бял топ на бяло поле c2 · бял топ на черно поле f2 · бял кон на бяло поле b1 · бял офицер на бяло поле d1 · черен топ на бяло поле f1 · черен кон на черно поле g1 | черна дама на черно поле h8 · бял цар на черно поле a7 · бяла дама на черно поле d6 · бяла пешка на черно поле a5 · черен топ на бяло поле h5 · бял кон на черно поле d4 · черен цар на бяло поле e4 · черен офицер на черно поле h4 · черна пешка на бяло поле b3 · черен кон на бяло поле h3 · черен офицер на бяло поле a2 · бяла пешка на черно поле b2 · бял топ на бяло поле c2 · бял топ на черно поле f2 · бял кон на бяло поле b1 · бял офицер на бяло поле d1 · черен топ на бяло поле f1 · черен кон на черно поле g1 | 6 |
| 5 | черна дама на черно поле h8 · бял цар на черно поле a7 · бяла дама на черно поле d6 · бяла пешка на черно поле a5 · черен топ на бяло поле h5 · бял кон на черно поле d4 · черен цар на бяло поле e4 · черен офицер на черно поле h4 · черна пешка на бяло поле b3 · черен кон на бяло поле h3 · черен офицер на бяло поле a2 · бяла пешка на черно поле b2 · бял топ на бяло поле c2 · бял топ на черно поле f2 · бял кон на бяло поле b1 · бял офицер на бяло поле d1 · черен топ на бяло поле f1 · черен кон на черно поле g1 | черна дама на черно поле h8 · бял цар на черно поле a7 · бяла дама на черно поле d6 · бяла пешка на черно поле a5 · черен топ на бяло поле h5 · бял кон на черно поле d4 · черен цар на бяло поле e4 · черен офицер на черно поле h4 · черна пешка на бяло поле b3 · черен кон на бяло поле h3 · черен офицер на бяло поле a2 · бяла пешка на черно поле b2 · бял топ на бяло поле c2 · бял топ на черно поле f2 · бял кон на бяло поле b1 · бял офицер на бяло поле d1 · черен топ на бяло поле f1 · черен кон на черно поле g1 | черна дама на черно поле h8 · бял цар на черно поле a7 · бяла дама на черно поле d6 · бяла пешка на черно поле a5 · черен топ на бяло поле h5 · бял кон на черно поле d4 · черен цар на бяло поле e4 · черен офицер на черно поле h4 · черна пешка на бяло поле b3 · черен кон на бяло поле h3 · черен офицер на бяло поле a2 · бяла пешка на черно поле b2 · бял топ на бяло поле c2 · бял топ на черно поле f2 · бял кон на бяло поле b1 · бял офицер на бяло поле d1 · черен топ на бяло поле f1 · черен кон на черно поле g1 | черна дама на черно поле h8 · бял цар на черно поле a7 · бяла дама на черно поле d6 · бяла пешка на черно поле a5 · черен топ на бяло поле h5 · бял кон на черно поле d4 · черен цар на бяло поле e4 · черен офицер на черно поле h4 · черна пешка на бяло поле b3 · черен кон на бяло поле h3 · черен офицер на бяло поле a2 · бяла пешка на черно поле b2 · бял топ на бяло поле c2 · бял топ на черно поле f2 · бял кон на бяло поле b1 · бял офицер на бяло поле d1 · черен топ на бяло поле f1 · черен кон на черно поле g1 | черна дама на черно поле h8 · бял цар на черно поле a7 · бяла дама на черно поле d6 · бяла пешка на черно поле a5 · черен топ на бяло поле h5 · бял кон на черно поле d4 · черен цар на бяло поле e4 · черен офицер на черно поле h4 · черна пешка на бяло поле b3 · черен кон на бяло поле h3 · черен офицер на бяло поле a2 · бяла пешка на черно поле b2 · бял топ на бяло поле c2 · бял топ на черно поле f2 · бял кон на бяло поле b1 · бял офицер на бяло поле d1 · черен топ на бяло поле f1 · черен кон на черно поле g1 | черна дама на черно поле h8 · бял цар на черно поле a7 · бяла дама на черно поле d6 · бяла пешка на черно поле a5 · черен топ на бяло поле h5 · бял кон на черно поле d4 · черен цар на бяло поле e4 · черен офицер на черно поле h4 · черна пешка на бяло поле b3 · черен кон на бяло поле h3 · черен офицер на бяло поле a2 · бяла пешка на черно поле b2 · бял топ на бяло поле c2 · бял топ на черно поле f2 · бял кон на бяло поле b1 · бял офицер на бяло поле d1 · черен топ на бяло поле f1 · черен кон на черно поле g1 | черна дама на черно поле h8 · бял цар на черно поле a7 · бяла дама на черно поле d6 · бяла пешка на черно поле a5 · черен топ на бяло поле h5 · бял кон на черно поле d4 · черен цар на бяло поле e4 · черен офицер на черно поле h4 · черна пешка на бяло поле b3 · черен кон на бяло поле h3 · черен офицер на бяло поле a2 · бяла пешка на черно поле b2 · бял топ на бяло поле c2 · бял топ на черно поле f2 · бял кон на бяло поле b1 · бял офицер на бяло поле d1 · черен топ на бяло поле f1 · черен кон на черно поле g1 | черна дама на черно поле h8 · бял цар на черно поле a7 · бяла дама на черно поле d6 · бяла пешка на черно поле a5 · черен топ на бяло поле h5 · бял кон на черно поле d4 · черен цар на бяло поле e4 · черен офицер на черно поле h4 · черна пешка на бяло поле b3 · черен кон на бяло поле h3 · черен офицер на бяло поле a2 · бяла пешка на черно поле b2 · бял топ на бяло поле c2 · бял топ на черно поле f2 · бял кон на бяло поле b1 · бял офицер на бяло поле d1 · черен топ на бяло поле f1 · черен кон на черно поле g1 | 5 |
| 4 | черна дама на черно поле h8 · бял цар на черно поле a7 · бяла дама на черно поле d6 · бяла пешка на черно поле a5 · черен топ на бяло поле h5 · бял кон на черно поле d4 · черен цар на бяло поле e4 · черен офицер на черно поле h4 · черна пешка на бяло поле b3 · черен кон на бяло поле h3 · черен офицер на бяло поле a2 · бяла пешка на черно поле b2 · бял топ на бяло поле c2 · бял топ на черно поле f2 · бял кон на бяло поле b1 · бял офицер на бяло поле d1 · черен топ на бяло поле f1 · черен кон на черно поле g1 | черна дама на черно поле h8 · бял цар на черно поле a7 · бяла дама на черно поле d6 · бяла пешка на черно поле a5 · черен топ на бяло поле h5 · бял кон на черно поле d4 · черен цар на бяло поле e4 · черен офицер на черно поле h4 · черна пешка на бяло поле b3 · черен кон на бяло поле h3 · черен офицер на бяло поле a2 · бяла пешка на черно поле b2 · бял топ на бяло поле c2 · бял топ на черно поле f2 · бял кон на бяло поле b1 · бял офицер на бяло поле d1 · черен топ на бяло поле f1 · черен кон на черно поле g1 | черна дама на черно поле h8 · бял цар на черно поле a7 · бяла дама на черно поле d6 · бяла пешка на черно поле a5 · черен топ на бяло поле h5 · бял кон на черно поле d4 · черен цар на бяло поле e4 · черен офицер на черно поле h4 · черна пешка на бяло поле b3 · черен кон на бяло поле h3 · черен офицер на бяло поле a2 · бяла пешка на черно поле b2 · бял топ на бяло поле c2 · бял топ на черно поле f2 · бял кон на бяло поле b1 · бял офицер на бяло поле d1 · черен топ на бяло поле f1 · черен кон на черно поле g1 | черна дама на черно поле h8 · бял цар на черно поле a7 · бяла дама на черно поле d6 · бяла пешка на черно поле a5 · черен топ на бяло поле h5 · бял кон на черно поле d4 · черен цар на бяло поле e4 · черен офицер на черно поле h4 · черна пешка на бяло поле b3 · черен кон на бяло поле h3 · черен офицер на бяло поле a2 · бяла пешка на черно поле b2 · бял топ на бяло поле c2 · бял топ на черно поле f2 · бял кон на бяло поле b1 · бял офицер на бяло поле d1 · черен топ на бяло поле f1 · черен кон на черно поле g1 | черна дама на черно поле h8 · бял цар на черно поле a7 · бяла дама на черно поле d6 · бяла пешка на черно поле a5 · черен топ на бяло поле h5 · бял кон на черно поле d4 · черен цар на бяло поле e4 · черен офицер на черно поле h4 · черна пешка на бяло поле b3 · черен кон на бяло поле h3 · черен офицер на бяло поле a2 · бяла пешка на черно поле b2 · бял топ на бяло поле c2 · бял топ на черно поле f2 · бял кон на бяло поле b1 · бял офицер на бяло поле d1 · черен топ на бяло поле f1 · черен кон на черно поле g1 | черна дама на черно поле h8 · бял цар на черно поле a7 · бяла дама на черно поле d6 · бяла пешка на черно поле a5 · черен топ на бяло поле h5 · бял кон на черно поле d4 · черен цар на бяло поле e4 · черен офицер на черно поле h4 · черна пешка на бяло поле b3 · черен кон на бяло поле h3 · черен офицер на бяло поле a2 · бяла пешка на черно поле b2 · бял топ на бяло поле c2 · бял топ на черно поле f2 · бял кон на бяло поле b1 · бял офицер на бяло поле d1 · черен топ на бяло поле f1 · черен кон на черно поле g1 | черна дама на черно поле h8 · бял цар на черно поле a7 · бяла дама на черно поле d6 · бяла пешка на черно поле a5 · черен топ на бяло поле h5 · бял кон на черно поле d4 · черен цар на бяло поле e4 · черен офицер на черно поле h4 · черна пешка на бяло поле b3 · черен кон на бяло поле h3 · черен офицер на бяло поле a2 · бяла пешка на черно поле b2 · бял топ на бяло поле c2 · бял топ на черно поле f2 · бял кон на бяло поле b1 · бял офицер на бяло поле d1 · черен топ на бяло поле f1 · черен кон на черно поле g1 | черна дама на черно поле h8 · бял цар на черно поле a7 · бяла дама на черно поле d6 · бяла пешка на черно поле a5 · черен топ на бяло поле h5 · бял кон на черно поле d4 · черен цар на бяло поле e4 · черен офицер на черно поле h4 · черна пешка на бяло поле b3 · черен кон на бяло поле h3 · черен офицер на бяло поле a2 · бяла пешка на черно поле b2 · бял топ на бяло поле c2 · бял топ на черно поле f2 · бял кон на бяло поле b1 · бял офицер на бяло поле d1 · черен топ на бяло поле f1 · черен кон на черно поле g1 | 4 |
| 3 | черна дама на черно поле h8 · бял цар на черно поле a7 · бяла дама на черно поле d6 · бяла пешка на черно поле a5 · черен топ на бяло поле h5 · бял кон на черно поле d4 · черен цар на бяло поле e4 · черен офицер на черно поле h4 · черна пешка на бяло поле b3 · черен кон на бяло поле h3 · черен офицер на бяло поле a2 · бяла пешка на черно поле b2 · бял топ на бяло поле c2 · бял топ на черно поле f2 · бял кон на бяло поле b1 · бял офицер на бяло поле d1 · черен топ на бяло поле f1 · черен кон на черно поле g1 | черна дама на черно поле h8 · бял цар на черно поле a7 · бяла дама на черно поле d6 · бяла пешка на черно поле a5 · черен топ на бяло поле h5 · бял кон на черно поле d4 · черен цар на бяло поле e4 · черен офицер на черно поле h4 · черна пешка на бяло поле b3 · черен кон на бяло поле h3 · черен офицер на бяло поле a2 · бяла пешка на черно поле b2 · бял топ на бяло поле c2 · бял топ на черно поле f2 · бял кон на бяло поле b1 · бял офицер на бяло поле d1 · черен топ на бяло поле f1 · черен кон на черно поле g1 | черна дама на черно поле h8 · бял цар на черно поле a7 · бяла дама на черно поле d6 · бяла пешка на черно поле a5 · черен топ на бяло поле h5 · бял кон на черно поле d4 · черен цар на бяло поле e4 · черен офицер на черно поле h4 · черна пешка на бяло поле b3 · черен кон на бяло поле h3 · черен офицер на бяло поле a2 · бяла пешка на черно поле b2 · бял топ на бяло поле c2 · бял топ на черно поле f2 · бял кон на бяло поле b1 · бял офицер на бяло поле d1 · черен топ на бяло поле f1 · черен кон на черно поле g1 | черна дама на черно поле h8 · бял цар на черно поле a7 · бяла дама на черно поле d6 · бяла пешка на черно поле a5 · черен топ на бяло поле h5 · бял кон на черно поле d4 · черен цар на бяло поле e4 · черен офицер на черно поле h4 · черна пешка на бяло поле b3 · черен кон на бяло поле h3 · черен офицер на бяло поле a2 · бяла пешка на черно поле b2 · бял топ на бяло поле c2 · бял топ на черно поле f2 · бял кон на бяло поле b1 · бял офицер на бяло поле d1 · черен топ на бяло поле f1 · черен кон на черно поле g1 | черна дама на черно поле h8 · бял цар на черно поле a7 · бяла дама на черно поле d6 · бяла пешка на черно поле a5 · черен топ на бяло поле h5 · бял кон на черно поле d4 · черен цар на бяло поле e4 · черен офицер на черно поле h4 · черна пешка на бяло поле b3 · черен кон на бяло поле h3 · черен офицер на бяло поле a2 · бяла пешка на черно поле b2 · бял топ на бяло поле c2 · бял топ на черно поле f2 · бял кон на бяло поле b1 · бял офицер на бяло поле d1 · черен топ на бяло поле f1 · черен кон на черно поле g1 | черна дама на черно поле h8 · бял цар на черно поле a7 · бяла дама на черно поле d6 · бяла пешка на черно поле a5 · черен топ на бяло поле h5 · бял кон на черно поле d4 · черен цар на бяло поле e4 · черен офицер на черно поле h4 · черна пешка на бяло поле b3 · черен кон на бяло поле h3 · черен офицер на бяло поле a2 · бяла пешка на черно поле b2 · бял топ на бяло поле c2 · бял топ на черно поле f2 · бял кон на бяло поле b1 · бял офицер на бяло поле d1 · черен топ на бяло поле f1 · черен кон на черно поле g1 | черна дама на черно поле h8 · бял цар на черно поле a7 · бяла дама на черно поле d6 · бяла пешка на черно поле a5 · черен топ на бяло поле h5 · бял кон на черно поле d4 · черен цар на бяло поле e4 · черен офицер на черно поле h4 · черна пешка на бяло поле b3 · черен кон на бяло поле h3 · черен офицер на бяло поле a2 · бяла пешка на черно поле b2 · бял топ на бяло поле c2 · бял топ на черно поле f2 · бял кон на бяло поле b1 · бял офицер на бяло поле d1 · черен топ на бяло поле f1 · черен кон на черно поле g1 | черна дама на черно поле h8 · бял цар на черно поле a7 · бяла дама на черно поле d6 · бяла пешка на черно поле a5 · черен топ на бяло поле h5 · бял кон на черно поле d4 · черен цар на бяло поле e4 · черен офицер на черно поле h4 · черна пешка на бяло поле b3 · черен кон на бяло поле h3 · черен офицер на бяло поле a2 · бяла пешка на черно поле b2 · бял топ на бяло поле c2 · бял топ на черно поле f2 · бял кон на бяло поле b1 · бял офицер на бяло поле d1 · черен топ на бяло поле f1 · черен кон на черно поле g1 | 3 |
| 2 | черна дама на черно поле h8 · бял цар на черно поле a7 · бяла дама на черно поле d6 · бяла пешка на черно поле a5 · черен топ на бяло поле h5 · бял кон на черно поле d4 · черен цар на бяло поле e4 · черен офицер на черно поле h4 · черна пешка на бяло поле b3 · черен кон на бяло поле h3 · черен офицер на бяло поле a2 · бяла пешка на черно поле b2 · бял топ на бяло поле c2 · бял топ на черно поле f2 · бял кон на бяло поле b1 · бял офицер на бяло поле d1 · черен топ на бяло поле f1 · черен кон на черно поле g1 | черна дама на черно поле h8 · бял цар на черно поле a7 · бяла дама на черно поле d6 · бяла пешка на черно поле a5 · черен топ на бяло поле h5 · бял кон на черно поле d4 · черен цар на бяло поле e4 · черен офицер на черно поле h4 · черна пешка на бяло поле b3 · черен кон на бяло поле h3 · черен офицер на бяло поле a2 · бяла пешка на черно поле b2 · бял топ на бяло поле c2 · бял топ на черно поле f2 · бял кон на бяло поле b1 · бял офицер на бяло поле d1 · черен топ на бяло поле f1 · черен кон на черно поле g1 | черна дама на черно поле h8 · бял цар на черно поле a7 · бяла дама на черно поле d6 · бяла пешка на черно поле a5 · черен топ на бяло поле h5 · бял кон на черно поле d4 · черен цар на бяло поле e4 · черен офицер на черно поле h4 · черна пешка на бяло поле b3 · черен кон на бяло поле h3 · черен офицер на бяло поле a2 · бяла пешка на черно поле b2 · бял топ на бяло поле c2 · бял топ на черно поле f2 · бял кон на бяло поле b1 · бял офицер на бяло поле d1 · черен топ на бяло поле f1 · черен кон на черно поле g1 | черна дама на черно поле h8 · бял цар на черно поле a7 · бяла дама на черно поле d6 · бяла пешка на черно поле a5 · черен топ на бяло поле h5 · бял кон на черно поле d4 · черен цар на бяло поле e4 · черен офицер на черно поле h4 · черна пешка на бяло поле b3 · черен кон на бяло поле h3 · черен офицер на бяло поле a2 · бяла пешка на черно поле b2 · бял топ на бяло поле c2 · бял топ на черно поле f2 · бял кон на бяло поле b1 · бял офицер на бяло поле d1 · черен топ на бяло поле f1 · черен кон на черно поле g1 | черна дама на черно поле h8 · бял цар на черно поле a7 · бяла дама на черно поле d6 · бяла пешка на черно поле a5 · черен топ на бяло поле h5 · бял кон на черно поле d4 · черен цар на бяло поле e4 · черен офицер на черно поле h4 · черна пешка на бяло поле b3 · черен кон на бяло поле h3 · черен офицер на бяло поле a2 · бяла пешка на черно поле b2 · бял топ на бяло поле c2 · бял топ на черно поле f2 · бял кон на бяло поле b1 · бял офицер на бяло поле d1 · черен топ на бяло поле f1 · черен кон на черно поле g1 | черна дама на черно поле h8 · бял цар на черно поле a7 · бяла дама на черно поле d6 · бяла пешка на черно поле a5 · черен топ на бяло поле h5 · бял кон на черно поле d4 · черен цар на бяло поле e4 · черен офицер на черно поле h4 · черна пешка на бяло поле b3 · черен кон на бяло поле h3 · черен офицер на бяло поле a2 · бяла пешка на черно поле b2 · бял топ на бяло поле c2 · бял топ на черно поле f2 · бял кон на бяло поле b1 · бял офицер на бяло поле d1 · черен топ на бяло поле f1 · черен кон на черно поле g1 | черна дама на черно поле h8 · бял цар на черно поле a7 · бяла дама на черно поле d6 · бяла пешка на черно поле a5 · черен топ на бяло поле h5 · бял кон на черно поле d4 · черен цар на бяло поле e4 · черен офицер на черно поле h4 · черна пешка на бяло поле b3 · черен кон на бяло поле h3 · черен офицер на бяло поле a2 · бяла пешка на черно поле b2 · бял топ на бяло поле c2 · бял топ на черно поле f2 · бял кон на бяло поле b1 · бял офицер на бяло поле d1 · черен топ на бяло поле f1 · черен кон на черно поле g1 | черна дама на черно поле h8 · бял цар на черно поле a7 · бяла дама на черно поле d6 · бяла пешка на черно поле a5 · черен топ на бяло поле h5 · бял кон на черно поле d4 · черен цар на бяло поле e4 · черен офицер на черно поле h4 · черна пешка на бяло поле b3 · черен кон на бяло поле h3 · черен офицер на бяло поле a2 · бяла пешка на черно поле b2 · бял топ на бяло поле c2 · бял топ на черно поле f2 · бял кон на бяло поле b1 · бял офицер на бяло поле d1 · черен топ на бяло поле f1 · черен кон на черно поле g1 | 2 |
| 1 | черна дама на черно поле h8 · бял цар на черно поле a7 · бяла дама на черно поле d6 · бяла пешка на черно поле a5 · черен топ на бяло поле h5 · бял кон на черно поле d4 · черен цар на бяло поле e4 · черен офицер на черно поле h4 · черна пешка на бяло поле b3 · черен кон на бяло поле h3 · черен офицер на бяло поле a2 · бяла пешка на черно поле b2 · бял топ на бяло поле c2 · бял топ на черно поле f2 · бял кон на бяло поле b1 · бял офицер на бяло поле d1 · черен топ на бяло поле f1 · черен кон на черно поле g1 | черна дама на черно поле h8 · бял цар на черно поле a7 · бяла дама на черно поле d6 · бяла пешка на черно поле a5 · черен топ на бяло поле h5 · бял кон на черно поле d4 · черен цар на бяло поле e4 · черен офицер на черно поле h4 · черна пешка на бяло поле b3 · черен кон на бяло поле h3 · черен офицер на бяло поле a2 · бяла пешка на черно поле b2 · бял топ на бяло поле c2 · бял топ на черно поле f2 · бял кон на бяло поле b1 · бял офицер на бяло поле d1 · черен топ на бяло поле f1 · черен кон на черно поле g1 | черна дама на черно поле h8 · бял цар на черно поле a7 · бяла дама на черно поле d6 · бяла пешка на черно поле a5 · черен топ на бяло поле h5 · бял кон на черно поле d4 · черен цар на бяло поле e4 · черен офицер на черно поле h4 · черна пешка на бяло поле b3 · черен кон на бяло поле h3 · черен офицер на бяло поле a2 · бяла пешка на черно поле b2 · бял топ на бяло поле c2 · бял топ на черно поле f2 · бял кон на бяло поле b1 · бял офицер на бяло поле d1 · черен топ на бяло поле f1 · черен кон на черно поле g1 | черна дама на черно поле h8 · бял цар на черно поле a7 · бяла дама на черно поле d6 · бяла пешка на черно поле a5 · черен топ на бяло поле h5 · бял кон на черно поле d4 · черен цар на бяло поле e4 · черен офицер на черно поле h4 · черна пешка на бяло поле b3 · черен кон на бяло поле h3 · черен офицер на бяло поле a2 · бяла пешка на черно поле b2 · бял топ на бяло поле c2 · бял топ на черно поле f2 · бял кон на бяло поле b1 · бял офицер на бяло поле d1 · черен топ на бяло поле f1 · черен кон на черно поле g1 | черна дама на черно поле h8 · бял цар на черно поле a7 · бяла дама на черно поле d6 · бяла пешка на черно поле a5 · черен топ на бяло поле h5 · бял кон на черно поле d4 · черен цар на бяло поле e4 · черен офицер на черно поле h4 · черна пешка на бяло поле b3 · черен кон на бяло поле h3 · черен офицер на бяло поле a2 · бяла пешка на черно поле b2 · бял топ на бяло поле c2 · бял топ на черно поле f2 · бял кон на бяло поле b1 · бял офицер на бяло поле d1 · черен топ на бяло поле f1 · черен кон на черно поле g1 | черна дама на черно поле h8 · бял цар на черно поле a7 · бяла дама на черно поле d6 · бяла пешка на черно поле a5 · черен топ на бяло поле h5 · бял кон на черно поле d4 · черен цар на бяло поле e4 · черен офицер на черно поле h4 · черна пешка на бяло поле b3 · черен кон на бяло поле h3 · черен офицер на бяло поле a2 · бяла пешка на черно поле b2 · бял топ на бяло поле c2 · бял топ на черно поле f2 · бял кон на бяло поле b1 · бял офицер на бяло поле d1 · черен топ на бяло поле f1 · черен кон на черно поле g1 | черна дама на черно поле h8 · бял цар на черно поле a7 · бяла дама на черно поле d6 · бяла пешка на черно поле a5 · черен топ на бяло поле h5 · бял кон на черно поле d4 · черен цар на бяло поле e4 · черен офицер на черно поле h4 · черна пешка на бяло поле b3 · черен кон на бяло поле h3 · черен офицер на бяло поле a2 · бяла пешка на черно поле b2 · бял топ на бяло поле c2 · бял топ на черно поле f2 · бял кон на бяло поле b1 · бял офицер на бяло поле d1 · черен топ на бяло поле f1 · черен кон на черно поле g1 | черна дама на черно поле h8 · бял цар на черно поле a7 · бяла дама на черно поле d6 · бяла пешка на черно поле a5 · черен топ на бяло поле h5 · бял кон на черно поле d4 · черен цар на бяло поле e4 · черен офицер на черно поле h4 · черна пешка на бяло поле b3 · черен кон на бяло поле h3 · черен офицер на бяло поле a2 · бяла пешка на черно поле b2 · бял топ на бяло поле c2 · бял топ на черно поле f2 · бял кон на бяло поле b1 · бял офицер на бяло поле d1 · черен топ на бяло поле f1 · черен кон на черно поле g1 | 1 |
|   | a | b | c | d | e | f | g | h |   |

|   | a | b | c | d | e | f | g | h |   |
| 8 | бяла дама на бяло поле b7 · бял офицер на черно поле f6 · черна пешка на черно поле c5 · черен цар на бяло поле c4 · черна пешка на бяло поле b3 · бял кон на черно поле f2 · бял цар на бяло поле b1 | бяла дама на бяло поле b7 · бял офицер на черно поле f6 · черна пешка на черно поле c5 · черен цар на бяло поле c4 · черна пешка на бяло поле b3 · бял кон на черно поле f2 · бял цар на бяло поле b1 | бяла дама на бяло поле b7 · бял офицер на черно поле f6 · черна пешка на черно поле c5 · черен цар на бяло поле c4 · черна пешка на бяло поле b3 · бял кон на черно поле f2 · бял цар на бяло поле b1 | бяла дама на бяло поле b7 · бял офицер на черно поле f6 · черна пешка на черно поле c5 · черен цар на бяло поле c4 · черна пешка на бяло поле b3 · бял кон на черно поле f2 · бял цар на бяло поле b1 | бяла дама на бяло поле b7 · бял офицер на черно поле f6 · черна пешка на черно поле c5 · черен цар на бяло поле c4 · черна пешка на бяло поле b3 · бял кон на черно поле f2 · бял цар на бяло поле b1 | бяла дама на бяло поле b7 · бял офицер на черно поле f6 · черна пешка на черно поле c5 · черен цар на бяло поле c4 · черна пешка на бяло поле b3 · бял кон на черно поле f2 · бял цар на бяло поле b1 | бяла дама на бяло поле b7 · бял офицер на черно поле f6 · черна пешка на черно поле c5 · черен цар на бяло поле c4 · черна пешка на бяло поле b3 · бял кон на черно поле f2 · бял цар на бяло поле b1 | бяла дама на бяло поле b7 · бял офицер на черно поле f6 · черна пешка на черно поле c5 · черен цар на бяло поле c4 · черна пешка на бяло поле b3 · бял кон на черно поле f2 · бял цар на бяло поле b1 | 8 |
| 7 | бяла дама на бяло поле b7 · бял офицер на черно поле f6 · черна пешка на черно поле c5 · черен цар на бяло поле c4 · черна пешка на бяло поле b3 · бял кон на черно поле f2 · бял цар на бяло поле b1 | бяла дама на бяло поле b7 · бял офицер на черно поле f6 · черна пешка на черно поле c5 · черен цар на бяло поле c4 · черна пешка на бяло поле b3 · бял кон на черно поле f2 · бял цар на бяло поле b1 | бяла дама на бяло поле b7 · бял офицер на черно поле f6 · черна пешка на черно поле c5 · черен цар на бяло поле c4 · черна пешка на бяло поле b3 · бял кон на черно поле f2 · бял цар на бяло поле b1 | бяла дама на бяло поле b7 · бял офицер на черно поле f6 · черна пешка на черно поле c5 · черен цар на бяло поле c4 · черна пешка на бяло поле b3 · бял кон на черно поле f2 · бял цар на бяло поле b1 | бяла дама на бяло поле b7 · бял офицер на черно поле f6 · черна пешка на черно поле c5 · черен цар на бяло поле c4 · черна пешка на бяло поле b3 · бял кон на черно поле f2 · бял цар на бяло поле b1 | бяла дама на бяло поле b7 · бял офицер на черно поле f6 · черна пешка на черно поле c5 · черен цар на бяло поле c4 · черна пешка на бяло поле b3 · бял кон на черно поле f2 · бял цар на бяло поле b1 | бяла дама на бяло поле b7 · бял офицер на черно поле f6 · черна пешка на черно поле c5 · черен цар на бяло поле c4 · черна пешка на бяло поле b3 · бял кон на черно поле f2 · бял цар на бяло поле b1 | бяла дама на бяло поле b7 · бял офицер на черно поле f6 · черна пешка на черно поле c5 · черен цар на бяло поле c4 · черна пешка на бяло поле b3 · бял кон на черно поле f2 · бял цар на бяло поле b1 | 7 |
| 6 | бяла дама на бяло поле b7 · бял офицер на черно поле f6 · черна пешка на черно поле c5 · черен цар на бяло поле c4 · черна пешка на бяло поле b3 · бял кон на черно поле f2 · бял цар на бяло поле b1 | бяла дама на бяло поле b7 · бял офицер на черно поле f6 · черна пешка на черно поле c5 · черен цар на бяло поле c4 · черна пешка на бяло поле b3 · бял кон на черно поле f2 · бял цар на бяло поле b1 | бяла дама на бяло поле b7 · бял офицер на черно поле f6 · черна пешка на черно поле c5 · черен цар на бяло поле c4 · черна пешка на бяло поле b3 · бял кон на черно поле f2 · бял цар на бяло поле b1 | бяла дама на бяло поле b7 · бял офицер на черно поле f6 · черна пешка на черно поле c5 · черен цар на бяло поле c4 · черна пешка на бяло поле b3 · бял кон на черно поле f2 · бял цар на бяло поле b1 | бяла дама на бяло поле b7 · бял офицер на черно поле f6 · черна пешка на черно поле c5 · черен цар на бяло поле c4 · черна пешка на бяло поле b3 · бял кон на черно поле f2 · бял цар на бяло поле b1 | бяла дама на бяло поле b7 · бял офицер на черно поле f6 · черна пешка на черно поле c5 · черен цар на бяло поле c4 · черна пешка на бяло поле b3 · бял кон на черно поле f2 · бял цар на бяло поле b1 | бяла дама на бяло поле b7 · бял офицер на черно поле f6 · черна пешка на черно поле c5 · черен цар на бяло поле c4 · черна пешка на бяло поле b3 · бял кон на черно поле f2 · бял цар на бяло поле b1 | бяла дама на бяло поле b7 · бял офицер на черно поле f6 · черна пешка на черно поле c5 · черен цар на бяло поле c4 · черна пешка на бяло поле b3 · бял кон на черно поле f2 · бял цар на бяло поле b1 | 6 |
| 5 | бяла дама на бяло поле b7 · бял офицер на черно поле f6 · черна пешка на черно поле c5 · черен цар на бяло поле c4 · черна пешка на бяло поле b3 · бял кон на черно поле f2 · бял цар на бяло поле b1 | бяла дама на бяло поле b7 · бял офицер на черно поле f6 · черна пешка на черно поле c5 · черен цар на бяло поле c4 · черна пешка на бяло поле b3 · бял кон на черно поле f2 · бял цар на бяло поле b1 | бяла дама на бяло поле b7 · бял офицер на черно поле f6 · черна пешка на черно поле c5 · черен цар на бяло поле c4 · черна пешка на бяло поле b3 · бял кон на черно поле f2 · бял цар на бяло поле b1 | бяла дама на бяло поле b7 · бял офицер на черно поле f6 · черна пешка на черно поле c5 · черен цар на бяло поле c4 · черна пешка на бяло поле b3 · бял кон на черно поле f2 · бял цар на бяло поле b1 | бяла дама на бяло поле b7 · бял офицер на черно поле f6 · черна пешка на черно поле c5 · черен цар на бяло поле c4 · черна пешка на бяло поле b3 · бял кон на черно поле f2 · бял цар на бяло поле b1 | бяла дама на бяло поле b7 · бял офицер на черно поле f6 · черна пешка на черно поле c5 · черен цар на бяло поле c4 · черна пешка на бяло поле b3 · бял кон на черно поле f2 · бял цар на бяло поле b1 | бяла дама на бяло поле b7 · бял офицер на черно поле f6 · черна пешка на черно поле c5 · черен цар на бяло поле c4 · черна пешка на бяло поле b3 · бял кон на черно поле f2 · бял цар на бяло поле b1 | бяла дама на бяло поле b7 · бял офицер на черно поле f6 · черна пешка на черно поле c5 · черен цар на бяло поле c4 · черна пешка на бяло поле b3 · бял кон на черно поле f2 · бял цар на бяло поле b1 | 5 |
| 4 | бяла дама на бяло поле b7 · бял офицер на черно поле f6 · черна пешка на черно поле c5 · черен цар на бяло поле c4 · черна пешка на бяло поле b3 · бял кон на черно поле f2 · бял цар на бяло поле b1 | бяла дама на бяло поле b7 · бял офицер на черно поле f6 · черна пешка на черно поле c5 · черен цар на бяло поле c4 · черна пешка на бяло поле b3 · бял кон на черно поле f2 · бял цар на бяло поле b1 | бяла дама на бяло поле b7 · бял офицер на черно поле f6 · черна пешка на черно поле c5 · черен цар на бяло поле c4 · черна пешка на бяло поле b3 · бял кон на черно поле f2 · бял цар на бяло поле b1 | бяла дама на бяло поле b7 · бял офицер на черно поле f6 · черна пешка на черно поле c5 · черен цар на бяло поле c4 · черна пешка на бяло поле b3 · бял кон на черно поле f2 · бял цар на бяло поле b1 | бяла дама на бяло поле b7 · бял офицер на черно поле f6 · черна пешка на черно поле c5 · черен цар на бяло поле c4 · черна пешка на бяло поле b3 · бял кон на черно поле f2 · бял цар на бяло поле b1 | бяла дама на бяло поле b7 · бял офицер на черно поле f6 · черна пешка на черно поле c5 · черен цар на бяло поле c4 · черна пешка на бяло поле b3 · бял кон на черно поле f2 · бял цар на бяло поле b1 | бяла дама на бяло поле b7 · бял офицер на черно поле f6 · черна пешка на черно поле c5 · черен цар на бяло поле c4 · черна пешка на бяло поле b3 · бял кон на черно поле f2 · бял цар на бяло поле b1 | бяла дама на бяло поле b7 · бял офицер на черно поле f6 · черна пешка на черно поле c5 · черен цар на бяло поле c4 · черна пешка на бяло поле b3 · бял кон на черно поле f2 · бял цар на бяло поле b1 | 4 |
| 3 | бяла дама на бяло поле b7 · бял офицер на черно поле f6 · черна пешка на черно поле c5 · черен цар на бяло поле c4 · черна пешка на бяло поле b3 · бял кон на черно поле f2 · бял цар на бяло поле b1 | бяла дама на бяло поле b7 · бял офицер на черно поле f6 · черна пешка на черно поле c5 · черен цар на бяло поле c4 · черна пешка на бяло поле b3 · бял кон на черно поле f2 · бял цар на бяло поле b1 | бяла дама на бяло поле b7 · бял офицер на черно поле f6 · черна пешка на черно поле c5 · черен цар на бяло поле c4 · черна пешка на бяло поле b3 · бял кон на черно поле f2 · бял цар на бяло поле b1 | бяла дама на бяло поле b7 · бял офицер на черно поле f6 · черна пешка на черно поле c5 · черен цар на бяло поле c4 · черна пешка на бяло поле b3 · бял кон на черно поле f2 · бял цар на бяло поле b1 | бяла дама на бяло поле b7 · бял офицер на черно поле f6 · черна пешка на черно поле c5 · черен цар на бяло поле c4 · черна пешка на бяло поле b3 · бял кон на черно поле f2 · бял цар на бяло поле b1 | бяла дама на бяло поле b7 · бял офицер на черно поле f6 · черна пешка на черно поле c5 · черен цар на бяло поле c4 · черна пешка на бяло поле b3 · бял кон на черно поле f2 · бял цар на бяло поле b1 | бяла дама на бяло поле b7 · бял офицер на черно поле f6 · черна пешка на черно поле c5 · черен цар на бяло поле c4 · черна пешка на бяло поле b3 · бял кон на черно поле f2 · бял цар на бяло поле b1 | бяла дама на бяло поле b7 · бял офицер на черно поле f6 · черна пешка на черно поле c5 · черен цар на бяло поле c4 · черна пешка на бяло поле b3 · бял кон на черно поле f2 · бял цар на бяло поле b1 | 3 |
| 2 | бяла дама на бяло поле b7 · бял офицер на черно поле f6 · черна пешка на черно поле c5 · черен цар на бяло поле c4 · черна пешка на бяло поле b3 · бял кон на черно поле f2 · бял цар на бяло поле b1 | бяла дама на бяло поле b7 · бял офицер на черно поле f6 · черна пешка на черно поле c5 · черен цар на бяло поле c4 · черна пешка на бяло поле b3 · бял кон на черно поле f2 · бял цар на бяло поле b1 | бяла дама на бяло поле b7 · бял офицер на черно поле f6 · черна пешка на черно поле c5 · черен цар на бяло поле c4 · черна пешка на бяло поле b3 · бял кон на черно поле f2 · бял цар на бяло поле b1 | бяла дама на бяло поле b7 · бял офицер на черно поле f6 · черна пешка на черно поле c5 · черен цар на бяло поле c4 · черна пешка на бяло поле b3 · бял кон на черно поле f2 · бял цар на бяло поле b1 | бяла дама на бяло поле b7 · бял офицер на черно поле f6 · черна пешка на черно поле c5 · черен цар на бяло поле c4 · черна пешка на бяло поле b3 · бял кон на черно поле f2 · бял цар на бяло поле b1 | бяла дама на бяло поле b7 · бял офицер на черно поле f6 · черна пешка на черно поле c5 · черен цар на бяло поле c4 · черна пешка на бяло поле b3 · бял кон на черно поле f2 · бял цар на бяло поле b1 | бяла дама на бяло поле b7 · бял офицер на черно поле f6 · черна пешка на черно поле c5 · черен цар на бяло поле c4 · черна пешка на бяло поле b3 · бял кон на черно поле f2 · бял цар на бяло поле b1 | бяла дама на бяло поле b7 · бял офицер на черно поле f6 · черна пешка на черно поле c5 · черен цар на бяло поле c4 · черна пешка на бяло поле b3 · бял кон на черно поле f2 · бял цар на бяло поле b1 | 2 |
| 1 | бяла дама на бяло поле b7 · бял офицер на черно поле f6 · черна пешка на черно поле c5 · черен цар на бяло поле c4 · черна пешка на бяло поле b3 · бял кон на черно поле f2 · бял цар на бяло поле b1 | бяла дама на бяло поле b7 · бял офицер на черно поле f6 · черна пешка на черно поле c5 · черен цар на бяло поле c4 · черна пешка на бяло поле b3 · бял кон на черно поле f2 · бял цар на бяло поле b1 | бяла дама на бяло поле b7 · бял офицер на черно поле f6 · черна пешка на черно поле c5 · черен цар на бяло поле c4 · черна пешка на бяло поле b3 · бял кон на черно поле f2 · бял цар на бяло поле b1 | бяла дама на бяло поле b7 · бял офицер на черно поле f6 · черна пешка на черно поле c5 · черен цар на бяло поле c4 · черна пешка на бяло поле b3 · бял кон на черно поле f2 · бял цар на бяло поле b1 | бяла дама на бяло поле b7 · бял офицер на черно поле f6 · черна пешка на черно поле c5 · черен цар на бяло поле c4 · черна пешка на бяло поле b3 · бял кон на черно поле f2 · бял цар на бяло поле b1 | бяла дама на бяло поле b7 · бял офицер на черно поле f6 · черна пешка на черно поле c5 · черен цар на бяло поле c4 · черна пешка на бяло поле b3 · бял кон на черно поле f2 · бял цар на бяло поле b1 | бяла дама на бяло поле b7 · бял офицер на черно поле f6 · черна пешка на черно поле c5 · черен цар на бяло поле c4 · черна пешка на бяло поле b3 · бял кон на черно поле f2 · бял цар на бяло поле b1 | бяла дама на бяло поле b7 · бял офицер на черно поле f6 · черна пешка на черно поле c5 · черен цар на бяло поле c4 · черна пешка на бяло поле b3 · бял кон на черно поле f2 · бял цар на бяло поле b1 | 1 |
|   | a | b | c | d | e | f | g | h |   |

|   | a | b | c | d | e | f | g | h |   |
| 8 | бяла дама на бяло поле g8 · бял топ на бяло поле f7 · черна пешка на черно поле f6 · черна пешка на черно поле e5 · черен цар на бяло поле f5 · бял цар на бяло поле a4 · бял кон на бяло поле g4 · бял офицер на черно поле e3 · черен кон на черно поле d2 · черен кон на черно поле c1 | бяла дама на бяло поле g8 · бял топ на бяло поле f7 · черна пешка на черно поле f6 · черна пешка на черно поле e5 · черен цар на бяло поле f5 · бял цар на бяло поле a4 · бял кон на бяло поле g4 · бял офицер на черно поле e3 · черен кон на черно поле d2 · черен кон на черно поле c1 | бяла дама на бяло поле g8 · бял топ на бяло поле f7 · черна пешка на черно поле f6 · черна пешка на черно поле e5 · черен цар на бяло поле f5 · бял цар на бяло поле a4 · бял кон на бяло поле g4 · бял офицер на черно поле e3 · черен кон на черно поле d2 · черен кон на черно поле c1 | бяла дама на бяло поле g8 · бял топ на бяло поле f7 · черна пешка на черно поле f6 · черна пешка на черно поле e5 · черен цар на бяло поле f5 · бял цар на бяло поле a4 · бял кон на бяло поле g4 · бял офицер на черно поле e3 · черен кон на черно поле d2 · черен кон на черно поле c1 | бяла дама на бяло поле g8 · бял топ на бяло поле f7 · черна пешка на черно поле f6 · черна пешка на черно поле e5 · черен цар на бяло поле f5 · бял цар на бяло поле a4 · бял кон на бяло поле g4 · бял офицер на черно поле e3 · черен кон на черно поле d2 · черен кон на черно поле c1 | бяла дама на бяло поле g8 · бял топ на бяло поле f7 · черна пешка на черно поле f6 · черна пешка на черно поле e5 · черен цар на бяло поле f5 · бял цар на бяло поле a4 · бял кон на бяло поле g4 · бял офицер на черно поле e3 · черен кон на черно поле d2 · черен кон на черно поле c1 | бяла дама на бяло поле g8 · бял топ на бяло поле f7 · черна пешка на черно поле f6 · черна пешка на черно поле e5 · черен цар на бяло поле f5 · бял цар на бяло поле a4 · бял кон на бяло поле g4 · бял офицер на черно поле e3 · черен кон на черно поле d2 · черен кон на черно поле c1 | бяла дама на бяло поле g8 · бял топ на бяло поле f7 · черна пешка на черно поле f6 · черна пешка на черно поле e5 · черен цар на бяло поле f5 · бял цар на бяло поле a4 · бял кон на бяло поле g4 · бял офицер на черно поле e3 · черен кон на черно поле d2 · черен кон на черно поле c1 | 8 |
| 7 | бяла дама на бяло поле g8 · бял топ на бяло поле f7 · черна пешка на черно поле f6 · черна пешка на черно поле e5 · черен цар на бяло поле f5 · бял цар на бяло поле a4 · бял кон на бяло поле g4 · бял офицер на черно поле e3 · черен кон на черно поле d2 · черен кон на черно поле c1 | бяла дама на бяло поле g8 · бял топ на бяло поле f7 · черна пешка на черно поле f6 · черна пешка на черно поле e5 · черен цар на бяло поле f5 · бял цар на бяло поле a4 · бял кон на бяло поле g4 · бял офицер на черно поле e3 · черен кон на черно поле d2 · черен кон на черно поле c1 | бяла дама на бяло поле g8 · бял топ на бяло поле f7 · черна пешка на черно поле f6 · черна пешка на черно поле e5 · черен цар на бяло поле f5 · бял цар на бяло поле a4 · бял кон на бяло поле g4 · бял офицер на черно поле e3 · черен кон на черно поле d2 · черен кон на черно поле c1 | бяла дама на бяло поле g8 · бял топ на бяло поле f7 · черна пешка на черно поле f6 · черна пешка на черно поле e5 · черен цар на бяло поле f5 · бял цар на бяло поле a4 · бял кон на бяло поле g4 · бял офицер на черно поле e3 · черен кон на черно поле d2 · черен кон на черно поле c1 | бяла дама на бяло поле g8 · бял топ на бяло поле f7 · черна пешка на черно поле f6 · черна пешка на черно поле e5 · черен цар на бяло поле f5 · бял цар на бяло поле a4 · бял кон на бяло поле g4 · бял офицер на черно поле e3 · черен кон на черно поле d2 · черен кон на черно поле c1 | бяла дама на бяло поле g8 · бял топ на бяло поле f7 · черна пешка на черно поле f6 · черна пешка на черно поле e5 · черен цар на бяло поле f5 · бял цар на бяло поле a4 · бял кон на бяло поле g4 · бял офицер на черно поле e3 · черен кон на черно поле d2 · черен кон на черно поле c1 | бяла дама на бяло поле g8 · бял топ на бяло поле f7 · черна пешка на черно поле f6 · черна пешка на черно поле e5 · черен цар на бяло поле f5 · бял цар на бяло поле a4 · бял кон на бяло поле g4 · бял офицер на черно поле e3 · черен кон на черно поле d2 · черен кон на черно поле c1 | бяла дама на бяло поле g8 · бял топ на бяло поле f7 · черна пешка на черно поле f6 · черна пешка на черно поле e5 · черен цар на бяло поле f5 · бял цар на бяло поле a4 · бял кон на бяло поле g4 · бял офицер на черно поле e3 · черен кон на черно поле d2 · черен кон на черно поле c1 | 7 |
| 6 | бяла дама на бяло поле g8 · бял топ на бяло поле f7 · черна пешка на черно поле f6 · черна пешка на черно поле e5 · черен цар на бяло поле f5 · бял цар на бяло поле a4 · бял кон на бяло поле g4 · бял офицер на черно поле e3 · черен кон на черно поле d2 · черен кон на черно поле c1 | бяла дама на бяло поле g8 · бял топ на бяло поле f7 · черна пешка на черно поле f6 · черна пешка на черно поле e5 · черен цар на бяло поле f5 · бял цар на бяло поле a4 · бял кон на бяло поле g4 · бял офицер на черно поле e3 · черен кон на черно поле d2 · черен кон на черно поле c1 | бяла дама на бяло поле g8 · бял топ на бяло поле f7 · черна пешка на черно поле f6 · черна пешка на черно поле e5 · черен цар на бяло поле f5 · бял цар на бяло поле a4 · бял кон на бяло поле g4 · бял офицер на черно поле e3 · черен кон на черно поле d2 · черен кон на черно поле c1 | бяла дама на бяло поле g8 · бял топ на бяло поле f7 · черна пешка на черно поле f6 · черна пешка на черно поле e5 · черен цар на бяло поле f5 · бял цар на бяло поле a4 · бял кон на бяло поле g4 · бял офицер на черно поле e3 · черен кон на черно поле d2 · черен кон на черно поле c1 | бяла дама на бяло поле g8 · бял топ на бяло поле f7 · черна пешка на черно поле f6 · черна пешка на черно поле e5 · черен цар на бяло поле f5 · бял цар на бяло поле a4 · бял кон на бяло поле g4 · бял офицер на черно поле e3 · черен кон на черно поле d2 · черен кон на черно поле c1 | бяла дама на бяло поле g8 · бял топ на бяло поле f7 · черна пешка на черно поле f6 · черна пешка на черно поле e5 · черен цар на бяло поле f5 · бял цар на бяло поле a4 · бял кон на бяло поле g4 · бял офицер на черно поле e3 · черен кон на черно поле d2 · черен кон на черно поле c1 | бяла дама на бяло поле g8 · бял топ на бяло поле f7 · черна пешка на черно поле f6 · черна пешка на черно поле e5 · черен цар на бяло поле f5 · бял цар на бяло поле a4 · бял кон на бяло поле g4 · бял офицер на черно поле e3 · черен кон на черно поле d2 · черен кон на черно поле c1 | бяла дама на бяло поле g8 · бял топ на бяло поле f7 · черна пешка на черно поле f6 · черна пешка на черно поле e5 · черен цар на бяло поле f5 · бял цар на бяло поле a4 · бял кон на бяло поле g4 · бял офицер на черно поле e3 · черен кон на черно поле d2 · черен кон на черно поле c1 | 6 |
| 5 | бяла дама на бяло поле g8 · бял топ на бяло поле f7 · черна пешка на черно поле f6 · черна пешка на черно поле e5 · черен цар на бяло поле f5 · бял цар на бяло поле a4 · бял кон на бяло поле g4 · бял офицер на черно поле e3 · черен кон на черно поле d2 · черен кон на черно поле c1 | бяла дама на бяло поле g8 · бял топ на бяло поле f7 · черна пешка на черно поле f6 · черна пешка на черно поле e5 · черен цар на бяло поле f5 · бял цар на бяло поле a4 · бял кон на бяло поле g4 · бял офицер на черно поле e3 · черен кон на черно поле d2 · черен кон на черно поле c1 | бяла дама на бяло поле g8 · бял топ на бяло поле f7 · черна пешка на черно поле f6 · черна пешка на черно поле e5 · черен цар на бяло поле f5 · бял цар на бяло поле a4 · бял кон на бяло поле g4 · бял офицер на черно поле e3 · черен кон на черно поле d2 · черен кон на черно поле c1 | бяла дама на бяло поле g8 · бял топ на бяло поле f7 · черна пешка на черно поле f6 · черна пешка на черно поле e5 · черен цар на бяло поле f5 · бял цар на бяло поле a4 · бял кон на бяло поле g4 · бял офицер на черно поле e3 · черен кон на черно поле d2 · черен кон на черно поле c1 | бяла дама на бяло поле g8 · бял топ на бяло поле f7 · черна пешка на черно поле f6 · черна пешка на черно поле e5 · черен цар на бяло поле f5 · бял цар на бяло поле a4 · бял кон на бяло поле g4 · бял офицер на черно поле e3 · черен кон на черно поле d2 · черен кон на черно поле c1 | бяла дама на бяло поле g8 · бял топ на бяло поле f7 · черна пешка на черно поле f6 · черна пешка на черно поле e5 · черен цар на бяло поле f5 · бял цар на бяло поле a4 · бял кон на бяло поле g4 · бял офицер на черно поле e3 · черен кон на черно поле d2 · черен кон на черно поле c1 | бяла дама на бяло поле g8 · бял топ на бяло поле f7 · черна пешка на черно поле f6 · черна пешка на черно поле e5 · черен цар на бяло поле f5 · бял цар на бяло поле a4 · бял кон на бяло поле g4 · бял офицер на черно поле e3 · черен кон на черно поле d2 · черен кон на черно поле c1 | бяла дама на бяло поле g8 · бял топ на бяло поле f7 · черна пешка на черно поле f6 · черна пешка на черно поле e5 · черен цар на бяло поле f5 · бял цар на бяло поле a4 · бял кон на бяло поле g4 · бял офицер на черно поле e3 · черен кон на черно поле d2 · черен кон на черно поле c1 | 5 |
| 4 | бяла дама на бяло поле g8 · бял топ на бяло поле f7 · черна пешка на черно поле f6 · черна пешка на черно поле e5 · черен цар на бяло поле f5 · бял цар на бяло поле a4 · бял кон на бяло поле g4 · бял офицер на черно поле e3 · черен кон на черно поле d2 · черен кон на черно поле c1 | бяла дама на бяло поле g8 · бял топ на бяло поле f7 · черна пешка на черно поле f6 · черна пешка на черно поле e5 · черен цар на бяло поле f5 · бял цар на бяло поле a4 · бял кон на бяло поле g4 · бял офицер на черно поле e3 · черен кон на черно поле d2 · черен кон на черно поле c1 | бяла дама на бяло поле g8 · бял топ на бяло поле f7 · черна пешка на черно поле f6 · черна пешка на черно поле e5 · черен цар на бяло поле f5 · бял цар на бяло поле a4 · бял кон на бяло поле g4 · бял офицер на черно поле e3 · черен кон на черно поле d2 · черен кон на черно поле c1 | бяла дама на бяло поле g8 · бял топ на бяло поле f7 · черна пешка на черно поле f6 · черна пешка на черно поле e5 · черен цар на бяло поле f5 · бял цар на бяло поле a4 · бял кон на бяло поле g4 · бял офицер на черно поле e3 · черен кон на черно поле d2 · черен кон на черно поле c1 | бяла дама на бяло поле g8 · бял топ на бяло поле f7 · черна пешка на черно поле f6 · черна пешка на черно поле e5 · черен цар на бяло поле f5 · бял цар на бяло поле a4 · бял кон на бяло поле g4 · бял офицер на черно поле e3 · черен кон на черно поле d2 · черен кон на черно поле c1 | бяла дама на бяло поле g8 · бял топ на бяло поле f7 · черна пешка на черно поле f6 · черна пешка на черно поле e5 · черен цар на бяло поле f5 · бял цар на бяло поле a4 · бял кон на бяло поле g4 · бял офицер на черно поле e3 · черен кон на черно поле d2 · черен кон на черно поле c1 | бяла дама на бяло поле g8 · бял топ на бяло поле f7 · черна пешка на черно поле f6 · черна пешка на черно поле e5 · черен цар на бяло поле f5 · бял цар на бяло поле a4 · бял кон на бяло поле g4 · бял офицер на черно поле e3 · черен кон на черно поле d2 · черен кон на черно поле c1 | бяла дама на бяло поле g8 · бял топ на бяло поле f7 · черна пешка на черно поле f6 · черна пешка на черно поле e5 · черен цар на бяло поле f5 · бял цар на бяло поле a4 · бял кон на бяло поле g4 · бял офицер на черно поле e3 · черен кон на черно поле d2 · черен кон на черно поле c1 | 4 |
| 3 | бяла дама на бяло поле g8 · бял топ на бяло поле f7 · черна пешка на черно поле f6 · черна пешка на черно поле e5 · черен цар на бяло поле f5 · бял цар на бяло поле a4 · бял кон на бяло поле g4 · бял офицер на черно поле e3 · черен кон на черно поле d2 · черен кон на черно поле c1 | бяла дама на бяло поле g8 · бял топ на бяло поле f7 · черна пешка на черно поле f6 · черна пешка на черно поле e5 · черен цар на бяло поле f5 · бял цар на бяло поле a4 · бял кон на бяло поле g4 · бял офицер на черно поле e3 · черен кон на черно поле d2 · черен кон на черно поле c1 | бяла дама на бяло поле g8 · бял топ на бяло поле f7 · черна пешка на черно поле f6 · черна пешка на черно поле e5 · черен цар на бяло поле f5 · бял цар на бяло поле a4 · бял кон на бяло поле g4 · бял офицер на черно поле e3 · черен кон на черно поле d2 · черен кон на черно поле c1 | бяла дама на бяло поле g8 · бял топ на бяло поле f7 · черна пешка на черно поле f6 · черна пешка на черно поле e5 · черен цар на бяло поле f5 · бял цар на бяло поле a4 · бял кон на бяло поле g4 · бял офицер на черно поле e3 · черен кон на черно поле d2 · черен кон на черно поле c1 | бяла дама на бяло поле g8 · бял топ на бяло поле f7 · черна пешка на черно поле f6 · черна пешка на черно поле e5 · черен цар на бяло поле f5 · бял цар на бяло поле a4 · бял кон на бяло поле g4 · бял офицер на черно поле e3 · черен кон на черно поле d2 · черен кон на черно поле c1 | бяла дама на бяло поле g8 · бял топ на бяло поле f7 · черна пешка на черно поле f6 · черна пешка на черно поле e5 · черен цар на бяло поле f5 · бял цар на бяло поле a4 · бял кон на бяло поле g4 · бял офицер на черно поле e3 · черен кон на черно поле d2 · черен кон на черно поле c1 | бяла дама на бяло поле g8 · бял топ на бяло поле f7 · черна пешка на черно поле f6 · черна пешка на черно поле e5 · черен цар на бяло поле f5 · бял цар на бяло поле a4 · бял кон на бяло поле g4 · бял офицер на черно поле e3 · черен кон на черно поле d2 · черен кон на черно поле c1 | бяла дама на бяло поле g8 · бял топ на бяло поле f7 · черна пешка на черно поле f6 · черна пешка на черно поле e5 · черен цар на бяло поле f5 · бял цар на бяло поле a4 · бял кон на бяло поле g4 · бял офицер на черно поле e3 · черен кон на черно поле d2 · черен кон на черно поле c1 | 3 |
| 2 | бяла дама на бяло поле g8 · бял топ на бяло поле f7 · черна пешка на черно поле f6 · черна пешка на черно поле e5 · черен цар на бяло поле f5 · бял цар на бяло поле a4 · бял кон на бяло поле g4 · бял офицер на черно поле e3 · черен кон на черно поле d2 · черен кон на черно поле c1 | бяла дама на бяло поле g8 · бял топ на бяло поле f7 · черна пешка на черно поле f6 · черна пешка на черно поле e5 · черен цар на бяло поле f5 · бял цар на бяло поле a4 · бял кон на бяло поле g4 · бял офицер на черно поле e3 · черен кон на черно поле d2 · черен кон на черно поле c1 | бяла дама на бяло поле g8 · бял топ на бяло поле f7 · черна пешка на черно поле f6 · черна пешка на черно поле e5 · черен цар на бяло поле f5 · бял цар на бяло поле a4 · бял кон на бяло поле g4 · бял офицер на черно поле e3 · черен кон на черно поле d2 · черен кон на черно поле c1 | бяла дама на бяло поле g8 · бял топ на бяло поле f7 · черна пешка на черно поле f6 · черна пешка на черно поле e5 · черен цар на бяло поле f5 · бял цар на бяло поле a4 · бял кон на бяло поле g4 · бял офицер на черно поле e3 · черен кон на черно поле d2 · черен кон на черно поле c1 | бяла дама на бяло поле g8 · бял топ на бяло поле f7 · черна пешка на черно поле f6 · черна пешка на черно поле e5 · черен цар на бяло поле f5 · бял цар на бяло поле a4 · бял кон на бяло поле g4 · бял офицер на черно поле e3 · черен кон на черно поле d2 · черен кон на черно поле c1 | бяла дама на бяло поле g8 · бял топ на бяло поле f7 · черна пешка на черно поле f6 · черна пешка на черно поле e5 · черен цар на бяло поле f5 · бял цар на бяло поле a4 · бял кон на бяло поле g4 · бял офицер на черно поле e3 · черен кон на черно поле d2 · черен кон на черно поле c1 | бяла дама на бяло поле g8 · бял топ на бяло поле f7 · черна пешка на черно поле f6 · черна пешка на черно поле e5 · черен цар на бяло поле f5 · бял цар на бяло поле a4 · бял кон на бяло поле g4 · бял офицер на черно поле e3 · черен кон на черно поле d2 · черен кон на черно поле c1 | бяла дама на бяло поле g8 · бял топ на бяло поле f7 · черна пешка на черно поле f6 · черна пешка на черно поле e5 · черен цар на бяло поле f5 · бял цар на бяло поле a4 · бял кон на бяло поле g4 · бял офицер на черно поле e3 · черен кон на черно поле d2 · черен кон на черно поле c1 | 2 |
| 1 | бяла дама на бяло поле g8 · бял топ на бяло поле f7 · черна пешка на черно поле f6 · черна пешка на черно поле e5 · черен цар на бяло поле f5 · бял цар на бяло поле a4 · бял кон на бяло поле g4 · бял офицер на черно поле e3 · черен кон на черно поле d2 · черен кон на черно поле c1 | бяла дама на бяло поле g8 · бял топ на бяло поле f7 · черна пешка на черно поле f6 · черна пешка на черно поле e5 · черен цар на бяло поле f5 · бял цар на бяло поле a4 · бял кон на бяло поле g4 · бял офицер на черно поле e3 · черен кон на черно поле d2 · черен кон на черно поле c1 | бяла дама на бяло поле g8 · бял топ на бяло поле f7 · черна пешка на черно поле f6 · черна пешка на черно поле e5 · черен цар на бяло поле f5 · бял цар на бяло поле a4 · бял кон на бяло поле g4 · бял офицер на черно поле e3 · черен кон на черно поле d2 · черен кон на черно поле c1 | бяла дама на бяло поле g8 · бял топ на бяло поле f7 · черна пешка на черно поле f6 · черна пешка на черно поле e5 · черен цар на бяло поле f5 · бял цар на бяло поле a4 · бял кон на бяло поле g4 · бял офицер на черно поле e3 · черен кон на черно поле d2 · черен кон на черно поле c1 | бяла дама на бяло поле g8 · бял топ на бяло поле f7 · черна пешка на черно поле f6 · черна пешка на черно поле e5 · черен цар на бяло поле f5 · бял цар на бяло поле a4 · бял кон на бяло поле g4 · бял офицер на черно поле e3 · черен кон на черно поле d2 · черен кон на черно поле c1 | бяла дама на бяло поле g8 · бял топ на бяло поле f7 · черна пешка на черно поле f6 · черна пешка на черно поле e5 · черен цар на бяло поле f5 · бял цар на бяло поле a4 · бял кон на бяло поле g4 · бял офицер на черно поле e3 · черен кон на черно поле d2 · черен кон на черно поле c1 | бяла дама на бяло поле g8 · бял топ на бяло поле f7 · черна пешка на черно поле f6 · черна пешка на черно поле e5 · черен цар на бяло поле f5 · бял цар на бяло поле a4 · бял кон на бяло поле g4 · бял офицер на черно поле e3 · черен кон на черно поле d2 · черен кон на черно поле c1 | бяла дама на бяло поле g8 · бял топ на бяло поле f7 · черна пешка на черно поле f6 · черна пешка на черно поле e5 · черен цар на бяло поле f5 · бял цар на бяло поле a4 · бял кон на бяло поле g4 · бял офицер на черно поле e3 · черен кон на черно поле d2 · черен кон на черно поле c1 | 1 |
|   | a | b | c | d | e | f | g | h |   |

|   | a | b | c | d | e | f | g | h |   |
| 8 | бял цар на бяло поле f7 · бял кон на черно поле f6 · бял офицер на черно поле h6 · черен цар на бяло поле f5 · бяла пешка на черно поле d4 · черна пешка на бяло поле e4 · бял кон на бяло поле h3 · бяла пешка на бяло поле e2 | бял цар на бяло поле f7 · бял кон на черно поле f6 · бял офицер на черно поле h6 · черен цар на бяло поле f5 · бяла пешка на черно поле d4 · черна пешка на бяло поле e4 · бял кон на бяло поле h3 · бяла пешка на бяло поле e2 | бял цар на бяло поле f7 · бял кон на черно поле f6 · бял офицер на черно поле h6 · черен цар на бяло поле f5 · бяла пешка на черно поле d4 · черна пешка на бяло поле e4 · бял кон на бяло поле h3 · бяла пешка на бяло поле e2 | бял цар на бяло поле f7 · бял кон на черно поле f6 · бял офицер на черно поле h6 · черен цар на бяло поле f5 · бяла пешка на черно поле d4 · черна пешка на бяло поле e4 · бял кон на бяло поле h3 · бяла пешка на бяло поле e2 | бял цар на бяло поле f7 · бял кон на черно поле f6 · бял офицер на черно поле h6 · черен цар на бяло поле f5 · бяла пешка на черно поле d4 · черна пешка на бяло поле e4 · бял кон на бяло поле h3 · бяла пешка на бяло поле e2 | бял цар на бяло поле f7 · бял кон на черно поле f6 · бял офицер на черно поле h6 · черен цар на бяло поле f5 · бяла пешка на черно поле d4 · черна пешка на бяло поле e4 · бял кон на бяло поле h3 · бяла пешка на бяло поле e2 | бял цар на бяло поле f7 · бял кон на черно поле f6 · бял офицер на черно поле h6 · черен цар на бяло поле f5 · бяла пешка на черно поле d4 · черна пешка на бяло поле e4 · бял кон на бяло поле h3 · бяла пешка на бяло поле e2 | бял цар на бяло поле f7 · бял кон на черно поле f6 · бял офицер на черно поле h6 · черен цар на бяло поле f5 · бяла пешка на черно поле d4 · черна пешка на бяло поле e4 · бял кон на бяло поле h3 · бяла пешка на бяло поле e2 | 8 |
| 7 | бял цар на бяло поле f7 · бял кон на черно поле f6 · бял офицер на черно поле h6 · черен цар на бяло поле f5 · бяла пешка на черно поле d4 · черна пешка на бяло поле e4 · бял кон на бяло поле h3 · бяла пешка на бяло поле e2 | бял цар на бяло поле f7 · бял кон на черно поле f6 · бял офицер на черно поле h6 · черен цар на бяло поле f5 · бяла пешка на черно поле d4 · черна пешка на бяло поле e4 · бял кон на бяло поле h3 · бяла пешка на бяло поле e2 | бял цар на бяло поле f7 · бял кон на черно поле f6 · бял офицер на черно поле h6 · черен цар на бяло поле f5 · бяла пешка на черно поле d4 · черна пешка на бяло поле e4 · бял кон на бяло поле h3 · бяла пешка на бяло поле e2 | бял цар на бяло поле f7 · бял кон на черно поле f6 · бял офицер на черно поле h6 · черен цар на бяло поле f5 · бяла пешка на черно поле d4 · черна пешка на бяло поле e4 · бял кон на бяло поле h3 · бяла пешка на бяло поле e2 | бял цар на бяло поле f7 · бял кон на черно поле f6 · бял офицер на черно поле h6 · черен цар на бяло поле f5 · бяла пешка на черно поле d4 · черна пешка на бяло поле e4 · бял кон на бяло поле h3 · бяла пешка на бяло поле e2 | бял цар на бяло поле f7 · бял кон на черно поле f6 · бял офицер на черно поле h6 · черен цар на бяло поле f5 · бяла пешка на черно поле d4 · черна пешка на бяло поле e4 · бял кон на бяло поле h3 · бяла пешка на бяло поле e2 | бял цар на бяло поле f7 · бял кон на черно поле f6 · бял офицер на черно поле h6 · черен цар на бяло поле f5 · бяла пешка на черно поле d4 · черна пешка на бяло поле e4 · бял кон на бяло поле h3 · бяла пешка на бяло поле e2 | бял цар на бяло поле f7 · бял кон на черно поле f6 · бял офицер на черно поле h6 · черен цар на бяло поле f5 · бяла пешка на черно поле d4 · черна пешка на бяло поле e4 · бял кон на бяло поле h3 · бяла пешка на бяло поле e2 | 7 |
| 6 | бял цар на бяло поле f7 · бял кон на черно поле f6 · бял офицер на черно поле h6 · черен цар на бяло поле f5 · бяла пешка на черно поле d4 · черна пешка на бяло поле e4 · бял кон на бяло поле h3 · бяла пешка на бяло поле e2 | бял цар на бяло поле f7 · бял кон на черно поле f6 · бял офицер на черно поле h6 · черен цар на бяло поле f5 · бяла пешка на черно поле d4 · черна пешка на бяло поле e4 · бял кон на бяло поле h3 · бяла пешка на бяло поле e2 | бял цар на бяло поле f7 · бял кон на черно поле f6 · бял офицер на черно поле h6 · черен цар на бяло поле f5 · бяла пешка на черно поле d4 · черна пешка на бяло поле e4 · бял кон на бяло поле h3 · бяла пешка на бяло поле e2 | бял цар на бяло поле f7 · бял кон на черно поле f6 · бял офицер на черно поле h6 · черен цар на бяло поле f5 · бяла пешка на черно поле d4 · черна пешка на бяло поле e4 · бял кон на бяло поле h3 · бяла пешка на бяло поле e2 | бял цар на бяло поле f7 · бял кон на черно поле f6 · бял офицер на черно поле h6 · черен цар на бяло поле f5 · бяла пешка на черно поле d4 · черна пешка на бяло поле e4 · бял кон на бяло поле h3 · бяла пешка на бяло поле e2 | бял цар на бяло поле f7 · бял кон на черно поле f6 · бял офицер на черно поле h6 · черен цар на бяло поле f5 · бяла пешка на черно поле d4 · черна пешка на бяло поле e4 · бял кон на бяло поле h3 · бяла пешка на бяло поле e2 | бял цар на бяло поле f7 · бял кон на черно поле f6 · бял офицер на черно поле h6 · черен цар на бяло поле f5 · бяла пешка на черно поле d4 · черна пешка на бяло поле e4 · бял кон на бяло поле h3 · бяла пешка на бяло поле e2 | бял цар на бяло поле f7 · бял кон на черно поле f6 · бял офицер на черно поле h6 · черен цар на бяло поле f5 · бяла пешка на черно поле d4 · черна пешка на бяло поле e4 · бял кон на бяло поле h3 · бяла пешка на бяло поле e2 | 6 |
| 5 | бял цар на бяло поле f7 · бял кон на черно поле f6 · бял офицер на черно поле h6 · черен цар на бяло поле f5 · бяла пешка на черно поле d4 · черна пешка на бяло поле e4 · бял кон на бяло поле h3 · бяла пешка на бяло поле e2 | бял цар на бяло поле f7 · бял кон на черно поле f6 · бял офицер на черно поле h6 · черен цар на бяло поле f5 · бяла пешка на черно поле d4 · черна пешка на бяло поле e4 · бял кон на бяло поле h3 · бяла пешка на бяло поле e2 | бял цар на бяло поле f7 · бял кон на черно поле f6 · бял офицер на черно поле h6 · черен цар на бяло поле f5 · бяла пешка на черно поле d4 · черна пешка на бяло поле e4 · бял кон на бяло поле h3 · бяла пешка на бяло поле e2 | бял цар на бяло поле f7 · бял кон на черно поле f6 · бял офицер на черно поле h6 · черен цар на бяло поле f5 · бяла пешка на черно поле d4 · черна пешка на бяло поле e4 · бял кон на бяло поле h3 · бяла пешка на бяло поле e2 | бял цар на бяло поле f7 · бял кон на черно поле f6 · бял офицер на черно поле h6 · черен цар на бяло поле f5 · бяла пешка на черно поле d4 · черна пешка на бяло поле e4 · бял кон на бяло поле h3 · бяла пешка на бяло поле e2 | бял цар на бяло поле f7 · бял кон на черно поле f6 · бял офицер на черно поле h6 · черен цар на бяло поле f5 · бяла пешка на черно поле d4 · черна пешка на бяло поле e4 · бял кон на бяло поле h3 · бяла пешка на бяло поле e2 | бял цар на бяло поле f7 · бял кон на черно поле f6 · бял офицер на черно поле h6 · черен цар на бяло поле f5 · бяла пешка на черно поле d4 · черна пешка на бяло поле e4 · бял кон на бяло поле h3 · бяла пешка на бяло поле e2 | бял цар на бяло поле f7 · бял кон на черно поле f6 · бял офицер на черно поле h6 · черен цар на бяло поле f5 · бяла пешка на черно поле d4 · черна пешка на бяло поле e4 · бял кон на бяло поле h3 · бяла пешка на бяло поле e2 | 5 |
| 4 | бял цар на бяло поле f7 · бял кон на черно поле f6 · бял офицер на черно поле h6 · черен цар на бяло поле f5 · бяла пешка на черно поле d4 · черна пешка на бяло поле e4 · бял кон на бяло поле h3 · бяла пешка на бяло поле e2 | бял цар на бяло поле f7 · бял кон на черно поле f6 · бял офицер на черно поле h6 · черен цар на бяло поле f5 · бяла пешка на черно поле d4 · черна пешка на бяло поле e4 · бял кон на бяло поле h3 · бяла пешка на бяло поле e2 | бял цар на бяло поле f7 · бял кон на черно поле f6 · бял офицер на черно поле h6 · черен цар на бяло поле f5 · бяла пешка на черно поле d4 · черна пешка на бяло поле e4 · бял кон на бяло поле h3 · бяла пешка на бяло поле e2 | бял цар на бяло поле f7 · бял кон на черно поле f6 · бял офицер на черно поле h6 · черен цар на бяло поле f5 · бяла пешка на черно поле d4 · черна пешка на бяло поле e4 · бял кон на бяло поле h3 · бяла пешка на бяло поле e2 | бял цар на бяло поле f7 · бял кон на черно поле f6 · бял офицер на черно поле h6 · черен цар на бяло поле f5 · бяла пешка на черно поле d4 · черна пешка на бяло поле e4 · бял кон на бяло поле h3 · бяла пешка на бяло поле e2 | бял цар на бяло поле f7 · бял кон на черно поле f6 · бял офицер на черно поле h6 · черен цар на бяло поле f5 · бяла пешка на черно поле d4 · черна пешка на бяло поле e4 · бял кон на бяло поле h3 · бяла пешка на бяло поле e2 | бял цар на бяло поле f7 · бял кон на черно поле f6 · бял офицер на черно поле h6 · черен цар на бяло поле f5 · бяла пешка на черно поле d4 · черна пешка на бяло поле e4 · бял кон на бяло поле h3 · бяла пешка на бяло поле e2 | бял цар на бяло поле f7 · бял кон на черно поле f6 · бял офицер на черно поле h6 · черен цар на бяло поле f5 · бяла пешка на черно поле d4 · черна пешка на бяло поле e4 · бял кон на бяло поле h3 · бяла пешка на бяло поле e2 | 4 |
| 3 | бял цар на бяло поле f7 · бял кон на черно поле f6 · бял офицер на черно поле h6 · черен цар на бяло поле f5 · бяла пешка на черно поле d4 · черна пешка на бяло поле e4 · бял кон на бяло поле h3 · бяла пешка на бяло поле e2 | бял цар на бяло поле f7 · бял кон на черно поле f6 · бял офицер на черно поле h6 · черен цар на бяло поле f5 · бяла пешка на черно поле d4 · черна пешка на бяло поле e4 · бял кон на бяло поле h3 · бяла пешка на бяло поле e2 | бял цар на бяло поле f7 · бял кон на черно поле f6 · бял офицер на черно поле h6 · черен цар на бяло поле f5 · бяла пешка на черно поле d4 · черна пешка на бяло поле e4 · бял кон на бяло поле h3 · бяла пешка на бяло поле e2 | бял цар на бяло поле f7 · бял кон на черно поле f6 · бял офицер на черно поле h6 · черен цар на бяло поле f5 · бяла пешка на черно поле d4 · черна пешка на бяло поле e4 · бял кон на бяло поле h3 · бяла пешка на бяло поле e2 | бял цар на бяло поле f7 · бял кон на черно поле f6 · бял офицер на черно поле h6 · черен цар на бяло поле f5 · бяла пешка на черно поле d4 · черна пешка на бяло поле e4 · бял кон на бяло поле h3 · бяла пешка на бяло поле e2 | бял цар на бяло поле f7 · бял кон на черно поле f6 · бял офицер на черно поле h6 · черен цар на бяло поле f5 · бяла пешка на черно поле d4 · черна пешка на бяло поле e4 · бял кон на бяло поле h3 · бяла пешка на бяло поле e2 | бял цар на бяло поле f7 · бял кон на черно поле f6 · бял офицер на черно поле h6 · черен цар на бяло поле f5 · бяла пешка на черно поле d4 · черна пешка на бяло поле e4 · бял кон на бяло поле h3 · бяла пешка на бяло поле e2 | бял цар на бяло поле f7 · бял кон на черно поле f6 · бял офицер на черно поле h6 · черен цар на бяло поле f5 · бяла пешка на черно поле d4 · черна пешка на бяло поле e4 · бял кон на бяло поле h3 · бяла пешка на бяло поле e2 | 3 |
| 2 | бял цар на бяло поле f7 · бял кон на черно поле f6 · бял офицер на черно поле h6 · черен цар на бяло поле f5 · бяла пешка на черно поле d4 · черна пешка на бяло поле e4 · бял кон на бяло поле h3 · бяла пешка на бяло поле e2 | бял цар на бяло поле f7 · бял кон на черно поле f6 · бял офицер на черно поле h6 · черен цар на бяло поле f5 · бяла пешка на черно поле d4 · черна пешка на бяло поле e4 · бял кон на бяло поле h3 · бяла пешка на бяло поле e2 | бял цар на бяло поле f7 · бял кон на черно поле f6 · бял офицер на черно поле h6 · черен цар на бяло поле f5 · бяла пешка на черно поле d4 · черна пешка на бяло поле e4 · бял кон на бяло поле h3 · бяла пешка на бяло поле e2 | бял цар на бяло поле f7 · бял кон на черно поле f6 · бял офицер на черно поле h6 · черен цар на бяло поле f5 · бяла пешка на черно поле d4 · черна пешка на бяло поле e4 · бял кон на бяло поле h3 · бяла пешка на бяло поле e2 | бял цар на бяло поле f7 · бял кон на черно поле f6 · бял офицер на черно поле h6 · черен цар на бяло поле f5 · бяла пешка на черно поле d4 · черна пешка на бяло поле e4 · бял кон на бяло поле h3 · бяла пешка на бяло поле e2 | бял цар на бяло поле f7 · бял кон на черно поле f6 · бял офицер на черно поле h6 · черен цар на бяло поле f5 · бяла пешка на черно поле d4 · черна пешка на бяло поле e4 · бял кон на бяло поле h3 · бяла пешка на бяло поле e2 | бял цар на бяло поле f7 · бял кон на черно поле f6 · бял офицер на черно поле h6 · черен цар на бяло поле f5 · бяла пешка на черно поле d4 · черна пешка на бяло поле e4 · бял кон на бяло поле h3 · бяла пешка на бяло поле e2 | бял цар на бяло поле f7 · бял кон на черно поле f6 · бял офицер на черно поле h6 · черен цар на бяло поле f5 · бяла пешка на черно поле d4 · черна пешка на бяло поле e4 · бял кон на бяло поле h3 · бяла пешка на бяло поле e2 | 2 |
| 1 | бял цар на бяло поле f7 · бял кон на черно поле f6 · бял офицер на черно поле h6 · черен цар на бяло поле f5 · бяла пешка на черно поле d4 · черна пешка на бяло поле e4 · бял кон на бяло поле h3 · бяла пешка на бяло поле e2 | бял цар на бяло поле f7 · бял кон на черно поле f6 · бял офицер на черно поле h6 · черен цар на бяло поле f5 · бяла пешка на черно поле d4 · черна пешка на бяло поле e4 · бял кон на бяло поле h3 · бяла пешка на бяло поле e2 | бял цар на бяло поле f7 · бял кон на черно поле f6 · бял офицер на черно поле h6 · черен цар на бяло поле f5 · бяла пешка на черно поле d4 · черна пешка на бяло поле e4 · бял кон на бяло поле h3 · бяла пешка на бяло поле e2 | бял цар на бяло поле f7 · бял кон на черно поле f6 · бял офицер на черно поле h6 · черен цар на бяло поле f5 · бяла пешка на черно поле d4 · черна пешка на бяло поле e4 · бял кон на бяло поле h3 · бяла пешка на бяло поле e2 | бял цар на бяло поле f7 · бял кон на черно поле f6 · бял офицер на черно поле h6 · черен цар на бяло поле f5 · бяла пешка на черно поле d4 · черна пешка на бяло поле e4 · бял кон на бяло поле h3 · бяла пешка на бяло поле e2 | бял цар на бяло поле f7 · бял кон на черно поле f6 · бял офицер на черно поле h6 · черен цар на бяло поле f5 · бяла пешка на черно поле d4 · черна пешка на бяло поле e4 · бял кон на бяло поле h3 · бяла пешка на бяло поле e2 | бял цар на бяло поле f7 · бял кон на черно поле f6 · бял офицер на черно поле h6 · черен цар на бяло поле f5 · бяла пешка на черно поле d4 · черна пешка на бяло поле e4 · бял кон на бяло поле h3 · бяла пешка на бяло поле e2 | бял цар на бяло поле f7 · бял кон на черно поле f6 · бял офицер на черно поле h6 · черен цар на бяло поле f5 · бяла пешка на черно поле d4 · черна пешка на бяло поле e4 · бял кон на бяло поле h3 · бяла пешка на бяло поле e2 | 1 |
|   | a | b | c | d | e | f | g | h |   |

|   | a | b | c | d | e | f | g | h |   |
| 8 | черен офицер на бяло поле c8 · бял топ на бяло поле e8 · бял офицер на черно поле h8 · черна пешка на бяло поле b7 · бял цар на черно поле c7 · черен кон на бяло поле d7 · бял кон на бяло поле e6 · черна пешка на черно поле h6 · черна пешка на черно поле c5 · бяла пешка на бяло поле f5 · бял топ на бяло поле h5 · черна пешка на черно поле b4 · бял офицер на бяло поле c4 · черен цар на бяло поле e4 · бяла пешка на черно поле f4 · бял кон на бяло поле g4 · бяла пешка на бяло поле b3 · черна пешка на бяло поле d3 · черен кон на бяло поле c2 · черна пешка на бяло поле e2 · бяла пешка на бяло поле g2 · черен топ на бяло поле f1 | черен офицер на бяло поле c8 · бял топ на бяло поле e8 · бял офицер на черно поле h8 · черна пешка на бяло поле b7 · бял цар на черно поле c7 · черен кон на бяло поле d7 · бял кон на бяло поле e6 · черна пешка на черно поле h6 · черна пешка на черно поле c5 · бяла пешка на бяло поле f5 · бял топ на бяло поле h5 · черна пешка на черно поле b4 · бял офицер на бяло поле c4 · черен цар на бяло поле e4 · бяла пешка на черно поле f4 · бял кон на бяло поле g4 · бяла пешка на бяло поле b3 · черна пешка на бяло поле d3 · черен кон на бяло поле c2 · черна пешка на бяло поле e2 · бяла пешка на бяло поле g2 · черен топ на бяло поле f1 | черен офицер на бяло поле c8 · бял топ на бяло поле e8 · бял офицер на черно поле h8 · черна пешка на бяло поле b7 · бял цар на черно поле c7 · черен кон на бяло поле d7 · бял кон на бяло поле e6 · черна пешка на черно поле h6 · черна пешка на черно поле c5 · бяла пешка на бяло поле f5 · бял топ на бяло поле h5 · черна пешка на черно поле b4 · бял офицер на бяло поле c4 · черен цар на бяло поле e4 · бяла пешка на черно поле f4 · бял кон на бяло поле g4 · бяла пешка на бяло поле b3 · черна пешка на бяло поле d3 · черен кон на бяло поле c2 · черна пешка на бяло поле e2 · бяла пешка на бяло поле g2 · черен топ на бяло поле f1 | черен офицер на бяло поле c8 · бял топ на бяло поле e8 · бял офицер на черно поле h8 · черна пешка на бяло поле b7 · бял цар на черно поле c7 · черен кон на бяло поле d7 · бял кон на бяло поле e6 · черна пешка на черно поле h6 · черна пешка на черно поле c5 · бяла пешка на бяло поле f5 · бял топ на бяло поле h5 · черна пешка на черно поле b4 · бял офицер на бяло поле c4 · черен цар на бяло поле e4 · бяла пешка на черно поле f4 · бял кон на бяло поле g4 · бяла пешка на бяло поле b3 · черна пешка на бяло поле d3 · черен кон на бяло поле c2 · черна пешка на бяло поле e2 · бяла пешка на бяло поле g2 · черен топ на бяло поле f1 | черен офицер на бяло поле c8 · бял топ на бяло поле e8 · бял офицер на черно поле h8 · черна пешка на бяло поле b7 · бял цар на черно поле c7 · черен кон на бяло поле d7 · бял кон на бяло поле e6 · черна пешка на черно поле h6 · черна пешка на черно поле c5 · бяла пешка на бяло поле f5 · бял топ на бяло поле h5 · черна пешка на черно поле b4 · бял офицер на бяло поле c4 · черен цар на бяло поле e4 · бяла пешка на черно поле f4 · бял кон на бяло поле g4 · бяла пешка на бяло поле b3 · черна пешка на бяло поле d3 · черен кон на бяло поле c2 · черна пешка на бяло поле e2 · бяла пешка на бяло поле g2 · черен топ на бяло поле f1 | черен офицер на бяло поле c8 · бял топ на бяло поле e8 · бял офицер на черно поле h8 · черна пешка на бяло поле b7 · бял цар на черно поле c7 · черен кон на бяло поле d7 · бял кон на бяло поле e6 · черна пешка на черно поле h6 · черна пешка на черно поле c5 · бяла пешка на бяло поле f5 · бял топ на бяло поле h5 · черна пешка на черно поле b4 · бял офицер на бяло поле c4 · черен цар на бяло поле e4 · бяла пешка на черно поле f4 · бял кон на бяло поле g4 · бяла пешка на бяло поле b3 · черна пешка на бяло поле d3 · черен кон на бяло поле c2 · черна пешка на бяло поле e2 · бяла пешка на бяло поле g2 · черен топ на бяло поле f1 | черен офицер на бяло поле c8 · бял топ на бяло поле e8 · бял офицер на черно поле h8 · черна пешка на бяло поле b7 · бял цар на черно поле c7 · черен кон на бяло поле d7 · бял кон на бяло поле e6 · черна пешка на черно поле h6 · черна пешка на черно поле c5 · бяла пешка на бяло поле f5 · бял топ на бяло поле h5 · черна пешка на черно поле b4 · бял офицер на бяло поле c4 · черен цар на бяло поле e4 · бяла пешка на черно поле f4 · бял кон на бяло поле g4 · бяла пешка на бяло поле b3 · черна пешка на бяло поле d3 · черен кон на бяло поле c2 · черна пешка на бяло поле e2 · бяла пешка на бяло поле g2 · черен топ на бяло поле f1 | черен офицер на бяло поле c8 · бял топ на бяло поле e8 · бял офицер на черно поле h8 · черна пешка на бяло поле b7 · бял цар на черно поле c7 · черен кон на бяло поле d7 · бял кон на бяло поле e6 · черна пешка на черно поле h6 · черна пешка на черно поле c5 · бяла пешка на бяло поле f5 · бял топ на бяло поле h5 · черна пешка на черно поле b4 · бял офицер на бяло поле c4 · черен цар на бяло поле e4 · бяла пешка на черно поле f4 · бял кон на бяло поле g4 · бяла пешка на бяло поле b3 · черна пешка на бяло поле d3 · черен кон на бяло поле c2 · черна пешка на бяло поле e2 · бяла пешка на бяло поле g2 · черен топ на бяло поле f1 | 8 |
| 7 | черен офицер на бяло поле c8 · бял топ на бяло поле e8 · бял офицер на черно поле h8 · черна пешка на бяло поле b7 · бял цар на черно поле c7 · черен кон на бяло поле d7 · бял кон на бяло поле e6 · черна пешка на черно поле h6 · черна пешка на черно поле c5 · бяла пешка на бяло поле f5 · бял топ на бяло поле h5 · черна пешка на черно поле b4 · бял офицер на бяло поле c4 · черен цар на бяло поле e4 · бяла пешка на черно поле f4 · бял кон на бяло поле g4 · бяла пешка на бяло поле b3 · черна пешка на бяло поле d3 · черен кон на бяло поле c2 · черна пешка на бяло поле e2 · бяла пешка на бяло поле g2 · черен топ на бяло поле f1 | черен офицер на бяло поле c8 · бял топ на бяло поле e8 · бял офицер на черно поле h8 · черна пешка на бяло поле b7 · бял цар на черно поле c7 · черен кон на бяло поле d7 · бял кон на бяло поле e6 · черна пешка на черно поле h6 · черна пешка на черно поле c5 · бяла пешка на бяло поле f5 · бял топ на бяло поле h5 · черна пешка на черно поле b4 · бял офицер на бяло поле c4 · черен цар на бяло поле e4 · бяла пешка на черно поле f4 · бял кон на бяло поле g4 · бяла пешка на бяло поле b3 · черна пешка на бяло поле d3 · черен кон на бяло поле c2 · черна пешка на бяло поле e2 · бяла пешка на бяло поле g2 · черен топ на бяло поле f1 | черен офицер на бяло поле c8 · бял топ на бяло поле e8 · бял офицер на черно поле h8 · черна пешка на бяло поле b7 · бял цар на черно поле c7 · черен кон на бяло поле d7 · бял кон на бяло поле e6 · черна пешка на черно поле h6 · черна пешка на черно поле c5 · бяла пешка на бяло поле f5 · бял топ на бяло поле h5 · черна пешка на черно поле b4 · бял офицер на бяло поле c4 · черен цар на бяло поле e4 · бяла пешка на черно поле f4 · бял кон на бяло поле g4 · бяла пешка на бяло поле b3 · черна пешка на бяло поле d3 · черен кон на бяло поле c2 · черна пешка на бяло поле e2 · бяла пешка на бяло поле g2 · черен топ на бяло поле f1 | черен офицер на бяло поле c8 · бял топ на бяло поле e8 · бял офицер на черно поле h8 · черна пешка на бяло поле b7 · бял цар на черно поле c7 · черен кон на бяло поле d7 · бял кон на бяло поле e6 · черна пешка на черно поле h6 · черна пешка на черно поле c5 · бяла пешка на бяло поле f5 · бял топ на бяло поле h5 · черна пешка на черно поле b4 · бял офицер на бяло поле c4 · черен цар на бяло поле e4 · бяла пешка на черно поле f4 · бял кон на бяло поле g4 · бяла пешка на бяло поле b3 · черна пешка на бяло поле d3 · черен кон на бяло поле c2 · черна пешка на бяло поле e2 · бяла пешка на бяло поле g2 · черен топ на бяло поле f1 | черен офицер на бяло поле c8 · бял топ на бяло поле e8 · бял офицер на черно поле h8 · черна пешка на бяло поле b7 · бял цар на черно поле c7 · черен кон на бяло поле d7 · бял кон на бяло поле e6 · черна пешка на черно поле h6 · черна пешка на черно поле c5 · бяла пешка на бяло поле f5 · бял топ на бяло поле h5 · черна пешка на черно поле b4 · бял офицер на бяло поле c4 · черен цар на бяло поле e4 · бяла пешка на черно поле f4 · бял кон на бяло поле g4 · бяла пешка на бяло поле b3 · черна пешка на бяло поле d3 · черен кон на бяло поле c2 · черна пешка на бяло поле e2 · бяла пешка на бяло поле g2 · черен топ на бяло поле f1 | черен офицер на бяло поле c8 · бял топ на бяло поле e8 · бял офицер на черно поле h8 · черна пешка на бяло поле b7 · бял цар на черно поле c7 · черен кон на бяло поле d7 · бял кон на бяло поле e6 · черна пешка на черно поле h6 · черна пешка на черно поле c5 · бяла пешка на бяло поле f5 · бял топ на бяло поле h5 · черна пешка на черно поле b4 · бял офицер на бяло поле c4 · черен цар на бяло поле e4 · бяла пешка на черно поле f4 · бял кон на бяло поле g4 · бяла пешка на бяло поле b3 · черна пешка на бяло поле d3 · черен кон на бяло поле c2 · черна пешка на бяло поле e2 · бяла пешка на бяло поле g2 · черен топ на бяло поле f1 | черен офицер на бяло поле c8 · бял топ на бяло поле e8 · бял офицер на черно поле h8 · черна пешка на бяло поле b7 · бял цар на черно поле c7 · черен кон на бяло поле d7 · бял кон на бяло поле e6 · черна пешка на черно поле h6 · черна пешка на черно поле c5 · бяла пешка на бяло поле f5 · бял топ на бяло поле h5 · черна пешка на черно поле b4 · бял офицер на бяло поле c4 · черен цар на бяло поле e4 · бяла пешка на черно поле f4 · бял кон на бяло поле g4 · бяла пешка на бяло поле b3 · черна пешка на бяло поле d3 · черен кон на бяло поле c2 · черна пешка на бяло поле e2 · бяла пешка на бяло поле g2 · черен топ на бяло поле f1 | черен офицер на бяло поле c8 · бял топ на бяло поле e8 · бял офицер на черно поле h8 · черна пешка на бяло поле b7 · бял цар на черно поле c7 · черен кон на бяло поле d7 · бял кон на бяло поле e6 · черна пешка на черно поле h6 · черна пешка на черно поле c5 · бяла пешка на бяло поле f5 · бял топ на бяло поле h5 · черна пешка на черно поле b4 · бял офицер на бяло поле c4 · черен цар на бяло поле e4 · бяла пешка на черно поле f4 · бял кон на бяло поле g4 · бяла пешка на бяло поле b3 · черна пешка на бяло поле d3 · черен кон на бяло поле c2 · черна пешка на бяло поле e2 · бяла пешка на бяло поле g2 · черен топ на бяло поле f1 | 7 |
| 6 | черен офицер на бяло поле c8 · бял топ на бяло поле e8 · бял офицер на черно поле h8 · черна пешка на бяло поле b7 · бял цар на черно поле c7 · черен кон на бяло поле d7 · бял кон на бяло поле e6 · черна пешка на черно поле h6 · черна пешка на черно поле c5 · бяла пешка на бяло поле f5 · бял топ на бяло поле h5 · черна пешка на черно поле b4 · бял офицер на бяло поле c4 · черен цар на бяло поле e4 · бяла пешка на черно поле f4 · бял кон на бяло поле g4 · бяла пешка на бяло поле b3 · черна пешка на бяло поле d3 · черен кон на бяло поле c2 · черна пешка на бяло поле e2 · бяла пешка на бяло поле g2 · черен топ на бяло поле f1 | черен офицер на бяло поле c8 · бял топ на бяло поле e8 · бял офицер на черно поле h8 · черна пешка на бяло поле b7 · бял цар на черно поле c7 · черен кон на бяло поле d7 · бял кон на бяло поле e6 · черна пешка на черно поле h6 · черна пешка на черно поле c5 · бяла пешка на бяло поле f5 · бял топ на бяло поле h5 · черна пешка на черно поле b4 · бял офицер на бяло поле c4 · черен цар на бяло поле e4 · бяла пешка на черно поле f4 · бял кон на бяло поле g4 · бяла пешка на бяло поле b3 · черна пешка на бяло поле d3 · черен кон на бяло поле c2 · черна пешка на бяло поле e2 · бяла пешка на бяло поле g2 · черен топ на бяло поле f1 | черен офицер на бяло поле c8 · бял топ на бяло поле e8 · бял офицер на черно поле h8 · черна пешка на бяло поле b7 · бял цар на черно поле c7 · черен кон на бяло поле d7 · бял кон на бяло поле e6 · черна пешка на черно поле h6 · черна пешка на черно поле c5 · бяла пешка на бяло поле f5 · бял топ на бяло поле h5 · черна пешка на черно поле b4 · бял офицер на бяло поле c4 · черен цар на бяло поле e4 · бяла пешка на черно поле f4 · бял кон на бяло поле g4 · бяла пешка на бяло поле b3 · черна пешка на бяло поле d3 · черен кон на бяло поле c2 · черна пешка на бяло поле e2 · бяла пешка на бяло поле g2 · черен топ на бяло поле f1 | черен офицер на бяло поле c8 · бял топ на бяло поле e8 · бял офицер на черно поле h8 · черна пешка на бяло поле b7 · бял цар на черно поле c7 · черен кон на бяло поле d7 · бял кон на бяло поле e6 · черна пешка на черно поле h6 · черна пешка на черно поле c5 · бяла пешка на бяло поле f5 · бял топ на бяло поле h5 · черна пешка на черно поле b4 · бял офицер на бяло поле c4 · черен цар на бяло поле e4 · бяла пешка на черно поле f4 · бял кон на бяло поле g4 · бяла пешка на бяло поле b3 · черна пешка на бяло поле d3 · черен кон на бяло поле c2 · черна пешка на бяло поле e2 · бяла пешка на бяло поле g2 · черен топ на бяло поле f1 | черен офицер на бяло поле c8 · бял топ на бяло поле e8 · бял офицер на черно поле h8 · черна пешка на бяло поле b7 · бял цар на черно поле c7 · черен кон на бяло поле d7 · бял кон на бяло поле e6 · черна пешка на черно поле h6 · черна пешка на черно поле c5 · бяла пешка на бяло поле f5 · бял топ на бяло поле h5 · черна пешка на черно поле b4 · бял офицер на бяло поле c4 · черен цар на бяло поле e4 · бяла пешка на черно поле f4 · бял кон на бяло поле g4 · бяла пешка на бяло поле b3 · черна пешка на бяло поле d3 · черен кон на бяло поле c2 · черна пешка на бяло поле e2 · бяла пешка на бяло поле g2 · черен топ на бяло поле f1 | черен офицер на бяло поле c8 · бял топ на бяло поле e8 · бял офицер на черно поле h8 · черна пешка на бяло поле b7 · бял цар на черно поле c7 · черен кон на бяло поле d7 · бял кон на бяло поле e6 · черна пешка на черно поле h6 · черна пешка на черно поле c5 · бяла пешка на бяло поле f5 · бял топ на бяло поле h5 · черна пешка на черно поле b4 · бял офицер на бяло поле c4 · черен цар на бяло поле e4 · бяла пешка на черно поле f4 · бял кон на бяло поле g4 · бяла пешка на бяло поле b3 · черна пешка на бяло поле d3 · черен кон на бяло поле c2 · черна пешка на бяло поле e2 · бяла пешка на бяло поле g2 · черен топ на бяло поле f1 | черен офицер на бяло поле c8 · бял топ на бяло поле e8 · бял офицер на черно поле h8 · черна пешка на бяло поле b7 · бял цар на черно поле c7 · черен кон на бяло поле d7 · бял кон на бяло поле e6 · черна пешка на черно поле h6 · черна пешка на черно поле c5 · бяла пешка на бяло поле f5 · бял топ на бяло поле h5 · черна пешка на черно поле b4 · бял офицер на бяло поле c4 · черен цар на бяло поле e4 · бяла пешка на черно поле f4 · бял кон на бяло поле g4 · бяла пешка на бяло поле b3 · черна пешка на бяло поле d3 · черен кон на бяло поле c2 · черна пешка на бяло поле e2 · бяла пешка на бяло поле g2 · черен топ на бяло поле f1 | черен офицер на бяло поле c8 · бял топ на бяло поле e8 · бял офицер на черно поле h8 · черна пешка на бяло поле b7 · бял цар на черно поле c7 · черен кон на бяло поле d7 · бял кон на бяло поле e6 · черна пешка на черно поле h6 · черна пешка на черно поле c5 · бяла пешка на бяло поле f5 · бял топ на бяло поле h5 · черна пешка на черно поле b4 · бял офицер на бяло поле c4 · черен цар на бяло поле e4 · бяла пешка на черно поле f4 · бял кон на бяло поле g4 · бяла пешка на бяло поле b3 · черна пешка на бяло поле d3 · черен кон на бяло поле c2 · черна пешка на бяло поле e2 · бяла пешка на бяло поле g2 · черен топ на бяло поле f1 | 6 |
| 5 | черен офицер на бяло поле c8 · бял топ на бяло поле e8 · бял офицер на черно поле h8 · черна пешка на бяло поле b7 · бял цар на черно поле c7 · черен кон на бяло поле d7 · бял кон на бяло поле e6 · черна пешка на черно поле h6 · черна пешка на черно поле c5 · бяла пешка на бяло поле f5 · бял топ на бяло поле h5 · черна пешка на черно поле b4 · бял офицер на бяло поле c4 · черен цар на бяло поле e4 · бяла пешка на черно поле f4 · бял кон на бяло поле g4 · бяла пешка на бяло поле b3 · черна пешка на бяло поле d3 · черен кон на бяло поле c2 · черна пешка на бяло поле e2 · бяла пешка на бяло поле g2 · черен топ на бяло поле f1 | черен офицер на бяло поле c8 · бял топ на бяло поле e8 · бял офицер на черно поле h8 · черна пешка на бяло поле b7 · бял цар на черно поле c7 · черен кон на бяло поле d7 · бял кон на бяло поле e6 · черна пешка на черно поле h6 · черна пешка на черно поле c5 · бяла пешка на бяло поле f5 · бял топ на бяло поле h5 · черна пешка на черно поле b4 · бял офицер на бяло поле c4 · черен цар на бяло поле e4 · бяла пешка на черно поле f4 · бял кон на бяло поле g4 · бяла пешка на бяло поле b3 · черна пешка на бяло поле d3 · черен кон на бяло поле c2 · черна пешка на бяло поле e2 · бяла пешка на бяло поле g2 · черен топ на бяло поле f1 | черен офицер на бяло поле c8 · бял топ на бяло поле e8 · бял офицер на черно поле h8 · черна пешка на бяло поле b7 · бял цар на черно поле c7 · черен кон на бяло поле d7 · бял кон на бяло поле e6 · черна пешка на черно поле h6 · черна пешка на черно поле c5 · бяла пешка на бяло поле f5 · бял топ на бяло поле h5 · черна пешка на черно поле b4 · бял офицер на бяло поле c4 · черен цар на бяло поле e4 · бяла пешка на черно поле f4 · бял кон на бяло поле g4 · бяла пешка на бяло поле b3 · черна пешка на бяло поле d3 · черен кон на бяло поле c2 · черна пешка на бяло поле e2 · бяла пешка на бяло поле g2 · черен топ на бяло поле f1 | черен офицер на бяло поле c8 · бял топ на бяло поле e8 · бял офицер на черно поле h8 · черна пешка на бяло поле b7 · бял цар на черно поле c7 · черен кон на бяло поле d7 · бял кон на бяло поле e6 · черна пешка на черно поле h6 · черна пешка на черно поле c5 · бяла пешка на бяло поле f5 · бял топ на бяло поле h5 · черна пешка на черно поле b4 · бял офицер на бяло поле c4 · черен цар на бяло поле e4 · бяла пешка на черно поле f4 · бял кон на бяло поле g4 · бяла пешка на бяло поле b3 · черна пешка на бяло поле d3 · черен кон на бяло поле c2 · черна пешка на бяло поле e2 · бяла пешка на бяло поле g2 · черен топ на бяло поле f1 | черен офицер на бяло поле c8 · бял топ на бяло поле e8 · бял офицер на черно поле h8 · черна пешка на бяло поле b7 · бял цар на черно поле c7 · черен кон на бяло поле d7 · бял кон на бяло поле e6 · черна пешка на черно поле h6 · черна пешка на черно поле c5 · бяла пешка на бяло поле f5 · бял топ на бяло поле h5 · черна пешка на черно поле b4 · бял офицер на бяло поле c4 · черен цар на бяло поле e4 · бяла пешка на черно поле f4 · бял кон на бяло поле g4 · бяла пешка на бяло поле b3 · черна пешка на бяло поле d3 · черен кон на бяло поле c2 · черна пешка на бяло поле e2 · бяла пешка на бяло поле g2 · черен топ на бяло поле f1 | черен офицер на бяло поле c8 · бял топ на бяло поле e8 · бял офицер на черно поле h8 · черна пешка на бяло поле b7 · бял цар на черно поле c7 · черен кон на бяло поле d7 · бял кон на бяло поле e6 · черна пешка на черно поле h6 · черна пешка на черно поле c5 · бяла пешка на бяло поле f5 · бял топ на бяло поле h5 · черна пешка на черно поле b4 · бял офицер на бяло поле c4 · черен цар на бяло поле e4 · бяла пешка на черно поле f4 · бял кон на бяло поле g4 · бяла пешка на бяло поле b3 · черна пешка на бяло поле d3 · черен кон на бяло поле c2 · черна пешка на бяло поле e2 · бяла пешка на бяло поле g2 · черен топ на бяло поле f1 | черен офицер на бяло поле c8 · бял топ на бяло поле e8 · бял офицер на черно поле h8 · черна пешка на бяло поле b7 · бял цар на черно поле c7 · черен кон на бяло поле d7 · бял кон на бяло поле e6 · черна пешка на черно поле h6 · черна пешка на черно поле c5 · бяла пешка на бяло поле f5 · бял топ на бяло поле h5 · черна пешка на черно поле b4 · бял офицер на бяло поле c4 · черен цар на бяло поле e4 · бяла пешка на черно поле f4 · бял кон на бяло поле g4 · бяла пешка на бяло поле b3 · черна пешка на бяло поле d3 · черен кон на бяло поле c2 · черна пешка на бяло поле e2 · бяла пешка на бяло поле g2 · черен топ на бяло поле f1 | черен офицер на бяло поле c8 · бял топ на бяло поле e8 · бял офицер на черно поле h8 · черна пешка на бяло поле b7 · бял цар на черно поле c7 · черен кон на бяло поле d7 · бял кон на бяло поле e6 · черна пешка на черно поле h6 · черна пешка на черно поле c5 · бяла пешка на бяло поле f5 · бял топ на бяло поле h5 · черна пешка на черно поле b4 · бял офицер на бяло поле c4 · черен цар на бяло поле e4 · бяла пешка на черно поле f4 · бял кон на бяло поле g4 · бяла пешка на бяло поле b3 · черна пешка на бяло поле d3 · черен кон на бяло поле c2 · черна пешка на бяло поле e2 · бяла пешка на бяло поле g2 · черен топ на бяло поле f1 | 5 |
| 4 | черен офицер на бяло поле c8 · бял топ на бяло поле e8 · бял офицер на черно поле h8 · черна пешка на бяло поле b7 · бял цар на черно поле c7 · черен кон на бяло поле d7 · бял кон на бяло поле e6 · черна пешка на черно поле h6 · черна пешка на черно поле c5 · бяла пешка на бяло поле f5 · бял топ на бяло поле h5 · черна пешка на черно поле b4 · бял офицер на бяло поле c4 · черен цар на бяло поле e4 · бяла пешка на черно поле f4 · бял кон на бяло поле g4 · бяла пешка на бяло поле b3 · черна пешка на бяло поле d3 · черен кон на бяло поле c2 · черна пешка на бяло поле e2 · бяла пешка на бяло поле g2 · черен топ на бяло поле f1 | черен офицер на бяло поле c8 · бял топ на бяло поле e8 · бял офицер на черно поле h8 · черна пешка на бяло поле b7 · бял цар на черно поле c7 · черен кон на бяло поле d7 · бял кон на бяло поле e6 · черна пешка на черно поле h6 · черна пешка на черно поле c5 · бяла пешка на бяло поле f5 · бял топ на бяло поле h5 · черна пешка на черно поле b4 · бял офицер на бяло поле c4 · черен цар на бяло поле e4 · бяла пешка на черно поле f4 · бял кон на бяло поле g4 · бяла пешка на бяло поле b3 · черна пешка на бяло поле d3 · черен кон на бяло поле c2 · черна пешка на бяло поле e2 · бяла пешка на бяло поле g2 · черен топ на бяло поле f1 | черен офицер на бяло поле c8 · бял топ на бяло поле e8 · бял офицер на черно поле h8 · черна пешка на бяло поле b7 · бял цар на черно поле c7 · черен кон на бяло поле d7 · бял кон на бяло поле e6 · черна пешка на черно поле h6 · черна пешка на черно поле c5 · бяла пешка на бяло поле f5 · бял топ на бяло поле h5 · черна пешка на черно поле b4 · бял офицер на бяло поле c4 · черен цар на бяло поле e4 · бяла пешка на черно поле f4 · бял кон на бяло поле g4 · бяла пешка на бяло поле b3 · черна пешка на бяло поле d3 · черен кон на бяло поле c2 · черна пешка на бяло поле e2 · бяла пешка на бяло поле g2 · черен топ на бяло поле f1 | черен офицер на бяло поле c8 · бял топ на бяло поле e8 · бял офицер на черно поле h8 · черна пешка на бяло поле b7 · бял цар на черно поле c7 · черен кон на бяло поле d7 · бял кон на бяло поле e6 · черна пешка на черно поле h6 · черна пешка на черно поле c5 · бяла пешка на бяло поле f5 · бял топ на бяло поле h5 · черна пешка на черно поле b4 · бял офицер на бяло поле c4 · черен цар на бяло поле e4 · бяла пешка на черно поле f4 · бял кон на бяло поле g4 · бяла пешка на бяло поле b3 · черна пешка на бяло поле d3 · черен кон на бяло поле c2 · черна пешка на бяло поле e2 · бяла пешка на бяло поле g2 · черен топ на бяло поле f1 | черен офицер на бяло поле c8 · бял топ на бяло поле e8 · бял офицер на черно поле h8 · черна пешка на бяло поле b7 · бял цар на черно поле c7 · черен кон на бяло поле d7 · бял кон на бяло поле e6 · черна пешка на черно поле h6 · черна пешка на черно поле c5 · бяла пешка на бяло поле f5 · бял топ на бяло поле h5 · черна пешка на черно поле b4 · бял офицер на бяло поле c4 · черен цар на бяло поле e4 · бяла пешка на черно поле f4 · бял кон на бяло поле g4 · бяла пешка на бяло поле b3 · черна пешка на бяло поле d3 · черен кон на бяло поле c2 · черна пешка на бяло поле e2 · бяла пешка на бяло поле g2 · черен топ на бяло поле f1 | черен офицер на бяло поле c8 · бял топ на бяло поле e8 · бял офицер на черно поле h8 · черна пешка на бяло поле b7 · бял цар на черно поле c7 · черен кон на бяло поле d7 · бял кон на бяло поле e6 · черна пешка на черно поле h6 · черна пешка на черно поле c5 · бяла пешка на бяло поле f5 · бял топ на бяло поле h5 · черна пешка на черно поле b4 · бял офицер на бяло поле c4 · черен цар на бяло поле e4 · бяла пешка на черно поле f4 · бял кон на бяло поле g4 · бяла пешка на бяло поле b3 · черна пешка на бяло поле d3 · черен кон на бяло поле c2 · черна пешка на бяло поле e2 · бяла пешка на бяло поле g2 · черен топ на бяло поле f1 | черен офицер на бяло поле c8 · бял топ на бяло поле e8 · бял офицер на черно поле h8 · черна пешка на бяло поле b7 · бял цар на черно поле c7 · черен кон на бяло поле d7 · бял кон на бяло поле e6 · черна пешка на черно поле h6 · черна пешка на черно поле c5 · бяла пешка на бяло поле f5 · бял топ на бяло поле h5 · черна пешка на черно поле b4 · бял офицер на бяло поле c4 · черен цар на бяло поле e4 · бяла пешка на черно поле f4 · бял кон на бяло поле g4 · бяла пешка на бяло поле b3 · черна пешка на бяло поле d3 · черен кон на бяло поле c2 · черна пешка на бяло поле e2 · бяла пешка на бяло поле g2 · черен топ на бяло поле f1 | черен офицер на бяло поле c8 · бял топ на бяло поле e8 · бял офицер на черно поле h8 · черна пешка на бяло поле b7 · бял цар на черно поле c7 · черен кон на бяло поле d7 · бял кон на бяло поле e6 · черна пешка на черно поле h6 · черна пешка на черно поле c5 · бяла пешка на бяло поле f5 · бял топ на бяло поле h5 · черна пешка на черно поле b4 · бял офицер на бяло поле c4 · черен цар на бяло поле e4 · бяла пешка на черно поле f4 · бял кон на бяло поле g4 · бяла пешка на бяло поле b3 · черна пешка на бяло поле d3 · черен кон на бяло поле c2 · черна пешка на бяло поле e2 · бяла пешка на бяло поле g2 · черен топ на бяло поле f1 | 4 |
| 3 | черен офицер на бяло поле c8 · бял топ на бяло поле e8 · бял офицер на черно поле h8 · черна пешка на бяло поле b7 · бял цар на черно поле c7 · черен кон на бяло поле d7 · бял кон на бяло поле e6 · черна пешка на черно поле h6 · черна пешка на черно поле c5 · бяла пешка на бяло поле f5 · бял топ на бяло поле h5 · черна пешка на черно поле b4 · бял офицер на бяло поле c4 · черен цар на бяло поле e4 · бяла пешка на черно поле f4 · бял кон на бяло поле g4 · бяла пешка на бяло поле b3 · черна пешка на бяло поле d3 · черен кон на бяло поле c2 · черна пешка на бяло поле e2 · бяла пешка на бяло поле g2 · черен топ на бяло поле f1 | черен офицер на бяло поле c8 · бял топ на бяло поле e8 · бял офицер на черно поле h8 · черна пешка на бяло поле b7 · бял цар на черно поле c7 · черен кон на бяло поле d7 · бял кон на бяло поле e6 · черна пешка на черно поле h6 · черна пешка на черно поле c5 · бяла пешка на бяло поле f5 · бял топ на бяло поле h5 · черна пешка на черно поле b4 · бял офицер на бяло поле c4 · черен цар на бяло поле e4 · бяла пешка на черно поле f4 · бял кон на бяло поле g4 · бяла пешка на бяло поле b3 · черна пешка на бяло поле d3 · черен кон на бяло поле c2 · черна пешка на бяло поле e2 · бяла пешка на бяло поле g2 · черен топ на бяло поле f1 | черен офицер на бяло поле c8 · бял топ на бяло поле e8 · бял офицер на черно поле h8 · черна пешка на бяло поле b7 · бял цар на черно поле c7 · черен кон на бяло поле d7 · бял кон на бяло поле e6 · черна пешка на черно поле h6 · черна пешка на черно поле c5 · бяла пешка на бяло поле f5 · бял топ на бяло поле h5 · черна пешка на черно поле b4 · бял офицер на бяло поле c4 · черен цар на бяло поле e4 · бяла пешка на черно поле f4 · бял кон на бяло поле g4 · бяла пешка на бяло поле b3 · черна пешка на бяло поле d3 · черен кон на бяло поле c2 · черна пешка на бяло поле e2 · бяла пешка на бяло поле g2 · черен топ на бяло поле f1 | черен офицер на бяло поле c8 · бял топ на бяло поле e8 · бял офицер на черно поле h8 · черна пешка на бяло поле b7 · бял цар на черно поле c7 · черен кон на бяло поле d7 · бял кон на бяло поле e6 · черна пешка на черно поле h6 · черна пешка на черно поле c5 · бяла пешка на бяло поле f5 · бял топ на бяло поле h5 · черна пешка на черно поле b4 · бял офицер на бяло поле c4 · черен цар на бяло поле e4 · бяла пешка на черно поле f4 · бял кон на бяло поле g4 · бяла пешка на бяло поле b3 · черна пешка на бяло поле d3 · черен кон на бяло поле c2 · черна пешка на бяло поле e2 · бяла пешка на бяло поле g2 · черен топ на бяло поле f1 | черен офицер на бяло поле c8 · бял топ на бяло поле e8 · бял офицер на черно поле h8 · черна пешка на бяло поле b7 · бял цар на черно поле c7 · черен кон на бяло поле d7 · бял кон на бяло поле e6 · черна пешка на черно поле h6 · черна пешка на черно поле c5 · бяла пешка на бяло поле f5 · бял топ на бяло поле h5 · черна пешка на черно поле b4 · бял офицер на бяло поле c4 · черен цар на бяло поле e4 · бяла пешка на черно поле f4 · бял кон на бяло поле g4 · бяла пешка на бяло поле b3 · черна пешка на бяло поле d3 · черен кон на бяло поле c2 · черна пешка на бяло поле e2 · бяла пешка на бяло поле g2 · черен топ на бяло поле f1 | черен офицер на бяло поле c8 · бял топ на бяло поле e8 · бял офицер на черно поле h8 · черна пешка на бяло поле b7 · бял цар на черно поле c7 · черен кон на бяло поле d7 · бял кон на бяло поле e6 · черна пешка на черно поле h6 · черна пешка на черно поле c5 · бяла пешка на бяло поле f5 · бял топ на бяло поле h5 · черна пешка на черно поле b4 · бял офицер на бяло поле c4 · черен цар на бяло поле e4 · бяла пешка на черно поле f4 · бял кон на бяло поле g4 · бяла пешка на бяло поле b3 · черна пешка на бяло поле d3 · черен кон на бяло поле c2 · черна пешка на бяло поле e2 · бяла пешка на бяло поле g2 · черен топ на бяло поле f1 | черен офицер на бяло поле c8 · бял топ на бяло поле e8 · бял офицер на черно поле h8 · черна пешка на бяло поле b7 · бял цар на черно поле c7 · черен кон на бяло поле d7 · бял кон на бяло поле e6 · черна пешка на черно поле h6 · черна пешка на черно поле c5 · бяла пешка на бяло поле f5 · бял топ на бяло поле h5 · черна пешка на черно поле b4 · бял офицер на бяло поле c4 · черен цар на бяло поле e4 · бяла пешка на черно поле f4 · бял кон на бяло поле g4 · бяла пешка на бяло поле b3 · черна пешка на бяло поле d3 · черен кон на бяло поле c2 · черна пешка на бяло поле e2 · бяла пешка на бяло поле g2 · черен топ на бяло поле f1 | черен офицер на бяло поле c8 · бял топ на бяло поле e8 · бял офицер на черно поле h8 · черна пешка на бяло поле b7 · бял цар на черно поле c7 · черен кон на бяло поле d7 · бял кон на бяло поле e6 · черна пешка на черно поле h6 · черна пешка на черно поле c5 · бяла пешка на бяло поле f5 · бял топ на бяло поле h5 · черна пешка на черно поле b4 · бял офицер на бяло поле c4 · черен цар на бяло поле e4 · бяла пешка на черно поле f4 · бял кон на бяло поле g4 · бяла пешка на бяло поле b3 · черна пешка на бяло поле d3 · черен кон на бяло поле c2 · черна пешка на бяло поле e2 · бяла пешка на бяло поле g2 · черен топ на бяло поле f1 | 3 |
| 2 | черен офицер на бяло поле c8 · бял топ на бяло поле e8 · бял офицер на черно поле h8 · черна пешка на бяло поле b7 · бял цар на черно поле c7 · черен кон на бяло поле d7 · бял кон на бяло поле e6 · черна пешка на черно поле h6 · черна пешка на черно поле c5 · бяла пешка на бяло поле f5 · бял топ на бяло поле h5 · черна пешка на черно поле b4 · бял офицер на бяло поле c4 · черен цар на бяло поле e4 · бяла пешка на черно поле f4 · бял кон на бяло поле g4 · бяла пешка на бяло поле b3 · черна пешка на бяло поле d3 · черен кон на бяло поле c2 · черна пешка на бяло поле e2 · бяла пешка на бяло поле g2 · черен топ на бяло поле f1 | черен офицер на бяло поле c8 · бял топ на бяло поле e8 · бял офицер на черно поле h8 · черна пешка на бяло поле b7 · бял цар на черно поле c7 · черен кон на бяло поле d7 · бял кон на бяло поле e6 · черна пешка на черно поле h6 · черна пешка на черно поле c5 · бяла пешка на бяло поле f5 · бял топ на бяло поле h5 · черна пешка на черно поле b4 · бял офицер на бяло поле c4 · черен цар на бяло поле e4 · бяла пешка на черно поле f4 · бял кон на бяло поле g4 · бяла пешка на бяло поле b3 · черна пешка на бяло поле d3 · черен кон на бяло поле c2 · черна пешка на бяло поле e2 · бяла пешка на бяло поле g2 · черен топ на бяло поле f1 | черен офицер на бяло поле c8 · бял топ на бяло поле e8 · бял офицер на черно поле h8 · черна пешка на бяло поле b7 · бял цар на черно поле c7 · черен кон на бяло поле d7 · бял кон на бяло поле e6 · черна пешка на черно поле h6 · черна пешка на черно поле c5 · бяла пешка на бяло поле f5 · бял топ на бяло поле h5 · черна пешка на черно поле b4 · бял офицер на бяло поле c4 · черен цар на бяло поле e4 · бяла пешка на черно поле f4 · бял кон на бяло поле g4 · бяла пешка на бяло поле b3 · черна пешка на бяло поле d3 · черен кон на бяло поле c2 · черна пешка на бяло поле e2 · бяла пешка на бяло поле g2 · черен топ на бяло поле f1 | черен офицер на бяло поле c8 · бял топ на бяло поле e8 · бял офицер на черно поле h8 · черна пешка на бяло поле b7 · бял цар на черно поле c7 · черен кон на бяло поле d7 · бял кон на бяло поле e6 · черна пешка на черно поле h6 · черна пешка на черно поле c5 · бяла пешка на бяло поле f5 · бял топ на бяло поле h5 · черна пешка на черно поле b4 · бял офицер на бяло поле c4 · черен цар на бяло поле e4 · бяла пешка на черно поле f4 · бял кон на бяло поле g4 · бяла пешка на бяло поле b3 · черна пешка на бяло поле d3 · черен кон на бяло поле c2 · черна пешка на бяло поле e2 · бяла пешка на бяло поле g2 · черен топ на бяло поле f1 | черен офицер на бяло поле c8 · бял топ на бяло поле e8 · бял офицер на черно поле h8 · черна пешка на бяло поле b7 · бял цар на черно поле c7 · черен кон на бяло поле d7 · бял кон на бяло поле e6 · черна пешка на черно поле h6 · черна пешка на черно поле c5 · бяла пешка на бяло поле f5 · бял топ на бяло поле h5 · черна пешка на черно поле b4 · бял офицер на бяло поле c4 · черен цар на бяло поле e4 · бяла пешка на черно поле f4 · бял кон на бяло поле g4 · бяла пешка на бяло поле b3 · черна пешка на бяло поле d3 · черен кон на бяло поле c2 · черна пешка на бяло поле e2 · бяла пешка на бяло поле g2 · черен топ на бяло поле f1 | черен офицер на бяло поле c8 · бял топ на бяло поле e8 · бял офицер на черно поле h8 · черна пешка на бяло поле b7 · бял цар на черно поле c7 · черен кон на бяло поле d7 · бял кон на бяло поле e6 · черна пешка на черно поле h6 · черна пешка на черно поле c5 · бяла пешка на бяло поле f5 · бял топ на бяло поле h5 · черна пешка на черно поле b4 · бял офицер на бяло поле c4 · черен цар на бяло поле e4 · бяла пешка на черно поле f4 · бял кон на бяло поле g4 · бяла пешка на бяло поле b3 · черна пешка на бяло поле d3 · черен кон на бяло поле c2 · черна пешка на бяло поле e2 · бяла пешка на бяло поле g2 · черен топ на бяло поле f1 | черен офицер на бяло поле c8 · бял топ на бяло поле e8 · бял офицер на черно поле h8 · черна пешка на бяло поле b7 · бял цар на черно поле c7 · черен кон на бяло поле d7 · бял кон на бяло поле e6 · черна пешка на черно поле h6 · черна пешка на черно поле c5 · бяла пешка на бяло поле f5 · бял топ на бяло поле h5 · черна пешка на черно поле b4 · бял офицер на бяло поле c4 · черен цар на бяло поле e4 · бяла пешка на черно поле f4 · бял кон на бяло поле g4 · бяла пешка на бяло поле b3 · черна пешка на бяло поле d3 · черен кон на бяло поле c2 · черна пешка на бяло поле e2 · бяла пешка на бяло поле g2 · черен топ на бяло поле f1 | черен офицер на бяло поле c8 · бял топ на бяло поле e8 · бял офицер на черно поле h8 · черна пешка на бяло поле b7 · бял цар на черно поле c7 · черен кон на бяло поле d7 · бял кон на бяло поле e6 · черна пешка на черно поле h6 · черна пешка на черно поле c5 · бяла пешка на бяло поле f5 · бял топ на бяло поле h5 · черна пешка на черно поле b4 · бял офицер на бяло поле c4 · черен цар на бяло поле e4 · бяла пешка на черно поле f4 · бял кон на бяло поле g4 · бяла пешка на бяло поле b3 · черна пешка на бяло поле d3 · черен кон на бяло поле c2 · черна пешка на бяло поле e2 · бяла пешка на бяло поле g2 · черен топ на бяло поле f1 | 2 |
| 1 | черен офицер на бяло поле c8 · бял топ на бяло поле e8 · бял офицер на черно поле h8 · черна пешка на бяло поле b7 · бял цар на черно поле c7 · черен кон на бяло поле d7 · бял кон на бяло поле e6 · черна пешка на черно поле h6 · черна пешка на черно поле c5 · бяла пешка на бяло поле f5 · бял топ на бяло поле h5 · черна пешка на черно поле b4 · бял офицер на бяло поле c4 · черен цар на бяло поле e4 · бяла пешка на черно поле f4 · бял кон на бяло поле g4 · бяла пешка на бяло поле b3 · черна пешка на бяло поле d3 · черен кон на бяло поле c2 · черна пешка на бяло поле e2 · бяла пешка на бяло поле g2 · черен топ на бяло поле f1 | черен офицер на бяло поле c8 · бял топ на бяло поле e8 · бял офицер на черно поле h8 · черна пешка на бяло поле b7 · бял цар на черно поле c7 · черен кон на бяло поле d7 · бял кон на бяло поле e6 · черна пешка на черно поле h6 · черна пешка на черно поле c5 · бяла пешка на бяло поле f5 · бял топ на бяло поле h5 · черна пешка на черно поле b4 · бял офицер на бяло поле c4 · черен цар на бяло поле e4 · бяла пешка на черно поле f4 · бял кон на бяло поле g4 · бяла пешка на бяло поле b3 · черна пешка на бяло поле d3 · черен кон на бяло поле c2 · черна пешка на бяло поле e2 · бяла пешка на бяло поле g2 · черен топ на бяло поле f1 | черен офицер на бяло поле c8 · бял топ на бяло поле e8 · бял офицер на черно поле h8 · черна пешка на бяло поле b7 · бял цар на черно поле c7 · черен кон на бяло поле d7 · бял кон на бяло поле e6 · черна пешка на черно поле h6 · черна пешка на черно поле c5 · бяла пешка на бяло поле f5 · бял топ на бяло поле h5 · черна пешка на черно поле b4 · бял офицер на бяло поле c4 · черен цар на бяло поле e4 · бяла пешка на черно поле f4 · бял кон на бяло поле g4 · бяла пешка на бяло поле b3 · черна пешка на бяло поле d3 · черен кон на бяло поле c2 · черна пешка на бяло поле e2 · бяла пешка на бяло поле g2 · черен топ на бяло поле f1 | черен офицер на бяло поле c8 · бял топ на бяло поле e8 · бял офицер на черно поле h8 · черна пешка на бяло поле b7 · бял цар на черно поле c7 · черен кон на бяло поле d7 · бял кон на бяло поле e6 · черна пешка на черно поле h6 · черна пешка на черно поле c5 · бяла пешка на бяло поле f5 · бял топ на бяло поле h5 · черна пешка на черно поле b4 · бял офицер на бяло поле c4 · черен цар на бяло поле e4 · бяла пешка на черно поле f4 · бял кон на бяло поле g4 · бяла пешка на бяло поле b3 · черна пешка на бяло поле d3 · черен кон на бяло поле c2 · черна пешка на бяло поле e2 · бяла пешка на бяло поле g2 · черен топ на бяло поле f1 | черен офицер на бяло поле c8 · бял топ на бяло поле e8 · бял офицер на черно поле h8 · черна пешка на бяло поле b7 · бял цар на черно поле c7 · черен кон на бяло поле d7 · бял кон на бяло поле e6 · черна пешка на черно поле h6 · черна пешка на черно поле c5 · бяла пешка на бяло поле f5 · бял топ на бяло поле h5 · черна пешка на черно поле b4 · бял офицер на бяло поле c4 · черен цар на бяло поле e4 · бяла пешка на черно поле f4 · бял кон на бяло поле g4 · бяла пешка на бяло поле b3 · черна пешка на бяло поле d3 · черен кон на бяло поле c2 · черна пешка на бяло поле e2 · бяла пешка на бяло поле g2 · черен топ на бяло поле f1 | черен офицер на бяло поле c8 · бял топ на бяло поле e8 · бял офицер на черно поле h8 · черна пешка на бяло поле b7 · бял цар на черно поле c7 · черен кон на бяло поле d7 · бял кон на бяло поле e6 · черна пешка на черно поле h6 · черна пешка на черно поле c5 · бяла пешка на бяло поле f5 · бял топ на бяло поле h5 · черна пешка на черно поле b4 · бял офицер на бяло поле c4 · черен цар на бяло поле e4 · бяла пешка на черно поле f4 · бял кон на бяло поле g4 · бяла пешка на бяло поле b3 · черна пешка на бяло поле d3 · черен кон на бяло поле c2 · черна пешка на бяло поле e2 · бяла пешка на бяло поле g2 · черен топ на бяло поле f1 | черен офицер на бяло поле c8 · бял топ на бяло поле e8 · бял офицер на черно поле h8 · черна пешка на бяло поле b7 · бял цар на черно поле c7 · черен кон на бяло поле d7 · бял кон на бяло поле e6 · черна пешка на черно поле h6 · черна пешка на черно поле c5 · бяла пешка на бяло поле f5 · бял топ на бяло поле h5 · черна пешка на черно поле b4 · бял офицер на бяло поле c4 · черен цар на бяло поле e4 · бяла пешка на черно поле f4 · бял кон на бяло поле g4 · бяла пешка на бяло поле b3 · черна пешка на бяло поле d3 · черен кон на бяло поле c2 · черна пешка на бяло поле e2 · бяла пешка на бяло поле g2 · черен топ на бяло поле f1 | черен офицер на бяло поле c8 · бял топ на бяло поле e8 · бял офицер на черно поле h8 · черна пешка на бяло поле b7 · бял цар на черно поле c7 · черен кон на бяло поле d7 · бял кон на бяло поле e6 · черна пешка на черно поле h6 · черна пешка на черно поле c5 · бяла пешка на бяло поле f5 · бял топ на бяло поле h5 · черна пешка на черно поле b4 · бял офицер на бяло поле c4 · черен цар на бяло поле e4 · бяла пешка на черно поле f4 · бял кон на бяло поле g4 · бяла пешка на бяло поле b3 · черна пешка на бяло поле d3 · черен кон на бяло поле c2 · черна пешка на бяло поле e2 · бяла пешка на бяло поле g2 · черен топ на бяло поле f1 | 1 |
|   | a | b | c | d | e | f | g | h |   |

### Многоходови задачи
|   | a | b | c | d | e | f | g | h |   |
| 8 | черна пешка на черно поле e7 · черен цар на бяло поле f7 · бяла пешка на черно поле g7 · черна пешка на бяло поле h7 · бял офицер на черно поле h6 · бял цар на бяло поле d5 | черна пешка на черно поле e7 · черен цар на бяло поле f7 · бяла пешка на черно поле g7 · черна пешка на бяло поле h7 · бял офицер на черно поле h6 · бял цар на бяло поле d5 | черна пешка на черно поле e7 · черен цар на бяло поле f7 · бяла пешка на черно поле g7 · черна пешка на бяло поле h7 · бял офицер на черно поле h6 · бял цар на бяло поле d5 | черна пешка на черно поле e7 · черен цар на бяло поле f7 · бяла пешка на черно поле g7 · черна пешка на бяло поле h7 · бял офицер на черно поле h6 · бял цар на бяло поле d5 | черна пешка на черно поле e7 · черен цар на бяло поле f7 · бяла пешка на черно поле g7 · черна пешка на бяло поле h7 · бял офицер на черно поле h6 · бял цар на бяло поле d5 | черна пешка на черно поле e7 · черен цар на бяло поле f7 · бяла пешка на черно поле g7 · черна пешка на бяло поле h7 · бял офицер на черно поле h6 · бял цар на бяло поле d5 | черна пешка на черно поле e7 · черен цар на бяло поле f7 · бяла пешка на черно поле g7 · черна пешка на бяло поле h7 · бял офицер на черно поле h6 · бял цар на бяло поле d5 | черна пешка на черно поле e7 · черен цар на бяло поле f7 · бяла пешка на черно поле g7 · черна пешка на бяло поле h7 · бял офицер на черно поле h6 · бял цар на бяло поле d5 | 8 |
| 7 | черна пешка на черно поле e7 · черен цар на бяло поле f7 · бяла пешка на черно поле g7 · черна пешка на бяло поле h7 · бял офицер на черно поле h6 · бял цар на бяло поле d5 | черна пешка на черно поле e7 · черен цар на бяло поле f7 · бяла пешка на черно поле g7 · черна пешка на бяло поле h7 · бял офицер на черно поле h6 · бял цар на бяло поле d5 | черна пешка на черно поле e7 · черен цар на бяло поле f7 · бяла пешка на черно поле g7 · черна пешка на бяло поле h7 · бял офицер на черно поле h6 · бял цар на бяло поле d5 | черна пешка на черно поле e7 · черен цар на бяло поле f7 · бяла пешка на черно поле g7 · черна пешка на бяло поле h7 · бял офицер на черно поле h6 · бял цар на бяло поле d5 | черна пешка на черно поле e7 · черен цар на бяло поле f7 · бяла пешка на черно поле g7 · черна пешка на бяло поле h7 · бял офицер на черно поле h6 · бял цар на бяло поле d5 | черна пешка на черно поле e7 · черен цар на бяло поле f7 · бяла пешка на черно поле g7 · черна пешка на бяло поле h7 · бял офицер на черно поле h6 · бял цар на бяло поле d5 | черна пешка на черно поле e7 · черен цар на бяло поле f7 · бяла пешка на черно поле g7 · черна пешка на бяло поле h7 · бял офицер на черно поле h6 · бял цар на бяло поле d5 | черна пешка на черно поле e7 · черен цар на бяло поле f7 · бяла пешка на черно поле g7 · черна пешка на бяло поле h7 · бял офицер на черно поле h6 · бял цар на бяло поле d5 | 7 |
| 6 | черна пешка на черно поле e7 · черен цар на бяло поле f7 · бяла пешка на черно поле g7 · черна пешка на бяло поле h7 · бял офицер на черно поле h6 · бял цар на бяло поле d5 | черна пешка на черно поле e7 · черен цар на бяло поле f7 · бяла пешка на черно поле g7 · черна пешка на бяло поле h7 · бял офицер на черно поле h6 · бял цар на бяло поле d5 | черна пешка на черно поле e7 · черен цар на бяло поле f7 · бяла пешка на черно поле g7 · черна пешка на бяло поле h7 · бял офицер на черно поле h6 · бял цар на бяло поле d5 | черна пешка на черно поле e7 · черен цар на бяло поле f7 · бяла пешка на черно поле g7 · черна пешка на бяло поле h7 · бял офицер на черно поле h6 · бял цар на бяло поле d5 | черна пешка на черно поле e7 · черен цар на бяло поле f7 · бяла пешка на черно поле g7 · черна пешка на бяло поле h7 · бял офицер на черно поле h6 · бял цар на бяло поле d5 | черна пешка на черно поле e7 · черен цар на бяло поле f7 · бяла пешка на черно поле g7 · черна пешка на бяло поле h7 · бял офицер на черно поле h6 · бял цар на бяло поле d5 | черна пешка на черно поле e7 · черен цар на бяло поле f7 · бяла пешка на черно поле g7 · черна пешка на бяло поле h7 · бял офицер на черно поле h6 · бял цар на бяло поле d5 | черна пешка на черно поле e7 · черен цар на бяло поле f7 · бяла пешка на черно поле g7 · черна пешка на бяло поле h7 · бял офицер на черно поле h6 · бял цар на бяло поле d5 | 6 |
| 5 | черна пешка на черно поле e7 · черен цар на бяло поле f7 · бяла пешка на черно поле g7 · черна пешка на бяло поле h7 · бял офицер на черно поле h6 · бял цар на бяло поле d5 | черна пешка на черно поле e7 · черен цар на бяло поле f7 · бяла пешка на черно поле g7 · черна пешка на бяло поле h7 · бял офицер на черно поле h6 · бял цар на бяло поле d5 | черна пешка на черно поле e7 · черен цар на бяло поле f7 · бяла пешка на черно поле g7 · черна пешка на бяло поле h7 · бял офицер на черно поле h6 · бял цар на бяло поле d5 | черна пешка на черно поле e7 · черен цар на бяло поле f7 · бяла пешка на черно поле g7 · черна пешка на бяло поле h7 · бял офицер на черно поле h6 · бял цар на бяло поле d5 | черна пешка на черно поле e7 · черен цар на бяло поле f7 · бяла пешка на черно поле g7 · черна пешка на бяло поле h7 · бял офицер на черно поле h6 · бял цар на бяло поле d5 | черна пешка на черно поле e7 · черен цар на бяло поле f7 · бяла пешка на черно поле g7 · черна пешка на бяло поле h7 · бял офицер на черно поле h6 · бял цар на бяло поле d5 | черна пешка на черно поле e7 · черен цар на бяло поле f7 · бяла пешка на черно поле g7 · черна пешка на бяло поле h7 · бял офицер на черно поле h6 · бял цар на бяло поле d5 | черна пешка на черно поле e7 · черен цар на бяло поле f7 · бяла пешка на черно поле g7 · черна пешка на бяло поле h7 · бял офицер на черно поле h6 · бял цар на бяло поле d5 | 5 |
| 4 | черна пешка на черно поле e7 · черен цар на бяло поле f7 · бяла пешка на черно поле g7 · черна пешка на бяло поле h7 · бял офицер на черно поле h6 · бял цар на бяло поле d5 | черна пешка на черно поле e7 · черен цар на бяло поле f7 · бяла пешка на черно поле g7 · черна пешка на бяло поле h7 · бял офицер на черно поле h6 · бял цар на бяло поле d5 | черна пешка на черно поле e7 · черен цар на бяло поле f7 · бяла пешка на черно поле g7 · черна пешка на бяло поле h7 · бял офицер на черно поле h6 · бял цар на бяло поле d5 | черна пешка на черно поле e7 · черен цар на бяло поле f7 · бяла пешка на черно поле g7 · черна пешка на бяло поле h7 · бял офицер на черно поле h6 · бял цар на бяло поле d5 | черна пешка на черно поле e7 · черен цар на бяло поле f7 · бяла пешка на черно поле g7 · черна пешка на бяло поле h7 · бял офицер на черно поле h6 · бял цар на бяло поле d5 | черна пешка на черно поле e7 · черен цар на бяло поле f7 · бяла пешка на черно поле g7 · черна пешка на бяло поле h7 · бял офицер на черно поле h6 · бял цар на бяло поле d5 | черна пешка на черно поле e7 · черен цар на бяло поле f7 · бяла пешка на черно поле g7 · черна пешка на бяло поле h7 · бял офицер на черно поле h6 · бял цар на бяло поле d5 | черна пешка на черно поле e7 · черен цар на бяло поле f7 · бяла пешка на черно поле g7 · черна пешка на бяло поле h7 · бял офицер на черно поле h6 · бял цар на бяло поле d5 | 4 |
| 3 | черна пешка на черно поле e7 · черен цар на бяло поле f7 · бяла пешка на черно поле g7 · черна пешка на бяло поле h7 · бял офицер на черно поле h6 · бял цар на бяло поле d5 | черна пешка на черно поле e7 · черен цар на бяло поле f7 · бяла пешка на черно поле g7 · черна пешка на бяло поле h7 · бял офицер на черно поле h6 · бял цар на бяло поле d5 | черна пешка на черно поле e7 · черен цар на бяло поле f7 · бяла пешка на черно поле g7 · черна пешка на бяло поле h7 · бял офицер на черно поле h6 · бял цар на бяло поле d5 | черна пешка на черно поле e7 · черен цар на бяло поле f7 · бяла пешка на черно поле g7 · черна пешка на бяло поле h7 · бял офицер на черно поле h6 · бял цар на бяло поле d5 | черна пешка на черно поле e7 · черен цар на бяло поле f7 · бяла пешка на черно поле g7 · черна пешка на бяло поле h7 · бял офицер на черно поле h6 · бял цар на бяло поле d5 | черна пешка на черно поле e7 · черен цар на бяло поле f7 · бяла пешка на черно поле g7 · черна пешка на бяло поле h7 · бял офицер на черно поле h6 · бял цар на бяло поле d5 | черна пешка на черно поле e7 · черен цар на бяло поле f7 · бяла пешка на черно поле g7 · черна пешка на бяло поле h7 · бял офицер на черно поле h6 · бял цар на бяло поле d5 | черна пешка на черно поле e7 · черен цар на бяло поле f7 · бяла пешка на черно поле g7 · черна пешка на бяло поле h7 · бял офицер на черно поле h6 · бял цар на бяло поле d5 | 3 |
| 2 | черна пешка на черно поле e7 · черен цар на бяло поле f7 · бяла пешка на черно поле g7 · черна пешка на бяло поле h7 · бял офицер на черно поле h6 · бял цар на бяло поле d5 | черна пешка на черно поле e7 · черен цар на бяло поле f7 · бяла пешка на черно поле g7 · черна пешка на бяло поле h7 · бял офицер на черно поле h6 · бял цар на бяло поле d5 | черна пешка на черно поле e7 · черен цар на бяло поле f7 · бяла пешка на черно поле g7 · черна пешка на бяло поле h7 · бял офицер на черно поле h6 · бял цар на бяло поле d5 | черна пешка на черно поле e7 · черен цар на бяло поле f7 · бяла пешка на черно поле g7 · черна пешка на бяло поле h7 · бял офицер на черно поле h6 · бял цар на бяло поле d5 | черна пешка на черно поле e7 · черен цар на бяло поле f7 · бяла пешка на черно поле g7 · черна пешка на бяло поле h7 · бял офицер на черно поле h6 · бял цар на бяло поле d5 | черна пешка на черно поле e7 · черен цар на бяло поле f7 · бяла пешка на черно поле g7 · черна пешка на бяло поле h7 · бял офицер на черно поле h6 · бял цар на бяло поле d5 | черна пешка на черно поле e7 · черен цар на бяло поле f7 · бяла пешка на черно поле g7 · черна пешка на бяло поле h7 · бял офицер на черно поле h6 · бял цар на бяло поле d5 | черна пешка на черно поле e7 · черен цар на бяло поле f7 · бяла пешка на черно поле g7 · черна пешка на бяло поле h7 · бял офицер на черно поле h6 · бял цар на бяло поле d5 | 2 |
| 1 | черна пешка на черно поле e7 · черен цар на бяло поле f7 · бяла пешка на черно поле g7 · черна пешка на бяло поле h7 · бял офицер на черно поле h6 · бял цар на бяло поле d5 | черна пешка на черно поле e7 · черен цар на бяло поле f7 · бяла пешка на черно поле g7 · черна пешка на бяло поле h7 · бял офицер на черно поле h6 · бял цар на бяло поле d5 | черна пешка на черно поле e7 · черен цар на бяло поле f7 · бяла пешка на черно поле g7 · черна пешка на бяло поле h7 · бял офицер на черно поле h6 · бял цар на бяло поле d5 | черна пешка на черно поле e7 · черен цар на бяло поле f7 · бяла пешка на черно поле g7 · черна пешка на бяло поле h7 · бял офицер на черно поле h6 · бял цар на бяло поле d5 | черна пешка на черно поле e7 · черен цар на бяло поле f7 · бяла пешка на черно поле g7 · черна пешка на бяло поле h7 · бял офицер на черно поле h6 · бял цар на бяло поле d5 | черна пешка на черно поле e7 · черен цар на бяло поле f7 · бяла пешка на черно поле g7 · черна пешка на бяло поле h7 · бял офицер на черно поле h6 · бял цар на бяло поле d5 | черна пешка на черно поле e7 · черен цар на бяло поле f7 · бяла пешка на черно поле g7 · черна пешка на бяло поле h7 · бял офицер на черно поле h6 · бял цар на бяло поле d5 | черна пешка на черно поле e7 · черен цар на бяло поле f7 · бяла пешка на черно поле g7 · черна пешка на бяло поле h7 · бял офицер на черно поле h6 · бял цар на бяло поле d5 | 1 |
|   | a | b | c | d | e | f | g | h |   |

|   | a | b | c | d | e | f | g | h |   |
| 8 | черен цар на бяло поле a8 · черен топ на бяло поле c8 · черна дама на черно поле h8 · черна пешка на черно поле a7 · черна пешка на бяло поле b7 · бял кон на бяло поле d7 · черен кон на черно поле b6 · черен офицер на бяло поле c6 · бял кон на бяло поле e6 · черен офицер на черно поле e5 · черен топ на бяло поле h5 · бяла дама на черно поле f4 · бяла пешка на бяло поле h3 · черен кон на черно поле d2 · бяла пешка на бяло поле g2 · бял топ на черно поле a1 · бял топ на бяло поле f1 · бял офицер на черно поле g1 · бял цар на бяло поле h1 | черен цар на бяло поле a8 · черен топ на бяло поле c8 · черна дама на черно поле h8 · черна пешка на черно поле a7 · черна пешка на бяло поле b7 · бял кон на бяло поле d7 · черен кон на черно поле b6 · черен офицер на бяло поле c6 · бял кон на бяло поле e6 · черен офицер на черно поле e5 · черен топ на бяло поле h5 · бяла дама на черно поле f4 · бяла пешка на бяло поле h3 · черен кон на черно поле d2 · бяла пешка на бяло поле g2 · бял топ на черно поле a1 · бял топ на бяло поле f1 · бял офицер на черно поле g1 · бял цар на бяло поле h1 | черен цар на бяло поле a8 · черен топ на бяло поле c8 · черна дама на черно поле h8 · черна пешка на черно поле a7 · черна пешка на бяло поле b7 · бял кон на бяло поле d7 · черен кон на черно поле b6 · черен офицер на бяло поле c6 · бял кон на бяло поле e6 · черен офицер на черно поле e5 · черен топ на бяло поле h5 · бяла дама на черно поле f4 · бяла пешка на бяло поле h3 · черен кон на черно поле d2 · бяла пешка на бяло поле g2 · бял топ на черно поле a1 · бял топ на бяло поле f1 · бял офицер на черно поле g1 · бял цар на бяло поле h1 | черен цар на бяло поле a8 · черен топ на бяло поле c8 · черна дама на черно поле h8 · черна пешка на черно поле a7 · черна пешка на бяло поле b7 · бял кон на бяло поле d7 · черен кон на черно поле b6 · черен офицер на бяло поле c6 · бял кон на бяло поле e6 · черен офицер на черно поле e5 · черен топ на бяло поле h5 · бяла дама на черно поле f4 · бяла пешка на бяло поле h3 · черен кон на черно поле d2 · бяла пешка на бяло поле g2 · бял топ на черно поле a1 · бял топ на бяло поле f1 · бял офицер на черно поле g1 · бял цар на бяло поле h1 | черен цар на бяло поле a8 · черен топ на бяло поле c8 · черна дама на черно поле h8 · черна пешка на черно поле a7 · черна пешка на бяло поле b7 · бял кон на бяло поле d7 · черен кон на черно поле b6 · черен офицер на бяло поле c6 · бял кон на бяло поле e6 · черен офицер на черно поле e5 · черен топ на бяло поле h5 · бяла дама на черно поле f4 · бяла пешка на бяло поле h3 · черен кон на черно поле d2 · бяла пешка на бяло поле g2 · бял топ на черно поле a1 · бял топ на бяло поле f1 · бял офицер на черно поле g1 · бял цар на бяло поле h1 | черен цар на бяло поле a8 · черен топ на бяло поле c8 · черна дама на черно поле h8 · черна пешка на черно поле a7 · черна пешка на бяло поле b7 · бял кон на бяло поле d7 · черен кон на черно поле b6 · черен офицер на бяло поле c6 · бял кон на бяло поле e6 · черен офицер на черно поле e5 · черен топ на бяло поле h5 · бяла дама на черно поле f4 · бяла пешка на бяло поле h3 · черен кон на черно поле d2 · бяла пешка на бяло поле g2 · бял топ на черно поле a1 · бял топ на бяло поле f1 · бял офицер на черно поле g1 · бял цар на бяло поле h1 | черен цар на бяло поле a8 · черен топ на бяло поле c8 · черна дама на черно поле h8 · черна пешка на черно поле a7 · черна пешка на бяло поле b7 · бял кон на бяло поле d7 · черен кон на черно поле b6 · черен офицер на бяло поле c6 · бял кон на бяло поле e6 · черен офицер на черно поле e5 · черен топ на бяло поле h5 · бяла дама на черно поле f4 · бяла пешка на бяло поле h3 · черен кон на черно поле d2 · бяла пешка на бяло поле g2 · бял топ на черно поле a1 · бял топ на бяло поле f1 · бял офицер на черно поле g1 · бял цар на бяло поле h1 | черен цар на бяло поле a8 · черен топ на бяло поле c8 · черна дама на черно поле h8 · черна пешка на черно поле a7 · черна пешка на бяло поле b7 · бял кон на бяло поле d7 · черен кон на черно поле b6 · черен офицер на бяло поле c6 · бял кон на бяло поле e6 · черен офицер на черно поле e5 · черен топ на бяло поле h5 · бяла дама на черно поле f4 · бяла пешка на бяло поле h3 · черен кон на черно поле d2 · бяла пешка на бяло поле g2 · бял топ на черно поле a1 · бял топ на бяло поле f1 · бял офицер на черно поле g1 · бял цар на бяло поле h1 | 8 |
| 7 | черен цар на бяло поле a8 · черен топ на бяло поле c8 · черна дама на черно поле h8 · черна пешка на черно поле a7 · черна пешка на бяло поле b7 · бял кон на бяло поле d7 · черен кон на черно поле b6 · черен офицер на бяло поле c6 · бял кон на бяло поле e6 · черен офицер на черно поле e5 · черен топ на бяло поле h5 · бяла дама на черно поле f4 · бяла пешка на бяло поле h3 · черен кон на черно поле d2 · бяла пешка на бяло поле g2 · бял топ на черно поле a1 · бял топ на бяло поле f1 · бял офицер на черно поле g1 · бял цар на бяло поле h1 | черен цар на бяло поле a8 · черен топ на бяло поле c8 · черна дама на черно поле h8 · черна пешка на черно поле a7 · черна пешка на бяло поле b7 · бял кон на бяло поле d7 · черен кон на черно поле b6 · черен офицер на бяло поле c6 · бял кон на бяло поле e6 · черен офицер на черно поле e5 · черен топ на бяло поле h5 · бяла дама на черно поле f4 · бяла пешка на бяло поле h3 · черен кон на черно поле d2 · бяла пешка на бяло поле g2 · бял топ на черно поле a1 · бял топ на бяло поле f1 · бял офицер на черно поле g1 · бял цар на бяло поле h1 | черен цар на бяло поле a8 · черен топ на бяло поле c8 · черна дама на черно поле h8 · черна пешка на черно поле a7 · черна пешка на бяло поле b7 · бял кон на бяло поле d7 · черен кон на черно поле b6 · черен офицер на бяло поле c6 · бял кон на бяло поле e6 · черен офицер на черно поле e5 · черен топ на бяло поле h5 · бяла дама на черно поле f4 · бяла пешка на бяло поле h3 · черен кон на черно поле d2 · бяла пешка на бяло поле g2 · бял топ на черно поле a1 · бял топ на бяло поле f1 · бял офицер на черно поле g1 · бял цар на бяло поле h1 | черен цар на бяло поле a8 · черен топ на бяло поле c8 · черна дама на черно поле h8 · черна пешка на черно поле a7 · черна пешка на бяло поле b7 · бял кон на бяло поле d7 · черен кон на черно поле b6 · черен офицер на бяло поле c6 · бял кон на бяло поле e6 · черен офицер на черно поле e5 · черен топ на бяло поле h5 · бяла дама на черно поле f4 · бяла пешка на бяло поле h3 · черен кон на черно поле d2 · бяла пешка на бяло поле g2 · бял топ на черно поле a1 · бял топ на бяло поле f1 · бял офицер на черно поле g1 · бял цар на бяло поле h1 | черен цар на бяло поле a8 · черен топ на бяло поле c8 · черна дама на черно поле h8 · черна пешка на черно поле a7 · черна пешка на бяло поле b7 · бял кон на бяло поле d7 · черен кон на черно поле b6 · черен офицер на бяло поле c6 · бял кон на бяло поле e6 · черен офицер на черно поле e5 · черен топ на бяло поле h5 · бяла дама на черно поле f4 · бяла пешка на бяло поле h3 · черен кон на черно поле d2 · бяла пешка на бяло поле g2 · бял топ на черно поле a1 · бял топ на бяло поле f1 · бял офицер на черно поле g1 · бял цар на бяло поле h1 | черен цар на бяло поле a8 · черен топ на бяло поле c8 · черна дама на черно поле h8 · черна пешка на черно поле a7 · черна пешка на бяло поле b7 · бял кон на бяло поле d7 · черен кон на черно поле b6 · черен офицер на бяло поле c6 · бял кон на бяло поле e6 · черен офицер на черно поле e5 · черен топ на бяло поле h5 · бяла дама на черно поле f4 · бяла пешка на бяло поле h3 · черен кон на черно поле d2 · бяла пешка на бяло поле g2 · бял топ на черно поле a1 · бял топ на бяло поле f1 · бял офицер на черно поле g1 · бял цар на бяло поле h1 | черен цар на бяло поле a8 · черен топ на бяло поле c8 · черна дама на черно поле h8 · черна пешка на черно поле a7 · черна пешка на бяло поле b7 · бял кон на бяло поле d7 · черен кон на черно поле b6 · черен офицер на бяло поле c6 · бял кон на бяло поле e6 · черен офицер на черно поле e5 · черен топ на бяло поле h5 · бяла дама на черно поле f4 · бяла пешка на бяло поле h3 · черен кон на черно поле d2 · бяла пешка на бяло поле g2 · бял топ на черно поле a1 · бял топ на бяло поле f1 · бял офицер на черно поле g1 · бял цар на бяло поле h1 | черен цар на бяло поле a8 · черен топ на бяло поле c8 · черна дама на черно поле h8 · черна пешка на черно поле a7 · черна пешка на бяло поле b7 · бял кон на бяло поле d7 · черен кон на черно поле b6 · черен офицер на бяло поле c6 · бял кон на бяло поле e6 · черен офицер на черно поле e5 · черен топ на бяло поле h5 · бяла дама на черно поле f4 · бяла пешка на бяло поле h3 · черен кон на черно поле d2 · бяла пешка на бяло поле g2 · бял топ на черно поле a1 · бял топ на бяло поле f1 · бял офицер на черно поле g1 · бял цар на бяло поле h1 | 7 |
| 6 | черен цар на бяло поле a8 · черен топ на бяло поле c8 · черна дама на черно поле h8 · черна пешка на черно поле a7 · черна пешка на бяло поле b7 · бял кон на бяло поле d7 · черен кон на черно поле b6 · черен офицер на бяло поле c6 · бял кон на бяло поле e6 · черен офицер на черно поле e5 · черен топ на бяло поле h5 · бяла дама на черно поле f4 · бяла пешка на бяло поле h3 · черен кон на черно поле d2 · бяла пешка на бяло поле g2 · бял топ на черно поле a1 · бял топ на бяло поле f1 · бял офицер на черно поле g1 · бял цар на бяло поле h1 | черен цар на бяло поле a8 · черен топ на бяло поле c8 · черна дама на черно поле h8 · черна пешка на черно поле a7 · черна пешка на бяло поле b7 · бял кон на бяло поле d7 · черен кон на черно поле b6 · черен офицер на бяло поле c6 · бял кон на бяло поле e6 · черен офицер на черно поле e5 · черен топ на бяло поле h5 · бяла дама на черно поле f4 · бяла пешка на бяло поле h3 · черен кон на черно поле d2 · бяла пешка на бяло поле g2 · бял топ на черно поле a1 · бял топ на бяло поле f1 · бял офицер на черно поле g1 · бял цар на бяло поле h1 | черен цар на бяло поле a8 · черен топ на бяло поле c8 · черна дама на черно поле h8 · черна пешка на черно поле a7 · черна пешка на бяло поле b7 · бял кон на бяло поле d7 · черен кон на черно поле b6 · черен офицер на бяло поле c6 · бял кон на бяло поле e6 · черен офицер на черно поле e5 · черен топ на бяло поле h5 · бяла дама на черно поле f4 · бяла пешка на бяло поле h3 · черен кон на черно поле d2 · бяла пешка на бяло поле g2 · бял топ на черно поле a1 · бял топ на бяло поле f1 · бял офицер на черно поле g1 · бял цар на бяло поле h1 | черен цар на бяло поле a8 · черен топ на бяло поле c8 · черна дама на черно поле h8 · черна пешка на черно поле a7 · черна пешка на бяло поле b7 · бял кон на бяло поле d7 · черен кон на черно поле b6 · черен офицер на бяло поле c6 · бял кон на бяло поле e6 · черен офицер на черно поле e5 · черен топ на бяло поле h5 · бяла дама на черно поле f4 · бяла пешка на бяло поле h3 · черен кон на черно поле d2 · бяла пешка на бяло поле g2 · бял топ на черно поле a1 · бял топ на бяло поле f1 · бял офицер на черно поле g1 · бял цар на бяло поле h1 | черен цар на бяло поле a8 · черен топ на бяло поле c8 · черна дама на черно поле h8 · черна пешка на черно поле a7 · черна пешка на бяло поле b7 · бял кон на бяло поле d7 · черен кон на черно поле b6 · черен офицер на бяло поле c6 · бял кон на бяло поле e6 · черен офицер на черно поле e5 · черен топ на бяло поле h5 · бяла дама на черно поле f4 · бяла пешка на бяло поле h3 · черен кон на черно поле d2 · бяла пешка на бяло поле g2 · бял топ на черно поле a1 · бял топ на бяло поле f1 · бял офицер на черно поле g1 · бял цар на бяло поле h1 | черен цар на бяло поле a8 · черен топ на бяло поле c8 · черна дама на черно поле h8 · черна пешка на черно поле a7 · черна пешка на бяло поле b7 · бял кон на бяло поле d7 · черен кон на черно поле b6 · черен офицер на бяло поле c6 · бял кон на бяло поле e6 · черен офицер на черно поле e5 · черен топ на бяло поле h5 · бяла дама на черно поле f4 · бяла пешка на бяло поле h3 · черен кон на черно поле d2 · бяла пешка на бяло поле g2 · бял топ на черно поле a1 · бял топ на бяло поле f1 · бял офицер на черно поле g1 · бял цар на бяло поле h1 | черен цар на бяло поле a8 · черен топ на бяло поле c8 · черна дама на черно поле h8 · черна пешка на черно поле a7 · черна пешка на бяло поле b7 · бял кон на бяло поле d7 · черен кон на черно поле b6 · черен офицер на бяло поле c6 · бял кон на бяло поле e6 · черен офицер на черно поле e5 · черен топ на бяло поле h5 · бяла дама на черно поле f4 · бяла пешка на бяло поле h3 · черен кон на черно поле d2 · бяла пешка на бяло поле g2 · бял топ на черно поле a1 · бял топ на бяло поле f1 · бял офицер на черно поле g1 · бял цар на бяло поле h1 | черен цар на бяло поле a8 · черен топ на бяло поле c8 · черна дама на черно поле h8 · черна пешка на черно поле a7 · черна пешка на бяло поле b7 · бял кон на бяло поле d7 · черен кон на черно поле b6 · черен офицер на бяло поле c6 · бял кон на бяло поле e6 · черен офицер на черно поле e5 · черен топ на бяло поле h5 · бяла дама на черно поле f4 · бяла пешка на бяло поле h3 · черен кон на черно поле d2 · бяла пешка на бяло поле g2 · бял топ на черно поле a1 · бял топ на бяло поле f1 · бял офицер на черно поле g1 · бял цар на бяло поле h1 | 6 |
| 5 | черен цар на бяло поле a8 · черен топ на бяло поле c8 · черна дама на черно поле h8 · черна пешка на черно поле a7 · черна пешка на бяло поле b7 · бял кон на бяло поле d7 · черен кон на черно поле b6 · черен офицер на бяло поле c6 · бял кон на бяло поле e6 · черен офицер на черно поле e5 · черен топ на бяло поле h5 · бяла дама на черно поле f4 · бяла пешка на бяло поле h3 · черен кон на черно поле d2 · бяла пешка на бяло поле g2 · бял топ на черно поле a1 · бял топ на бяло поле f1 · бял офицер на черно поле g1 · бял цар на бяло поле h1 | черен цар на бяло поле a8 · черен топ на бяло поле c8 · черна дама на черно поле h8 · черна пешка на черно поле a7 · черна пешка на бяло поле b7 · бял кон на бяло поле d7 · черен кон на черно поле b6 · черен офицер на бяло поле c6 · бял кон на бяло поле e6 · черен офицер на черно поле e5 · черен топ на бяло поле h5 · бяла дама на черно поле f4 · бяла пешка на бяло поле h3 · черен кон на черно поле d2 · бяла пешка на бяло поле g2 · бял топ на черно поле a1 · бял топ на бяло поле f1 · бял офицер на черно поле g1 · бял цар на бяло поле h1 | черен цар на бяло поле a8 · черен топ на бяло поле c8 · черна дама на черно поле h8 · черна пешка на черно поле a7 · черна пешка на бяло поле b7 · бял кон на бяло поле d7 · черен кон на черно поле b6 · черен офицер на бяло поле c6 · бял кон на бяло поле e6 · черен офицер на черно поле e5 · черен топ на бяло поле h5 · бяла дама на черно поле f4 · бяла пешка на бяло поле h3 · черен кон на черно поле d2 · бяла пешка на бяло поле g2 · бял топ на черно поле a1 · бял топ на бяло поле f1 · бял офицер на черно поле g1 · бял цар на бяло поле h1 | черен цар на бяло поле a8 · черен топ на бяло поле c8 · черна дама на черно поле h8 · черна пешка на черно поле a7 · черна пешка на бяло поле b7 · бял кон на бяло поле d7 · черен кон на черно поле b6 · черен офицер на бяло поле c6 · бял кон на бяло поле e6 · черен офицер на черно поле e5 · черен топ на бяло поле h5 · бяла дама на черно поле f4 · бяла пешка на бяло поле h3 · черен кон на черно поле d2 · бяла пешка на бяло поле g2 · бял топ на черно поле a1 · бял топ на бяло поле f1 · бял офицер на черно поле g1 · бял цар на бяло поле h1 | черен цар на бяло поле a8 · черен топ на бяло поле c8 · черна дама на черно поле h8 · черна пешка на черно поле a7 · черна пешка на бяло поле b7 · бял кон на бяло поле d7 · черен кон на черно поле b6 · черен офицер на бяло поле c6 · бял кон на бяло поле e6 · черен офицер на черно поле e5 · черен топ на бяло поле h5 · бяла дама на черно поле f4 · бяла пешка на бяло поле h3 · черен кон на черно поле d2 · бяла пешка на бяло поле g2 · бял топ на черно поле a1 · бял топ на бяло поле f1 · бял офицер на черно поле g1 · бял цар на бяло поле h1 | черен цар на бяло поле a8 · черен топ на бяло поле c8 · черна дама на черно поле h8 · черна пешка на черно поле a7 · черна пешка на бяло поле b7 · бял кон на бяло поле d7 · черен кон на черно поле b6 · черен офицер на бяло поле c6 · бял кон на бяло поле e6 · черен офицер на черно поле e5 · черен топ на бяло поле h5 · бяла дама на черно поле f4 · бяла пешка на бяло поле h3 · черен кон на черно поле d2 · бяла пешка на бяло поле g2 · бял топ на черно поле a1 · бял топ на бяло поле f1 · бял офицер на черно поле g1 · бял цар на бяло поле h1 | черен цар на бяло поле a8 · черен топ на бяло поле c8 · черна дама на черно поле h8 · черна пешка на черно поле a7 · черна пешка на бяло поле b7 · бял кон на бяло поле d7 · черен кон на черно поле b6 · черен офицер на бяло поле c6 · бял кон на бяло поле e6 · черен офицер на черно поле e5 · черен топ на бяло поле h5 · бяла дама на черно поле f4 · бяла пешка на бяло поле h3 · черен кон на черно поле d2 · бяла пешка на бяло поле g2 · бял топ на черно поле a1 · бял топ на бяло поле f1 · бял офицер на черно поле g1 · бял цар на бяло поле h1 | черен цар на бяло поле a8 · черен топ на бяло поле c8 · черна дама на черно поле h8 · черна пешка на черно поле a7 · черна пешка на бяло поле b7 · бял кон на бяло поле d7 · черен кон на черно поле b6 · черен офицер на бяло поле c6 · бял кон на бяло поле e6 · черен офицер на черно поле e5 · черен топ на бяло поле h5 · бяла дама на черно поле f4 · бяла пешка на бяло поле h3 · черен кон на черно поле d2 · бяла пешка на бяло поле g2 · бял топ на черно поле a1 · бял топ на бяло поле f1 · бял офицер на черно поле g1 · бял цар на бяло поле h1 | 5 |
| 4 | черен цар на бяло поле a8 · черен топ на бяло поле c8 · черна дама на черно поле h8 · черна пешка на черно поле a7 · черна пешка на бяло поле b7 · бял кон на бяло поле d7 · черен кон на черно поле b6 · черен офицер на бяло поле c6 · бял кон на бяло поле e6 · черен офицер на черно поле e5 · черен топ на бяло поле h5 · бяла дама на черно поле f4 · бяла пешка на бяло поле h3 · черен кон на черно поле d2 · бяла пешка на бяло поле g2 · бял топ на черно поле a1 · бял топ на бяло поле f1 · бял офицер на черно поле g1 · бял цар на бяло поле h1 | черен цар на бяло поле a8 · черен топ на бяло поле c8 · черна дама на черно поле h8 · черна пешка на черно поле a7 · черна пешка на бяло поле b7 · бял кон на бяло поле d7 · черен кон на черно поле b6 · черен офицер на бяло поле c6 · бял кон на бяло поле e6 · черен офицер на черно поле e5 · черен топ на бяло поле h5 · бяла дама на черно поле f4 · бяла пешка на бяло поле h3 · черен кон на черно поле d2 · бяла пешка на бяло поле g2 · бял топ на черно поле a1 · бял топ на бяло поле f1 · бял офицер на черно поле g1 · бял цар на бяло поле h1 | черен цар на бяло поле a8 · черен топ на бяло поле c8 · черна дама на черно поле h8 · черна пешка на черно поле a7 · черна пешка на бяло поле b7 · бял кон на бяло поле d7 · черен кон на черно поле b6 · черен офицер на бяло поле c6 · бял кон на бяло поле e6 · черен офицер на черно поле e5 · черен топ на бяло поле h5 · бяла дама на черно поле f4 · бяла пешка на бяло поле h3 · черен кон на черно поле d2 · бяла пешка на бяло поле g2 · бял топ на черно поле a1 · бял топ на бяло поле f1 · бял офицер на черно поле g1 · бял цар на бяло поле h1 | черен цар на бяло поле a8 · черен топ на бяло поле c8 · черна дама на черно поле h8 · черна пешка на черно поле a7 · черна пешка на бяло поле b7 · бял кон на бяло поле d7 · черен кон на черно поле b6 · черен офицер на бяло поле c6 · бял кон на бяло поле e6 · черен офицер на черно поле e5 · черен топ на бяло поле h5 · бяла дама на черно поле f4 · бяла пешка на бяло поле h3 · черен кон на черно поле d2 · бяла пешка на бяло поле g2 · бял топ на черно поле a1 · бял топ на бяло поле f1 · бял офицер на черно поле g1 · бял цар на бяло поле h1 | черен цар на бяло поле a8 · черен топ на бяло поле c8 · черна дама на черно поле h8 · черна пешка на черно поле a7 · черна пешка на бяло поле b7 · бял кон на бяло поле d7 · черен кон на черно поле b6 · черен офицер на бяло поле c6 · бял кон на бяло поле e6 · черен офицер на черно поле e5 · черен топ на бяло поле h5 · бяла дама на черно поле f4 · бяла пешка на бяло поле h3 · черен кон на черно поле d2 · бяла пешка на бяло поле g2 · бял топ на черно поле a1 · бял топ на бяло поле f1 · бял офицер на черно поле g1 · бял цар на бяло поле h1 | черен цар на бяло поле a8 · черен топ на бяло поле c8 · черна дама на черно поле h8 · черна пешка на черно поле a7 · черна пешка на бяло поле b7 · бял кон на бяло поле d7 · черен кон на черно поле b6 · черен офицер на бяло поле c6 · бял кон на бяло поле e6 · черен офицер на черно поле e5 · черен топ на бяло поле h5 · бяла дама на черно поле f4 · бяла пешка на бяло поле h3 · черен кон на черно поле d2 · бяла пешка на бяло поле g2 · бял топ на черно поле a1 · бял топ на бяло поле f1 · бял офицер на черно поле g1 · бял цар на бяло поле h1 | черен цар на бяло поле a8 · черен топ на бяло поле c8 · черна дама на черно поле h8 · черна пешка на черно поле a7 · черна пешка на бяло поле b7 · бял кон на бяло поле d7 · черен кон на черно поле b6 · черен офицер на бяло поле c6 · бял кон на бяло поле e6 · черен офицер на черно поле e5 · черен топ на бяло поле h5 · бяла дама на черно поле f4 · бяла пешка на бяло поле h3 · черен кон на черно поле d2 · бяла пешка на бяло поле g2 · бял топ на черно поле a1 · бял топ на бяло поле f1 · бял офицер на черно поле g1 · бял цар на бяло поле h1 | черен цар на бяло поле a8 · черен топ на бяло поле c8 · черна дама на черно поле h8 · черна пешка на черно поле a7 · черна пешка на бяло поле b7 · бял кон на бяло поле d7 · черен кон на черно поле b6 · черен офицер на бяло поле c6 · бял кон на бяло поле e6 · черен офицер на черно поле e5 · черен топ на бяло поле h5 · бяла дама на черно поле f4 · бяла пешка на бяло поле h3 · черен кон на черно поле d2 · бяла пешка на бяло поле g2 · бял топ на черно поле a1 · бял топ на бяло поле f1 · бял офицер на черно поле g1 · бял цар на бяло поле h1 | 4 |
| 3 | черен цар на бяло поле a8 · черен топ на бяло поле c8 · черна дама на черно поле h8 · черна пешка на черно поле a7 · черна пешка на бяло поле b7 · бял кон на бяло поле d7 · черен кон на черно поле b6 · черен офицер на бяло поле c6 · бял кон на бяло поле e6 · черен офицер на черно поле e5 · черен топ на бяло поле h5 · бяла дама на черно поле f4 · бяла пешка на бяло поле h3 · черен кон на черно поле d2 · бяла пешка на бяло поле g2 · бял топ на черно поле a1 · бял топ на бяло поле f1 · бял офицер на черно поле g1 · бял цар на бяло поле h1 | черен цар на бяло поле a8 · черен топ на бяло поле c8 · черна дама на черно поле h8 · черна пешка на черно поле a7 · черна пешка на бяло поле b7 · бял кон на бяло поле d7 · черен кон на черно поле b6 · черен офицер на бяло поле c6 · бял кон на бяло поле e6 · черен офицер на черно поле e5 · черен топ на бяло поле h5 · бяла дама на черно поле f4 · бяла пешка на бяло поле h3 · черен кон на черно поле d2 · бяла пешка на бяло поле g2 · бял топ на черно поле a1 · бял топ на бяло поле f1 · бял офицер на черно поле g1 · бял цар на бяло поле h1 | черен цар на бяло поле a8 · черен топ на бяло поле c8 · черна дама на черно поле h8 · черна пешка на черно поле a7 · черна пешка на бяло поле b7 · бял кон на бяло поле d7 · черен кон на черно поле b6 · черен офицер на бяло поле c6 · бял кон на бяло поле e6 · черен офицер на черно поле e5 · черен топ на бяло поле h5 · бяла дама на черно поле f4 · бяла пешка на бяло поле h3 · черен кон на черно поле d2 · бяла пешка на бяло поле g2 · бял топ на черно поле a1 · бял топ на бяло поле f1 · бял офицер на черно поле g1 · бял цар на бяло поле h1 | черен цар на бяло поле a8 · черен топ на бяло поле c8 · черна дама на черно поле h8 · черна пешка на черно поле a7 · черна пешка на бяло поле b7 · бял кон на бяло поле d7 · черен кон на черно поле b6 · черен офицер на бяло поле c6 · бял кон на бяло поле e6 · черен офицер на черно поле e5 · черен топ на бяло поле h5 · бяла дама на черно поле f4 · бяла пешка на бяло поле h3 · черен кон на черно поле d2 · бяла пешка на бяло поле g2 · бял топ на черно поле a1 · бял топ на бяло поле f1 · бял офицер на черно поле g1 · бял цар на бяло поле h1 | черен цар на бяло поле a8 · черен топ на бяло поле c8 · черна дама на черно поле h8 · черна пешка на черно поле a7 · черна пешка на бяло поле b7 · бял кон на бяло поле d7 · черен кон на черно поле b6 · черен офицер на бяло поле c6 · бял кон на бяло поле e6 · черен офицер на черно поле e5 · черен топ на бяло поле h5 · бяла дама на черно поле f4 · бяла пешка на бяло поле h3 · черен кон на черно поле d2 · бяла пешка на бяло поле g2 · бял топ на черно поле a1 · бял топ на бяло поле f1 · бял офицер на черно поле g1 · бял цар на бяло поле h1 | черен цар на бяло поле a8 · черен топ на бяло поле c8 · черна дама на черно поле h8 · черна пешка на черно поле a7 · черна пешка на бяло поле b7 · бял кон на бяло поле d7 · черен кон на черно поле b6 · черен офицер на бяло поле c6 · бял кон на бяло поле e6 · черен офицер на черно поле e5 · черен топ на бяло поле h5 · бяла дама на черно поле f4 · бяла пешка на бяло поле h3 · черен кон на черно поле d2 · бяла пешка на бяло поле g2 · бял топ на черно поле a1 · бял топ на бяло поле f1 · бял офицер на черно поле g1 · бял цар на бяло поле h1 | черен цар на бяло поле a8 · черен топ на бяло поле c8 · черна дама на черно поле h8 · черна пешка на черно поле a7 · черна пешка на бяло поле b7 · бял кон на бяло поле d7 · черен кон на черно поле b6 · черен офицер на бяло поле c6 · бял кон на бяло поле e6 · черен офицер на черно поле e5 · черен топ на бяло поле h5 · бяла дама на черно поле f4 · бяла пешка на бяло поле h3 · черен кон на черно поле d2 · бяла пешка на бяло поле g2 · бял топ на черно поле a1 · бял топ на бяло поле f1 · бял офицер на черно поле g1 · бял цар на бяло поле h1 | черен цар на бяло поле a8 · черен топ на бяло поле c8 · черна дама на черно поле h8 · черна пешка на черно поле a7 · черна пешка на бяло поле b7 · бял кон на бяло поле d7 · черен кон на черно поле b6 · черен офицер на бяло поле c6 · бял кон на бяло поле e6 · черен офицер на черно поле e5 · черен топ на бяло поле h5 · бяла дама на черно поле f4 · бяла пешка на бяло поле h3 · черен кон на черно поле d2 · бяла пешка на бяло поле g2 · бял топ на черно поле a1 · бял топ на бяло поле f1 · бял офицер на черно поле g1 · бял цар на бяло поле h1 | 3 |
| 2 | черен цар на бяло поле a8 · черен топ на бяло поле c8 · черна дама на черно поле h8 · черна пешка на черно поле a7 · черна пешка на бяло поле b7 · бял кон на бяло поле d7 · черен кон на черно поле b6 · черен офицер на бяло поле c6 · бял кон на бяло поле e6 · черен офицер на черно поле e5 · черен топ на бяло поле h5 · бяла дама на черно поле f4 · бяла пешка на бяло поле h3 · черен кон на черно поле d2 · бяла пешка на бяло поле g2 · бял топ на черно поле a1 · бял топ на бяло поле f1 · бял офицер на черно поле g1 · бял цар на бяло поле h1 | черен цар на бяло поле a8 · черен топ на бяло поле c8 · черна дама на черно поле h8 · черна пешка на черно поле a7 · черна пешка на бяло поле b7 · бял кон на бяло поле d7 · черен кон на черно поле b6 · черен офицер на бяло поле c6 · бял кон на бяло поле e6 · черен офицер на черно поле e5 · черен топ на бяло поле h5 · бяла дама на черно поле f4 · бяла пешка на бяло поле h3 · черен кон на черно поле d2 · бяла пешка на бяло поле g2 · бял топ на черно поле a1 · бял топ на бяло поле f1 · бял офицер на черно поле g1 · бял цар на бяло поле h1 | черен цар на бяло поле a8 · черен топ на бяло поле c8 · черна дама на черно поле h8 · черна пешка на черно поле a7 · черна пешка на бяло поле b7 · бял кон на бяло поле d7 · черен кон на черно поле b6 · черен офицер на бяло поле c6 · бял кон на бяло поле e6 · черен офицер на черно поле e5 · черен топ на бяло поле h5 · бяла дама на черно поле f4 · бяла пешка на бяло поле h3 · черен кон на черно поле d2 · бяла пешка на бяло поле g2 · бял топ на черно поле a1 · бял топ на бяло поле f1 · бял офицер на черно поле g1 · бял цар на бяло поле h1 | черен цар на бяло поле a8 · черен топ на бяло поле c8 · черна дама на черно поле h8 · черна пешка на черно поле a7 · черна пешка на бяло поле b7 · бял кон на бяло поле d7 · черен кон на черно поле b6 · черен офицер на бяло поле c6 · бял кон на бяло поле e6 · черен офицер на черно поле e5 · черен топ на бяло поле h5 · бяла дама на черно поле f4 · бяла пешка на бяло поле h3 · черен кон на черно поле d2 · бяла пешка на бяло поле g2 · бял топ на черно поле a1 · бял топ на бяло поле f1 · бял офицер на черно поле g1 · бял цар на бяло поле h1 | черен цар на бяло поле a8 · черен топ на бяло поле c8 · черна дама на черно поле h8 · черна пешка на черно поле a7 · черна пешка на бяло поле b7 · бял кон на бяло поле d7 · черен кон на черно поле b6 · черен офицер на бяло поле c6 · бял кон на бяло поле e6 · черен офицер на черно поле e5 · черен топ на бяло поле h5 · бяла дама на черно поле f4 · бяла пешка на бяло поле h3 · черен кон на черно поле d2 · бяла пешка на бяло поле g2 · бял топ на черно поле a1 · бял топ на бяло поле f1 · бял офицер на черно поле g1 · бял цар на бяло поле h1 | черен цар на бяло поле a8 · черен топ на бяло поле c8 · черна дама на черно поле h8 · черна пешка на черно поле a7 · черна пешка на бяло поле b7 · бял кон на бяло поле d7 · черен кон на черно поле b6 · черен офицер на бяло поле c6 · бял кон на бяло поле e6 · черен офицер на черно поле e5 · черен топ на бяло поле h5 · бяла дама на черно поле f4 · бяла пешка на бяло поле h3 · черен кон на черно поле d2 · бяла пешка на бяло поле g2 · бял топ на черно поле a1 · бял топ на бяло поле f1 · бял офицер на черно поле g1 · бял цар на бяло поле h1 | черен цар на бяло поле a8 · черен топ на бяло поле c8 · черна дама на черно поле h8 · черна пешка на черно поле a7 · черна пешка на бяло поле b7 · бял кон на бяло поле d7 · черен кон на черно поле b6 · черен офицер на бяло поле c6 · бял кон на бяло поле e6 · черен офицер на черно поле e5 · черен топ на бяло поле h5 · бяла дама на черно поле f4 · бяла пешка на бяло поле h3 · черен кон на черно поле d2 · бяла пешка на бяло поле g2 · бял топ на черно поле a1 · бял топ на бяло поле f1 · бял офицер на черно поле g1 · бял цар на бяло поле h1 | черен цар на бяло поле a8 · черен топ на бяло поле c8 · черна дама на черно поле h8 · черна пешка на черно поле a7 · черна пешка на бяло поле b7 · бял кон на бяло поле d7 · черен кон на черно поле b6 · черен офицер на бяло поле c6 · бял кон на бяло поле e6 · черен офицер на черно поле e5 · черен топ на бяло поле h5 · бяла дама на черно поле f4 · бяла пешка на бяло поле h3 · черен кон на черно поле d2 · бяла пешка на бяло поле g2 · бял топ на черно поле a1 · бял топ на бяло поле f1 · бял офицер на черно поле g1 · бял цар на бяло поле h1 | 2 |
| 1 | черен цар на бяло поле a8 · черен топ на бяло поле c8 · черна дама на черно поле h8 · черна пешка на черно поле a7 · черна пешка на бяло поле b7 · бял кон на бяло поле d7 · черен кон на черно поле b6 · черен офицер на бяло поле c6 · бял кон на бяло поле e6 · черен офицер на черно поле e5 · черен топ на бяло поле h5 · бяла дама на черно поле f4 · бяла пешка на бяло поле h3 · черен кон на черно поле d2 · бяла пешка на бяло поле g2 · бял топ на черно поле a1 · бял топ на бяло поле f1 · бял офицер на черно поле g1 · бял цар на бяло поле h1 | черен цар на бяло поле a8 · черен топ на бяло поле c8 · черна дама на черно поле h8 · черна пешка на черно поле a7 · черна пешка на бяло поле b7 · бял кон на бяло поле d7 · черен кон на черно поле b6 · черен офицер на бяло поле c6 · бял кон на бяло поле e6 · черен офицер на черно поле e5 · черен топ на бяло поле h5 · бяла дама на черно поле f4 · бяла пешка на бяло поле h3 · черен кон на черно поле d2 · бяла пешка на бяло поле g2 · бял топ на черно поле a1 · бял топ на бяло поле f1 · бял офицер на черно поле g1 · бял цар на бяло поле h1 | черен цар на бяло поле a8 · черен топ на бяло поле c8 · черна дама на черно поле h8 · черна пешка на черно поле a7 · черна пешка на бяло поле b7 · бял кон на бяло поле d7 · черен кон на черно поле b6 · черен офицер на бяло поле c6 · бял кон на бяло поле e6 · черен офицер на черно поле e5 · черен топ на бяло поле h5 · бяла дама на черно поле f4 · бяла пешка на бяло поле h3 · черен кон на черно поле d2 · бяла пешка на бяло поле g2 · бял топ на черно поле a1 · бял топ на бяло поле f1 · бял офицер на черно поле g1 · бял цар на бяло поле h1 | черен цар на бяло поле a8 · черен топ на бяло поле c8 · черна дама на черно поле h8 · черна пешка на черно поле a7 · черна пешка на бяло поле b7 · бял кон на бяло поле d7 · черен кон на черно поле b6 · черен офицер на бяло поле c6 · бял кон на бяло поле e6 · черен офицер на черно поле e5 · черен топ на бяло поле h5 · бяла дама на черно поле f4 · бяла пешка на бяло поле h3 · черен кон на черно поле d2 · бяла пешка на бяло поле g2 · бял топ на черно поле a1 · бял топ на бяло поле f1 · бял офицер на черно поле g1 · бял цар на бяло поле h1 | черен цар на бяло поле a8 · черен топ на бяло поле c8 · черна дама на черно поле h8 · черна пешка на черно поле a7 · черна пешка на бяло поле b7 · бял кон на бяло поле d7 · черен кон на черно поле b6 · черен офицер на бяло поле c6 · бял кон на бяло поле e6 · черен офицер на черно поле e5 · черен топ на бяло поле h5 · бяла дама на черно поле f4 · бяла пешка на бяло поле h3 · черен кон на черно поле d2 · бяла пешка на бяло поле g2 · бял топ на черно поле a1 · бял топ на бяло поле f1 · бял офицер на черно поле g1 · бял цар на бяло поле h1 | черен цар на бяло поле a8 · черен топ на бяло поле c8 · черна дама на черно поле h8 · черна пешка на черно поле a7 · черна пешка на бяло поле b7 · бял кон на бяло поле d7 · черен кон на черно поле b6 · черен офицер на бяло поле c6 · бял кон на бяло поле e6 · черен офицер на черно поле e5 · черен топ на бяло поле h5 · бяла дама на черно поле f4 · бяла пешка на бяло поле h3 · черен кон на черно поле d2 · бяла пешка на бяло поле g2 · бял топ на черно поле a1 · бял топ на бяло поле f1 · бял офицер на черно поле g1 · бял цар на бяло поле h1 | черен цар на бяло поле a8 · черен топ на бяло поле c8 · черна дама на черно поле h8 · черна пешка на черно поле a7 · черна пешка на бяло поле b7 · бял кон на бяло поле d7 · черен кон на черно поле b6 · черен офицер на бяло поле c6 · бял кон на бяло поле e6 · черен офицер на черно поле e5 · черен топ на бяло поле h5 · бяла дама на черно поле f4 · бяла пешка на бяло поле h3 · черен кон на черно поле d2 · бяла пешка на бяло поле g2 · бял топ на черно поле a1 · бял топ на бяло поле f1 · бял офицер на черно поле g1 · бял цар на бяло поле h1 | черен цар на бяло поле a8 · черен топ на бяло поле c8 · черна дама на черно поле h8 · черна пешка на черно поле a7 · черна пешка на бяло поле b7 · бял кон на бяло поле d7 · черен кон на черно поле b6 · черен офицер на бяло поле c6 · бял кон на бяло поле e6 · черен офицер на черно поле e5 · черен топ на бяло поле h5 · бяла дама на черно поле f4 · бяла пешка на бяло поле h3 · черен кон на черно поле d2 · бяла пешка на бяло поле g2 · бял топ на черно поле a1 · бял топ на бяло поле f1 · бял офицер на черно поле g1 · бял цар на бяло поле h1 | 1 |
|   | a | b | c | d | e | f | g | h |   |

|   | a | b | c | d | e | f | g | h |   |
| 8 | бяла дама на черно поле a3 · черна пешка на бяло поле e2 · черен цар на бяло поле f1 · бял цар на бяло поле h1 | бяла дама на черно поле a3 · черна пешка на бяло поле e2 · черен цар на бяло поле f1 · бял цар на бяло поле h1 | бяла дама на черно поле a3 · черна пешка на бяло поле e2 · черен цар на бяло поле f1 · бял цар на бяло поле h1 | бяла дама на черно поле a3 · черна пешка на бяло поле e2 · черен цар на бяло поле f1 · бял цар на бяло поле h1 | бяла дама на черно поле a3 · черна пешка на бяло поле e2 · черен цар на бяло поле f1 · бял цар на бяло поле h1 | бяла дама на черно поле a3 · черна пешка на бяло поле e2 · черен цар на бяло поле f1 · бял цар на бяло поле h1 | бяла дама на черно поле a3 · черна пешка на бяло поле e2 · черен цар на бяло поле f1 · бял цар на бяло поле h1 | бяла дама на черно поле a3 · черна пешка на бяло поле e2 · черен цар на бяло поле f1 · бял цар на бяло поле h1 | 8 |
| 7 | бяла дама на черно поле a3 · черна пешка на бяло поле e2 · черен цар на бяло поле f1 · бял цар на бяло поле h1 | бяла дама на черно поле a3 · черна пешка на бяло поле e2 · черен цар на бяло поле f1 · бял цар на бяло поле h1 | бяла дама на черно поле a3 · черна пешка на бяло поле e2 · черен цар на бяло поле f1 · бял цар на бяло поле h1 | бяла дама на черно поле a3 · черна пешка на бяло поле e2 · черен цар на бяло поле f1 · бял цар на бяло поле h1 | бяла дама на черно поле a3 · черна пешка на бяло поле e2 · черен цар на бяло поле f1 · бял цар на бяло поле h1 | бяла дама на черно поле a3 · черна пешка на бяло поле e2 · черен цар на бяло поле f1 · бял цар на бяло поле h1 | бяла дама на черно поле a3 · черна пешка на бяло поле e2 · черен цар на бяло поле f1 · бял цар на бяло поле h1 | бяла дама на черно поле a3 · черна пешка на бяло поле e2 · черен цар на бяло поле f1 · бял цар на бяло поле h1 | 7 |
| 6 | бяла дама на черно поле a3 · черна пешка на бяло поле e2 · черен цар на бяло поле f1 · бял цар на бяло поле h1 | бяла дама на черно поле a3 · черна пешка на бяло поле e2 · черен цар на бяло поле f1 · бял цар на бяло поле h1 | бяла дама на черно поле a3 · черна пешка на бяло поле e2 · черен цар на бяло поле f1 · бял цар на бяло поле h1 | бяла дама на черно поле a3 · черна пешка на бяло поле e2 · черен цар на бяло поле f1 · бял цар на бяло поле h1 | бяла дама на черно поле a3 · черна пешка на бяло поле e2 · черен цар на бяло поле f1 · бял цар на бяло поле h1 | бяла дама на черно поле a3 · черна пешка на бяло поле e2 · черен цар на бяло поле f1 · бял цар на бяло поле h1 | бяла дама на черно поле a3 · черна пешка на бяло поле e2 · черен цар на бяло поле f1 · бял цар на бяло поле h1 | бяла дама на черно поле a3 · черна пешка на бяло поле e2 · черен цар на бяло поле f1 · бял цар на бяло поле h1 | 6 |
| 5 | бяла дама на черно поле a3 · черна пешка на бяло поле e2 · черен цар на бяло поле f1 · бял цар на бяло поле h1 | бяла дама на черно поле a3 · черна пешка на бяло поле e2 · черен цар на бяло поле f1 · бял цар на бяло поле h1 | бяла дама на черно поле a3 · черна пешка на бяло поле e2 · черен цар на бяло поле f1 · бял цар на бяло поле h1 | бяла дама на черно поле a3 · черна пешка на бяло поле e2 · черен цар на бяло поле f1 · бял цар на бяло поле h1 | бяла дама на черно поле a3 · черна пешка на бяло поле e2 · черен цар на бяло поле f1 · бял цар на бяло поле h1 | бяла дама на черно поле a3 · черна пешка на бяло поле e2 · черен цар на бяло поле f1 · бял цар на бяло поле h1 | бяла дама на черно поле a3 · черна пешка на бяло поле e2 · черен цар на бяло поле f1 · бял цар на бяло поле h1 | бяла дама на черно поле a3 · черна пешка на бяло поле e2 · черен цар на бяло поле f1 · бял цар на бяло поле h1 | 5 |
| 4 | бяла дама на черно поле a3 · черна пешка на бяло поле e2 · черен цар на бяло поле f1 · бял цар на бяло поле h1 | бяла дама на черно поле a3 · черна пешка на бяло поле e2 · черен цар на бяло поле f1 · бял цар на бяло поле h1 | бяла дама на черно поле a3 · черна пешка на бяло поле e2 · черен цар на бяло поле f1 · бял цар на бяло поле h1 | бяла дама на черно поле a3 · черна пешка на бяло поле e2 · черен цар на бяло поле f1 · бял цар на бяло поле h1 | бяла дама на черно поле a3 · черна пешка на бяло поле e2 · черен цар на бяло поле f1 · бял цар на бяло поле h1 | бяла дама на черно поле a3 · черна пешка на бяло поле e2 · черен цар на бяло поле f1 · бял цар на бяло поле h1 | бяла дама на черно поле a3 · черна пешка на бяло поле e2 · черен цар на бяло поле f1 · бял цар на бяло поле h1 | бяла дама на черно поле a3 · черна пешка на бяло поле e2 · черен цар на бяло поле f1 · бял цар на бяло поле h1 | 4 |
| 3 | бяла дама на черно поле a3 · черна пешка на бяло поле e2 · черен цар на бяло поле f1 · бял цар на бяло поле h1 | бяла дама на черно поле a3 · черна пешка на бяло поле e2 · черен цар на бяло поле f1 · бял цар на бяло поле h1 | бяла дама на черно поле a3 · черна пешка на бяло поле e2 · черен цар на бяло поле f1 · бял цар на бяло поле h1 | бяла дама на черно поле a3 · черна пешка на бяло поле e2 · черен цар на бяло поле f1 · бял цар на бяло поле h1 | бяла дама на черно поле a3 · черна пешка на бяло поле e2 · черен цар на бяло поле f1 · бял цар на бяло поле h1 | бяла дама на черно поле a3 · черна пешка на бяло поле e2 · черен цар на бяло поле f1 · бял цар на бяло поле h1 | бяла дама на черно поле a3 · черна пешка на бяло поле e2 · черен цар на бяло поле f1 · бял цар на бяло поле h1 | бяла дама на черно поле a3 · черна пешка на бяло поле e2 · черен цар на бяло поле f1 · бял цар на бяло поле h1 | 3 |
| 2 | бяла дама на черно поле a3 · черна пешка на бяло поле e2 · черен цар на бяло поле f1 · бял цар на бяло поле h1 | бяла дама на черно поле a3 · черна пешка на бяло поле e2 · черен цар на бяло поле f1 · бял цар на бяло поле h1 | бяла дама на черно поле a3 · черна пешка на бяло поле e2 · черен цар на бяло поле f1 · бял цар на бяло поле h1 | бяла дама на черно поле a3 · черна пешка на бяло поле e2 · черен цар на бяло поле f1 · бял цар на бяло поле h1 | бяла дама на черно поле a3 · черна пешка на бяло поле e2 · черен цар на бяло поле f1 · бял цар на бяло поле h1 | бяла дама на черно поле a3 · черна пешка на бяло поле e2 · черен цар на бяло поле f1 · бял цар на бяло поле h1 | бяла дама на черно поле a3 · черна пешка на бяло поле e2 · черен цар на бяло поле f1 · бял цар на бяло поле h1 | бяла дама на черно поле a3 · черна пешка на бяло поле e2 · черен цар на бяло поле f1 · бял цар на бяло поле h1 | 2 |
| 1 | бяла дама на черно поле a3 · черна пешка на бяло поле e2 · черен цар на бяло поле f1 · бял цар на бяло поле h1 | бяла дама на черно поле a3 · черна пешка на бяло поле e2 · черен цар на бяло поле f1 · бял цар на бяло поле h1 | бяла дама на черно поле a3 · черна пешка на бяло поле e2 · черен цар на бяло поле f1 · бял цар на бяло поле h1 | бяла дама на черно поле a3 · черна пешка на бяло поле e2 · черен цар на бяло поле f1 · бял цар на бяло поле h1 | бяла дама на черно поле a3 · черна пешка на бяло поле e2 · черен цар на бяло поле f1 · бял цар на бяло поле h1 | бяла дама на черно поле a3 · черна пешка на бяло поле e2 · черен цар на бяло поле f1 · бял цар на бяло поле h1 | бяла дама на черно поле a3 · черна пешка на бяло поле e2 · черен цар на бяло поле f1 · бял цар на бяло поле h1 | бяла дама на черно поле a3 · черна пешка на бяло поле e2 · черен цар на бяло поле f1 · бял цар на бяло поле h1 | 1 |
|   | a | b | c | d | e | f | g | h |   |

|   | a | b | c | d | e | f | g | h |   |
| 8 | черен цар на бяло поле e8 · бял офицер на черно поле f8 · черна пешка на черно поле a7 · бяла пешка на черно поле e7 · черна дама на бяло поле a6 · бял кон на бяло поле b5 · бял кон на черно поле e5 · бял офицер на бяло поле a4 · бял цар на бяло поле e2 | черен цар на бяло поле e8 · бял офицер на черно поле f8 · черна пешка на черно поле a7 · бяла пешка на черно поле e7 · черна дама на бяло поле a6 · бял кон на бяло поле b5 · бял кон на черно поле e5 · бял офицер на бяло поле a4 · бял цар на бяло поле e2 | черен цар на бяло поле e8 · бял офицер на черно поле f8 · черна пешка на черно поле a7 · бяла пешка на черно поле e7 · черна дама на бяло поле a6 · бял кон на бяло поле b5 · бял кон на черно поле e5 · бял офицер на бяло поле a4 · бял цар на бяло поле e2 | черен цар на бяло поле e8 · бял офицер на черно поле f8 · черна пешка на черно поле a7 · бяла пешка на черно поле e7 · черна дама на бяло поле a6 · бял кон на бяло поле b5 · бял кон на черно поле e5 · бял офицер на бяло поле a4 · бял цар на бяло поле e2 | черен цар на бяло поле e8 · бял офицер на черно поле f8 · черна пешка на черно поле a7 · бяла пешка на черно поле e7 · черна дама на бяло поле a6 · бял кон на бяло поле b5 · бял кон на черно поле e5 · бял офицер на бяло поле a4 · бял цар на бяло поле e2 | черен цар на бяло поле e8 · бял офицер на черно поле f8 · черна пешка на черно поле a7 · бяла пешка на черно поле e7 · черна дама на бяло поле a6 · бял кон на бяло поле b5 · бял кон на черно поле e5 · бял офицер на бяло поле a4 · бял цар на бяло поле e2 | черен цар на бяло поле e8 · бял офицер на черно поле f8 · черна пешка на черно поле a7 · бяла пешка на черно поле e7 · черна дама на бяло поле a6 · бял кон на бяло поле b5 · бял кон на черно поле e5 · бял офицер на бяло поле a4 · бял цар на бяло поле e2 | черен цар на бяло поле e8 · бял офицер на черно поле f8 · черна пешка на черно поле a7 · бяла пешка на черно поле e7 · черна дама на бяло поле a6 · бял кон на бяло поле b5 · бял кон на черно поле e5 · бял офицер на бяло поле a4 · бял цар на бяло поле e2 | 8 |
| 7 | черен цар на бяло поле e8 · бял офицер на черно поле f8 · черна пешка на черно поле a7 · бяла пешка на черно поле e7 · черна дама на бяло поле a6 · бял кон на бяло поле b5 · бял кон на черно поле e5 · бял офицер на бяло поле a4 · бял цар на бяло поле e2 | черен цар на бяло поле e8 · бял офицер на черно поле f8 · черна пешка на черно поле a7 · бяла пешка на черно поле e7 · черна дама на бяло поле a6 · бял кон на бяло поле b5 · бял кон на черно поле e5 · бял офицер на бяло поле a4 · бял цар на бяло поле e2 | черен цар на бяло поле e8 · бял офицер на черно поле f8 · черна пешка на черно поле a7 · бяла пешка на черно поле e7 · черна дама на бяло поле a6 · бял кон на бяло поле b5 · бял кон на черно поле e5 · бял офицер на бяло поле a4 · бял цар на бяло поле e2 | черен цар на бяло поле e8 · бял офицер на черно поле f8 · черна пешка на черно поле a7 · бяла пешка на черно поле e7 · черна дама на бяло поле a6 · бял кон на бяло поле b5 · бял кон на черно поле e5 · бял офицер на бяло поле a4 · бял цар на бяло поле e2 | черен цар на бяло поле e8 · бял офицер на черно поле f8 · черна пешка на черно поле a7 · бяла пешка на черно поле e7 · черна дама на бяло поле a6 · бял кон на бяло поле b5 · бял кон на черно поле e5 · бял офицер на бяло поле a4 · бял цар на бяло поле e2 | черен цар на бяло поле e8 · бял офицер на черно поле f8 · черна пешка на черно поле a7 · бяла пешка на черно поле e7 · черна дама на бяло поле a6 · бял кон на бяло поле b5 · бял кон на черно поле e5 · бял офицер на бяло поле a4 · бял цар на бяло поле e2 | черен цар на бяло поле e8 · бял офицер на черно поле f8 · черна пешка на черно поле a7 · бяла пешка на черно поле e7 · черна дама на бяло поле a6 · бял кон на бяло поле b5 · бял кон на черно поле e5 · бял офицер на бяло поле a4 · бял цар на бяло поле e2 | черен цар на бяло поле e8 · бял офицер на черно поле f8 · черна пешка на черно поле a7 · бяла пешка на черно поле e7 · черна дама на бяло поле a6 · бял кон на бяло поле b5 · бял кон на черно поле e5 · бял офицер на бяло поле a4 · бял цар на бяло поле e2 | 7 |
| 6 | черен цар на бяло поле e8 · бял офицер на черно поле f8 · черна пешка на черно поле a7 · бяла пешка на черно поле e7 · черна дама на бяло поле a6 · бял кон на бяло поле b5 · бял кон на черно поле e5 · бял офицер на бяло поле a4 · бял цар на бяло поле e2 | черен цар на бяло поле e8 · бял офицер на черно поле f8 · черна пешка на черно поле a7 · бяла пешка на черно поле e7 · черна дама на бяло поле a6 · бял кон на бяло поле b5 · бял кон на черно поле e5 · бял офицер на бяло поле a4 · бял цар на бяло поле e2 | черен цар на бяло поле e8 · бял офицер на черно поле f8 · черна пешка на черно поле a7 · бяла пешка на черно поле e7 · черна дама на бяло поле a6 · бял кон на бяло поле b5 · бял кон на черно поле e5 · бял офицер на бяло поле a4 · бял цар на бяло поле e2 | черен цар на бяло поле e8 · бял офицер на черно поле f8 · черна пешка на черно поле a7 · бяла пешка на черно поле e7 · черна дама на бяло поле a6 · бял кон на бяло поле b5 · бял кон на черно поле e5 · бял офицер на бяло поле a4 · бял цар на бяло поле e2 | черен цар на бяло поле e8 · бял офицер на черно поле f8 · черна пешка на черно поле a7 · бяла пешка на черно поле e7 · черна дама на бяло поле a6 · бял кон на бяло поле b5 · бял кон на черно поле e5 · бял офицер на бяло поле a4 · бял цар на бяло поле e2 | черен цар на бяло поле e8 · бял офицер на черно поле f8 · черна пешка на черно поле a7 · бяла пешка на черно поле e7 · черна дама на бяло поле a6 · бял кон на бяло поле b5 · бял кон на черно поле e5 · бял офицер на бяло поле a4 · бял цар на бяло поле e2 | черен цар на бяло поле e8 · бял офицер на черно поле f8 · черна пешка на черно поле a7 · бяла пешка на черно поле e7 · черна дама на бяло поле a6 · бял кон на бяло поле b5 · бял кон на черно поле e5 · бял офицер на бяло поле a4 · бял цар на бяло поле e2 | черен цар на бяло поле e8 · бял офицер на черно поле f8 · черна пешка на черно поле a7 · бяла пешка на черно поле e7 · черна дама на бяло поле a6 · бял кон на бяло поле b5 · бял кон на черно поле e5 · бял офицер на бяло поле a4 · бял цар на бяло поле e2 | 6 |
| 5 | черен цар на бяло поле e8 · бял офицер на черно поле f8 · черна пешка на черно поле a7 · бяла пешка на черно поле e7 · черна дама на бяло поле a6 · бял кон на бяло поле b5 · бял кон на черно поле e5 · бял офицер на бяло поле a4 · бял цар на бяло поле e2 | черен цар на бяло поле e8 · бял офицер на черно поле f8 · черна пешка на черно поле a7 · бяла пешка на черно поле e7 · черна дама на бяло поле a6 · бял кон на бяло поле b5 · бял кон на черно поле e5 · бял офицер на бяло поле a4 · бял цар на бяло поле e2 | черен цар на бяло поле e8 · бял офицер на черно поле f8 · черна пешка на черно поле a7 · бяла пешка на черно поле e7 · черна дама на бяло поле a6 · бял кон на бяло поле b5 · бял кон на черно поле e5 · бял офицер на бяло поле a4 · бял цар на бяло поле e2 | черен цар на бяло поле e8 · бял офицер на черно поле f8 · черна пешка на черно поле a7 · бяла пешка на черно поле e7 · черна дама на бяло поле a6 · бял кон на бяло поле b5 · бял кон на черно поле e5 · бял офицер на бяло поле a4 · бял цар на бяло поле e2 | черен цар на бяло поле e8 · бял офицер на черно поле f8 · черна пешка на черно поле a7 · бяла пешка на черно поле e7 · черна дама на бяло поле a6 · бял кон на бяло поле b5 · бял кон на черно поле e5 · бял офицер на бяло поле a4 · бял цар на бяло поле e2 | черен цар на бяло поле e8 · бял офицер на черно поле f8 · черна пешка на черно поле a7 · бяла пешка на черно поле e7 · черна дама на бяло поле a6 · бял кон на бяло поле b5 · бял кон на черно поле e5 · бял офицер на бяло поле a4 · бял цар на бяло поле e2 | черен цар на бяло поле e8 · бял офицер на черно поле f8 · черна пешка на черно поле a7 · бяла пешка на черно поле e7 · черна дама на бяло поле a6 · бял кон на бяло поле b5 · бял кон на черно поле e5 · бял офицер на бяло поле a4 · бял цар на бяло поле e2 | черен цар на бяло поле e8 · бял офицер на черно поле f8 · черна пешка на черно поле a7 · бяла пешка на черно поле e7 · черна дама на бяло поле a6 · бял кон на бяло поле b5 · бял кон на черно поле e5 · бял офицер на бяло поле a4 · бял цар на бяло поле e2 | 5 |
| 4 | черен цар на бяло поле e8 · бял офицер на черно поле f8 · черна пешка на черно поле a7 · бяла пешка на черно поле e7 · черна дама на бяло поле a6 · бял кон на бяло поле b5 · бял кон на черно поле e5 · бял офицер на бяло поле a4 · бял цар на бяло поле e2 | черен цар на бяло поле e8 · бял офицер на черно поле f8 · черна пешка на черно поле a7 · бяла пешка на черно поле e7 · черна дама на бяло поле a6 · бял кон на бяло поле b5 · бял кон на черно поле e5 · бял офицер на бяло поле a4 · бял цар на бяло поле e2 | черен цар на бяло поле e8 · бял офицер на черно поле f8 · черна пешка на черно поле a7 · бяла пешка на черно поле e7 · черна дама на бяло поле a6 · бял кон на бяло поле b5 · бял кон на черно поле e5 · бял офицер на бяло поле a4 · бял цар на бяло поле e2 | черен цар на бяло поле e8 · бял офицер на черно поле f8 · черна пешка на черно поле a7 · бяла пешка на черно поле e7 · черна дама на бяло поле a6 · бял кон на бяло поле b5 · бял кон на черно поле e5 · бял офицер на бяло поле a4 · бял цар на бяло поле e2 | черен цар на бяло поле e8 · бял офицер на черно поле f8 · черна пешка на черно поле a7 · бяла пешка на черно поле e7 · черна дама на бяло поле a6 · бял кон на бяло поле b5 · бял кон на черно поле e5 · бял офицер на бяло поле a4 · бял цар на бяло поле e2 | черен цар на бяло поле e8 · бял офицер на черно поле f8 · черна пешка на черно поле a7 · бяла пешка на черно поле e7 · черна дама на бяло поле a6 · бял кон на бяло поле b5 · бял кон на черно поле e5 · бял офицер на бяло поле a4 · бял цар на бяло поле e2 | черен цар на бяло поле e8 · бял офицер на черно поле f8 · черна пешка на черно поле a7 · бяла пешка на черно поле e7 · черна дама на бяло поле a6 · бял кон на бяло поле b5 · бял кон на черно поле e5 · бял офицер на бяло поле a4 · бял цар на бяло поле e2 | черен цар на бяло поле e8 · бял офицер на черно поле f8 · черна пешка на черно поле a7 · бяла пешка на черно поле e7 · черна дама на бяло поле a6 · бял кон на бяло поле b5 · бял кон на черно поле e5 · бял офицер на бяло поле a4 · бял цар на бяло поле e2 | 4 |
| 3 | черен цар на бяло поле e8 · бял офицер на черно поле f8 · черна пешка на черно поле a7 · бяла пешка на черно поле e7 · черна дама на бяло поле a6 · бял кон на бяло поле b5 · бял кон на черно поле e5 · бял офицер на бяло поле a4 · бял цар на бяло поле e2 | черен цар на бяло поле e8 · бял офицер на черно поле f8 · черна пешка на черно поле a7 · бяла пешка на черно поле e7 · черна дама на бяло поле a6 · бял кон на бяло поле b5 · бял кон на черно поле e5 · бял офицер на бяло поле a4 · бял цар на бяло поле e2 | черен цар на бяло поле e8 · бял офицер на черно поле f8 · черна пешка на черно поле a7 · бяла пешка на черно поле e7 · черна дама на бяло поле a6 · бял кон на бяло поле b5 · бял кон на черно поле e5 · бял офицер на бяло поле a4 · бял цар на бяло поле e2 | черен цар на бяло поле e8 · бял офицер на черно поле f8 · черна пешка на черно поле a7 · бяла пешка на черно поле e7 · черна дама на бяло поле a6 · бял кон на бяло поле b5 · бял кон на черно поле e5 · бял офицер на бяло поле a4 · бял цар на бяло поле e2 | черен цар на бяло поле e8 · бял офицер на черно поле f8 · черна пешка на черно поле a7 · бяла пешка на черно поле e7 · черна дама на бяло поле a6 · бял кон на бяло поле b5 · бял кон на черно поле e5 · бял офицер на бяло поле a4 · бял цар на бяло поле e2 | черен цар на бяло поле e8 · бял офицер на черно поле f8 · черна пешка на черно поле a7 · бяла пешка на черно поле e7 · черна дама на бяло поле a6 · бял кон на бяло поле b5 · бял кон на черно поле e5 · бял офицер на бяло поле a4 · бял цар на бяло поле e2 | черен цар на бяло поле e8 · бял офицер на черно поле f8 · черна пешка на черно поле a7 · бяла пешка на черно поле e7 · черна дама на бяло поле a6 · бял кон на бяло поле b5 · бял кон на черно поле e5 · бял офицер на бяло поле a4 · бял цар на бяло поле e2 | черен цар на бяло поле e8 · бял офицер на черно поле f8 · черна пешка на черно поле a7 · бяла пешка на черно поле e7 · черна дама на бяло поле a6 · бял кон на бяло поле b5 · бял кон на черно поле e5 · бял офицер на бяло поле a4 · бял цар на бяло поле e2 | 3 |
| 2 | черен цар на бяло поле e8 · бял офицер на черно поле f8 · черна пешка на черно поле a7 · бяла пешка на черно поле e7 · черна дама на бяло поле a6 · бял кон на бяло поле b5 · бял кон на черно поле e5 · бял офицер на бяло поле a4 · бял цар на бяло поле e2 | черен цар на бяло поле e8 · бял офицер на черно поле f8 · черна пешка на черно поле a7 · бяла пешка на черно поле e7 · черна дама на бяло поле a6 · бял кон на бяло поле b5 · бял кон на черно поле e5 · бял офицер на бяло поле a4 · бял цар на бяло поле e2 | черен цар на бяло поле e8 · бял офицер на черно поле f8 · черна пешка на черно поле a7 · бяла пешка на черно поле e7 · черна дама на бяло поле a6 · бял кон на бяло поле b5 · бял кон на черно поле e5 · бял офицер на бяло поле a4 · бял цар на бяло поле e2 | черен цар на бяло поле e8 · бял офицер на черно поле f8 · черна пешка на черно поле a7 · бяла пешка на черно поле e7 · черна дама на бяло поле a6 · бял кон на бяло поле b5 · бял кон на черно поле e5 · бял офицер на бяло поле a4 · бял цар на бяло поле e2 | черен цар на бяло поле e8 · бял офицер на черно поле f8 · черна пешка на черно поле a7 · бяла пешка на черно поле e7 · черна дама на бяло поле a6 · бял кон на бяло поле b5 · бял кон на черно поле e5 · бял офицер на бяло поле a4 · бял цар на бяло поле e2 | черен цар на бяло поле e8 · бял офицер на черно поле f8 · черна пешка на черно поле a7 · бяла пешка на черно поле e7 · черна дама на бяло поле a6 · бял кон на бяло поле b5 · бял кон на черно поле e5 · бял офицер на бяло поле a4 · бял цар на бяло поле e2 | черен цар на бяло поле e8 · бял офицер на черно поле f8 · черна пешка на черно поле a7 · бяла пешка на черно поле e7 · черна дама на бяло поле a6 · бял кон на бяло поле b5 · бял кон на черно поле e5 · бял офицер на бяло поле a4 · бял цар на бяло поле e2 | черен цар на бяло поле e8 · бял офицер на черно поле f8 · черна пешка на черно поле a7 · бяла пешка на черно поле e7 · черна дама на бяло поле a6 · бял кон на бяло поле b5 · бял кон на черно поле e5 · бял офицер на бяло поле a4 · бял цар на бяло поле e2 | 2 |
| 1 | черен цар на бяло поле e8 · бял офицер на черно поле f8 · черна пешка на черно поле a7 · бяла пешка на черно поле e7 · черна дама на бяло поле a6 · бял кон на бяло поле b5 · бял кон на черно поле e5 · бял офицер на бяло поле a4 · бял цар на бяло поле e2 | черен цар на бяло поле e8 · бял офицер на черно поле f8 · черна пешка на черно поле a7 · бяла пешка на черно поле e7 · черна дама на бяло поле a6 · бял кон на бяло поле b5 · бял кон на черно поле e5 · бял офицер на бяло поле a4 · бял цар на бяло поле e2 | черен цар на бяло поле e8 · бял офицер на черно поле f8 · черна пешка на черно поле a7 · бяла пешка на черно поле e7 · черна дама на бяло поле a6 · бял кон на бяло поле b5 · бял кон на черно поле e5 · бял офицер на бяло поле a4 · бял цар на бяло поле e2 | черен цар на бяло поле e8 · бял офицер на черно поле f8 · черна пешка на черно поле a7 · бяла пешка на черно поле e7 · черна дама на бяло поле a6 · бял кон на бяло поле b5 · бял кон на черно поле e5 · бял офицер на бяло поле a4 · бял цар на бяло поле e2 | черен цар на бяло поле e8 · бял офицер на черно поле f8 · черна пешка на черно поле a7 · бяла пешка на черно поле e7 · черна дама на бяло поле a6 · бял кон на бяло поле b5 · бял кон на черно поле e5 · бял офицер на бяло поле a4 · бял цар на бяло поле e2 | черен цар на бяло поле e8 · бял офицер на черно поле f8 · черна пешка на черно поле a7 · бяла пешка на черно поле e7 · черна дама на бяло поле a6 · бял кон на бяло поле b5 · бял кон на черно поле e5 · бял офицер на бяло поле a4 · бял цар на бяло поле e2 | черен цар на бяло поле e8 · бял офицер на черно поле f8 · черна пешка на черно поле a7 · бяла пешка на черно поле e7 · черна дама на бяло поле a6 · бял кон на бяло поле b5 · бял кон на черно поле e5 · бял офицер на бяло поле a4 · бял цар на бяло поле e2 | черен цар на бяло поле e8 · бял офицер на черно поле f8 · черна пешка на черно поле a7 · бяла пешка на черно поле e7 · черна дама на бяло поле a6 · бял кон на бяло поле b5 · бял кон на черно поле e5 · бял офицер на бяло поле a4 · бял цар на бяло поле e2 | 1 |
|   | a | b | c | d | e | f | g | h |   |

|   | a | b | c | d | e | f | g | h |   |
| 8 | бял офицер на бяло поле a8 · черна дама на черно поле b8 · бял офицер на черно поле d8 · бял цар на черно поле f8 · бяла пешка на бяло поле d7 · черна пешка на черно поле e7 · бял кон на бяло поле f7 · бяла пешка на бяло поле a6 · бяла пешка на бяло поле e6 · черна пешка на черно поле f6 · бяла пешка на черно поле a5 · черна пешка на черно поле c5 · бяла пешка на бяло поле f5 · бяла пешка на бяло поле c4 · черен цар на черно поле d4 · черен офицер на черно поле f4 · бял топ на черно поле h4 · черна пешка на бяло поле b3 · черна пешка на бяло поле a2 · бял кон на черно поле b2 · бяла пешка на черно поле d2 · бяла пешка на черно поле f2 · бяла дама на черно поле a1 · бял топ на бяло поле b1 | бял офицер на бяло поле a8 · черна дама на черно поле b8 · бял офицер на черно поле d8 · бял цар на черно поле f8 · бяла пешка на бяло поле d7 · черна пешка на черно поле e7 · бял кон на бяло поле f7 · бяла пешка на бяло поле a6 · бяла пешка на бяло поле e6 · черна пешка на черно поле f6 · бяла пешка на черно поле a5 · черна пешка на черно поле c5 · бяла пешка на бяло поле f5 · бяла пешка на бяло поле c4 · черен цар на черно поле d4 · черен офицер на черно поле f4 · бял топ на черно поле h4 · черна пешка на бяло поле b3 · черна пешка на бяло поле a2 · бял кон на черно поле b2 · бяла пешка на черно поле d2 · бяла пешка на черно поле f2 · бяла дама на черно поле a1 · бял топ на бяло поле b1 | бял офицер на бяло поле a8 · черна дама на черно поле b8 · бял офицер на черно поле d8 · бял цар на черно поле f8 · бяла пешка на бяло поле d7 · черна пешка на черно поле e7 · бял кон на бяло поле f7 · бяла пешка на бяло поле a6 · бяла пешка на бяло поле e6 · черна пешка на черно поле f6 · бяла пешка на черно поле a5 · черна пешка на черно поле c5 · бяла пешка на бяло поле f5 · бяла пешка на бяло поле c4 · черен цар на черно поле d4 · черен офицер на черно поле f4 · бял топ на черно поле h4 · черна пешка на бяло поле b3 · черна пешка на бяло поле a2 · бял кон на черно поле b2 · бяла пешка на черно поле d2 · бяла пешка на черно поле f2 · бяла дама на черно поле a1 · бял топ на бяло поле b1 | бял офицер на бяло поле a8 · черна дама на черно поле b8 · бял офицер на черно поле d8 · бял цар на черно поле f8 · бяла пешка на бяло поле d7 · черна пешка на черно поле e7 · бял кон на бяло поле f7 · бяла пешка на бяло поле a6 · бяла пешка на бяло поле e6 · черна пешка на черно поле f6 · бяла пешка на черно поле a5 · черна пешка на черно поле c5 · бяла пешка на бяло поле f5 · бяла пешка на бяло поле c4 · черен цар на черно поле d4 · черен офицер на черно поле f4 · бял топ на черно поле h4 · черна пешка на бяло поле b3 · черна пешка на бяло поле a2 · бял кон на черно поле b2 · бяла пешка на черно поле d2 · бяла пешка на черно поле f2 · бяла дама на черно поле a1 · бял топ на бяло поле b1 | бял офицер на бяло поле a8 · черна дама на черно поле b8 · бял офицер на черно поле d8 · бял цар на черно поле f8 · бяла пешка на бяло поле d7 · черна пешка на черно поле e7 · бял кон на бяло поле f7 · бяла пешка на бяло поле a6 · бяла пешка на бяло поле e6 · черна пешка на черно поле f6 · бяла пешка на черно поле a5 · черна пешка на черно поле c5 · бяла пешка на бяло поле f5 · бяла пешка на бяло поле c4 · черен цар на черно поле d4 · черен офицер на черно поле f4 · бял топ на черно поле h4 · черна пешка на бяло поле b3 · черна пешка на бяло поле a2 · бял кон на черно поле b2 · бяла пешка на черно поле d2 · бяла пешка на черно поле f2 · бяла дама на черно поле a1 · бял топ на бяло поле b1 | бял офицер на бяло поле a8 · черна дама на черно поле b8 · бял офицер на черно поле d8 · бял цар на черно поле f8 · бяла пешка на бяло поле d7 · черна пешка на черно поле e7 · бял кон на бяло поле f7 · бяла пешка на бяло поле a6 · бяла пешка на бяло поле e6 · черна пешка на черно поле f6 · бяла пешка на черно поле a5 · черна пешка на черно поле c5 · бяла пешка на бяло поле f5 · бяла пешка на бяло поле c4 · черен цар на черно поле d4 · черен офицер на черно поле f4 · бял топ на черно поле h4 · черна пешка на бяло поле b3 · черна пешка на бяло поле a2 · бял кон на черно поле b2 · бяла пешка на черно поле d2 · бяла пешка на черно поле f2 · бяла дама на черно поле a1 · бял топ на бяло поле b1 | бял офицер на бяло поле a8 · черна дама на черно поле b8 · бял офицер на черно поле d8 · бял цар на черно поле f8 · бяла пешка на бяло поле d7 · черна пешка на черно поле e7 · бял кон на бяло поле f7 · бяла пешка на бяло поле a6 · бяла пешка на бяло поле e6 · черна пешка на черно поле f6 · бяла пешка на черно поле a5 · черна пешка на черно поле c5 · бяла пешка на бяло поле f5 · бяла пешка на бяло поле c4 · черен цар на черно поле d4 · черен офицер на черно поле f4 · бял топ на черно поле h4 · черна пешка на бяло поле b3 · черна пешка на бяло поле a2 · бял кон на черно поле b2 · бяла пешка на черно поле d2 · бяла пешка на черно поле f2 · бяла дама на черно поле a1 · бял топ на бяло поле b1 | бял офицер на бяло поле a8 · черна дама на черно поле b8 · бял офицер на черно поле d8 · бял цар на черно поле f8 · бяла пешка на бяло поле d7 · черна пешка на черно поле e7 · бял кон на бяло поле f7 · бяла пешка на бяло поле a6 · бяла пешка на бяло поле e6 · черна пешка на черно поле f6 · бяла пешка на черно поле a5 · черна пешка на черно поле c5 · бяла пешка на бяло поле f5 · бяла пешка на бяло поле c4 · черен цар на черно поле d4 · черен офицер на черно поле f4 · бял топ на черно поле h4 · черна пешка на бяло поле b3 · черна пешка на бяло поле a2 · бял кон на черно поле b2 · бяла пешка на черно поле d2 · бяла пешка на черно поле f2 · бяла дама на черно поле a1 · бял топ на бяло поле b1 | 8 |
| 7 | бял офицер на бяло поле a8 · черна дама на черно поле b8 · бял офицер на черно поле d8 · бял цар на черно поле f8 · бяла пешка на бяло поле d7 · черна пешка на черно поле e7 · бял кон на бяло поле f7 · бяла пешка на бяло поле a6 · бяла пешка на бяло поле e6 · черна пешка на черно поле f6 · бяла пешка на черно поле a5 · черна пешка на черно поле c5 · бяла пешка на бяло поле f5 · бяла пешка на бяло поле c4 · черен цар на черно поле d4 · черен офицер на черно поле f4 · бял топ на черно поле h4 · черна пешка на бяло поле b3 · черна пешка на бяло поле a2 · бял кон на черно поле b2 · бяла пешка на черно поле d2 · бяла пешка на черно поле f2 · бяла дама на черно поле a1 · бял топ на бяло поле b1 | бял офицер на бяло поле a8 · черна дама на черно поле b8 · бял офицер на черно поле d8 · бял цар на черно поле f8 · бяла пешка на бяло поле d7 · черна пешка на черно поле e7 · бял кон на бяло поле f7 · бяла пешка на бяло поле a6 · бяла пешка на бяло поле e6 · черна пешка на черно поле f6 · бяла пешка на черно поле a5 · черна пешка на черно поле c5 · бяла пешка на бяло поле f5 · бяла пешка на бяло поле c4 · черен цар на черно поле d4 · черен офицер на черно поле f4 · бял топ на черно поле h4 · черна пешка на бяло поле b3 · черна пешка на бяло поле a2 · бял кон на черно поле b2 · бяла пешка на черно поле d2 · бяла пешка на черно поле f2 · бяла дама на черно поле a1 · бял топ на бяло поле b1 | бял офицер на бяло поле a8 · черна дама на черно поле b8 · бял офицер на черно поле d8 · бял цар на черно поле f8 · бяла пешка на бяло поле d7 · черна пешка на черно поле e7 · бял кон на бяло поле f7 · бяла пешка на бяло поле a6 · бяла пешка на бяло поле e6 · черна пешка на черно поле f6 · бяла пешка на черно поле a5 · черна пешка на черно поле c5 · бяла пешка на бяло поле f5 · бяла пешка на бяло поле c4 · черен цар на черно поле d4 · черен офицер на черно поле f4 · бял топ на черно поле h4 · черна пешка на бяло поле b3 · черна пешка на бяло поле a2 · бял кон на черно поле b2 · бяла пешка на черно поле d2 · бяла пешка на черно поле f2 · бяла дама на черно поле a1 · бял топ на бяло поле b1 | бял офицер на бяло поле a8 · черна дама на черно поле b8 · бял офицер на черно поле d8 · бял цар на черно поле f8 · бяла пешка на бяло поле d7 · черна пешка на черно поле e7 · бял кон на бяло поле f7 · бяла пешка на бяло поле a6 · бяла пешка на бяло поле e6 · черна пешка на черно поле f6 · бяла пешка на черно поле a5 · черна пешка на черно поле c5 · бяла пешка на бяло поле f5 · бяла пешка на бяло поле c4 · черен цар на черно поле d4 · черен офицер на черно поле f4 · бял топ на черно поле h4 · черна пешка на бяло поле b3 · черна пешка на бяло поле a2 · бял кон на черно поле b2 · бяла пешка на черно поле d2 · бяла пешка на черно поле f2 · бяла дама на черно поле a1 · бял топ на бяло поле b1 | бял офицер на бяло поле a8 · черна дама на черно поле b8 · бял офицер на черно поле d8 · бял цар на черно поле f8 · бяла пешка на бяло поле d7 · черна пешка на черно поле e7 · бял кон на бяло поле f7 · бяла пешка на бяло поле a6 · бяла пешка на бяло поле e6 · черна пешка на черно поле f6 · бяла пешка на черно поле a5 · черна пешка на черно поле c5 · бяла пешка на бяло поле f5 · бяла пешка на бяло поле c4 · черен цар на черно поле d4 · черен офицер на черно поле f4 · бял топ на черно поле h4 · черна пешка на бяло поле b3 · черна пешка на бяло поле a2 · бял кон на черно поле b2 · бяла пешка на черно поле d2 · бяла пешка на черно поле f2 · бяла дама на черно поле a1 · бял топ на бяло поле b1 | бял офицер на бяло поле a8 · черна дама на черно поле b8 · бял офицер на черно поле d8 · бял цар на черно поле f8 · бяла пешка на бяло поле d7 · черна пешка на черно поле e7 · бял кон на бяло поле f7 · бяла пешка на бяло поле a6 · бяла пешка на бяло поле e6 · черна пешка на черно поле f6 · бяла пешка на черно поле a5 · черна пешка на черно поле c5 · бяла пешка на бяло поле f5 · бяла пешка на бяло поле c4 · черен цар на черно поле d4 · черен офицер на черно поле f4 · бял топ на черно поле h4 · черна пешка на бяло поле b3 · черна пешка на бяло поле a2 · бял кон на черно поле b2 · бяла пешка на черно поле d2 · бяла пешка на черно поле f2 · бяла дама на черно поле a1 · бял топ на бяло поле b1 | бял офицер на бяло поле a8 · черна дама на черно поле b8 · бял офицер на черно поле d8 · бял цар на черно поле f8 · бяла пешка на бяло поле d7 · черна пешка на черно поле e7 · бял кон на бяло поле f7 · бяла пешка на бяло поле a6 · бяла пешка на бяло поле e6 · черна пешка на черно поле f6 · бяла пешка на черно поле a5 · черна пешка на черно поле c5 · бяла пешка на бяло поле f5 · бяла пешка на бяло поле c4 · черен цар на черно поле d4 · черен офицер на черно поле f4 · бял топ на черно поле h4 · черна пешка на бяло поле b3 · черна пешка на бяло поле a2 · бял кон на черно поле b2 · бяла пешка на черно поле d2 · бяла пешка на черно поле f2 · бяла дама на черно поле a1 · бял топ на бяло поле b1 | бял офицер на бяло поле a8 · черна дама на черно поле b8 · бял офицер на черно поле d8 · бял цар на черно поле f8 · бяла пешка на бяло поле d7 · черна пешка на черно поле e7 · бял кон на бяло поле f7 · бяла пешка на бяло поле a6 · бяла пешка на бяло поле e6 · черна пешка на черно поле f6 · бяла пешка на черно поле a5 · черна пешка на черно поле c5 · бяла пешка на бяло поле f5 · бяла пешка на бяло поле c4 · черен цар на черно поле d4 · черен офицер на черно поле f4 · бял топ на черно поле h4 · черна пешка на бяло поле b3 · черна пешка на бяло поле a2 · бял кон на черно поле b2 · бяла пешка на черно поле d2 · бяла пешка на черно поле f2 · бяла дама на черно поле a1 · бял топ на бяло поле b1 | 7 |
| 6 | бял офицер на бяло поле a8 · черна дама на черно поле b8 · бял офицер на черно поле d8 · бял цар на черно поле f8 · бяла пешка на бяло поле d7 · черна пешка на черно поле e7 · бял кон на бяло поле f7 · бяла пешка на бяло поле a6 · бяла пешка на бяло поле e6 · черна пешка на черно поле f6 · бяла пешка на черно поле a5 · черна пешка на черно поле c5 · бяла пешка на бяло поле f5 · бяла пешка на бяло поле c4 · черен цар на черно поле d4 · черен офицер на черно поле f4 · бял топ на черно поле h4 · черна пешка на бяло поле b3 · черна пешка на бяло поле a2 · бял кон на черно поле b2 · бяла пешка на черно поле d2 · бяла пешка на черно поле f2 · бяла дама на черно поле a1 · бял топ на бяло поле b1 | бял офицер на бяло поле a8 · черна дама на черно поле b8 · бял офицер на черно поле d8 · бял цар на черно поле f8 · бяла пешка на бяло поле d7 · черна пешка на черно поле e7 · бял кон на бяло поле f7 · бяла пешка на бяло поле a6 · бяла пешка на бяло поле e6 · черна пешка на черно поле f6 · бяла пешка на черно поле a5 · черна пешка на черно поле c5 · бяла пешка на бяло поле f5 · бяла пешка на бяло поле c4 · черен цар на черно поле d4 · черен офицер на черно поле f4 · бял топ на черно поле h4 · черна пешка на бяло поле b3 · черна пешка на бяло поле a2 · бял кон на черно поле b2 · бяла пешка на черно поле d2 · бяла пешка на черно поле f2 · бяла дама на черно поле a1 · бял топ на бяло поле b1 | бял офицер на бяло поле a8 · черна дама на черно поле b8 · бял офицер на черно поле d8 · бял цар на черно поле f8 · бяла пешка на бяло поле d7 · черна пешка на черно поле e7 · бял кон на бяло поле f7 · бяла пешка на бяло поле a6 · бяла пешка на бяло поле e6 · черна пешка на черно поле f6 · бяла пешка на черно поле a5 · черна пешка на черно поле c5 · бяла пешка на бяло поле f5 · бяла пешка на бяло поле c4 · черен цар на черно поле d4 · черен офицер на черно поле f4 · бял топ на черно поле h4 · черна пешка на бяло поле b3 · черна пешка на бяло поле a2 · бял кон на черно поле b2 · бяла пешка на черно поле d2 · бяла пешка на черно поле f2 · бяла дама на черно поле a1 · бял топ на бяло поле b1 | бял офицер на бяло поле a8 · черна дама на черно поле b8 · бял офицер на черно поле d8 · бял цар на черно поле f8 · бяла пешка на бяло поле d7 · черна пешка на черно поле e7 · бял кон на бяло поле f7 · бяла пешка на бяло поле a6 · бяла пешка на бяло поле e6 · черна пешка на черно поле f6 · бяла пешка на черно поле a5 · черна пешка на черно поле c5 · бяла пешка на бяло поле f5 · бяла пешка на бяло поле c4 · черен цар на черно поле d4 · черен офицер на черно поле f4 · бял топ на черно поле h4 · черна пешка на бяло поле b3 · черна пешка на бяло поле a2 · бял кон на черно поле b2 · бяла пешка на черно поле d2 · бяла пешка на черно поле f2 · бяла дама на черно поле a1 · бял топ на бяло поле b1 | бял офицер на бяло поле a8 · черна дама на черно поле b8 · бял офицер на черно поле d8 · бял цар на черно поле f8 · бяла пешка на бяло поле d7 · черна пешка на черно поле e7 · бял кон на бяло поле f7 · бяла пешка на бяло поле a6 · бяла пешка на бяло поле e6 · черна пешка на черно поле f6 · бяла пешка на черно поле a5 · черна пешка на черно поле c5 · бяла пешка на бяло поле f5 · бяла пешка на бяло поле c4 · черен цар на черно поле d4 · черен офицер на черно поле f4 · бял топ на черно поле h4 · черна пешка на бяло поле b3 · черна пешка на бяло поле a2 · бял кон на черно поле b2 · бяла пешка на черно поле d2 · бяла пешка на черно поле f2 · бяла дама на черно поле a1 · бял топ на бяло поле b1 | бял офицер на бяло поле a8 · черна дама на черно поле b8 · бял офицер на черно поле d8 · бял цар на черно поле f8 · бяла пешка на бяло поле d7 · черна пешка на черно поле e7 · бял кон на бяло поле f7 · бяла пешка на бяло поле a6 · бяла пешка на бяло поле e6 · черна пешка на черно поле f6 · бяла пешка на черно поле a5 · черна пешка на черно поле c5 · бяла пешка на бяло поле f5 · бяла пешка на бяло поле c4 · черен цар на черно поле d4 · черен офицер на черно поле f4 · бял топ на черно поле h4 · черна пешка на бяло поле b3 · черна пешка на бяло поле a2 · бял кон на черно поле b2 · бяла пешка на черно поле d2 · бяла пешка на черно поле f2 · бяла дама на черно поле a1 · бял топ на бяло поле b1 | бял офицер на бяло поле a8 · черна дама на черно поле b8 · бял офицер на черно поле d8 · бял цар на черно поле f8 · бяла пешка на бяло поле d7 · черна пешка на черно поле e7 · бял кон на бяло поле f7 · бяла пешка на бяло поле a6 · бяла пешка на бяло поле e6 · черна пешка на черно поле f6 · бяла пешка на черно поле a5 · черна пешка на черно поле c5 · бяла пешка на бяло поле f5 · бяла пешка на бяло поле c4 · черен цар на черно поле d4 · черен офицер на черно поле f4 · бял топ на черно поле h4 · черна пешка на бяло поле b3 · черна пешка на бяло поле a2 · бял кон на черно поле b2 · бяла пешка на черно поле d2 · бяла пешка на черно поле f2 · бяла дама на черно поле a1 · бял топ на бяло поле b1 | бял офицер на бяло поле a8 · черна дама на черно поле b8 · бял офицер на черно поле d8 · бял цар на черно поле f8 · бяла пешка на бяло поле d7 · черна пешка на черно поле e7 · бял кон на бяло поле f7 · бяла пешка на бяло поле a6 · бяла пешка на бяло поле e6 · черна пешка на черно поле f6 · бяла пешка на черно поле a5 · черна пешка на черно поле c5 · бяла пешка на бяло поле f5 · бяла пешка на бяло поле c4 · черен цар на черно поле d4 · черен офицер на черно поле f4 · бял топ на черно поле h4 · черна пешка на бяло поле b3 · черна пешка на бяло поле a2 · бял кон на черно поле b2 · бяла пешка на черно поле d2 · бяла пешка на черно поле f2 · бяла дама на черно поле a1 · бял топ на бяло поле b1 | 6 |
| 5 | бял офицер на бяло поле a8 · черна дама на черно поле b8 · бял офицер на черно поле d8 · бял цар на черно поле f8 · бяла пешка на бяло поле d7 · черна пешка на черно поле e7 · бял кон на бяло поле f7 · бяла пешка на бяло поле a6 · бяла пешка на бяло поле e6 · черна пешка на черно поле f6 · бяла пешка на черно поле a5 · черна пешка на черно поле c5 · бяла пешка на бяло поле f5 · бяла пешка на бяло поле c4 · черен цар на черно поле d4 · черен офицер на черно поле f4 · бял топ на черно поле h4 · черна пешка на бяло поле b3 · черна пешка на бяло поле a2 · бял кон на черно поле b2 · бяла пешка на черно поле d2 · бяла пешка на черно поле f2 · бяла дама на черно поле a1 · бял топ на бяло поле b1 | бял офицер на бяло поле a8 · черна дама на черно поле b8 · бял офицер на черно поле d8 · бял цар на черно поле f8 · бяла пешка на бяло поле d7 · черна пешка на черно поле e7 · бял кон на бяло поле f7 · бяла пешка на бяло поле a6 · бяла пешка на бяло поле e6 · черна пешка на черно поле f6 · бяла пешка на черно поле a5 · черна пешка на черно поле c5 · бяла пешка на бяло поле f5 · бяла пешка на бяло поле c4 · черен цар на черно поле d4 · черен офицер на черно поле f4 · бял топ на черно поле h4 · черна пешка на бяло поле b3 · черна пешка на бяло поле a2 · бял кон на черно поле b2 · бяла пешка на черно поле d2 · бяла пешка на черно поле f2 · бяла дама на черно поле a1 · бял топ на бяло поле b1 | бял офицер на бяло поле a8 · черна дама на черно поле b8 · бял офицер на черно поле d8 · бял цар на черно поле f8 · бяла пешка на бяло поле d7 · черна пешка на черно поле e7 · бял кон на бяло поле f7 · бяла пешка на бяло поле a6 · бяла пешка на бяло поле e6 · черна пешка на черно поле f6 · бяла пешка на черно поле a5 · черна пешка на черно поле c5 · бяла пешка на бяло поле f5 · бяла пешка на бяло поле c4 · черен цар на черно поле d4 · черен офицер на черно поле f4 · бял топ на черно поле h4 · черна пешка на бяло поле b3 · черна пешка на бяло поле a2 · бял кон на черно поле b2 · бяла пешка на черно поле d2 · бяла пешка на черно поле f2 · бяла дама на черно поле a1 · бял топ на бяло поле b1 | бял офицер на бяло поле a8 · черна дама на черно поле b8 · бял офицер на черно поле d8 · бял цар на черно поле f8 · бяла пешка на бяло поле d7 · черна пешка на черно поле e7 · бял кон на бяло поле f7 · бяла пешка на бяло поле a6 · бяла пешка на бяло поле e6 · черна пешка на черно поле f6 · бяла пешка на черно поле a5 · черна пешка на черно поле c5 · бяла пешка на бяло поле f5 · бяла пешка на бяло поле c4 · черен цар на черно поле d4 · черен офицер на черно поле f4 · бял топ на черно поле h4 · черна пешка на бяло поле b3 · черна пешка на бяло поле a2 · бял кон на черно поле b2 · бяла пешка на черно поле d2 · бяла пешка на черно поле f2 · бяла дама на черно поле a1 · бял топ на бяло поле b1 | бял офицер на бяло поле a8 · черна дама на черно поле b8 · бял офицер на черно поле d8 · бял цар на черно поле f8 · бяла пешка на бяло поле d7 · черна пешка на черно поле e7 · бял кон на бяло поле f7 · бяла пешка на бяло поле a6 · бяла пешка на бяло поле e6 · черна пешка на черно поле f6 · бяла пешка на черно поле a5 · черна пешка на черно поле c5 · бяла пешка на бяло поле f5 · бяла пешка на бяло поле c4 · черен цар на черно поле d4 · черен офицер на черно поле f4 · бял топ на черно поле h4 · черна пешка на бяло поле b3 · черна пешка на бяло поле a2 · бял кон на черно поле b2 · бяла пешка на черно поле d2 · бяла пешка на черно поле f2 · бяла дама на черно поле a1 · бял топ на бяло поле b1 | бял офицер на бяло поле a8 · черна дама на черно поле b8 · бял офицер на черно поле d8 · бял цар на черно поле f8 · бяла пешка на бяло поле d7 · черна пешка на черно поле e7 · бял кон на бяло поле f7 · бяла пешка на бяло поле a6 · бяла пешка на бяло поле e6 · черна пешка на черно поле f6 · бяла пешка на черно поле a5 · черна пешка на черно поле c5 · бяла пешка на бяло поле f5 · бяла пешка на бяло поле c4 · черен цар на черно поле d4 · черен офицер на черно поле f4 · бял топ на черно поле h4 · черна пешка на бяло поле b3 · черна пешка на бяло поле a2 · бял кон на черно поле b2 · бяла пешка на черно поле d2 · бяла пешка на черно поле f2 · бяла дама на черно поле a1 · бял топ на бяло поле b1 | бял офицер на бяло поле a8 · черна дама на черно поле b8 · бял офицер на черно поле d8 · бял цар на черно поле f8 · бяла пешка на бяло поле d7 · черна пешка на черно поле e7 · бял кон на бяло поле f7 · бяла пешка на бяло поле a6 · бяла пешка на бяло поле e6 · черна пешка на черно поле f6 · бяла пешка на черно поле a5 · черна пешка на черно поле c5 · бяла пешка на бяло поле f5 · бяла пешка на бяло поле c4 · черен цар на черно поле d4 · черен офицер на черно поле f4 · бял топ на черно поле h4 · черна пешка на бяло поле b3 · черна пешка на бяло поле a2 · бял кон на черно поле b2 · бяла пешка на черно поле d2 · бяла пешка на черно поле f2 · бяла дама на черно поле a1 · бял топ на бяло поле b1 | бял офицер на бяло поле a8 · черна дама на черно поле b8 · бял офицер на черно поле d8 · бял цар на черно поле f8 · бяла пешка на бяло поле d7 · черна пешка на черно поле e7 · бял кон на бяло поле f7 · бяла пешка на бяло поле a6 · бяла пешка на бяло поле e6 · черна пешка на черно поле f6 · бяла пешка на черно поле a5 · черна пешка на черно поле c5 · бяла пешка на бяло поле f5 · бяла пешка на бяло поле c4 · черен цар на черно поле d4 · черен офицер на черно поле f4 · бял топ на черно поле h4 · черна пешка на бяло поле b3 · черна пешка на бяло поле a2 · бял кон на черно поле b2 · бяла пешка на черно поле d2 · бяла пешка на черно поле f2 · бяла дама на черно поле a1 · бял топ на бяло поле b1 | 5 |
| 4 | бял офицер на бяло поле a8 · черна дама на черно поле b8 · бял офицер на черно поле d8 · бял цар на черно поле f8 · бяла пешка на бяло поле d7 · черна пешка на черно поле e7 · бял кон на бяло поле f7 · бяла пешка на бяло поле a6 · бяла пешка на бяло поле e6 · черна пешка на черно поле f6 · бяла пешка на черно поле a5 · черна пешка на черно поле c5 · бяла пешка на бяло поле f5 · бяла пешка на бяло поле c4 · черен цар на черно поле d4 · черен офицер на черно поле f4 · бял топ на черно поле h4 · черна пешка на бяло поле b3 · черна пешка на бяло поле a2 · бял кон на черно поле b2 · бяла пешка на черно поле d2 · бяла пешка на черно поле f2 · бяла дама на черно поле a1 · бял топ на бяло поле b1 | бял офицер на бяло поле a8 · черна дама на черно поле b8 · бял офицер на черно поле d8 · бял цар на черно поле f8 · бяла пешка на бяло поле d7 · черна пешка на черно поле e7 · бял кон на бяло поле f7 · бяла пешка на бяло поле a6 · бяла пешка на бяло поле e6 · черна пешка на черно поле f6 · бяла пешка на черно поле a5 · черна пешка на черно поле c5 · бяла пешка на бяло поле f5 · бяла пешка на бяло поле c4 · черен цар на черно поле d4 · черен офицер на черно поле f4 · бял топ на черно поле h4 · черна пешка на бяло поле b3 · черна пешка на бяло поле a2 · бял кон на черно поле b2 · бяла пешка на черно поле d2 · бяла пешка на черно поле f2 · бяла дама на черно поле a1 · бял топ на бяло поле b1 | бял офицер на бяло поле a8 · черна дама на черно поле b8 · бял офицер на черно поле d8 · бял цар на черно поле f8 · бяла пешка на бяло поле d7 · черна пешка на черно поле e7 · бял кон на бяло поле f7 · бяла пешка на бяло поле a6 · бяла пешка на бяло поле e6 · черна пешка на черно поле f6 · бяла пешка на черно поле a5 · черна пешка на черно поле c5 · бяла пешка на бяло поле f5 · бяла пешка на бяло поле c4 · черен цар на черно поле d4 · черен офицер на черно поле f4 · бял топ на черно поле h4 · черна пешка на бяло поле b3 · черна пешка на бяло поле a2 · бял кон на черно поле b2 · бяла пешка на черно поле d2 · бяла пешка на черно поле f2 · бяла дама на черно поле a1 · бял топ на бяло поле b1 | бял офицер на бяло поле a8 · черна дама на черно поле b8 · бял офицер на черно поле d8 · бял цар на черно поле f8 · бяла пешка на бяло поле d7 · черна пешка на черно поле e7 · бял кон на бяло поле f7 · бяла пешка на бяло поле a6 · бяла пешка на бяло поле e6 · черна пешка на черно поле f6 · бяла пешка на черно поле a5 · черна пешка на черно поле c5 · бяла пешка на бяло поле f5 · бяла пешка на бяло поле c4 · черен цар на черно поле d4 · черен офицер на черно поле f4 · бял топ на черно поле h4 · черна пешка на бяло поле b3 · черна пешка на бяло поле a2 · бял кон на черно поле b2 · бяла пешка на черно поле d2 · бяла пешка на черно поле f2 · бяла дама на черно поле a1 · бял топ на бяло поле b1 | бял офицер на бяло поле a8 · черна дама на черно поле b8 · бял офицер на черно поле d8 · бял цар на черно поле f8 · бяла пешка на бяло поле d7 · черна пешка на черно поле e7 · бял кон на бяло поле f7 · бяла пешка на бяло поле a6 · бяла пешка на бяло поле e6 · черна пешка на черно поле f6 · бяла пешка на черно поле a5 · черна пешка на черно поле c5 · бяла пешка на бяло поле f5 · бяла пешка на бяло поле c4 · черен цар на черно поле d4 · черен офицер на черно поле f4 · бял топ на черно поле h4 · черна пешка на бяло поле b3 · черна пешка на бяло поле a2 · бял кон на черно поле b2 · бяла пешка на черно поле d2 · бяла пешка на черно поле f2 · бяла дама на черно поле a1 · бял топ на бяло поле b1 | бял офицер на бяло поле a8 · черна дама на черно поле b8 · бял офицер на черно поле d8 · бял цар на черно поле f8 · бяла пешка на бяло поле d7 · черна пешка на черно поле e7 · бял кон на бяло поле f7 · бяла пешка на бяло поле a6 · бяла пешка на бяло поле e6 · черна пешка на черно поле f6 · бяла пешка на черно поле a5 · черна пешка на черно поле c5 · бяла пешка на бяло поле f5 · бяла пешка на бяло поле c4 · черен цар на черно поле d4 · черен офицер на черно поле f4 · бял топ на черно поле h4 · черна пешка на бяло поле b3 · черна пешка на бяло поле a2 · бял кон на черно поле b2 · бяла пешка на черно поле d2 · бяла пешка на черно поле f2 · бяла дама на черно поле a1 · бял топ на бяло поле b1 | бял офицер на бяло поле a8 · черна дама на черно поле b8 · бял офицер на черно поле d8 · бял цар на черно поле f8 · бяла пешка на бяло поле d7 · черна пешка на черно поле e7 · бял кон на бяло поле f7 · бяла пешка на бяло поле a6 · бяла пешка на бяло поле e6 · черна пешка на черно поле f6 · бяла пешка на черно поле a5 · черна пешка на черно поле c5 · бяла пешка на бяло поле f5 · бяла пешка на бяло поле c4 · черен цар на черно поле d4 · черен офицер на черно поле f4 · бял топ на черно поле h4 · черна пешка на бяло поле b3 · черна пешка на бяло поле a2 · бял кон на черно поле b2 · бяла пешка на черно поле d2 · бяла пешка на черно поле f2 · бяла дама на черно поле a1 · бял топ на бяло поле b1 | бял офицер на бяло поле a8 · черна дама на черно поле b8 · бял офицер на черно поле d8 · бял цар на черно поле f8 · бяла пешка на бяло поле d7 · черна пешка на черно поле e7 · бял кон на бяло поле f7 · бяла пешка на бяло поле a6 · бяла пешка на бяло поле e6 · черна пешка на черно поле f6 · бяла пешка на черно поле a5 · черна пешка на черно поле c5 · бяла пешка на бяло поле f5 · бяла пешка на бяло поле c4 · черен цар на черно поле d4 · черен офицер на черно поле f4 · бял топ на черно поле h4 · черна пешка на бяло поле b3 · черна пешка на бяло поле a2 · бял кон на черно поле b2 · бяла пешка на черно поле d2 · бяла пешка на черно поле f2 · бяла дама на черно поле a1 · бял топ на бяло поле b1 | 4 |
| 3 | бял офицер на бяло поле a8 · черна дама на черно поле b8 · бял офицер на черно поле d8 · бял цар на черно поле f8 · бяла пешка на бяло поле d7 · черна пешка на черно поле e7 · бял кон на бяло поле f7 · бяла пешка на бяло поле a6 · бяла пешка на бяло поле e6 · черна пешка на черно поле f6 · бяла пешка на черно поле a5 · черна пешка на черно поле c5 · бяла пешка на бяло поле f5 · бяла пешка на бяло поле c4 · черен цар на черно поле d4 · черен офицер на черно поле f4 · бял топ на черно поле h4 · черна пешка на бяло поле b3 · черна пешка на бяло поле a2 · бял кон на черно поле b2 · бяла пешка на черно поле d2 · бяла пешка на черно поле f2 · бяла дама на черно поле a1 · бял топ на бяло поле b1 | бял офицер на бяло поле a8 · черна дама на черно поле b8 · бял офицер на черно поле d8 · бял цар на черно поле f8 · бяла пешка на бяло поле d7 · черна пешка на черно поле e7 · бял кон на бяло поле f7 · бяла пешка на бяло поле a6 · бяла пешка на бяло поле e6 · черна пешка на черно поле f6 · бяла пешка на черно поле a5 · черна пешка на черно поле c5 · бяла пешка на бяло поле f5 · бяла пешка на бяло поле c4 · черен цар на черно поле d4 · черен офицер на черно поле f4 · бял топ на черно поле h4 · черна пешка на бяло поле b3 · черна пешка на бяло поле a2 · бял кон на черно поле b2 · бяла пешка на черно поле d2 · бяла пешка на черно поле f2 · бяла дама на черно поле a1 · бял топ на бяло поле b1 | бял офицер на бяло поле a8 · черна дама на черно поле b8 · бял офицер на черно поле d8 · бял цар на черно поле f8 · бяла пешка на бяло поле d7 · черна пешка на черно поле e7 · бял кон на бяло поле f7 · бяла пешка на бяло поле a6 · бяла пешка на бяло поле e6 · черна пешка на черно поле f6 · бяла пешка на черно поле a5 · черна пешка на черно поле c5 · бяла пешка на бяло поле f5 · бяла пешка на бяло поле c4 · черен цар на черно поле d4 · черен офицер на черно поле f4 · бял топ на черно поле h4 · черна пешка на бяло поле b3 · черна пешка на бяло поле a2 · бял кон на черно поле b2 · бяла пешка на черно поле d2 · бяла пешка на черно поле f2 · бяла дама на черно поле a1 · бял топ на бяло поле b1 | бял офицер на бяло поле a8 · черна дама на черно поле b8 · бял офицер на черно поле d8 · бял цар на черно поле f8 · бяла пешка на бяло поле d7 · черна пешка на черно поле e7 · бял кон на бяло поле f7 · бяла пешка на бяло поле a6 · бяла пешка на бяло поле e6 · черна пешка на черно поле f6 · бяла пешка на черно поле a5 · черна пешка на черно поле c5 · бяла пешка на бяло поле f5 · бяла пешка на бяло поле c4 · черен цар на черно поле d4 · черен офицер на черно поле f4 · бял топ на черно поле h4 · черна пешка на бяло поле b3 · черна пешка на бяло поле a2 · бял кон на черно поле b2 · бяла пешка на черно поле d2 · бяла пешка на черно поле f2 · бяла дама на черно поле a1 · бял топ на бяло поле b1 | бял офицер на бяло поле a8 · черна дама на черно поле b8 · бял офицер на черно поле d8 · бял цар на черно поле f8 · бяла пешка на бяло поле d7 · черна пешка на черно поле e7 · бял кон на бяло поле f7 · бяла пешка на бяло поле a6 · бяла пешка на бяло поле e6 · черна пешка на черно поле f6 · бяла пешка на черно поле a5 · черна пешка на черно поле c5 · бяла пешка на бяло поле f5 · бяла пешка на бяло поле c4 · черен цар на черно поле d4 · черен офицер на черно поле f4 · бял топ на черно поле h4 · черна пешка на бяло поле b3 · черна пешка на бяло поле a2 · бял кон на черно поле b2 · бяла пешка на черно поле d2 · бяла пешка на черно поле f2 · бяла дама на черно поле a1 · бял топ на бяло поле b1 | бял офицер на бяло поле a8 · черна дама на черно поле b8 · бял офицер на черно поле d8 · бял цар на черно поле f8 · бяла пешка на бяло поле d7 · черна пешка на черно поле e7 · бял кон на бяло поле f7 · бяла пешка на бяло поле a6 · бяла пешка на бяло поле e6 · черна пешка на черно поле f6 · бяла пешка на черно поле a5 · черна пешка на черно поле c5 · бяла пешка на бяло поле f5 · бяла пешка на бяло поле c4 · черен цар на черно поле d4 · черен офицер на черно поле f4 · бял топ на черно поле h4 · черна пешка на бяло поле b3 · черна пешка на бяло поле a2 · бял кон на черно поле b2 · бяла пешка на черно поле d2 · бяла пешка на черно поле f2 · бяла дама на черно поле a1 · бял топ на бяло поле b1 | бял офицер на бяло поле a8 · черна дама на черно поле b8 · бял офицер на черно поле d8 · бял цар на черно поле f8 · бяла пешка на бяло поле d7 · черна пешка на черно поле e7 · бял кон на бяло поле f7 · бяла пешка на бяло поле a6 · бяла пешка на бяло поле e6 · черна пешка на черно поле f6 · бяла пешка на черно поле a5 · черна пешка на черно поле c5 · бяла пешка на бяло поле f5 · бяла пешка на бяло поле c4 · черен цар на черно поле d4 · черен офицер на черно поле f4 · бял топ на черно поле h4 · черна пешка на бяло поле b3 · черна пешка на бяло поле a2 · бял кон на черно поле b2 · бяла пешка на черно поле d2 · бяла пешка на черно поле f2 · бяла дама на черно поле a1 · бял топ на бяло поле b1 | бял офицер на бяло поле a8 · черна дама на черно поле b8 · бял офицер на черно поле d8 · бял цар на черно поле f8 · бяла пешка на бяло поле d7 · черна пешка на черно поле e7 · бял кон на бяло поле f7 · бяла пешка на бяло поле a6 · бяла пешка на бяло поле e6 · черна пешка на черно поле f6 · бяла пешка на черно поле a5 · черна пешка на черно поле c5 · бяла пешка на бяло поле f5 · бяла пешка на бяло поле c4 · черен цар на черно поле d4 · черен офицер на черно поле f4 · бял топ на черно поле h4 · черна пешка на бяло поле b3 · черна пешка на бяло поле a2 · бял кон на черно поле b2 · бяла пешка на черно поле d2 · бяла пешка на черно поле f2 · бяла дама на черно поле a1 · бял топ на бяло поле b1 | 3 |
| 2 | бял офицер на бяло поле a8 · черна дама на черно поле b8 · бял офицер на черно поле d8 · бял цар на черно поле f8 · бяла пешка на бяло поле d7 · черна пешка на черно поле e7 · бял кон на бяло поле f7 · бяла пешка на бяло поле a6 · бяла пешка на бяло поле e6 · черна пешка на черно поле f6 · бяла пешка на черно поле a5 · черна пешка на черно поле c5 · бяла пешка на бяло поле f5 · бяла пешка на бяло поле c4 · черен цар на черно поле d4 · черен офицер на черно поле f4 · бял топ на черно поле h4 · черна пешка на бяло поле b3 · черна пешка на бяло поле a2 · бял кон на черно поле b2 · бяла пешка на черно поле d2 · бяла пешка на черно поле f2 · бяла дама на черно поле a1 · бял топ на бяло поле b1 | бял офицер на бяло поле a8 · черна дама на черно поле b8 · бял офицер на черно поле d8 · бял цар на черно поле f8 · бяла пешка на бяло поле d7 · черна пешка на черно поле e7 · бял кон на бяло поле f7 · бяла пешка на бяло поле a6 · бяла пешка на бяло поле e6 · черна пешка на черно поле f6 · бяла пешка на черно поле a5 · черна пешка на черно поле c5 · бяла пешка на бяло поле f5 · бяла пешка на бяло поле c4 · черен цар на черно поле d4 · черен офицер на черно поле f4 · бял топ на черно поле h4 · черна пешка на бяло поле b3 · черна пешка на бяло поле a2 · бял кон на черно поле b2 · бяла пешка на черно поле d2 · бяла пешка на черно поле f2 · бяла дама на черно поле a1 · бял топ на бяло поле b1 | бял офицер на бяло поле a8 · черна дама на черно поле b8 · бял офицер на черно поле d8 · бял цар на черно поле f8 · бяла пешка на бяло поле d7 · черна пешка на черно поле e7 · бял кон на бяло поле f7 · бяла пешка на бяло поле a6 · бяла пешка на бяло поле e6 · черна пешка на черно поле f6 · бяла пешка на черно поле a5 · черна пешка на черно поле c5 · бяла пешка на бяло поле f5 · бяла пешка на бяло поле c4 · черен цар на черно поле d4 · черен офицер на черно поле f4 · бял топ на черно поле h4 · черна пешка на бяло поле b3 · черна пешка на бяло поле a2 · бял кон на черно поле b2 · бяла пешка на черно поле d2 · бяла пешка на черно поле f2 · бяла дама на черно поле a1 · бял топ на бяло поле b1 | бял офицер на бяло поле a8 · черна дама на черно поле b8 · бял офицер на черно поле d8 · бял цар на черно поле f8 · бяла пешка на бяло поле d7 · черна пешка на черно поле e7 · бял кон на бяло поле f7 · бяла пешка на бяло поле a6 · бяла пешка на бяло поле e6 · черна пешка на черно поле f6 · бяла пешка на черно поле a5 · черна пешка на черно поле c5 · бяла пешка на бяло поле f5 · бяла пешка на бяло поле c4 · черен цар на черно поле d4 · черен офицер на черно поле f4 · бял топ на черно поле h4 · черна пешка на бяло поле b3 · черна пешка на бяло поле a2 · бял кон на черно поле b2 · бяла пешка на черно поле d2 · бяла пешка на черно поле f2 · бяла дама на черно поле a1 · бял топ на бяло поле b1 | бял офицер на бяло поле a8 · черна дама на черно поле b8 · бял офицер на черно поле d8 · бял цар на черно поле f8 · бяла пешка на бяло поле d7 · черна пешка на черно поле e7 · бял кон на бяло поле f7 · бяла пешка на бяло поле a6 · бяла пешка на бяло поле e6 · черна пешка на черно поле f6 · бяла пешка на черно поле a5 · черна пешка на черно поле c5 · бяла пешка на бяло поле f5 · бяла пешка на бяло поле c4 · черен цар на черно поле d4 · черен офицер на черно поле f4 · бял топ на черно поле h4 · черна пешка на бяло поле b3 · черна пешка на бяло поле a2 · бял кон на черно поле b2 · бяла пешка на черно поле d2 · бяла пешка на черно поле f2 · бяла дама на черно поле a1 · бял топ на бяло поле b1 | бял офицер на бяло поле a8 · черна дама на черно поле b8 · бял офицер на черно поле d8 · бял цар на черно поле f8 · бяла пешка на бяло поле d7 · черна пешка на черно поле e7 · бял кон на бяло поле f7 · бяла пешка на бяло поле a6 · бяла пешка на бяло поле e6 · черна пешка на черно поле f6 · бяла пешка на черно поле a5 · черна пешка на черно поле c5 · бяла пешка на бяло поле f5 · бяла пешка на бяло поле c4 · черен цар на черно поле d4 · черен офицер на черно поле f4 · бял топ на черно поле h4 · черна пешка на бяло поле b3 · черна пешка на бяло поле a2 · бял кон на черно поле b2 · бяла пешка на черно поле d2 · бяла пешка на черно поле f2 · бяла дама на черно поле a1 · бял топ на бяло поле b1 | бял офицер на бяло поле a8 · черна дама на черно поле b8 · бял офицер на черно поле d8 · бял цар на черно поле f8 · бяла пешка на бяло поле d7 · черна пешка на черно поле e7 · бял кон на бяло поле f7 · бяла пешка на бяло поле a6 · бяла пешка на бяло поле e6 · черна пешка на черно поле f6 · бяла пешка на черно поле a5 · черна пешка на черно поле c5 · бяла пешка на бяло поле f5 · бяла пешка на бяло поле c4 · черен цар на черно поле d4 · черен офицер на черно поле f4 · бял топ на черно поле h4 · черна пешка на бяло поле b3 · черна пешка на бяло поле a2 · бял кон на черно поле b2 · бяла пешка на черно поле d2 · бяла пешка на черно поле f2 · бяла дама на черно поле a1 · бял топ на бяло поле b1 | бял офицер на бяло поле a8 · черна дама на черно поле b8 · бял офицер на черно поле d8 · бял цар на черно поле f8 · бяла пешка на бяло поле d7 · черна пешка на черно поле e7 · бял кон на бяло поле f7 · бяла пешка на бяло поле a6 · бяла пешка на бяло поле e6 · черна пешка на черно поле f6 · бяла пешка на черно поле a5 · черна пешка на черно поле c5 · бяла пешка на бяло поле f5 · бяла пешка на бяло поле c4 · черен цар на черно поле d4 · черен офицер на черно поле f4 · бял топ на черно поле h4 · черна пешка на бяло поле b3 · черна пешка на бяло поле a2 · бял кон на черно поле b2 · бяла пешка на черно поле d2 · бяла пешка на черно поле f2 · бяла дама на черно поле a1 · бял топ на бяло поле b1 | 2 |
| 1 | бял офицер на бяло поле a8 · черна дама на черно поле b8 · бял офицер на черно поле d8 · бял цар на черно поле f8 · бяла пешка на бяло поле d7 · черна пешка на черно поле e7 · бял кон на бяло поле f7 · бяла пешка на бяло поле a6 · бяла пешка на бяло поле e6 · черна пешка на черно поле f6 · бяла пешка на черно поле a5 · черна пешка на черно поле c5 · бяла пешка на бяло поле f5 · бяла пешка на бяло поле c4 · черен цар на черно поле d4 · черен офицер на черно поле f4 · бял топ на черно поле h4 · черна пешка на бяло поле b3 · черна пешка на бяло поле a2 · бял кон на черно поле b2 · бяла пешка на черно поле d2 · бяла пешка на черно поле f2 · бяла дама на черно поле a1 · бял топ на бяло поле b1 | бял офицер на бяло поле a8 · черна дама на черно поле b8 · бял офицер на черно поле d8 · бял цар на черно поле f8 · бяла пешка на бяло поле d7 · черна пешка на черно поле e7 · бял кон на бяло поле f7 · бяла пешка на бяло поле a6 · бяла пешка на бяло поле e6 · черна пешка на черно поле f6 · бяла пешка на черно поле a5 · черна пешка на черно поле c5 · бяла пешка на бяло поле f5 · бяла пешка на бяло поле c4 · черен цар на черно поле d4 · черен офицер на черно поле f4 · бял топ на черно поле h4 · черна пешка на бяло поле b3 · черна пешка на бяло поле a2 · бял кон на черно поле b2 · бяла пешка на черно поле d2 · бяла пешка на черно поле f2 · бяла дама на черно поле a1 · бял топ на бяло поле b1 | бял офицер на бяло поле a8 · черна дама на черно поле b8 · бял офицер на черно поле d8 · бял цар на черно поле f8 · бяла пешка на бяло поле d7 · черна пешка на черно поле e7 · бял кон на бяло поле f7 · бяла пешка на бяло поле a6 · бяла пешка на бяло поле e6 · черна пешка на черно поле f6 · бяла пешка на черно поле a5 · черна пешка на черно поле c5 · бяла пешка на бяло поле f5 · бяла пешка на бяло поле c4 · черен цар на черно поле d4 · черен офицер на черно поле f4 · бял топ на черно поле h4 · черна пешка на бяло поле b3 · черна пешка на бяло поле a2 · бял кон на черно поле b2 · бяла пешка на черно поле d2 · бяла пешка на черно поле f2 · бяла дама на черно поле a1 · бял топ на бяло поле b1 | бял офицер на бяло поле a8 · черна дама на черно поле b8 · бял офицер на черно поле d8 · бял цар на черно поле f8 · бяла пешка на бяло поле d7 · черна пешка на черно поле e7 · бял кон на бяло поле f7 · бяла пешка на бяло поле a6 · бяла пешка на бяло поле e6 · черна пешка на черно поле f6 · бяла пешка на черно поле a5 · черна пешка на черно поле c5 · бяла пешка на бяло поле f5 · бяла пешка на бяло поле c4 · черен цар на черно поле d4 · черен офицер на черно поле f4 · бял топ на черно поле h4 · черна пешка на бяло поле b3 · черна пешка на бяло поле a2 · бял кон на черно поле b2 · бяла пешка на черно поле d2 · бяла пешка на черно поле f2 · бяла дама на черно поле a1 · бял топ на бяло поле b1 | бял офицер на бяло поле a8 · черна дама на черно поле b8 · бял офицер на черно поле d8 · бял цар на черно поле f8 · бяла пешка на бяло поле d7 · черна пешка на черно поле e7 · бял кон на бяло поле f7 · бяла пешка на бяло поле a6 · бяла пешка на бяло поле e6 · черна пешка на черно поле f6 · бяла пешка на черно поле a5 · черна пешка на черно поле c5 · бяла пешка на бяло поле f5 · бяла пешка на бяло поле c4 · черен цар на черно поле d4 · черен офицер на черно поле f4 · бял топ на черно поле h4 · черна пешка на бяло поле b3 · черна пешка на бяло поле a2 · бял кон на черно поле b2 · бяла пешка на черно поле d2 · бяла пешка на черно поле f2 · бяла дама на черно поле a1 · бял топ на бяло поле b1 | бял офицер на бяло поле a8 · черна дама на черно поле b8 · бял офицер на черно поле d8 · бял цар на черно поле f8 · бяла пешка на бяло поле d7 · черна пешка на черно поле e7 · бял кон на бяло поле f7 · бяла пешка на бяло поле a6 · бяла пешка на бяло поле e6 · черна пешка на черно поле f6 · бяла пешка на черно поле a5 · черна пешка на черно поле c5 · бяла пешка на бяло поле f5 · бяла пешка на бяло поле c4 · черен цар на черно поле d4 · черен офицер на черно поле f4 · бял топ на черно поле h4 · черна пешка на бяло поле b3 · черна пешка на бяло поле a2 · бял кон на черно поле b2 · бяла пешка на черно поле d2 · бяла пешка на черно поле f2 · бяла дама на черно поле a1 · бял топ на бяло поле b1 | бял офицер на бяло поле a8 · черна дама на черно поле b8 · бял офицер на черно поле d8 · бял цар на черно поле f8 · бяла пешка на бяло поле d7 · черна пешка на черно поле e7 · бял кон на бяло поле f7 · бяла пешка на бяло поле a6 · бяла пешка на бяло поле e6 · черна пешка на черно поле f6 · бяла пешка на черно поле a5 · черна пешка на черно поле c5 · бяла пешка на бяло поле f5 · бяла пешка на бяло поле c4 · черен цар на черно поле d4 · черен офицер на черно поле f4 · бял топ на черно поле h4 · черна пешка на бяло поле b3 · черна пешка на бяло поле a2 · бял кон на черно поле b2 · бяла пешка на черно поле d2 · бяла пешка на черно поле f2 · бяла дама на черно поле a1 · бял топ на бяло поле b1 | бял офицер на бяло поле a8 · черна дама на черно поле b8 · бял офицер на черно поле d8 · бял цар на черно поле f8 · бяла пешка на бяло поле d7 · черна пешка на черно поле e7 · бял кон на бяло поле f7 · бяла пешка на бяло поле a6 · бяла пешка на бяло поле e6 · черна пешка на черно поле f6 · бяла пешка на черно поле a5 · черна пешка на черно поле c5 · бяла пешка на бяло поле f5 · бяла пешка на бяло поле c4 · черен цар на черно поле d4 · черен офицер на черно поле f4 · бял топ на черно поле h4 · черна пешка на бяло поле b3 · черна пешка на бяло поле a2 · бял кон на черно поле b2 · бяла пешка на черно поле d2 · бяла пешка на черно поле f2 · бяла дама на черно поле a1 · бял топ на бяло поле b1 | 1 |
|   | a | b | c | d | e | f | g | h |   |

|   | a | b | c | d | e | f | g | h |   |
| 8 | черен цар на бяло поле a8 · бял кон на черно поле d8 · черен кон на черно поле f8 · бяла пешка на черно поле a7 · черна пешка на бяло поле h7 · бял офицер на черно поле b6 · бяла пешка на черно поле e5 · черен топ на бяло поле h5 · черна пешка на бяло поле a4 · черна пешка на бяло поле c4 · бяла пешка на черно поле d4 · бял цар на бяло поле e4 · бяла пешка на черно поле f4 · черна дама на черно поле a3 · черна пешка на бяло поле b3 · черна пешка на бяло поле d3 · бяла пешка на черно поле e3 · черен топ на бяло поле a2 · бяла пешка на черно поле b2 · черна пешка на бяло поле c2 · бял кон на бяло поле e2 · черна пешка на черно поле h2 · черен офицер на черно поле e1 · бял офицер на бяло поле h1 | черен цар на бяло поле a8 · бял кон на черно поле d8 · черен кон на черно поле f8 · бяла пешка на черно поле a7 · черна пешка на бяло поле h7 · бял офицер на черно поле b6 · бяла пешка на черно поле e5 · черен топ на бяло поле h5 · черна пешка на бяло поле a4 · черна пешка на бяло поле c4 · бяла пешка на черно поле d4 · бял цар на бяло поле e4 · бяла пешка на черно поле f4 · черна дама на черно поле a3 · черна пешка на бяло поле b3 · черна пешка на бяло поле d3 · бяла пешка на черно поле e3 · черен топ на бяло поле a2 · бяла пешка на черно поле b2 · черна пешка на бяло поле c2 · бял кон на бяло поле e2 · черна пешка на черно поле h2 · черен офицер на черно поле e1 · бял офицер на бяло поле h1 | черен цар на бяло поле a8 · бял кон на черно поле d8 · черен кон на черно поле f8 · бяла пешка на черно поле a7 · черна пешка на бяло поле h7 · бял офицер на черно поле b6 · бяла пешка на черно поле e5 · черен топ на бяло поле h5 · черна пешка на бяло поле a4 · черна пешка на бяло поле c4 · бяла пешка на черно поле d4 · бял цар на бяло поле e4 · бяла пешка на черно поле f4 · черна дама на черно поле a3 · черна пешка на бяло поле b3 · черна пешка на бяло поле d3 · бяла пешка на черно поле e3 · черен топ на бяло поле a2 · бяла пешка на черно поле b2 · черна пешка на бяло поле c2 · бял кон на бяло поле e2 · черна пешка на черно поле h2 · черен офицер на черно поле e1 · бял офицер на бяло поле h1 | черен цар на бяло поле a8 · бял кон на черно поле d8 · черен кон на черно поле f8 · бяла пешка на черно поле a7 · черна пешка на бяло поле h7 · бял офицер на черно поле b6 · бяла пешка на черно поле e5 · черен топ на бяло поле h5 · черна пешка на бяло поле a4 · черна пешка на бяло поле c4 · бяла пешка на черно поле d4 · бял цар на бяло поле e4 · бяла пешка на черно поле f4 · черна дама на черно поле a3 · черна пешка на бяло поле b3 · черна пешка на бяло поле d3 · бяла пешка на черно поле e3 · черен топ на бяло поле a2 · бяла пешка на черно поле b2 · черна пешка на бяло поле c2 · бял кон на бяло поле e2 · черна пешка на черно поле h2 · черен офицер на черно поле e1 · бял офицер на бяло поле h1 | черен цар на бяло поле a8 · бял кон на черно поле d8 · черен кон на черно поле f8 · бяла пешка на черно поле a7 · черна пешка на бяло поле h7 · бял офицер на черно поле b6 · бяла пешка на черно поле e5 · черен топ на бяло поле h5 · черна пешка на бяло поле a4 · черна пешка на бяло поле c4 · бяла пешка на черно поле d4 · бял цар на бяло поле e4 · бяла пешка на черно поле f4 · черна дама на черно поле a3 · черна пешка на бяло поле b3 · черна пешка на бяло поле d3 · бяла пешка на черно поле e3 · черен топ на бяло поле a2 · бяла пешка на черно поле b2 · черна пешка на бяло поле c2 · бял кон на бяло поле e2 · черна пешка на черно поле h2 · черен офицер на черно поле e1 · бял офицер на бяло поле h1 | черен цар на бяло поле a8 · бял кон на черно поле d8 · черен кон на черно поле f8 · бяла пешка на черно поле a7 · черна пешка на бяло поле h7 · бял офицер на черно поле b6 · бяла пешка на черно поле e5 · черен топ на бяло поле h5 · черна пешка на бяло поле a4 · черна пешка на бяло поле c4 · бяла пешка на черно поле d4 · бял цар на бяло поле e4 · бяла пешка на черно поле f4 · черна дама на черно поле a3 · черна пешка на бяло поле b3 · черна пешка на бяло поле d3 · бяла пешка на черно поле e3 · черен топ на бяло поле a2 · бяла пешка на черно поле b2 · черна пешка на бяло поле c2 · бял кон на бяло поле e2 · черна пешка на черно поле h2 · черен офицер на черно поле e1 · бял офицер на бяло поле h1 | черен цар на бяло поле a8 · бял кон на черно поле d8 · черен кон на черно поле f8 · бяла пешка на черно поле a7 · черна пешка на бяло поле h7 · бял офицер на черно поле b6 · бяла пешка на черно поле e5 · черен топ на бяло поле h5 · черна пешка на бяло поле a4 · черна пешка на бяло поле c4 · бяла пешка на черно поле d4 · бял цар на бяло поле e4 · бяла пешка на черно поле f4 · черна дама на черно поле a3 · черна пешка на бяло поле b3 · черна пешка на бяло поле d3 · бяла пешка на черно поле e3 · черен топ на бяло поле a2 · бяла пешка на черно поле b2 · черна пешка на бяло поле c2 · бял кон на бяло поле e2 · черна пешка на черно поле h2 · черен офицер на черно поле e1 · бял офицер на бяло поле h1 | черен цар на бяло поле a8 · бял кон на черно поле d8 · черен кон на черно поле f8 · бяла пешка на черно поле a7 · черна пешка на бяло поле h7 · бял офицер на черно поле b6 · бяла пешка на черно поле e5 · черен топ на бяло поле h5 · черна пешка на бяло поле a4 · черна пешка на бяло поле c4 · бяла пешка на черно поле d4 · бял цар на бяло поле e4 · бяла пешка на черно поле f4 · черна дама на черно поле a3 · черна пешка на бяло поле b3 · черна пешка на бяло поле d3 · бяла пешка на черно поле e3 · черен топ на бяло поле a2 · бяла пешка на черно поле b2 · черна пешка на бяло поле c2 · бял кон на бяло поле e2 · черна пешка на черно поле h2 · черен офицер на черно поле e1 · бял офицер на бяло поле h1 | 8 |
| 7 | черен цар на бяло поле a8 · бял кон на черно поле d8 · черен кон на черно поле f8 · бяла пешка на черно поле a7 · черна пешка на бяло поле h7 · бял офицер на черно поле b6 · бяла пешка на черно поле e5 · черен топ на бяло поле h5 · черна пешка на бяло поле a4 · черна пешка на бяло поле c4 · бяла пешка на черно поле d4 · бял цар на бяло поле e4 · бяла пешка на черно поле f4 · черна дама на черно поле a3 · черна пешка на бяло поле b3 · черна пешка на бяло поле d3 · бяла пешка на черно поле e3 · черен топ на бяло поле a2 · бяла пешка на черно поле b2 · черна пешка на бяло поле c2 · бял кон на бяло поле e2 · черна пешка на черно поле h2 · черен офицер на черно поле e1 · бял офицер на бяло поле h1 | черен цар на бяло поле a8 · бял кон на черно поле d8 · черен кон на черно поле f8 · бяла пешка на черно поле a7 · черна пешка на бяло поле h7 · бял офицер на черно поле b6 · бяла пешка на черно поле e5 · черен топ на бяло поле h5 · черна пешка на бяло поле a4 · черна пешка на бяло поле c4 · бяла пешка на черно поле d4 · бял цар на бяло поле e4 · бяла пешка на черно поле f4 · черна дама на черно поле a3 · черна пешка на бяло поле b3 · черна пешка на бяло поле d3 · бяла пешка на черно поле e3 · черен топ на бяло поле a2 · бяла пешка на черно поле b2 · черна пешка на бяло поле c2 · бял кон на бяло поле e2 · черна пешка на черно поле h2 · черен офицер на черно поле e1 · бял офицер на бяло поле h1 | черен цар на бяло поле a8 · бял кон на черно поле d8 · черен кон на черно поле f8 · бяла пешка на черно поле a7 · черна пешка на бяло поле h7 · бял офицер на черно поле b6 · бяла пешка на черно поле e5 · черен топ на бяло поле h5 · черна пешка на бяло поле a4 · черна пешка на бяло поле c4 · бяла пешка на черно поле d4 · бял цар на бяло поле e4 · бяла пешка на черно поле f4 · черна дама на черно поле a3 · черна пешка на бяло поле b3 · черна пешка на бяло поле d3 · бяла пешка на черно поле e3 · черен топ на бяло поле a2 · бяла пешка на черно поле b2 · черна пешка на бяло поле c2 · бял кон на бяло поле e2 · черна пешка на черно поле h2 · черен офицер на черно поле e1 · бял офицер на бяло поле h1 | черен цар на бяло поле a8 · бял кон на черно поле d8 · черен кон на черно поле f8 · бяла пешка на черно поле a7 · черна пешка на бяло поле h7 · бял офицер на черно поле b6 · бяла пешка на черно поле e5 · черен топ на бяло поле h5 · черна пешка на бяло поле a4 · черна пешка на бяло поле c4 · бяла пешка на черно поле d4 · бял цар на бяло поле e4 · бяла пешка на черно поле f4 · черна дама на черно поле a3 · черна пешка на бяло поле b3 · черна пешка на бяло поле d3 · бяла пешка на черно поле e3 · черен топ на бяло поле a2 · бяла пешка на черно поле b2 · черна пешка на бяло поле c2 · бял кон на бяло поле e2 · черна пешка на черно поле h2 · черен офицер на черно поле e1 · бял офицер на бяло поле h1 | черен цар на бяло поле a8 · бял кон на черно поле d8 · черен кон на черно поле f8 · бяла пешка на черно поле a7 · черна пешка на бяло поле h7 · бял офицер на черно поле b6 · бяла пешка на черно поле e5 · черен топ на бяло поле h5 · черна пешка на бяло поле a4 · черна пешка на бяло поле c4 · бяла пешка на черно поле d4 · бял цар на бяло поле e4 · бяла пешка на черно поле f4 · черна дама на черно поле a3 · черна пешка на бяло поле b3 · черна пешка на бяло поле d3 · бяла пешка на черно поле e3 · черен топ на бяло поле a2 · бяла пешка на черно поле b2 · черна пешка на бяло поле c2 · бял кон на бяло поле e2 · черна пешка на черно поле h2 · черен офицер на черно поле e1 · бял офицер на бяло поле h1 | черен цар на бяло поле a8 · бял кон на черно поле d8 · черен кон на черно поле f8 · бяла пешка на черно поле a7 · черна пешка на бяло поле h7 · бял офицер на черно поле b6 · бяла пешка на черно поле e5 · черен топ на бяло поле h5 · черна пешка на бяло поле a4 · черна пешка на бяло поле c4 · бяла пешка на черно поле d4 · бял цар на бяло поле e4 · бяла пешка на черно поле f4 · черна дама на черно поле a3 · черна пешка на бяло поле b3 · черна пешка на бяло поле d3 · бяла пешка на черно поле e3 · черен топ на бяло поле a2 · бяла пешка на черно поле b2 · черна пешка на бяло поле c2 · бял кон на бяло поле e2 · черна пешка на черно поле h2 · черен офицер на черно поле e1 · бял офицер на бяло поле h1 | черен цар на бяло поле a8 · бял кон на черно поле d8 · черен кон на черно поле f8 · бяла пешка на черно поле a7 · черна пешка на бяло поле h7 · бял офицер на черно поле b6 · бяла пешка на черно поле e5 · черен топ на бяло поле h5 · черна пешка на бяло поле a4 · черна пешка на бяло поле c4 · бяла пешка на черно поле d4 · бял цар на бяло поле e4 · бяла пешка на черно поле f4 · черна дама на черно поле a3 · черна пешка на бяло поле b3 · черна пешка на бяло поле d3 · бяла пешка на черно поле e3 · черен топ на бяло поле a2 · бяла пешка на черно поле b2 · черна пешка на бяло поле c2 · бял кон на бяло поле e2 · черна пешка на черно поле h2 · черен офицер на черно поле e1 · бял офицер на бяло поле h1 | черен цар на бяло поле a8 · бял кон на черно поле d8 · черен кон на черно поле f8 · бяла пешка на черно поле a7 · черна пешка на бяло поле h7 · бял офицер на черно поле b6 · бяла пешка на черно поле e5 · черен топ на бяло поле h5 · черна пешка на бяло поле a4 · черна пешка на бяло поле c4 · бяла пешка на черно поле d4 · бял цар на бяло поле e4 · бяла пешка на черно поле f4 · черна дама на черно поле a3 · черна пешка на бяло поле b3 · черна пешка на бяло поле d3 · бяла пешка на черно поле e3 · черен топ на бяло поле a2 · бяла пешка на черно поле b2 · черна пешка на бяло поле c2 · бял кон на бяло поле e2 · черна пешка на черно поле h2 · черен офицер на черно поле e1 · бял офицер на бяло поле h1 | 7 |
| 6 | черен цар на бяло поле a8 · бял кон на черно поле d8 · черен кон на черно поле f8 · бяла пешка на черно поле a7 · черна пешка на бяло поле h7 · бял офицер на черно поле b6 · бяла пешка на черно поле e5 · черен топ на бяло поле h5 · черна пешка на бяло поле a4 · черна пешка на бяло поле c4 · бяла пешка на черно поле d4 · бял цар на бяло поле e4 · бяла пешка на черно поле f4 · черна дама на черно поле a3 · черна пешка на бяло поле b3 · черна пешка на бяло поле d3 · бяла пешка на черно поле e3 · черен топ на бяло поле a2 · бяла пешка на черно поле b2 · черна пешка на бяло поле c2 · бял кон на бяло поле e2 · черна пешка на черно поле h2 · черен офицер на черно поле e1 · бял офицер на бяло поле h1 | черен цар на бяло поле a8 · бял кон на черно поле d8 · черен кон на черно поле f8 · бяла пешка на черно поле a7 · черна пешка на бяло поле h7 · бял офицер на черно поле b6 · бяла пешка на черно поле e5 · черен топ на бяло поле h5 · черна пешка на бяло поле a4 · черна пешка на бяло поле c4 · бяла пешка на черно поле d4 · бял цар на бяло поле e4 · бяла пешка на черно поле f4 · черна дама на черно поле a3 · черна пешка на бяло поле b3 · черна пешка на бяло поле d3 · бяла пешка на черно поле e3 · черен топ на бяло поле a2 · бяла пешка на черно поле b2 · черна пешка на бяло поле c2 · бял кон на бяло поле e2 · черна пешка на черно поле h2 · черен офицер на черно поле e1 · бял офицер на бяло поле h1 | черен цар на бяло поле a8 · бял кон на черно поле d8 · черен кон на черно поле f8 · бяла пешка на черно поле a7 · черна пешка на бяло поле h7 · бял офицер на черно поле b6 · бяла пешка на черно поле e5 · черен топ на бяло поле h5 · черна пешка на бяло поле a4 · черна пешка на бяло поле c4 · бяла пешка на черно поле d4 · бял цар на бяло поле e4 · бяла пешка на черно поле f4 · черна дама на черно поле a3 · черна пешка на бяло поле b3 · черна пешка на бяло поле d3 · бяла пешка на черно поле e3 · черен топ на бяло поле a2 · бяла пешка на черно поле b2 · черна пешка на бяло поле c2 · бял кон на бяло поле e2 · черна пешка на черно поле h2 · черен офицер на черно поле e1 · бял офицер на бяло поле h1 | черен цар на бяло поле a8 · бял кон на черно поле d8 · черен кон на черно поле f8 · бяла пешка на черно поле a7 · черна пешка на бяло поле h7 · бял офицер на черно поле b6 · бяла пешка на черно поле e5 · черен топ на бяло поле h5 · черна пешка на бяло поле a4 · черна пешка на бяло поле c4 · бяла пешка на черно поле d4 · бял цар на бяло поле e4 · бяла пешка на черно поле f4 · черна дама на черно поле a3 · черна пешка на бяло поле b3 · черна пешка на бяло поле d3 · бяла пешка на черно поле e3 · черен топ на бяло поле a2 · бяла пешка на черно поле b2 · черна пешка на бяло поле c2 · бял кон на бяло поле e2 · черна пешка на черно поле h2 · черен офицер на черно поле e1 · бял офицер на бяло поле h1 | черен цар на бяло поле a8 · бял кон на черно поле d8 · черен кон на черно поле f8 · бяла пешка на черно поле a7 · черна пешка на бяло поле h7 · бял офицер на черно поле b6 · бяла пешка на черно поле e5 · черен топ на бяло поле h5 · черна пешка на бяло поле a4 · черна пешка на бяло поле c4 · бяла пешка на черно поле d4 · бял цар на бяло поле e4 · бяла пешка на черно поле f4 · черна дама на черно поле a3 · черна пешка на бяло поле b3 · черна пешка на бяло поле d3 · бяла пешка на черно поле e3 · черен топ на бяло поле a2 · бяла пешка на черно поле b2 · черна пешка на бяло поле c2 · бял кон на бяло поле e2 · черна пешка на черно поле h2 · черен офицер на черно поле e1 · бял офицер на бяло поле h1 | черен цар на бяло поле a8 · бял кон на черно поле d8 · черен кон на черно поле f8 · бяла пешка на черно поле a7 · черна пешка на бяло поле h7 · бял офицер на черно поле b6 · бяла пешка на черно поле e5 · черен топ на бяло поле h5 · черна пешка на бяло поле a4 · черна пешка на бяло поле c4 · бяла пешка на черно поле d4 · бял цар на бяло поле e4 · бяла пешка на черно поле f4 · черна дама на черно поле a3 · черна пешка на бяло поле b3 · черна пешка на бяло поле d3 · бяла пешка на черно поле e3 · черен топ на бяло поле a2 · бяла пешка на черно поле b2 · черна пешка на бяло поле c2 · бял кон на бяло поле e2 · черна пешка на черно поле h2 · черен офицер на черно поле e1 · бял офицер на бяло поле h1 | черен цар на бяло поле a8 · бял кон на черно поле d8 · черен кон на черно поле f8 · бяла пешка на черно поле a7 · черна пешка на бяло поле h7 · бял офицер на черно поле b6 · бяла пешка на черно поле e5 · черен топ на бяло поле h5 · черна пешка на бяло поле a4 · черна пешка на бяло поле c4 · бяла пешка на черно поле d4 · бял цар на бяло поле e4 · бяла пешка на черно поле f4 · черна дама на черно поле a3 · черна пешка на бяло поле b3 · черна пешка на бяло поле d3 · бяла пешка на черно поле e3 · черен топ на бяло поле a2 · бяла пешка на черно поле b2 · черна пешка на бяло поле c2 · бял кон на бяло поле e2 · черна пешка на черно поле h2 · черен офицер на черно поле e1 · бял офицер на бяло поле h1 | черен цар на бяло поле a8 · бял кон на черно поле d8 · черен кон на черно поле f8 · бяла пешка на черно поле a7 · черна пешка на бяло поле h7 · бял офицер на черно поле b6 · бяла пешка на черно поле e5 · черен топ на бяло поле h5 · черна пешка на бяло поле a4 · черна пешка на бяло поле c4 · бяла пешка на черно поле d4 · бял цар на бяло поле e4 · бяла пешка на черно поле f4 · черна дама на черно поле a3 · черна пешка на бяло поле b3 · черна пешка на бяло поле d3 · бяла пешка на черно поле e3 · черен топ на бяло поле a2 · бяла пешка на черно поле b2 · черна пешка на бяло поле c2 · бял кон на бяло поле e2 · черна пешка на черно поле h2 · черен офицер на черно поле e1 · бял офицер на бяло поле h1 | 6 |
| 5 | черен цар на бяло поле a8 · бял кон на черно поле d8 · черен кон на черно поле f8 · бяла пешка на черно поле a7 · черна пешка на бяло поле h7 · бял офицер на черно поле b6 · бяла пешка на черно поле e5 · черен топ на бяло поле h5 · черна пешка на бяло поле a4 · черна пешка на бяло поле c4 · бяла пешка на черно поле d4 · бял цар на бяло поле e4 · бяла пешка на черно поле f4 · черна дама на черно поле a3 · черна пешка на бяло поле b3 · черна пешка на бяло поле d3 · бяла пешка на черно поле e3 · черен топ на бяло поле a2 · бяла пешка на черно поле b2 · черна пешка на бяло поле c2 · бял кон на бяло поле e2 · черна пешка на черно поле h2 · черен офицер на черно поле e1 · бял офицер на бяло поле h1 | черен цар на бяло поле a8 · бял кон на черно поле d8 · черен кон на черно поле f8 · бяла пешка на черно поле a7 · черна пешка на бяло поле h7 · бял офицер на черно поле b6 · бяла пешка на черно поле e5 · черен топ на бяло поле h5 · черна пешка на бяло поле a4 · черна пешка на бяло поле c4 · бяла пешка на черно поле d4 · бял цар на бяло поле e4 · бяла пешка на черно поле f4 · черна дама на черно поле a3 · черна пешка на бяло поле b3 · черна пешка на бяло поле d3 · бяла пешка на черно поле e3 · черен топ на бяло поле a2 · бяла пешка на черно поле b2 · черна пешка на бяло поле c2 · бял кон на бяло поле e2 · черна пешка на черно поле h2 · черен офицер на черно поле e1 · бял офицер на бяло поле h1 | черен цар на бяло поле a8 · бял кон на черно поле d8 · черен кон на черно поле f8 · бяла пешка на черно поле a7 · черна пешка на бяло поле h7 · бял офицер на черно поле b6 · бяла пешка на черно поле e5 · черен топ на бяло поле h5 · черна пешка на бяло поле a4 · черна пешка на бяло поле c4 · бяла пешка на черно поле d4 · бял цар на бяло поле e4 · бяла пешка на черно поле f4 · черна дама на черно поле a3 · черна пешка на бяло поле b3 · черна пешка на бяло поле d3 · бяла пешка на черно поле e3 · черен топ на бяло поле a2 · бяла пешка на черно поле b2 · черна пешка на бяло поле c2 · бял кон на бяло поле e2 · черна пешка на черно поле h2 · черен офицер на черно поле e1 · бял офицер на бяло поле h1 | черен цар на бяло поле a8 · бял кон на черно поле d8 · черен кон на черно поле f8 · бяла пешка на черно поле a7 · черна пешка на бяло поле h7 · бял офицер на черно поле b6 · бяла пешка на черно поле e5 · черен топ на бяло поле h5 · черна пешка на бяло поле a4 · черна пешка на бяло поле c4 · бяла пешка на черно поле d4 · бял цар на бяло поле e4 · бяла пешка на черно поле f4 · черна дама на черно поле a3 · черна пешка на бяло поле b3 · черна пешка на бяло поле d3 · бяла пешка на черно поле e3 · черен топ на бяло поле a2 · бяла пешка на черно поле b2 · черна пешка на бяло поле c2 · бял кон на бяло поле e2 · черна пешка на черно поле h2 · черен офицер на черно поле e1 · бял офицер на бяло поле h1 | черен цар на бяло поле a8 · бял кон на черно поле d8 · черен кон на черно поле f8 · бяла пешка на черно поле a7 · черна пешка на бяло поле h7 · бял офицер на черно поле b6 · бяла пешка на черно поле e5 · черен топ на бяло поле h5 · черна пешка на бяло поле a4 · черна пешка на бяло поле c4 · бяла пешка на черно поле d4 · бял цар на бяло поле e4 · бяла пешка на черно поле f4 · черна дама на черно поле a3 · черна пешка на бяло поле b3 · черна пешка на бяло поле d3 · бяла пешка на черно поле e3 · черен топ на бяло поле a2 · бяла пешка на черно поле b2 · черна пешка на бяло поле c2 · бял кон на бяло поле e2 · черна пешка на черно поле h2 · черен офицер на черно поле e1 · бял офицер на бяло поле h1 | черен цар на бяло поле a8 · бял кон на черно поле d8 · черен кон на черно поле f8 · бяла пешка на черно поле a7 · черна пешка на бяло поле h7 · бял офицер на черно поле b6 · бяла пешка на черно поле e5 · черен топ на бяло поле h5 · черна пешка на бяло поле a4 · черна пешка на бяло поле c4 · бяла пешка на черно поле d4 · бял цар на бяло поле e4 · бяла пешка на черно поле f4 · черна дама на черно поле a3 · черна пешка на бяло поле b3 · черна пешка на бяло поле d3 · бяла пешка на черно поле e3 · черен топ на бяло поле a2 · бяла пешка на черно поле b2 · черна пешка на бяло поле c2 · бял кон на бяло поле e2 · черна пешка на черно поле h2 · черен офицер на черно поле e1 · бял офицер на бяло поле h1 | черен цар на бяло поле a8 · бял кон на черно поле d8 · черен кон на черно поле f8 · бяла пешка на черно поле a7 · черна пешка на бяло поле h7 · бял офицер на черно поле b6 · бяла пешка на черно поле e5 · черен топ на бяло поле h5 · черна пешка на бяло поле a4 · черна пешка на бяло поле c4 · бяла пешка на черно поле d4 · бял цар на бяло поле e4 · бяла пешка на черно поле f4 · черна дама на черно поле a3 · черна пешка на бяло поле b3 · черна пешка на бяло поле d3 · бяла пешка на черно поле e3 · черен топ на бяло поле a2 · бяла пешка на черно поле b2 · черна пешка на бяло поле c2 · бял кон на бяло поле e2 · черна пешка на черно поле h2 · черен офицер на черно поле e1 · бял офицер на бяло поле h1 | черен цар на бяло поле a8 · бял кон на черно поле d8 · черен кон на черно поле f8 · бяла пешка на черно поле a7 · черна пешка на бяло поле h7 · бял офицер на черно поле b6 · бяла пешка на черно поле e5 · черен топ на бяло поле h5 · черна пешка на бяло поле a4 · черна пешка на бяло поле c4 · бяла пешка на черно поле d4 · бял цар на бяло поле e4 · бяла пешка на черно поле f4 · черна дама на черно поле a3 · черна пешка на бяло поле b3 · черна пешка на бяло поле d3 · бяла пешка на черно поле e3 · черен топ на бяло поле a2 · бяла пешка на черно поле b2 · черна пешка на бяло поле c2 · бял кон на бяло поле e2 · черна пешка на черно поле h2 · черен офицер на черно поле e1 · бял офицер на бяло поле h1 | 5 |
| 4 | черен цар на бяло поле a8 · бял кон на черно поле d8 · черен кон на черно поле f8 · бяла пешка на черно поле a7 · черна пешка на бяло поле h7 · бял офицер на черно поле b6 · бяла пешка на черно поле e5 · черен топ на бяло поле h5 · черна пешка на бяло поле a4 · черна пешка на бяло поле c4 · бяла пешка на черно поле d4 · бял цар на бяло поле e4 · бяла пешка на черно поле f4 · черна дама на черно поле a3 · черна пешка на бяло поле b3 · черна пешка на бяло поле d3 · бяла пешка на черно поле e3 · черен топ на бяло поле a2 · бяла пешка на черно поле b2 · черна пешка на бяло поле c2 · бял кон на бяло поле e2 · черна пешка на черно поле h2 · черен офицер на черно поле e1 · бял офицер на бяло поле h1 | черен цар на бяло поле a8 · бял кон на черно поле d8 · черен кон на черно поле f8 · бяла пешка на черно поле a7 · черна пешка на бяло поле h7 · бял офицер на черно поле b6 · бяла пешка на черно поле e5 · черен топ на бяло поле h5 · черна пешка на бяло поле a4 · черна пешка на бяло поле c4 · бяла пешка на черно поле d4 · бял цар на бяло поле e4 · бяла пешка на черно поле f4 · черна дама на черно поле a3 · черна пешка на бяло поле b3 · черна пешка на бяло поле d3 · бяла пешка на черно поле e3 · черен топ на бяло поле a2 · бяла пешка на черно поле b2 · черна пешка на бяло поле c2 · бял кон на бяло поле e2 · черна пешка на черно поле h2 · черен офицер на черно поле e1 · бял офицер на бяло поле h1 | черен цар на бяло поле a8 · бял кон на черно поле d8 · черен кон на черно поле f8 · бяла пешка на черно поле a7 · черна пешка на бяло поле h7 · бял офицер на черно поле b6 · бяла пешка на черно поле e5 · черен топ на бяло поле h5 · черна пешка на бяло поле a4 · черна пешка на бяло поле c4 · бяла пешка на черно поле d4 · бял цар на бяло поле e4 · бяла пешка на черно поле f4 · черна дама на черно поле a3 · черна пешка на бяло поле b3 · черна пешка на бяло поле d3 · бяла пешка на черно поле e3 · черен топ на бяло поле a2 · бяла пешка на черно поле b2 · черна пешка на бяло поле c2 · бял кон на бяло поле e2 · черна пешка на черно поле h2 · черен офицер на черно поле e1 · бял офицер на бяло поле h1 | черен цар на бяло поле a8 · бял кон на черно поле d8 · черен кон на черно поле f8 · бяла пешка на черно поле a7 · черна пешка на бяло поле h7 · бял офицер на черно поле b6 · бяла пешка на черно поле e5 · черен топ на бяло поле h5 · черна пешка на бяло поле a4 · черна пешка на бяло поле c4 · бяла пешка на черно поле d4 · бял цар на бяло поле e4 · бяла пешка на черно поле f4 · черна дама на черно поле a3 · черна пешка на бяло поле b3 · черна пешка на бяло поле d3 · бяла пешка на черно поле e3 · черен топ на бяло поле a2 · бяла пешка на черно поле b2 · черна пешка на бяло поле c2 · бял кон на бяло поле e2 · черна пешка на черно поле h2 · черен офицер на черно поле e1 · бял офицер на бяло поле h1 | черен цар на бяло поле a8 · бял кон на черно поле d8 · черен кон на черно поле f8 · бяла пешка на черно поле a7 · черна пешка на бяло поле h7 · бял офицер на черно поле b6 · бяла пешка на черно поле e5 · черен топ на бяло поле h5 · черна пешка на бяло поле a4 · черна пешка на бяло поле c4 · бяла пешка на черно поле d4 · бял цар на бяло поле e4 · бяла пешка на черно поле f4 · черна дама на черно поле a3 · черна пешка на бяло поле b3 · черна пешка на бяло поле d3 · бяла пешка на черно поле e3 · черен топ на бяло поле a2 · бяла пешка на черно поле b2 · черна пешка на бяло поле c2 · бял кон на бяло поле e2 · черна пешка на черно поле h2 · черен офицер на черно поле e1 · бял офицер на бяло поле h1 | черен цар на бяло поле a8 · бял кон на черно поле d8 · черен кон на черно поле f8 · бяла пешка на черно поле a7 · черна пешка на бяло поле h7 · бял офицер на черно поле b6 · бяла пешка на черно поле e5 · черен топ на бяло поле h5 · черна пешка на бяло поле a4 · черна пешка на бяло поле c4 · бяла пешка на черно поле d4 · бял цар на бяло поле e4 · бяла пешка на черно поле f4 · черна дама на черно поле a3 · черна пешка на бяло поле b3 · черна пешка на бяло поле d3 · бяла пешка на черно поле e3 · черен топ на бяло поле a2 · бяла пешка на черно поле b2 · черна пешка на бяло поле c2 · бял кон на бяло поле e2 · черна пешка на черно поле h2 · черен офицер на черно поле e1 · бял офицер на бяло поле h1 | черен цар на бяло поле a8 · бял кон на черно поле d8 · черен кон на черно поле f8 · бяла пешка на черно поле a7 · черна пешка на бяло поле h7 · бял офицер на черно поле b6 · бяла пешка на черно поле e5 · черен топ на бяло поле h5 · черна пешка на бяло поле a4 · черна пешка на бяло поле c4 · бяла пешка на черно поле d4 · бял цар на бяло поле e4 · бяла пешка на черно поле f4 · черна дама на черно поле a3 · черна пешка на бяло поле b3 · черна пешка на бяло поле d3 · бяла пешка на черно поле e3 · черен топ на бяло поле a2 · бяла пешка на черно поле b2 · черна пешка на бяло поле c2 · бял кон на бяло поле e2 · черна пешка на черно поле h2 · черен офицер на черно поле e1 · бял офицер на бяло поле h1 | черен цар на бяло поле a8 · бял кон на черно поле d8 · черен кон на черно поле f8 · бяла пешка на черно поле a7 · черна пешка на бяло поле h7 · бял офицер на черно поле b6 · бяла пешка на черно поле e5 · черен топ на бяло поле h5 · черна пешка на бяло поле a4 · черна пешка на бяло поле c4 · бяла пешка на черно поле d4 · бял цар на бяло поле e4 · бяла пешка на черно поле f4 · черна дама на черно поле a3 · черна пешка на бяло поле b3 · черна пешка на бяло поле d3 · бяла пешка на черно поле e3 · черен топ на бяло поле a2 · бяла пешка на черно поле b2 · черна пешка на бяло поле c2 · бял кон на бяло поле e2 · черна пешка на черно поле h2 · черен офицер на черно поле e1 · бял офицер на бяло поле h1 | 4 |
| 3 | черен цар на бяло поле a8 · бял кон на черно поле d8 · черен кон на черно поле f8 · бяла пешка на черно поле a7 · черна пешка на бяло поле h7 · бял офицер на черно поле b6 · бяла пешка на черно поле e5 · черен топ на бяло поле h5 · черна пешка на бяло поле a4 · черна пешка на бяло поле c4 · бяла пешка на черно поле d4 · бял цар на бяло поле e4 · бяла пешка на черно поле f4 · черна дама на черно поле a3 · черна пешка на бяло поле b3 · черна пешка на бяло поле d3 · бяла пешка на черно поле e3 · черен топ на бяло поле a2 · бяла пешка на черно поле b2 · черна пешка на бяло поле c2 · бял кон на бяло поле e2 · черна пешка на черно поле h2 · черен офицер на черно поле e1 · бял офицер на бяло поле h1 | черен цар на бяло поле a8 · бял кон на черно поле d8 · черен кон на черно поле f8 · бяла пешка на черно поле a7 · черна пешка на бяло поле h7 · бял офицер на черно поле b6 · бяла пешка на черно поле e5 · черен топ на бяло поле h5 · черна пешка на бяло поле a4 · черна пешка на бяло поле c4 · бяла пешка на черно поле d4 · бял цар на бяло поле e4 · бяла пешка на черно поле f4 · черна дама на черно поле a3 · черна пешка на бяло поле b3 · черна пешка на бяло поле d3 · бяла пешка на черно поле e3 · черен топ на бяло поле a2 · бяла пешка на черно поле b2 · черна пешка на бяло поле c2 · бял кон на бяло поле e2 · черна пешка на черно поле h2 · черен офицер на черно поле e1 · бял офицер на бяло поле h1 | черен цар на бяло поле a8 · бял кон на черно поле d8 · черен кон на черно поле f8 · бяла пешка на черно поле a7 · черна пешка на бяло поле h7 · бял офицер на черно поле b6 · бяла пешка на черно поле e5 · черен топ на бяло поле h5 · черна пешка на бяло поле a4 · черна пешка на бяло поле c4 · бяла пешка на черно поле d4 · бял цар на бяло поле e4 · бяла пешка на черно поле f4 · черна дама на черно поле a3 · черна пешка на бяло поле b3 · черна пешка на бяло поле d3 · бяла пешка на черно поле e3 · черен топ на бяло поле a2 · бяла пешка на черно поле b2 · черна пешка на бяло поле c2 · бял кон на бяло поле e2 · черна пешка на черно поле h2 · черен офицер на черно поле e1 · бял офицер на бяло поле h1 | черен цар на бяло поле a8 · бял кон на черно поле d8 · черен кон на черно поле f8 · бяла пешка на черно поле a7 · черна пешка на бяло поле h7 · бял офицер на черно поле b6 · бяла пешка на черно поле e5 · черен топ на бяло поле h5 · черна пешка на бяло поле a4 · черна пешка на бяло поле c4 · бяла пешка на черно поле d4 · бял цар на бяло поле e4 · бяла пешка на черно поле f4 · черна дама на черно поле a3 · черна пешка на бяло поле b3 · черна пешка на бяло поле d3 · бяла пешка на черно поле e3 · черен топ на бяло поле a2 · бяла пешка на черно поле b2 · черна пешка на бяло поле c2 · бял кон на бяло поле e2 · черна пешка на черно поле h2 · черен офицер на черно поле e1 · бял офицер на бяло поле h1 | черен цар на бяло поле a8 · бял кон на черно поле d8 · черен кон на черно поле f8 · бяла пешка на черно поле a7 · черна пешка на бяло поле h7 · бял офицер на черно поле b6 · бяла пешка на черно поле e5 · черен топ на бяло поле h5 · черна пешка на бяло поле a4 · черна пешка на бяло поле c4 · бяла пешка на черно поле d4 · бял цар на бяло поле e4 · бяла пешка на черно поле f4 · черна дама на черно поле a3 · черна пешка на бяло поле b3 · черна пешка на бяло поле d3 · бяла пешка на черно поле e3 · черен топ на бяло поле a2 · бяла пешка на черно поле b2 · черна пешка на бяло поле c2 · бял кон на бяло поле e2 · черна пешка на черно поле h2 · черен офицер на черно поле e1 · бял офицер на бяло поле h1 | черен цар на бяло поле a8 · бял кон на черно поле d8 · черен кон на черно поле f8 · бяла пешка на черно поле a7 · черна пешка на бяло поле h7 · бял офицер на черно поле b6 · бяла пешка на черно поле e5 · черен топ на бяло поле h5 · черна пешка на бяло поле a4 · черна пешка на бяло поле c4 · бяла пешка на черно поле d4 · бял цар на бяло поле e4 · бяла пешка на черно поле f4 · черна дама на черно поле a3 · черна пешка на бяло поле b3 · черна пешка на бяло поле d3 · бяла пешка на черно поле e3 · черен топ на бяло поле a2 · бяла пешка на черно поле b2 · черна пешка на бяло поле c2 · бял кон на бяло поле e2 · черна пешка на черно поле h2 · черен офицер на черно поле e1 · бял офицер на бяло поле h1 | черен цар на бяло поле a8 · бял кон на черно поле d8 · черен кон на черно поле f8 · бяла пешка на черно поле a7 · черна пешка на бяло поле h7 · бял офицер на черно поле b6 · бяла пешка на черно поле e5 · черен топ на бяло поле h5 · черна пешка на бяло поле a4 · черна пешка на бяло поле c4 · бяла пешка на черно поле d4 · бял цар на бяло поле e4 · бяла пешка на черно поле f4 · черна дама на черно поле a3 · черна пешка на бяло поле b3 · черна пешка на бяло поле d3 · бяла пешка на черно поле e3 · черен топ на бяло поле a2 · бяла пешка на черно поле b2 · черна пешка на бяло поле c2 · бял кон на бяло поле e2 · черна пешка на черно поле h2 · черен офицер на черно поле e1 · бял офицер на бяло поле h1 | черен цар на бяло поле a8 · бял кон на черно поле d8 · черен кон на черно поле f8 · бяла пешка на черно поле a7 · черна пешка на бяло поле h7 · бял офицер на черно поле b6 · бяла пешка на черно поле e5 · черен топ на бяло поле h5 · черна пешка на бяло поле a4 · черна пешка на бяло поле c4 · бяла пешка на черно поле d4 · бял цар на бяло поле e4 · бяла пешка на черно поле f4 · черна дама на черно поле a3 · черна пешка на бяло поле b3 · черна пешка на бяло поле d3 · бяла пешка на черно поле e3 · черен топ на бяло поле a2 · бяла пешка на черно поле b2 · черна пешка на бяло поле c2 · бял кон на бяло поле e2 · черна пешка на черно поле h2 · черен офицер на черно поле e1 · бял офицер на бяло поле h1 | 3 |
| 2 | черен цар на бяло поле a8 · бял кон на черно поле d8 · черен кон на черно поле f8 · бяла пешка на черно поле a7 · черна пешка на бяло поле h7 · бял офицер на черно поле b6 · бяла пешка на черно поле e5 · черен топ на бяло поле h5 · черна пешка на бяло поле a4 · черна пешка на бяло поле c4 · бяла пешка на черно поле d4 · бял цар на бяло поле e4 · бяла пешка на черно поле f4 · черна дама на черно поле a3 · черна пешка на бяло поле b3 · черна пешка на бяло поле d3 · бяла пешка на черно поле e3 · черен топ на бяло поле a2 · бяла пешка на черно поле b2 · черна пешка на бяло поле c2 · бял кон на бяло поле e2 · черна пешка на черно поле h2 · черен офицер на черно поле e1 · бял офицер на бяло поле h1 | черен цар на бяло поле a8 · бял кон на черно поле d8 · черен кон на черно поле f8 · бяла пешка на черно поле a7 · черна пешка на бяло поле h7 · бял офицер на черно поле b6 · бяла пешка на черно поле e5 · черен топ на бяло поле h5 · черна пешка на бяло поле a4 · черна пешка на бяло поле c4 · бяла пешка на черно поле d4 · бял цар на бяло поле e4 · бяла пешка на черно поле f4 · черна дама на черно поле a3 · черна пешка на бяло поле b3 · черна пешка на бяло поле d3 · бяла пешка на черно поле e3 · черен топ на бяло поле a2 · бяла пешка на черно поле b2 · черна пешка на бяло поле c2 · бял кон на бяло поле e2 · черна пешка на черно поле h2 · черен офицер на черно поле e1 · бял офицер на бяло поле h1 | черен цар на бяло поле a8 · бял кон на черно поле d8 · черен кон на черно поле f8 · бяла пешка на черно поле a7 · черна пешка на бяло поле h7 · бял офицер на черно поле b6 · бяла пешка на черно поле e5 · черен топ на бяло поле h5 · черна пешка на бяло поле a4 · черна пешка на бяло поле c4 · бяла пешка на черно поле d4 · бял цар на бяло поле e4 · бяла пешка на черно поле f4 · черна дама на черно поле a3 · черна пешка на бяло поле b3 · черна пешка на бяло поле d3 · бяла пешка на черно поле e3 · черен топ на бяло поле a2 · бяла пешка на черно поле b2 · черна пешка на бяло поле c2 · бял кон на бяло поле e2 · черна пешка на черно поле h2 · черен офицер на черно поле e1 · бял офицер на бяло поле h1 | черен цар на бяло поле a8 · бял кон на черно поле d8 · черен кон на черно поле f8 · бяла пешка на черно поле a7 · черна пешка на бяло поле h7 · бял офицер на черно поле b6 · бяла пешка на черно поле e5 · черен топ на бяло поле h5 · черна пешка на бяло поле a4 · черна пешка на бяло поле c4 · бяла пешка на черно поле d4 · бял цар на бяло поле e4 · бяла пешка на черно поле f4 · черна дама на черно поле a3 · черна пешка на бяло поле b3 · черна пешка на бяло поле d3 · бяла пешка на черно поле e3 · черен топ на бяло поле a2 · бяла пешка на черно поле b2 · черна пешка на бяло поле c2 · бял кон на бяло поле e2 · черна пешка на черно поле h2 · черен офицер на черно поле e1 · бял офицер на бяло поле h1 | черен цар на бяло поле a8 · бял кон на черно поле d8 · черен кон на черно поле f8 · бяла пешка на черно поле a7 · черна пешка на бяло поле h7 · бял офицер на черно поле b6 · бяла пешка на черно поле e5 · черен топ на бяло поле h5 · черна пешка на бяло поле a4 · черна пешка на бяло поле c4 · бяла пешка на черно поле d4 · бял цар на бяло поле e4 · бяла пешка на черно поле f4 · черна дама на черно поле a3 · черна пешка на бяло поле b3 · черна пешка на бяло поле d3 · бяла пешка на черно поле e3 · черен топ на бяло поле a2 · бяла пешка на черно поле b2 · черна пешка на бяло поле c2 · бял кон на бяло поле e2 · черна пешка на черно поле h2 · черен офицер на черно поле e1 · бял офицер на бяло поле h1 | черен цар на бяло поле a8 · бял кон на черно поле d8 · черен кон на черно поле f8 · бяла пешка на черно поле a7 · черна пешка на бяло поле h7 · бял офицер на черно поле b6 · бяла пешка на черно поле e5 · черен топ на бяло поле h5 · черна пешка на бяло поле a4 · черна пешка на бяло поле c4 · бяла пешка на черно поле d4 · бял цар на бяло поле e4 · бяла пешка на черно поле f4 · черна дама на черно поле a3 · черна пешка на бяло поле b3 · черна пешка на бяло поле d3 · бяла пешка на черно поле e3 · черен топ на бяло поле a2 · бяла пешка на черно поле b2 · черна пешка на бяло поле c2 · бял кон на бяло поле e2 · черна пешка на черно поле h2 · черен офицер на черно поле e1 · бял офицер на бяло поле h1 | черен цар на бяло поле a8 · бял кон на черно поле d8 · черен кон на черно поле f8 · бяла пешка на черно поле a7 · черна пешка на бяло поле h7 · бял офицер на черно поле b6 · бяла пешка на черно поле e5 · черен топ на бяло поле h5 · черна пешка на бяло поле a4 · черна пешка на бяло поле c4 · бяла пешка на черно поле d4 · бял цар на бяло поле e4 · бяла пешка на черно поле f4 · черна дама на черно поле a3 · черна пешка на бяло поле b3 · черна пешка на бяло поле d3 · бяла пешка на черно поле e3 · черен топ на бяло поле a2 · бяла пешка на черно поле b2 · черна пешка на бяло поле c2 · бял кон на бяло поле e2 · черна пешка на черно поле h2 · черен офицер на черно поле e1 · бял офицер на бяло поле h1 | черен цар на бяло поле a8 · бял кон на черно поле d8 · черен кон на черно поле f8 · бяла пешка на черно поле a7 · черна пешка на бяло поле h7 · бял офицер на черно поле b6 · бяла пешка на черно поле e5 · черен топ на бяло поле h5 · черна пешка на бяло поле a4 · черна пешка на бяло поле c4 · бяла пешка на черно поле d4 · бял цар на бяло поле e4 · бяла пешка на черно поле f4 · черна дама на черно поле a3 · черна пешка на бяло поле b3 · черна пешка на бяло поле d3 · бяла пешка на черно поле e3 · черен топ на бяло поле a2 · бяла пешка на черно поле b2 · черна пешка на бяло поле c2 · бял кон на бяло поле e2 · черна пешка на черно поле h2 · черен офицер на черно поле e1 · бял офицер на бяло поле h1 | 2 |
| 1 | черен цар на бяло поле a8 · бял кон на черно поле d8 · черен кон на черно поле f8 · бяла пешка на черно поле a7 · черна пешка на бяло поле h7 · бял офицер на черно поле b6 · бяла пешка на черно поле e5 · черен топ на бяло поле h5 · черна пешка на бяло поле a4 · черна пешка на бяло поле c4 · бяла пешка на черно поле d4 · бял цар на бяло поле e4 · бяла пешка на черно поле f4 · черна дама на черно поле a3 · черна пешка на бяло поле b3 · черна пешка на бяло поле d3 · бяла пешка на черно поле e3 · черен топ на бяло поле a2 · бяла пешка на черно поле b2 · черна пешка на бяло поле c2 · бял кон на бяло поле e2 · черна пешка на черно поле h2 · черен офицер на черно поле e1 · бял офицер на бяло поле h1 | черен цар на бяло поле a8 · бял кон на черно поле d8 · черен кон на черно поле f8 · бяла пешка на черно поле a7 · черна пешка на бяло поле h7 · бял офицер на черно поле b6 · бяла пешка на черно поле e5 · черен топ на бяло поле h5 · черна пешка на бяло поле a4 · черна пешка на бяло поле c4 · бяла пешка на черно поле d4 · бял цар на бяло поле e4 · бяла пешка на черно поле f4 · черна дама на черно поле a3 · черна пешка на бяло поле b3 · черна пешка на бяло поле d3 · бяла пешка на черно поле e3 · черен топ на бяло поле a2 · бяла пешка на черно поле b2 · черна пешка на бяло поле c2 · бял кон на бяло поле e2 · черна пешка на черно поле h2 · черен офицер на черно поле e1 · бял офицер на бяло поле h1 | черен цар на бяло поле a8 · бял кон на черно поле d8 · черен кон на черно поле f8 · бяла пешка на черно поле a7 · черна пешка на бяло поле h7 · бял офицер на черно поле b6 · бяла пешка на черно поле e5 · черен топ на бяло поле h5 · черна пешка на бяло поле a4 · черна пешка на бяло поле c4 · бяла пешка на черно поле d4 · бял цар на бяло поле e4 · бяла пешка на черно поле f4 · черна дама на черно поле a3 · черна пешка на бяло поле b3 · черна пешка на бяло поле d3 · бяла пешка на черно поле e3 · черен топ на бяло поле a2 · бяла пешка на черно поле b2 · черна пешка на бяло поле c2 · бял кон на бяло поле e2 · черна пешка на черно поле h2 · черен офицер на черно поле e1 · бял офицер на бяло поле h1 | черен цар на бяло поле a8 · бял кон на черно поле d8 · черен кон на черно поле f8 · бяла пешка на черно поле a7 · черна пешка на бяло поле h7 · бял офицер на черно поле b6 · бяла пешка на черно поле e5 · черен топ на бяло поле h5 · черна пешка на бяло поле a4 · черна пешка на бяло поле c4 · бяла пешка на черно поле d4 · бял цар на бяло поле e4 · бяла пешка на черно поле f4 · черна дама на черно поле a3 · черна пешка на бяло поле b3 · черна пешка на бяло поле d3 · бяла пешка на черно поле e3 · черен топ на бяло поле a2 · бяла пешка на черно поле b2 · черна пешка на бяло поле c2 · бял кон на бяло поле e2 · черна пешка на черно поле h2 · черен офицер на черно поле e1 · бял офицер на бяло поле h1 | черен цар на бяло поле a8 · бял кон на черно поле d8 · черен кон на черно поле f8 · бяла пешка на черно поле a7 · черна пешка на бяло поле h7 · бял офицер на черно поле b6 · бяла пешка на черно поле e5 · черен топ на бяло поле h5 · черна пешка на бяло поле a4 · черна пешка на бяло поле c4 · бяла пешка на черно поле d4 · бял цар на бяло поле e4 · бяла пешка на черно поле f4 · черна дама на черно поле a3 · черна пешка на бяло поле b3 · черна пешка на бяло поле d3 · бяла пешка на черно поле e3 · черен топ на бяло поле a2 · бяла пешка на черно поле b2 · черна пешка на бяло поле c2 · бял кон на бяло поле e2 · черна пешка на черно поле h2 · черен офицер на черно поле e1 · бял офицер на бяло поле h1 | черен цар на бяло поле a8 · бял кон на черно поле d8 · черен кон на черно поле f8 · бяла пешка на черно поле a7 · черна пешка на бяло поле h7 · бял офицер на черно поле b6 · бяла пешка на черно поле e5 · черен топ на бяло поле h5 · черна пешка на бяло поле a4 · черна пешка на бяло поле c4 · бяла пешка на черно поле d4 · бял цар на бяло поле e4 · бяла пешка на черно поле f4 · черна дама на черно поле a3 · черна пешка на бяло поле b3 · черна пешка на бяло поле d3 · бяла пешка на черно поле e3 · черен топ на бяло поле a2 · бяла пешка на черно поле b2 · черна пешка на бяло поле c2 · бял кон на бяло поле e2 · черна пешка на черно поле h2 · черен офицер на черно поле e1 · бял офицер на бяло поле h1 | черен цар на бяло поле a8 · бял кон на черно поле d8 · черен кон на черно поле f8 · бяла пешка на черно поле a7 · черна пешка на бяло поле h7 · бял офицер на черно поле b6 · бяла пешка на черно поле e5 · черен топ на бяло поле h5 · черна пешка на бяло поле a4 · черна пешка на бяло поле c4 · бяла пешка на черно поле d4 · бял цар на бяло поле e4 · бяла пешка на черно поле f4 · черна дама на черно поле a3 · черна пешка на бяло поле b3 · черна пешка на бяло поле d3 · бяла пешка на черно поле e3 · черен топ на бяло поле a2 · бяла пешка на черно поле b2 · черна пешка на бяло поле c2 · бял кон на бяло поле e2 · черна пешка на черно поле h2 · черен офицер на черно поле e1 · бял офицер на бяло поле h1 | черен цар на бяло поле a8 · бял кон на черно поле d8 · черен кон на черно поле f8 · бяла пешка на черно поле a7 · черна пешка на бяло поле h7 · бял офицер на черно поле b6 · бяла пешка на черно поле e5 · черен топ на бяло поле h5 · черна пешка на бяло поле a4 · черна пешка на бяло поле c4 · бяла пешка на черно поле d4 · бял цар на бяло поле e4 · бяла пешка на черно поле f4 · черна дама на черно поле a3 · черна пешка на бяло поле b3 · черна пешка на бяло поле d3 · бяла пешка на черно поле e3 · черен топ на бяло поле a2 · бяла пешка на черно поле b2 · черна пешка на бяло поле c2 · бял кон на бяло поле e2 · черна пешка на черно поле h2 · черен офицер на черно поле e1 · бял офицер на бяло поле h1 | 1 |
|   | a | b | c | d | e | f | g | h |   |

В позицията на диаграма 1 черните правят завличане с жертва на дама и двоен шах: 
|   | a | b | c | d | e | f | g | h |   |
| 8 | черен топ на черно поле h8 · черна пешка на черно поле a7 · черна пешка на черно поле c7 · черен цар на бяло поле d7 · черна пешка на бяло поле f7 · черна пешка на черно поле g7 · бяла дама на бяло поле a6 · черна пешка на бяло поле c6 · черна дама на черно поле f6 · черна пешка на черно поле h6 · черен офицер на черно поле c5 · черна пешка на бяло поле d5 · бял кон на бяло поле c4 · черен топ на черно поле d4 · бяла пешка на бяло поле b3 · бяла пешка на бяло поле d3 · бяла пешка на черно поле g3 · черен офицер на бяло поле h3 · бяла пешка на бяло поле a2 · бяла пешка на черно поле f2 · бяла пешка на черно поле h2 · бял топ на черно поле a1 · бял кон на бяло поле b1 · бял топ на бяло поле d1 · бял цар на черно поле g1 | черен топ на черно поле h8 · черна пешка на черно поле a7 · черна пешка на черно поле c7 · черен цар на бяло поле d7 · черна пешка на бяло поле f7 · черна пешка на черно поле g7 · бяла дама на бяло поле a6 · черна пешка на бяло поле c6 · черна дама на черно поле f6 · черна пешка на черно поле h6 · черен офицер на черно поле c5 · черна пешка на бяло поле d5 · бял кон на бяло поле c4 · черен топ на черно поле d4 · бяла пешка на бяло поле b3 · бяла пешка на бяло поле d3 · бяла пешка на черно поле g3 · черен офицер на бяло поле h3 · бяла пешка на бяло поле a2 · бяла пешка на черно поле f2 · бяла пешка на черно поле h2 · бял топ на черно поле a1 · бял кон на бяло поле b1 · бял топ на бяло поле d1 · бял цар на черно поле g1 | черен топ на черно поле h8 · черна пешка на черно поле a7 · черна пешка на черно поле c7 · черен цар на бяло поле d7 · черна пешка на бяло поле f7 · черна пешка на черно поле g7 · бяла дама на бяло поле a6 · черна пешка на бяло поле c6 · черна дама на черно поле f6 · черна пешка на черно поле h6 · черен офицер на черно поле c5 · черна пешка на бяло поле d5 · бял кон на бяло поле c4 · черен топ на черно поле d4 · бяла пешка на бяло поле b3 · бяла пешка на бяло поле d3 · бяла пешка на черно поле g3 · черен офицер на бяло поле h3 · бяла пешка на бяло поле a2 · бяла пешка на черно поле f2 · бяла пешка на черно поле h2 · бял топ на черно поле a1 · бял кон на бяло поле b1 · бял топ на бяло поле d1 · бял цар на черно поле g1 | черен топ на черно поле h8 · черна пешка на черно поле a7 · черна пешка на черно поле c7 · черен цар на бяло поле d7 · черна пешка на бяло поле f7 · черна пешка на черно поле g7 · бяла дама на бяло поле a6 · черна пешка на бяло поле c6 · черна дама на черно поле f6 · черна пешка на черно поле h6 · черен офицер на черно поле c5 · черна пешка на бяло поле d5 · бял кон на бяло поле c4 · черен топ на черно поле d4 · бяла пешка на бяло поле b3 · бяла пешка на бяло поле d3 · бяла пешка на черно поле g3 · черен офицер на бяло поле h3 · бяла пешка на бяло поле a2 · бяла пешка на черно поле f2 · бяла пешка на черно поле h2 · бял топ на черно поле a1 · бял кон на бяло поле b1 · бял топ на бяло поле d1 · бял цар на черно поле g1 | черен топ на черно поле h8 · черна пешка на черно поле a7 · черна пешка на черно поле c7 · черен цар на бяло поле d7 · черна пешка на бяло поле f7 · черна пешка на черно поле g7 · бяла дама на бяло поле a6 · черна пешка на бяло поле c6 · черна дама на черно поле f6 · черна пешка на черно поле h6 · черен офицер на черно поле c5 · черна пешка на бяло поле d5 · бял кон на бяло поле c4 · черен топ на черно поле d4 · бяла пешка на бяло поле b3 · бяла пешка на бяло поле d3 · бяла пешка на черно поле g3 · черен офицер на бяло поле h3 · бяла пешка на бяло поле a2 · бяла пешка на черно поле f2 · бяла пешка на черно поле h2 · бял топ на черно поле a1 · бял кон на бяло поле b1 · бял топ на бяло поле d1 · бял цар на черно поле g1 | черен топ на черно поле h8 · черна пешка на черно поле a7 · черна пешка на черно поле c7 · черен цар на бяло поле d7 · черна пешка на бяло поле f7 · черна пешка на черно поле g7 · бяла дама на бяло поле a6 · черна пешка на бяло поле c6 · черна дама на черно поле f6 · черна пешка на черно поле h6 · черен офицер на черно поле c5 · черна пешка на бяло поле d5 · бял кон на бяло поле c4 · черен топ на черно поле d4 · бяла пешка на бяло поле b3 · бяла пешка на бяло поле d3 · бяла пешка на черно поле g3 · черен офицер на бяло поле h3 · бяла пешка на бяло поле a2 · бяла пешка на черно поле f2 · бяла пешка на черно поле h2 · бял топ на черно поле a1 · бял кон на бяло поле b1 · бял топ на бяло поле d1 · бял цар на черно поле g1 | черен топ на черно поле h8 · черна пешка на черно поле a7 · черна пешка на черно поле c7 · черен цар на бяло поле d7 · черна пешка на бяло поле f7 · черна пешка на черно поле g7 · бяла дама на бяло поле a6 · черна пешка на бяло поле c6 · черна дама на черно поле f6 · черна пешка на черно поле h6 · черен офицер на черно поле c5 · черна пешка на бяло поле d5 · бял кон на бяло поле c4 · черен топ на черно поле d4 · бяла пешка на бяло поле b3 · бяла пешка на бяло поле d3 · бяла пешка на черно поле g3 · черен офицер на бяло поле h3 · бяла пешка на бяло поле a2 · бяла пешка на черно поле f2 · бяла пешка на черно поле h2 · бял топ на черно поле a1 · бял кон на бяло поле b1 · бял топ на бяло поле d1 · бял цар на черно поле g1 | черен топ на черно поле h8 · черна пешка на черно поле a7 · черна пешка на черно поле c7 · черен цар на бяло поле d7 · черна пешка на бяло поле f7 · черна пешка на черно поле g7 · бяла дама на бяло поле a6 · черна пешка на бяло поле c6 · черна дама на черно поле f6 · черна пешка на черно поле h6 · черен офицер на черно поле c5 · черна пешка на бяло поле d5 · бял кон на бяло поле c4 · черен топ на черно поле d4 · бяла пешка на бяло поле b3 · бяла пешка на бяло поле d3 · бяла пешка на черно поле g3 · черен офицер на бяло поле h3 · бяла пешка на бяло поле a2 · бяла пешка на черно поле f2 · бяла пешка на черно поле h2 · бял топ на черно поле a1 · бял кон на бяло поле b1 · бял топ на бяло поле d1 · бял цар на черно поле g1 | 8 |
| 7 | черен топ на черно поле h8 · черна пешка на черно поле a7 · черна пешка на черно поле c7 · черен цар на бяло поле d7 · черна пешка на бяло поле f7 · черна пешка на черно поле g7 · бяла дама на бяло поле a6 · черна пешка на бяло поле c6 · черна дама на черно поле f6 · черна пешка на черно поле h6 · черен офицер на черно поле c5 · черна пешка на бяло поле d5 · бял кон на бяло поле c4 · черен топ на черно поле d4 · бяла пешка на бяло поле b3 · бяла пешка на бяло поле d3 · бяла пешка на черно поле g3 · черен офицер на бяло поле h3 · бяла пешка на бяло поле a2 · бяла пешка на черно поле f2 · бяла пешка на черно поле h2 · бял топ на черно поле a1 · бял кон на бяло поле b1 · бял топ на бяло поле d1 · бял цар на черно поле g1 | черен топ на черно поле h8 · черна пешка на черно поле a7 · черна пешка на черно поле c7 · черен цар на бяло поле d7 · черна пешка на бяло поле f7 · черна пешка на черно поле g7 · бяла дама на бяло поле a6 · черна пешка на бяло поле c6 · черна дама на черно поле f6 · черна пешка на черно поле h6 · черен офицер на черно поле c5 · черна пешка на бяло поле d5 · бял кон на бяло поле c4 · черен топ на черно поле d4 · бяла пешка на бяло поле b3 · бяла пешка на бяло поле d3 · бяла пешка на черно поле g3 · черен офицер на бяло поле h3 · бяла пешка на бяло поле a2 · бяла пешка на черно поле f2 · бяла пешка на черно поле h2 · бял топ на черно поле a1 · бял кон на бяло поле b1 · бял топ на бяло поле d1 · бял цар на черно поле g1 | черен топ на черно поле h8 · черна пешка на черно поле a7 · черна пешка на черно поле c7 · черен цар на бяло поле d7 · черна пешка на бяло поле f7 · черна пешка на черно поле g7 · бяла дама на бяло поле a6 · черна пешка на бяло поле c6 · черна дама на черно поле f6 · черна пешка на черно поле h6 · черен офицер на черно поле c5 · черна пешка на бяло поле d5 · бял кон на бяло поле c4 · черен топ на черно поле d4 · бяла пешка на бяло поле b3 · бяла пешка на бяло поле d3 · бяла пешка на черно поле g3 · черен офицер на бяло поле h3 · бяла пешка на бяло поле a2 · бяла пешка на черно поле f2 · бяла пешка на черно поле h2 · бял топ на черно поле a1 · бял кон на бяло поле b1 · бял топ на бяло поле d1 · бял цар на черно поле g1 | черен топ на черно поле h8 · черна пешка на черно поле a7 · черна пешка на черно поле c7 · черен цар на бяло поле d7 · черна пешка на бяло поле f7 · черна пешка на черно поле g7 · бяла дама на бяло поле a6 · черна пешка на бяло поле c6 · черна дама на черно поле f6 · черна пешка на черно поле h6 · черен офицер на черно поле c5 · черна пешка на бяло поле d5 · бял кон на бяло поле c4 · черен топ на черно поле d4 · бяла пешка на бяло поле b3 · бяла пешка на бяло поле d3 · бяла пешка на черно поле g3 · черен офицер на бяло поле h3 · бяла пешка на бяло поле a2 · бяла пешка на черно поле f2 · бяла пешка на черно поле h2 · бял топ на черно поле a1 · бял кон на бяло поле b1 · бял топ на бяло поле d1 · бял цар на черно поле g1 | черен топ на черно поле h8 · черна пешка на черно поле a7 · черна пешка на черно поле c7 · черен цар на бяло поле d7 · черна пешка на бяло поле f7 · черна пешка на черно поле g7 · бяла дама на бяло поле a6 · черна пешка на бяло поле c6 · черна дама на черно поле f6 · черна пешка на черно поле h6 · черен офицер на черно поле c5 · черна пешка на бяло поле d5 · бял кон на бяло поле c4 · черен топ на черно поле d4 · бяла пешка на бяло поле b3 · бяла пешка на бяло поле d3 · бяла пешка на черно поле g3 · черен офицер на бяло поле h3 · бяла пешка на бяло поле a2 · бяла пешка на черно поле f2 · бяла пешка на черно поле h2 · бял топ на черно поле a1 · бял кон на бяло поле b1 · бял топ на бяло поле d1 · бял цар на черно поле g1 | черен топ на черно поле h8 · черна пешка на черно поле a7 · черна пешка на черно поле c7 · черен цар на бяло поле d7 · черна пешка на бяло поле f7 · черна пешка на черно поле g7 · бяла дама на бяло поле a6 · черна пешка на бяло поле c6 · черна дама на черно поле f6 · черна пешка на черно поле h6 · черен офицер на черно поле c5 · черна пешка на бяло поле d5 · бял кон на бяло поле c4 · черен топ на черно поле d4 · бяла пешка на бяло поле b3 · бяла пешка на бяло поле d3 · бяла пешка на черно поле g3 · черен офицер на бяло поле h3 · бяла пешка на бяло поле a2 · бяла пешка на черно поле f2 · бяла пешка на черно поле h2 · бял топ на черно поле a1 · бял кон на бяло поле b1 · бял топ на бяло поле d1 · бял цар на черно поле g1 | черен топ на черно поле h8 · черна пешка на черно поле a7 · черна пешка на черно поле c7 · черен цар на бяло поле d7 · черна пешка на бяло поле f7 · черна пешка на черно поле g7 · бяла дама на бяло поле a6 · черна пешка на бяло поле c6 · черна дама на черно поле f6 · черна пешка на черно поле h6 · черен офицер на черно поле c5 · черна пешка на бяло поле d5 · бял кон на бяло поле c4 · черен топ на черно поле d4 · бяла пешка на бяло поле b3 · бяла пешка на бяло поле d3 · бяла пешка на черно поле g3 · черен офицер на бяло поле h3 · бяла пешка на бяло поле a2 · бяла пешка на черно поле f2 · бяла пешка на черно поле h2 · бял топ на черно поле a1 · бял кон на бяло поле b1 · бял топ на бяло поле d1 · бял цар на черно поле g1 | черен топ на черно поле h8 · черна пешка на черно поле a7 · черна пешка на черно поле c7 · черен цар на бяло поле d7 · черна пешка на бяло поле f7 · черна пешка на черно поле g7 · бяла дама на бяло поле a6 · черна пешка на бяло поле c6 · черна дама на черно поле f6 · черна пешка на черно поле h6 · черен офицер на черно поле c5 · черна пешка на бяло поле d5 · бял кон на бяло поле c4 · черен топ на черно поле d4 · бяла пешка на бяло поле b3 · бяла пешка на бяло поле d3 · бяла пешка на черно поле g3 · черен офицер на бяло поле h3 · бяла пешка на бяло поле a2 · бяла пешка на черно поле f2 · бяла пешка на черно поле h2 · бял топ на черно поле a1 · бял кон на бяло поле b1 · бял топ на бяло поле d1 · бял цар на черно поле g1 | 7 |
| 6 | черен топ на черно поле h8 · черна пешка на черно поле a7 · черна пешка на черно поле c7 · черен цар на бяло поле d7 · черна пешка на бяло поле f7 · черна пешка на черно поле g7 · бяла дама на бяло поле a6 · черна пешка на бяло поле c6 · черна дама на черно поле f6 · черна пешка на черно поле h6 · черен офицер на черно поле c5 · черна пешка на бяло поле d5 · бял кон на бяло поле c4 · черен топ на черно поле d4 · бяла пешка на бяло поле b3 · бяла пешка на бяло поле d3 · бяла пешка на черно поле g3 · черен офицер на бяло поле h3 · бяла пешка на бяло поле a2 · бяла пешка на черно поле f2 · бяла пешка на черно поле h2 · бял топ на черно поле a1 · бял кон на бяло поле b1 · бял топ на бяло поле d1 · бял цар на черно поле g1 | черен топ на черно поле h8 · черна пешка на черно поле a7 · черна пешка на черно поле c7 · черен цар на бяло поле d7 · черна пешка на бяло поле f7 · черна пешка на черно поле g7 · бяла дама на бяло поле a6 · черна пешка на бяло поле c6 · черна дама на черно поле f6 · черна пешка на черно поле h6 · черен офицер на черно поле c5 · черна пешка на бяло поле d5 · бял кон на бяло поле c4 · черен топ на черно поле d4 · бяла пешка на бяло поле b3 · бяла пешка на бяло поле d3 · бяла пешка на черно поле g3 · черен офицер на бяло поле h3 · бяла пешка на бяло поле a2 · бяла пешка на черно поле f2 · бяла пешка на черно поле h2 · бял топ на черно поле a1 · бял кон на бяло поле b1 · бял топ на бяло поле d1 · бял цар на черно поле g1 | черен топ на черно поле h8 · черна пешка на черно поле a7 · черна пешка на черно поле c7 · черен цар на бяло поле d7 · черна пешка на бяло поле f7 · черна пешка на черно поле g7 · бяла дама на бяло поле a6 · черна пешка на бяло поле c6 · черна дама на черно поле f6 · черна пешка на черно поле h6 · черен офицер на черно поле c5 · черна пешка на бяло поле d5 · бял кон на бяло поле c4 · черен топ на черно поле d4 · бяла пешка на бяло поле b3 · бяла пешка на бяло поле d3 · бяла пешка на черно поле g3 · черен офицер на бяло поле h3 · бяла пешка на бяло поле a2 · бяла пешка на черно поле f2 · бяла пешка на черно поле h2 · бял топ на черно поле a1 · бял кон на бяло поле b1 · бял топ на бяло поле d1 · бял цар на черно поле g1 | черен топ на черно поле h8 · черна пешка на черно поле a7 · черна пешка на черно поле c7 · черен цар на бяло поле d7 · черна пешка на бяло поле f7 · черна пешка на черно поле g7 · бяла дама на бяло поле a6 · черна пешка на бяло поле c6 · черна дама на черно поле f6 · черна пешка на черно поле h6 · черен офицер на черно поле c5 · черна пешка на бяло поле d5 · бял кон на бяло поле c4 · черен топ на черно поле d4 · бяла пешка на бяло поле b3 · бяла пешка на бяло поле d3 · бяла пешка на черно поле g3 · черен офицер на бяло поле h3 · бяла пешка на бяло поле a2 · бяла пешка на черно поле f2 · бяла пешка на черно поле h2 · бял топ на черно поле a1 · бял кон на бяло поле b1 · бял топ на бяло поле d1 · бял цар на черно поле g1 | черен топ на черно поле h8 · черна пешка на черно поле a7 · черна пешка на черно поле c7 · черен цар на бяло поле d7 · черна пешка на бяло поле f7 · черна пешка на черно поле g7 · бяла дама на бяло поле a6 · черна пешка на бяло поле c6 · черна дама на черно поле f6 · черна пешка на черно поле h6 · черен офицер на черно поле c5 · черна пешка на бяло поле d5 · бял кон на бяло поле c4 · черен топ на черно поле d4 · бяла пешка на бяло поле b3 · бяла пешка на бяло поле d3 · бяла пешка на черно поле g3 · черен офицер на бяло поле h3 · бяла пешка на бяло поле a2 · бяла пешка на черно поле f2 · бяла пешка на черно поле h2 · бял топ на черно поле a1 · бял кон на бяло поле b1 · бял топ на бяло поле d1 · бял цар на черно поле g1 | черен топ на черно поле h8 · черна пешка на черно поле a7 · черна пешка на черно поле c7 · черен цар на бяло поле d7 · черна пешка на бяло поле f7 · черна пешка на черно поле g7 · бяла дама на бяло поле a6 · черна пешка на бяло поле c6 · черна дама на черно поле f6 · черна пешка на черно поле h6 · черен офицер на черно поле c5 · черна пешка на бяло поле d5 · бял кон на бяло поле c4 · черен топ на черно поле d4 · бяла пешка на бяло поле b3 · бяла пешка на бяло поле d3 · бяла пешка на черно поле g3 · черен офицер на бяло поле h3 · бяла пешка на бяло поле a2 · бяла пешка на черно поле f2 · бяла пешка на черно поле h2 · бял топ на черно поле a1 · бял кон на бяло поле b1 · бял топ на бяло поле d1 · бял цар на черно поле g1 | черен топ на черно поле h8 · черна пешка на черно поле a7 · черна пешка на черно поле c7 · черен цар на бяло поле d7 · черна пешка на бяло поле f7 · черна пешка на черно поле g7 · бяла дама на бяло поле a6 · черна пешка на бяло поле c6 · черна дама на черно поле f6 · черна пешка на черно поле h6 · черен офицер на черно поле c5 · черна пешка на бяло поле d5 · бял кон на бяло поле c4 · черен топ на черно поле d4 · бяла пешка на бяло поле b3 · бяла пешка на бяло поле d3 · бяла пешка на черно поле g3 · черен офицер на бяло поле h3 · бяла пешка на бяло поле a2 · бяла пешка на черно поле f2 · бяла пешка на черно поле h2 · бял топ на черно поле a1 · бял кон на бяло поле b1 · бял топ на бяло поле d1 · бял цар на черно поле g1 | черен топ на черно поле h8 · черна пешка на черно поле a7 · черна пешка на черно поле c7 · черен цар на бяло поле d7 · черна пешка на бяло поле f7 · черна пешка на черно поле g7 · бяла дама на бяло поле a6 · черна пешка на бяло поле c6 · черна дама на черно поле f6 · черна пешка на черно поле h6 · черен офицер на черно поле c5 · черна пешка на бяло поле d5 · бял кон на бяло поле c4 · черен топ на черно поле d4 · бяла пешка на бяло поле b3 · бяла пешка на бяло поле d3 · бяла пешка на черно поле g3 · черен офицер на бяло поле h3 · бяла пешка на бяло поле a2 · бяла пешка на черно поле f2 · бяла пешка на черно поле h2 · бял топ на черно поле a1 · бял кон на бяло поле b1 · бял топ на бяло поле d1 · бял цар на черно поле g1 | 6 |
| 5 | черен топ на черно поле h8 · черна пешка на черно поле a7 · черна пешка на черно поле c7 · черен цар на бяло поле d7 · черна пешка на бяло поле f7 · черна пешка на черно поле g7 · бяла дама на бяло поле a6 · черна пешка на бяло поле c6 · черна дама на черно поле f6 · черна пешка на черно поле h6 · черен офицер на черно поле c5 · черна пешка на бяло поле d5 · бял кон на бяло поле c4 · черен топ на черно поле d4 · бяла пешка на бяло поле b3 · бяла пешка на бяло поле d3 · бяла пешка на черно поле g3 · черен офицер на бяло поле h3 · бяла пешка на бяло поле a2 · бяла пешка на черно поле f2 · бяла пешка на черно поле h2 · бял топ на черно поле a1 · бял кон на бяло поле b1 · бял топ на бяло поле d1 · бял цар на черно поле g1 | черен топ на черно поле h8 · черна пешка на черно поле a7 · черна пешка на черно поле c7 · черен цар на бяло поле d7 · черна пешка на бяло поле f7 · черна пешка на черно поле g7 · бяла дама на бяло поле a6 · черна пешка на бяло поле c6 · черна дама на черно поле f6 · черна пешка на черно поле h6 · черен офицер на черно поле c5 · черна пешка на бяло поле d5 · бял кон на бяло поле c4 · черен топ на черно поле d4 · бяла пешка на бяло поле b3 · бяла пешка на бяло поле d3 · бяла пешка на черно поле g3 · черен офицер на бяло поле h3 · бяла пешка на бяло поле a2 · бяла пешка на черно поле f2 · бяла пешка на черно поле h2 · бял топ на черно поле a1 · бял кон на бяло поле b1 · бял топ на бяло поле d1 · бял цар на черно поле g1 | черен топ на черно поле h8 · черна пешка на черно поле a7 · черна пешка на черно поле c7 · черен цар на бяло поле d7 · черна пешка на бяло поле f7 · черна пешка на черно поле g7 · бяла дама на бяло поле a6 · черна пешка на бяло поле c6 · черна дама на черно поле f6 · черна пешка на черно поле h6 · черен офицер на черно поле c5 · черна пешка на бяло поле d5 · бял кон на бяло поле c4 · черен топ на черно поле d4 · бяла пешка на бяло поле b3 · бяла пешка на бяло поле d3 · бяла пешка на черно поле g3 · черен офицер на бяло поле h3 · бяла пешка на бяло поле a2 · бяла пешка на черно поле f2 · бяла пешка на черно поле h2 · бял топ на черно поле a1 · бял кон на бяло поле b1 · бял топ на бяло поле d1 · бял цар на черно поле g1 | черен топ на черно поле h8 · черна пешка на черно поле a7 · черна пешка на черно поле c7 · черен цар на бяло поле d7 · черна пешка на бяло поле f7 · черна пешка на черно поле g7 · бяла дама на бяло поле a6 · черна пешка на бяло поле c6 · черна дама на черно поле f6 · черна пешка на черно поле h6 · черен офицер на черно поле c5 · черна пешка на бяло поле d5 · бял кон на бяло поле c4 · черен топ на черно поле d4 · бяла пешка на бяло поле b3 · бяла пешка на бяло поле d3 · бяла пешка на черно поле g3 · черен офицер на бяло поле h3 · бяла пешка на бяло поле a2 · бяла пешка на черно поле f2 · бяла пешка на черно поле h2 · бял топ на черно поле a1 · бял кон на бяло поле b1 · бял топ на бяло поле d1 · бял цар на черно поле g1 | черен топ на черно поле h8 · черна пешка на черно поле a7 · черна пешка на черно поле c7 · черен цар на бяло поле d7 · черна пешка на бяло поле f7 · черна пешка на черно поле g7 · бяла дама на бяло поле a6 · черна пешка на бяло поле c6 · черна дама на черно поле f6 · черна пешка на черно поле h6 · черен офицер на черно поле c5 · черна пешка на бяло поле d5 · бял кон на бяло поле c4 · черен топ на черно поле d4 · бяла пешка на бяло поле b3 · бяла пешка на бяло поле d3 · бяла пешка на черно поле g3 · черен офицер на бяло поле h3 · бяла пешка на бяло поле a2 · бяла пешка на черно поле f2 · бяла пешка на черно поле h2 · бял топ на черно поле a1 · бял кон на бяло поле b1 · бял топ на бяло поле d1 · бял цар на черно поле g1 | черен топ на черно поле h8 · черна пешка на черно поле a7 · черна пешка на черно поле c7 · черен цар на бяло поле d7 · черна пешка на бяло поле f7 · черна пешка на черно поле g7 · бяла дама на бяло поле a6 · черна пешка на бяло поле c6 · черна дама на черно поле f6 · черна пешка на черно поле h6 · черен офицер на черно поле c5 · черна пешка на бяло поле d5 · бял кон на бяло поле c4 · черен топ на черно поле d4 · бяла пешка на бяло поле b3 · бяла пешка на бяло поле d3 · бяла пешка на черно поле g3 · черен офицер на бяло поле h3 · бяла пешка на бяло поле a2 · бяла пешка на черно поле f2 · бяла пешка на черно поле h2 · бял топ на черно поле a1 · бял кон на бяло поле b1 · бял топ на бяло поле d1 · бял цар на черно поле g1 | черен топ на черно поле h8 · черна пешка на черно поле a7 · черна пешка на черно поле c7 · черен цар на бяло поле d7 · черна пешка на бяло поле f7 · черна пешка на черно поле g7 · бяла дама на бяло поле a6 · черна пешка на бяло поле c6 · черна дама на черно поле f6 · черна пешка на черно поле h6 · черен офицер на черно поле c5 · черна пешка на бяло поле d5 · бял кон на бяло поле c4 · черен топ на черно поле d4 · бяла пешка на бяло поле b3 · бяла пешка на бяло поле d3 · бяла пешка на черно поле g3 · черен офицер на бяло поле h3 · бяла пешка на бяло поле a2 · бяла пешка на черно поле f2 · бяла пешка на черно поле h2 · бял топ на черно поле a1 · бял кон на бяло поле b1 · бял топ на бяло поле d1 · бял цар на черно поле g1 | черен топ на черно поле h8 · черна пешка на черно поле a7 · черна пешка на черно поле c7 · черен цар на бяло поле d7 · черна пешка на бяло поле f7 · черна пешка на черно поле g7 · бяла дама на бяло поле a6 · черна пешка на бяло поле c6 · черна дама на черно поле f6 · черна пешка на черно поле h6 · черен офицер на черно поле c5 · черна пешка на бяло поле d5 · бял кон на бяло поле c4 · черен топ на черно поле d4 · бяла пешка на бяло поле b3 · бяла пешка на бяло поле d3 · бяла пешка на черно поле g3 · черен офицер на бяло поле h3 · бяла пешка на бяло поле a2 · бяла пешка на черно поле f2 · бяла пешка на черно поле h2 · бял топ на черно поле a1 · бял кон на бяло поле b1 · бял топ на бяло поле d1 · бял цар на черно поле g1 | 5 |
| 4 | черен топ на черно поле h8 · черна пешка на черно поле a7 · черна пешка на черно поле c7 · черен цар на бяло поле d7 · черна пешка на бяло поле f7 · черна пешка на черно поле g7 · бяла дама на бяло поле a6 · черна пешка на бяло поле c6 · черна дама на черно поле f6 · черна пешка на черно поле h6 · черен офицер на черно поле c5 · черна пешка на бяло поле d5 · бял кон на бяло поле c4 · черен топ на черно поле d4 · бяла пешка на бяло поле b3 · бяла пешка на бяло поле d3 · бяла пешка на черно поле g3 · черен офицер на бяло поле h3 · бяла пешка на бяло поле a2 · бяла пешка на черно поле f2 · бяла пешка на черно поле h2 · бял топ на черно поле a1 · бял кон на бяло поле b1 · бял топ на бяло поле d1 · бял цар на черно поле g1 | черен топ на черно поле h8 · черна пешка на черно поле a7 · черна пешка на черно поле c7 · черен цар на бяло поле d7 · черна пешка на бяло поле f7 · черна пешка на черно поле g7 · бяла дама на бяло поле a6 · черна пешка на бяло поле c6 · черна дама на черно поле f6 · черна пешка на черно поле h6 · черен офицер на черно поле c5 · черна пешка на бяло поле d5 · бял кон на бяло поле c4 · черен топ на черно поле d4 · бяла пешка на бяло поле b3 · бяла пешка на бяло поле d3 · бяла пешка на черно поле g3 · черен офицер на бяло поле h3 · бяла пешка на бяло поле a2 · бяла пешка на черно поле f2 · бяла пешка на черно поле h2 · бял топ на черно поле a1 · бял кон на бяло поле b1 · бял топ на бяло поле d1 · бял цар на черно поле g1 | черен топ на черно поле h8 · черна пешка на черно поле a7 · черна пешка на черно поле c7 · черен цар на бяло поле d7 · черна пешка на бяло поле f7 · черна пешка на черно поле g7 · бяла дама на бяло поле a6 · черна пешка на бяло поле c6 · черна дама на черно поле f6 · черна пешка на черно поле h6 · черен офицер на черно поле c5 · черна пешка на бяло поле d5 · бял кон на бяло поле c4 · черен топ на черно поле d4 · бяла пешка на бяло поле b3 · бяла пешка на бяло поле d3 · бяла пешка на черно поле g3 · черен офицер на бяло поле h3 · бяла пешка на бяло поле a2 · бяла пешка на черно поле f2 · бяла пешка на черно поле h2 · бял топ на черно поле a1 · бял кон на бяло поле b1 · бял топ на бяло поле d1 · бял цар на черно поле g1 | черен топ на черно поле h8 · черна пешка на черно поле a7 · черна пешка на черно поле c7 · черен цар на бяло поле d7 · черна пешка на бяло поле f7 · черна пешка на черно поле g7 · бяла дама на бяло поле a6 · черна пешка на бяло поле c6 · черна дама на черно поле f6 · черна пешка на черно поле h6 · черен офицер на черно поле c5 · черна пешка на бяло поле d5 · бял кон на бяло поле c4 · черен топ на черно поле d4 · бяла пешка на бяло поле b3 · бяла пешка на бяло поле d3 · бяла пешка на черно поле g3 · черен офицер на бяло поле h3 · бяла пешка на бяло поле a2 · бяла пешка на черно поле f2 · бяла пешка на черно поле h2 · бял топ на черно поле a1 · бял кон на бяло поле b1 · бял топ на бяло поле d1 · бял цар на черно поле g1 | черен топ на черно поле h8 · черна пешка на черно поле a7 · черна пешка на черно поле c7 · черен цар на бяло поле d7 · черна пешка на бяло поле f7 · черна пешка на черно поле g7 · бяла дама на бяло поле a6 · черна пешка на бяло поле c6 · черна дама на черно поле f6 · черна пешка на черно поле h6 · черен офицер на черно поле c5 · черна пешка на бяло поле d5 · бял кон на бяло поле c4 · черен топ на черно поле d4 · бяла пешка на бяло поле b3 · бяла пешка на бяло поле d3 · бяла пешка на черно поле g3 · черен офицер на бяло поле h3 · бяла пешка на бяло поле a2 · бяла пешка на черно поле f2 · бяла пешка на черно поле h2 · бял топ на черно поле a1 · бял кон на бяло поле b1 · бял топ на бяло поле d1 · бял цар на черно поле g1 | черен топ на черно поле h8 · черна пешка на черно поле a7 · черна пешка на черно поле c7 · черен цар на бяло поле d7 · черна пешка на бяло поле f7 · черна пешка на черно поле g7 · бяла дама на бяло поле a6 · черна пешка на бяло поле c6 · черна дама на черно поле f6 · черна пешка на черно поле h6 · черен офицер на черно поле c5 · черна пешка на бяло поле d5 · бял кон на бяло поле c4 · черен топ на черно поле d4 · бяла пешка на бяло поле b3 · бяла пешка на бяло поле d3 · бяла пешка на черно поле g3 · черен офицер на бяло поле h3 · бяла пешка на бяло поле a2 · бяла пешка на черно поле f2 · бяла пешка на черно поле h2 · бял топ на черно поле a1 · бял кон на бяло поле b1 · бял топ на бяло поле d1 · бял цар на черно поле g1 | черен топ на черно поле h8 · черна пешка на черно поле a7 · черна пешка на черно поле c7 · черен цар на бяло поле d7 · черна пешка на бяло поле f7 · черна пешка на черно поле g7 · бяла дама на бяло поле a6 · черна пешка на бяло поле c6 · черна дама на черно поле f6 · черна пешка на черно поле h6 · черен офицер на черно поле c5 · черна пешка на бяло поле d5 · бял кон на бяло поле c4 · черен топ на черно поле d4 · бяла пешка на бяло поле b3 · бяла пешка на бяло поле d3 · бяла пешка на черно поле g3 · черен офицер на бяло поле h3 · бяла пешка на бяло поле a2 · бяла пешка на черно поле f2 · бяла пешка на черно поле h2 · бял топ на черно поле a1 · бял кон на бяло поле b1 · бял топ на бяло поле d1 · бял цар на черно поле g1 | черен топ на черно поле h8 · черна пешка на черно поле a7 · черна пешка на черно поле c7 · черен цар на бяло поле d7 · черна пешка на бяло поле f7 · черна пешка на черно поле g7 · бяла дама на бяло поле a6 · черна пешка на бяло поле c6 · черна дама на черно поле f6 · черна пешка на черно поле h6 · черен офицер на черно поле c5 · черна пешка на бяло поле d5 · бял кон на бяло поле c4 · черен топ на черно поле d4 · бяла пешка на бяло поле b3 · бяла пешка на бяло поле d3 · бяла пешка на черно поле g3 · черен офицер на бяло поле h3 · бяла пешка на бяло поле a2 · бяла пешка на черно поле f2 · бяла пешка на черно поле h2 · бял топ на черно поле a1 · бял кон на бяло поле b1 · бял топ на бяло поле d1 · бял цар на черно поле g1 | 4 |
| 3 | черен топ на черно поле h8 · черна пешка на черно поле a7 · черна пешка на черно поле c7 · черен цар на бяло поле d7 · черна пешка на бяло поле f7 · черна пешка на черно поле g7 · бяла дама на бяло поле a6 · черна пешка на бяло поле c6 · черна дама на черно поле f6 · черна пешка на черно поле h6 · черен офицер на черно поле c5 · черна пешка на бяло поле d5 · бял кон на бяло поле c4 · черен топ на черно поле d4 · бяла пешка на бяло поле b3 · бяла пешка на бяло поле d3 · бяла пешка на черно поле g3 · черен офицер на бяло поле h3 · бяла пешка на бяло поле a2 · бяла пешка на черно поле f2 · бяла пешка на черно поле h2 · бял топ на черно поле a1 · бял кон на бяло поле b1 · бял топ на бяло поле d1 · бял цар на черно поле g1 | черен топ на черно поле h8 · черна пешка на черно поле a7 · черна пешка на черно поле c7 · черен цар на бяло поле d7 · черна пешка на бяло поле f7 · черна пешка на черно поле g7 · бяла дама на бяло поле a6 · черна пешка на бяло поле c6 · черна дама на черно поле f6 · черна пешка на черно поле h6 · черен офицер на черно поле c5 · черна пешка на бяло поле d5 · бял кон на бяло поле c4 · черен топ на черно поле d4 · бяла пешка на бяло поле b3 · бяла пешка на бяло поле d3 · бяла пешка на черно поле g3 · черен офицер на бяло поле h3 · бяла пешка на бяло поле a2 · бяла пешка на черно поле f2 · бяла пешка на черно поле h2 · бял топ на черно поле a1 · бял кон на бяло поле b1 · бял топ на бяло поле d1 · бял цар на черно поле g1 | черен топ на черно поле h8 · черна пешка на черно поле a7 · черна пешка на черно поле c7 · черен цар на бяло поле d7 · черна пешка на бяло поле f7 · черна пешка на черно поле g7 · бяла дама на бяло поле a6 · черна пешка на бяло поле c6 · черна дама на черно поле f6 · черна пешка на черно поле h6 · черен офицер на черно поле c5 · черна пешка на бяло поле d5 · бял кон на бяло поле c4 · черен топ на черно поле d4 · бяла пешка на бяло поле b3 · бяла пешка на бяло поле d3 · бяла пешка на черно поле g3 · черен офицер на бяло поле h3 · бяла пешка на бяло поле a2 · бяла пешка на черно поле f2 · бяла пешка на черно поле h2 · бял топ на черно поле a1 · бял кон на бяло поле b1 · бял топ на бяло поле d1 · бял цар на черно поле g1 | черен топ на черно поле h8 · черна пешка на черно поле a7 · черна пешка на черно поле c7 · черен цар на бяло поле d7 · черна пешка на бяло поле f7 · черна пешка на черно поле g7 · бяла дама на бяло поле a6 · черна пешка на бяло поле c6 · черна дама на черно поле f6 · черна пешка на черно поле h6 · черен офицер на черно поле c5 · черна пешка на бяло поле d5 · бял кон на бяло поле c4 · черен топ на черно поле d4 · бяла пешка на бяло поле b3 · бяла пешка на бяло поле d3 · бяла пешка на черно поле g3 · черен офицер на бяло поле h3 · бяла пешка на бяло поле a2 · бяла пешка на черно поле f2 · бяла пешка на черно поле h2 · бял топ на черно поле a1 · бял кон на бяло поле b1 · бял топ на бяло поле d1 · бял цар на черно поле g1 | черен топ на черно поле h8 · черна пешка на черно поле a7 · черна пешка на черно поле c7 · черен цар на бяло поле d7 · черна пешка на бяло поле f7 · черна пешка на черно поле g7 · бяла дама на бяло поле a6 · черна пешка на бяло поле c6 · черна дама на черно поле f6 · черна пешка на черно поле h6 · черен офицер на черно поле c5 · черна пешка на бяло поле d5 · бял кон на бяло поле c4 · черен топ на черно поле d4 · бяла пешка на бяло поле b3 · бяла пешка на бяло поле d3 · бяла пешка на черно поле g3 · черен офицер на бяло поле h3 · бяла пешка на бяло поле a2 · бяла пешка на черно поле f2 · бяла пешка на черно поле h2 · бял топ на черно поле a1 · бял кон на бяло поле b1 · бял топ на бяло поле d1 · бял цар на черно поле g1 | черен топ на черно поле h8 · черна пешка на черно поле a7 · черна пешка на черно поле c7 · черен цар на бяло поле d7 · черна пешка на бяло поле f7 · черна пешка на черно поле g7 · бяла дама на бяло поле a6 · черна пешка на бяло поле c6 · черна дама на черно поле f6 · черна пешка на черно поле h6 · черен офицер на черно поле c5 · черна пешка на бяло поле d5 · бял кон на бяло поле c4 · черен топ на черно поле d4 · бяла пешка на бяло поле b3 · бяла пешка на бяло поле d3 · бяла пешка на черно поле g3 · черен офицер на бяло поле h3 · бяла пешка на бяло поле a2 · бяла пешка на черно поле f2 · бяла пешка на черно поле h2 · бял топ на черно поле a1 · бял кон на бяло поле b1 · бял топ на бяло поле d1 · бял цар на черно поле g1 | черен топ на черно поле h8 · черна пешка на черно поле a7 · черна пешка на черно поле c7 · черен цар на бяло поле d7 · черна пешка на бяло поле f7 · черна пешка на черно поле g7 · бяла дама на бяло поле a6 · черна пешка на бяло поле c6 · черна дама на черно поле f6 · черна пешка на черно поле h6 · черен офицер на черно поле c5 · черна пешка на бяло поле d5 · бял кон на бяло поле c4 · черен топ на черно поле d4 · бяла пешка на бяло поле b3 · бяла пешка на бяло поле d3 · бяла пешка на черно поле g3 · черен офицер на бяло поле h3 · бяла пешка на бяло поле a2 · бяла пешка на черно поле f2 · бяла пешка на черно поле h2 · бял топ на черно поле a1 · бял кон на бяло поле b1 · бял топ на бяло поле d1 · бял цар на черно поле g1 | черен топ на черно поле h8 · черна пешка на черно поле a7 · черна пешка на черно поле c7 · черен цар на бяло поле d7 · черна пешка на бяло поле f7 · черна пешка на черно поле g7 · бяла дама на бяло поле a6 · черна пешка на бяло поле c6 · черна дама на черно поле f6 · черна пешка на черно поле h6 · черен офицер на черно поле c5 · черна пешка на бяло поле d5 · бял кон на бяло поле c4 · черен топ на черно поле d4 · бяла пешка на бяло поле b3 · бяла пешка на бяло поле d3 · бяла пешка на черно поле g3 · черен офицер на бяло поле h3 · бяла пешка на бяло поле a2 · бяла пешка на черно поле f2 · бяла пешка на черно поле h2 · бял топ на черно поле a1 · бял кон на бяло поле b1 · бял топ на бяло поле d1 · бял цар на черно поле g1 | 3 |
| 2 | черен топ на черно поле h8 · черна пешка на черно поле a7 · черна пешка на черно поле c7 · черен цар на бяло поле d7 · черна пешка на бяло поле f7 · черна пешка на черно поле g7 · бяла дама на бяло поле a6 · черна пешка на бяло поле c6 · черна дама на черно поле f6 · черна пешка на черно поле h6 · черен офицер на черно поле c5 · черна пешка на бяло поле d5 · бял кон на бяло поле c4 · черен топ на черно поле d4 · бяла пешка на бяло поле b3 · бяла пешка на бяло поле d3 · бяла пешка на черно поле g3 · черен офицер на бяло поле h3 · бяла пешка на бяло поле a2 · бяла пешка на черно поле f2 · бяла пешка на черно поле h2 · бял топ на черно поле a1 · бял кон на бяло поле b1 · бял топ на бяло поле d1 · бял цар на черно поле g1 | черен топ на черно поле h8 · черна пешка на черно поле a7 · черна пешка на черно поле c7 · черен цар на бяло поле d7 · черна пешка на бяло поле f7 · черна пешка на черно поле g7 · бяла дама на бяло поле a6 · черна пешка на бяло поле c6 · черна дама на черно поле f6 · черна пешка на черно поле h6 · черен офицер на черно поле c5 · черна пешка на бяло поле d5 · бял кон на бяло поле c4 · черен топ на черно поле d4 · бяла пешка на бяло поле b3 · бяла пешка на бяло поле d3 · бяла пешка на черно поле g3 · черен офицер на бяло поле h3 · бяла пешка на бяло поле a2 · бяла пешка на черно поле f2 · бяла пешка на черно поле h2 · бял топ на черно поле a1 · бял кон на бяло поле b1 · бял топ на бяло поле d1 · бял цар на черно поле g1 | черен топ на черно поле h8 · черна пешка на черно поле a7 · черна пешка на черно поле c7 · черен цар на бяло поле d7 · черна пешка на бяло поле f7 · черна пешка на черно поле g7 · бяла дама на бяло поле a6 · черна пешка на бяло поле c6 · черна дама на черно поле f6 · черна пешка на черно поле h6 · черен офицер на черно поле c5 · черна пешка на бяло поле d5 · бял кон на бяло поле c4 · черен топ на черно поле d4 · бяла пешка на бяло поле b3 · бяла пешка на бяло поле d3 · бяла пешка на черно поле g3 · черен офицер на бяло поле h3 · бяла пешка на бяло поле a2 · бяла пешка на черно поле f2 · бяла пешка на черно поле h2 · бял топ на черно поле a1 · бял кон на бяло поле b1 · бял топ на бяло поле d1 · бял цар на черно поле g1 | черен топ на черно поле h8 · черна пешка на черно поле a7 · черна пешка на черно поле c7 · черен цар на бяло поле d7 · черна пешка на бяло поле f7 · черна пешка на черно поле g7 · бяла дама на бяло поле a6 · черна пешка на бяло поле c6 · черна дама на черно поле f6 · черна пешка на черно поле h6 · черен офицер на черно поле c5 · черна пешка на бяло поле d5 · бял кон на бяло поле c4 · черен топ на черно поле d4 · бяла пешка на бяло поле b3 · бяла пешка на бяло поле d3 · бяла пешка на черно поле g3 · черен офицер на бяло поле h3 · бяла пешка на бяло поле a2 · бяла пешка на черно поле f2 · бяла пешка на черно поле h2 · бял топ на черно поле a1 · бял кон на бяло поле b1 · бял топ на бяло поле d1 · бял цар на черно поле g1 | черен топ на черно поле h8 · черна пешка на черно поле a7 · черна пешка на черно поле c7 · черен цар на бяло поле d7 · черна пешка на бяло поле f7 · черна пешка на черно поле g7 · бяла дама на бяло поле a6 · черна пешка на бяло поле c6 · черна дама на черно поле f6 · черна пешка на черно поле h6 · черен офицер на черно поле c5 · черна пешка на бяло поле d5 · бял кон на бяло поле c4 · черен топ на черно поле d4 · бяла пешка на бяло поле b3 · бяла пешка на бяло поле d3 · бяла пешка на черно поле g3 · черен офицер на бяло поле h3 · бяла пешка на бяло поле a2 · бяла пешка на черно поле f2 · бяла пешка на черно поле h2 · бял топ на черно поле a1 · бял кон на бяло поле b1 · бял топ на бяло поле d1 · бял цар на черно поле g1 | черен топ на черно поле h8 · черна пешка на черно поле a7 · черна пешка на черно поле c7 · черен цар на бяло поле d7 · черна пешка на бяло поле f7 · черна пешка на черно поле g7 · бяла дама на бяло поле a6 · черна пешка на бяло поле c6 · черна дама на черно поле f6 · черна пешка на черно поле h6 · черен офицер на черно поле c5 · черна пешка на бяло поле d5 · бял кон на бяло поле c4 · черен топ на черно поле d4 · бяла пешка на бяло поле b3 · бяла пешка на бяло поле d3 · бяла пешка на черно поле g3 · черен офицер на бяло поле h3 · бяла пешка на бяло поле a2 · бяла пешка на черно поле f2 · бяла пешка на черно поле h2 · бял топ на черно поле a1 · бял кон на бяло поле b1 · бял топ на бяло поле d1 · бял цар на черно поле g1 | черен топ на черно поле h8 · черна пешка на черно поле a7 · черна пешка на черно поле c7 · черен цар на бяло поле d7 · черна пешка на бяло поле f7 · черна пешка на черно поле g7 · бяла дама на бяло поле a6 · черна пешка на бяло поле c6 · черна дама на черно поле f6 · черна пешка на черно поле h6 · черен офицер на черно поле c5 · черна пешка на бяло поле d5 · бял кон на бяло поле c4 · черен топ на черно поле d4 · бяла пешка на бяло поле b3 · бяла пешка на бяло поле d3 · бяла пешка на черно поле g3 · черен офицер на бяло поле h3 · бяла пешка на бяло поле a2 · бяла пешка на черно поле f2 · бяла пешка на черно поле h2 · бял топ на черно поле a1 · бял кон на бяло поле b1 · бял топ на бяло поле d1 · бял цар на черно поле g1 | черен топ на черно поле h8 · черна пешка на черно поле a7 · черна пешка на черно поле c7 · черен цар на бяло поле d7 · черна пешка на бяло поле f7 · черна пешка на черно поле g7 · бяла дама на бяло поле a6 · черна пешка на бяло поле c6 · черна дама на черно поле f6 · черна пешка на черно поле h6 · черен офицер на черно поле c5 · черна пешка на бяло поле d5 · бял кон на бяло поле c4 · черен топ на черно поле d4 · бяла пешка на бяло поле b3 · бяла пешка на бяло поле d3 · бяла пешка на черно поле g3 · черен офицер на бяло поле h3 · бяла пешка на бяло поле a2 · бяла пешка на черно поле f2 · бяла пешка на черно поле h2 · бял топ на черно поле a1 · бял кон на бяло поле b1 · бял топ на бяло поле d1 · бял цар на черно поле g1 | 2 |
| 1 | черен топ на черно поле h8 · черна пешка на черно поле a7 · черна пешка на черно поле c7 · черен цар на бяло поле d7 · черна пешка на бяло поле f7 · черна пешка на черно поле g7 · бяла дама на бяло поле a6 · черна пешка на бяло поле c6 · черна дама на черно поле f6 · черна пешка на черно поле h6 · черен офицер на черно поле c5 · черна пешка на бяло поле d5 · бял кон на бяло поле c4 · черен топ на черно поле d4 · бяла пешка на бяло поле b3 · бяла пешка на бяло поле d3 · бяла пешка на черно поле g3 · черен офицер на бяло поле h3 · бяла пешка на бяло поле a2 · бяла пешка на черно поле f2 · бяла пешка на черно поле h2 · бял топ на черно поле a1 · бял кон на бяло поле b1 · бял топ на бяло поле d1 · бял цар на черно поле g1 | черен топ на черно поле h8 · черна пешка на черно поле a7 · черна пешка на черно поле c7 · черен цар на бяло поле d7 · черна пешка на бяло поле f7 · черна пешка на черно поле g7 · бяла дама на бяло поле a6 · черна пешка на бяло поле c6 · черна дама на черно поле f6 · черна пешка на черно поле h6 · черен офицер на черно поле c5 · черна пешка на бяло поле d5 · бял кон на бяло поле c4 · черен топ на черно поле d4 · бяла пешка на бяло поле b3 · бяла пешка на бяло поле d3 · бяла пешка на черно поле g3 · черен офицер на бяло поле h3 · бяла пешка на бяло поле a2 · бяла пешка на черно поле f2 · бяла пешка на черно поле h2 · бял топ на черно поле a1 · бял кон на бяло поле b1 · бял топ на бяло поле d1 · бял цар на черно поле g1 | черен топ на черно поле h8 · черна пешка на черно поле a7 · черна пешка на черно поле c7 · черен цар на бяло поле d7 · черна пешка на бяло поле f7 · черна пешка на черно поле g7 · бяла дама на бяло поле a6 · черна пешка на бяло поле c6 · черна дама на черно поле f6 · черна пешка на черно поле h6 · черен офицер на черно поле c5 · черна пешка на бяло поле d5 · бял кон на бяло поле c4 · черен топ на черно поле d4 · бяла пешка на бяло поле b3 · бяла пешка на бяло поле d3 · бяла пешка на черно поле g3 · черен офицер на бяло поле h3 · бяла пешка на бяло поле a2 · бяла пешка на черно поле f2 · бяла пешка на черно поле h2 · бял топ на черно поле a1 · бял кон на бяло поле b1 · бял топ на бяло поле d1 · бял цар на черно поле g1 | черен топ на черно поле h8 · черна пешка на черно поле a7 · черна пешка на черно поле c7 · черен цар на бяло поле d7 · черна пешка на бяло поле f7 · черна пешка на черно поле g7 · бяла дама на бяло поле a6 · черна пешка на бяло поле c6 · черна дама на черно поле f6 · черна пешка на черно поле h6 · черен офицер на черно поле c5 · черна пешка на бяло поле d5 · бял кон на бяло поле c4 · черен топ на черно поле d4 · бяла пешка на бяло поле b3 · бяла пешка на бяло поле d3 · бяла пешка на черно поле g3 · черен офицер на бяло поле h3 · бяла пешка на бяло поле a2 · бяла пешка на черно поле f2 · бяла пешка на черно поле h2 · бял топ на черно поле a1 · бял кон на бяло поле b1 · бял топ на бяло поле d1 · бял цар на черно поле g1 | черен топ на черно поле h8 · черна пешка на черно поле a7 · черна пешка на черно поле c7 · черен цар на бяло поле d7 · черна пешка на бяло поле f7 · черна пешка на черно поле g7 · бяла дама на бяло поле a6 · черна пешка на бяло поле c6 · черна дама на черно поле f6 · черна пешка на черно поле h6 · черен офицер на черно поле c5 · черна пешка на бяло поле d5 · бял кон на бяло поле c4 · черен топ на черно поле d4 · бяла пешка на бяло поле b3 · бяла пешка на бяло поле d3 · бяла пешка на черно поле g3 · черен офицер на бяло поле h3 · бяла пешка на бяло поле a2 · бяла пешка на черно поле f2 · бяла пешка на черно поле h2 · бял топ на черно поле a1 · бял кон на бяло поле b1 · бял топ на бяло поле d1 · бял цар на черно поле g1 | черен топ на черно поле h8 · черна пешка на черно поле a7 · черна пешка на черно поле c7 · черен цар на бяло поле d7 · черна пешка на бяло поле f7 · черна пешка на черно поле g7 · бяла дама на бяло поле a6 · черна пешка на бяло поле c6 · черна дама на черно поле f6 · черна пешка на черно поле h6 · черен офицер на черно поле c5 · черна пешка на бяло поле d5 · бял кон на бяло поле c4 · черен топ на черно поле d4 · бяла пешка на бяло поле b3 · бяла пешка на бяло поле d3 · бяла пешка на черно поле g3 · черен офицер на бяло поле h3 · бяла пешка на бяло поле a2 · бяла пешка на черно поле f2 · бяла пешка на черно поле h2 · бял топ на черно поле a1 · бял кон на бяло поле b1 · бял топ на бяло поле d1 · бял цар на черно поле g1 | черен топ на черно поле h8 · черна пешка на черно поле a7 · черна пешка на черно поле c7 · черен цар на бяло поле d7 · черна пешка на бяло поле f7 · черна пешка на черно поле g7 · бяла дама на бяло поле a6 · черна пешка на бяло поле c6 · черна дама на черно поле f6 · черна пешка на черно поле h6 · черен офицер на черно поле c5 · черна пешка на бяло поле d5 · бял кон на бяло поле c4 · черен топ на черно поле d4 · бяла пешка на бяло поле b3 · бяла пешка на бяло поле d3 · бяла пешка на черно поле g3 · черен офицер на бяло поле h3 · бяла пешка на бяло поле a2 · бяла пешка на черно поле f2 · бяла пешка на черно поле h2 · бял топ на черно поле a1 · бял кон на бяло поле b1 · бял топ на бяло поле d1 · бял цар на черно поле g1 | черен топ на черно поле h8 · черна пешка на черно поле a7 · черна пешка на черно поле c7 · черен цар на бяло поле d7 · черна пешка на бяло поле f7 · черна пешка на черно поле g7 · бяла дама на бяло поле a6 · черна пешка на бяло поле c6 · черна дама на черно поле f6 · черна пешка на черно поле h6 · черен офицер на черно поле c5 · черна пешка на бяло поле d5 · бял кон на бяло поле c4 · черен топ на черно поле d4 · бяла пешка на бяло поле b3 · бяла пешка на бяло поле d3 · бяла пешка на черно поле g3 · черен офицер на бяло поле h3 · бяла пешка на бяло поле a2 · бяла пешка на черно поле f2 · бяла пешка на черно поле h2 · бял топ на черно поле a1 · бял кон на бяло поле b1 · бял топ на бяло поле d1 · бял цар на черно поле g1 | 1 |
|   | a | b | c | d | e | f | g | h |   |

|   | a | b | c | d | e | f | g | h |   |
| 8 | черен топ на бяло поле e8 · черна пешка на черно поле a7 · черна пешка на черно поле c7 · черен цар на бяло поле d7 · черна пешка на бяло поле f7 · черна пешка на черно поле g7 · бяла дама на бяло поле a6 · черна пешка на бяло поле c6 · черна пешка на черно поле h6 · черна пешка на бяло поле d5 · бял кон на бяло поле c4 · бяла пешка на бяло поле b3 · черен офицер на черно поле c3 · бяла пешка на бяло поле d3 · бяла пешка на черно поле g3 · черен офицер на бяло поле h3 · бяла пешка на бяло поле a2 · бял топ на черно поле d2 · бял цар на бяло поле e2 · бяла пешка на черно поле h2 · бял топ на черно поле a1 · черен топ на бяло поле f1 | черен топ на бяло поле e8 · черна пешка на черно поле a7 · черна пешка на черно поле c7 · черен цар на бяло поле d7 · черна пешка на бяло поле f7 · черна пешка на черно поле g7 · бяла дама на бяло поле a6 · черна пешка на бяло поле c6 · черна пешка на черно поле h6 · черна пешка на бяло поле d5 · бял кон на бяло поле c4 · бяла пешка на бяло поле b3 · черен офицер на черно поле c3 · бяла пешка на бяло поле d3 · бяла пешка на черно поле g3 · черен офицер на бяло поле h3 · бяла пешка на бяло поле a2 · бял топ на черно поле d2 · бял цар на бяло поле e2 · бяла пешка на черно поле h2 · бял топ на черно поле a1 · черен топ на бяло поле f1 | черен топ на бяло поле e8 · черна пешка на черно поле a7 · черна пешка на черно поле c7 · черен цар на бяло поле d7 · черна пешка на бяло поле f7 · черна пешка на черно поле g7 · бяла дама на бяло поле a6 · черна пешка на бяло поле c6 · черна пешка на черно поле h6 · черна пешка на бяло поле d5 · бял кон на бяло поле c4 · бяла пешка на бяло поле b3 · черен офицер на черно поле c3 · бяла пешка на бяло поле d3 · бяла пешка на черно поле g3 · черен офицер на бяло поле h3 · бяла пешка на бяло поле a2 · бял топ на черно поле d2 · бял цар на бяло поле e2 · бяла пешка на черно поле h2 · бял топ на черно поле a1 · черен топ на бяло поле f1 | черен топ на бяло поле e8 · черна пешка на черно поле a7 · черна пешка на черно поле c7 · черен цар на бяло поле d7 · черна пешка на бяло поле f7 · черна пешка на черно поле g7 · бяла дама на бяло поле a6 · черна пешка на бяло поле c6 · черна пешка на черно поле h6 · черна пешка на бяло поле d5 · бял кон на бяло поле c4 · бяла пешка на бяло поле b3 · черен офицер на черно поле c3 · бяла пешка на бяло поле d3 · бяла пешка на черно поле g3 · черен офицер на бяло поле h3 · бяла пешка на бяло поле a2 · бял топ на черно поле d2 · бял цар на бяло поле e2 · бяла пешка на черно поле h2 · бял топ на черно поле a1 · черен топ на бяло поле f1 | черен топ на бяло поле e8 · черна пешка на черно поле a7 · черна пешка на черно поле c7 · черен цар на бяло поле d7 · черна пешка на бяло поле f7 · черна пешка на черно поле g7 · бяла дама на бяло поле a6 · черна пешка на бяло поле c6 · черна пешка на черно поле h6 · черна пешка на бяло поле d5 · бял кон на бяло поле c4 · бяла пешка на бяло поле b3 · черен офицер на черно поле c3 · бяла пешка на бяло поле d3 · бяла пешка на черно поле g3 · черен офицер на бяло поле h3 · бяла пешка на бяло поле a2 · бял топ на черно поле d2 · бял цар на бяло поле e2 · бяла пешка на черно поле h2 · бял топ на черно поле a1 · черен топ на бяло поле f1 | черен топ на бяло поле e8 · черна пешка на черно поле a7 · черна пешка на черно поле c7 · черен цар на бяло поле d7 · черна пешка на бяло поле f7 · черна пешка на черно поле g7 · бяла дама на бяло поле a6 · черна пешка на бяло поле c6 · черна пешка на черно поле h6 · черна пешка на бяло поле d5 · бял кон на бяло поле c4 · бяла пешка на бяло поле b3 · черен офицер на черно поле c3 · бяла пешка на бяло поле d3 · бяла пешка на черно поле g3 · черен офицер на бяло поле h3 · бяла пешка на бяло поле a2 · бял топ на черно поле d2 · бял цар на бяло поле e2 · бяла пешка на черно поле h2 · бял топ на черно поле a1 · черен топ на бяло поле f1 | черен топ на бяло поле e8 · черна пешка на черно поле a7 · черна пешка на черно поле c7 · черен цар на бяло поле d7 · черна пешка на бяло поле f7 · черна пешка на черно поле g7 · бяла дама на бяло поле a6 · черна пешка на бяло поле c6 · черна пешка на черно поле h6 · черна пешка на бяло поле d5 · бял кон на бяло поле c4 · бяла пешка на бяло поле b3 · черен офицер на черно поле c3 · бяла пешка на бяло поле d3 · бяла пешка на черно поле g3 · черен офицер на бяло поле h3 · бяла пешка на бяло поле a2 · бял топ на черно поле d2 · бял цар на бяло поле e2 · бяла пешка на черно поле h2 · бял топ на черно поле a1 · черен топ на бяло поле f1 | черен топ на бяло поле e8 · черна пешка на черно поле a7 · черна пешка на черно поле c7 · черен цар на бяло поле d7 · черна пешка на бяло поле f7 · черна пешка на черно поле g7 · бяла дама на бяло поле a6 · черна пешка на бяло поле c6 · черна пешка на черно поле h6 · черна пешка на бяло поле d5 · бял кон на бяло поле c4 · бяла пешка на бяло поле b3 · черен офицер на черно поле c3 · бяла пешка на бяло поле d3 · бяла пешка на черно поле g3 · черен офицер на бяло поле h3 · бяла пешка на бяло поле a2 · бял топ на черно поле d2 · бял цар на бяло поле e2 · бяла пешка на черно поле h2 · бял топ на черно поле a1 · черен топ на бяло поле f1 | 8 |
| 7 | черен топ на бяло поле e8 · черна пешка на черно поле a7 · черна пешка на черно поле c7 · черен цар на бяло поле d7 · черна пешка на бяло поле f7 · черна пешка на черно поле g7 · бяла дама на бяло поле a6 · черна пешка на бяло поле c6 · черна пешка на черно поле h6 · черна пешка на бяло поле d5 · бял кон на бяло поле c4 · бяла пешка на бяло поле b3 · черен офицер на черно поле c3 · бяла пешка на бяло поле d3 · бяла пешка на черно поле g3 · черен офицер на бяло поле h3 · бяла пешка на бяло поле a2 · бял топ на черно поле d2 · бял цар на бяло поле e2 · бяла пешка на черно поле h2 · бял топ на черно поле a1 · черен топ на бяло поле f1 | черен топ на бяло поле e8 · черна пешка на черно поле a7 · черна пешка на черно поле c7 · черен цар на бяло поле d7 · черна пешка на бяло поле f7 · черна пешка на черно поле g7 · бяла дама на бяло поле a6 · черна пешка на бяло поле c6 · черна пешка на черно поле h6 · черна пешка на бяло поле d5 · бял кон на бяло поле c4 · бяла пешка на бяло поле b3 · черен офицер на черно поле c3 · бяла пешка на бяло поле d3 · бяла пешка на черно поле g3 · черен офицер на бяло поле h3 · бяла пешка на бяло поле a2 · бял топ на черно поле d2 · бял цар на бяло поле e2 · бяла пешка на черно поле h2 · бял топ на черно поле a1 · черен топ на бяло поле f1 | черен топ на бяло поле e8 · черна пешка на черно поле a7 · черна пешка на черно поле c7 · черен цар на бяло поле d7 · черна пешка на бяло поле f7 · черна пешка на черно поле g7 · бяла дама на бяло поле a6 · черна пешка на бяло поле c6 · черна пешка на черно поле h6 · черна пешка на бяло поле d5 · бял кон на бяло поле c4 · бяла пешка на бяло поле b3 · черен офицер на черно поле c3 · бяла пешка на бяло поле d3 · бяла пешка на черно поле g3 · черен офицер на бяло поле h3 · бяла пешка на бяло поле a2 · бял топ на черно поле d2 · бял цар на бяло поле e2 · бяла пешка на черно поле h2 · бял топ на черно поле a1 · черен топ на бяло поле f1 | черен топ на бяло поле e8 · черна пешка на черно поле a7 · черна пешка на черно поле c7 · черен цар на бяло поле d7 · черна пешка на бяло поле f7 · черна пешка на черно поле g7 · бяла дама на бяло поле a6 · черна пешка на бяло поле c6 · черна пешка на черно поле h6 · черна пешка на бяло поле d5 · бял кон на бяло поле c4 · бяла пешка на бяло поле b3 · черен офицер на черно поле c3 · бяла пешка на бяло поле d3 · бяла пешка на черно поле g3 · черен офицер на бяло поле h3 · бяла пешка на бяло поле a2 · бял топ на черно поле d2 · бял цар на бяло поле e2 · бяла пешка на черно поле h2 · бял топ на черно поле a1 · черен топ на бяло поле f1 | черен топ на бяло поле e8 · черна пешка на черно поле a7 · черна пешка на черно поле c7 · черен цар на бяло поле d7 · черна пешка на бяло поле f7 · черна пешка на черно поле g7 · бяла дама на бяло поле a6 · черна пешка на бяло поле c6 · черна пешка на черно поле h6 · черна пешка на бяло поле d5 · бял кон на бяло поле c4 · бяла пешка на бяло поле b3 · черен офицер на черно поле c3 · бяла пешка на бяло поле d3 · бяла пешка на черно поле g3 · черен офицер на бяло поле h3 · бяла пешка на бяло поле a2 · бял топ на черно поле d2 · бял цар на бяло поле e2 · бяла пешка на черно поле h2 · бял топ на черно поле a1 · черен топ на бяло поле f1 | черен топ на бяло поле e8 · черна пешка на черно поле a7 · черна пешка на черно поле c7 · черен цар на бяло поле d7 · черна пешка на бяло поле f7 · черна пешка на черно поле g7 · бяла дама на бяло поле a6 · черна пешка на бяло поле c6 · черна пешка на черно поле h6 · черна пешка на бяло поле d5 · бял кон на бяло поле c4 · бяла пешка на бяло поле b3 · черен офицер на черно поле c3 · бяла пешка на бяло поле d3 · бяла пешка на черно поле g3 · черен офицер на бяло поле h3 · бяла пешка на бяло поле a2 · бял топ на черно поле d2 · бял цар на бяло поле e2 · бяла пешка на черно поле h2 · бял топ на черно поле a1 · черен топ на бяло поле f1 | черен топ на бяло поле e8 · черна пешка на черно поле a7 · черна пешка на черно поле c7 · черен цар на бяло поле d7 · черна пешка на бяло поле f7 · черна пешка на черно поле g7 · бяла дама на бяло поле a6 · черна пешка на бяло поле c6 · черна пешка на черно поле h6 · черна пешка на бяло поле d5 · бял кон на бяло поле c4 · бяла пешка на бяло поле b3 · черен офицер на черно поле c3 · бяла пешка на бяло поле d3 · бяла пешка на черно поле g3 · черен офицер на бяло поле h3 · бяла пешка на бяло поле a2 · бял топ на черно поле d2 · бял цар на бяло поле e2 · бяла пешка на черно поле h2 · бял топ на черно поле a1 · черен топ на бяло поле f1 | черен топ на бяло поле e8 · черна пешка на черно поле a7 · черна пешка на черно поле c7 · черен цар на бяло поле d7 · черна пешка на бяло поле f7 · черна пешка на черно поле g7 · бяла дама на бяло поле a6 · черна пешка на бяло поле c6 · черна пешка на черно поле h6 · черна пешка на бяло поле d5 · бял кон на бяло поле c4 · бяла пешка на бяло поле b3 · черен офицер на черно поле c3 · бяла пешка на бяло поле d3 · бяла пешка на черно поле g3 · черен офицер на бяло поле h3 · бяла пешка на бяло поле a2 · бял топ на черно поле d2 · бял цар на бяло поле e2 · бяла пешка на черно поле h2 · бял топ на черно поле a1 · черен топ на бяло поле f1 | 7 |
| 6 | черен топ на бяло поле e8 · черна пешка на черно поле a7 · черна пешка на черно поле c7 · черен цар на бяло поле d7 · черна пешка на бяло поле f7 · черна пешка на черно поле g7 · бяла дама на бяло поле a6 · черна пешка на бяло поле c6 · черна пешка на черно поле h6 · черна пешка на бяло поле d5 · бял кон на бяло поле c4 · бяла пешка на бяло поле b3 · черен офицер на черно поле c3 · бяла пешка на бяло поле d3 · бяла пешка на черно поле g3 · черен офицер на бяло поле h3 · бяла пешка на бяло поле a2 · бял топ на черно поле d2 · бял цар на бяло поле e2 · бяла пешка на черно поле h2 · бял топ на черно поле a1 · черен топ на бяло поле f1 | черен топ на бяло поле e8 · черна пешка на черно поле a7 · черна пешка на черно поле c7 · черен цар на бяло поле d7 · черна пешка на бяло поле f7 · черна пешка на черно поле g7 · бяла дама на бяло поле a6 · черна пешка на бяло поле c6 · черна пешка на черно поле h6 · черна пешка на бяло поле d5 · бял кон на бяло поле c4 · бяла пешка на бяло поле b3 · черен офицер на черно поле c3 · бяла пешка на бяло поле d3 · бяла пешка на черно поле g3 · черен офицер на бяло поле h3 · бяла пешка на бяло поле a2 · бял топ на черно поле d2 · бял цар на бяло поле e2 · бяла пешка на черно поле h2 · бял топ на черно поле a1 · черен топ на бяло поле f1 | черен топ на бяло поле e8 · черна пешка на черно поле a7 · черна пешка на черно поле c7 · черен цар на бяло поле d7 · черна пешка на бяло поле f7 · черна пешка на черно поле g7 · бяла дама на бяло поле a6 · черна пешка на бяло поле c6 · черна пешка на черно поле h6 · черна пешка на бяло поле d5 · бял кон на бяло поле c4 · бяла пешка на бяло поле b3 · черен офицер на черно поле c3 · бяла пешка на бяло поле d3 · бяла пешка на черно поле g3 · черен офицер на бяло поле h3 · бяла пешка на бяло поле a2 · бял топ на черно поле d2 · бял цар на бяло поле e2 · бяла пешка на черно поле h2 · бял топ на черно поле a1 · черен топ на бяло поле f1 | черен топ на бяло поле e8 · черна пешка на черно поле a7 · черна пешка на черно поле c7 · черен цар на бяло поле d7 · черна пешка на бяло поле f7 · черна пешка на черно поле g7 · бяла дама на бяло поле a6 · черна пешка на бяло поле c6 · черна пешка на черно поле h6 · черна пешка на бяло поле d5 · бял кон на бяло поле c4 · бяла пешка на бяло поле b3 · черен офицер на черно поле c3 · бяла пешка на бяло поле d3 · бяла пешка на черно поле g3 · черен офицер на бяло поле h3 · бяла пешка на бяло поле a2 · бял топ на черно поле d2 · бял цар на бяло поле e2 · бяла пешка на черно поле h2 · бял топ на черно поле a1 · черен топ на бяло поле f1 | черен топ на бяло поле e8 · черна пешка на черно поле a7 · черна пешка на черно поле c7 · черен цар на бяло поле d7 · черна пешка на бяло поле f7 · черна пешка на черно поле g7 · бяла дама на бяло поле a6 · черна пешка на бяло поле c6 · черна пешка на черно поле h6 · черна пешка на бяло поле d5 · бял кон на бяло поле c4 · бяла пешка на бяло поле b3 · черен офицер на черно поле c3 · бяла пешка на бяло поле d3 · бяла пешка на черно поле g3 · черен офицер на бяло поле h3 · бяла пешка на бяло поле a2 · бял топ на черно поле d2 · бял цар на бяло поле e2 · бяла пешка на черно поле h2 · бял топ на черно поле a1 · черен топ на бяло поле f1 | черен топ на бяло поле e8 · черна пешка на черно поле a7 · черна пешка на черно поле c7 · черен цар на бяло поле d7 · черна пешка на бяло поле f7 · черна пешка на черно поле g7 · бяла дама на бяло поле a6 · черна пешка на бяло поле c6 · черна пешка на черно поле h6 · черна пешка на бяло поле d5 · бял кон на бяло поле c4 · бяла пешка на бяло поле b3 · черен офицер на черно поле c3 · бяла пешка на бяло поле d3 · бяла пешка на черно поле g3 · черен офицер на бяло поле h3 · бяла пешка на бяло поле a2 · бял топ на черно поле d2 · бял цар на бяло поле e2 · бяла пешка на черно поле h2 · бял топ на черно поле a1 · черен топ на бяло поле f1 | черен топ на бяло поле e8 · черна пешка на черно поле a7 · черна пешка на черно поле c7 · черен цар на бяло поле d7 · черна пешка на бяло поле f7 · черна пешка на черно поле g7 · бяла дама на бяло поле a6 · черна пешка на бяло поле c6 · черна пешка на черно поле h6 · черна пешка на бяло поле d5 · бял кон на бяло поле c4 · бяла пешка на бяло поле b3 · черен офицер на черно поле c3 · бяла пешка на бяло поле d3 · бяла пешка на черно поле g3 · черен офицер на бяло поле h3 · бяла пешка на бяло поле a2 · бял топ на черно поле d2 · бял цар на бяло поле e2 · бяла пешка на черно поле h2 · бял топ на черно поле a1 · черен топ на бяло поле f1 | черен топ на бяло поле e8 · черна пешка на черно поле a7 · черна пешка на черно поле c7 · черен цар на бяло поле d7 · черна пешка на бяло поле f7 · черна пешка на черно поле g7 · бяла дама на бяло поле a6 · черна пешка на бяло поле c6 · черна пешка на черно поле h6 · черна пешка на бяло поле d5 · бял кон на бяло поле c4 · бяла пешка на бяло поле b3 · черен офицер на черно поле c3 · бяла пешка на бяло поле d3 · бяла пешка на черно поле g3 · черен офицер на бяло поле h3 · бяла пешка на бяло поле a2 · бял топ на черно поле d2 · бял цар на бяло поле e2 · бяла пешка на черно поле h2 · бял топ на черно поле a1 · черен топ на бяло поле f1 | 6 |
| 5 | черен топ на бяло поле e8 · черна пешка на черно поле a7 · черна пешка на черно поле c7 · черен цар на бяло поле d7 · черна пешка на бяло поле f7 · черна пешка на черно поле g7 · бяла дама на бяло поле a6 · черна пешка на бяло поле c6 · черна пешка на черно поле h6 · черна пешка на бяло поле d5 · бял кон на бяло поле c4 · бяла пешка на бяло поле b3 · черен офицер на черно поле c3 · бяла пешка на бяло поле d3 · бяла пешка на черно поле g3 · черен офицер на бяло поле h3 · бяла пешка на бяло поле a2 · бял топ на черно поле d2 · бял цар на бяло поле e2 · бяла пешка на черно поле h2 · бял топ на черно поле a1 · черен топ на бяло поле f1 | черен топ на бяло поле e8 · черна пешка на черно поле a7 · черна пешка на черно поле c7 · черен цар на бяло поле d7 · черна пешка на бяло поле f7 · черна пешка на черно поле g7 · бяла дама на бяло поле a6 · черна пешка на бяло поле c6 · черна пешка на черно поле h6 · черна пешка на бяло поле d5 · бял кон на бяло поле c4 · бяла пешка на бяло поле b3 · черен офицер на черно поле c3 · бяла пешка на бяло поле d3 · бяла пешка на черно поле g3 · черен офицер на бяло поле h3 · бяла пешка на бяло поле a2 · бял топ на черно поле d2 · бял цар на бяло поле e2 · бяла пешка на черно поле h2 · бял топ на черно поле a1 · черен топ на бяло поле f1 | черен топ на бяло поле e8 · черна пешка на черно поле a7 · черна пешка на черно поле c7 · черен цар на бяло поле d7 · черна пешка на бяло поле f7 · черна пешка на черно поле g7 · бяла дама на бяло поле a6 · черна пешка на бяло поле c6 · черна пешка на черно поле h6 · черна пешка на бяло поле d5 · бял кон на бяло поле c4 · бяла пешка на бяло поле b3 · черен офицер на черно поле c3 · бяла пешка на бяло поле d3 · бяла пешка на черно поле g3 · черен офицер на бяло поле h3 · бяла пешка на бяло поле a2 · бял топ на черно поле d2 · бял цар на бяло поле e2 · бяла пешка на черно поле h2 · бял топ на черно поле a1 · черен топ на бяло поле f1 | черен топ на бяло поле e8 · черна пешка на черно поле a7 · черна пешка на черно поле c7 · черен цар на бяло поле d7 · черна пешка на бяло поле f7 · черна пешка на черно поле g7 · бяла дама на бяло поле a6 · черна пешка на бяло поле c6 · черна пешка на черно поле h6 · черна пешка на бяло поле d5 · бял кон на бяло поле c4 · бяла пешка на бяло поле b3 · черен офицер на черно поле c3 · бяла пешка на бяло поле d3 · бяла пешка на черно поле g3 · черен офицер на бяло поле h3 · бяла пешка на бяло поле a2 · бял топ на черно поле d2 · бял цар на бяло поле e2 · бяла пешка на черно поле h2 · бял топ на черно поле a1 · черен топ на бяло поле f1 | черен топ на бяло поле e8 · черна пешка на черно поле a7 · черна пешка на черно поле c7 · черен цар на бяло поле d7 · черна пешка на бяло поле f7 · черна пешка на черно поле g7 · бяла дама на бяло поле a6 · черна пешка на бяло поле c6 · черна пешка на черно поле h6 · черна пешка на бяло поле d5 · бял кон на бяло поле c4 · бяла пешка на бяло поле b3 · черен офицер на черно поле c3 · бяла пешка на бяло поле d3 · бяла пешка на черно поле g3 · черен офицер на бяло поле h3 · бяла пешка на бяло поле a2 · бял топ на черно поле d2 · бял цар на бяло поле e2 · бяла пешка на черно поле h2 · бял топ на черно поле a1 · черен топ на бяло поле f1 | черен топ на бяло поле e8 · черна пешка на черно поле a7 · черна пешка на черно поле c7 · черен цар на бяло поле d7 · черна пешка на бяло поле f7 · черна пешка на черно поле g7 · бяла дама на бяло поле a6 · черна пешка на бяло поле c6 · черна пешка на черно поле h6 · черна пешка на бяло поле d5 · бял кон на бяло поле c4 · бяла пешка на бяло поле b3 · черен офицер на черно поле c3 · бяла пешка на бяло поле d3 · бяла пешка на черно поле g3 · черен офицер на бяло поле h3 · бяла пешка на бяло поле a2 · бял топ на черно поле d2 · бял цар на бяло поле e2 · бяла пешка на черно поле h2 · бял топ на черно поле a1 · черен топ на бяло поле f1 | черен топ на бяло поле e8 · черна пешка на черно поле a7 · черна пешка на черно поле c7 · черен цар на бяло поле d7 · черна пешка на бяло поле f7 · черна пешка на черно поле g7 · бяла дама на бяло поле a6 · черна пешка на бяло поле c6 · черна пешка на черно поле h6 · черна пешка на бяло поле d5 · бял кон на бяло поле c4 · бяла пешка на бяло поле b3 · черен офицер на черно поле c3 · бяла пешка на бяло поле d3 · бяла пешка на черно поле g3 · черен офицер на бяло поле h3 · бяла пешка на бяло поле a2 · бял топ на черно поле d2 · бял цар на бяло поле e2 · бяла пешка на черно поле h2 · бял топ на черно поле a1 · черен топ на бяло поле f1 | черен топ на бяло поле e8 · черна пешка на черно поле a7 · черна пешка на черно поле c7 · черен цар на бяло поле d7 · черна пешка на бяло поле f7 · черна пешка на черно поле g7 · бяла дама на бяло поле a6 · черна пешка на бяло поле c6 · черна пешка на черно поле h6 · черна пешка на бяло поле d5 · бял кон на бяло поле c4 · бяла пешка на бяло поле b3 · черен офицер на черно поле c3 · бяла пешка на бяло поле d3 · бяла пешка на черно поле g3 · черен офицер на бяло поле h3 · бяла пешка на бяло поле a2 · бял топ на черно поле d2 · бял цар на бяло поле e2 · бяла пешка на черно поле h2 · бял топ на черно поле a1 · черен топ на бяло поле f1 | 5 |
| 4 | черен топ на бяло поле e8 · черна пешка на черно поле a7 · черна пешка на черно поле c7 · черен цар на бяло поле d7 · черна пешка на бяло поле f7 · черна пешка на черно поле g7 · бяла дама на бяло поле a6 · черна пешка на бяло поле c6 · черна пешка на черно поле h6 · черна пешка на бяло поле d5 · бял кон на бяло поле c4 · бяла пешка на бяло поле b3 · черен офицер на черно поле c3 · бяла пешка на бяло поле d3 · бяла пешка на черно поле g3 · черен офицер на бяло поле h3 · бяла пешка на бяло поле a2 · бял топ на черно поле d2 · бял цар на бяло поле e2 · бяла пешка на черно поле h2 · бял топ на черно поле a1 · черен топ на бяло поле f1 | черен топ на бяло поле e8 · черна пешка на черно поле a7 · черна пешка на черно поле c7 · черен цар на бяло поле d7 · черна пешка на бяло поле f7 · черна пешка на черно поле g7 · бяла дама на бяло поле a6 · черна пешка на бяло поле c6 · черна пешка на черно поле h6 · черна пешка на бяло поле d5 · бял кон на бяло поле c4 · бяла пешка на бяло поле b3 · черен офицер на черно поле c3 · бяла пешка на бяло поле d3 · бяла пешка на черно поле g3 · черен офицер на бяло поле h3 · бяла пешка на бяло поле a2 · бял топ на черно поле d2 · бял цар на бяло поле e2 · бяла пешка на черно поле h2 · бял топ на черно поле a1 · черен топ на бяло поле f1 | черен топ на бяло поле e8 · черна пешка на черно поле a7 · черна пешка на черно поле c7 · черен цар на бяло поле d7 · черна пешка на бяло поле f7 · черна пешка на черно поле g7 · бяла дама на бяло поле a6 · черна пешка на бяло поле c6 · черна пешка на черно поле h6 · черна пешка на бяло поле d5 · бял кон на бяло поле c4 · бяла пешка на бяло поле b3 · черен офицер на черно поле c3 · бяла пешка на бяло поле d3 · бяла пешка на черно поле g3 · черен офицер на бяло поле h3 · бяла пешка на бяло поле a2 · бял топ на черно поле d2 · бял цар на бяло поле e2 · бяла пешка на черно поле h2 · бял топ на черно поле a1 · черен топ на бяло поле f1 | черен топ на бяло поле e8 · черна пешка на черно поле a7 · черна пешка на черно поле c7 · черен цар на бяло поле d7 · черна пешка на бяло поле f7 · черна пешка на черно поле g7 · бяла дама на бяло поле a6 · черна пешка на бяло поле c6 · черна пешка на черно поле h6 · черна пешка на бяло поле d5 · бял кон на бяло поле c4 · бяла пешка на бяло поле b3 · черен офицер на черно поле c3 · бяла пешка на бяло поле d3 · бяла пешка на черно поле g3 · черен офицер на бяло поле h3 · бяла пешка на бяло поле a2 · бял топ на черно поле d2 · бял цар на бяло поле e2 · бяла пешка на черно поле h2 · бял топ на черно поле a1 · черен топ на бяло поле f1 | черен топ на бяло поле e8 · черна пешка на черно поле a7 · черна пешка на черно поле c7 · черен цар на бяло поле d7 · черна пешка на бяло поле f7 · черна пешка на черно поле g7 · бяла дама на бяло поле a6 · черна пешка на бяло поле c6 · черна пешка на черно поле h6 · черна пешка на бяло поле d5 · бял кон на бяло поле c4 · бяла пешка на бяло поле b3 · черен офицер на черно поле c3 · бяла пешка на бяло поле d3 · бяла пешка на черно поле g3 · черен офицер на бяло поле h3 · бяла пешка на бяло поле a2 · бял топ на черно поле d2 · бял цар на бяло поле e2 · бяла пешка на черно поле h2 · бял топ на черно поле a1 · черен топ на бяло поле f1 | черен топ на бяло поле e8 · черна пешка на черно поле a7 · черна пешка на черно поле c7 · черен цар на бяло поле d7 · черна пешка на бяло поле f7 · черна пешка на черно поле g7 · бяла дама на бяло поле a6 · черна пешка на бяло поле c6 · черна пешка на черно поле h6 · черна пешка на бяло поле d5 · бял кон на бяло поле c4 · бяла пешка на бяло поле b3 · черен офицер на черно поле c3 · бяла пешка на бяло поле d3 · бяла пешка на черно поле g3 · черен офицер на бяло поле h3 · бяла пешка на бяло поле a2 · бял топ на черно поле d2 · бял цар на бяло поле e2 · бяла пешка на черно поле h2 · бял топ на черно поле a1 · черен топ на бяло поле f1 | черен топ на бяло поле e8 · черна пешка на черно поле a7 · черна пешка на черно поле c7 · черен цар на бяло поле d7 · черна пешка на бяло поле f7 · черна пешка на черно поле g7 · бяла дама на бяло поле a6 · черна пешка на бяло поле c6 · черна пешка на черно поле h6 · черна пешка на бяло поле d5 · бял кон на бяло поле c4 · бяла пешка на бяло поле b3 · черен офицер на черно поле c3 · бяла пешка на бяло поле d3 · бяла пешка на черно поле g3 · черен офицер на бяло поле h3 · бяла пешка на бяло поле a2 · бял топ на черно поле d2 · бял цар на бяло поле e2 · бяла пешка на черно поле h2 · бял топ на черно поле a1 · черен топ на бяло поле f1 | черен топ на бяло поле e8 · черна пешка на черно поле a7 · черна пешка на черно поле c7 · черен цар на бяло поле d7 · черна пешка на бяло поле f7 · черна пешка на черно поле g7 · бяла дама на бяло поле a6 · черна пешка на бяло поле c6 · черна пешка на черно поле h6 · черна пешка на бяло поле d5 · бял кон на бяло поле c4 · бяла пешка на бяло поле b3 · черен офицер на черно поле c3 · бяла пешка на бяло поле d3 · бяла пешка на черно поле g3 · черен офицер на бяло поле h3 · бяла пешка на бяло поле a2 · бял топ на черно поле d2 · бял цар на бяло поле e2 · бяла пешка на черно поле h2 · бял топ на черно поле a1 · черен топ на бяло поле f1 | 4 |
| 3 | черен топ на бяло поле e8 · черна пешка на черно поле a7 · черна пешка на черно поле c7 · черен цар на бяло поле d7 · черна пешка на бяло поле f7 · черна пешка на черно поле g7 · бяла дама на бяло поле a6 · черна пешка на бяло поле c6 · черна пешка на черно поле h6 · черна пешка на бяло поле d5 · бял кон на бяло поле c4 · бяла пешка на бяло поле b3 · черен офицер на черно поле c3 · бяла пешка на бяло поле d3 · бяла пешка на черно поле g3 · черен офицер на бяло поле h3 · бяла пешка на бяло поле a2 · бял топ на черно поле d2 · бял цар на бяло поле e2 · бяла пешка на черно поле h2 · бял топ на черно поле a1 · черен топ на бяло поле f1 | черен топ на бяло поле e8 · черна пешка на черно поле a7 · черна пешка на черно поле c7 · черен цар на бяло поле d7 · черна пешка на бяло поле f7 · черна пешка на черно поле g7 · бяла дама на бяло поле a6 · черна пешка на бяло поле c6 · черна пешка на черно поле h6 · черна пешка на бяло поле d5 · бял кон на бяло поле c4 · бяла пешка на бяло поле b3 · черен офицер на черно поле c3 · бяла пешка на бяло поле d3 · бяла пешка на черно поле g3 · черен офицер на бяло поле h3 · бяла пешка на бяло поле a2 · бял топ на черно поле d2 · бял цар на бяло поле e2 · бяла пешка на черно поле h2 · бял топ на черно поле a1 · черен топ на бяло поле f1 | черен топ на бяло поле e8 · черна пешка на черно поле a7 · черна пешка на черно поле c7 · черен цар на бяло поле d7 · черна пешка на бяло поле f7 · черна пешка на черно поле g7 · бяла дама на бяло поле a6 · черна пешка на бяло поле c6 · черна пешка на черно поле h6 · черна пешка на бяло поле d5 · бял кон на бяло поле c4 · бяла пешка на бяло поле b3 · черен офицер на черно поле c3 · бяла пешка на бяло поле d3 · бяла пешка на черно поле g3 · черен офицер на бяло поле h3 · бяла пешка на бяло поле a2 · бял топ на черно поле d2 · бял цар на бяло поле e2 · бяла пешка на черно поле h2 · бял топ на черно поле a1 · черен топ на бяло поле f1 | черен топ на бяло поле e8 · черна пешка на черно поле a7 · черна пешка на черно поле c7 · черен цар на бяло поле d7 · черна пешка на бяло поле f7 · черна пешка на черно поле g7 · бяла дама на бяло поле a6 · черна пешка на бяло поле c6 · черна пешка на черно поле h6 · черна пешка на бяло поле d5 · бял кон на бяло поле c4 · бяла пешка на бяло поле b3 · черен офицер на черно поле c3 · бяла пешка на бяло поле d3 · бяла пешка на черно поле g3 · черен офицер на бяло поле h3 · бяла пешка на бяло поле a2 · бял топ на черно поле d2 · бял цар на бяло поле e2 · бяла пешка на черно поле h2 · бял топ на черно поле a1 · черен топ на бяло поле f1 | черен топ на бяло поле e8 · черна пешка на черно поле a7 · черна пешка на черно поле c7 · черен цар на бяло поле d7 · черна пешка на бяло поле f7 · черна пешка на черно поле g7 · бяла дама на бяло поле a6 · черна пешка на бяло поле c6 · черна пешка на черно поле h6 · черна пешка на бяло поле d5 · бял кон на бяло поле c4 · бяла пешка на бяло поле b3 · черен офицер на черно поле c3 · бяла пешка на бяло поле d3 · бяла пешка на черно поле g3 · черен офицер на бяло поле h3 · бяла пешка на бяло поле a2 · бял топ на черно поле d2 · бял цар на бяло поле e2 · бяла пешка на черно поле h2 · бял топ на черно поле a1 · черен топ на бяло поле f1 | черен топ на бяло поле e8 · черна пешка на черно поле a7 · черна пешка на черно поле c7 · черен цар на бяло поле d7 · черна пешка на бяло поле f7 · черна пешка на черно поле g7 · бяла дама на бяло поле a6 · черна пешка на бяло поле c6 · черна пешка на черно поле h6 · черна пешка на бяло поле d5 · бял кон на бяло поле c4 · бяла пешка на бяло поле b3 · черен офицер на черно поле c3 · бяла пешка на бяло поле d3 · бяла пешка на черно поле g3 · черен офицер на бяло поле h3 · бяла пешка на бяло поле a2 · бял топ на черно поле d2 · бял цар на бяло поле e2 · бяла пешка на черно поле h2 · бял топ на черно поле a1 · черен топ на бяло поле f1 | черен топ на бяло поле e8 · черна пешка на черно поле a7 · черна пешка на черно поле c7 · черен цар на бяло поле d7 · черна пешка на бяло поле f7 · черна пешка на черно поле g7 · бяла дама на бяло поле a6 · черна пешка на бяло поле c6 · черна пешка на черно поле h6 · черна пешка на бяло поле d5 · бял кон на бяло поле c4 · бяла пешка на бяло поле b3 · черен офицер на черно поле c3 · бяла пешка на бяло поле d3 · бяла пешка на черно поле g3 · черен офицер на бяло поле h3 · бяла пешка на бяло поле a2 · бял топ на черно поле d2 · бял цар на бяло поле e2 · бяла пешка на черно поле h2 · бял топ на черно поле a1 · черен топ на бяло поле f1 | черен топ на бяло поле e8 · черна пешка на черно поле a7 · черна пешка на черно поле c7 · черен цар на бяло поле d7 · черна пешка на бяло поле f7 · черна пешка на черно поле g7 · бяла дама на бяло поле a6 · черна пешка на бяло поле c6 · черна пешка на черно поле h6 · черна пешка на бяло поле d5 · бял кон на бяло поле c4 · бяла пешка на бяло поле b3 · черен офицер на черно поле c3 · бяла пешка на бяло поле d3 · бяла пешка на черно поле g3 · черен офицер на бяло поле h3 · бяла пешка на бяло поле a2 · бял топ на черно поле d2 · бял цар на бяло поле e2 · бяла пешка на черно поле h2 · бял топ на черно поле a1 · черен топ на бяло поле f1 | 3 |
| 2 | черен топ на бяло поле e8 · черна пешка на черно поле a7 · черна пешка на черно поле c7 · черен цар на бяло поле d7 · черна пешка на бяло поле f7 · черна пешка на черно поле g7 · бяла дама на бяло поле a6 · черна пешка на бяло поле c6 · черна пешка на черно поле h6 · черна пешка на бяло поле d5 · бял кон на бяло поле c4 · бяла пешка на бяло поле b3 · черен офицер на черно поле c3 · бяла пешка на бяло поле d3 · бяла пешка на черно поле g3 · черен офицер на бяло поле h3 · бяла пешка на бяло поле a2 · бял топ на черно поле d2 · бял цар на бяло поле e2 · бяла пешка на черно поле h2 · бял топ на черно поле a1 · черен топ на бяло поле f1 | черен топ на бяло поле e8 · черна пешка на черно поле a7 · черна пешка на черно поле c7 · черен цар на бяло поле d7 · черна пешка на бяло поле f7 · черна пешка на черно поле g7 · бяла дама на бяло поле a6 · черна пешка на бяло поле c6 · черна пешка на черно поле h6 · черна пешка на бяло поле d5 · бял кон на бяло поле c4 · бяла пешка на бяло поле b3 · черен офицер на черно поле c3 · бяла пешка на бяло поле d3 · бяла пешка на черно поле g3 · черен офицер на бяло поле h3 · бяла пешка на бяло поле a2 · бял топ на черно поле d2 · бял цар на бяло поле e2 · бяла пешка на черно поле h2 · бял топ на черно поле a1 · черен топ на бяло поле f1 | черен топ на бяло поле e8 · черна пешка на черно поле a7 · черна пешка на черно поле c7 · черен цар на бяло поле d7 · черна пешка на бяло поле f7 · черна пешка на черно поле g7 · бяла дама на бяло поле a6 · черна пешка на бяло поле c6 · черна пешка на черно поле h6 · черна пешка на бяло поле d5 · бял кон на бяло поле c4 · бяла пешка на бяло поле b3 · черен офицер на черно поле c3 · бяла пешка на бяло поле d3 · бяла пешка на черно поле g3 · черен офицер на бяло поле h3 · бяла пешка на бяло поле a2 · бял топ на черно поле d2 · бял цар на бяло поле e2 · бяла пешка на черно поле h2 · бял топ на черно поле a1 · черен топ на бяло поле f1 | черен топ на бяло поле e8 · черна пешка на черно поле a7 · черна пешка на черно поле c7 · черен цар на бяло поле d7 · черна пешка на бяло поле f7 · черна пешка на черно поле g7 · бяла дама на бяло поле a6 · черна пешка на бяло поле c6 · черна пешка на черно поле h6 · черна пешка на бяло поле d5 · бял кон на бяло поле c4 · бяла пешка на бяло поле b3 · черен офицер на черно поле c3 · бяла пешка на бяло поле d3 · бяла пешка на черно поле g3 · черен офицер на бяло поле h3 · бяла пешка на бяло поле a2 · бял топ на черно поле d2 · бял цар на бяло поле e2 · бяла пешка на черно поле h2 · бял топ на черно поле a1 · черен топ на бяло поле f1 | черен топ на бяло поле e8 · черна пешка на черно поле a7 · черна пешка на черно поле c7 · черен цар на бяло поле d7 · черна пешка на бяло поле f7 · черна пешка на черно поле g7 · бяла дама на бяло поле a6 · черна пешка на бяло поле c6 · черна пешка на черно поле h6 · черна пешка на бяло поле d5 · бял кон на бяло поле c4 · бяла пешка на бяло поле b3 · черен офицер на черно поле c3 · бяла пешка на бяло поле d3 · бяла пешка на черно поле g3 · черен офицер на бяло поле h3 · бяла пешка на бяло поле a2 · бял топ на черно поле d2 · бял цар на бяло поле e2 · бяла пешка на черно поле h2 · бял топ на черно поле a1 · черен топ на бяло поле f1 | черен топ на бяло поле e8 · черна пешка на черно поле a7 · черна пешка на черно поле c7 · черен цар на бяло поле d7 · черна пешка на бяло поле f7 · черна пешка на черно поле g7 · бяла дама на бяло поле a6 · черна пешка на бяло поле c6 · черна пешка на черно поле h6 · черна пешка на бяло поле d5 · бял кон на бяло поле c4 · бяла пешка на бяло поле b3 · черен офицер на черно поле c3 · бяла пешка на бяло поле d3 · бяла пешка на черно поле g3 · черен офицер на бяло поле h3 · бяла пешка на бяло поле a2 · бял топ на черно поле d2 · бял цар на бяло поле e2 · бяла пешка на черно поле h2 · бял топ на черно поле a1 · черен топ на бяло поле f1 | черен топ на бяло поле e8 · черна пешка на черно поле a7 · черна пешка на черно поле c7 · черен цар на бяло поле d7 · черна пешка на бяло поле f7 · черна пешка на черно поле g7 · бяла дама на бяло поле a6 · черна пешка на бяло поле c6 · черна пешка на черно поле h6 · черна пешка на бяло поле d5 · бял кон на бяло поле c4 · бяла пешка на бяло поле b3 · черен офицер на черно поле c3 · бяла пешка на бяло поле d3 · бяла пешка на черно поле g3 · черен офицер на бяло поле h3 · бяла пешка на бяло поле a2 · бял топ на черно поле d2 · бял цар на бяло поле e2 · бяла пешка на черно поле h2 · бял топ на черно поле a1 · черен топ на бяло поле f1 | черен топ на бяло поле e8 · черна пешка на черно поле a7 · черна пешка на черно поле c7 · черен цар на бяло поле d7 · черна пешка на бяло поле f7 · черна пешка на черно поле g7 · бяла дама на бяло поле a6 · черна пешка на бяло поле c6 · черна пешка на черно поле h6 · черна пешка на бяло поле d5 · бял кон на бяло поле c4 · бяла пешка на бяло поле b3 · черен офицер на черно поле c3 · бяла пешка на бяло поле d3 · бяла пешка на черно поле g3 · черен офицер на бяло поле h3 · бяла пешка на бяло поле a2 · бял топ на черно поле d2 · бял цар на бяло поле e2 · бяла пешка на черно поле h2 · бял топ на черно поле a1 · черен топ на бяло поле f1 | 2 |
| 1 | черен топ на бяло поле e8 · черна пешка на черно поле a7 · черна пешка на черно поле c7 · черен цар на бяло поле d7 · черна пешка на бяло поле f7 · черна пешка на черно поле g7 · бяла дама на бяло поле a6 · черна пешка на бяло поле c6 · черна пешка на черно поле h6 · черна пешка на бяло поле d5 · бял кон на бяло поле c4 · бяла пешка на бяло поле b3 · черен офицер на черно поле c3 · бяла пешка на бяло поле d3 · бяла пешка на черно поле g3 · черен офицер на бяло поле h3 · бяла пешка на бяло поле a2 · бял топ на черно поле d2 · бял цар на бяло поле e2 · бяла пешка на черно поле h2 · бял топ на черно поле a1 · черен топ на бяло поле f1 | черен топ на бяло поле e8 · черна пешка на черно поле a7 · черна пешка на черно поле c7 · черен цар на бяло поле d7 · черна пешка на бяло поле f7 · черна пешка на черно поле g7 · бяла дама на бяло поле a6 · черна пешка на бяло поле c6 · черна пешка на черно поле h6 · черна пешка на бяло поле d5 · бял кон на бяло поле c4 · бяла пешка на бяло поле b3 · черен офицер на черно поле c3 · бяла пешка на бяло поле d3 · бяла пешка на черно поле g3 · черен офицер на бяло поле h3 · бяла пешка на бяло поле a2 · бял топ на черно поле d2 · бял цар на бяло поле e2 · бяла пешка на черно поле h2 · бял топ на черно поле a1 · черен топ на бяло поле f1 | черен топ на бяло поле e8 · черна пешка на черно поле a7 · черна пешка на черно поле c7 · черен цар на бяло поле d7 · черна пешка на бяло поле f7 · черна пешка на черно поле g7 · бяла дама на бяло поле a6 · черна пешка на бяло поле c6 · черна пешка на черно поле h6 · черна пешка на бяло поле d5 · бял кон на бяло поле c4 · бяла пешка на бяло поле b3 · черен офицер на черно поле c3 · бяла пешка на бяло поле d3 · бяла пешка на черно поле g3 · черен офицер на бяло поле h3 · бяла пешка на бяло поле a2 · бял топ на черно поле d2 · бял цар на бяло поле e2 · бяла пешка на черно поле h2 · бял топ на черно поле a1 · черен топ на бяло поле f1 | черен топ на бяло поле e8 · черна пешка на черно поле a7 · черна пешка на черно поле c7 · черен цар на бяло поле d7 · черна пешка на бяло поле f7 · черна пешка на черно поле g7 · бяла дама на бяло поле a6 · черна пешка на бяло поле c6 · черна пешка на черно поле h6 · черна пешка на бяло поле d5 · бял кон на бяло поле c4 · бяла пешка на бяло поле b3 · черен офицер на черно поле c3 · бяла пешка на бяло поле d3 · бяла пешка на черно поле g3 · черен офицер на бяло поле h3 · бяла пешка на бяло поле a2 · бял топ на черно поле d2 · бял цар на бяло поле e2 · бяла пешка на черно поле h2 · бял топ на черно поле a1 · черен топ на бяло поле f1 | черен топ на бяло поле e8 · черна пешка на черно поле a7 · черна пешка на черно поле c7 · черен цар на бяло поле d7 · черна пешка на бяло поле f7 · черна пешка на черно поле g7 · бяла дама на бяло поле a6 · черна пешка на бяло поле c6 · черна пешка на черно поле h6 · черна пешка на бяло поле d5 · бял кон на бяло поле c4 · бяла пешка на бяло поле b3 · черен офицер на черно поле c3 · бяла пешка на бяло поле d3 · бяла пешка на черно поле g3 · черен офицер на бяло поле h3 · бяла пешка на бяло поле a2 · бял топ на черно поле d2 · бял цар на бяло поле e2 · бяла пешка на черно поле h2 · бял топ на черно поле a1 · черен топ на бяло поле f1 | черен топ на бяло поле e8 · черна пешка на черно поле a7 · черна пешка на черно поле c7 · черен цар на бяло поле d7 · черна пешка на бяло поле f7 · черна пешка на черно поле g7 · бяла дама на бяло поле a6 · черна пешка на бяло поле c6 · черна пешка на черно поле h6 · черна пешка на бяло поле d5 · бял кон на бяло поле c4 · бяла пешка на бяло поле b3 · черен офицер на черно поле c3 · бяла пешка на бяло поле d3 · бяла пешка на черно поле g3 · черен офицер на бяло поле h3 · бяла пешка на бяло поле a2 · бял топ на черно поле d2 · бял цар на бяло поле e2 · бяла пешка на черно поле h2 · бял топ на черно поле a1 · черен топ на бяло поле f1 | черен топ на бяло поле e8 · черна пешка на черно поле a7 · черна пешка на черно поле c7 · черен цар на бяло поле d7 · черна пешка на бяло поле f7 · черна пешка на черно поле g7 · бяла дама на бяло поле a6 · черна пешка на бяло поле c6 · черна пешка на черно поле h6 · черна пешка на бяло поле d5 · бял кон на бяло поле c4 · бяла пешка на бяло поле b3 · черен офицер на черно поле c3 · бяла пешка на бяло поле d3 · бяла пешка на черно поле g3 · черен офицер на бяло поле h3 · бяла пешка на бяло поле a2 · бял топ на черно поле d2 · бял цар на бяло поле e2 · бяла пешка на черно поле h2 · бял топ на черно поле a1 · черен топ на бяло поле f1 | черен топ на бяло поле e8 · черна пешка на черно поле a7 · черна пешка на черно поле c7 · черен цар на бяло поле d7 · черна пешка на бяло поле f7 · черна пешка на черно поле g7 · бяла дама на бяло поле a6 · черна пешка на бяло поле c6 · черна пешка на черно поле h6 · черна пешка на бяло поле d5 · бял кон на бяло поле c4 · бяла пешка на бяло поле b3 · черен офицер на черно поле c3 · бяла пешка на бяло поле d3 · бяла пешка на черно поле g3 · черен офицер на бяло поле h3 · бяла пешка на бяло поле a2 · бял топ на черно поле d2 · бял цар на бяло поле e2 · бяла пешка на черно поле h2 · бял топ на черно поле a1 · черен топ на бяло поле f1 | 1 |
|   | a | b | c | d | e | f | g | h |   |

1.... Д:f2+!! Не 2. Цg1?? Дg2#. 2. Ц:f2 Тf4++! 
Ако 
3. Це2, Тf2+ 4. Це1 Те8+ 
5. Ке3 d4! 6. Д:с6+! Ц:с6 
7. Т:е3# 
3. Цe1 Оb4+ 
(Не 4. Кbd2?? Te8+ 
5. Ке3/Ке5 Т:е3#/Т:е5#.) 
Ако 4. Td2, Tf1+ 5. Цe2 Те8+ 6. Ке3/Ке5 Т:е3#/Т:е5#. 
4. Кc3 О:c3+ 5. Тd2 Tf1+ 
6. Цe2 Тe8+ (диаграма 2) 
7. Kd3 T:а1 Цугцванг. 
8. Д:а7 d4! Заплашва 
9. ... Т:е3+ 10. Цf2 Tf1#. 
9. Д:d4 O:d4 
10. Цf3 Т:е3+ 11. Цf4 Tf1+ 12. Tf2 T:f2#.

### Задачи за кооперативен мат
| Дьюла Неукомм · I награда Chess Amateur, 1923\| \| a \| b \| c \| d \| e \| f \| g \| h \| \| \| 8 \| бял офицер на черно поле d8 · черна пешка на черно поле a7 · черна пешка на бяло поле d7 · черен кон на бяло поле f7 · черен офицер на черно поле g7 · бяла пешка на бяло поле a6 · черна пешка на черно поле b6 · черна пешка на бяло поле c6 · черен цар на черно поле d6 · черна пешка на бяло поле e6 · бял топ на черно поле a5 · черен топ на черно поле e5 · черна дама на бяло поле f5 · черен топ на черно поле h4 · бял топ на черно поле e3 · черен кон на черно поле g3 · бяла дама на бяло поле a2 · черна пешка на бяло поле e2 · бял цар на черно поле e1 · бял офицер на бяло поле f1 · черен офицер на бяло поле h1 \| бял офицер на черно поле d8 · черна пешка на черно поле a7 · черна пешка на бяло поле d7 · черен кон на бяло поле f7 · черен офицер на черно поле g7 · бяла пешка на бяло поле a6 · черна пешка на черно поле b6 · черна пешка на бяло поле c6 · черен цар на черно поле d6 · черна пешка на бяло поле e6 · бял топ на черно поле a5 · черен топ на черно поле e5 · черна дама на бяло поле f5 · черен топ на черно поле h4 · бял топ на черно поле e3 · черен кон на черно поле g3 · бяла дама на бяло поле a2 · черна пешка на бяло поле e2 · бял цар на черно поле e1 · бял офицер на бяло поле f1 · черен офицер на бяло поле h1 \| бял офицер на черно поле d8 · черна пешка на черно поле a7 · черна пешка на бяло поле d7 · черен кон на бяло поле f7 · черен офицер на черно поле g7 · бяла пешка на бяло поле a6 · черна пешка на черно поле b6 · черна пешка на бяло поле c6 · черен цар на черно поле d6 · черна пешка на бяло поле e6 · бял топ на черно поле a5 · черен топ на черно поле e5 · черна дама на бяло поле f5 · черен топ на черно поле h4 · бял топ на черно поле e3 · черен кон на черно поле g3 · бяла дама на бяло поле a2 · черна пешка на бяло поле e2 · бял цар на черно поле e1 · бял офицер на бяло поле f1 · черен офицер на бяло поле h1 \| бял офицер на черно поле d8 · черна пешка на черно поле a7 · черна пешка на бяло поле d7 · черен кон на бяло поле f7 · черен офицер на черно поле g7 · бяла пешка на бяло поле a6 · черна пешка на черно поле b6 · черна пешка на бяло поле c6 · черен цар на черно поле d6 · черна пешка на бяло поле e6 · бял топ на черно поле a5 · черен топ на черно поле e5 · черна дама на бяло поле f5 · черен топ на черно поле h4 · бял топ на черно поле e3 · черен кон на черно поле g3 · бяла дама на бяло поле a2 · черна пешка на бяло поле e2 · бял цар на черно поле e1 · бял офицер на бяло поле f1 · черен офицер на бяло поле h1 \| бял офицер на черно поле d8 · черна пешка на черно поле a7 · черна пешка на бяло поле d7 · черен кон на бяло поле f7 · черен офицер на черно поле g7 · бяла пешка на бяло поле a6 · черна пешка на черно поле b6 · черна пешка на бяло поле c6 · черен цар на черно поле d6 · черна пешка на бяло поле e6 · бял топ на черно поле a5 · черен топ на черно поле e5 · черна дама на бяло поле f5 · черен топ на черно поле h4 · бял топ на черно поле e3 · черен кон на черно поле g3 · бяла дама на бяло поле a2 · черна пешка на бяло поле e2 · бял цар на черно поле e1 · бял офицер на бяло поле f1 · черен офицер на бяло поле h1 \| бял офицер на черно поле d8 · черна пешка на черно поле a7 · черна пешка на бяло поле d7 · черен кон на бяло поле f7 · черен офицер на черно поле g7 · бяла пешка на бяло поле a6 · черна пешка на черно поле b6 · черна пешка на бяло поле c6 · черен цар на черно поле d6 · черна пешка на бяло поле e6 · бял топ на черно поле a5 · черен топ на черно поле e5 · черна дама на бяло поле f5 · черен топ на черно поле h4 · бял топ на черно поле e3 · черен кон на черно поле g3 · бяла дама на бяло поле a2 · черна пешка на бяло поле e2 · бял цар на черно поле e1 · бял офицер на бяло поле f1 · черен офицер на бяло поле h1 \| бял офицер на черно поле d8 · черна пешка на черно поле a7 · черна пешка на бяло поле d7 · черен кон на бяло поле f7 · черен офицер на черно поле g7 · бяла пешка на бяло поле a6 · черна пешка на черно поле b6 · черна пешка на бяло поле c6 · черен цар на черно поле d6 · черна пешка на бяло поле e6 · бял топ на черно поле a5 · черен топ на черно поле e5 · черна дама на бяло поле f5 · черен топ на черно поле h4 · бял топ на черно поле e3 · черен кон на черно поле g3 · бяла дама на бяло поле a2 · черна пешка на бяло поле e2 · бял цар на черно поле e1 · бял офицер на бяло поле f1 · черен офицер на бяло поле h1 \| бял офицер на черно поле d8 · черна пешка на черно поле a7 · черна пешка на бяло поле d7 · черен кон на бяло поле f7 · черен офицер на черно поле g7 · бяла пешка на бяло поле a6 · черна пешка на черно поле b6 · черна пешка на бяло поле c6 · черен цар на черно поле d6 · черна пешка на бяло поле e6 · бял топ на черно поле a5 · черен топ на черно поле e5 · черна дама на бяло поле f5 · черен топ на черно поле h4 · бял топ на черно поле e3 · черен кон на черно поле g3 · бяла дама на бяло поле a2 · черна пешка на бяло поле e2 · бял цар на черно поле e1 · бял офицер на бяло поле f1 · черен офицер на бяло поле h1 \| 8 \| \| 7 \| бял офицер на черно поле d8 · черна пешка на черно поле a7 · черна пешка на бяло поле d7 · черен кон на бяло поле f7 · черен офицер на черно поле g7 · бяла пешка на бяло поле a6 · черна пешка на черно поле b6 · черна пешка на бяло поле c6 · черен цар на черно поле d6 · черна пешка на бяло поле e6 · бял топ на черно поле a5 · черен топ на черно поле e5 · черна дама на бяло поле f5 · черен топ на черно поле h4 · бял топ на черно поле e3 · черен кон на черно поле g3 · бяла дама на бяло поле a2 · черна пешка на бяло поле e2 · бял цар на черно поле e1 · бял офицер на бяло поле f1 · черен офицер на бяло поле h1 \| бял офицер на черно поле d8 · черна пешка на черно поле a7 · черна пешка на бяло поле d7 · черен кон на бяло поле f7 · черен офицер на черно поле g7 · бяла пешка на бяло поле a6 · черна пешка на черно поле b6 · черна пешка на бяло поле c6 · черен цар на черно поле d6 · черна пешка на бяло поле e6 · бял топ на черно поле a5 · черен топ на черно поле e5 · черна дама на бяло поле f5 · черен топ на черно поле h4 · бял топ на черно поле e3 · черен кон на черно поле g3 · бяла дама на бяло поле a2 · черна пешка на бяло поле e2 · бял цар на черно поле e1 · бял офицер на бяло поле f1 · черен офицер на бяло поле h1 \| бял офицер на черно поле d8 · черна пешка на черно поле a7 · черна пешка на бяло поле d7 · черен кон на бяло поле f7 · черен офицер на черно поле g7 · бяла пешка на бяло поле a6 · черна пешка на черно поле b6 · черна пешка на бяло поле c6 · черен цар на черно поле d6 · черна пешка на бяло поле e6 · бял топ на черно поле a5 · черен топ на черно поле e5 · черна дама на бяло поле f5 · черен топ на черно поле h4 · бял топ на черно поле e3 · черен кон на черно поле g3 · бяла дама на бяло поле a2 · черна пешка на бяло поле e2 · бял цар на черно поле e1 · бял офицер на бяло поле f1 · черен офицер на бяло поле h1 \| бял офицер на черно поле d8 · черна пешка на черно поле a7 · черна пешка на бяло поле d7 · черен кон на бяло поле f7 · черен офицер на черно поле g7 · бяла пешка на бяло поле a6 · черна пешка на черно поле b6 · черна пешка на бяло поле c6 · черен цар на черно поле d6 · черна пешка на бяло поле e6 · бял топ на черно поле a5 · черен топ на черно поле e5 · черна дама на бяло поле f5 · черен топ на черно поле h4 · бял топ на черно поле e3 · черен кон на черно поле g3 · бяла дама на бяло поле a2 · черна пешка на бяло поле e2 · бял цар на черно поле e1 · бял офицер на бяло поле f1 · черен офицер на бяло поле h1 \| бял офицер на черно поле d8 · черна пешка на черно поле a7 · черна пешка на бяло поле d7 · черен кон на бяло поле f7 · черен офицер на черно поле g7 · бяла пешка на бяло поле a6 · черна пешка на черно поле b6 · черна пешка на бяло поле c6 · черен цар на черно поле d6 · черна пешка на бяло поле e6 · бял топ на черно поле a5 · черен топ на черно поле e5 · черна дама на бяло поле f5 · черен топ на черно поле h4 · бял топ на черно поле e3 · черен кон на черно поле g3 · бяла дама на бяло поле a2 · черна пешка на бяло поле e2 · бял цар на черно поле e1 · бял офицер на бяло поле f1 · черен офицер на бяло поле h1 \| бял офицер на черно поле d8 · черна пешка на черно поле a7 · черна пешка на бяло поле d7 · черен кон на бяло поле f7 · черен офицер на черно поле g7 · бяла пешка на бяло поле a6 · черна пешка на черно поле b6 · черна пешка на бяло поле c6 · черен цар на черно поле d6 · черна пешка на бяло поле e6 · бял топ на черно поле a5 · черен топ на черно поле e5 · черна дама на бяло поле f5 · черен топ на черно поле h4 · бял топ на черно поле e3 · черен кон на черно поле g3 · бяла дама на бяло поле a2 · черна пешка на бяло поле e2 · бял цар на черно поле e1 · бял офицер на бяло поле f1 · черен офицер на бяло поле h1 \| бял офицер на черно поле d8 · черна пешка на черно поле a7 · черна пешка на бяло поле d7 · черен кон на бяло поле f7 · черен офицер на черно поле g7 · бяла пешка на бяло поле a6 · черна пешка на черно поле b6 · черна пешка на бяло поле c6 · черен цар на черно поле d6 · черна пешка на бяло поле e6 · бял топ на черно поле a5 · черен топ на черно поле e5 · черна дама на бяло поле f5 · черен топ на черно поле h4 · бял топ на черно поле e3 · черен кон на черно поле g3 · бяла дама на бяло поле a2 · черна пешка на бяло поле e2 · бял цар на черно поле e1 · бял офицер на бяло поле f1 · черен офицер на бяло поле h1 \| бял офицер на черно поле d8 · черна пешка на черно поле a7 · черна пешка на бяло поле d7 · черен кон на бяло поле f7 · черен офицер на черно поле g7 · бяла пешка на бяло поле a6 · черна пешка на черно поле b6 · черна пешка на бяло поле c6 · черен цар на черно поле d6 · черна пешка на бяло поле e6 · бял топ на черно поле a5 · черен топ на черно поле e5 · черна дама на бяло поле f5 · черен топ на черно поле h4 · бял топ на черно поле e3 · черен кон на черно поле g3 · бяла дама на бяло поле a2 · черна пешка на бяло поле e2 · бял цар на черно поле e1 · бял офицер на бяло поле f1 · черен офицер на бяло поле h1 \| 7 \| \| 6 \| бял офицер на черно поле d8 · черна пешка на черно поле a7 · черна пешка на бяло поле d7 · черен кон на бяло поле f7 · черен офицер на черно поле g7 · бяла пешка на бяло поле a6 · черна пешка на черно поле b6 · черна пешка на бяло поле c6 · черен цар на черно поле d6 · черна пешка на бяло поле e6 · бял топ на черно поле a5 · черен топ на черно поле e5 · черна дама на бяло поле f5 · черен топ на черно поле h4 · бял топ на черно поле e3 · черен кон на черно поле g3 · бяла дама на бяло поле a2 · черна пешка на бяло поле e2 · бял цар на черно поле e1 · бял офицер на бяло поле f1 · черен офицер на бяло поле h1 \| бял офицер на черно поле d8 · черна пешка на черно поле a7 · черна пешка на бяло поле d7 · черен кон на бяло поле f7 · черен офицер на черно поле g7 · бяла пешка на бяло поле a6 · черна пешка на черно поле b6 · черна пешка на бяло поле c6 · черен цар на черно поле d6 · черна пешка на бяло поле e6 · бял топ на черно поле a5 · черен топ на черно поле e5 · черна дама на бяло поле f5 · черен топ на черно поле h4 · бял топ на черно поле e3 · черен кон на черно поле g3 · бяла дама на бяло поле a2 · черна пешка на бяло поле e2 · бял цар на черно поле e1 · бял офицер на бяло поле f1 · черен офицер на бяло поле h1 \| бял офицер на черно поле d8 · черна пешка на черно поле a7 · черна пешка на бяло поле d7 · черен кон на бяло поле f7 · черен офицер на черно поле g7 · бяла пешка на бяло поле a6 · черна пешка на черно поле b6 · черна пешка на бяло поле c6 · черен цар на черно поле d6 · черна пешка на бяло поле e6 · бял топ на черно поле a5 · черен топ на черно поле e5 · черна дама на бяло поле f5 · черен топ на черно поле h4 · бял топ на черно поле e3 · черен кон на черно поле g3 · бяла дама на бяло поле a2 · черна пешка на бяло поле e2 · бял цар на черно поле e1 · бял офицер на бяло поле f1 · черен офицер на бяло поле h1 \| бял офицер на черно поле d8 · черна пешка на черно поле a7 · черна пешка на бяло поле d7 · черен кон на бяло поле f7 · черен офицер на черно поле g7 · бяла пешка на бяло поле a6 · черна пешка на черно поле b6 · черна пешка на бяло поле c6 · черен цар на черно поле d6 · черна пешка на бяло поле e6 · бял топ на черно поле a5 · черен топ на черно поле e5 · черна дама на бяло поле f5 · черен топ на черно поле h4 · бял топ на черно поле e3 · черен кон на черно поле g3 · бяла дама на бяло поле a2 · черна пешка на бяло поле e2 · бял цар на черно поле e1 · бял офицер на бяло поле f1 · черен офицер на бяло поле h1 \| бял офицер на черно поле d8 · черна пешка на черно поле a7 · черна пешка на бяло поле d7 · черен кон на бяло поле f7 · черен офицер на черно поле g7 · бяла пешка на бяло поле a6 · черна пешка на черно поле b6 · черна пешка на бяло поле c6 · черен цар на черно поле d6 · черна пешка на бяло поле e6 · бял топ на черно поле a5 · черен топ на черно поле e5 · черна дама на бяло поле f5 · черен топ на черно поле h4 · бял топ на черно поле e3 · черен кон на черно поле g3 · бяла дама на бяло поле a2 · черна пешка на бяло поле e2 · бял цар на черно поле e1 · бял офицер на бяло поле f1 · черен офицер на бяло поле h1 \| бял офицер на черно поле d8 · черна пешка на черно поле a7 · черна пешка на бяло поле d7 · черен кон на бяло поле f7 · черен офицер на черно поле g7 · бяла пешка на бяло поле a6 · черна пешка на черно поле b6 · черна пешка на бяло поле c6 · черен цар на черно поле d6 · черна пешка на бяло поле e6 · бял топ на черно поле a5 · черен топ на черно поле e5 · черна дама на бяло поле f5 · черен топ на черно поле h4 · бял топ на черно поле e3 · черен кон на черно поле g3 · бяла дама на бяло поле a2 · черна пешка на бяло поле e2 · бял цар на черно поле e1 · бял офицер на бяло поле f1 · черен офицер на бяло поле h1 \| бял офицер на черно поле d8 · черна пешка на черно поле a7 · черна пешка на бяло поле d7 · черен кон на бяло поле f7 · черен офицер на черно поле g7 · бяла пешка на бяло поле a6 · черна пешка на черно поле b6 · черна пешка на бяло поле c6 · черен цар на черно поле d6 · черна пешка на бяло поле e6 · бял топ на черно поле a5 · черен топ на черно поле e5 · черна дама на бяло поле f5 · черен топ на черно поле h4 · бял топ на черно поле e3 · черен кон на черно поле g3 · бяла дама на бяло поле a2 · черна пешка на бяло поле e2 · бял цар на черно поле e1 · бял офицер на бяло поле f1 · черен офицер на бяло поле h1 \| бял офицер на черно поле d8 · черна пешка на черно поле a7 · черна пешка на бяло поле d7 · черен кон на бяло поле f7 · черен офицер на черно поле g7 · бяла пешка на бяло поле a6 · черна пешка на черно поле b6 · черна пешка на бяло поле c6 · черен цар на черно поле d6 · черна пешка на бяло поле e6 · бял топ на черно поле a5 · черен топ на черно поле e5 · черна дама на бяло поле f5 · черен топ на черно поле h4 · бял топ на черно поле e3 · черен кон на черно поле g3 · бяла дама на бяло поле a2 · черна пешка на бяло поле e2 · бял цар на черно поле e1 · бял офицер на бяло поле f1 · черен офицер на бяло поле h1 \| 6 \| \| 5 \| бял офицер на черно поле d8 · черна пешка на черно поле a7 · черна пешка на бяло поле d7 · черен кон на бяло поле f7 · черен офицер на черно поле g7 · бяла пешка на бяло поле a6 · черна пешка на черно поле b6 · черна пешка на бяло поле c6 · черен цар на черно поле d6 · черна пешка на бяло поле e6 · бял топ на черно поле a5 · черен топ на черно поле e5 · черна дама на бяло поле f5 · черен топ на черно поле h4 · бял топ на черно поле e3 · черен кон на черно поле g3 · бяла дама на бяло поле a2 · черна пешка на бяло поле e2 · бял цар на черно поле e1 · бял офицер на бяло поле f1 · черен офицер на бяло поле h1 \| бял офицер на черно поле d8 · черна пешка на черно поле a7 · черна пешка на бяло поле d7 · черен кон на бяло поле f7 · черен офицер на черно поле g7 · бяла пешка на бяло поле a6 · черна пешка на черно поле b6 · черна пешка на бяло поле c6 · черен цар на черно поле d6 · черна пешка на бяло поле e6 · бял топ на черно поле a5 · черен топ на черно поле e5 · черна дама на бяло поле f5 · черен топ на черно поле h4 · бял топ на черно поле e3 · черен кон на черно поле g3 · бяла дама на бяло поле a2 · черна пешка на бяло поле e2 · бял цар на черно поле e1 · бял офицер на бяло поле f1 · черен офицер на бяло поле h1 \| бял офицер на черно поле d8 · черна пешка на черно поле a7 · черна пешка на бяло поле d7 · черен кон на бяло поле f7 · черен офицер на черно поле g7 · бяла пешка на бяло поле a6 · черна пешка на черно поле b6 · черна пешка на бяло поле c6 · черен цар на черно поле d6 · черна пешка на бяло поле e6 · бял топ на черно поле a5 · черен топ на черно поле e5 · черна дама на бяло поле f5 · черен топ на черно поле h4 · бял топ на черно поле e3 · черен кон на черно поле g3 · бяла дама на бяло поле a2 · черна пешка на бяло поле e2 · бял цар на черно поле e1 · бял офицер на бяло поле f1 · черен офицер на бяло поле h1 \| бял офицер на черно поле d8 · черна пешка на черно поле a7 · черна пешка на бяло поле d7 · черен кон на бяло поле f7 · черен офицер на черно поле g7 · бяла пешка на бяло поле a6 · черна пешка на черно поле b6 · черна пешка на бяло поле c6 · черен цар на черно поле d6 · черна пешка на бяло поле e6 · бял топ на черно поле a5 · черен топ на черно поле e5 · черна дама на бяло поле f5 · черен топ на черно поле h4 · бял топ на черно поле e3 · черен кон на черно поле g3 · бяла дама на бяло поле a2 · черна пешка на бяло поле e2 · бял цар на черно поле e1 · бял офицер на бяло поле f1 · черен офицер на бяло поле h1 \| бял офицер на черно поле d8 · черна пешка на черно поле a7 · черна пешка на бяло поле d7 · черен кон на бяло поле f7 · черен офицер на черно поле g7 · бяла пешка на бяло поле a6 · черна пешка на черно поле b6 · черна пешка на бяло поле c6 · черен цар на черно поле d6 · черна пешка на бяло поле e6 · бял топ на черно поле a5 · черен топ на черно поле e5 · черна дама на бяло поле f5 · черен топ на черно поле h4 · бял топ на черно поле e3 · черен кон на черно поле g3 · бяла дама на бяло поле a2 · черна пешка на бяло поле e2 · бял цар на черно поле e1 · бял офицер на бяло поле f1 · черен офицер на бяло поле h1 \| бял офицер на черно поле d8 · черна пешка на черно поле a7 · черна пешка на бяло поле d7 · черен кон на бяло поле f7 · черен офицер на черно поле g7 · бяла пешка на бяло поле a6 · черна пешка на черно поле b6 · черна пешка на бяло поле c6 · черен цар на черно поле d6 · черна пешка на бяло поле e6 · бял топ на черно поле a5 · черен топ на черно поле e5 · черна дама на бяло поле f5 · черен топ на черно поле h4 · бял топ на черно поле e3 · черен кон на черно поле g3 · бяла дама на бяло поле a2 · черна пешка на бяло поле e2 · бял цар на черно поле e1 · бял офицер на бяло поле f1 · черен офицер на бяло поле h1 \| бял офицер на черно поле d8 · черна пешка на черно поле a7 · черна пешка на бяло поле d7 · черен кон на бяло поле f7 · черен офицер на черно поле g7 · бяла пешка на бяло поле a6 · черна пешка на черно поле b6 · черна пешка на бяло поле c6 · черен цар на черно поле d6 · черна пешка на бяло поле e6 · бял топ на черно поле a5 · черен топ на черно поле e5 · черна дама на бяло поле f5 · черен топ на черно поле h4 · бял топ на черно поле e3 · черен кон на черно поле g3 · бяла дама на бяло поле a2 · черна пешка на бяло поле e2 · бял цар на черно поле e1 · бял офицер на бяло поле f1 · черен офицер на бяло поле h1 \| бял офицер на черно поле d8 · черна пешка на черно поле a7 · черна пешка на бяло поле d7 · черен кон на бяло поле f7 · черен офицер на черно поле g7 · бяла пешка на бяло поле a6 · черна пешка на черно поле b6 · черна пешка на бяло поле c6 · черен цар на черно поле d6 · черна пешка на бяло поле e6 · бял топ на черно поле a5 · черен топ на черно поле e5 · черна дама на бяло поле f5 · черен топ на черно поле h4 · бял топ на черно поле e3 · черен кон на черно поле g3 · бяла дама на бяло поле a2 · черна пешка на бяло поле e2 · бял цар на черно поле e1 · бял офицер на бяло поле f1 · черен офицер на бяло поле h1 \| 5 \| \| 4 \| бял офицер на черно поле d8 · черна пешка на черно поле a7 · черна пешка на бяло поле d7 · черен кон на бяло поле f7 · черен офицер на черно поле g7 · бяла пешка на бяло поле a6 · черна пешка на черно поле b6 · черна пешка на бяло поле c6 · черен цар на черно поле d6 · черна пешка на бяло поле e6 · бял топ на черно поле a5 · черен топ на черно поле e5 · черна дама на бяло поле f5 · черен топ на черно поле h4 · бял топ на черно поле e3 · черен кон на черно поле g3 · бяла дама на бяло поле a2 · черна пешка на бяло поле e2 · бял цар на черно поле e1 · бял офицер на бяло поле f1 · черен офицер на бяло поле h1 \| бял офицер на черно поле d8 · черна пешка на черно поле a7 · черна пешка на бяло поле d7 · черен кон на бяло поле f7 · черен офицер на черно поле g7 · бяла пешка на бяло поле a6 · черна пешка на черно поле b6 · черна пешка на бяло поле c6 · черен цар на черно поле d6 · черна пешка на бяло поле e6 · бял топ на черно поле a5 · черен топ на черно поле e5 · черна дама на бяло поле f5 · черен топ на черно поле h4 · бял топ на черно поле e3 · черен кон на черно поле g3 · бяла дама на бяло поле a2 · черна пешка на бяло поле e2 · бял цар на черно поле e1 · бял офицер на бяло поле f1 · черен офицер на бяло поле h1 \| бял офицер на черно поле d8 · черна пешка на черно поле a7 · черна пешка на бяло поле d7 · черен кон на бяло поле f7 · черен офицер на черно поле g7 · бяла пешка на бяло поле a6 · черна пешка на черно поле b6 · черна пешка на бяло поле c6 · черен цар на черно поле d6 · черна пешка на бяло поле e6 · бял топ на черно поле a5 · черен топ на черно поле e5 · черна дама на бяло поле f5 · черен топ на черно поле h4 · бял топ на черно поле e3 · черен кон на черно поле g3 · бяла дама на бяло поле a2 · черна пешка на бяло поле e2 · бял цар на черно поле e1 · бял офицер на бяло поле f1 · черен офицер на бяло поле h1 \| бял офицер на черно поле d8 · черна пешка на черно поле a7 · черна пешка на бяло поле d7 · черен кон на бяло поле f7 · черен офицер на черно поле g7 · бяла пешка на бяло поле a6 · черна пешка на черно поле b6 · черна пешка на бяло поле c6 · черен цар на черно поле d6 · черна пешка на бяло поле e6 · бял топ на черно поле a5 · черен топ на черно поле e5 · черна дама на бяло поле f5 · черен топ на черно поле h4 · бял топ на черно поле e3 · черен кон на черно поле g3 · бяла дама на бяло поле a2 · черна пешка на бяло поле e2 · бял цар на черно поле e1 · бял офицер на бяло поле f1 · черен офицер на бяло поле h1 \| бял офицер на черно поле d8 · черна пешка на черно поле a7 · черна пешка на бяло поле d7 · черен кон на бяло поле f7 · черен офицер на черно поле g7 · бяла пешка на бяло поле a6 · черна пешка на черно поле b6 · черна пешка на бяло поле c6 · черен цар на черно поле d6 · черна пешка на бяло поле e6 · бял топ на черно поле a5 · черен топ на черно поле e5 · черна дама на бяло поле f5 · черен топ на черно поле h4 · бял топ на черно поле e3 · черен кон на черно поле g3 · бяла дама на бяло поле a2 · черна пешка на бяло поле e2 · бял цар на черно поле e1 · бял офицер на бяло поле f1 · черен офицер на бяло поле h1 \| бял офицер на черно поле d8 · черна пешка на черно поле a7 · черна пешка на бяло поле d7 · черен кон на бяло поле f7 · черен офицер на черно поле g7 · бяла пешка на бяло поле a6 · черна пешка на черно поле b6 · черна пешка на бяло поле c6 · черен цар на черно поле d6 · черна пешка на бяло поле e6 · бял топ на черно поле a5 · черен топ на черно поле e5 · черна дама на бяло поле f5 · черен топ на черно поле h4 · бял топ на черно поле e3 · черен кон на черно поле g3 · бяла дама на бяло поле a2 · черна пешка на бяло поле e2 · бял цар на черно поле e1 · бял офицер на бяло поле f1 · черен офицер на бяло поле h1 \| бял офицер на черно поле d8 · черна пешка на черно поле a7 · черна пешка на бяло поле d7 · черен кон на бяло поле f7 · черен офицер на черно поле g7 · бяла пешка на бяло поле a6 · черна пешка на черно поле b6 · черна пешка на бяло поле c6 · черен цар на черно поле d6 · черна пешка на бяло поле e6 · бял топ на черно поле a5 · черен топ на черно поле e5 · черна дама на бяло поле f5 · черен топ на черно поле h4 · бял топ на черно поле e3 · черен кон на черно поле g3 · бяла дама на бяло поле a2 · черна пешка на бяло поле e2 · бял цар на черно поле e1 · бял офицер на бяло поле f1 · черен офицер на бяло поле h1 \| бял офицер на черно поле d8 · черна пешка на черно поле a7 · черна пешка на бяло поле d7 · черен кон на бяло поле f7 · черен офицер на черно поле g7 · бяла пешка на бяло поле a6 · черна пешка на черно поле b6 · черна пешка на бяло поле c6 · черен цар на черно поле d6 · черна пешка на бяло поле e6 · бял топ на черно поле a5 · черен топ на черно поле e5 · черна дама на бяло поле f5 · черен топ на черно поле h4 · бял топ на черно поле e3 · черен кон на черно поле g3 · бяла дама на бяло поле a2 · черна пешка на бяло поле e2 · бял цар на черно поле e1 · бял офицер на бяло поле f1 · черен офицер на бяло поле h1 \| 4 \| \| 3 \| бял офицер на черно поле d8 · черна пешка на черно поле a7 · черна пешка на бяло поле d7 · черен кон на бяло поле f7 · черен офицер на черно поле g7 · бяла пешка на бяло поле a6 · черна пешка на черно поле b6 · черна пешка на бяло поле c6 · черен цар на черно поле d6 · черна пешка на бяло поле e6 · бял топ на черно поле a5 · черен топ на черно поле e5 · черна дама на бяло поле f5 · черен топ на черно поле h4 · бял топ на черно поле e3 · черен кон на черно поле g3 · бяла дама на бяло поле a2 · черна пешка на бяло поле e2 · бял цар на черно поле e1 · бял офицер на бяло поле f1 · черен офицер на бяло поле h1 \| бял офицер на черно поле d8 · черна пешка на черно поле a7 · черна пешка на бяло поле d7 · черен кон на бяло поле f7 · черен офицер на черно поле g7 · бяла пешка на бяло поле a6 · черна пешка на черно поле b6 · черна пешка на бяло поле c6 · черен цар на черно поле d6 · черна пешка на бяло поле e6 · бял топ на черно поле a5 · черен топ на черно поле e5 · черна дама на бяло поле f5 · черен топ на черно поле h4 · бял топ на черно поле e3 · черен кон на черно поле g3 · бяла дама на бяло поле a2 · черна пешка на бяло поле e2 · бял цар на черно поле e1 · бял офицер на бяло поле f1 · черен офицер на бяло поле h1 \| бял офицер на черно поле d8 · черна пешка на черно поле a7 · черна пешка на бяло поле d7 · черен кон на бяло поле f7 · черен офицер на черно поле g7 · бяла пешка на бяло поле a6 · черна пешка на черно поле b6 · черна пешка на бяло поле c6 · черен цар на черно поле d6 · черна пешка на бяло поле e6 · бял топ на черно поле a5 · черен топ на черно поле e5 · черна дама на бяло поле f5 · черен топ на черно поле h4 · бял топ на черно поле e3 · черен кон на черно поле g3 · бяла дама на бяло поле a2 · черна пешка на бяло поле e2 · бял цар на черно поле e1 · бял офицер на бяло поле f1 · черен офицер на бяло поле h1 \| бял офицер на черно поле d8 · черна пешка на черно поле a7 · черна пешка на бяло поле d7 · черен кон на бяло поле f7 · черен офицер на черно поле g7 · бяла пешка на бяло поле a6 · черна пешка на черно поле b6 · черна пешка на бяло поле c6 · черен цар на черно поле d6 · черна пешка на бяло поле e6 · бял топ на черно поле a5 · черен топ на черно поле e5 · черна дама на бяло поле f5 · черен топ на черно поле h4 · бял топ на черно поле e3 · черен кон на черно поле g3 · бяла дама на бяло поле a2 · черна пешка на бяло поле e2 · бял цар на черно поле e1 · бял офицер на бяло поле f1 · черен офицер на бяло поле h1 \| бял офицер на черно поле d8 · черна пешка на черно поле a7 · черна пешка на бяло поле d7 · черен кон на бяло поле f7 · черен офицер на черно поле g7 · бяла пешка на бяло поле a6 · черна пешка на черно поле b6 · черна пешка на бяло поле c6 · черен цар на черно поле d6 · черна пешка на бяло поле e6 · бял топ на черно поле a5 · черен топ на черно поле e5 · черна дама на бяло поле f5 · черен топ на черно поле h4 · бял топ на черно поле e3 · черен кон на черно поле g3 · бяла дама на бяло поле a2 · черна пешка на бяло поле e2 · бял цар на черно поле e1 · бял офицер на бяло поле f1 · черен офицер на бяло поле h1 \| бял офицер на черно поле d8 · черна пешка на черно поле a7 · черна пешка на бяло поле d7 · черен кон на бяло поле f7 · черен офицер на черно поле g7 · бяла пешка на бяло поле a6 · черна пешка на черно поле b6 · черна пешка на бяло поле c6 · черен цар на черно поле d6 · черна пешка на бяло поле e6 · бял топ на черно поле a5 · черен топ на черно поле e5 · черна дама на бяло поле f5 · черен топ на черно поле h4 · бял топ на черно поле e3 · черен кон на черно поле g3 · бяла дама на бяло поле a2 · черна пешка на бяло поле e2 · бял цар на черно поле e1 · бял офицер на бяло поле f1 · черен офицер на бяло поле h1 \| бял офицер на черно поле d8 · черна пешка на черно поле a7 · черна пешка на бяло поле d7 · черен кон на бяло поле f7 · черен офицер на черно поле g7 · бяла пешка на бяло поле a6 · черна пешка на черно поле b6 · черна пешка на бяло поле c6 · черен цар на черно поле d6 · черна пешка на бяло поле e6 · бял топ на черно поле a5 · черен топ на черно поле e5 · черна дама на бяло поле f5 · черен топ на черно поле h4 · бял топ на черно поле e3 · черен кон на черно поле g3 · бяла дама на бяло поле a2 · черна пешка на бяло поле e2 · бял цар на черно поле e1 · бял офицер на бяло поле f1 · черен офицер на бяло поле h1 \| бял офицер на черно поле d8 · черна пешка на черно поле a7 · черна пешка на бяло поле d7 · черен кон на бяло поле f7 · черен офицер на черно поле g7 · бяла пешка на бяло поле a6 · черна пешка на черно поле b6 · черна пешка на бяло поле c6 · черен цар на черно поле d6 · черна пешка на бяло поле e6 · бял топ на черно поле a5 · черен топ на черно поле e5 · черна дама на бяло поле f5 · черен топ на черно поле h4 · бял топ на черно поле e3 · черен кон на черно поле g3 · бяла дама на бяло поле a2 · черна пешка на бяло поле e2 · бял цар на черно поле e1 · бял офицер на бяло поле f1 · черен офицер на бяло поле h1 \| 3 \| \| 2 \| бял офицер на черно поле d8 · черна пешка на черно поле a7 · черна пешка на бяло поле d7 · черен кон на бяло поле f7 · черен офицер на черно поле g7 · бяла пешка на бяло поле a6 · черна пешка на черно поле b6 · черна пешка на бяло поле c6 · черен цар на черно поле d6 · черна пешка на бяло поле e6 · бял топ на черно поле a5 · черен топ на черно поле e5 · черна дама на бяло поле f5 · черен топ на черно поле h4 · бял топ на черно поле e3 · черен кон на черно поле g3 · бяла дама на бяло поле a2 · черна пешка на бяло поле e2 · бял цар на черно поле e1 · бял офицер на бяло поле f1 · черен офицер на бяло поле h1 \| бял офицер на черно поле d8 · черна пешка на черно поле a7 · черна пешка на бяло поле d7 · черен кон на бяло поле f7 · черен офицер на черно поле g7 · бяла пешка на бяло поле a6 · черна пешка на черно поле b6 · черна пешка на бяло поле c6 · черен цар на черно поле d6 · черна пешка на бяло поле e6 · бял топ на черно поле a5 · черен топ на черно поле e5 · черна дама на бяло поле f5 · черен топ на черно поле h4 · бял топ на черно поле e3 · черен кон на черно поле g3 · бяла дама на бяло поле a2 · черна пешка на бяло поле e2 · бял цар на черно поле e1 · бял офицер на бяло поле f1 · черен офицер на бяло поле h1 \| бял офицер на черно поле d8 · черна пешка на черно поле a7 · черна пешка на бяло поле d7 · черен кон на бяло поле f7 · черен офицер на черно поле g7 · бяла пешка на бяло поле a6 · черна пешка на черно поле b6 · черна пешка на бяло поле c6 · черен цар на черно поле d6 · черна пешка на бяло поле e6 · бял топ на черно поле a5 · черен топ на черно поле e5 · черна дама на бяло поле f5 · черен топ на черно поле h4 · бял топ на черно поле e3 · черен кон на черно поле g3 · бяла дама на бяло поле a2 · черна пешка на бяло поле e2 · бял цар на черно поле e1 · бял офицер на бяло поле f1 · черен офицер на бяло поле h1 \| бял офицер на черно поле d8 · черна пешка на черно поле a7 · черна пешка на бяло поле d7 · черен кон на бяло поле f7 · черен офицер на черно поле g7 · бяла пешка на бяло поле a6 · черна пешка на черно поле b6 · черна пешка на бяло поле c6 · черен цар на черно поле d6 · черна пешка на бяло поле e6 · бял топ на черно поле a5 · черен топ на черно поле e5 · черна дама на бяло поле f5 · черен топ на черно поле h4 · бял топ на черно поле e3 · черен кон на черно поле g3 · бяла дама на бяло поле a2 · черна пешка на бяло поле e2 · бял цар на черно поле e1 · бял офицер на бяло поле f1 · черен офицер на бяло поле h1 \| бял офицер на черно поле d8 · черна пешка на черно поле a7 · черна пешка на бяло поле d7 · черен кон на бяло поле f7 · черен офицер на черно поле g7 · бяла пешка на бяло поле a6 · черна пешка на черно поле b6 · черна пешка на бяло поле c6 · черен цар на черно поле d6 · черна пешка на бяло поле e6 · бял топ на черно поле a5 · черен топ на черно поле e5 · черна дама на бяло поле f5 · черен топ на черно поле h4 · бял топ на черно поле e3 · черен кон на черно поле g3 · бяла дама на бяло поле a2 · черна пешка на бяло поле e2 · бял цар на черно поле e1 · бял офицер на бяло поле f1 · черен офицер на бяло поле h1 \| бял офицер на черно поле d8 · черна пешка на черно поле a7 · черна пешка на бяло поле d7 · черен кон на бяло поле f7 · черен офицер на черно поле g7 · бяла пешка на бяло поле a6 · черна пешка на черно поле b6 · черна пешка на бяло поле c6 · черен цар на черно поле d6 · черна пешка на бяло поле e6 · бял топ на черно поле a5 · черен топ на черно поле e5 · черна дама на бяло поле f5 · черен топ на черно поле h4 · бял топ на черно поле e3 · черен кон на черно поле g3 · бяла дама на бяло поле a2 · черна пешка на бяло поле e2 · бял цар на черно поле e1 · бял офицер на бяло поле f1 · черен офицер на бяло поле h1 \| бял офицер на черно поле d8 · черна пешка на черно поле a7 · черна пешка на бяло поле d7 · черен кон на бяло поле f7 · черен офицер на черно поле g7 · бяла пешка на бяло поле a6 · черна пешка на черно поле b6 · черна пешка на бяло поле c6 · черен цар на черно поле d6 · черна пешка на бяло поле e6 · бял топ на черно поле a5 · черен топ на черно поле e5 · черна дама на бяло поле f5 · черен топ на черно поле h4 · бял топ на черно поле e3 · черен кон на черно поле g3 · бяла дама на бяло поле a2 · черна пешка на бяло поле e2 · бял цар на черно поле e1 · бял офицер на бяло поле f1 · черен офицер на бяло поле h1 \| бял офицер на черно поле d8 · черна пешка на черно поле a7 · черна пешка на бяло поле d7 · черен кон на бяло поле f7 · черен офицер на черно поле g7 · бяла пешка на бяло поле a6 · черна пешка на черно поле b6 · черна пешка на бяло поле c6 · черен цар на черно поле d6 · черна пешка на бяло поле e6 · бял топ на черно поле a5 · черен топ на черно поле e5 · черна дама на бяло поле f5 · черен топ на черно поле h4 · бял топ на черно поле e3 · черен кон на черно поле g3 · бяла дама на бяло поле a2 · черна пешка на бяло поле e2 · бял цар на черно поле e1 · бял офицер на бяло поле f1 · черен офицер на бяло поле h1 \| 2 \| \| 1 \| бял офицер на черно поле d8 · черна пешка на черно поле a7 · черна пешка на бяло поле d7 · черен кон на бяло поле f7 · черен офицер на черно поле g7 · бяла пешка на бяло поле a6 · черна пешка на черно поле b6 · черна пешка на бяло поле c6 · черен цар на черно поле d6 · черна пешка на бяло поле e6 · бял топ на черно поле a5 · черен топ на черно поле e5 · черна дама на бяло поле f5 · черен топ на черно поле h4 · бял топ на черно поле e3 · черен кон на черно поле g3 · бяла дама на бяло поле a2 · черна пешка на бяло поле e2 · бял цар на черно поле e1 · бял офицер на бяло поле f1 · черен офицер на бяло поле h1 \| бял офицер на черно поле d8 · черна пешка на черно поле a7 · черна пешка на бяло поле d7 · черен кон на бяло поле f7 · черен офицер на черно поле g7 · бяла пешка на бяло поле a6 · черна пешка на черно поле b6 · черна пешка на бяло поле c6 · черен цар на черно поле d6 · черна пешка на бяло поле e6 · бял топ на черно поле a5 · черен топ на черно поле e5 · черна дама на бяло поле f5 · черен топ на черно поле h4 · бял топ на черно поле e3 · черен кон на черно поле g3 · бяла дама на бяло поле a2 · черна пешка на бяло поле e2 · бял цар на черно поле e1 · бял офицер на бяло поле f1 · черен офицер на бяло поле h1 \| бял офицер на черно поле d8 · черна пешка на черно поле a7 · черна пешка на бяло поле d7 · черен кон на бяло поле f7 · черен офицер на черно поле g7 · бяла пешка на бяло поле a6 · черна пешка на черно поле b6 · черна пешка на бяло поле c6 · черен цар на черно поле d6 · черна пешка на бяло поле e6 · бял топ на черно поле a5 · черен топ на черно поле e5 · черна дама на бяло поле f5 · черен топ на черно поле h4 · бял топ на черно поле e3 · черен кон на черно поле g3 · бяла дама на бяло поле a2 · черна пешка на бяло поле e2 · бял цар на черно поле e1 · бял офицер на бяло поле f1 · черен офицер на бяло поле h1 \| бял офицер на черно поле d8 · черна пешка на черно поле a7 · черна пешка на бяло поле d7 · черен кон на бяло поле f7 · черен офицер на черно поле g7 · бяла пешка на бяло поле a6 · черна пешка на черно поле b6 · черна пешка на бяло поле c6 · черен цар на черно поле d6 · черна пешка на бяло поле e6 · бял топ на черно поле a5 · черен топ на черно поле e5 · черна дама на бяло поле f5 · черен топ на черно поле h4 · бял топ на черно поле e3 · черен кон на черно поле g3 · бяла дама на бяло поле a2 · черна пешка на бяло поле e2 · бял цар на черно поле e1 · бял офицер на бяло поле f1 · черен офицер на бяло поле h1 \| бял офицер на черно поле d8 · черна пешка на черно поле a7 · черна пешка на бяло поле d7 · черен кон на бяло поле f7 · черен офицер на черно поле g7 · бяла пешка на бяло поле a6 · черна пешка на черно поле b6 · черна пешка на бяло поле c6 · черен цар на черно поле d6 · черна пешка на бяло поле e6 · бял топ на черно поле a5 · черен топ на черно поле e5 · черна дама на бяло поле f5 · черен топ на черно поле h4 · бял топ на черно поле e3 · черен кон на черно поле g3 · бяла дама на бяло поле a2 · черна пешка на бяло поле e2 · бял цар на черно поле e1 · бял офицер на бяло поле f1 · черен офицер на бяло поле h1 \| бял офицер на черно поле d8 · черна пешка на черно поле a7 · черна пешка на бяло поле d7 · черен кон на бяло поле f7 · черен офицер на черно поле g7 · бяла пешка на бяло поле a6 · черна пешка на черно поле b6 · черна пешка на бяло поле c6 · черен цар на черно поле d6 · черна пешка на бяло поле e6 · бял топ на черно поле a5 · черен топ на черно поле e5 · черна дама на бяло поле f5 · черен топ на черно поле h4 · бял топ на черно поле e3 · черен кон на черно поле g3 · бяла дама на бяло поле a2 · черна пешка на бяло поле e2 · бял цар на черно поле e1 · бял офицер на бяло поле f1 · черен офицер на бяло поле h1 \| бял офицер на черно поле d8 · черна пешка на черно поле a7 · черна пешка на бяло поле d7 · черен кон на бяло поле f7 · черен офицер на черно поле g7 · бяла пешка на бяло поле a6 · черна пешка на черно поле b6 · черна пешка на бяло поле c6 · черен цар на черно поле d6 · черна пешка на бяло поле e6 · бял топ на черно поле a5 · черен топ на черно поле e5 · черна дама на бяло поле f5 · черен топ на черно поле h4 · бял топ на черно поле e3 · черен кон на черно поле g3 · бяла дама на бяло поле a2 · черна пешка на бяло поле e2 · бял цар на черно поле e1 · бял офицер на бяло поле f1 · черен офицер на бяло поле h1 \| бял офицер на черно поле d8 · черна пешка на черно поле a7 · черна пешка на бяло поле d7 · черен кон на бяло поле f7 · черен офицер на черно поле g7 · бяла пешка на бяло поле a6 · черна пешка на черно поле b6 · черна пешка на бяло поле c6 · черен цар на черно поле d6 · черна пешка на бяло поле e6 · бял топ на черно поле a5 · черен топ на черно поле e5 · черна дама на бяло поле f5 · черен топ на черно поле h4 · бял топ на черно поле e3 · черен кон на черно поле g3 · бяла дама на бяло поле a2 · черна пешка на бяло поле e2 · бял цар на черно поле e1 · бял офицер на бяло поле f1 · черен офицер на бяло поле h1 \| 1 \| \| \| a \| b \| c \| d \| e \| f \| g \| h \| \| Кооперативен мат в 2 хода Започват черните: · 1. ... e:f1K! · 2. Дh2 Ke4 · 3. Тd3#. | Постига се в 4 хода на полетата f8 или f2 с дама и офицер. Става след като не се отразява матовата заплаха чрез g6 или Де7, затова също е вид кооперативен мат. | | | | | | | |   |
| | a | b | c | d | e | f | g | h |   |
| 8 | бял офицер на черно поле d8 · черна пешка на черно поле a7 · черна пешка на бяло поле d7 · черен кон на бяло поле f7 · черен офицер на черно поле g7 · бяла пешка на бяло поле a6 · черна пешка на черно поле b6 · черна пешка на бяло поле c6 · черен цар на черно поле d6 · черна пешка на бяло поле e6 · бял топ на черно поле a5 · черен топ на черно поле e5 · черна дама на бяло поле f5 · черен топ на черно поле h4 · бял топ на черно поле e3 · черен кон на черно поле g3 · бяла дама на бяло поле a2 · черна пешка на бяло поле e2 · бял цар на черно поле e1 · бял офицер на бяло поле f1 · черен офицер на бяло поле h1 | бял офицер на черно поле d8 · черна пешка на черно поле a7 · черна пешка на бяло поле d7 · черен кон на бяло поле f7 · черен офицер на черно поле g7 · бяла пешка на бяло поле a6 · черна пешка на черно поле b6 · черна пешка на бяло поле c6 · черен цар на черно поле d6 · черна пешка на бяло поле e6 · бял топ на черно поле a5 · черен топ на черно поле e5 · черна дама на бяло поле f5 · черен топ на черно поле h4 · бял топ на черно поле e3 · черен кон на черно поле g3 · бяла дама на бяло поле a2 · черна пешка на бяло поле e2 · бял цар на черно поле e1 · бял офицер на бяло поле f1 · черен офицер на бяло поле h1 | бял офицер на черно поле d8 · черна пешка на черно поле a7 · черна пешка на бяло поле d7 · черен кон на бяло поле f7 · черен офицер на черно поле g7 · бяла пешка на бяло поле a6 · черна пешка на черно поле b6 · черна пешка на бяло поле c6 · черен цар на черно поле d6 · черна пешка на бяло поле e6 · бял топ на черно поле a5 · черен топ на черно поле e5 · черна дама на бяло поле f5 · черен топ на черно поле h4 · бял топ на черно поле e3 · черен кон на черно поле g3 · бяла дама на бяло поле a2 · черна пешка на бяло поле e2 · бял цар на черно поле e1 · бял офицер на бяло поле f1 · черен офицер на бяло поле h1 | бял офицер на черно поле d8 · черна пешка на черно поле a7 · черна пешка на бяло поле d7 · черен кон на бяло поле f7 · черен офицер на черно поле g7 · бяла пешка на бяло поле a6 · черна пешка на черно поле b6 · черна пешка на бяло поле c6 · черен цар на черно поле d6 · черна пешка на бяло поле e6 · бял топ на черно поле a5 · черен топ на черно поле e5 · черна дама на бяло поле f5 · черен топ на черно поле h4 · бял топ на черно поле e3 · черен кон на черно поле g3 · бяла дама на бяло поле a2 · черна пешка на бяло поле e2 · бял цар на черно поле e1 · бял офицер на бяло поле f1 · черен офицер на бяло поле h1 | бял офицер на черно поле d8 · черна пешка на черно поле a7 · черна пешка на бяло поле d7 · черен кон на бяло поле f7 · черен офицер на черно поле g7 · бяла пешка на бяло поле a6 · черна пешка на черно поле b6 · черна пешка на бяло поле c6 · черен цар на черно поле d6 · черна пешка на бяло поле e6 · бял топ на черно поле a5 · черен топ на черно поле e5 · черна дама на бяло поле f5 · черен топ на черно поле h4 · бял топ на черно поле e3 · черен кон на черно поле g3 · бяла дама на бяло поле a2 · черна пешка на бяло поле e2 · бял цар на черно поле e1 · бял офицер на бяло поле f1 · черен офицер на бяло поле h1 | бял офицер на черно поле d8 · черна пешка на черно поле a7 · черна пешка на бяло поле d7 · черен кон на бяло поле f7 · черен офицер на черно поле g7 · бяла пешка на бяло поле a6 · черна пешка на черно поле b6 · черна пешка на бяло поле c6 · черен цар на черно поле d6 · черна пешка на бяло поле e6 · бял топ на черно поле a5 · черен топ на черно поле e5 · черна дама на бяло поле f5 · черен топ на черно поле h4 · бял топ на черно поле e3 · черен кон на черно поле g3 · бяла дама на бяло поле a2 · черна пешка на бяло поле e2 · бял цар на черно поле e1 · бял офицер на бяло поле f1 · черен офицер на бяло поле h1 | бял офицер на черно поле d8 · черна пешка на черно поле a7 · черна пешка на бяло поле d7 · черен кон на бяло поле f7 · черен офицер на черно поле g7 · бяла пешка на бяло поле a6 · черна пешка на черно поле b6 · черна пешка на бяло поле c6 · черен цар на черно поле d6 · черна пешка на бяло поле e6 · бял топ на черно поле a5 · черен топ на черно поле e5 · черна дама на бяло поле f5 · черен топ на черно поле h4 · бял топ на черно поле e3 · черен кон на черно поле g3 · бяла дама на бяло поле a2 · черна пешка на бяло поле e2 · бял цар на черно поле e1 · бял офицер на бяло поле f1 · черен офицер на бяло поле h1 | бял офицер на черно поле d8 · черна пешка на черно поле a7 · черна пешка на бяло поле d7 · черен кон на бяло поле f7 · черен офицер на черно поле g7 · бяла пешка на бяло поле a6 · черна пешка на черно поле b6 · черна пешка на бяло поле c6 · черен цар на черно поле d6 · черна пешка на бяло поле e6 · бял топ на черно поле a5 · черен топ на черно поле e5 · черна дама на бяло поле f5 · черен топ на черно поле h4 · бял топ на черно поле e3 · черен кон на черно поле g3 · бяла дама на бяло поле a2 · черна пешка на бяло поле e2 · бял цар на черно поле e1 · бял офицер на бяло поле f1 · черен офицер на бяло поле h1 | 8 |
| 7 | бял офицер на черно поле d8 · черна пешка на черно поле a7 · черна пешка на бяло поле d7 · черен кон на бяло поле f7 · черен офицер на черно поле g7 · бяла пешка на бяло поле a6 · черна пешка на черно поле b6 · черна пешка на бяло поле c6 · черен цар на черно поле d6 · черна пешка на бяло поле e6 · бял топ на черно поле a5 · черен топ на черно поле e5 · черна дама на бяло поле f5 · черен топ на черно поле h4 · бял топ на черно поле e3 · черен кон на черно поле g3 · бяла дама на бяло поле a2 · черна пешка на бяло поле e2 · бял цар на черно поле e1 · бял офицер на бяло поле f1 · черен офицер на бяло поле h1 | бял офицер на черно поле d8 · черна пешка на черно поле a7 · черна пешка на бяло поле d7 · черен кон на бяло поле f7 · черен офицер на черно поле g7 · бяла пешка на бяло поле a6 · черна пешка на черно поле b6 · черна пешка на бяло поле c6 · черен цар на черно поле d6 · черна пешка на бяло поле e6 · бял топ на черно поле a5 · черен топ на черно поле e5 · черна дама на бяло поле f5 · черен топ на черно поле h4 · бял топ на черно поле e3 · черен кон на черно поле g3 · бяла дама на бяло поле a2 · черна пешка на бяло поле e2 · бял цар на черно поле e1 · бял офицер на бяло поле f1 · черен офицер на бяло поле h1 | бял офицер на черно поле d8 · черна пешка на черно поле a7 · черна пешка на бяло поле d7 · черен кон на бяло поле f7 · черен офицер на черно поле g7 · бяла пешка на бяло поле a6 · черна пешка на черно поле b6 · черна пешка на бяло поле c6 · черен цар на черно поле d6 · черна пешка на бяло поле e6 · бял топ на черно поле a5 · черен топ на черно поле e5 · черна дама на бяло поле f5 · черен топ на черно поле h4 · бял топ на черно поле e3 · черен кон на черно поле g3 · бяла дама на бяло поле a2 · черна пешка на бяло поле e2 · бял цар на черно поле e1 · бял офицер на бяло поле f1 · черен офицер на бяло поле h1 | бял офицер на черно поле d8 · черна пешка на черно поле a7 · черна пешка на бяло поле d7 · черен кон на бяло поле f7 · черен офицер на черно поле g7 · бяла пешка на бяло поле a6 · черна пешка на черно поле b6 · черна пешка на бяло поле c6 · черен цар на черно поле d6 · черна пешка на бяло поле e6 · бял топ на черно поле a5 · черен топ на черно поле e5 · черна дама на бяло поле f5 · черен топ на черно поле h4 · бял топ на черно поле e3 · черен кон на черно поле g3 · бяла дама на бяло поле a2 · черна пешка на бяло поле e2 · бял цар на черно поле e1 · бял офицер на бяло поле f1 · черен офицер на бяло поле h1 | бял офицер на черно поле d8 · черна пешка на черно поле a7 · черна пешка на бяло поле d7 · черен кон на бяло поле f7 · черен офицер на черно поле g7 · бяла пешка на бяло поле a6 · черна пешка на черно поле b6 · черна пешка на бяло поле c6 · черен цар на черно поле d6 · черна пешка на бяло поле e6 · бял топ на черно поле a5 · черен топ на черно поле e5 · черна дама на бяло поле f5 · черен топ на черно поле h4 · бял топ на черно поле e3 · черен кон на черно поле g3 · бяла дама на бяло поле a2 · черна пешка на бяло поле e2 · бял цар на черно поле e1 · бял офицер на бяло поле f1 · черен офицер на бяло поле h1 | бял офицер на черно поле d8 · черна пешка на черно поле a7 · черна пешка на бяло поле d7 · черен кон на бяло поле f7 · черен офицер на черно поле g7 · бяла пешка на бяло поле a6 · черна пешка на черно поле b6 · черна пешка на бяло поле c6 · черен цар на черно поле d6 · черна пешка на бяло поле e6 · бял топ на черно поле a5 · черен топ на черно поле e5 · черна дама на бяло поле f5 · черен топ на черно поле h4 · бял топ на черно поле e3 · черен кон на черно поле g3 · бяла дама на бяло поле a2 · черна пешка на бяло поле e2 · бял цар на черно поле e1 · бял офицер на бяло поле f1 · черен офицер на бяло поле h1 | бял офицер на черно поле d8 · черна пешка на черно поле a7 · черна пешка на бяло поле d7 · черен кон на бяло поле f7 · черен офицер на черно поле g7 · бяла пешка на бяло поле a6 · черна пешка на черно поле b6 · черна пешка на бяло поле c6 · черен цар на черно поле d6 · черна пешка на бяло поле e6 · бял топ на черно поле a5 · черен топ на черно поле e5 · черна дама на бяло поле f5 · черен топ на черно поле h4 · бял топ на черно поле e3 · черен кон на черно поле g3 · бяла дама на бяло поле a2 · черна пешка на бяло поле e2 · бял цар на черно поле e1 · бял офицер на бяло поле f1 · черен офицер на бяло поле h1 | бял офицер на черно поле d8 · черна пешка на черно поле a7 · черна пешка на бяло поле d7 · черен кон на бяло поле f7 · черен офицер на черно поле g7 · бяла пешка на бяло поле a6 · черна пешка на черно поле b6 · черна пешка на бяло поле c6 · черен цар на черно поле d6 · черна пешка на бяло поле e6 · бял топ на черно поле a5 · черен топ на черно поле e5 · черна дама на бяло поле f5 · черен топ на черно поле h4 · бял топ на черно поле e3 · черен кон на черно поле g3 · бяла дама на бяло поле a2 · черна пешка на бяло поле e2 · бял цар на черно поле e1 · бял офицер на бяло поле f1 · черен офицер на бяло поле h1 | 7 |
| 6 | бял офицер на черно поле d8 · черна пешка на черно поле a7 · черна пешка на бяло поле d7 · черен кон на бяло поле f7 · черен офицер на черно поле g7 · бяла пешка на бяло поле a6 · черна пешка на черно поле b6 · черна пешка на бяло поле c6 · черен цар на черно поле d6 · черна пешка на бяло поле e6 · бял топ на черно поле a5 · черен топ на черно поле e5 · черна дама на бяло поле f5 · черен топ на черно поле h4 · бял топ на черно поле e3 · черен кон на черно поле g3 · бяла дама на бяло поле a2 · черна пешка на бяло поле e2 · бял цар на черно поле e1 · бял офицер на бяло поле f1 · черен офицер на бяло поле h1 | бял офицер на черно поле d8 · черна пешка на черно поле a7 · черна пешка на бяло поле d7 · черен кон на бяло поле f7 · черен офицер на черно поле g7 · бяла пешка на бяло поле a6 · черна пешка на черно поле b6 · черна пешка на бяло поле c6 · черен цар на черно поле d6 · черна пешка на бяло поле e6 · бял топ на черно поле a5 · черен топ на черно поле e5 · черна дама на бяло поле f5 · черен топ на черно поле h4 · бял топ на черно поле e3 · черен кон на черно поле g3 · бяла дама на бяло поле a2 · черна пешка на бяло поле e2 · бял цар на черно поле e1 · бял офицер на бяло поле f1 · черен офицер на бяло поле h1 | бял офицер на черно поле d8 · черна пешка на черно поле a7 · черна пешка на бяло поле d7 · черен кон на бяло поле f7 · черен офицер на черно поле g7 · бяла пешка на бяло поле a6 · черна пешка на черно поле b6 · черна пешка на бяло поле c6 · черен цар на черно поле d6 · черна пешка на бяло поле e6 · бял топ на черно поле a5 · черен топ на черно поле e5 · черна дама на бяло поле f5 · черен топ на черно поле h4 · бял топ на черно поле e3 · черен кон на черно поле g3 · бяла дама на бяло поле a2 · черна пешка на бяло поле e2 · бял цар на черно поле e1 · бял офицер на бяло поле f1 · черен офицер на бяло поле h1 | бял офицер на черно поле d8 · черна пешка на черно поле a7 · черна пешка на бяло поле d7 · черен кон на бяло поле f7 · черен офицер на черно поле g7 · бяла пешка на бяло поле a6 · черна пешка на черно поле b6 · черна пешка на бяло поле c6 · черен цар на черно поле d6 · черна пешка на бяло поле e6 · бял топ на черно поле a5 · черен топ на черно поле e5 · черна дама на бяло поле f5 · черен топ на черно поле h4 · бял топ на черно поле e3 · черен кон на черно поле g3 · бяла дама на бяло поле a2 · черна пешка на бяло поле e2 · бял цар на черно поле e1 · бял офицер на бяло поле f1 · черен офицер на бяло поле h1 | бял офицер на черно поле d8 · черна пешка на черно поле a7 · черна пешка на бяло поле d7 · черен кон на бяло поле f7 · черен офицер на черно поле g7 · бяла пешка на бяло поле a6 · черна пешка на черно поле b6 · черна пешка на бяло поле c6 · черен цар на черно поле d6 · черна пешка на бяло поле e6 · бял топ на черно поле a5 · черен топ на черно поле e5 · черна дама на бяло поле f5 · черен топ на черно поле h4 · бял топ на черно поле e3 · черен кон на черно поле g3 · бяла дама на бяло поле a2 · черна пешка на бяло поле e2 · бял цар на черно поле e1 · бял офицер на бяло поле f1 · черен офицер на бяло поле h1 | бял офицер на черно поле d8 · черна пешка на черно поле a7 · черна пешка на бяло поле d7 · черен кон на бяло поле f7 · черен офицер на черно поле g7 · бяла пешка на бяло поле a6 · черна пешка на черно поле b6 · черна пешка на бяло поле c6 · черен цар на черно поле d6 · черна пешка на бяло поле e6 · бял топ на черно поле a5 · черен топ на черно поле e5 · черна дама на бяло поле f5 · черен топ на черно поле h4 · бял топ на черно поле e3 · черен кон на черно поле g3 · бяла дама на бяло поле a2 · черна пешка на бяло поле e2 · бял цар на черно поле e1 · бял офицер на бяло поле f1 · черен офицер на бяло поле h1 | бял офицер на черно поле d8 · черна пешка на черно поле a7 · черна пешка на бяло поле d7 · черен кон на бяло поле f7 · черен офицер на черно поле g7 · бяла пешка на бяло поле a6 · черна пешка на черно поле b6 · черна пешка на бяло поле c6 · черен цар на черно поле d6 · черна пешка на бяло поле e6 · бял топ на черно поле a5 · черен топ на черно поле e5 · черна дама на бяло поле f5 · черен топ на черно поле h4 · бял топ на черно поле e3 · черен кон на черно поле g3 · бяла дама на бяло поле a2 · черна пешка на бяло поле e2 · бял цар на черно поле e1 · бял офицер на бяло поле f1 · черен офицер на бяло поле h1 | бял офицер на черно поле d8 · черна пешка на черно поле a7 · черна пешка на бяло поле d7 · черен кон на бяло поле f7 · черен офицер на черно поле g7 · бяла пешка на бяло поле a6 · черна пешка на черно поле b6 · черна пешка на бяло поле c6 · черен цар на черно поле d6 · черна пешка на бяло поле e6 · бял топ на черно поле a5 · черен топ на черно поле e5 · черна дама на бяло поле f5 · черен топ на черно поле h4 · бял топ на черно поле e3 · черен кон на черно поле g3 · бяла дама на бяло поле a2 · черна пешка на бяло поле e2 · бял цар на черно поле e1 · бял офицер на бяло поле f1 · черен офицер на бяло поле h1 | 6 |
| 5 | бял офицер на черно поле d8 · черна пешка на черно поле a7 · черна пешка на бяло поле d7 · черен кон на бяло поле f7 · черен офицер на черно поле g7 · бяла пешка на бяло поле a6 · черна пешка на черно поле b6 · черна пешка на бяло поле c6 · черен цар на черно поле d6 · черна пешка на бяло поле e6 · бял топ на черно поле a5 · черен топ на черно поле e5 · черна дама на бяло поле f5 · черен топ на черно поле h4 · бял топ на черно поле e3 · черен кон на черно поле g3 · бяла дама на бяло поле a2 · черна пешка на бяло поле e2 · бял цар на черно поле e1 · бял офицер на бяло поле f1 · черен офицер на бяло поле h1 | бял офицер на черно поле d8 · черна пешка на черно поле a7 · черна пешка на бяло поле d7 · черен кон на бяло поле f7 · черен офицер на черно поле g7 · бяла пешка на бяло поле a6 · черна пешка на черно поле b6 · черна пешка на бяло поле c6 · черен цар на черно поле d6 · черна пешка на бяло поле e6 · бял топ на черно поле a5 · черен топ на черно поле e5 · черна дама на бяло поле f5 · черен топ на черно поле h4 · бял топ на черно поле e3 · черен кон на черно поле g3 · бяла дама на бяло поле a2 · черна пешка на бяло поле e2 · бял цар на черно поле e1 · бял офицер на бяло поле f1 · черен офицер на бяло поле h1 | бял офицер на черно поле d8 · черна пешка на черно поле a7 · черна пешка на бяло поле d7 · черен кон на бяло поле f7 · черен офицер на черно поле g7 · бяла пешка на бяло поле a6 · черна пешка на черно поле b6 · черна пешка на бяло поле c6 · черен цар на черно поле d6 · черна пешка на бяло поле e6 · бял топ на черно поле a5 · черен топ на черно поле e5 · черна дама на бяло поле f5 · черен топ на черно поле h4 · бял топ на черно поле e3 · черен кон на черно поле g3 · бяла дама на бяло поле a2 · черна пешка на бяло поле e2 · бял цар на черно поле e1 · бял офицер на бяло поле f1 · черен офицер на бяло поле h1 | бял офицер на черно поле d8 · черна пешка на черно поле a7 · черна пешка на бяло поле d7 · черен кон на бяло поле f7 · черен офицер на черно поле g7 · бяла пешка на бяло поле a6 · черна пешка на черно поле b6 · черна пешка на бяло поле c6 · черен цар на черно поле d6 · черна пешка на бяло поле e6 · бял топ на черно поле a5 · черен топ на черно поле e5 · черна дама на бяло поле f5 · черен топ на черно поле h4 · бял топ на черно поле e3 · черен кон на черно поле g3 · бяла дама на бяло поле a2 · черна пешка на бяло поле e2 · бял цар на черно поле e1 · бял офицер на бяло поле f1 · черен офицер на бяло поле h1 | бял офицер на черно поле d8 · черна пешка на черно поле a7 · черна пешка на бяло поле d7 · черен кон на бяло поле f7 · черен офицер на черно поле g7 · бяла пешка на бяло поле a6 · черна пешка на черно поле b6 · черна пешка на бяло поле c6 · черен цар на черно поле d6 · черна пешка на бяло поле e6 · бял топ на черно поле a5 · черен топ на черно поле e5 · черна дама на бяло поле f5 · черен топ на черно поле h4 · бял топ на черно поле e3 · черен кон на черно поле g3 · бяла дама на бяло поле a2 · черна пешка на бяло поле e2 · бял цар на черно поле e1 · бял офицер на бяло поле f1 · черен офицер на бяло поле h1 | бял офицер на черно поле d8 · черна пешка на черно поле a7 · черна пешка на бяло поле d7 · черен кон на бяло поле f7 · черен офицер на черно поле g7 · бяла пешка на бяло поле a6 · черна пешка на черно поле b6 · черна пешка на бяло поле c6 · черен цар на черно поле d6 · черна пешка на бяло поле e6 · бял топ на черно поле a5 · черен топ на черно поле e5 · черна дама на бяло поле f5 · черен топ на черно поле h4 · бял топ на черно поле e3 · черен кон на черно поле g3 · бяла дама на бяло поле a2 · черна пешка на бяло поле e2 · бял цар на черно поле e1 · бял офицер на бяло поле f1 · черен офицер на бяло поле h1 | бял офицер на черно поле d8 · черна пешка на черно поле a7 · черна пешка на бяло поле d7 · черен кон на бяло поле f7 · черен офицер на черно поле g7 · бяла пешка на бяло поле a6 · черна пешка на черно поле b6 · черна пешка на бяло поле c6 · черен цар на черно поле d6 · черна пешка на бяло поле e6 · бял топ на черно поле a5 · черен топ на черно поле e5 · черна дама на бяло поле f5 · черен топ на черно поле h4 · бял топ на черно поле e3 · черен кон на черно поле g3 · бяла дама на бяло поле a2 · черна пешка на бяло поле e2 · бял цар на черно поле e1 · бял офицер на бяло поле f1 · черен офицер на бяло поле h1 | бял офицер на черно поле d8 · черна пешка на черно поле a7 · черна пешка на бяло поле d7 · черен кон на бяло поле f7 · черен офицер на черно поле g7 · бяла пешка на бяло поле a6 · черна пешка на черно поле b6 · черна пешка на бяло поле c6 · черен цар на черно поле d6 · черна пешка на бяло поле e6 · бял топ на черно поле a5 · черен топ на черно поле e5 · черна дама на бяло поле f5 · черен топ на черно поле h4 · бял топ на черно поле e3 · черен кон на черно поле g3 · бяла дама на бяло поле a2 · черна пешка на бяло поле e2 · бял цар на черно поле e1 · бял офицер на бяло поле f1 · черен офицер на бяло поле h1 | 5 |
| 4 | бял офицер на черно поле d8 · черна пешка на черно поле a7 · черна пешка на бяло поле d7 · черен кон на бяло поле f7 · черен офицер на черно поле g7 · бяла пешка на бяло поле a6 · черна пешка на черно поле b6 · черна пешка на бяло поле c6 · черен цар на черно поле d6 · черна пешка на бяло поле e6 · бял топ на черно поле a5 · черен топ на черно поле e5 · черна дама на бяло поле f5 · черен топ на черно поле h4 · бял топ на черно поле e3 · черен кон на черно поле g3 · бяла дама на бяло поле a2 · черна пешка на бяло поле e2 · бял цар на черно поле e1 · бял офицер на бяло поле f1 · черен офицер на бяло поле h1 | бял офицер на черно поле d8 · черна пешка на черно поле a7 · черна пешка на бяло поле d7 · черен кон на бяло поле f7 · черен офицер на черно поле g7 · бяла пешка на бяло поле a6 · черна пешка на черно поле b6 · черна пешка на бяло поле c6 · черен цар на черно поле d6 · черна пешка на бяло поле e6 · бял топ на черно поле a5 · черен топ на черно поле e5 · черна дама на бяло поле f5 · черен топ на черно поле h4 · бял топ на черно поле e3 · черен кон на черно поле g3 · бяла дама на бяло поле a2 · черна пешка на бяло поле e2 · бял цар на черно поле e1 · бял офицер на бяло поле f1 · черен офицер на бяло поле h1 | бял офицер на черно поле d8 · черна пешка на черно поле a7 · черна пешка на бяло поле d7 · черен кон на бяло поле f7 · черен офицер на черно поле g7 · бяла пешка на бяло поле a6 · черна пешка на черно поле b6 · черна пешка на бяло поле c6 · черен цар на черно поле d6 · черна пешка на бяло поле e6 · бял топ на черно поле a5 · черен топ на черно поле e5 · черна дама на бяло поле f5 · черен топ на черно поле h4 · бял топ на черно поле e3 · черен кон на черно поле g3 · бяла дама на бяло поле a2 · черна пешка на бяло поле e2 · бял цар на черно поле e1 · бял офицер на бяло поле f1 · черен офицер на бяло поле h1 | бял офицер на черно поле d8 · черна пешка на черно поле a7 · черна пешка на бяло поле d7 · черен кон на бяло поле f7 · черен офицер на черно поле g7 · бяла пешка на бяло поле a6 · черна пешка на черно поле b6 · черна пешка на бяло поле c6 · черен цар на черно поле d6 · черна пешка на бяло поле e6 · бял топ на черно поле a5 · черен топ на черно поле e5 · черна дама на бяло поле f5 · черен топ на черно поле h4 · бял топ на черно поле e3 · черен кон на черно поле g3 · бяла дама на бяло поле a2 · черна пешка на бяло поле e2 · бял цар на черно поле e1 · бял офицер на бяло поле f1 · черен офицер на бяло поле h1 | бял офицер на черно поле d8 · черна пешка на черно поле a7 · черна пешка на бяло поле d7 · черен кон на бяло поле f7 · черен офицер на черно поле g7 · бяла пешка на бяло поле a6 · черна пешка на черно поле b6 · черна пешка на бяло поле c6 · черен цар на черно поле d6 · черна пешка на бяло поле e6 · бял топ на черно поле a5 · черен топ на черно поле e5 · черна дама на бяло поле f5 · черен топ на черно поле h4 · бял топ на черно поле e3 · черен кон на черно поле g3 · бяла дама на бяло поле a2 · черна пешка на бяло поле e2 · бял цар на черно поле e1 · бял офицер на бяло поле f1 · черен офицер на бяло поле h1 | бял офицер на черно поле d8 · черна пешка на черно поле a7 · черна пешка на бяло поле d7 · черен кон на бяло поле f7 · черен офицер на черно поле g7 · бяла пешка на бяло поле a6 · черна пешка на черно поле b6 · черна пешка на бяло поле c6 · черен цар на черно поле d6 · черна пешка на бяло поле e6 · бял топ на черно поле a5 · черен топ на черно поле e5 · черна дама на бяло поле f5 · черен топ на черно поле h4 · бял топ на черно поле e3 · черен кон на черно поле g3 · бяла дама на бяло поле a2 · черна пешка на бяло поле e2 · бял цар на черно поле e1 · бял офицер на бяло поле f1 · черен офицер на бяло поле h1 | бял офицер на черно поле d8 · черна пешка на черно поле a7 · черна пешка на бяло поле d7 · черен кон на бяло поле f7 · черен офицер на черно поле g7 · бяла пешка на бяло поле a6 · черна пешка на черно поле b6 · черна пешка на бяло поле c6 · черен цар на черно поле d6 · черна пешка на бяло поле e6 · бял топ на черно поле a5 · черен топ на черно поле e5 · черна дама на бяло поле f5 · черен топ на черно поле h4 · бял топ на черно поле e3 · черен кон на черно поле g3 · бяла дама на бяло поле a2 · черна пешка на бяло поле e2 · бял цар на черно поле e1 · бял офицер на бяло поле f1 · черен офицер на бяло поле h1 | бял офицер на черно поле d8 · черна пешка на черно поле a7 · черна пешка на бяло поле d7 · черен кон на бяло поле f7 · черен офицер на черно поле g7 · бяла пешка на бяло поле a6 · черна пешка на черно поле b6 · черна пешка на бяло поле c6 · черен цар на черно поле d6 · черна пешка на бяло поле e6 · бял топ на черно поле a5 · черен топ на черно поле e5 · черна дама на бяло поле f5 · черен топ на черно поле h4 · бял топ на черно поле e3 · черен кон на черно поле g3 · бяла дама на бяло поле a2 · черна пешка на бяло поле e2 · бял цар на черно поле e1 · бял офицер на бяло поле f1 · черен офицер на бяло поле h1 | 4 |
| 3 | бял офицер на черно поле d8 · черна пешка на черно поле a7 · черна пешка на бяло поле d7 · черен кон на бяло поле f7 · черен офицер на черно поле g7 · бяла пешка на бяло поле a6 · черна пешка на черно поле b6 · черна пешка на бяло поле c6 · черен цар на черно поле d6 · черна пешка на бяло поле e6 · бял топ на черно поле a5 · черен топ на черно поле e5 · черна дама на бяло поле f5 · черен топ на черно поле h4 · бял топ на черно поле e3 · черен кон на черно поле g3 · бяла дама на бяло поле a2 · черна пешка на бяло поле e2 · бял цар на черно поле e1 · бял офицер на бяло поле f1 · черен офицер на бяло поле h1 | бял офицер на черно поле d8 · черна пешка на черно поле a7 · черна пешка на бяло поле d7 · черен кон на бяло поле f7 · черен офицер на черно поле g7 · бяла пешка на бяло поле a6 · черна пешка на черно поле b6 · черна пешка на бяло поле c6 · черен цар на черно поле d6 · черна пешка на бяло поле e6 · бял топ на черно поле a5 · черен топ на черно поле e5 · черна дама на бяло поле f5 · черен топ на черно поле h4 · бял топ на черно поле e3 · черен кон на черно поле g3 · бяла дама на бяло поле a2 · черна пешка на бяло поле e2 · бял цар на черно поле e1 · бял офицер на бяло поле f1 · черен офицер на бяло поле h1 | бял офицер на черно поле d8 · черна пешка на черно поле a7 · черна пешка на бяло поле d7 · черен кон на бяло поле f7 · черен офицер на черно поле g7 · бяла пешка на бяло поле a6 · черна пешка на черно поле b6 · черна пешка на бяло поле c6 · черен цар на черно поле d6 · черна пешка на бяло поле e6 · бял топ на черно поле a5 · черен топ на черно поле e5 · черна дама на бяло поле f5 · черен топ на черно поле h4 · бял топ на черно поле e3 · черен кон на черно поле g3 · бяла дама на бяло поле a2 · черна пешка на бяло поле e2 · бял цар на черно поле e1 · бял офицер на бяло поле f1 · черен офицер на бяло поле h1 | бял офицер на черно поле d8 · черна пешка на черно поле a7 · черна пешка на бяло поле d7 · черен кон на бяло поле f7 · черен офицер на черно поле g7 · бяла пешка на бяло поле a6 · черна пешка на черно поле b6 · черна пешка на бяло поле c6 · черен цар на черно поле d6 · черна пешка на бяло поле e6 · бял топ на черно поле a5 · черен топ на черно поле e5 · черна дама на бяло поле f5 · черен топ на черно поле h4 · бял топ на черно поле e3 · черен кон на черно поле g3 · бяла дама на бяло поле a2 · черна пешка на бяло поле e2 · бял цар на черно поле e1 · бял офицер на бяло поле f1 · черен офицер на бяло поле h1 | бял офицер на черно поле d8 · черна пешка на черно поле a7 · черна пешка на бяло поле d7 · черен кон на бяло поле f7 · черен офицер на черно поле g7 · бяла пешка на бяло поле a6 · черна пешка на черно поле b6 · черна пешка на бяло поле c6 · черен цар на черно поле d6 · черна пешка на бяло поле e6 · бял топ на черно поле a5 · черен топ на черно поле e5 · черна дама на бяло поле f5 · черен топ на черно поле h4 · бял топ на черно поле e3 · черен кон на черно поле g3 · бяла дама на бяло поле a2 · черна пешка на бяло поле e2 · бял цар на черно поле e1 · бял офицер на бяло поле f1 · черен офицер на бяло поле h1 | бял офицер на черно поле d8 · черна пешка на черно поле a7 · черна пешка на бяло поле d7 · черен кон на бяло поле f7 · черен офицер на черно поле g7 · бяла пешка на бяло поле a6 · черна пешка на черно поле b6 · черна пешка на бяло поле c6 · черен цар на черно поле d6 · черна пешка на бяло поле e6 · бял топ на черно поле a5 · черен топ на черно поле e5 · черна дама на бяло поле f5 · черен топ на черно поле h4 · бял топ на черно поле e3 · черен кон на черно поле g3 · бяла дама на бяло поле a2 · черна пешка на бяло поле e2 · бял цар на черно поле e1 · бял офицер на бяло поле f1 · черен офицер на бяло поле h1 | бял офицер на черно поле d8 · черна пешка на черно поле a7 · черна пешка на бяло поле d7 · черен кон на бяло поле f7 · черен офицер на черно поле g7 · бяла пешка на бяло поле a6 · черна пешка на черно поле b6 · черна пешка на бяло поле c6 · черен цар на черно поле d6 · черна пешка на бяло поле e6 · бял топ на черно поле a5 · черен топ на черно поле e5 · черна дама на бяло поле f5 · черен топ на черно поле h4 · бял топ на черно поле e3 · черен кон на черно поле g3 · бяла дама на бяло поле a2 · черна пешка на бяло поле e2 · бял цар на черно поле e1 · бял офицер на бяло поле f1 · черен офицер на бяло поле h1 | бял офицер на черно поле d8 · черна пешка на черно поле a7 · черна пешка на бяло поле d7 · черен кон на бяло поле f7 · черен офицер на черно поле g7 · бяла пешка на бяло поле a6 · черна пешка на черно поле b6 · черна пешка на бяло поле c6 · черен цар на черно поле d6 · черна пешка на бяло поле e6 · бял топ на черно поле a5 · черен топ на черно поле e5 · черна дама на бяло поле f5 · черен топ на черно поле h4 · бял топ на черно поле e3 · черен кон на черно поле g3 · бяла дама на бяло поле a2 · черна пешка на бяло поле e2 · бял цар на черно поле e1 · бял офицер на бяло поле f1 · черен офицер на бяло поле h1 | 3 |
| 2 | бял офицер на черно поле d8 · черна пешка на черно поле a7 · черна пешка на бяло поле d7 · черен кон на бяло поле f7 · черен офицер на черно поле g7 · бяла пешка на бяло поле a6 · черна пешка на черно поле b6 · черна пешка на бяло поле c6 · черен цар на черно поле d6 · черна пешка на бяло поле e6 · бял топ на черно поле a5 · черен топ на черно поле e5 · черна дама на бяло поле f5 · черен топ на черно поле h4 · бял топ на черно поле e3 · черен кон на черно поле g3 · бяла дама на бяло поле a2 · черна пешка на бяло поле e2 · бял цар на черно поле e1 · бял офицер на бяло поле f1 · черен офицер на бяло поле h1 | бял офицер на черно поле d8 · черна пешка на черно поле a7 · черна пешка на бяло поле d7 · черен кон на бяло поле f7 · черен офицер на черно поле g7 · бяла пешка на бяло поле a6 · черна пешка на черно поле b6 · черна пешка на бяло поле c6 · черен цар на черно поле d6 · черна пешка на бяло поле e6 · бял топ на черно поле a5 · черен топ на черно поле e5 · черна дама на бяло поле f5 · черен топ на черно поле h4 · бял топ на черно поле e3 · черен кон на черно поле g3 · бяла дама на бяло поле a2 · черна пешка на бяло поле e2 · бял цар на черно поле e1 · бял офицер на бяло поле f1 · черен офицер на бяло поле h1 | бял офицер на черно поле d8 · черна пешка на черно поле a7 · черна пешка на бяло поле d7 · черен кон на бяло поле f7 · черен офицер на черно поле g7 · бяла пешка на бяло поле a6 · черна пешка на черно поле b6 · черна пешка на бяло поле c6 · черен цар на черно поле d6 · черна пешка на бяло поле e6 · бял топ на черно поле a5 · черен топ на черно поле e5 · черна дама на бяло поле f5 · черен топ на черно поле h4 · бял топ на черно поле e3 · черен кон на черно поле g3 · бяла дама на бяло поле a2 · черна пешка на бяло поле e2 · бял цар на черно поле e1 · бял офицер на бяло поле f1 · черен офицер на бяло поле h1 | бял офицер на черно поле d8 · черна пешка на черно поле a7 · черна пешка на бяло поле d7 · черен кон на бяло поле f7 · черен офицер на черно поле g7 · бяла пешка на бяло поле a6 · черна пешка на черно поле b6 · черна пешка на бяло поле c6 · черен цар на черно поле d6 · черна пешка на бяло поле e6 · бял топ на черно поле a5 · черен топ на черно поле e5 · черна дама на бяло поле f5 · черен топ на черно поле h4 · бял топ на черно поле e3 · черен кон на черно поле g3 · бяла дама на бяло поле a2 · черна пешка на бяло поле e2 · бял цар на черно поле e1 · бял офицер на бяло поле f1 · черен офицер на бяло поле h1 | бял офицер на черно поле d8 · черна пешка на черно поле a7 · черна пешка на бяло поле d7 · черен кон на бяло поле f7 · черен офицер на черно поле g7 · бяла пешка на бяло поле a6 · черна пешка на черно поле b6 · черна пешка на бяло поле c6 · черен цар на черно поле d6 · черна пешка на бяло поле e6 · бял топ на черно поле a5 · черен топ на черно поле e5 · черна дама на бяло поле f5 · черен топ на черно поле h4 · бял топ на черно поле e3 · черен кон на черно поле g3 · бяла дама на бяло поле a2 · черна пешка на бяло поле e2 · бял цар на черно поле e1 · бял офицер на бяло поле f1 · черен офицер на бяло поле h1 | бял офицер на черно поле d8 · черна пешка на черно поле a7 · черна пешка на бяло поле d7 · черен кон на бяло поле f7 · черен офицер на черно поле g7 · бяла пешка на бяло поле a6 · черна пешка на черно поле b6 · черна пешка на бяло поле c6 · черен цар на черно поле d6 · черна пешка на бяло поле e6 · бял топ на черно поле a5 · черен топ на черно поле e5 · черна дама на бяло поле f5 · черен топ на черно поле h4 · бял топ на черно поле e3 · черен кон на черно поле g3 · бяла дама на бяло поле a2 · черна пешка на бяло поле e2 · бял цар на черно поле e1 · бял офицер на бяло поле f1 · черен офицер на бяло поле h1 | бял офицер на черно поле d8 · черна пешка на черно поле a7 · черна пешка на бяло поле d7 · черен кон на бяло поле f7 · черен офицер на черно поле g7 · бяла пешка на бяло поле a6 · черна пешка на черно поле b6 · черна пешка на бяло поле c6 · черен цар на черно поле d6 · черна пешка на бяло поле e6 · бял топ на черно поле a5 · черен топ на черно поле e5 · черна дама на бяло поле f5 · черен топ на черно поле h4 · бял топ на черно поле e3 · черен кон на черно поле g3 · бяла дама на бяло поле a2 · черна пешка на бяло поле e2 · бял цар на черно поле e1 · бял офицер на бяло поле f1 · черен офицер на бяло поле h1 | бял офицер на черно поле d8 · черна пешка на черно поле a7 · черна пешка на бяло поле d7 · черен кон на бяло поле f7 · черен офицер на черно поле g7 · бяла пешка на бяло поле a6 · черна пешка на черно поле b6 · черна пешка на бяло поле c6 · черен цар на черно поле d6 · черна пешка на бяло поле e6 · бял топ на черно поле a5 · черен топ на черно поле e5 · черна дама на бяло поле f5 · черен топ на черно поле h4 · бял топ на черно поле e3 · черен кон на черно поле g3 · бяла дама на бяло поле a2 · черна пешка на бяло поле e2 · бял цар на черно поле e1 · бял офицер на бяло поле f1 · черен офицер на бяло поле h1 | 2 |
| 1 | бял офицер на черно поле d8 · черна пешка на черно поле a7 · черна пешка на бяло поле d7 · черен кон на бяло поле f7 · черен офицер на черно поле g7 · бяла пешка на бяло поле a6 · черна пешка на черно поле b6 · черна пешка на бяло поле c6 · черен цар на черно поле d6 · черна пешка на бяло поле e6 · бял топ на черно поле a5 · черен топ на черно поле e5 · черна дама на бяло поле f5 · черен топ на черно поле h4 · бял топ на черно поле e3 · черен кон на черно поле g3 · бяла дама на бяло поле a2 · черна пешка на бяло поле e2 · бял цар на черно поле e1 · бял офицер на бяло поле f1 · черен офицер на бяло поле h1 | бял офицер на черно поле d8 · черна пешка на черно поле a7 · черна пешка на бяло поле d7 · черен кон на бяло поле f7 · черен офицер на черно поле g7 · бяла пешка на бяло поле a6 · черна пешка на черно поле b6 · черна пешка на бяло поле c6 · черен цар на черно поле d6 · черна пешка на бяло поле e6 · бял топ на черно поле a5 · черен топ на черно поле e5 · черна дама на бяло поле f5 · черен топ на черно поле h4 · бял топ на черно поле e3 · черен кон на черно поле g3 · бяла дама на бяло поле a2 · черна пешка на бяло поле e2 · бял цар на черно поле e1 · бял офицер на бяло поле f1 · черен офицер на бяло поле h1 | бял офицер на черно поле d8 · черна пешка на черно поле a7 · черна пешка на бяло поле d7 · черен кон на бяло поле f7 · черен офицер на черно поле g7 · бяла пешка на бяло поле a6 · черна пешка на черно поле b6 · черна пешка на бяло поле c6 · черен цар на черно поле d6 · черна пешка на бяло поле e6 · бял топ на черно поле a5 · черен топ на черно поле e5 · черна дама на бяло поле f5 · черен топ на черно поле h4 · бял топ на черно поле e3 · черен кон на черно поле g3 · бяла дама на бяло поле a2 · черна пешка на бяло поле e2 · бял цар на черно поле e1 · бял офицер на бяло поле f1 · черен офицер на бяло поле h1 | бял офицер на черно поле d8 · черна пешка на черно поле a7 · черна пешка на бяло поле d7 · черен кон на бяло поле f7 · черен офицер на черно поле g7 · бяла пешка на бяло поле a6 · черна пешка на черно поле b6 · черна пешка на бяло поле c6 · черен цар на черно поле d6 · черна пешка на бяло поле e6 · бял топ на черно поле a5 · черен топ на черно поле e5 · черна дама на бяло поле f5 · черен топ на черно поле h4 · бял топ на черно поле e3 · черен кон на черно поле g3 · бяла дама на бяло поле a2 · черна пешка на бяло поле e2 · бял цар на черно поле e1 · бял офицер на бяло поле f1 · черен офицер на бяло поле h1 | бял офицер на черно поле d8 · черна пешка на черно поле a7 · черна пешка на бяло поле d7 · черен кон на бяло поле f7 · черен офицер на черно поле g7 · бяла пешка на бяло поле a6 · черна пешка на черно поле b6 · черна пешка на бяло поле c6 · черен цар на черно поле d6 · черна пешка на бяло поле e6 · бял топ на черно поле a5 · черен топ на черно поле e5 · черна дама на бяло поле f5 · черен топ на черно поле h4 · бял топ на черно поле e3 · черен кон на черно поле g3 · бяла дама на бяло поле a2 · черна пешка на бяло поле e2 · бял цар на черно поле e1 · бял офицер на бяло поле f1 · черен офицер на бяло поле h1 | бял офицер на черно поле d8 · черна пешка на черно поле a7 · черна пешка на бяло поле d7 · черен кон на бяло поле f7 · черен офицер на черно поле g7 · бяла пешка на бяло поле a6 · черна пешка на черно поле b6 · черна пешка на бяло поле c6 · черен цар на черно поле d6 · черна пешка на бяло поле e6 · бял топ на черно поле a5 · черен топ на черно поле e5 · черна дама на бяло поле f5 · черен топ на черно поле h4 · бял топ на черно поле e3 · черен кон на черно поле g3 · бяла дама на бяло поле a2 · черна пешка на бяло поле e2 · бял цар на черно поле e1 · бял офицер на бяло поле f1 · черен офицер на бяло поле h1 | бял офицер на черно поле d8 · черна пешка на черно поле a7 · черна пешка на бяло поле d7 · черен кон на бяло поле f7 · черен офицер на черно поле g7 · бяла пешка на бяло поле a6 · черна пешка на черно поле b6 · черна пешка на бяло поле c6 · черен цар на черно поле d6 · черна пешка на бяло поле e6 · бял топ на черно поле a5 · черен топ на черно поле e5 · черна дама на бяло поле f5 · черен топ на черно поле h4 · бял топ на черно поле e3 · черен кон на черно поле g3 · бяла дама на бяло поле a2 · черна пешка на бяло поле e2 · бял цар на черно поле e1 · бял офицер на бяло поле f1 · черен офицер на бяло поле h1 | бял офицер на черно поле d8 · черна пешка на черно поле a7 · черна пешка на бяло поле d7 · черен кон на бяло поле f7 · черен офицер на черно поле g7 · бяла пешка на бяло поле a6 · черна пешка на черно поле b6 · черна пешка на бяло поле c6 · черен цар на черно поле d6 · черна пешка на бяло поле e6 · бял топ на черно поле a5 · черен топ на черно поле e5 · черна дама на бяло поле f5 · черен топ на черно поле h4 · бял топ на черно поле e3 · черен кон на черно поле g3 · бяла дама на бяло поле a2 · черна пешка на бяло поле e2 · бял цар на черно поле e1 · бял офицер на бяло поле f1 · черен офицер на бяло поле h1 | 1 |
| | a | b | c | d | e | f | g | h |   |

### Задачи за обратен мат
Белите правят всичко възможно да се самоматират, а черните се опитват да не матират белите.

## Шахматни задачи в изкуството
„За играта на шахмат“ (на латински: De Ludo Schacorum) е книга на италианския монах-математик Лука Пачоли от Манастира на Божи гроб, на латински език. Трактатът е известен още като „Разсейване на скуката“ (на италиански: „Schifanoia“). Някои от илюстрациите към трактата и някои от шахматните задачи, представени там, се приписват на Леонардо да Винчи (на италиански: Leonardo da Vinci, 1452 – 1519).

Доста често шахматна задача е представена в картини, изобразяващи шахматна игра. Такава е „Портрет на Едуард Уиндзор, 3-ти барон Уиндзор, съпругата му Катрин де Вер и тяхното семейство“ (1568) на Майстора на графинята на Уорик, където е изобразен мат в 2 хода. 
|   | a | b | c | d | e | f | g | h |   |
| 8 | бяла дама на бяло поле a8 · черен кон на бяло поле d7 · бяла пешка на черно поле b6 · черен цар на черно поле d6 · черна пешка на бяло поле e6 · бял топ на черно поле e5 · бяла пешка на черно поле f4 · бял цар на бяло поле h1 | бяла дама на бяло поле a8 · черен кон на бяло поле d7 · бяла пешка на черно поле b6 · черен цар на черно поле d6 · черна пешка на бяло поле e6 · бял топ на черно поле e5 · бяла пешка на черно поле f4 · бял цар на бяло поле h1 | бяла дама на бяло поле a8 · черен кон на бяло поле d7 · бяла пешка на черно поле b6 · черен цар на черно поле d6 · черна пешка на бяло поле e6 · бял топ на черно поле e5 · бяла пешка на черно поле f4 · бял цар на бяло поле h1 | бяла дама на бяло поле a8 · черен кон на бяло поле d7 · бяла пешка на черно поле b6 · черен цар на черно поле d6 · черна пешка на бяло поле e6 · бял топ на черно поле e5 · бяла пешка на черно поле f4 · бял цар на бяло поле h1 | бяла дама на бяло поле a8 · черен кон на бяло поле d7 · бяла пешка на черно поле b6 · черен цар на черно поле d6 · черна пешка на бяло поле e6 · бял топ на черно поле e5 · бяла пешка на черно поле f4 · бял цар на бяло поле h1 | бяла дама на бяло поле a8 · черен кон на бяло поле d7 · бяла пешка на черно поле b6 · черен цар на черно поле d6 · черна пешка на бяло поле e6 · бял топ на черно поле e5 · бяла пешка на черно поле f4 · бял цар на бяло поле h1 | бяла дама на бяло поле a8 · черен кон на бяло поле d7 · бяла пешка на черно поле b6 · черен цар на черно поле d6 · черна пешка на бяло поле e6 · бял топ на черно поле e5 · бяла пешка на черно поле f4 · бял цар на бяло поле h1 | бяла дама на бяло поле a8 · черен кон на бяло поле d7 · бяла пешка на черно поле b6 · черен цар на черно поле d6 · черна пешка на бяло поле e6 · бял топ на черно поле e5 · бяла пешка на черно поле f4 · бял цар на бяло поле h1 | 8 |
| 7 | бяла дама на бяло поле a8 · черен кон на бяло поле d7 · бяла пешка на черно поле b6 · черен цар на черно поле d6 · черна пешка на бяло поле e6 · бял топ на черно поле e5 · бяла пешка на черно поле f4 · бял цар на бяло поле h1 | бяла дама на бяло поле a8 · черен кон на бяло поле d7 · бяла пешка на черно поле b6 · черен цар на черно поле d6 · черна пешка на бяло поле e6 · бял топ на черно поле e5 · бяла пешка на черно поле f4 · бял цар на бяло поле h1 | бяла дама на бяло поле a8 · черен кон на бяло поле d7 · бяла пешка на черно поле b6 · черен цар на черно поле d6 · черна пешка на бяло поле e6 · бял топ на черно поле e5 · бяла пешка на черно поле f4 · бял цар на бяло поле h1 | бяла дама на бяло поле a8 · черен кон на бяло поле d7 · бяла пешка на черно поле b6 · черен цар на черно поле d6 · черна пешка на бяло поле e6 · бял топ на черно поле e5 · бяла пешка на черно поле f4 · бял цар на бяло поле h1 | бяла дама на бяло поле a8 · черен кон на бяло поле d7 · бяла пешка на черно поле b6 · черен цар на черно поле d6 · черна пешка на бяло поле e6 · бял топ на черно поле e5 · бяла пешка на черно поле f4 · бял цар на бяло поле h1 | бяла дама на бяло поле a8 · черен кон на бяло поле d7 · бяла пешка на черно поле b6 · черен цар на черно поле d6 · черна пешка на бяло поле e6 · бял топ на черно поле e5 · бяла пешка на черно поле f4 · бял цар на бяло поле h1 | бяла дама на бяло поле a8 · черен кон на бяло поле d7 · бяла пешка на черно поле b6 · черен цар на черно поле d6 · черна пешка на бяло поле e6 · бял топ на черно поле e5 · бяла пешка на черно поле f4 · бял цар на бяло поле h1 | бяла дама на бяло поле a8 · черен кон на бяло поле d7 · бяла пешка на черно поле b6 · черен цар на черно поле d6 · черна пешка на бяло поле e6 · бял топ на черно поле e5 · бяла пешка на черно поле f4 · бял цар на бяло поле h1 | 7 |
| 6 | бяла дама на бяло поле a8 · черен кон на бяло поле d7 · бяла пешка на черно поле b6 · черен цар на черно поле d6 · черна пешка на бяло поле e6 · бял топ на черно поле e5 · бяла пешка на черно поле f4 · бял цар на бяло поле h1 | бяла дама на бяло поле a8 · черен кон на бяло поле d7 · бяла пешка на черно поле b6 · черен цар на черно поле d6 · черна пешка на бяло поле e6 · бял топ на черно поле e5 · бяла пешка на черно поле f4 · бял цар на бяло поле h1 | бяла дама на бяло поле a8 · черен кон на бяло поле d7 · бяла пешка на черно поле b6 · черен цар на черно поле d6 · черна пешка на бяло поле e6 · бял топ на черно поле e5 · бяла пешка на черно поле f4 · бял цар на бяло поле h1 | бяла дама на бяло поле a8 · черен кон на бяло поле d7 · бяла пешка на черно поле b6 · черен цар на черно поле d6 · черна пешка на бяло поле e6 · бял топ на черно поле e5 · бяла пешка на черно поле f4 · бял цар на бяло поле h1 | бяла дама на бяло поле a8 · черен кон на бяло поле d7 · бяла пешка на черно поле b6 · черен цар на черно поле d6 · черна пешка на бяло поле e6 · бял топ на черно поле e5 · бяла пешка на черно поле f4 · бял цар на бяло поле h1 | бяла дама на бяло поле a8 · черен кон на бяло поле d7 · бяла пешка на черно поле b6 · черен цар на черно поле d6 · черна пешка на бяло поле e6 · бял топ на черно поле e5 · бяла пешка на черно поле f4 · бял цар на бяло поле h1 | бяла дама на бяло поле a8 · черен кон на бяло поле d7 · бяла пешка на черно поле b6 · черен цар на черно поле d6 · черна пешка на бяло поле e6 · бял топ на черно поле e5 · бяла пешка на черно поле f4 · бял цар на бяло поле h1 | бяла дама на бяло поле a8 · черен кон на бяло поле d7 · бяла пешка на черно поле b6 · черен цар на черно поле d6 · черна пешка на бяло поле e6 · бял топ на черно поле e5 · бяла пешка на черно поле f4 · бял цар на бяло поле h1 | 6 |
| 5 | бяла дама на бяло поле a8 · черен кон на бяло поле d7 · бяла пешка на черно поле b6 · черен цар на черно поле d6 · черна пешка на бяло поле e6 · бял топ на черно поле e5 · бяла пешка на черно поле f4 · бял цар на бяло поле h1 | бяла дама на бяло поле a8 · черен кон на бяло поле d7 · бяла пешка на черно поле b6 · черен цар на черно поле d6 · черна пешка на бяло поле e6 · бял топ на черно поле e5 · бяла пешка на черно поле f4 · бял цар на бяло поле h1 | бяла дама на бяло поле a8 · черен кон на бяло поле d7 · бяла пешка на черно поле b6 · черен цар на черно поле d6 · черна пешка на бяло поле e6 · бял топ на черно поле e5 · бяла пешка на черно поле f4 · бял цар на бяло поле h1 | бяла дама на бяло поле a8 · черен кон на бяло поле d7 · бяла пешка на черно поле b6 · черен цар на черно поле d6 · черна пешка на бяло поле e6 · бял топ на черно поле e5 · бяла пешка на черно поле f4 · бял цар на бяло поле h1 | бяла дама на бяло поле a8 · черен кон на бяло поле d7 · бяла пешка на черно поле b6 · черен цар на черно поле d6 · черна пешка на бяло поле e6 · бял топ на черно поле e5 · бяла пешка на черно поле f4 · бял цар на бяло поле h1 | бяла дама на бяло поле a8 · черен кон на бяло поле d7 · бяла пешка на черно поле b6 · черен цар на черно поле d6 · черна пешка на бяло поле e6 · бял топ на черно поле e5 · бяла пешка на черно поле f4 · бял цар на бяло поле h1 | бяла дама на бяло поле a8 · черен кон на бяло поле d7 · бяла пешка на черно поле b6 · черен цар на черно поле d6 · черна пешка на бяло поле e6 · бял топ на черно поле e5 · бяла пешка на черно поле f4 · бял цар на бяло поле h1 | бяла дама на бяло поле a8 · черен кон на бяло поле d7 · бяла пешка на черно поле b6 · черен цар на черно поле d6 · черна пешка на бяло поле e6 · бял топ на черно поле e5 · бяла пешка на черно поле f4 · бял цар на бяло поле h1 | 5 |
| 4 | бяла дама на бяло поле a8 · черен кон на бяло поле d7 · бяла пешка на черно поле b6 · черен цар на черно поле d6 · черна пешка на бяло поле e6 · бял топ на черно поле e5 · бяла пешка на черно поле f4 · бял цар на бяло поле h1 | бяла дама на бяло поле a8 · черен кон на бяло поле d7 · бяла пешка на черно поле b6 · черен цар на черно поле d6 · черна пешка на бяло поле e6 · бял топ на черно поле e5 · бяла пешка на черно поле f4 · бял цар на бяло поле h1 | бяла дама на бяло поле a8 · черен кон на бяло поле d7 · бяла пешка на черно поле b6 · черен цар на черно поле d6 · черна пешка на бяло поле e6 · бял топ на черно поле e5 · бяла пешка на черно поле f4 · бял цар на бяло поле h1 | бяла дама на бяло поле a8 · черен кон на бяло поле d7 · бяла пешка на черно поле b6 · черен цар на черно поле d6 · черна пешка на бяло поле e6 · бял топ на черно поле e5 · бяла пешка на черно поле f4 · бял цар на бяло поле h1 | бяла дама на бяло поле a8 · черен кон на бяло поле d7 · бяла пешка на черно поле b6 · черен цар на черно поле d6 · черна пешка на бяло поле e6 · бял топ на черно поле e5 · бяла пешка на черно поле f4 · бял цар на бяло поле h1 | бяла дама на бяло поле a8 · черен кон на бяло поле d7 · бяла пешка на черно поле b6 · черен цар на черно поле d6 · черна пешка на бяло поле e6 · бял топ на черно поле e5 · бяла пешка на черно поле f4 · бял цар на бяло поле h1 | бяла дама на бяло поле a8 · черен кон на бяло поле d7 · бяла пешка на черно поле b6 · черен цар на черно поле d6 · черна пешка на бяло поле e6 · бял топ на черно поле e5 · бяла пешка на черно поле f4 · бял цар на бяло поле h1 | бяла дама на бяло поле a8 · черен кон на бяло поле d7 · бяла пешка на черно поле b6 · черен цар на черно поле d6 · черна пешка на бяло поле e6 · бял топ на черно поле e5 · бяла пешка на черно поле f4 · бял цар на бяло поле h1 | 4 |
| 3 | бяла дама на бяло поле a8 · черен кон на бяло поле d7 · бяла пешка на черно поле b6 · черен цар на черно поле d6 · черна пешка на бяло поле e6 · бял топ на черно поле e5 · бяла пешка на черно поле f4 · бял цар на бяло поле h1 | бяла дама на бяло поле a8 · черен кон на бяло поле d7 · бяла пешка на черно поле b6 · черен цар на черно поле d6 · черна пешка на бяло поле e6 · бял топ на черно поле e5 · бяла пешка на черно поле f4 · бял цар на бяло поле h1 | бяла дама на бяло поле a8 · черен кон на бяло поле d7 · бяла пешка на черно поле b6 · черен цар на черно поле d6 · черна пешка на бяло поле e6 · бял топ на черно поле e5 · бяла пешка на черно поле f4 · бял цар на бяло поле h1 | бяла дама на бяло поле a8 · черен кон на бяло поле d7 · бяла пешка на черно поле b6 · черен цар на черно поле d6 · черна пешка на бяло поле e6 · бял топ на черно поле e5 · бяла пешка на черно поле f4 · бял цар на бяло поле h1 | бяла дама на бяло поле a8 · черен кон на бяло поле d7 · бяла пешка на черно поле b6 · черен цар на черно поле d6 · черна пешка на бяло поле e6 · бял топ на черно поле e5 · бяла пешка на черно поле f4 · бял цар на бяло поле h1 | бяла дама на бяло поле a8 · черен кон на бяло поле d7 · бяла пешка на черно поле b6 · черен цар на черно поле d6 · черна пешка на бяло поле e6 · бял топ на черно поле e5 · бяла пешка на черно поле f4 · бял цар на бяло поле h1 | бяла дама на бяло поле a8 · черен кон на бяло поле d7 · бяла пешка на черно поле b6 · черен цар на черно поле d6 · черна пешка на бяло поле e6 · бял топ на черно поле e5 · бяла пешка на черно поле f4 · бял цар на бяло поле h1 | бяла дама на бяло поле a8 · черен кон на бяло поле d7 · бяла пешка на черно поле b6 · черен цар на черно поле d6 · черна пешка на бяло поле e6 · бял топ на черно поле e5 · бяла пешка на черно поле f4 · бял цар на бяло поле h1 | 3 |
| 2 | бяла дама на бяло поле a8 · черен кон на бяло поле d7 · бяла пешка на черно поле b6 · черен цар на черно поле d6 · черна пешка на бяло поле e6 · бял топ на черно поле e5 · бяла пешка на черно поле f4 · бял цар на бяло поле h1 | бяла дама на бяло поле a8 · черен кон на бяло поле d7 · бяла пешка на черно поле b6 · черен цар на черно поле d6 · черна пешка на бяло поле e6 · бял топ на черно поле e5 · бяла пешка на черно поле f4 · бял цар на бяло поле h1 | бяла дама на бяло поле a8 · черен кон на бяло поле d7 · бяла пешка на черно поле b6 · черен цар на черно поле d6 · черна пешка на бяло поле e6 · бял топ на черно поле e5 · бяла пешка на черно поле f4 · бял цар на бяло поле h1 | бяла дама на бяло поле a8 · черен кон на бяло поле d7 · бяла пешка на черно поле b6 · черен цар на черно поле d6 · черна пешка на бяло поле e6 · бял топ на черно поле e5 · бяла пешка на черно поле f4 · бял цар на бяло поле h1 | бяла дама на бяло поле a8 · черен кон на бяло поле d7 · бяла пешка на черно поле b6 · черен цар на черно поле d6 · черна пешка на бяло поле e6 · бял топ на черно поле e5 · бяла пешка на черно поле f4 · бял цар на бяло поле h1 | бяла дама на бяло поле a8 · черен кон на бяло поле d7 · бяла пешка на черно поле b6 · черен цар на черно поле d6 · черна пешка на бяло поле e6 · бял топ на черно поле e5 · бяла пешка на черно поле f4 · бял цар на бяло поле h1 | бяла дама на бяло поле a8 · черен кон на бяло поле d7 · бяла пешка на черно поле b6 · черен цар на черно поле d6 · черна пешка на бяло поле e6 · бял топ на черно поле e5 · бяла пешка на черно поле f4 · бял цар на бяло поле h1 | бяла дама на бяло поле a8 · черен кон на бяло поле d7 · бяла пешка на черно поле b6 · черен цар на черно поле d6 · черна пешка на бяло поле e6 · бял топ на черно поле e5 · бяла пешка на черно поле f4 · бял цар на бяло поле h1 | 2 |
| 1 | бяла дама на бяло поле a8 · черен кон на бяло поле d7 · бяла пешка на черно поле b6 · черен цар на черно поле d6 · черна пешка на бяло поле e6 · бял топ на черно поле e5 · бяла пешка на черно поле f4 · бял цар на бяло поле h1 | бяла дама на бяло поле a8 · черен кон на бяло поле d7 · бяла пешка на черно поле b6 · черен цар на черно поле d6 · черна пешка на бяло поле e6 · бял топ на черно поле e5 · бяла пешка на черно поле f4 · бял цар на бяло поле h1 | бяла дама на бяло поле a8 · черен кон на бяло поле d7 · бяла пешка на черно поле b6 · черен цар на черно поле d6 · черна пешка на бяло поле e6 · бял топ на черно поле e5 · бяла пешка на черно поле f4 · бял цар на бяло поле h1 | бяла дама на бяло поле a8 · черен кон на бяло поле d7 · бяла пешка на черно поле b6 · черен цар на черно поле d6 · черна пешка на бяло поле e6 · бял топ на черно поле e5 · бяла пешка на черно поле f4 · бял цар на бяло поле h1 | бяла дама на бяло поле a8 · черен кон на бяло поле d7 · бяла пешка на черно поле b6 · черен цар на черно поле d6 · черна пешка на бяло поле e6 · бял топ на черно поле e5 · бяла пешка на черно поле f4 · бял цар на бяло поле h1 | бяла дама на бяло поле a8 · черен кон на бяло поле d7 · бяла пешка на черно поле b6 · черен цар на черно поле d6 · черна пешка на бяло поле e6 · бял топ на черно поле e5 · бяла пешка на черно поле f4 · бял цар на бяло поле h1 | бяла дама на бяло поле a8 · черен кон на бяло поле d7 · бяла пешка на черно поле b6 · черен цар на черно поле d6 · черна пешка на бяло поле e6 · бял топ на черно поле e5 · бяла пешка на черно поле f4 · бял цар на бяло поле h1 | бяла дама на бяло поле a8 · черен кон на бяло поле d7 · бяла пешка на черно поле b6 · черен цар на черно поле d6 · черна пешка на бяло поле e6 · бял топ на черно поле e5 · бяла пешка на черно поле f4 · бял цар на бяло поле h1 | 1 |
|   | a | b | c | d | e | f | g | h |   |

Акварелът „Детска задача“ (1857) изобразява елегантен мат в два хода и е създаден от английския художник Ричард Дад в психиатрична болница, където е лежал вече 13 години след убийството на баща си.
|   | a | b | c | d | e | f | g | h |   |
| 8 | черен кон на черно поле h8 · черен офицер на черно поле g7 · черна пешка на бяло поле h7 · бял топ на бяло поле a6 · черен топ на черно поле f6 · черен цар на бяло поле g6 · бял офицер на бяло поле d5 · черна пешка на бяло поле h5 · бяла дама на черно поле f4 · бял цар на бяло поле d3 | черен кон на черно поле h8 · черен офицер на черно поле g7 · черна пешка на бяло поле h7 · бял топ на бяло поле a6 · черен топ на черно поле f6 · черен цар на бяло поле g6 · бял офицер на бяло поле d5 · черна пешка на бяло поле h5 · бяла дама на черно поле f4 · бял цар на бяло поле d3 | черен кон на черно поле h8 · черен офицер на черно поле g7 · черна пешка на бяло поле h7 · бял топ на бяло поле a6 · черен топ на черно поле f6 · черен цар на бяло поле g6 · бял офицер на бяло поле d5 · черна пешка на бяло поле h5 · бяла дама на черно поле f4 · бял цар на бяло поле d3 | черен кон на черно поле h8 · черен офицер на черно поле g7 · черна пешка на бяло поле h7 · бял топ на бяло поле a6 · черен топ на черно поле f6 · черен цар на бяло поле g6 · бял офицер на бяло поле d5 · черна пешка на бяло поле h5 · бяла дама на черно поле f4 · бял цар на бяло поле d3 | черен кон на черно поле h8 · черен офицер на черно поле g7 · черна пешка на бяло поле h7 · бял топ на бяло поле a6 · черен топ на черно поле f6 · черен цар на бяло поле g6 · бял офицер на бяло поле d5 · черна пешка на бяло поле h5 · бяла дама на черно поле f4 · бял цар на бяло поле d3 | черен кон на черно поле h8 · черен офицер на черно поле g7 · черна пешка на бяло поле h7 · бял топ на бяло поле a6 · черен топ на черно поле f6 · черен цар на бяло поле g6 · бял офицер на бяло поле d5 · черна пешка на бяло поле h5 · бяла дама на черно поле f4 · бял цар на бяло поле d3 | черен кон на черно поле h8 · черен офицер на черно поле g7 · черна пешка на бяло поле h7 · бял топ на бяло поле a6 · черен топ на черно поле f6 · черен цар на бяло поле g6 · бял офицер на бяло поле d5 · черна пешка на бяло поле h5 · бяла дама на черно поле f4 · бял цар на бяло поле d3 | черен кон на черно поле h8 · черен офицер на черно поле g7 · черна пешка на бяло поле h7 · бял топ на бяло поле a6 · черен топ на черно поле f6 · черен цар на бяло поле g6 · бял офицер на бяло поле d5 · черна пешка на бяло поле h5 · бяла дама на черно поле f4 · бял цар на бяло поле d3 | 8 |
| 7 | черен кон на черно поле h8 · черен офицер на черно поле g7 · черна пешка на бяло поле h7 · бял топ на бяло поле a6 · черен топ на черно поле f6 · черен цар на бяло поле g6 · бял офицер на бяло поле d5 · черна пешка на бяло поле h5 · бяла дама на черно поле f4 · бял цар на бяло поле d3 | черен кон на черно поле h8 · черен офицер на черно поле g7 · черна пешка на бяло поле h7 · бял топ на бяло поле a6 · черен топ на черно поле f6 · черен цар на бяло поле g6 · бял офицер на бяло поле d5 · черна пешка на бяло поле h5 · бяла дама на черно поле f4 · бял цар на бяло поле d3 | черен кон на черно поле h8 · черен офицер на черно поле g7 · черна пешка на бяло поле h7 · бял топ на бяло поле a6 · черен топ на черно поле f6 · черен цар на бяло поле g6 · бял офицер на бяло поле d5 · черна пешка на бяло поле h5 · бяла дама на черно поле f4 · бял цар на бяло поле d3 | черен кон на черно поле h8 · черен офицер на черно поле g7 · черна пешка на бяло поле h7 · бял топ на бяло поле a6 · черен топ на черно поле f6 · черен цар на бяло поле g6 · бял офицер на бяло поле d5 · черна пешка на бяло поле h5 · бяла дама на черно поле f4 · бял цар на бяло поле d3 | черен кон на черно поле h8 · черен офицер на черно поле g7 · черна пешка на бяло поле h7 · бял топ на бяло поле a6 · черен топ на черно поле f6 · черен цар на бяло поле g6 · бял офицер на бяло поле d5 · черна пешка на бяло поле h5 · бяла дама на черно поле f4 · бял цар на бяло поле d3 | черен кон на черно поле h8 · черен офицер на черно поле g7 · черна пешка на бяло поле h7 · бял топ на бяло поле a6 · черен топ на черно поле f6 · черен цар на бяло поле g6 · бял офицер на бяло поле d5 · черна пешка на бяло поле h5 · бяла дама на черно поле f4 · бял цар на бяло поле d3 | черен кон на черно поле h8 · черен офицер на черно поле g7 · черна пешка на бяло поле h7 · бял топ на бяло поле a6 · черен топ на черно поле f6 · черен цар на бяло поле g6 · бял офицер на бяло поле d5 · черна пешка на бяло поле h5 · бяла дама на черно поле f4 · бял цар на бяло поле d3 | черен кон на черно поле h8 · черен офицер на черно поле g7 · черна пешка на бяло поле h7 · бял топ на бяло поле a6 · черен топ на черно поле f6 · черен цар на бяло поле g6 · бял офицер на бяло поле d5 · черна пешка на бяло поле h5 · бяла дама на черно поле f4 · бял цар на бяло поле d3 | 7 |
| 6 | черен кон на черно поле h8 · черен офицер на черно поле g7 · черна пешка на бяло поле h7 · бял топ на бяло поле a6 · черен топ на черно поле f6 · черен цар на бяло поле g6 · бял офицер на бяло поле d5 · черна пешка на бяло поле h5 · бяла дама на черно поле f4 · бял цар на бяло поле d3 | черен кон на черно поле h8 · черен офицер на черно поле g7 · черна пешка на бяло поле h7 · бял топ на бяло поле a6 · черен топ на черно поле f6 · черен цар на бяло поле g6 · бял офицер на бяло поле d5 · черна пешка на бяло поле h5 · бяла дама на черно поле f4 · бял цар на бяло поле d3 | черен кон на черно поле h8 · черен офицер на черно поле g7 · черна пешка на бяло поле h7 · бял топ на бяло поле a6 · черен топ на черно поле f6 · черен цар на бяло поле g6 · бял офицер на бяло поле d5 · черна пешка на бяло поле h5 · бяла дама на черно поле f4 · бял цар на бяло поле d3 | черен кон на черно поле h8 · черен офицер на черно поле g7 · черна пешка на бяло поле h7 · бял топ на бяло поле a6 · черен топ на черно поле f6 · черен цар на бяло поле g6 · бял офицер на бяло поле d5 · черна пешка на бяло поле h5 · бяла дама на черно поле f4 · бял цар на бяло поле d3 | черен кон на черно поле h8 · черен офицер на черно поле g7 · черна пешка на бяло поле h7 · бял топ на бяло поле a6 · черен топ на черно поле f6 · черен цар на бяло поле g6 · бял офицер на бяло поле d5 · черна пешка на бяло поле h5 · бяла дама на черно поле f4 · бял цар на бяло поле d3 | черен кон на черно поле h8 · черен офицер на черно поле g7 · черна пешка на бяло поле h7 · бял топ на бяло поле a6 · черен топ на черно поле f6 · черен цар на бяло поле g6 · бял офицер на бяло поле d5 · черна пешка на бяло поле h5 · бяла дама на черно поле f4 · бял цар на бяло поле d3 | черен кон на черно поле h8 · черен офицер на черно поле g7 · черна пешка на бяло поле h7 · бял топ на бяло поле a6 · черен топ на черно поле f6 · черен цар на бяло поле g6 · бял офицер на бяло поле d5 · черна пешка на бяло поле h5 · бяла дама на черно поле f4 · бял цар на бяло поле d3 | черен кон на черно поле h8 · черен офицер на черно поле g7 · черна пешка на бяло поле h7 · бял топ на бяло поле a6 · черен топ на черно поле f6 · черен цар на бяло поле g6 · бял офицер на бяло поле d5 · черна пешка на бяло поле h5 · бяла дама на черно поле f4 · бял цар на бяло поле d3 | 6 |
| 5 | черен кон на черно поле h8 · черен офицер на черно поле g7 · черна пешка на бяло поле h7 · бял топ на бяло поле a6 · черен топ на черно поле f6 · черен цар на бяло поле g6 · бял офицер на бяло поле d5 · черна пешка на бяло поле h5 · бяла дама на черно поле f4 · бял цар на бяло поле d3 | черен кон на черно поле h8 · черен офицер на черно поле g7 · черна пешка на бяло поле h7 · бял топ на бяло поле a6 · черен топ на черно поле f6 · черен цар на бяло поле g6 · бял офицер на бяло поле d5 · черна пешка на бяло поле h5 · бяла дама на черно поле f4 · бял цар на бяло поле d3 | черен кон на черно поле h8 · черен офицер на черно поле g7 · черна пешка на бяло поле h7 · бял топ на бяло поле a6 · черен топ на черно поле f6 · черен цар на бяло поле g6 · бял офицер на бяло поле d5 · черна пешка на бяло поле h5 · бяла дама на черно поле f4 · бял цар на бяло поле d3 | черен кон на черно поле h8 · черен офицер на черно поле g7 · черна пешка на бяло поле h7 · бял топ на бяло поле a6 · черен топ на черно поле f6 · черен цар на бяло поле g6 · бял офицер на бяло поле d5 · черна пешка на бяло поле h5 · бяла дама на черно поле f4 · бял цар на бяло поле d3 | черен кон на черно поле h8 · черен офицер на черно поле g7 · черна пешка на бяло поле h7 · бял топ на бяло поле a6 · черен топ на черно поле f6 · черен цар на бяло поле g6 · бял офицер на бяло поле d5 · черна пешка на бяло поле h5 · бяла дама на черно поле f4 · бял цар на бяло поле d3 | черен кон на черно поле h8 · черен офицер на черно поле g7 · черна пешка на бяло поле h7 · бял топ на бяло поле a6 · черен топ на черно поле f6 · черен цар на бяло поле g6 · бял офицер на бяло поле d5 · черна пешка на бяло поле h5 · бяла дама на черно поле f4 · бял цар на бяло поле d3 | черен кон на черно поле h8 · черен офицер на черно поле g7 · черна пешка на бяло поле h7 · бял топ на бяло поле a6 · черен топ на черно поле f6 · черен цар на бяло поле g6 · бял офицер на бяло поле d5 · черна пешка на бяло поле h5 · бяла дама на черно поле f4 · бял цар на бяло поле d3 | черен кон на черно поле h8 · черен офицер на черно поле g7 · черна пешка на бяло поле h7 · бял топ на бяло поле a6 · черен топ на черно поле f6 · черен цар на бяло поле g6 · бял офицер на бяло поле d5 · черна пешка на бяло поле h5 · бяла дама на черно поле f4 · бял цар на бяло поле d3 | 5 |
| 4 | черен кон на черно поле h8 · черен офицер на черно поле g7 · черна пешка на бяло поле h7 · бял топ на бяло поле a6 · черен топ на черно поле f6 · черен цар на бяло поле g6 · бял офицер на бяло поле d5 · черна пешка на бяло поле h5 · бяла дама на черно поле f4 · бял цар на бяло поле d3 | черен кон на черно поле h8 · черен офицер на черно поле g7 · черна пешка на бяло поле h7 · бял топ на бяло поле a6 · черен топ на черно поле f6 · черен цар на бяло поле g6 · бял офицер на бяло поле d5 · черна пешка на бяло поле h5 · бяла дама на черно поле f4 · бял цар на бяло поле d3 | черен кон на черно поле h8 · черен офицер на черно поле g7 · черна пешка на бяло поле h7 · бял топ на бяло поле a6 · черен топ на черно поле f6 · черен цар на бяло поле g6 · бял офицер на бяло поле d5 · черна пешка на бяло поле h5 · бяла дама на черно поле f4 · бял цар на бяло поле d3 | черен кон на черно поле h8 · черен офицер на черно поле g7 · черна пешка на бяло поле h7 · бял топ на бяло поле a6 · черен топ на черно поле f6 · черен цар на бяло поле g6 · бял офицер на бяло поле d5 · черна пешка на бяло поле h5 · бяла дама на черно поле f4 · бял цар на бяло поле d3 | черен кон на черно поле h8 · черен офицер на черно поле g7 · черна пешка на бяло поле h7 · бял топ на бяло поле a6 · черен топ на черно поле f6 · черен цар на бяло поле g6 · бял офицер на бяло поле d5 · черна пешка на бяло поле h5 · бяла дама на черно поле f4 · бял цар на бяло поле d3 | черен кон на черно поле h8 · черен офицер на черно поле g7 · черна пешка на бяло поле h7 · бял топ на бяло поле a6 · черен топ на черно поле f6 · черен цар на бяло поле g6 · бял офицер на бяло поле d5 · черна пешка на бяло поле h5 · бяла дама на черно поле f4 · бял цар на бяло поле d3 | черен кон на черно поле h8 · черен офицер на черно поле g7 · черна пешка на бяло поле h7 · бял топ на бяло поле a6 · черен топ на черно поле f6 · черен цар на бяло поле g6 · бял офицер на бяло поле d5 · черна пешка на бяло поле h5 · бяла дама на черно поле f4 · бял цар на бяло поле d3 | черен кон на черно поле h8 · черен офицер на черно поле g7 · черна пешка на бяло поле h7 · бял топ на бяло поле a6 · черен топ на черно поле f6 · черен цар на бяло поле g6 · бял офицер на бяло поле d5 · черна пешка на бяло поле h5 · бяла дама на черно поле f4 · бял цар на бяло поле d3 | 4 |
| 3 | черен кон на черно поле h8 · черен офицер на черно поле g7 · черна пешка на бяло поле h7 · бял топ на бяло поле a6 · черен топ на черно поле f6 · черен цар на бяло поле g6 · бял офицер на бяло поле d5 · черна пешка на бяло поле h5 · бяла дама на черно поле f4 · бял цар на бяло поле d3 | черен кон на черно поле h8 · черен офицер на черно поле g7 · черна пешка на бяло поле h7 · бял топ на бяло поле a6 · черен топ на черно поле f6 · черен цар на бяло поле g6 · бял офицер на бяло поле d5 · черна пешка на бяло поле h5 · бяла дама на черно поле f4 · бял цар на бяло поле d3 | черен кон на черно поле h8 · черен офицер на черно поле g7 · черна пешка на бяло поле h7 · бял топ на бяло поле a6 · черен топ на черно поле f6 · черен цар на бяло поле g6 · бял офицер на бяло поле d5 · черна пешка на бяло поле h5 · бяла дама на черно поле f4 · бял цар на бяло поле d3 | черен кон на черно поле h8 · черен офицер на черно поле g7 · черна пешка на бяло поле h7 · бял топ на бяло поле a6 · черен топ на черно поле f6 · черен цар на бяло поле g6 · бял офицер на бяло поле d5 · черна пешка на бяло поле h5 · бяла дама на черно поле f4 · бял цар на бяло поле d3 | черен кон на черно поле h8 · черен офицер на черно поле g7 · черна пешка на бяло поле h7 · бял топ на бяло поле a6 · черен топ на черно поле f6 · черен цар на бяло поле g6 · бял офицер на бяло поле d5 · черна пешка на бяло поле h5 · бяла дама на черно поле f4 · бял цар на бяло поле d3 | черен кон на черно поле h8 · черен офицер на черно поле g7 · черна пешка на бяло поле h7 · бял топ на бяло поле a6 · черен топ на черно поле f6 · черен цар на бяло поле g6 · бял офицер на бяло поле d5 · черна пешка на бяло поле h5 · бяла дама на черно поле f4 · бял цар на бяло поле d3 | черен кон на черно поле h8 · черен офицер на черно поле g7 · черна пешка на бяло поле h7 · бял топ на бяло поле a6 · черен топ на черно поле f6 · черен цар на бяло поле g6 · бял офицер на бяло поле d5 · черна пешка на бяло поле h5 · бяла дама на черно поле f4 · бял цар на бяло поле d3 | черен кон на черно поле h8 · черен офицер на черно поле g7 · черна пешка на бяло поле h7 · бял топ на бяло поле a6 · черен топ на черно поле f6 · черен цар на бяло поле g6 · бял офицер на бяло поле d5 · черна пешка на бяло поле h5 · бяла дама на черно поле f4 · бял цар на бяло поле d3 | 3 |
| 2 | черен кон на черно поле h8 · черен офицер на черно поле g7 · черна пешка на бяло поле h7 · бял топ на бяло поле a6 · черен топ на черно поле f6 · черен цар на бяло поле g6 · бял офицер на бяло поле d5 · черна пешка на бяло поле h5 · бяла дама на черно поле f4 · бял цар на бяло поле d3 | черен кон на черно поле h8 · черен офицер на черно поле g7 · черна пешка на бяло поле h7 · бял топ на бяло поле a6 · черен топ на черно поле f6 · черен цар на бяло поле g6 · бял офицер на бяло поле d5 · черна пешка на бяло поле h5 · бяла дама на черно поле f4 · бял цар на бяло поле d3 | черен кон на черно поле h8 · черен офицер на черно поле g7 · черна пешка на бяло поле h7 · бял топ на бяло поле a6 · черен топ на черно поле f6 · черен цар на бяло поле g6 · бял офицер на бяло поле d5 · черна пешка на бяло поле h5 · бяла дама на черно поле f4 · бял цар на бяло поле d3 | черен кон на черно поле h8 · черен офицер на черно поле g7 · черна пешка на бяло поле h7 · бял топ на бяло поле a6 · черен топ на черно поле f6 · черен цар на бяло поле g6 · бял офицер на бяло поле d5 · черна пешка на бяло поле h5 · бяла дама на черно поле f4 · бял цар на бяло поле d3 | черен кон на черно поле h8 · черен офицер на черно поле g7 · черна пешка на бяло поле h7 · бял топ на бяло поле a6 · черен топ на черно поле f6 · черен цар на бяло поле g6 · бял офицер на бяло поле d5 · черна пешка на бяло поле h5 · бяла дама на черно поле f4 · бял цар на бяло поле d3 | черен кон на черно поле h8 · черен офицер на черно поле g7 · черна пешка на бяло поле h7 · бял топ на бяло поле a6 · черен топ на черно поле f6 · черен цар на бяло поле g6 · бял офицер на бяло поле d5 · черна пешка на бяло поле h5 · бяла дама на черно поле f4 · бял цар на бяло поле d3 | черен кон на черно поле h8 · черен офицер на черно поле g7 · черна пешка на бяло поле h7 · бял топ на бяло поле a6 · черен топ на черно поле f6 · черен цар на бяло поле g6 · бял офицер на бяло поле d5 · черна пешка на бяло поле h5 · бяла дама на черно поле f4 · бял цар на бяло поле d3 | черен кон на черно поле h8 · черен офицер на черно поле g7 · черна пешка на бяло поле h7 · бял топ на бяло поле a6 · черен топ на черно поле f6 · черен цар на бяло поле g6 · бял офицер на бяло поле d5 · черна пешка на бяло поле h5 · бяла дама на черно поле f4 · бял цар на бяло поле d3 | 2 |
| 1 | черен кон на черно поле h8 · черен офицер на черно поле g7 · черна пешка на бяло поле h7 · бял топ на бяло поле a6 · черен топ на черно поле f6 · черен цар на бяло поле g6 · бял офицер на бяло поле d5 · черна пешка на бяло поле h5 · бяла дама на черно поле f4 · бял цар на бяло поле d3 | черен кон на черно поле h8 · черен офицер на черно поле g7 · черна пешка на бяло поле h7 · бял топ на бяло поле a6 · черен топ на черно поле f6 · черен цар на бяло поле g6 · бял офицер на бяло поле d5 · черна пешка на бяло поле h5 · бяла дама на черно поле f4 · бял цар на бяло поле d3 | черен кон на черно поле h8 · черен офицер на черно поле g7 · черна пешка на бяло поле h7 · бял топ на бяло поле a6 · черен топ на черно поле f6 · черен цар на бяло поле g6 · бял офицер на бяло поле d5 · черна пешка на бяло поле h5 · бяла дама на черно поле f4 · бял цар на бяло поле d3 | черен кон на черно поле h8 · черен офицер на черно поле g7 · черна пешка на бяло поле h7 · бял топ на бяло поле a6 · черен топ на черно поле f6 · черен цар на бяло поле g6 · бял офицер на бяло поле d5 · черна пешка на бяло поле h5 · бяла дама на черно поле f4 · бял цар на бяло поле d3 | черен кон на черно поле h8 · черен офицер на черно поле g7 · черна пешка на бяло поле h7 · бял топ на бяло поле a6 · черен топ на черно поле f6 · черен цар на бяло поле g6 · бял офицер на бяло поле d5 · черна пешка на бяло поле h5 · бяла дама на черно поле f4 · бял цар на бяло поле d3 | черен кон на черно поле h8 · черен офицер на черно поле g7 · черна пешка на бяло поле h7 · бял топ на бяло поле a6 · черен топ на черно поле f6 · черен цар на бяло поле g6 · бял офицер на бяло поле d5 · черна пешка на бяло поле h5 · бяла дама на черно поле f4 · бял цар на бяло поле d3 | черен кон на черно поле h8 · черен офицер на черно поле g7 · черна пешка на бяло поле h7 · бял топ на бяло поле a6 · черен топ на черно поле f6 · черен цар на бяло поле g6 · бял офицер на бяло поле d5 · черна пешка на бяло поле h5 · бяла дама на черно поле f4 · бял цар на бяло поле d3 | черен кон на черно поле h8 · черен офицер на черно поле g7 · черна пешка на бяло поле h7 · бял топ на бяло поле a6 · черен топ на черно поле f6 · черен цар на бяло поле g6 · бял офицер на бяло поле d5 · черна пешка на бяло поле h5 · бяла дама на черно поле f4 · бял цар на бяло поле d3 | 1 |
|   | a | b | c | d | e | f | g | h |   |

По-нов пример за такова изображение е картината „Шахматистки“ на Джон Лавери (1929), която включва доста елегантен мат с два хода на дъската. Позицията е показана на диаграмата вдясно. След хода на белите с царя (например, 1. Це2) неудачен отговор на черните води до мат на следващия ход:
- 1. … Т:a6, 2. Оe4Х
- 1. … Kf7, 2. Оe4Х
- 1. … Оf8, 2. Д:f6Х,
обаче ходове като 1. … h6 или 1. … h4 могат да продължат съпротивата на черните.

Специална категория задачи се състои от литературни мистификации. Сред най-известните са две шахматни задачи от 1878 и 1936 г., създадени от Чарлз Годфри Гумпел (мат в седем хода) и Виктор Барт (мат в два хода), за да илюстрират легендата за шахматния дуел между Паоло Бои и Дявола.
|   | a | b | c | d | e | f | g | h |   |
| 8 | бял офицер на черно поле b8 · бял кон на черно поле c7 · бяла пешка на черно поле e7 · черна пешка на бяло поле e6 · черна дама на черно поле f6 · бял топ на черно поле a5 · черен кон на черно поле e5 · черен топ на бяло поле f5 · черна пешка на черно поле g5 · бял топ на бяло поле c4 · черен кон на черно поле d4 · черен цар на бяло поле e4 · бяла пешка на бяло поле b3 · черна пешка на бяло поле f3 · бяла пешка на бяло поле c2 · бяла пешка на черно поле f2 · бял цар на бяло поле f1 | бял офицер на черно поле b8 · бял кон на черно поле c7 · бяла пешка на черно поле e7 · черна пешка на бяло поле e6 · черна дама на черно поле f6 · бял топ на черно поле a5 · черен кон на черно поле e5 · черен топ на бяло поле f5 · черна пешка на черно поле g5 · бял топ на бяло поле c4 · черен кон на черно поле d4 · черен цар на бяло поле e4 · бяла пешка на бяло поле b3 · черна пешка на бяло поле f3 · бяла пешка на бяло поле c2 · бяла пешка на черно поле f2 · бял цар на бяло поле f1 | бял офицер на черно поле b8 · бял кон на черно поле c7 · бяла пешка на черно поле e7 · черна пешка на бяло поле e6 · черна дама на черно поле f6 · бял топ на черно поле a5 · черен кон на черно поле e5 · черен топ на бяло поле f5 · черна пешка на черно поле g5 · бял топ на бяло поле c4 · черен кон на черно поле d4 · черен цар на бяло поле e4 · бяла пешка на бяло поле b3 · черна пешка на бяло поле f3 · бяла пешка на бяло поле c2 · бяла пешка на черно поле f2 · бял цар на бяло поле f1 | бял офицер на черно поле b8 · бял кон на черно поле c7 · бяла пешка на черно поле e7 · черна пешка на бяло поле e6 · черна дама на черно поле f6 · бял топ на черно поле a5 · черен кон на черно поле e5 · черен топ на бяло поле f5 · черна пешка на черно поле g5 · бял топ на бяло поле c4 · черен кон на черно поле d4 · черен цар на бяло поле e4 · бяла пешка на бяло поле b3 · черна пешка на бяло поле f3 · бяла пешка на бяло поле c2 · бяла пешка на черно поле f2 · бял цар на бяло поле f1 | бял офицер на черно поле b8 · бял кон на черно поле c7 · бяла пешка на черно поле e7 · черна пешка на бяло поле e6 · черна дама на черно поле f6 · бял топ на черно поле a5 · черен кон на черно поле e5 · черен топ на бяло поле f5 · черна пешка на черно поле g5 · бял топ на бяло поле c4 · черен кон на черно поле d4 · черен цар на бяло поле e4 · бяла пешка на бяло поле b3 · черна пешка на бяло поле f3 · бяла пешка на бяло поле c2 · бяла пешка на черно поле f2 · бял цар на бяло поле f1 | бял офицер на черно поле b8 · бял кон на черно поле c7 · бяла пешка на черно поле e7 · черна пешка на бяло поле e6 · черна дама на черно поле f6 · бял топ на черно поле a5 · черен кон на черно поле e5 · черен топ на бяло поле f5 · черна пешка на черно поле g5 · бял топ на бяло поле c4 · черен кон на черно поле d4 · черен цар на бяло поле e4 · бяла пешка на бяло поле b3 · черна пешка на бяло поле f3 · бяла пешка на бяло поле c2 · бяла пешка на черно поле f2 · бял цар на бяло поле f1 | бял офицер на черно поле b8 · бял кон на черно поле c7 · бяла пешка на черно поле e7 · черна пешка на бяло поле e6 · черна дама на черно поле f6 · бял топ на черно поле a5 · черен кон на черно поле e5 · черен топ на бяло поле f5 · черна пешка на черно поле g5 · бял топ на бяло поле c4 · черен кон на черно поле d4 · черен цар на бяло поле e4 · бяла пешка на бяло поле b3 · черна пешка на бяло поле f3 · бяла пешка на бяло поле c2 · бяла пешка на черно поле f2 · бял цар на бяло поле f1 | бял офицер на черно поле b8 · бял кон на черно поле c7 · бяла пешка на черно поле e7 · черна пешка на бяло поле e6 · черна дама на черно поле f6 · бял топ на черно поле a5 · черен кон на черно поле e5 · черен топ на бяло поле f5 · черна пешка на черно поле g5 · бял топ на бяло поле c4 · черен кон на черно поле d4 · черен цар на бяло поле e4 · бяла пешка на бяло поле b3 · черна пешка на бяло поле f3 · бяла пешка на бяло поле c2 · бяла пешка на черно поле f2 · бял цар на бяло поле f1 | 8 |
| 7 | бял офицер на черно поле b8 · бял кон на черно поле c7 · бяла пешка на черно поле e7 · черна пешка на бяло поле e6 · черна дама на черно поле f6 · бял топ на черно поле a5 · черен кон на черно поле e5 · черен топ на бяло поле f5 · черна пешка на черно поле g5 · бял топ на бяло поле c4 · черен кон на черно поле d4 · черен цар на бяло поле e4 · бяла пешка на бяло поле b3 · черна пешка на бяло поле f3 · бяла пешка на бяло поле c2 · бяла пешка на черно поле f2 · бял цар на бяло поле f1 | бял офицер на черно поле b8 · бял кон на черно поле c7 · бяла пешка на черно поле e7 · черна пешка на бяло поле e6 · черна дама на черно поле f6 · бял топ на черно поле a5 · черен кон на черно поле e5 · черен топ на бяло поле f5 · черна пешка на черно поле g5 · бял топ на бяло поле c4 · черен кон на черно поле d4 · черен цар на бяло поле e4 · бяла пешка на бяло поле b3 · черна пешка на бяло поле f3 · бяла пешка на бяло поле c2 · бяла пешка на черно поле f2 · бял цар на бяло поле f1 | бял офицер на черно поле b8 · бял кон на черно поле c7 · бяла пешка на черно поле e7 · черна пешка на бяло поле e6 · черна дама на черно поле f6 · бял топ на черно поле a5 · черен кон на черно поле e5 · черен топ на бяло поле f5 · черна пешка на черно поле g5 · бял топ на бяло поле c4 · черен кон на черно поле d4 · черен цар на бяло поле e4 · бяла пешка на бяло поле b3 · черна пешка на бяло поле f3 · бяла пешка на бяло поле c2 · бяла пешка на черно поле f2 · бял цар на бяло поле f1 | бял офицер на черно поле b8 · бял кон на черно поле c7 · бяла пешка на черно поле e7 · черна пешка на бяло поле e6 · черна дама на черно поле f6 · бял топ на черно поле a5 · черен кон на черно поле e5 · черен топ на бяло поле f5 · черна пешка на черно поле g5 · бял топ на бяло поле c4 · черен кон на черно поле d4 · черен цар на бяло поле e4 · бяла пешка на бяло поле b3 · черна пешка на бяло поле f3 · бяла пешка на бяло поле c2 · бяла пешка на черно поле f2 · бял цар на бяло поле f1 | бял офицер на черно поле b8 · бял кон на черно поле c7 · бяла пешка на черно поле e7 · черна пешка на бяло поле e6 · черна дама на черно поле f6 · бял топ на черно поле a5 · черен кон на черно поле e5 · черен топ на бяло поле f5 · черна пешка на черно поле g5 · бял топ на бяло поле c4 · черен кон на черно поле d4 · черен цар на бяло поле e4 · бяла пешка на бяло поле b3 · черна пешка на бяло поле f3 · бяла пешка на бяло поле c2 · бяла пешка на черно поле f2 · бял цар на бяло поле f1 | бял офицер на черно поле b8 · бял кон на черно поле c7 · бяла пешка на черно поле e7 · черна пешка на бяло поле e6 · черна дама на черно поле f6 · бял топ на черно поле a5 · черен кон на черно поле e5 · черен топ на бяло поле f5 · черна пешка на черно поле g5 · бял топ на бяло поле c4 · черен кон на черно поле d4 · черен цар на бяло поле e4 · бяла пешка на бяло поле b3 · черна пешка на бяло поле f3 · бяла пешка на бяло поле c2 · бяла пешка на черно поле f2 · бял цар на бяло поле f1 | бял офицер на черно поле b8 · бял кон на черно поле c7 · бяла пешка на черно поле e7 · черна пешка на бяло поле e6 · черна дама на черно поле f6 · бял топ на черно поле a5 · черен кон на черно поле e5 · черен топ на бяло поле f5 · черна пешка на черно поле g5 · бял топ на бяло поле c4 · черен кон на черно поле d4 · черен цар на бяло поле e4 · бяла пешка на бяло поле b3 · черна пешка на бяло поле f3 · бяла пешка на бяло поле c2 · бяла пешка на черно поле f2 · бял цар на бяло поле f1 | бял офицер на черно поле b8 · бял кон на черно поле c7 · бяла пешка на черно поле e7 · черна пешка на бяло поле e6 · черна дама на черно поле f6 · бял топ на черно поле a5 · черен кон на черно поле e5 · черен топ на бяло поле f5 · черна пешка на черно поле g5 · бял топ на бяло поле c4 · черен кон на черно поле d4 · черен цар на бяло поле e4 · бяла пешка на бяло поле b3 · черна пешка на бяло поле f3 · бяла пешка на бяло поле c2 · бяла пешка на черно поле f2 · бял цар на бяло поле f1 | 7 |
| 6 | бял офицер на черно поле b8 · бял кон на черно поле c7 · бяла пешка на черно поле e7 · черна пешка на бяло поле e6 · черна дама на черно поле f6 · бял топ на черно поле a5 · черен кон на черно поле e5 · черен топ на бяло поле f5 · черна пешка на черно поле g5 · бял топ на бяло поле c4 · черен кон на черно поле d4 · черен цар на бяло поле e4 · бяла пешка на бяло поле b3 · черна пешка на бяло поле f3 · бяла пешка на бяло поле c2 · бяла пешка на черно поле f2 · бял цар на бяло поле f1 | бял офицер на черно поле b8 · бял кон на черно поле c7 · бяла пешка на черно поле e7 · черна пешка на бяло поле e6 · черна дама на черно поле f6 · бял топ на черно поле a5 · черен кон на черно поле e5 · черен топ на бяло поле f5 · черна пешка на черно поле g5 · бял топ на бяло поле c4 · черен кон на черно поле d4 · черен цар на бяло поле e4 · бяла пешка на бяло поле b3 · черна пешка на бяло поле f3 · бяла пешка на бяло поле c2 · бяла пешка на черно поле f2 · бял цар на бяло поле f1 | бял офицер на черно поле b8 · бял кон на черно поле c7 · бяла пешка на черно поле e7 · черна пешка на бяло поле e6 · черна дама на черно поле f6 · бял топ на черно поле a5 · черен кон на черно поле e5 · черен топ на бяло поле f5 · черна пешка на черно поле g5 · бял топ на бяло поле c4 · черен кон на черно поле d4 · черен цар на бяло поле e4 · бяла пешка на бяло поле b3 · черна пешка на бяло поле f3 · бяла пешка на бяло поле c2 · бяла пешка на черно поле f2 · бял цар на бяло поле f1 | бял офицер на черно поле b8 · бял кон на черно поле c7 · бяла пешка на черно поле e7 · черна пешка на бяло поле e6 · черна дама на черно поле f6 · бял топ на черно поле a5 · черен кон на черно поле e5 · черен топ на бяло поле f5 · черна пешка на черно поле g5 · бял топ на бяло поле c4 · черен кон на черно поле d4 · черен цар на бяло поле e4 · бяла пешка на бяло поле b3 · черна пешка на бяло поле f3 · бяла пешка на бяло поле c2 · бяла пешка на черно поле f2 · бял цар на бяло поле f1 | бял офицер на черно поле b8 · бял кон на черно поле c7 · бяла пешка на черно поле e7 · черна пешка на бяло поле e6 · черна дама на черно поле f6 · бял топ на черно поле a5 · черен кон на черно поле e5 · черен топ на бяло поле f5 · черна пешка на черно поле g5 · бял топ на бяло поле c4 · черен кон на черно поле d4 · черен цар на бяло поле e4 · бяла пешка на бяло поле b3 · черна пешка на бяло поле f3 · бяла пешка на бяло поле c2 · бяла пешка на черно поле f2 · бял цар на бяло поле f1 | бял офицер на черно поле b8 · бял кон на черно поле c7 · бяла пешка на черно поле e7 · черна пешка на бяло поле e6 · черна дама на черно поле f6 · бял топ на черно поле a5 · черен кон на черно поле e5 · черен топ на бяло поле f5 · черна пешка на черно поле g5 · бял топ на бяло поле c4 · черен кон на черно поле d4 · черен цар на бяло поле e4 · бяла пешка на бяло поле b3 · черна пешка на бяло поле f3 · бяла пешка на бяло поле c2 · бяла пешка на черно поле f2 · бял цар на бяло поле f1 | бял офицер на черно поле b8 · бял кон на черно поле c7 · бяла пешка на черно поле e7 · черна пешка на бяло поле e6 · черна дама на черно поле f6 · бял топ на черно поле a5 · черен кон на черно поле e5 · черен топ на бяло поле f5 · черна пешка на черно поле g5 · бял топ на бяло поле c4 · черен кон на черно поле d4 · черен цар на бяло поле e4 · бяла пешка на бяло поле b3 · черна пешка на бяло поле f3 · бяла пешка на бяло поле c2 · бяла пешка на черно поле f2 · бял цар на бяло поле f1 | бял офицер на черно поле b8 · бял кон на черно поле c7 · бяла пешка на черно поле e7 · черна пешка на бяло поле e6 · черна дама на черно поле f6 · бял топ на черно поле a5 · черен кон на черно поле e5 · черен топ на бяло поле f5 · черна пешка на черно поле g5 · бял топ на бяло поле c4 · черен кон на черно поле d4 · черен цар на бяло поле e4 · бяла пешка на бяло поле b3 · черна пешка на бяло поле f3 · бяла пешка на бяло поле c2 · бяла пешка на черно поле f2 · бял цар на бяло поле f1 | 6 |
| 5 | бял офицер на черно поле b8 · бял кон на черно поле c7 · бяла пешка на черно поле e7 · черна пешка на бяло поле e6 · черна дама на черно поле f6 · бял топ на черно поле a5 · черен кон на черно поле e5 · черен топ на бяло поле f5 · черна пешка на черно поле g5 · бял топ на бяло поле c4 · черен кон на черно поле d4 · черен цар на бяло поле e4 · бяла пешка на бяло поле b3 · черна пешка на бяло поле f3 · бяла пешка на бяло поле c2 · бяла пешка на черно поле f2 · бял цар на бяло поле f1 | бял офицер на черно поле b8 · бял кон на черно поле c7 · бяла пешка на черно поле e7 · черна пешка на бяло поле e6 · черна дама на черно поле f6 · бял топ на черно поле a5 · черен кон на черно поле e5 · черен топ на бяло поле f5 · черна пешка на черно поле g5 · бял топ на бяло поле c4 · черен кон на черно поле d4 · черен цар на бяло поле e4 · бяла пешка на бяло поле b3 · черна пешка на бяло поле f3 · бяла пешка на бяло поле c2 · бяла пешка на черно поле f2 · бял цар на бяло поле f1 | бял офицер на черно поле b8 · бял кон на черно поле c7 · бяла пешка на черно поле e7 · черна пешка на бяло поле e6 · черна дама на черно поле f6 · бял топ на черно поле a5 · черен кон на черно поле e5 · черен топ на бяло поле f5 · черна пешка на черно поле g5 · бял топ на бяло поле c4 · черен кон на черно поле d4 · черен цар на бяло поле e4 · бяла пешка на бяло поле b3 · черна пешка на бяло поле f3 · бяла пешка на бяло поле c2 · бяла пешка на черно поле f2 · бял цар на бяло поле f1 | бял офицер на черно поле b8 · бял кон на черно поле c7 · бяла пешка на черно поле e7 · черна пешка на бяло поле e6 · черна дама на черно поле f6 · бял топ на черно поле a5 · черен кон на черно поле e5 · черен топ на бяло поле f5 · черна пешка на черно поле g5 · бял топ на бяло поле c4 · черен кон на черно поле d4 · черен цар на бяло поле e4 · бяла пешка на бяло поле b3 · черна пешка на бяло поле f3 · бяла пешка на бяло поле c2 · бяла пешка на черно поле f2 · бял цар на бяло поле f1 | бял офицер на черно поле b8 · бял кон на черно поле c7 · бяла пешка на черно поле e7 · черна пешка на бяло поле e6 · черна дама на черно поле f6 · бял топ на черно поле a5 · черен кон на черно поле e5 · черен топ на бяло поле f5 · черна пешка на черно поле g5 · бял топ на бяло поле c4 · черен кон на черно поле d4 · черен цар на бяло поле e4 · бяла пешка на бяло поле b3 · черна пешка на бяло поле f3 · бяла пешка на бяло поле c2 · бяла пешка на черно поле f2 · бял цар на бяло поле f1 | бял офицер на черно поле b8 · бял кон на черно поле c7 · бяла пешка на черно поле e7 · черна пешка на бяло поле e6 · черна дама на черно поле f6 · бял топ на черно поле a5 · черен кон на черно поле e5 · черен топ на бяло поле f5 · черна пешка на черно поле g5 · бял топ на бяло поле c4 · черен кон на черно поле d4 · черен цар на бяло поле e4 · бяла пешка на бяло поле b3 · черна пешка на бяло поле f3 · бяла пешка на бяло поле c2 · бяла пешка на черно поле f2 · бял цар на бяло поле f1 | бял офицер на черно поле b8 · бял кон на черно поле c7 · бяла пешка на черно поле e7 · черна пешка на бяло поле e6 · черна дама на черно поле f6 · бял топ на черно поле a5 · черен кон на черно поле e5 · черен топ на бяло поле f5 · черна пешка на черно поле g5 · бял топ на бяло поле c4 · черен кон на черно поле d4 · черен цар на бяло поле e4 · бяла пешка на бяло поле b3 · черна пешка на бяло поле f3 · бяла пешка на бяло поле c2 · бяла пешка на черно поле f2 · бял цар на бяло поле f1 | бял офицер на черно поле b8 · бял кон на черно поле c7 · бяла пешка на черно поле e7 · черна пешка на бяло поле e6 · черна дама на черно поле f6 · бял топ на черно поле a5 · черен кон на черно поле e5 · черен топ на бяло поле f5 · черна пешка на черно поле g5 · бял топ на бяло поле c4 · черен кон на черно поле d4 · черен цар на бяло поле e4 · бяла пешка на бяло поле b3 · черна пешка на бяло поле f3 · бяла пешка на бяло поле c2 · бяла пешка на черно поле f2 · бял цар на бяло поле f1 | 5 |
| 4 | бял офицер на черно поле b8 · бял кон на черно поле c7 · бяла пешка на черно поле e7 · черна пешка на бяло поле e6 · черна дама на черно поле f6 · бял топ на черно поле a5 · черен кон на черно поле e5 · черен топ на бяло поле f5 · черна пешка на черно поле g5 · бял топ на бяло поле c4 · черен кон на черно поле d4 · черен цар на бяло поле e4 · бяла пешка на бяло поле b3 · черна пешка на бяло поле f3 · бяла пешка на бяло поле c2 · бяла пешка на черно поле f2 · бял цар на бяло поле f1 | бял офицер на черно поле b8 · бял кон на черно поле c7 · бяла пешка на черно поле e7 · черна пешка на бяло поле e6 · черна дама на черно поле f6 · бял топ на черно поле a5 · черен кон на черно поле e5 · черен топ на бяло поле f5 · черна пешка на черно поле g5 · бял топ на бяло поле c4 · черен кон на черно поле d4 · черен цар на бяло поле e4 · бяла пешка на бяло поле b3 · черна пешка на бяло поле f3 · бяла пешка на бяло поле c2 · бяла пешка на черно поле f2 · бял цар на бяло поле f1 | бял офицер на черно поле b8 · бял кон на черно поле c7 · бяла пешка на черно поле e7 · черна пешка на бяло поле e6 · черна дама на черно поле f6 · бял топ на черно поле a5 · черен кон на черно поле e5 · черен топ на бяло поле f5 · черна пешка на черно поле g5 · бял топ на бяло поле c4 · черен кон на черно поле d4 · черен цар на бяло поле e4 · бяла пешка на бяло поле b3 · черна пешка на бяло поле f3 · бяла пешка на бяло поле c2 · бяла пешка на черно поле f2 · бял цар на бяло поле f1 | бял офицер на черно поле b8 · бял кон на черно поле c7 · бяла пешка на черно поле e7 · черна пешка на бяло поле e6 · черна дама на черно поле f6 · бял топ на черно поле a5 · черен кон на черно поле e5 · черен топ на бяло поле f5 · черна пешка на черно поле g5 · бял топ на бяло поле c4 · черен кон на черно поле d4 · черен цар на бяло поле e4 · бяла пешка на бяло поле b3 · черна пешка на бяло поле f3 · бяла пешка на бяло поле c2 · бяла пешка на черно поле f2 · бял цар на бяло поле f1 | бял офицер на черно поле b8 · бял кон на черно поле c7 · бяла пешка на черно поле e7 · черна пешка на бяло поле e6 · черна дама на черно поле f6 · бял топ на черно поле a5 · черен кон на черно поле e5 · черен топ на бяло поле f5 · черна пешка на черно поле g5 · бял топ на бяло поле c4 · черен кон на черно поле d4 · черен цар на бяло поле e4 · бяла пешка на бяло поле b3 · черна пешка на бяло поле f3 · бяла пешка на бяло поле c2 · бяла пешка на черно поле f2 · бял цар на бяло поле f1 | бял офицер на черно поле b8 · бял кон на черно поле c7 · бяла пешка на черно поле e7 · черна пешка на бяло поле e6 · черна дама на черно поле f6 · бял топ на черно поле a5 · черен кон на черно поле e5 · черен топ на бяло поле f5 · черна пешка на черно поле g5 · бял топ на бяло поле c4 · черен кон на черно поле d4 · черен цар на бяло поле e4 · бяла пешка на бяло поле b3 · черна пешка на бяло поле f3 · бяла пешка на бяло поле c2 · бяла пешка на черно поле f2 · бял цар на бяло поле f1 | бял офицер на черно поле b8 · бял кон на черно поле c7 · бяла пешка на черно поле e7 · черна пешка на бяло поле e6 · черна дама на черно поле f6 · бял топ на черно поле a5 · черен кон на черно поле e5 · черен топ на бяло поле f5 · черна пешка на черно поле g5 · бял топ на бяло поле c4 · черен кон на черно поле d4 · черен цар на бяло поле e4 · бяла пешка на бяло поле b3 · черна пешка на бяло поле f3 · бяла пешка на бяло поле c2 · бяла пешка на черно поле f2 · бял цар на бяло поле f1 | бял офицер на черно поле b8 · бял кон на черно поле c7 · бяла пешка на черно поле e7 · черна пешка на бяло поле e6 · черна дама на черно поле f6 · бял топ на черно поле a5 · черен кон на черно поле e5 · черен топ на бяло поле f5 · черна пешка на черно поле g5 · бял топ на бяло поле c4 · черен кон на черно поле d4 · черен цар на бяло поле e4 · бяла пешка на бяло поле b3 · черна пешка на бяло поле f3 · бяла пешка на бяло поле c2 · бяла пешка на черно поле f2 · бял цар на бяло поле f1 | 4 |
| 3 | бял офицер на черно поле b8 · бял кон на черно поле c7 · бяла пешка на черно поле e7 · черна пешка на бяло поле e6 · черна дама на черно поле f6 · бял топ на черно поле a5 · черен кон на черно поле e5 · черен топ на бяло поле f5 · черна пешка на черно поле g5 · бял топ на бяло поле c4 · черен кон на черно поле d4 · черен цар на бяло поле e4 · бяла пешка на бяло поле b3 · черна пешка на бяло поле f3 · бяла пешка на бяло поле c2 · бяла пешка на черно поле f2 · бял цар на бяло поле f1 | бял офицер на черно поле b8 · бял кон на черно поле c7 · бяла пешка на черно поле e7 · черна пешка на бяло поле e6 · черна дама на черно поле f6 · бял топ на черно поле a5 · черен кон на черно поле e5 · черен топ на бяло поле f5 · черна пешка на черно поле g5 · бял топ на бяло поле c4 · черен кон на черно поле d4 · черен цар на бяло поле e4 · бяла пешка на бяло поле b3 · черна пешка на бяло поле f3 · бяла пешка на бяло поле c2 · бяла пешка на черно поле f2 · бял цар на бяло поле f1 | бял офицер на черно поле b8 · бял кон на черно поле c7 · бяла пешка на черно поле e7 · черна пешка на бяло поле e6 · черна дама на черно поле f6 · бял топ на черно поле a5 · черен кон на черно поле e5 · черен топ на бяло поле f5 · черна пешка на черно поле g5 · бял топ на бяло поле c4 · черен кон на черно поле d4 · черен цар на бяло поле e4 · бяла пешка на бяло поле b3 · черна пешка на бяло поле f3 · бяла пешка на бяло поле c2 · бяла пешка на черно поле f2 · бял цар на бяло поле f1 | бял офицер на черно поле b8 · бял кон на черно поле c7 · бяла пешка на черно поле e7 · черна пешка на бяло поле e6 · черна дама на черно поле f6 · бял топ на черно поле a5 · черен кон на черно поле e5 · черен топ на бяло поле f5 · черна пешка на черно поле g5 · бял топ на бяло поле c4 · черен кон на черно поле d4 · черен цар на бяло поле e4 · бяла пешка на бяло поле b3 · черна пешка на бяло поле f3 · бяла пешка на бяло поле c2 · бяла пешка на черно поле f2 · бял цар на бяло поле f1 | бял офицер на черно поле b8 · бял кон на черно поле c7 · бяла пешка на черно поле e7 · черна пешка на бяло поле e6 · черна дама на черно поле f6 · бял топ на черно поле a5 · черен кон на черно поле e5 · черен топ на бяло поле f5 · черна пешка на черно поле g5 · бял топ на бяло поле c4 · черен кон на черно поле d4 · черен цар на бяло поле e4 · бяла пешка на бяло поле b3 · черна пешка на бяло поле f3 · бяла пешка на бяло поле c2 · бяла пешка на черно поле f2 · бял цар на бяло поле f1 | бял офицер на черно поле b8 · бял кон на черно поле c7 · бяла пешка на черно поле e7 · черна пешка на бяло поле e6 · черна дама на черно поле f6 · бял топ на черно поле a5 · черен кон на черно поле e5 · черен топ на бяло поле f5 · черна пешка на черно поле g5 · бял топ на бяло поле c4 · черен кон на черно поле d4 · черен цар на бяло поле e4 · бяла пешка на бяло поле b3 · черна пешка на бяло поле f3 · бяла пешка на бяло поле c2 · бяла пешка на черно поле f2 · бял цар на бяло поле f1 | бял офицер на черно поле b8 · бял кон на черно поле c7 · бяла пешка на черно поле e7 · черна пешка на бяло поле e6 · черна дама на черно поле f6 · бял топ на черно поле a5 · черен кон на черно поле e5 · черен топ на бяло поле f5 · черна пешка на черно поле g5 · бял топ на бяло поле c4 · черен кон на черно поле d4 · черен цар на бяло поле e4 · бяла пешка на бяло поле b3 · черна пешка на бяло поле f3 · бяла пешка на бяло поле c2 · бяла пешка на черно поле f2 · бял цар на бяло поле f1 | бял офицер на черно поле b8 · бял кон на черно поле c7 · бяла пешка на черно поле e7 · черна пешка на бяло поле e6 · черна дама на черно поле f6 · бял топ на черно поле a5 · черен кон на черно поле e5 · черен топ на бяло поле f5 · черна пешка на черно поле g5 · бял топ на бяло поле c4 · черен кон на черно поле d4 · черен цар на бяло поле e4 · бяла пешка на бяло поле b3 · черна пешка на бяло поле f3 · бяла пешка на бяло поле c2 · бяла пешка на черно поле f2 · бял цар на бяло поле f1 | 3 |
| 2 | бял офицер на черно поле b8 · бял кон на черно поле c7 · бяла пешка на черно поле e7 · черна пешка на бяло поле e6 · черна дама на черно поле f6 · бял топ на черно поле a5 · черен кон на черно поле e5 · черен топ на бяло поле f5 · черна пешка на черно поле g5 · бял топ на бяло поле c4 · черен кон на черно поле d4 · черен цар на бяло поле e4 · бяла пешка на бяло поле b3 · черна пешка на бяло поле f3 · бяла пешка на бяло поле c2 · бяла пешка на черно поле f2 · бял цар на бяло поле f1 | бял офицер на черно поле b8 · бял кон на черно поле c7 · бяла пешка на черно поле e7 · черна пешка на бяло поле e6 · черна дама на черно поле f6 · бял топ на черно поле a5 · черен кон на черно поле e5 · черен топ на бяло поле f5 · черна пешка на черно поле g5 · бял топ на бяло поле c4 · черен кон на черно поле d4 · черен цар на бяло поле e4 · бяла пешка на бяло поле b3 · черна пешка на бяло поле f3 · бяла пешка на бяло поле c2 · бяла пешка на черно поле f2 · бял цар на бяло поле f1 | бял офицер на черно поле b8 · бял кон на черно поле c7 · бяла пешка на черно поле e7 · черна пешка на бяло поле e6 · черна дама на черно поле f6 · бял топ на черно поле a5 · черен кон на черно поле e5 · черен топ на бяло поле f5 · черна пешка на черно поле g5 · бял топ на бяло поле c4 · черен кон на черно поле d4 · черен цар на бяло поле e4 · бяла пешка на бяло поле b3 · черна пешка на бяло поле f3 · бяла пешка на бяло поле c2 · бяла пешка на черно поле f2 · бял цар на бяло поле f1 | бял офицер на черно поле b8 · бял кон на черно поле c7 · бяла пешка на черно поле e7 · черна пешка на бяло поле e6 · черна дама на черно поле f6 · бял топ на черно поле a5 · черен кон на черно поле e5 · черен топ на бяло поле f5 · черна пешка на черно поле g5 · бял топ на бяло поле c4 · черен кон на черно поле d4 · черен цар на бяло поле e4 · бяла пешка на бяло поле b3 · черна пешка на бяло поле f3 · бяла пешка на бяло поле c2 · бяла пешка на черно поле f2 · бял цар на бяло поле f1 | бял офицер на черно поле b8 · бял кон на черно поле c7 · бяла пешка на черно поле e7 · черна пешка на бяло поле e6 · черна дама на черно поле f6 · бял топ на черно поле a5 · черен кон на черно поле e5 · черен топ на бяло поле f5 · черна пешка на черно поле g5 · бял топ на бяло поле c4 · черен кон на черно поле d4 · черен цар на бяло поле e4 · бяла пешка на бяло поле b3 · черна пешка на бяло поле f3 · бяла пешка на бяло поле c2 · бяла пешка на черно поле f2 · бял цар на бяло поле f1 | бял офицер на черно поле b8 · бял кон на черно поле c7 · бяла пешка на черно поле e7 · черна пешка на бяло поле e6 · черна дама на черно поле f6 · бял топ на черно поле a5 · черен кон на черно поле e5 · черен топ на бяло поле f5 · черна пешка на черно поле g5 · бял топ на бяло поле c4 · черен кон на черно поле d4 · черен цар на бяло поле e4 · бяла пешка на бяло поле b3 · черна пешка на бяло поле f3 · бяла пешка на бяло поле c2 · бяла пешка на черно поле f2 · бял цар на бяло поле f1 | бял офицер на черно поле b8 · бял кон на черно поле c7 · бяла пешка на черно поле e7 · черна пешка на бяло поле e6 · черна дама на черно поле f6 · бял топ на черно поле a5 · черен кон на черно поле e5 · черен топ на бяло поле f5 · черна пешка на черно поле g5 · бял топ на бяло поле c4 · черен кон на черно поле d4 · черен цар на бяло поле e4 · бяла пешка на бяло поле b3 · черна пешка на бяло поле f3 · бяла пешка на бяло поле c2 · бяла пешка на черно поле f2 · бял цар на бяло поле f1 | бял офицер на черно поле b8 · бял кон на черно поле c7 · бяла пешка на черно поле e7 · черна пешка на бяло поле e6 · черна дама на черно поле f6 · бял топ на черно поле a5 · черен кон на черно поле e5 · черен топ на бяло поле f5 · черна пешка на черно поле g5 · бял топ на бяло поле c4 · черен кон на черно поле d4 · черен цар на бяло поле e4 · бяла пешка на бяло поле b3 · черна пешка на бяло поле f3 · бяла пешка на бяло поле c2 · бяла пешка на черно поле f2 · бял цар на бяло поле f1 | 2 |
| 1 | бял офицер на черно поле b8 · бял кон на черно поле c7 · бяла пешка на черно поле e7 · черна пешка на бяло поле e6 · черна дама на черно поле f6 · бял топ на черно поле a5 · черен кон на черно поле e5 · черен топ на бяло поле f5 · черна пешка на черно поле g5 · бял топ на бяло поле c4 · черен кон на черно поле d4 · черен цар на бяло поле e4 · бяла пешка на бяло поле b3 · черна пешка на бяло поле f3 · бяла пешка на бяло поле c2 · бяла пешка на черно поле f2 · бял цар на бяло поле f1 | бял офицер на черно поле b8 · бял кон на черно поле c7 · бяла пешка на черно поле e7 · черна пешка на бяло поле e6 · черна дама на черно поле f6 · бял топ на черно поле a5 · черен кон на черно поле e5 · черен топ на бяло поле f5 · черна пешка на черно поле g5 · бял топ на бяло поле c4 · черен кон на черно поле d4 · черен цар на бяло поле e4 · бяла пешка на бяло поле b3 · черна пешка на бяло поле f3 · бяла пешка на бяло поле c2 · бяла пешка на черно поле f2 · бял цар на бяло поле f1 | бял офицер на черно поле b8 · бял кон на черно поле c7 · бяла пешка на черно поле e7 · черна пешка на бяло поле e6 · черна дама на черно поле f6 · бял топ на черно поле a5 · черен кон на черно поле e5 · черен топ на бяло поле f5 · черна пешка на черно поле g5 · бял топ на бяло поле c4 · черен кон на черно поле d4 · черен цар на бяло поле e4 · бяла пешка на бяло поле b3 · черна пешка на бяло поле f3 · бяла пешка на бяло поле c2 · бяла пешка на черно поле f2 · бял цар на бяло поле f1 | бял офицер на черно поле b8 · бял кон на черно поле c7 · бяла пешка на черно поле e7 · черна пешка на бяло поле e6 · черна дама на черно поле f6 · бял топ на черно поле a5 · черен кон на черно поле e5 · черен топ на бяло поле f5 · черна пешка на черно поле g5 · бял топ на бяло поле c4 · черен кон на черно поле d4 · черен цар на бяло поле e4 · бяла пешка на бяло поле b3 · черна пешка на бяло поле f3 · бяла пешка на бяло поле c2 · бяла пешка на черно поле f2 · бял цар на бяло поле f1 | бял офицер на черно поле b8 · бял кон на черно поле c7 · бяла пешка на черно поле e7 · черна пешка на бяло поле e6 · черна дама на черно поле f6 · бял топ на черно поле a5 · черен кон на черно поле e5 · черен топ на бяло поле f5 · черна пешка на черно поле g5 · бял топ на бяло поле c4 · черен кон на черно поле d4 · черен цар на бяло поле e4 · бяла пешка на бяло поле b3 · черна пешка на бяло поле f3 · бяла пешка на бяло поле c2 · бяла пешка на черно поле f2 · бял цар на бяло поле f1 | бял офицер на черно поле b8 · бял кон на черно поле c7 · бяла пешка на черно поле e7 · черна пешка на бяло поле e6 · черна дама на черно поле f6 · бял топ на черно поле a5 · черен кон на черно поле e5 · черен топ на бяло поле f5 · черна пешка на черно поле g5 · бял топ на бяло поле c4 · черен кон на черно поле d4 · черен цар на бяло поле e4 · бяла пешка на бяло поле b3 · черна пешка на бяло поле f3 · бяла пешка на бяло поле c2 · бяла пешка на черно поле f2 · бял цар на бяло поле f1 | бял офицер на черно поле b8 · бял кон на черно поле c7 · бяла пешка на черно поле e7 · черна пешка на бяло поле e6 · черна дама на черно поле f6 · бял топ на черно поле a5 · черен кон на черно поле e5 · черен топ на бяло поле f5 · черна пешка на черно поле g5 · бял топ на бяло поле c4 · черен кон на черно поле d4 · черен цар на бяло поле e4 · бяла пешка на бяло поле b3 · черна пешка на бяло поле f3 · бяла пешка на бяло поле c2 · бяла пешка на черно поле f2 · бял цар на бяло поле f1 | бял офицер на черно поле b8 · бял кон на черно поле c7 · бяла пешка на черно поле e7 · черна пешка на бяло поле e6 · черна дама на черно поле f6 · бял топ на черно поле a5 · черен кон на черно поле e5 · черен топ на бяло поле f5 · черна пешка на черно поле g5 · бял топ на бяло поле c4 · черен кон на черно поле d4 · черен цар на бяло поле e4 · бяла пешка на бяло поле b3 · черна пешка на бяло поле f3 · бяла пешка на бяло поле c2 · бяла пешка на черно поле f2 · бял цар на бяло поле f1 | 1 |
|   | a | b | c | d | e | f | g | h |   |

|   | a | b | c | d | e | f | g | h |   |
| 8 | бял кон на бяло поле a8 · черна пешка на черно поле c7 · черен цар на бяло поле f7 · черен кон на черно поле g7 · бяла дама на бяло поле a6 · черен топ на бяло поле c6 · черен топ на черно поле c5 · черна пешка на черно поле e5 · бял кон на бяло поле f5 · черна дама на черно поле b4 · бяла пешка на бяло поле e4 · черна пешка на черно поле e3 · бял цар на бяло поле e2 · бял топ на черно поле c1 · бял топ на черно поле g1 | бял кон на бяло поле a8 · черна пешка на черно поле c7 · черен цар на бяло поле f7 · черен кон на черно поле g7 · бяла дама на бяло поле a6 · черен топ на бяло поле c6 · черен топ на черно поле c5 · черна пешка на черно поле e5 · бял кон на бяло поле f5 · черна дама на черно поле b4 · бяла пешка на бяло поле e4 · черна пешка на черно поле e3 · бял цар на бяло поле e2 · бял топ на черно поле c1 · бял топ на черно поле g1 | бял кон на бяло поле a8 · черна пешка на черно поле c7 · черен цар на бяло поле f7 · черен кон на черно поле g7 · бяла дама на бяло поле a6 · черен топ на бяло поле c6 · черен топ на черно поле c5 · черна пешка на черно поле e5 · бял кон на бяло поле f5 · черна дама на черно поле b4 · бяла пешка на бяло поле e4 · черна пешка на черно поле e3 · бял цар на бяло поле e2 · бял топ на черно поле c1 · бял топ на черно поле g1 | бял кон на бяло поле a8 · черна пешка на черно поле c7 · черен цар на бяло поле f7 · черен кон на черно поле g7 · бяла дама на бяло поле a6 · черен топ на бяло поле c6 · черен топ на черно поле c5 · черна пешка на черно поле e5 · бял кон на бяло поле f5 · черна дама на черно поле b4 · бяла пешка на бяло поле e4 · черна пешка на черно поле e3 · бял цар на бяло поле e2 · бял топ на черно поле c1 · бял топ на черно поле g1 | бял кон на бяло поле a8 · черна пешка на черно поле c7 · черен цар на бяло поле f7 · черен кон на черно поле g7 · бяла дама на бяло поле a6 · черен топ на бяло поле c6 · черен топ на черно поле c5 · черна пешка на черно поле e5 · бял кон на бяло поле f5 · черна дама на черно поле b4 · бяла пешка на бяло поле e4 · черна пешка на черно поле e3 · бял цар на бяло поле e2 · бял топ на черно поле c1 · бял топ на черно поле g1 | бял кон на бяло поле a8 · черна пешка на черно поле c7 · черен цар на бяло поле f7 · черен кон на черно поле g7 · бяла дама на бяло поле a6 · черен топ на бяло поле c6 · черен топ на черно поле c5 · черна пешка на черно поле e5 · бял кон на бяло поле f5 · черна дама на черно поле b4 · бяла пешка на бяло поле e4 · черна пешка на черно поле e3 · бял цар на бяло поле e2 · бял топ на черно поле c1 · бял топ на черно поле g1 | бял кон на бяло поле a8 · черна пешка на черно поле c7 · черен цар на бяло поле f7 · черен кон на черно поле g7 · бяла дама на бяло поле a6 · черен топ на бяло поле c6 · черен топ на черно поле c5 · черна пешка на черно поле e5 · бял кон на бяло поле f5 · черна дама на черно поле b4 · бяла пешка на бяло поле e4 · черна пешка на черно поле e3 · бял цар на бяло поле e2 · бял топ на черно поле c1 · бял топ на черно поле g1 | бял кон на бяло поле a8 · черна пешка на черно поле c7 · черен цар на бяло поле f7 · черен кон на черно поле g7 · бяла дама на бяло поле a6 · черен топ на бяло поле c6 · черен топ на черно поле c5 · черна пешка на черно поле e5 · бял кон на бяло поле f5 · черна дама на черно поле b4 · бяла пешка на бяло поле e4 · черна пешка на черно поле e3 · бял цар на бяло поле e2 · бял топ на черно поле c1 · бял топ на черно поле g1 | 8 |
| 7 | бял кон на бяло поле a8 · черна пешка на черно поле c7 · черен цар на бяло поле f7 · черен кон на черно поле g7 · бяла дама на бяло поле a6 · черен топ на бяло поле c6 · черен топ на черно поле c5 · черна пешка на черно поле e5 · бял кон на бяло поле f5 · черна дама на черно поле b4 · бяла пешка на бяло поле e4 · черна пешка на черно поле e3 · бял цар на бяло поле e2 · бял топ на черно поле c1 · бял топ на черно поле g1 | бял кон на бяло поле a8 · черна пешка на черно поле c7 · черен цар на бяло поле f7 · черен кон на черно поле g7 · бяла дама на бяло поле a6 · черен топ на бяло поле c6 · черен топ на черно поле c5 · черна пешка на черно поле e5 · бял кон на бяло поле f5 · черна дама на черно поле b4 · бяла пешка на бяло поле e4 · черна пешка на черно поле e3 · бял цар на бяло поле e2 · бял топ на черно поле c1 · бял топ на черно поле g1 | бял кон на бяло поле a8 · черна пешка на черно поле c7 · черен цар на бяло поле f7 · черен кон на черно поле g7 · бяла дама на бяло поле a6 · черен топ на бяло поле c6 · черен топ на черно поле c5 · черна пешка на черно поле e5 · бял кон на бяло поле f5 · черна дама на черно поле b4 · бяла пешка на бяло поле e4 · черна пешка на черно поле e3 · бял цар на бяло поле e2 · бял топ на черно поле c1 · бял топ на черно поле g1 | бял кон на бяло поле a8 · черна пешка на черно поле c7 · черен цар на бяло поле f7 · черен кон на черно поле g7 · бяла дама на бяло поле a6 · черен топ на бяло поле c6 · черен топ на черно поле c5 · черна пешка на черно поле e5 · бял кон на бяло поле f5 · черна дама на черно поле b4 · бяла пешка на бяло поле e4 · черна пешка на черно поле e3 · бял цар на бяло поле e2 · бял топ на черно поле c1 · бял топ на черно поле g1 | бял кон на бяло поле a8 · черна пешка на черно поле c7 · черен цар на бяло поле f7 · черен кон на черно поле g7 · бяла дама на бяло поле a6 · черен топ на бяло поле c6 · черен топ на черно поле c5 · черна пешка на черно поле e5 · бял кон на бяло поле f5 · черна дама на черно поле b4 · бяла пешка на бяло поле e4 · черна пешка на черно поле e3 · бял цар на бяло поле e2 · бял топ на черно поле c1 · бял топ на черно поле g1 | бял кон на бяло поле a8 · черна пешка на черно поле c7 · черен цар на бяло поле f7 · черен кон на черно поле g7 · бяла дама на бяло поле a6 · черен топ на бяло поле c6 · черен топ на черно поле c5 · черна пешка на черно поле e5 · бял кон на бяло поле f5 · черна дама на черно поле b4 · бяла пешка на бяло поле e4 · черна пешка на черно поле e3 · бял цар на бяло поле e2 · бял топ на черно поле c1 · бял топ на черно поле g1 | бял кон на бяло поле a8 · черна пешка на черно поле c7 · черен цар на бяло поле f7 · черен кон на черно поле g7 · бяла дама на бяло поле a6 · черен топ на бяло поле c6 · черен топ на черно поле c5 · черна пешка на черно поле e5 · бял кон на бяло поле f5 · черна дама на черно поле b4 · бяла пешка на бяло поле e4 · черна пешка на черно поле e3 · бял цар на бяло поле e2 · бял топ на черно поле c1 · бял топ на черно поле g1 | бял кон на бяло поле a8 · черна пешка на черно поле c7 · черен цар на бяло поле f7 · черен кон на черно поле g7 · бяла дама на бяло поле a6 · черен топ на бяло поле c6 · черен топ на черно поле c5 · черна пешка на черно поле e5 · бял кон на бяло поле f5 · черна дама на черно поле b4 · бяла пешка на бяло поле e4 · черна пешка на черно поле e3 · бял цар на бяло поле e2 · бял топ на черно поле c1 · бял топ на черно поле g1 | 7 |
| 6 | бял кон на бяло поле a8 · черна пешка на черно поле c7 · черен цар на бяло поле f7 · черен кон на черно поле g7 · бяла дама на бяло поле a6 · черен топ на бяло поле c6 · черен топ на черно поле c5 · черна пешка на черно поле e5 · бял кон на бяло поле f5 · черна дама на черно поле b4 · бяла пешка на бяло поле e4 · черна пешка на черно поле e3 · бял цар на бяло поле e2 · бял топ на черно поле c1 · бял топ на черно поле g1 | бял кон на бяло поле a8 · черна пешка на черно поле c7 · черен цар на бяло поле f7 · черен кон на черно поле g7 · бяла дама на бяло поле a6 · черен топ на бяло поле c6 · черен топ на черно поле c5 · черна пешка на черно поле e5 · бял кон на бяло поле f5 · черна дама на черно поле b4 · бяла пешка на бяло поле e4 · черна пешка на черно поле e3 · бял цар на бяло поле e2 · бял топ на черно поле c1 · бял топ на черно поле g1 | бял кон на бяло поле a8 · черна пешка на черно поле c7 · черен цар на бяло поле f7 · черен кон на черно поле g7 · бяла дама на бяло поле a6 · черен топ на бяло поле c6 · черен топ на черно поле c5 · черна пешка на черно поле e5 · бял кон на бяло поле f5 · черна дама на черно поле b4 · бяла пешка на бяло поле e4 · черна пешка на черно поле e3 · бял цар на бяло поле e2 · бял топ на черно поле c1 · бял топ на черно поле g1 | бял кон на бяло поле a8 · черна пешка на черно поле c7 · черен цар на бяло поле f7 · черен кон на черно поле g7 · бяла дама на бяло поле a6 · черен топ на бяло поле c6 · черен топ на черно поле c5 · черна пешка на черно поле e5 · бял кон на бяло поле f5 · черна дама на черно поле b4 · бяла пешка на бяло поле e4 · черна пешка на черно поле e3 · бял цар на бяло поле e2 · бял топ на черно поле c1 · бял топ на черно поле g1 | бял кон на бяло поле a8 · черна пешка на черно поле c7 · черен цар на бяло поле f7 · черен кон на черно поле g7 · бяла дама на бяло поле a6 · черен топ на бяло поле c6 · черен топ на черно поле c5 · черна пешка на черно поле e5 · бял кон на бяло поле f5 · черна дама на черно поле b4 · бяла пешка на бяло поле e4 · черна пешка на черно поле e3 · бял цар на бяло поле e2 · бял топ на черно поле c1 · бял топ на черно поле g1 | бял кон на бяло поле a8 · черна пешка на черно поле c7 · черен цар на бяло поле f7 · черен кон на черно поле g7 · бяла дама на бяло поле a6 · черен топ на бяло поле c6 · черен топ на черно поле c5 · черна пешка на черно поле e5 · бял кон на бяло поле f5 · черна дама на черно поле b4 · бяла пешка на бяло поле e4 · черна пешка на черно поле e3 · бял цар на бяло поле e2 · бял топ на черно поле c1 · бял топ на черно поле g1 | бял кон на бяло поле a8 · черна пешка на черно поле c7 · черен цар на бяло поле f7 · черен кон на черно поле g7 · бяла дама на бяло поле a6 · черен топ на бяло поле c6 · черен топ на черно поле c5 · черна пешка на черно поле e5 · бял кон на бяло поле f5 · черна дама на черно поле b4 · бяла пешка на бяло поле e4 · черна пешка на черно поле e3 · бял цар на бяло поле e2 · бял топ на черно поле c1 · бял топ на черно поле g1 | бял кон на бяло поле a8 · черна пешка на черно поле c7 · черен цар на бяло поле f7 · черен кон на черно поле g7 · бяла дама на бяло поле a6 · черен топ на бяло поле c6 · черен топ на черно поле c5 · черна пешка на черно поле e5 · бял кон на бяло поле f5 · черна дама на черно поле b4 · бяла пешка на бяло поле e4 · черна пешка на черно поле e3 · бял цар на бяло поле e2 · бял топ на черно поле c1 · бял топ на черно поле g1 | 6 |
| 5 | бял кон на бяло поле a8 · черна пешка на черно поле c7 · черен цар на бяло поле f7 · черен кон на черно поле g7 · бяла дама на бяло поле a6 · черен топ на бяло поле c6 · черен топ на черно поле c5 · черна пешка на черно поле e5 · бял кон на бяло поле f5 · черна дама на черно поле b4 · бяла пешка на бяло поле e4 · черна пешка на черно поле e3 · бял цар на бяло поле e2 · бял топ на черно поле c1 · бял топ на черно поле g1 | бял кон на бяло поле a8 · черна пешка на черно поле c7 · черен цар на бяло поле f7 · черен кон на черно поле g7 · бяла дама на бяло поле a6 · черен топ на бяло поле c6 · черен топ на черно поле c5 · черна пешка на черно поле e5 · бял кон на бяло поле f5 · черна дама на черно поле b4 · бяла пешка на бяло поле e4 · черна пешка на черно поле e3 · бял цар на бяло поле e2 · бял топ на черно поле c1 · бял топ на черно поле g1 | бял кон на бяло поле a8 · черна пешка на черно поле c7 · черен цар на бяло поле f7 · черен кон на черно поле g7 · бяла дама на бяло поле a6 · черен топ на бяло поле c6 · черен топ на черно поле c5 · черна пешка на черно поле e5 · бял кон на бяло поле f5 · черна дама на черно поле b4 · бяла пешка на бяло поле e4 · черна пешка на черно поле e3 · бял цар на бяло поле e2 · бял топ на черно поле c1 · бял топ на черно поле g1 | бял кон на бяло поле a8 · черна пешка на черно поле c7 · черен цар на бяло поле f7 · черен кон на черно поле g7 · бяла дама на бяло поле a6 · черен топ на бяло поле c6 · черен топ на черно поле c5 · черна пешка на черно поле e5 · бял кон на бяло поле f5 · черна дама на черно поле b4 · бяла пешка на бяло поле e4 · черна пешка на черно поле e3 · бял цар на бяло поле e2 · бял топ на черно поле c1 · бял топ на черно поле g1 | бял кон на бяло поле a8 · черна пешка на черно поле c7 · черен цар на бяло поле f7 · черен кон на черно поле g7 · бяла дама на бяло поле a6 · черен топ на бяло поле c6 · черен топ на черно поле c5 · черна пешка на черно поле e5 · бял кон на бяло поле f5 · черна дама на черно поле b4 · бяла пешка на бяло поле e4 · черна пешка на черно поле e3 · бял цар на бяло поле e2 · бял топ на черно поле c1 · бял топ на черно поле g1 | бял кон на бяло поле a8 · черна пешка на черно поле c7 · черен цар на бяло поле f7 · черен кон на черно поле g7 · бяла дама на бяло поле a6 · черен топ на бяло поле c6 · черен топ на черно поле c5 · черна пешка на черно поле e5 · бял кон на бяло поле f5 · черна дама на черно поле b4 · бяла пешка на бяло поле e4 · черна пешка на черно поле e3 · бял цар на бяло поле e2 · бял топ на черно поле c1 · бял топ на черно поле g1 | бял кон на бяло поле a8 · черна пешка на черно поле c7 · черен цар на бяло поле f7 · черен кон на черно поле g7 · бяла дама на бяло поле a6 · черен топ на бяло поле c6 · черен топ на черно поле c5 · черна пешка на черно поле e5 · бял кон на бяло поле f5 · черна дама на черно поле b4 · бяла пешка на бяло поле e4 · черна пешка на черно поле e3 · бял цар на бяло поле e2 · бял топ на черно поле c1 · бял топ на черно поле g1 | бял кон на бяло поле a8 · черна пешка на черно поле c7 · черен цар на бяло поле f7 · черен кон на черно поле g7 · бяла дама на бяло поле a6 · черен топ на бяло поле c6 · черен топ на черно поле c5 · черна пешка на черно поле e5 · бял кон на бяло поле f5 · черна дама на черно поле b4 · бяла пешка на бяло поле e4 · черна пешка на черно поле e3 · бял цар на бяло поле e2 · бял топ на черно поле c1 · бял топ на черно поле g1 | 5 |
| 4 | бял кон на бяло поле a8 · черна пешка на черно поле c7 · черен цар на бяло поле f7 · черен кон на черно поле g7 · бяла дама на бяло поле a6 · черен топ на бяло поле c6 · черен топ на черно поле c5 · черна пешка на черно поле e5 · бял кон на бяло поле f5 · черна дама на черно поле b4 · бяла пешка на бяло поле e4 · черна пешка на черно поле e3 · бял цар на бяло поле e2 · бял топ на черно поле c1 · бял топ на черно поле g1 | бял кон на бяло поле a8 · черна пешка на черно поле c7 · черен цар на бяло поле f7 · черен кон на черно поле g7 · бяла дама на бяло поле a6 · черен топ на бяло поле c6 · черен топ на черно поле c5 · черна пешка на черно поле e5 · бял кон на бяло поле f5 · черна дама на черно поле b4 · бяла пешка на бяло поле e4 · черна пешка на черно поле e3 · бял цар на бяло поле e2 · бял топ на черно поле c1 · бял топ на черно поле g1 | бял кон на бяло поле a8 · черна пешка на черно поле c7 · черен цар на бяло поле f7 · черен кон на черно поле g7 · бяла дама на бяло поле a6 · черен топ на бяло поле c6 · черен топ на черно поле c5 · черна пешка на черно поле e5 · бял кон на бяло поле f5 · черна дама на черно поле b4 · бяла пешка на бяло поле e4 · черна пешка на черно поле e3 · бял цар на бяло поле e2 · бял топ на черно поле c1 · бял топ на черно поле g1 | бял кон на бяло поле a8 · черна пешка на черно поле c7 · черен цар на бяло поле f7 · черен кон на черно поле g7 · бяла дама на бяло поле a6 · черен топ на бяло поле c6 · черен топ на черно поле c5 · черна пешка на черно поле e5 · бял кон на бяло поле f5 · черна дама на черно поле b4 · бяла пешка на бяло поле e4 · черна пешка на черно поле e3 · бял цар на бяло поле e2 · бял топ на черно поле c1 · бял топ на черно поле g1 | бял кон на бяло поле a8 · черна пешка на черно поле c7 · черен цар на бяло поле f7 · черен кон на черно поле g7 · бяла дама на бяло поле a6 · черен топ на бяло поле c6 · черен топ на черно поле c5 · черна пешка на черно поле e5 · бял кон на бяло поле f5 · черна дама на черно поле b4 · бяла пешка на бяло поле e4 · черна пешка на черно поле e3 · бял цар на бяло поле e2 · бял топ на черно поле c1 · бял топ на черно поле g1 | бял кон на бяло поле a8 · черна пешка на черно поле c7 · черен цар на бяло поле f7 · черен кон на черно поле g7 · бяла дама на бяло поле a6 · черен топ на бяло поле c6 · черен топ на черно поле c5 · черна пешка на черно поле e5 · бял кон на бяло поле f5 · черна дама на черно поле b4 · бяла пешка на бяло поле e4 · черна пешка на черно поле e3 · бял цар на бяло поле e2 · бял топ на черно поле c1 · бял топ на черно поле g1 | бял кон на бяло поле a8 · черна пешка на черно поле c7 · черен цар на бяло поле f7 · черен кон на черно поле g7 · бяла дама на бяло поле a6 · черен топ на бяло поле c6 · черен топ на черно поле c5 · черна пешка на черно поле e5 · бял кон на бяло поле f5 · черна дама на черно поле b4 · бяла пешка на бяло поле e4 · черна пешка на черно поле e3 · бял цар на бяло поле e2 · бял топ на черно поле c1 · бял топ на черно поле g1 | бял кон на бяло поле a8 · черна пешка на черно поле c7 · черен цар на бяло поле f7 · черен кон на черно поле g7 · бяла дама на бяло поле a6 · черен топ на бяло поле c6 · черен топ на черно поле c5 · черна пешка на черно поле e5 · бял кон на бяло поле f5 · черна дама на черно поле b4 · бяла пешка на бяло поле e4 · черна пешка на черно поле e3 · бял цар на бяло поле e2 · бял топ на черно поле c1 · бял топ на черно поле g1 | 4 |
| 3 | бял кон на бяло поле a8 · черна пешка на черно поле c7 · черен цар на бяло поле f7 · черен кон на черно поле g7 · бяла дама на бяло поле a6 · черен топ на бяло поле c6 · черен топ на черно поле c5 · черна пешка на черно поле e5 · бял кон на бяло поле f5 · черна дама на черно поле b4 · бяла пешка на бяло поле e4 · черна пешка на черно поле e3 · бял цар на бяло поле e2 · бял топ на черно поле c1 · бял топ на черно поле g1 | бял кон на бяло поле a8 · черна пешка на черно поле c7 · черен цар на бяло поле f7 · черен кон на черно поле g7 · бяла дама на бяло поле a6 · черен топ на бяло поле c6 · черен топ на черно поле c5 · черна пешка на черно поле e5 · бял кон на бяло поле f5 · черна дама на черно поле b4 · бяла пешка на бяло поле e4 · черна пешка на черно поле e3 · бял цар на бяло поле e2 · бял топ на черно поле c1 · бял топ на черно поле g1 | бял кон на бяло поле a8 · черна пешка на черно поле c7 · черен цар на бяло поле f7 · черен кон на черно поле g7 · бяла дама на бяло поле a6 · черен топ на бяло поле c6 · черен топ на черно поле c5 · черна пешка на черно поле e5 · бял кон на бяло поле f5 · черна дама на черно поле b4 · бяла пешка на бяло поле e4 · черна пешка на черно поле e3 · бял цар на бяло поле e2 · бял топ на черно поле c1 · бял топ на черно поле g1 | бял кон на бяло поле a8 · черна пешка на черно поле c7 · черен цар на бяло поле f7 · черен кон на черно поле g7 · бяла дама на бяло поле a6 · черен топ на бяло поле c6 · черен топ на черно поле c5 · черна пешка на черно поле e5 · бял кон на бяло поле f5 · черна дама на черно поле b4 · бяла пешка на бяло поле e4 · черна пешка на черно поле e3 · бял цар на бяло поле e2 · бял топ на черно поле c1 · бял топ на черно поле g1 | бял кон на бяло поле a8 · черна пешка на черно поле c7 · черен цар на бяло поле f7 · черен кон на черно поле g7 · бяла дама на бяло поле a6 · черен топ на бяло поле c6 · черен топ на черно поле c5 · черна пешка на черно поле e5 · бял кон на бяло поле f5 · черна дама на черно поле b4 · бяла пешка на бяло поле e4 · черна пешка на черно поле e3 · бял цар на бяло поле e2 · бял топ на черно поле c1 · бял топ на черно поле g1 | бял кон на бяло поле a8 · черна пешка на черно поле c7 · черен цар на бяло поле f7 · черен кон на черно поле g7 · бяла дама на бяло поле a6 · черен топ на бяло поле c6 · черен топ на черно поле c5 · черна пешка на черно поле e5 · бял кон на бяло поле f5 · черна дама на черно поле b4 · бяла пешка на бяло поле e4 · черна пешка на черно поле e3 · бял цар на бяло поле e2 · бял топ на черно поле c1 · бял топ на черно поле g1 | бял кон на бяло поле a8 · черна пешка на черно поле c7 · черен цар на бяло поле f7 · черен кон на черно поле g7 · бяла дама на бяло поле a6 · черен топ на бяло поле c6 · черен топ на черно поле c5 · черна пешка на черно поле e5 · бял кон на бяло поле f5 · черна дама на черно поле b4 · бяла пешка на бяло поле e4 · черна пешка на черно поле e3 · бял цар на бяло поле e2 · бял топ на черно поле c1 · бял топ на черно поле g1 | бял кон на бяло поле a8 · черна пешка на черно поле c7 · черен цар на бяло поле f7 · черен кон на черно поле g7 · бяла дама на бяло поле a6 · черен топ на бяло поле c6 · черен топ на черно поле c5 · черна пешка на черно поле e5 · бял кон на бяло поле f5 · черна дама на черно поле b4 · бяла пешка на бяло поле e4 · черна пешка на черно поле e3 · бял цар на бяло поле e2 · бял топ на черно поле c1 · бял топ на черно поле g1 | 3 |
| 2 | бял кон на бяло поле a8 · черна пешка на черно поле c7 · черен цар на бяло поле f7 · черен кон на черно поле g7 · бяла дама на бяло поле a6 · черен топ на бяло поле c6 · черен топ на черно поле c5 · черна пешка на черно поле e5 · бял кон на бяло поле f5 · черна дама на черно поле b4 · бяла пешка на бяло поле e4 · черна пешка на черно поле e3 · бял цар на бяло поле e2 · бял топ на черно поле c1 · бял топ на черно поле g1 | бял кон на бяло поле a8 · черна пешка на черно поле c7 · черен цар на бяло поле f7 · черен кон на черно поле g7 · бяла дама на бяло поле a6 · черен топ на бяло поле c6 · черен топ на черно поле c5 · черна пешка на черно поле e5 · бял кон на бяло поле f5 · черна дама на черно поле b4 · бяла пешка на бяло поле e4 · черна пешка на черно поле e3 · бял цар на бяло поле e2 · бял топ на черно поле c1 · бял топ на черно поле g1 | бял кон на бяло поле a8 · черна пешка на черно поле c7 · черен цар на бяло поле f7 · черен кон на черно поле g7 · бяла дама на бяло поле a6 · черен топ на бяло поле c6 · черен топ на черно поле c5 · черна пешка на черно поле e5 · бял кон на бяло поле f5 · черна дама на черно поле b4 · бяла пешка на бяло поле e4 · черна пешка на черно поле e3 · бял цар на бяло поле e2 · бял топ на черно поле c1 · бял топ на черно поле g1 | бял кон на бяло поле a8 · черна пешка на черно поле c7 · черен цар на бяло поле f7 · черен кон на черно поле g7 · бяла дама на бяло поле a6 · черен топ на бяло поле c6 · черен топ на черно поле c5 · черна пешка на черно поле e5 · бял кон на бяло поле f5 · черна дама на черно поле b4 · бяла пешка на бяло поле e4 · черна пешка на черно поле e3 · бял цар на бяло поле e2 · бял топ на черно поле c1 · бял топ на черно поле g1 | бял кон на бяло поле a8 · черна пешка на черно поле c7 · черен цар на бяло поле f7 · черен кон на черно поле g7 · бяла дама на бяло поле a6 · черен топ на бяло поле c6 · черен топ на черно поле c5 · черна пешка на черно поле e5 · бял кон на бяло поле f5 · черна дама на черно поле b4 · бяла пешка на бяло поле e4 · черна пешка на черно поле e3 · бял цар на бяло поле e2 · бял топ на черно поле c1 · бял топ на черно поле g1 | бял кон на бяло поле a8 · черна пешка на черно поле c7 · черен цар на бяло поле f7 · черен кон на черно поле g7 · бяла дама на бяло поле a6 · черен топ на бяло поле c6 · черен топ на черно поле c5 · черна пешка на черно поле e5 · бял кон на бяло поле f5 · черна дама на черно поле b4 · бяла пешка на бяло поле e4 · черна пешка на черно поле e3 · бял цар на бяло поле e2 · бял топ на черно поле c1 · бял топ на черно поле g1 | бял кон на бяло поле a8 · черна пешка на черно поле c7 · черен цар на бяло поле f7 · черен кон на черно поле g7 · бяла дама на бяло поле a6 · черен топ на бяло поле c6 · черен топ на черно поле c5 · черна пешка на черно поле e5 · бял кон на бяло поле f5 · черна дама на черно поле b4 · бяла пешка на бяло поле e4 · черна пешка на черно поле e3 · бял цар на бяло поле e2 · бял топ на черно поле c1 · бял топ на черно поле g1 | бял кон на бяло поле a8 · черна пешка на черно поле c7 · черен цар на бяло поле f7 · черен кон на черно поле g7 · бяла дама на бяло поле a6 · черен топ на бяло поле c6 · черен топ на черно поле c5 · черна пешка на черно поле e5 · бял кон на бяло поле f5 · черна дама на черно поле b4 · бяла пешка на бяло поле e4 · черна пешка на черно поле e3 · бял цар на бяло поле e2 · бял топ на черно поле c1 · бял топ на черно поле g1 | 2 |
| 1 | бял кон на бяло поле a8 · черна пешка на черно поле c7 · черен цар на бяло поле f7 · черен кон на черно поле g7 · бяла дама на бяло поле a6 · черен топ на бяло поле c6 · черен топ на черно поле c5 · черна пешка на черно поле e5 · бял кон на бяло поле f5 · черна дама на черно поле b4 · бяла пешка на бяло поле e4 · черна пешка на черно поле e3 · бял цар на бяло поле e2 · бял топ на черно поле c1 · бял топ на черно поле g1 | бял кон на бяло поле a8 · черна пешка на черно поле c7 · черен цар на бяло поле f7 · черен кон на черно поле g7 · бяла дама на бяло поле a6 · черен топ на бяло поле c6 · черен топ на черно поле c5 · черна пешка на черно поле e5 · бял кон на бяло поле f5 · черна дама на черно поле b4 · бяла пешка на бяло поле e4 · черна пешка на черно поле e3 · бял цар на бяло поле e2 · бял топ на черно поле c1 · бял топ на черно поле g1 | бял кон на бяло поле a8 · черна пешка на черно поле c7 · черен цар на бяло поле f7 · черен кон на черно поле g7 · бяла дама на бяло поле a6 · черен топ на бяло поле c6 · черен топ на черно поле c5 · черна пешка на черно поле e5 · бял кон на бяло поле f5 · черна дама на черно поле b4 · бяла пешка на бяло поле e4 · черна пешка на черно поле e3 · бял цар на бяло поле e2 · бял топ на черно поле c1 · бял топ на черно поле g1 | бял кон на бяло поле a8 · черна пешка на черно поле c7 · черен цар на бяло поле f7 · черен кон на черно поле g7 · бяла дама на бяло поле a6 · черен топ на бяло поле c6 · черен топ на черно поле c5 · черна пешка на черно поле e5 · бял кон на бяло поле f5 · черна дама на черно поле b4 · бяла пешка на бяло поле e4 · черна пешка на черно поле e3 · бял цар на бяло поле e2 · бял топ на черно поле c1 · бял топ на черно поле g1 | бял кон на бяло поле a8 · черна пешка на черно поле c7 · черен цар на бяло поле f7 · черен кон на черно поле g7 · бяла дама на бяло поле a6 · черен топ на бяло поле c6 · черен топ на черно поле c5 · черна пешка на черно поле e5 · бял кон на бяло поле f5 · черна дама на черно поле b4 · бяла пешка на бяло поле e4 · черна пешка на черно поле e3 · бял цар на бяло поле e2 · бял топ на черно поле c1 · бял топ на черно поле g1 | бял кон на бяло поле a8 · черна пешка на черно поле c7 · черен цар на бяло поле f7 · черен кон на черно поле g7 · бяла дама на бяло поле a6 · черен топ на бяло поле c6 · черен топ на черно поле c5 · черна пешка на черно поле e5 · бял кон на бяло поле f5 · черна дама на черно поле b4 · бяла пешка на бяло поле e4 · черна пешка на черно поле e3 · бял цар на бяло поле e2 · бял топ на черно поле c1 · бял топ на черно поле g1 | бял кон на бяло поле a8 · черна пешка на черно поле c7 · черен цар на бяло поле f7 · черен кон на черно поле g7 · бяла дама на бяло поле a6 · черен топ на бяло поле c6 · черен топ на черно поле c5 · черна пешка на черно поле e5 · бял кон на бяло поле f5 · черна дама на черно поле b4 · бяла пешка на бяло поле e4 · черна пешка на черно поле e3 · бял цар на бяло поле e2 · бял топ на черно поле c1 · бял топ на черно поле g1 | бял кон на бяло поле a8 · черна пешка на черно поле c7 · черен цар на бяло поле f7 · черен кон на черно поле g7 · бяла дама на бяло поле a6 · черен топ на бяло поле c6 · черен топ на черно поле c5 · черна пешка на черно поле e5 · бял кон на бяло поле f5 · черна дама на черно поле b4 · бяла пешка на бяло поле e4 · черна пешка на черно поле e3 · бял цар на бяло поле e2 · бял топ на черно поле c1 · бял топ на черно поле g1 | 1 |
|   | a | b | c | d | e | f | g | h |   |